# Liste des ponts de Venise
Le centre historique de Venise comprend 121 îles liées par 435 ponts. Cette liste reprend les noms vénitiens des principaux ponts de Venise par sestiere (quartier) ou île.

## Les ponts d'accès à la ville

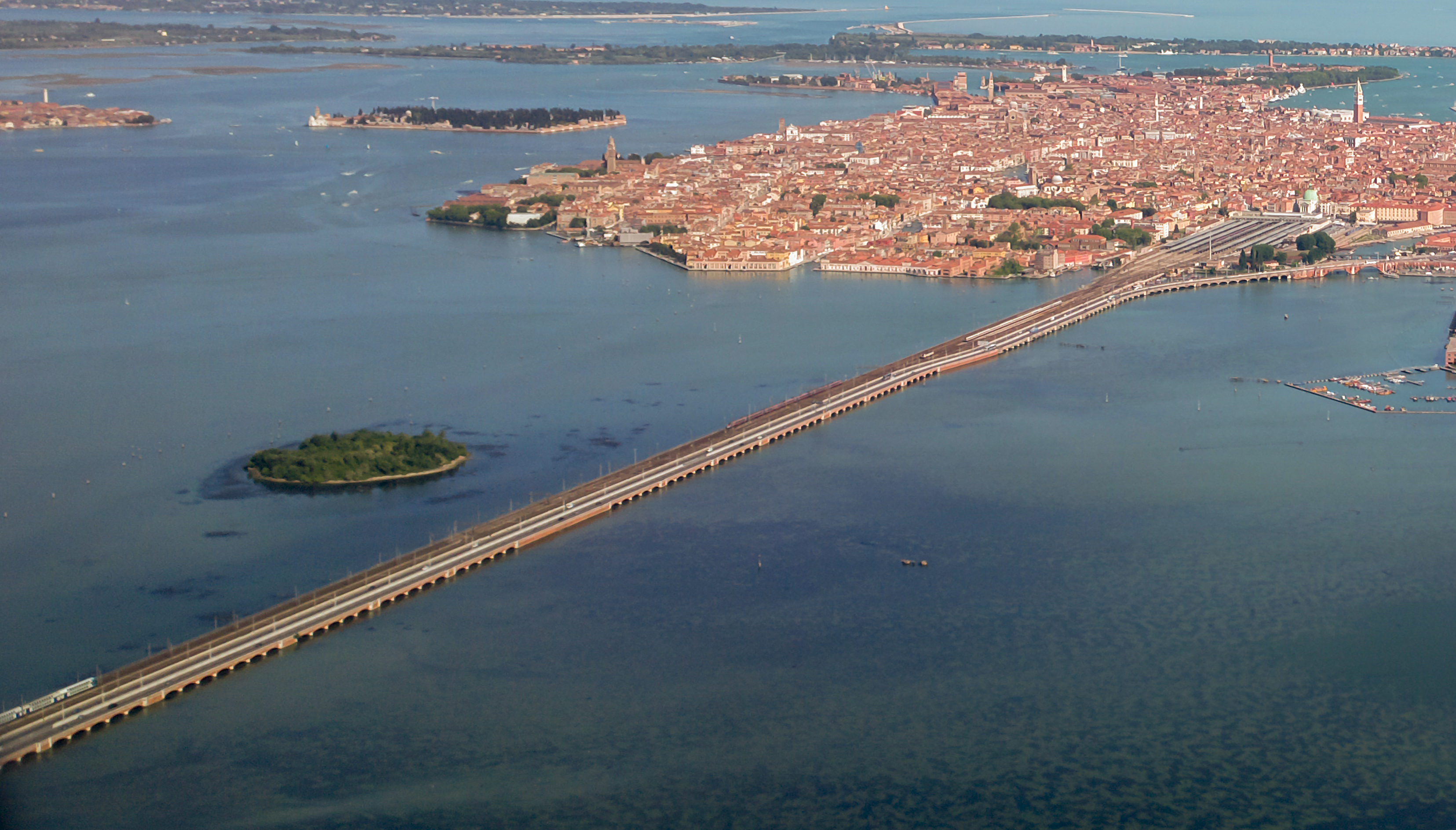
Le pont de la Liberté (Ponte della Libertà).

- Pont de la Liberté (Ponte della Libertà)
- Pont des Lagunes

## Les ponts duGrand Canal

Le pont de la Constitution (Ponte della Costituzione o di Calatrava)
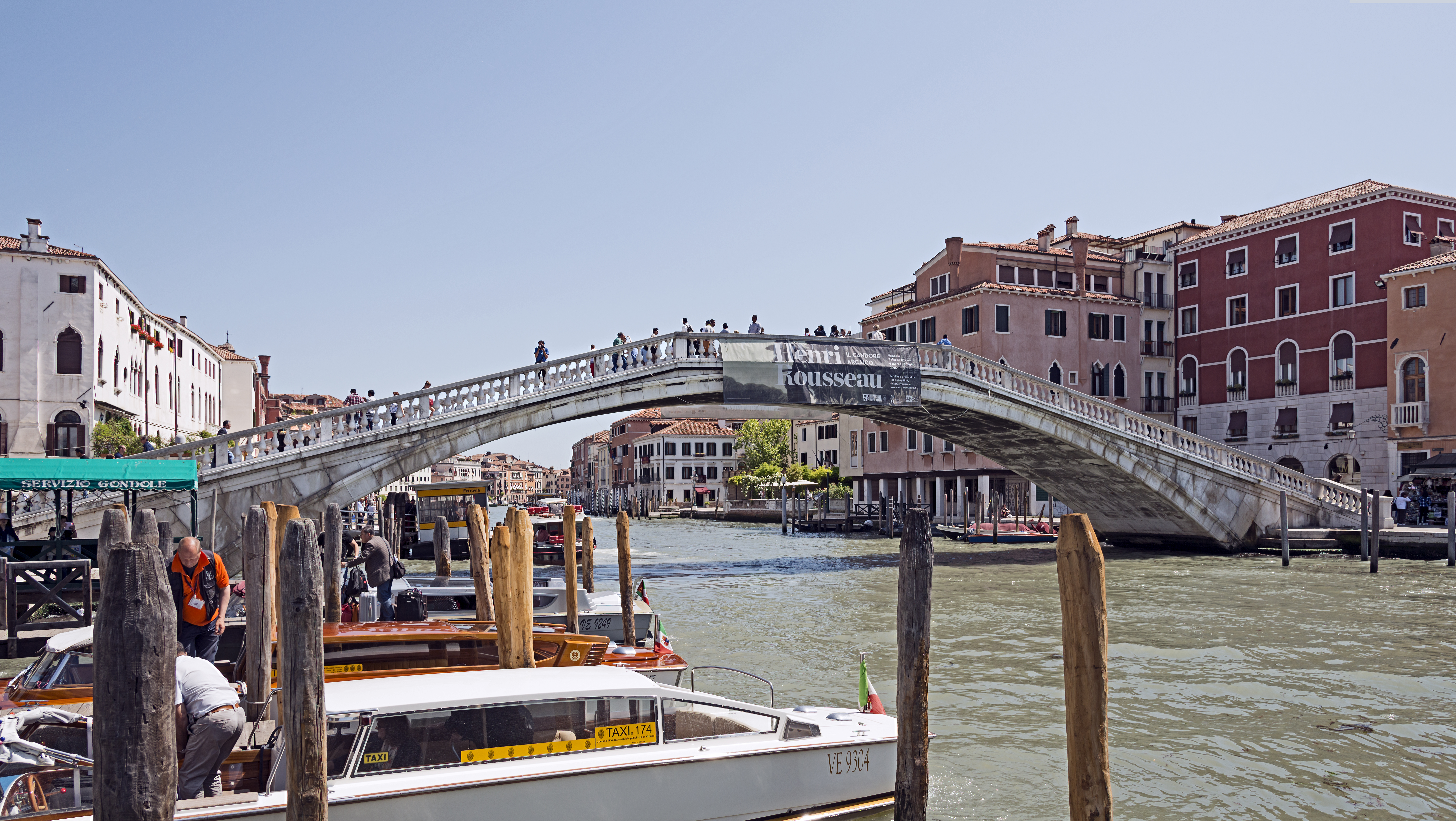
Le pont des Déchaussés  (Ponte degli Scalzi)
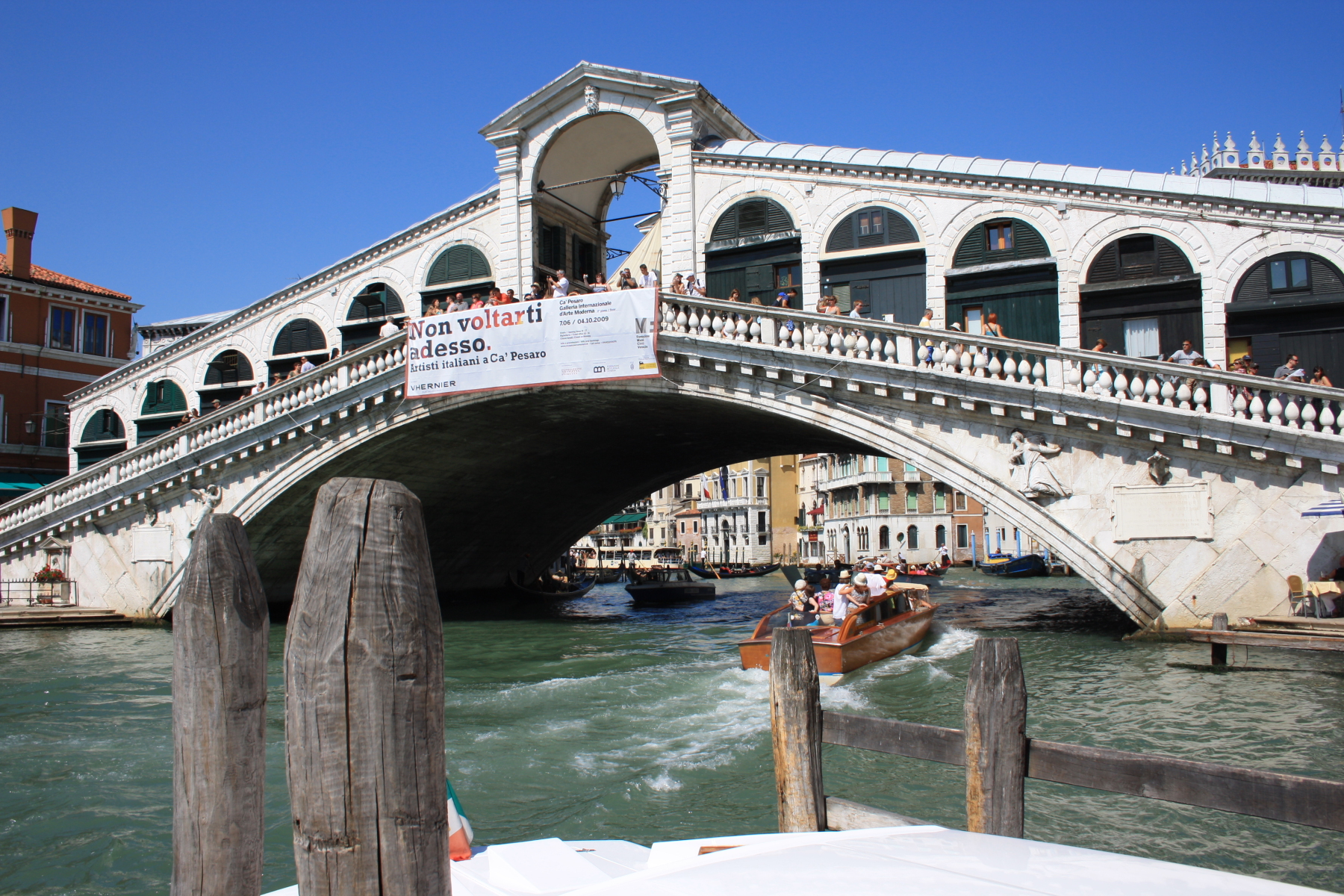
Le pont du Rialto  (Ponte di Rialto)
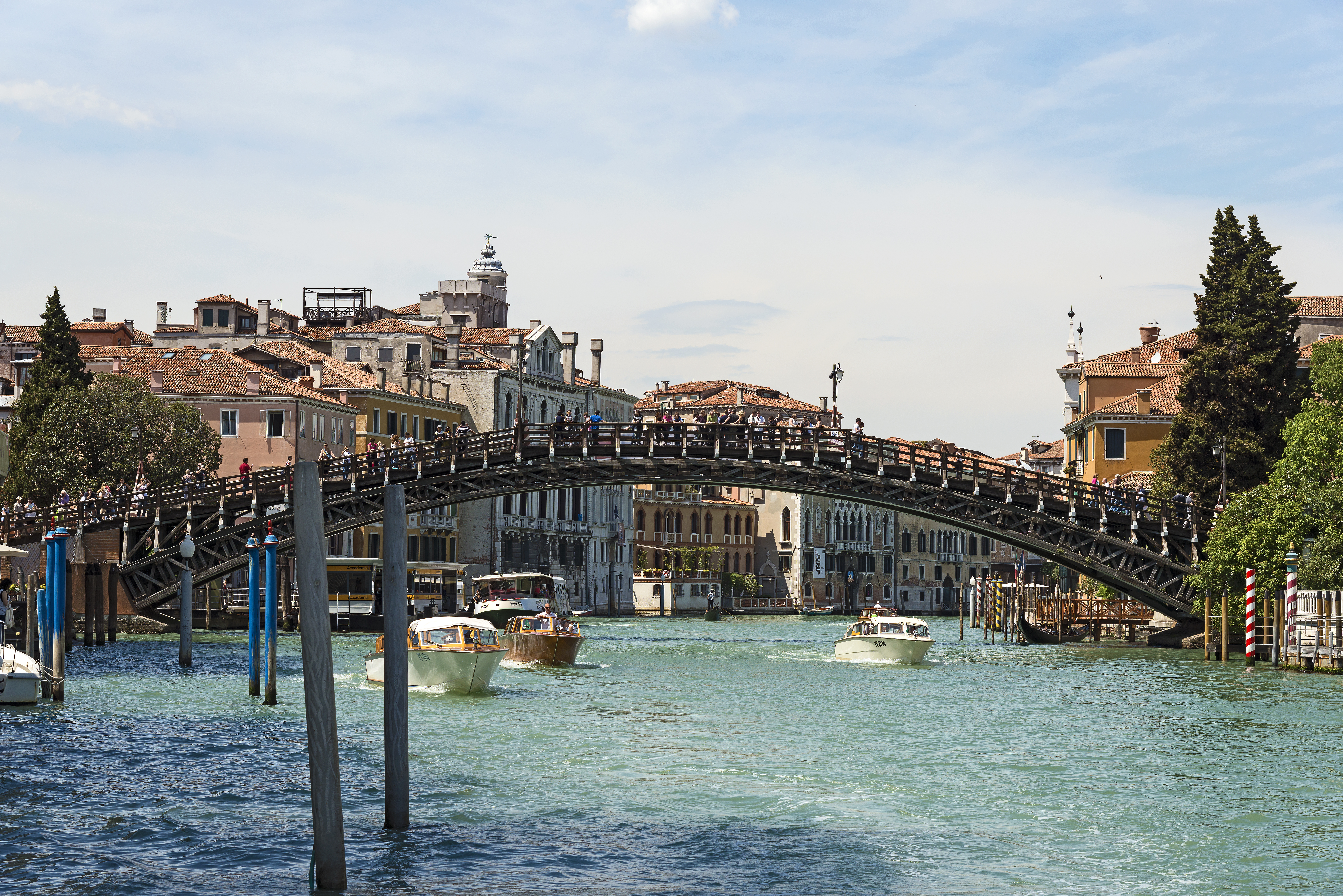
Le pont de l'Académie (Ponte dell'Accademia)

## Sestiere deCannaregio

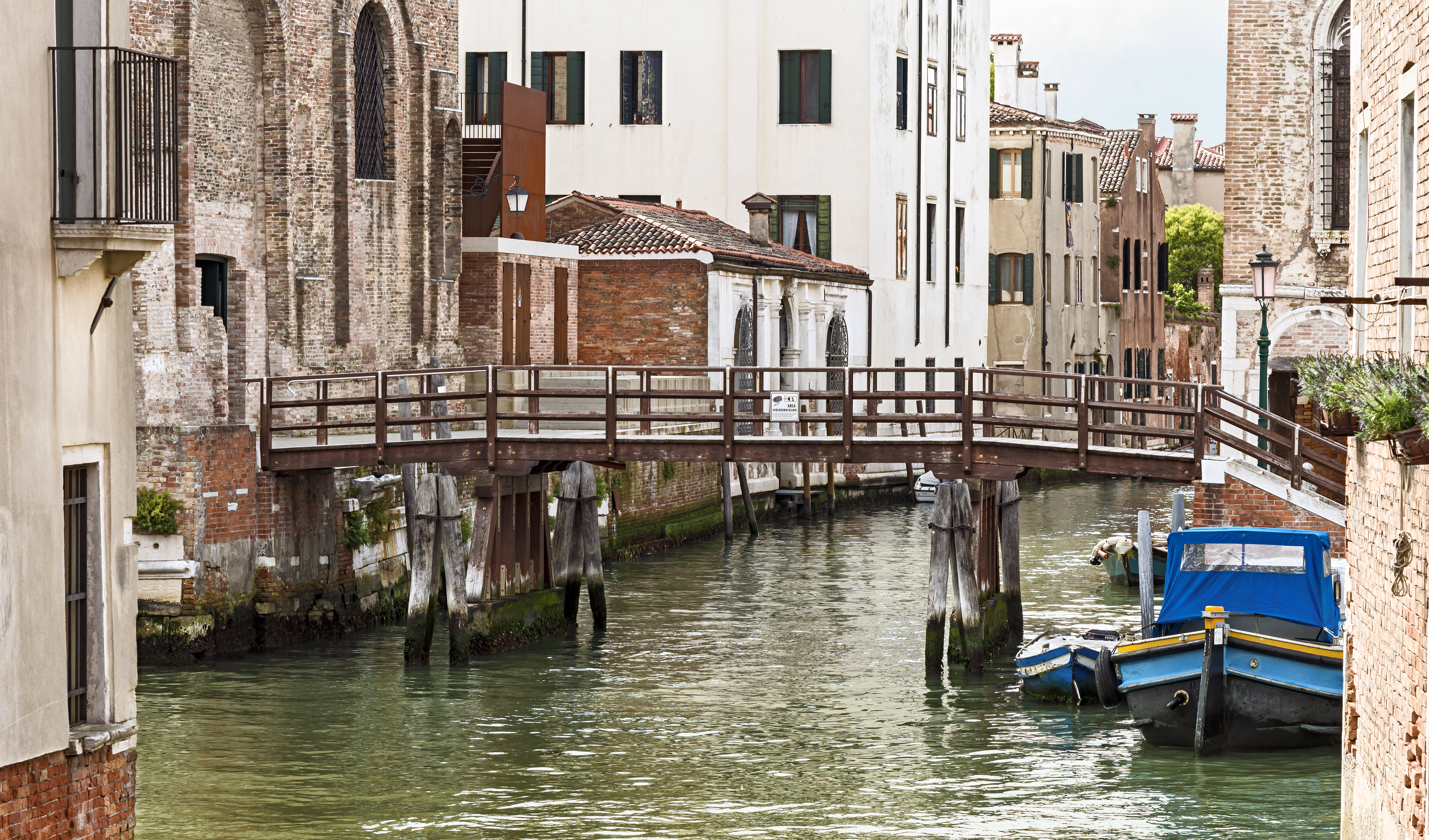
Ponte de l'Abazia Rio de la Sensa
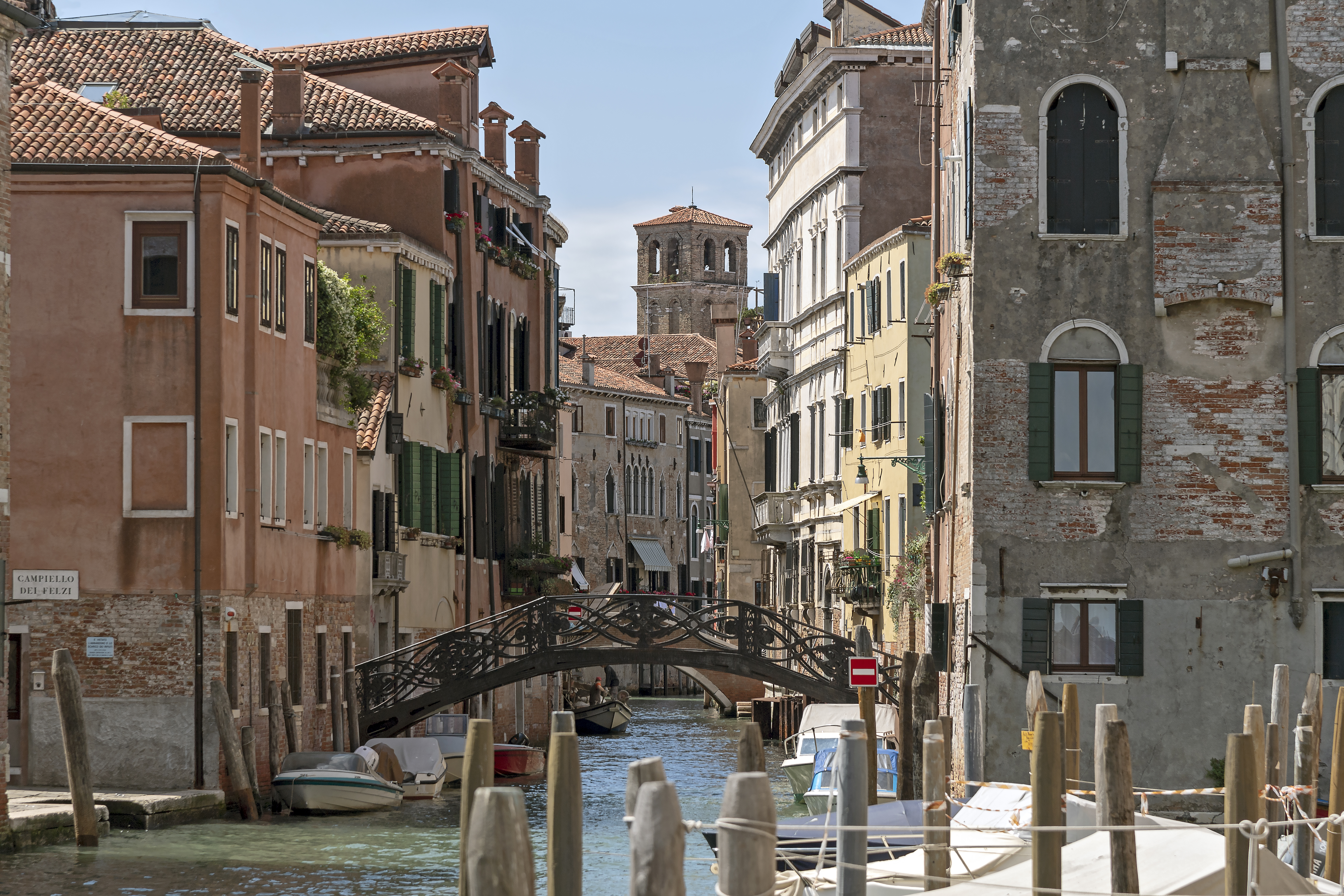
Ponte de l'Acquavita Rio dei Gesuiti
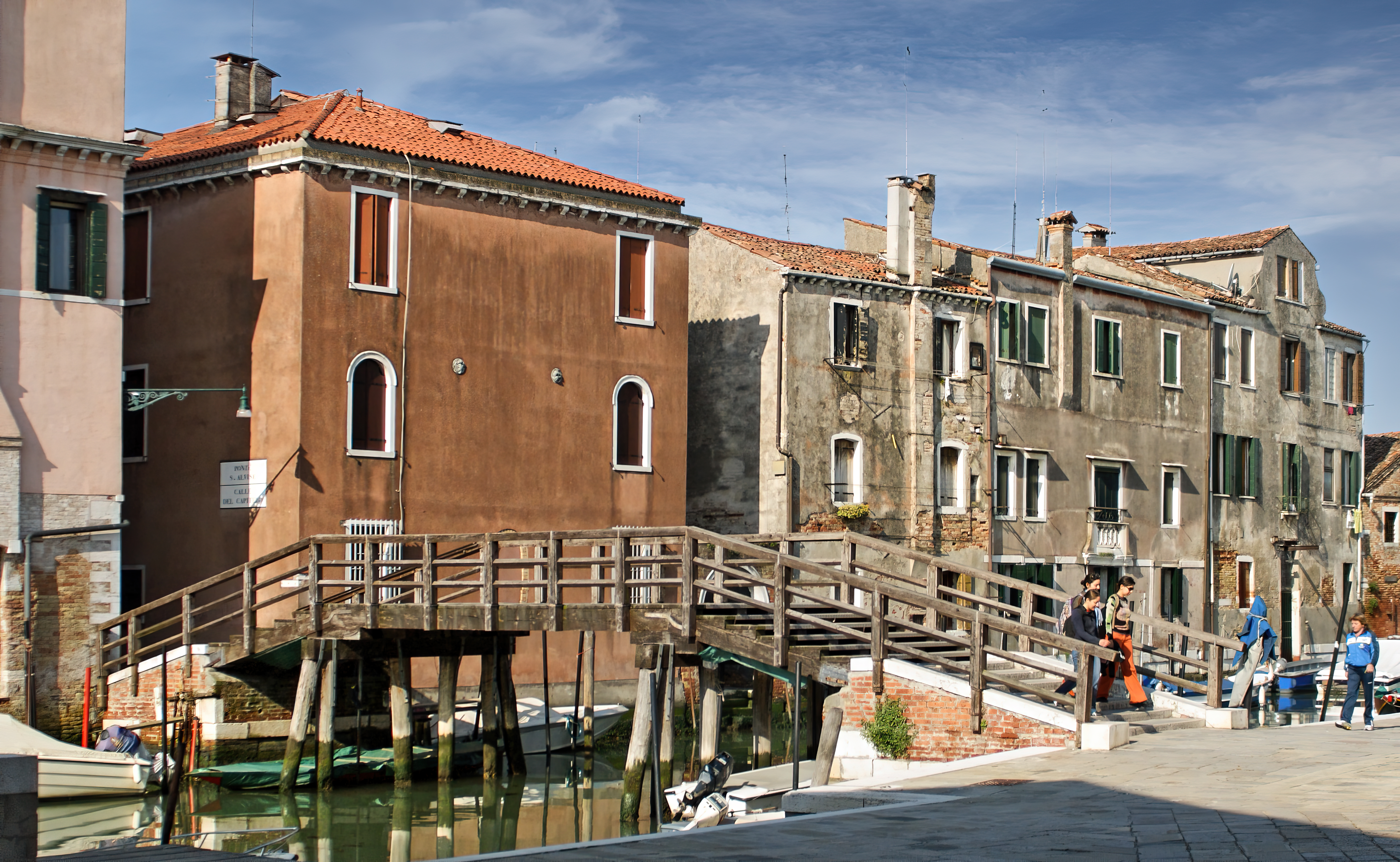
Ponte Sant'Alvise Rio de Sant'Alvise
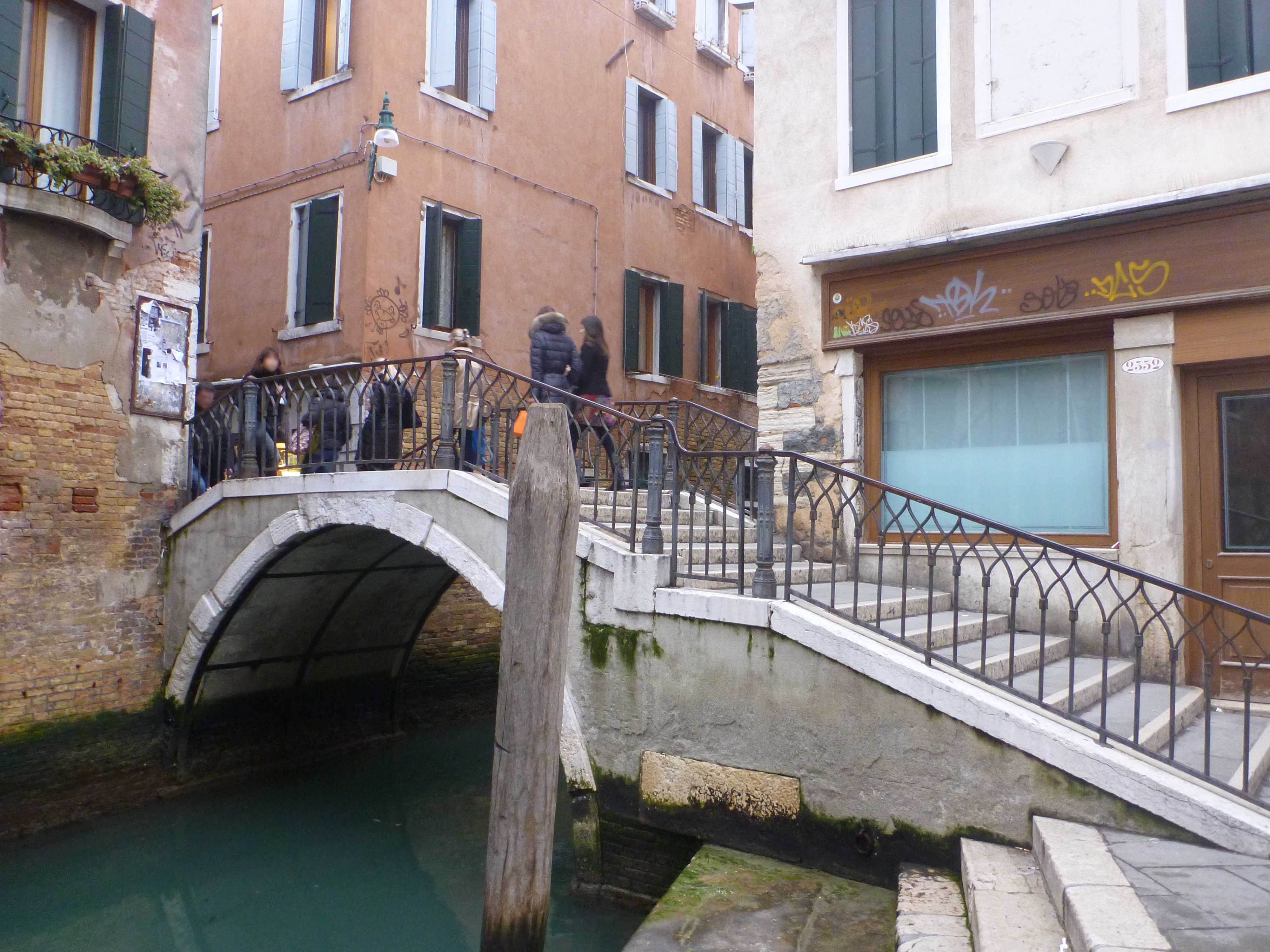
Ponte de l'Anconeta Rio de San Marcuola
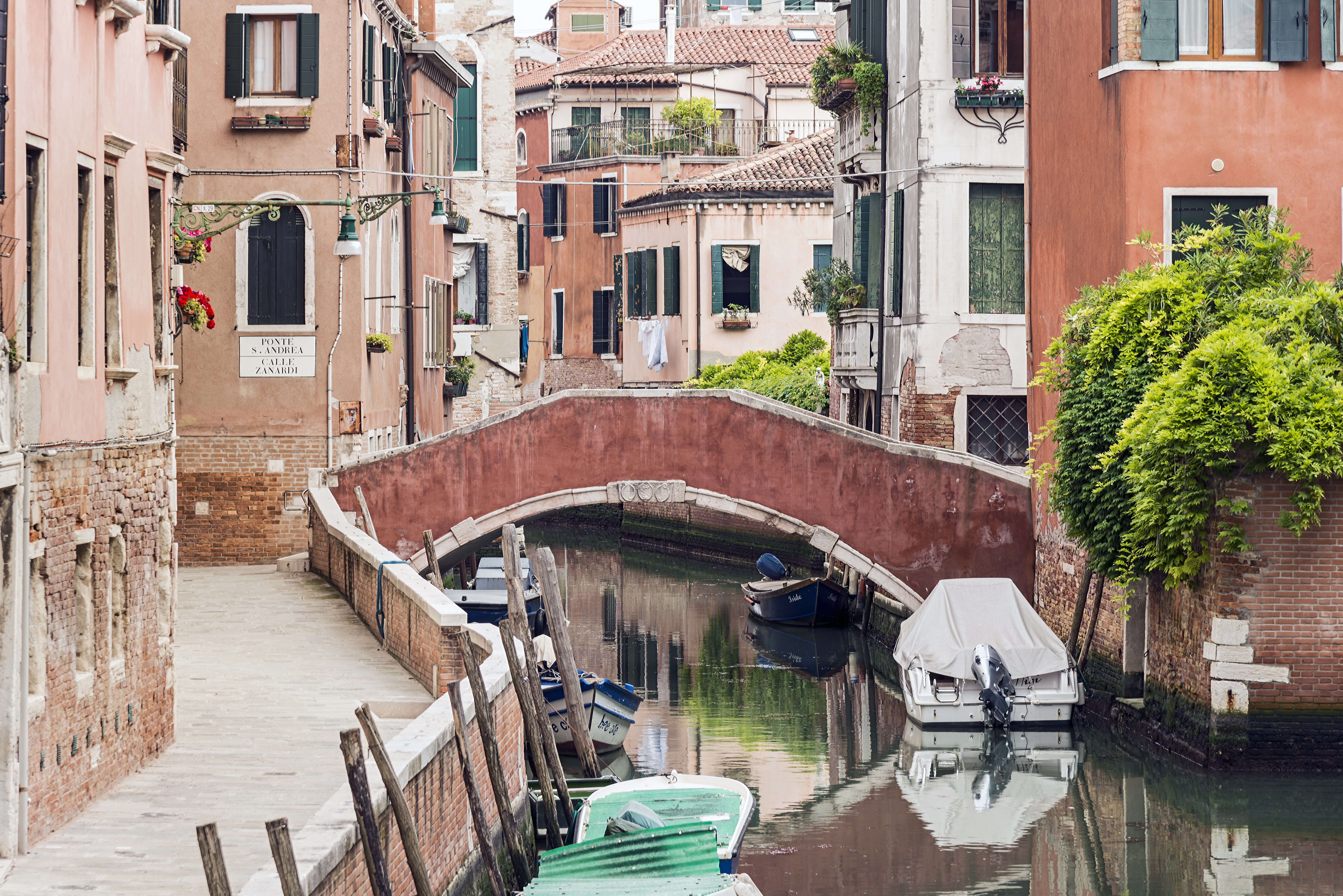
Ponte Sant'Andrea Rio de Sant'Andrea
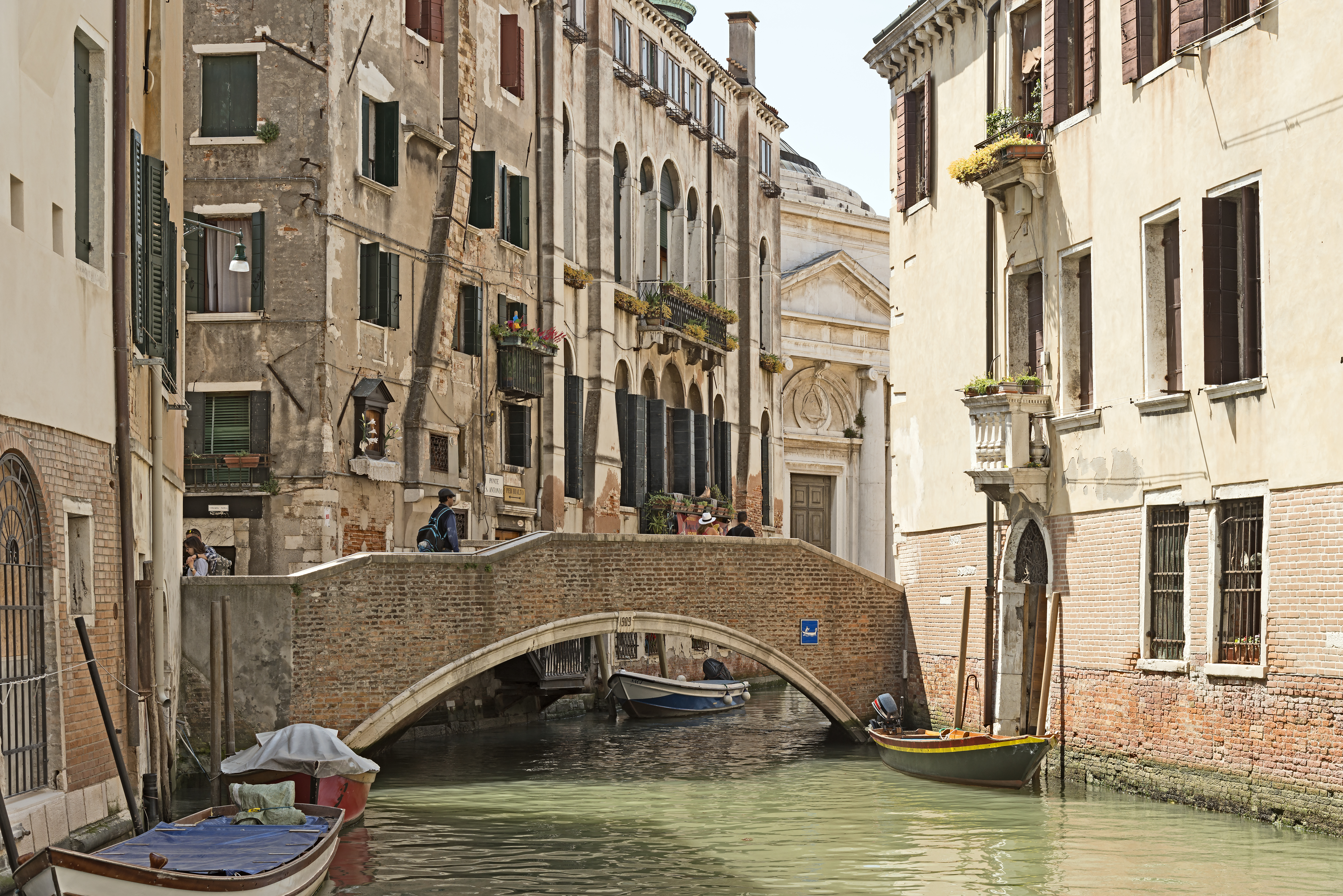
Ponte Sant Antonio Rio de la Madalena
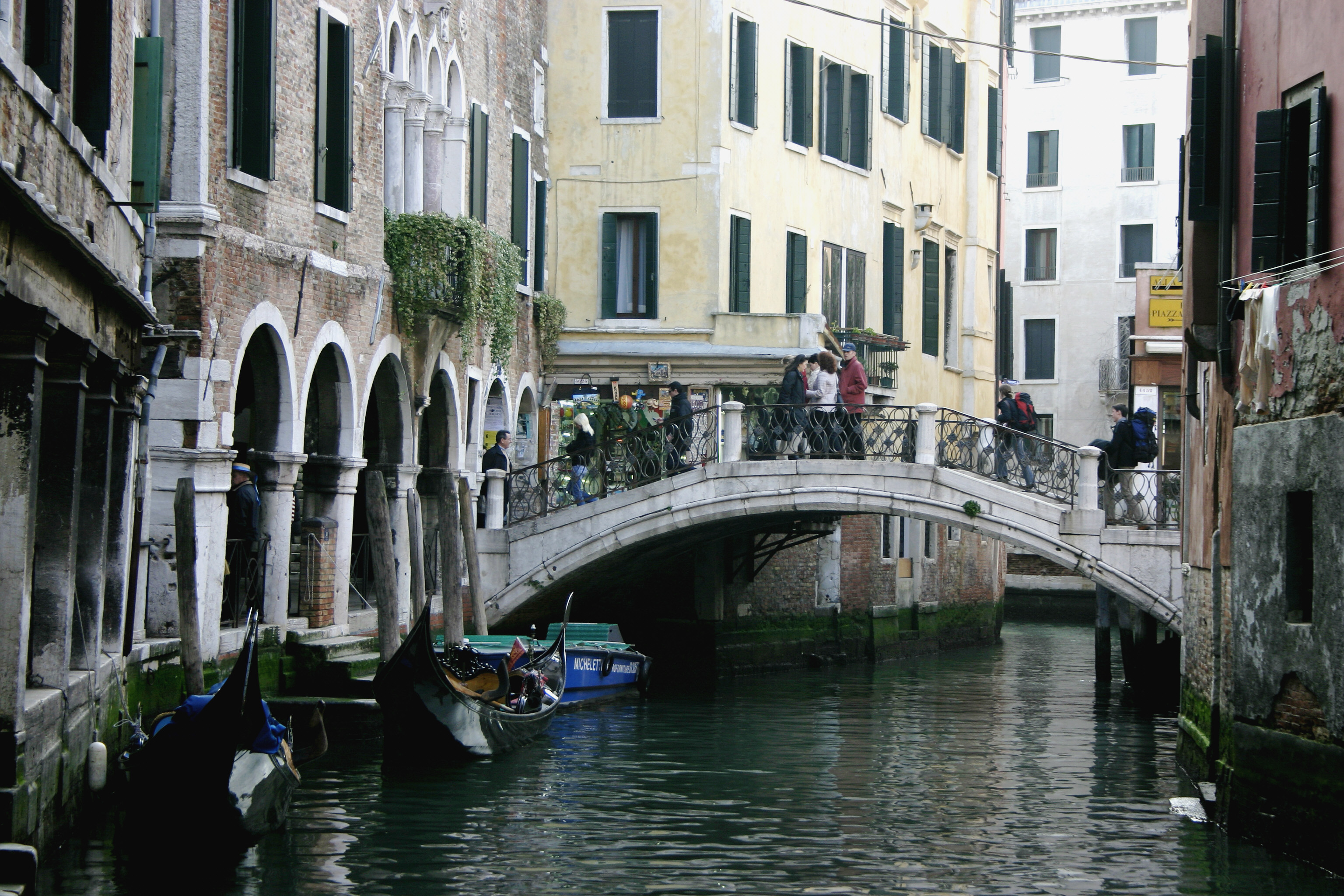
Ponte Santi Apostoli Rio dei Santi Apostoli
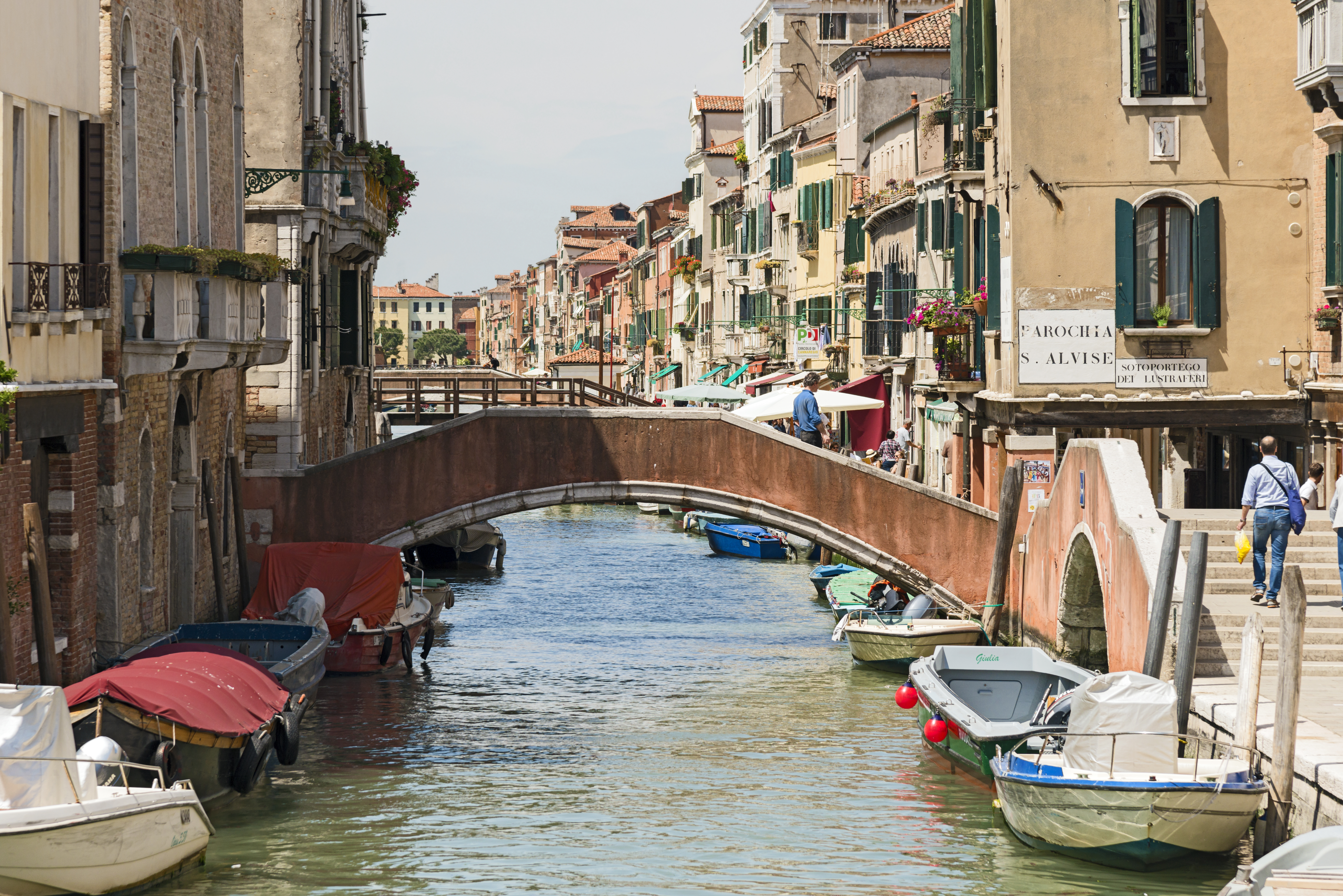
Ponte de l'Aseo Rio de San Girolamo
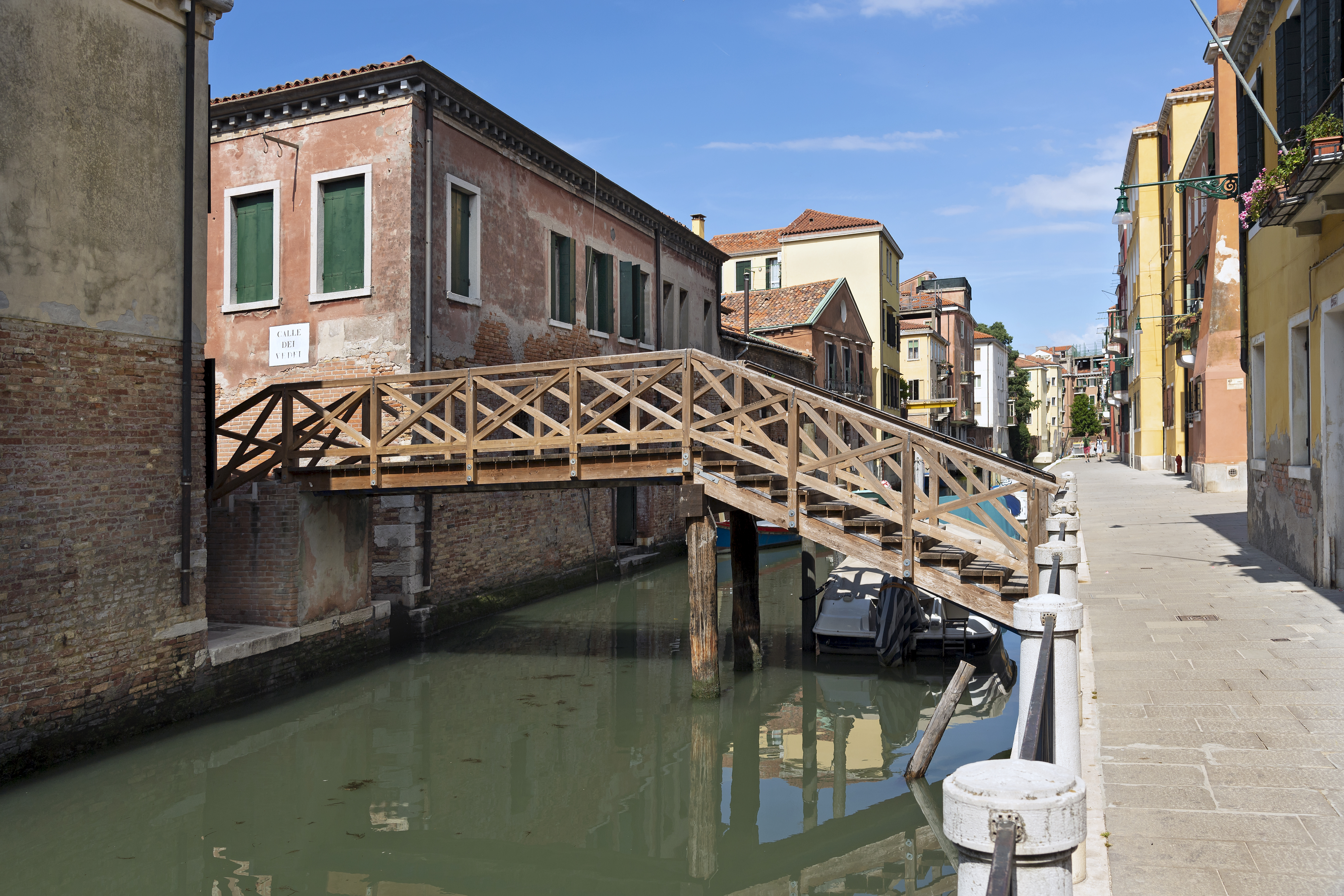
Ponte del Batelo Rio del Battello
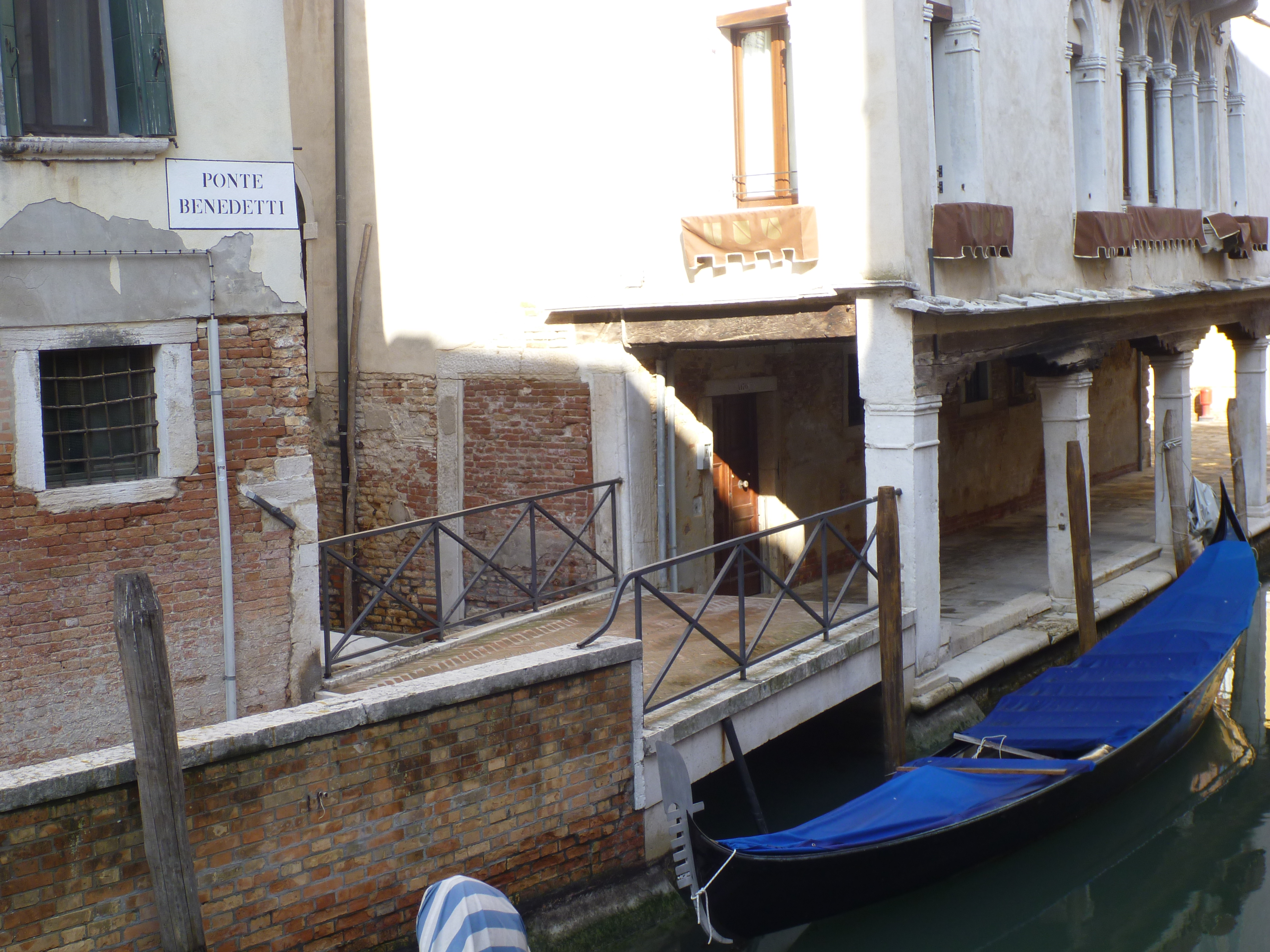
Ponte Benedetti Riello de Santa Sofia
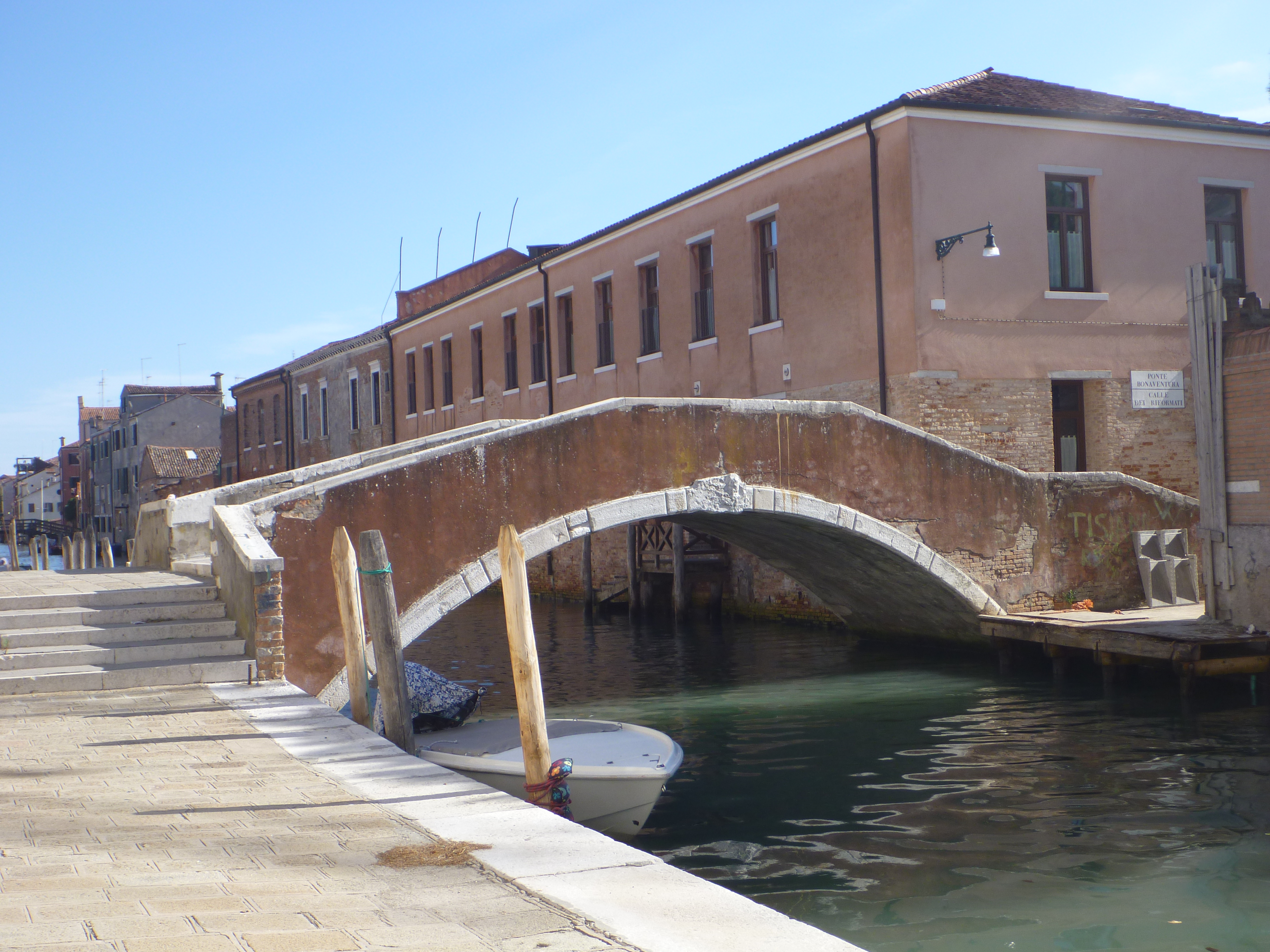
Ponte Sant'Bonaventura Rio de Sant'Alvise
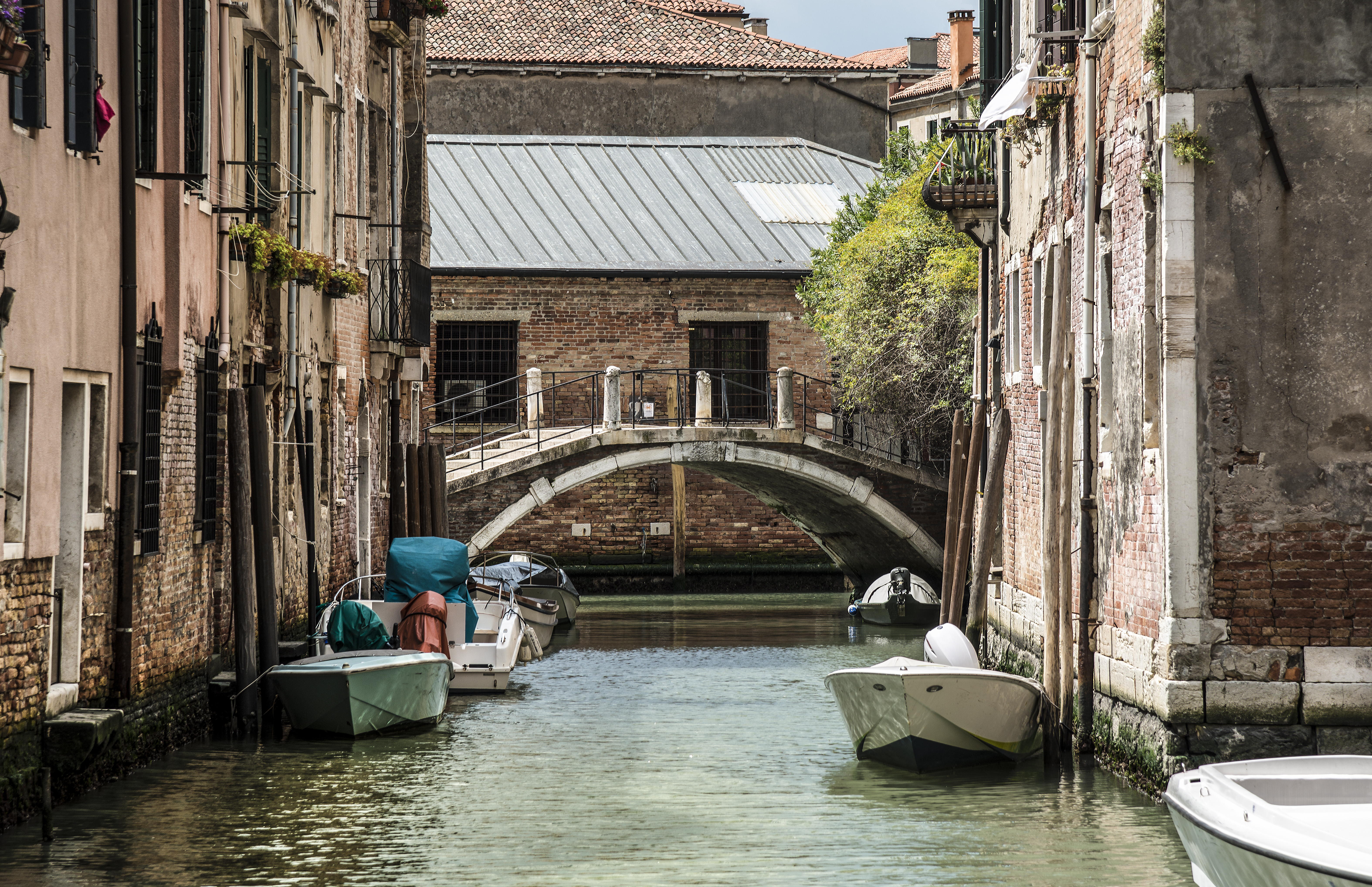
Ponte Brazzo Rio Brazzo
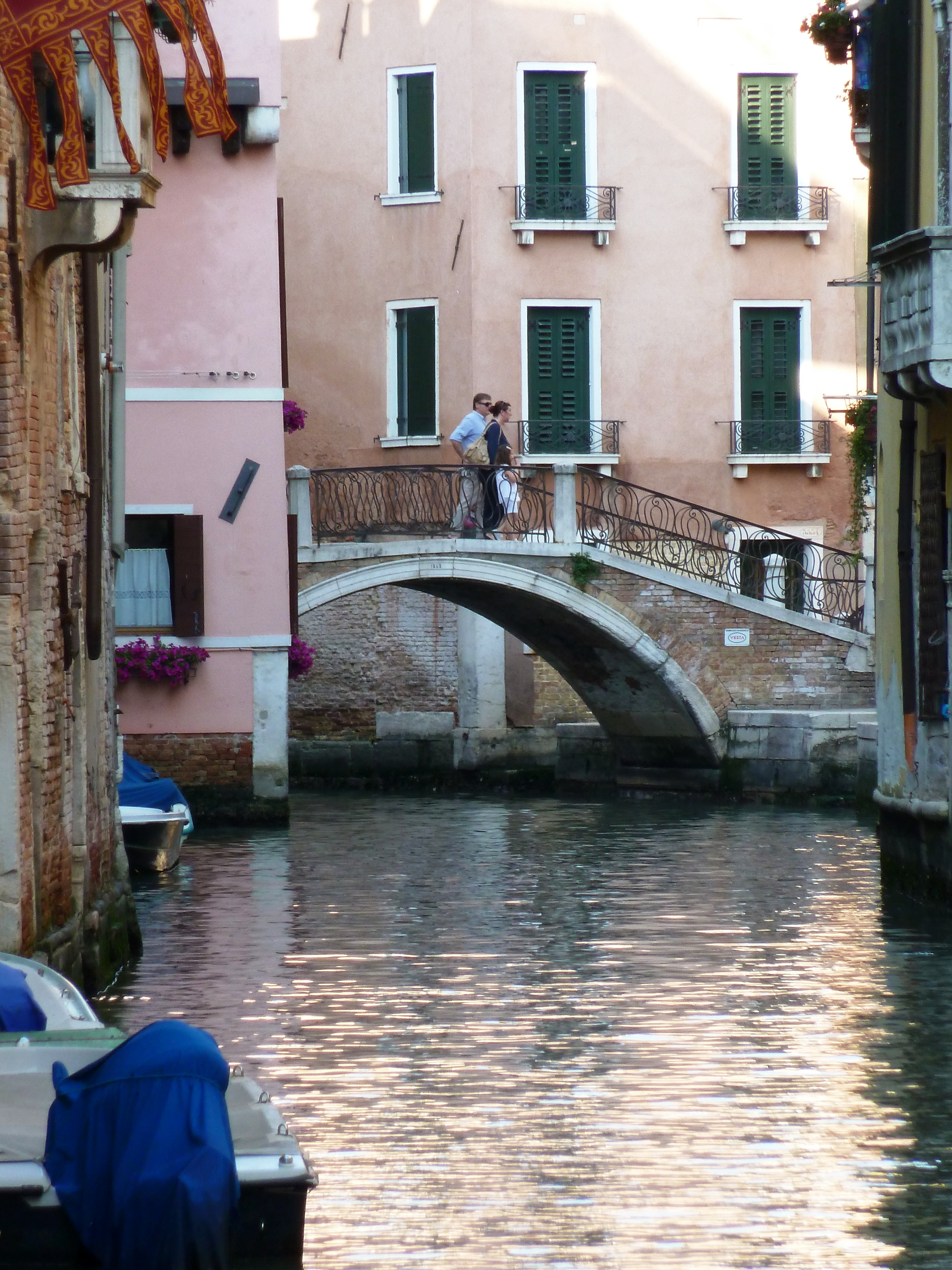
Ponte San Canzian Rio dei Santi Apostoli
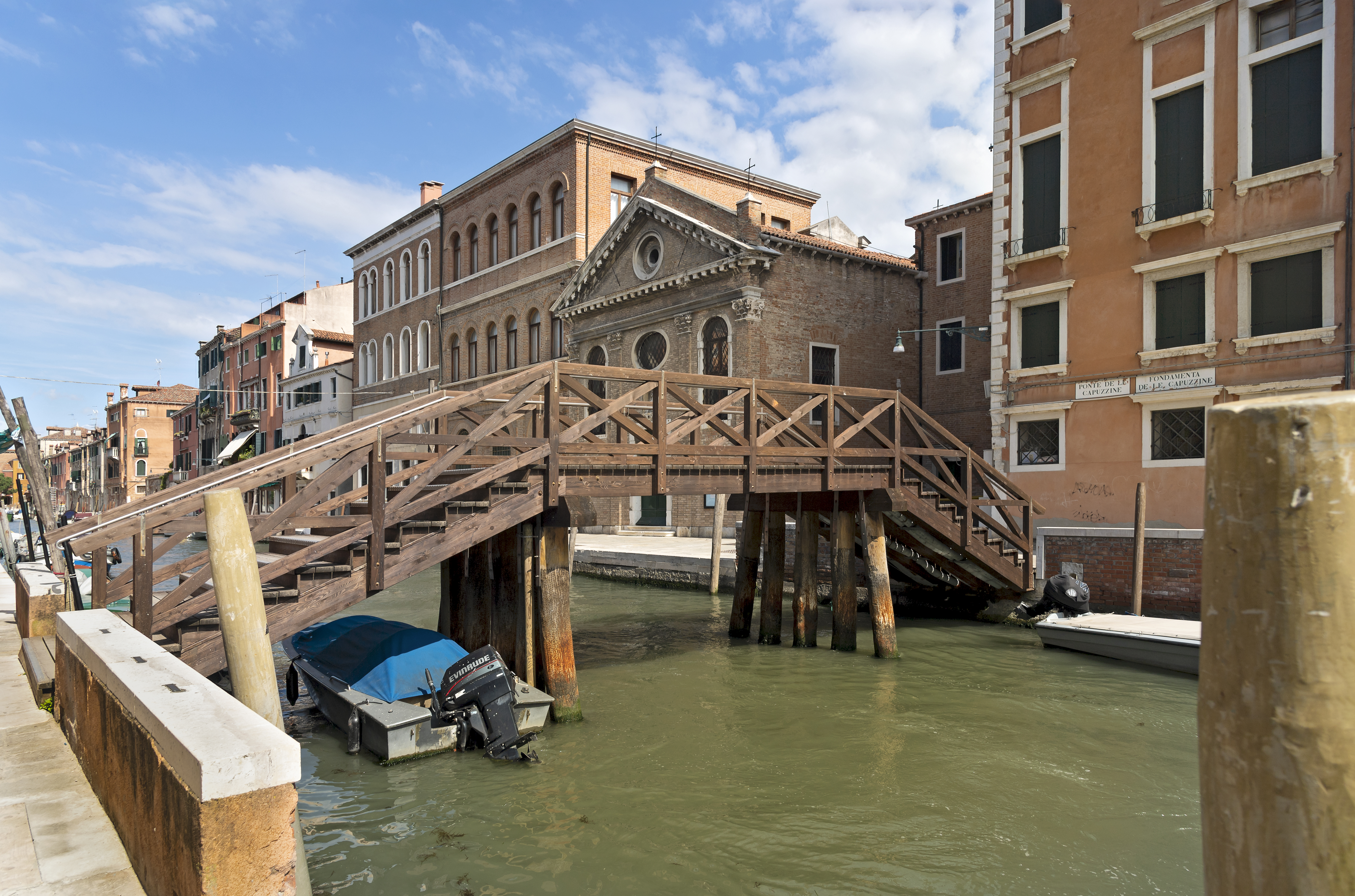
Ponte de le Capuzzine Rio de San Girolamo
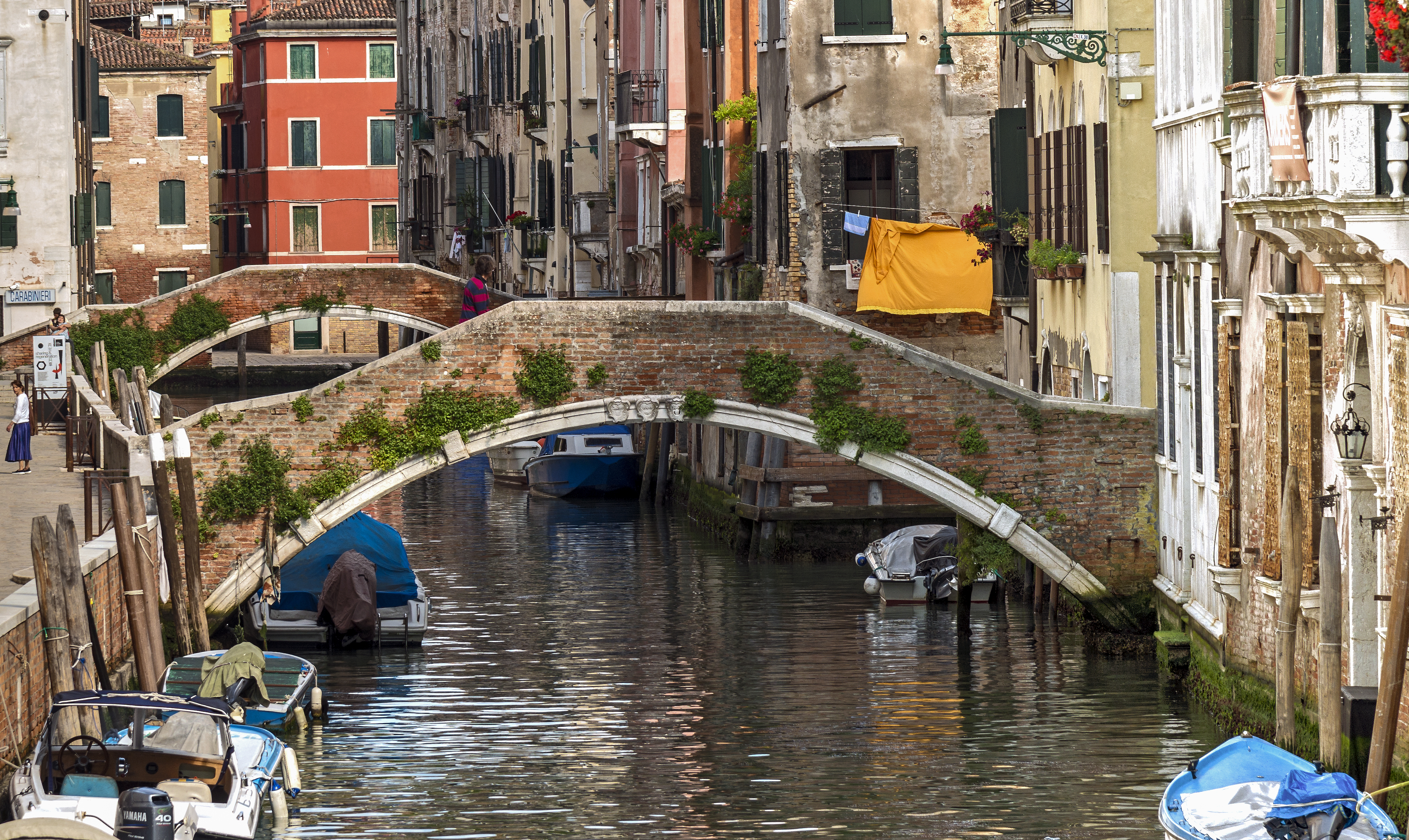
Ponte Santa Caterina/Zanardi Rio de Santa Caterina
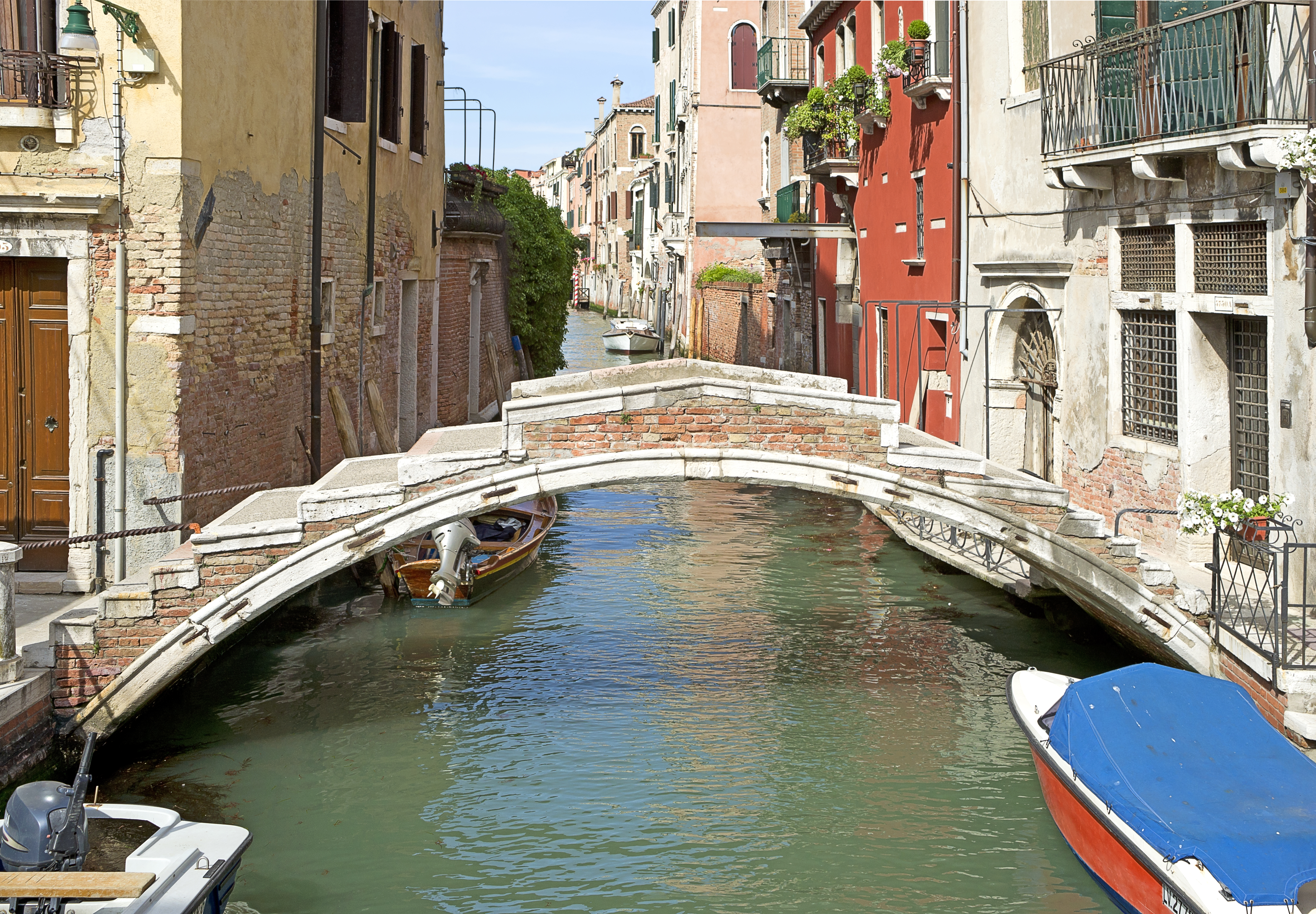
Ponte Chiodo Rio de San Felice
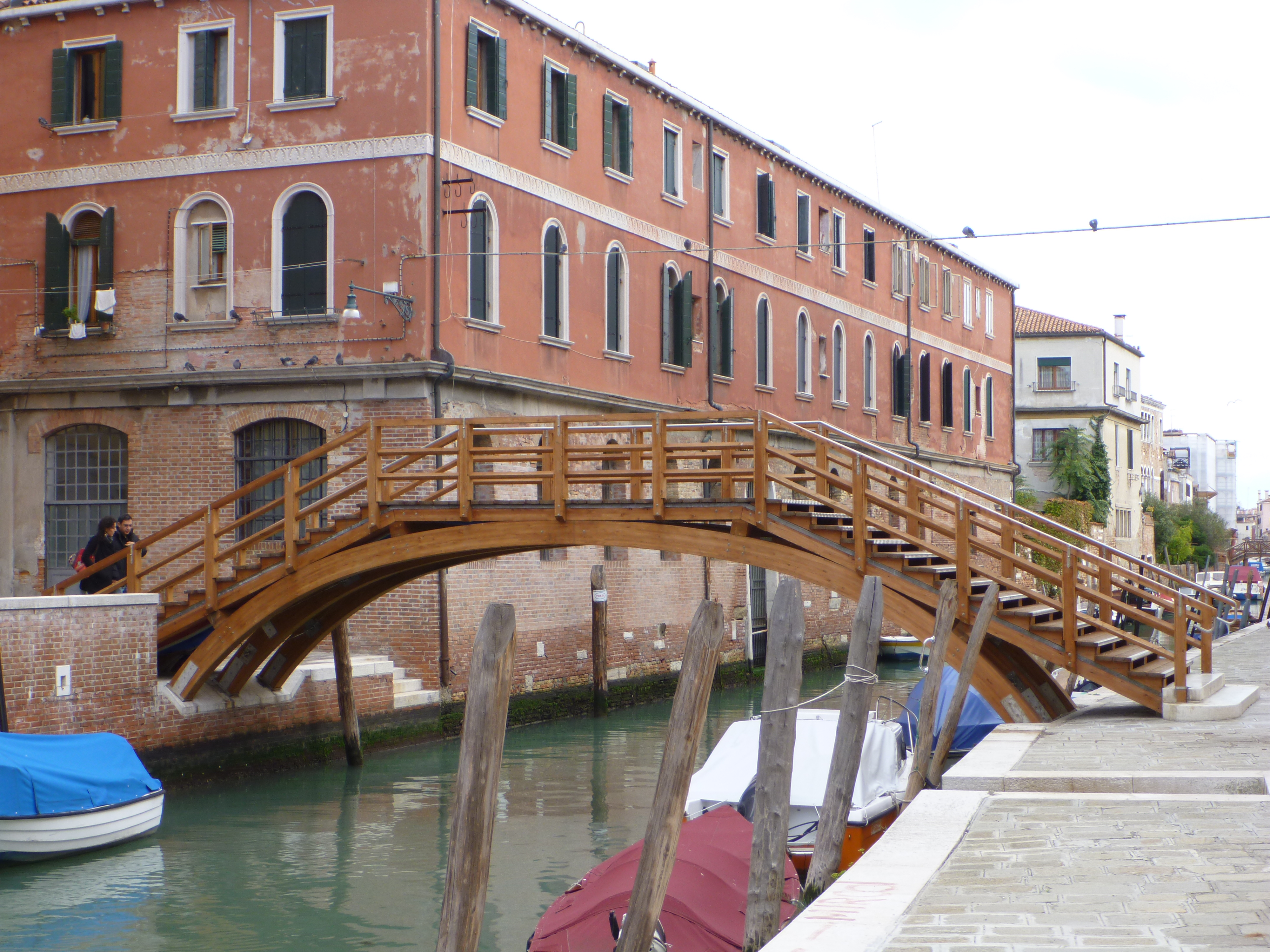
Ponte Contarini Rio de la Sensa
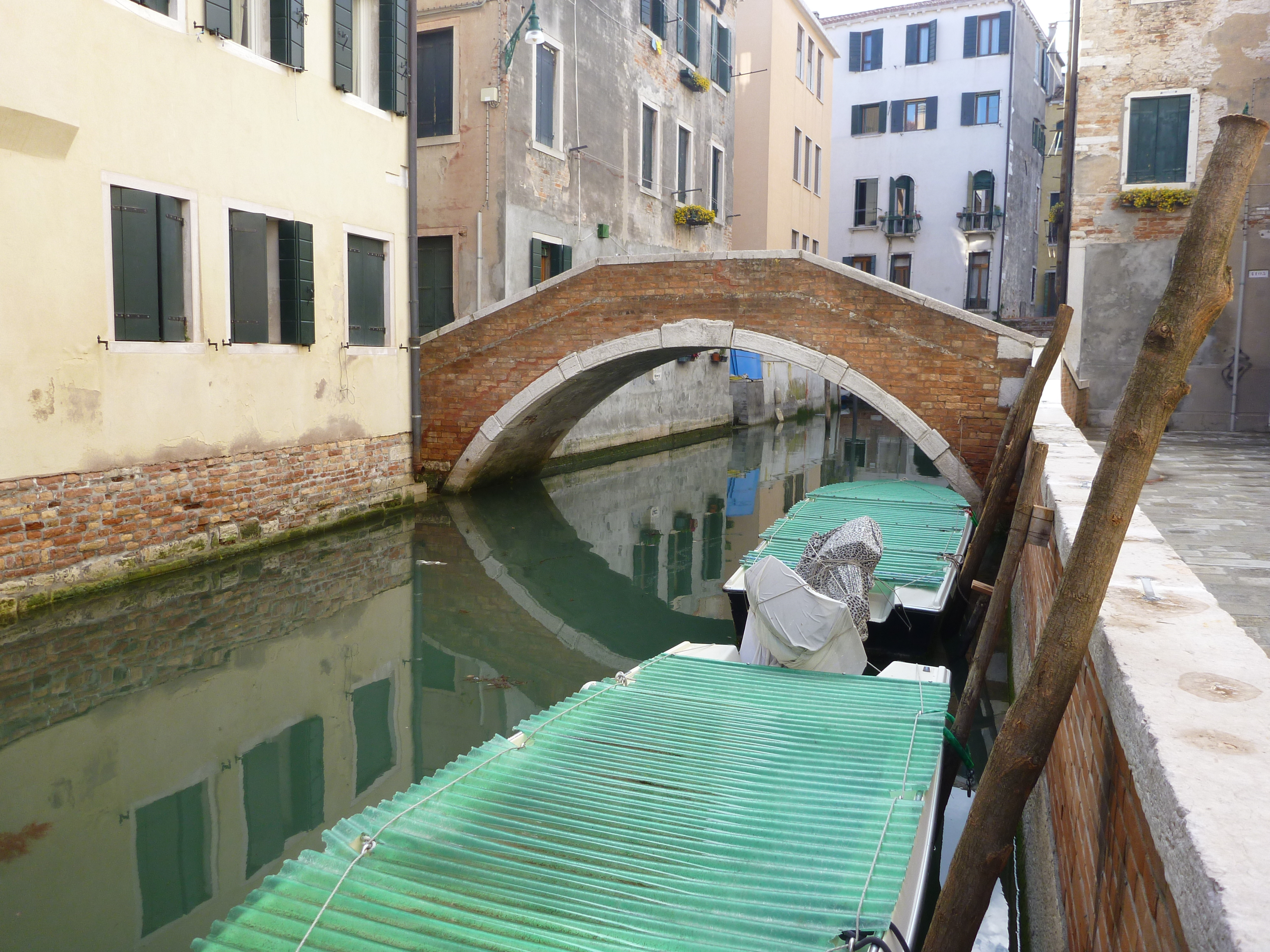
Ponte Corrente Rio de Sant'Andrea (Gozzi-Sartori)
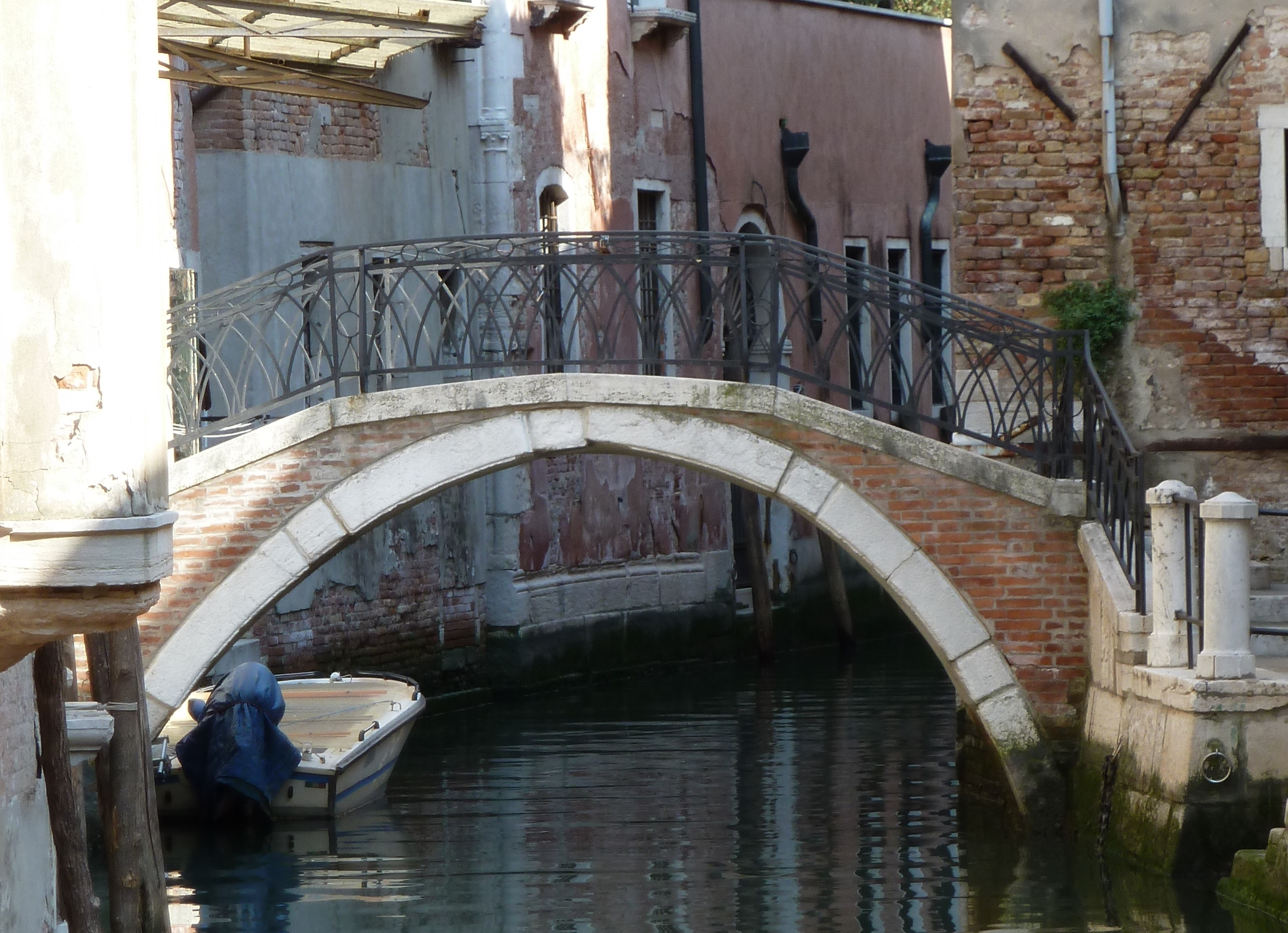
Ponte Correr Rio de la Madalena
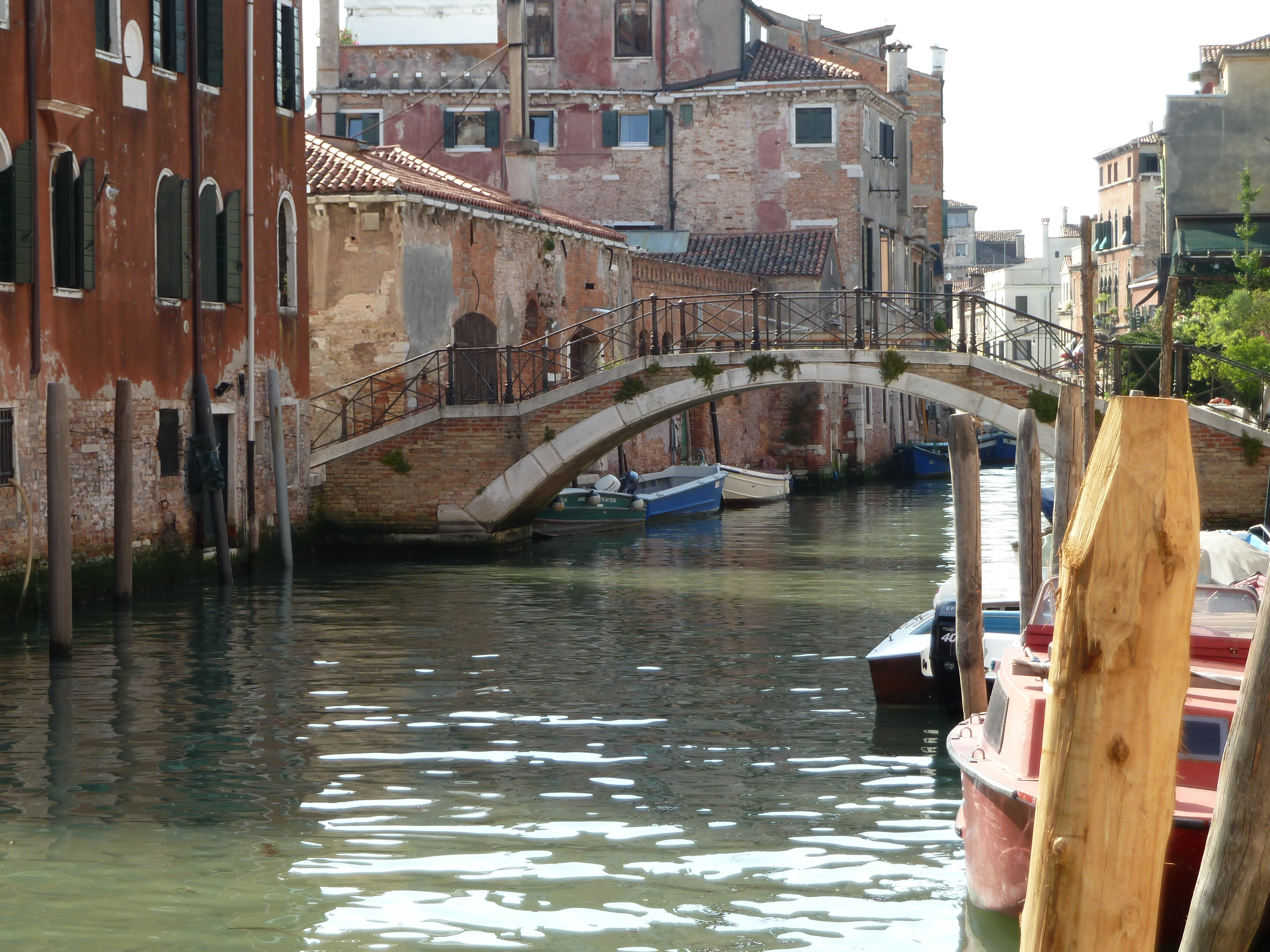
Ponte Corte Vecia Rio de la Sensa
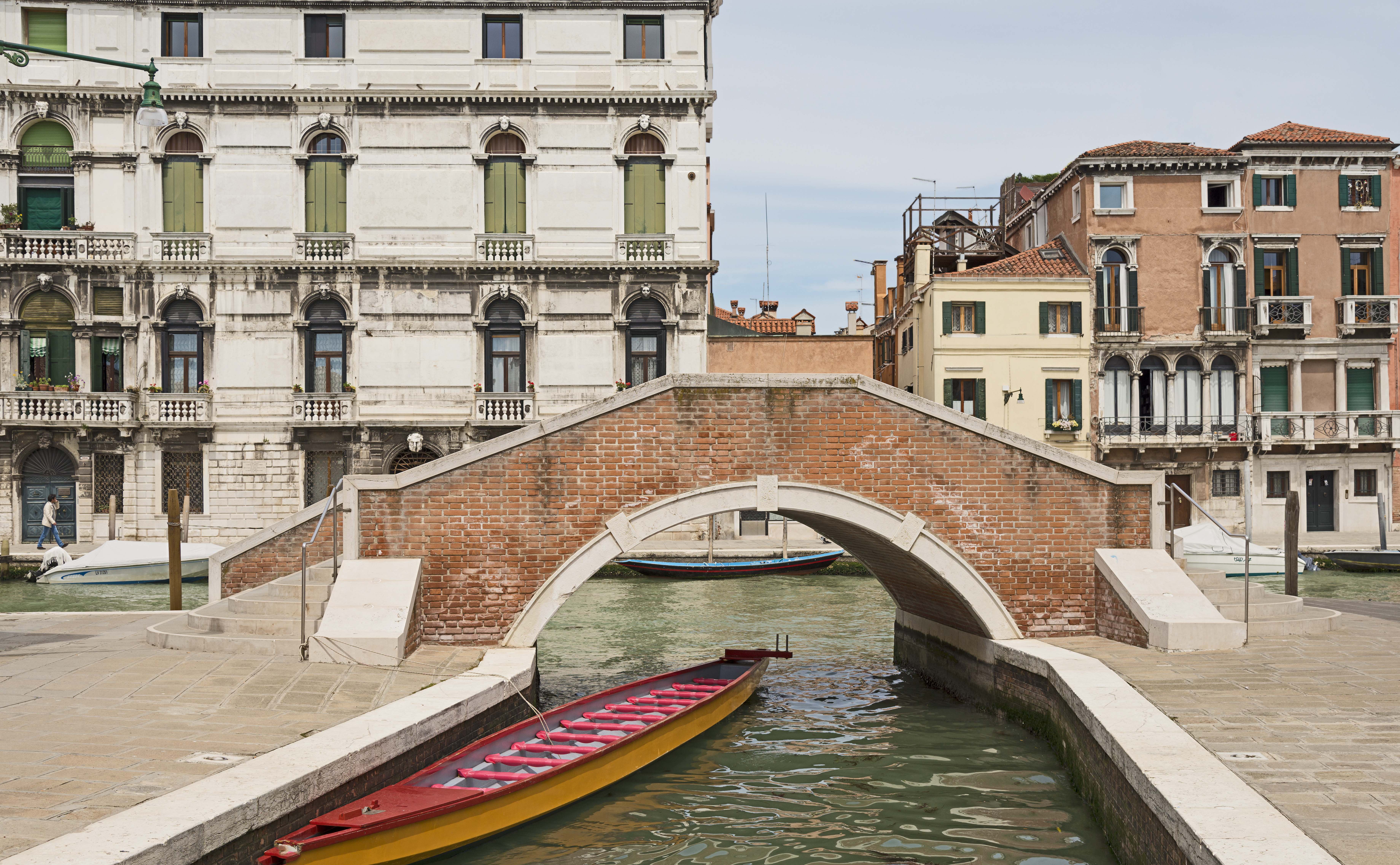
Ponte de la Crea/Ospisio da Ponte Rio de la Crea
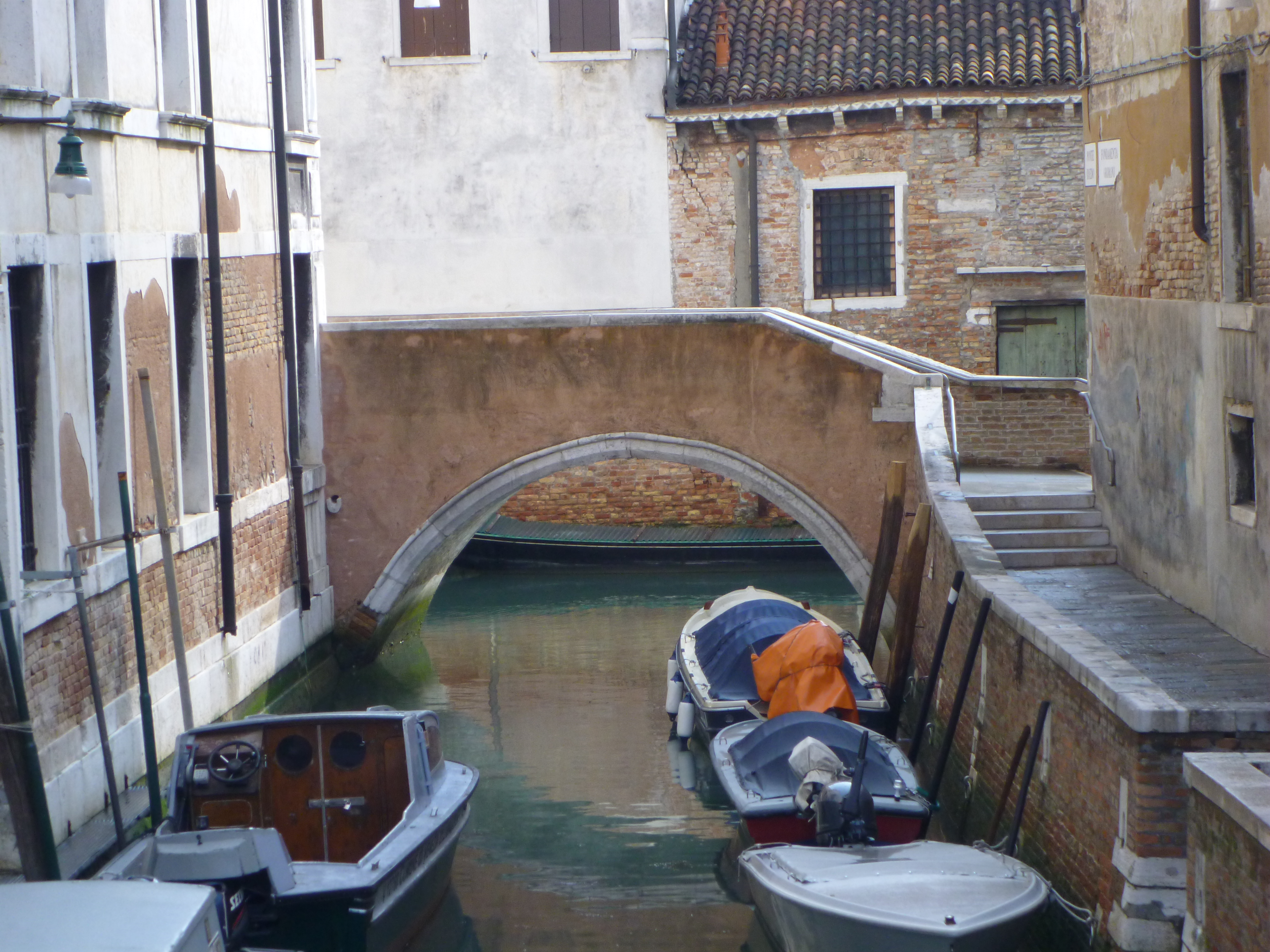
Ponte Diedo Rio del Trapolin et parallèle au rio dei Servi
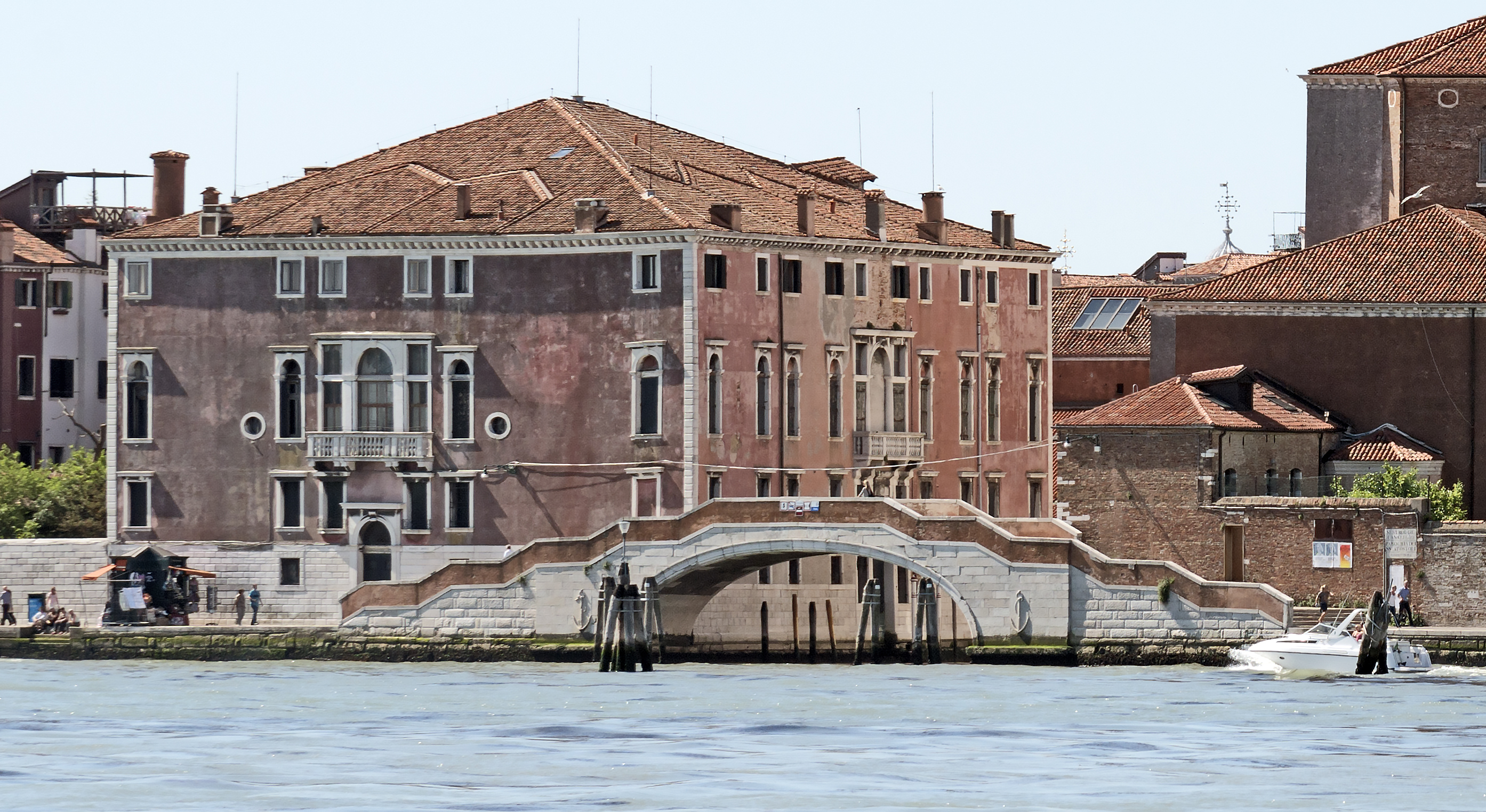
Ponte Donà Rio dei Gesuiti vers le Sud
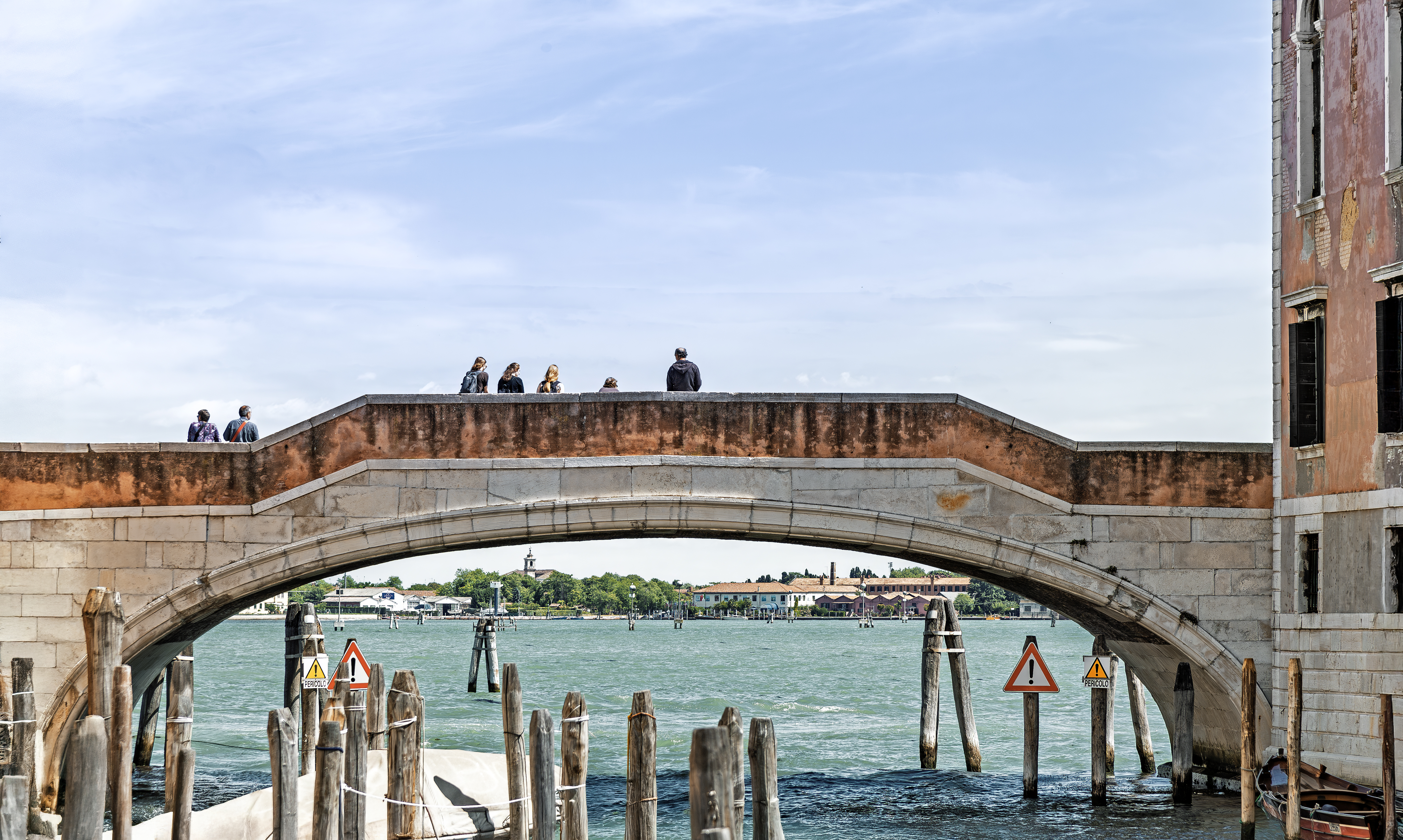
Ponte Donà Rio dei Gesuiti vers le Nord
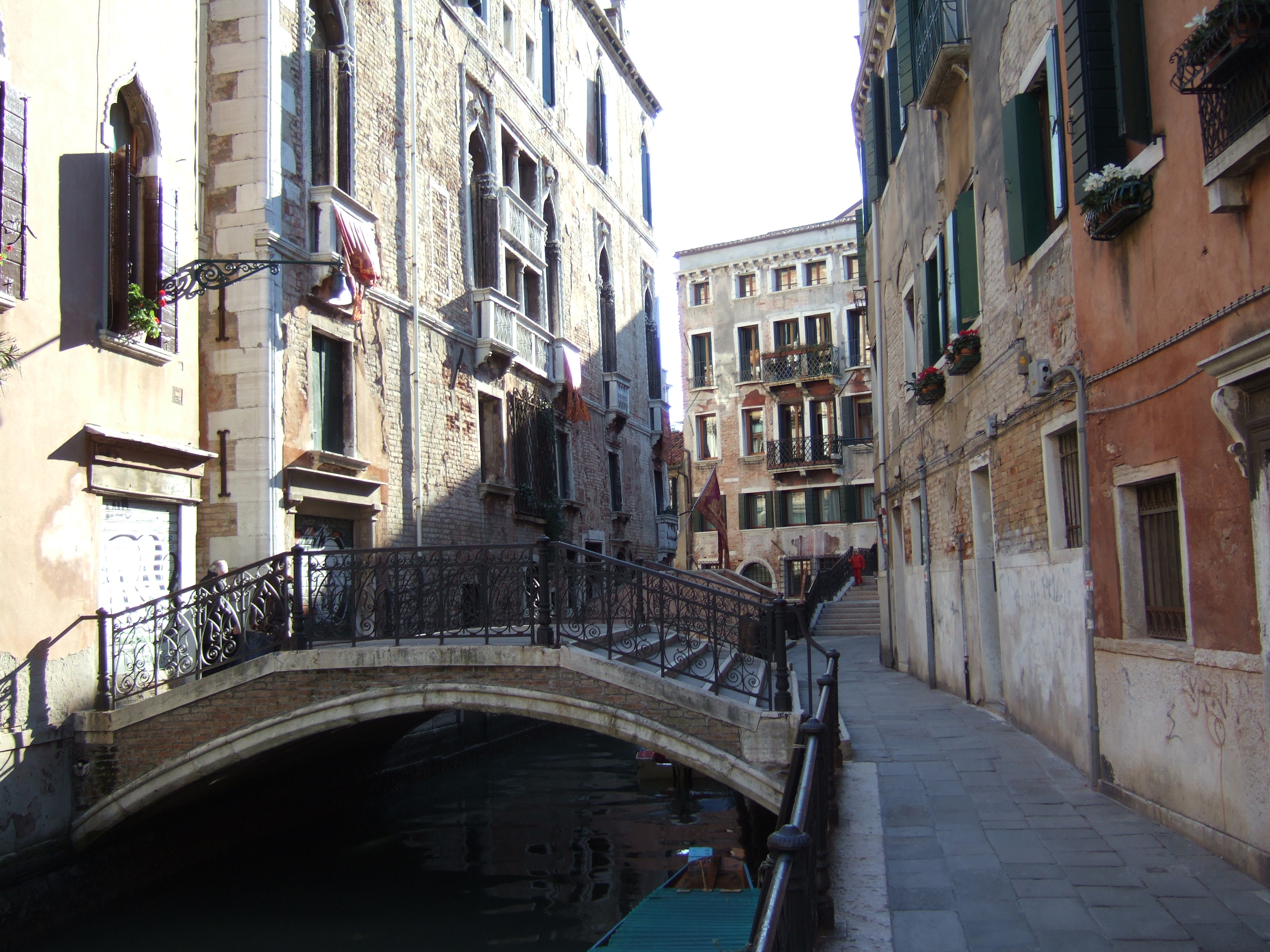
Ponte de le Erbe Rio de la Panada
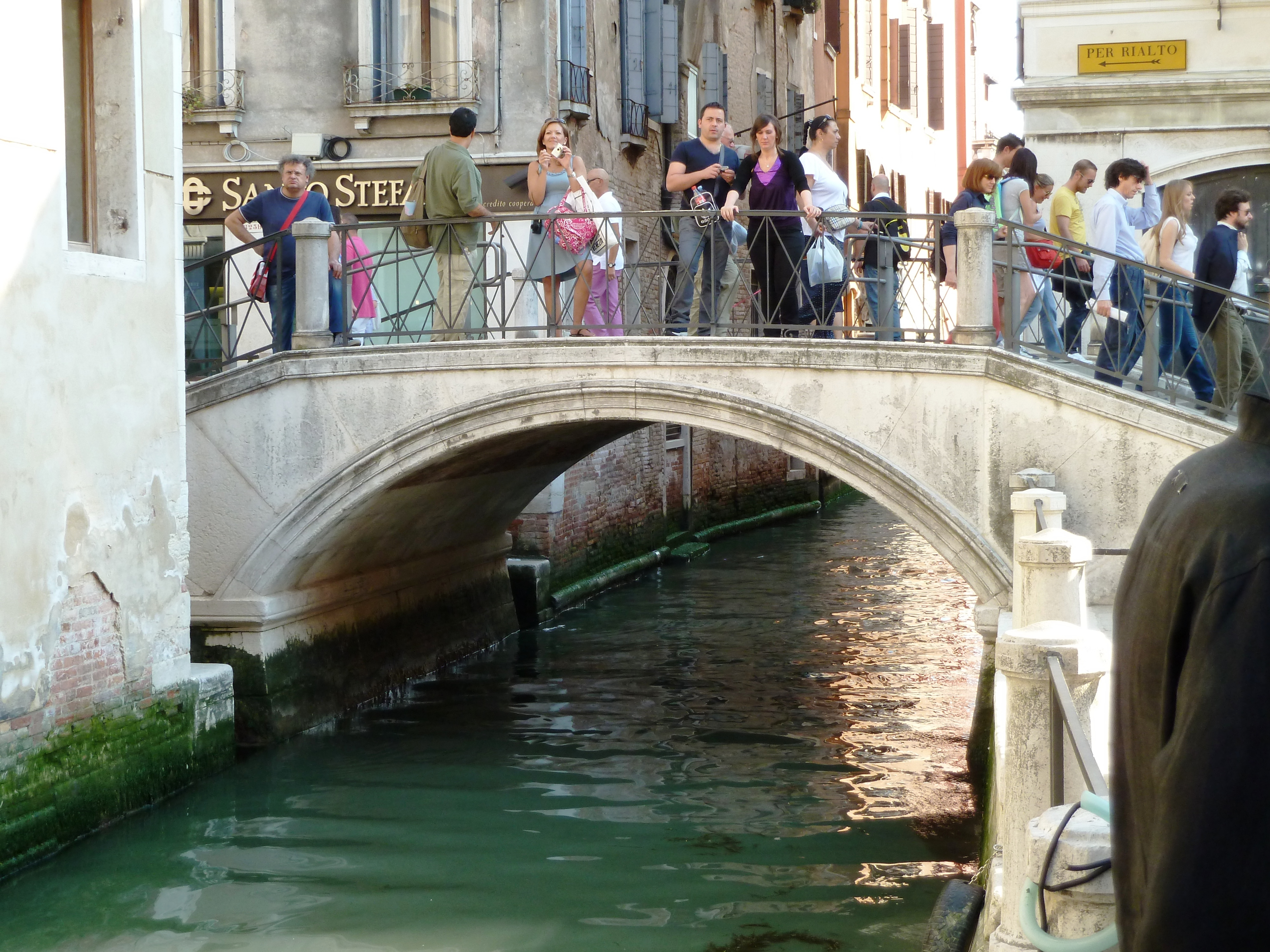
Ponte San Felice Rio de San Felice
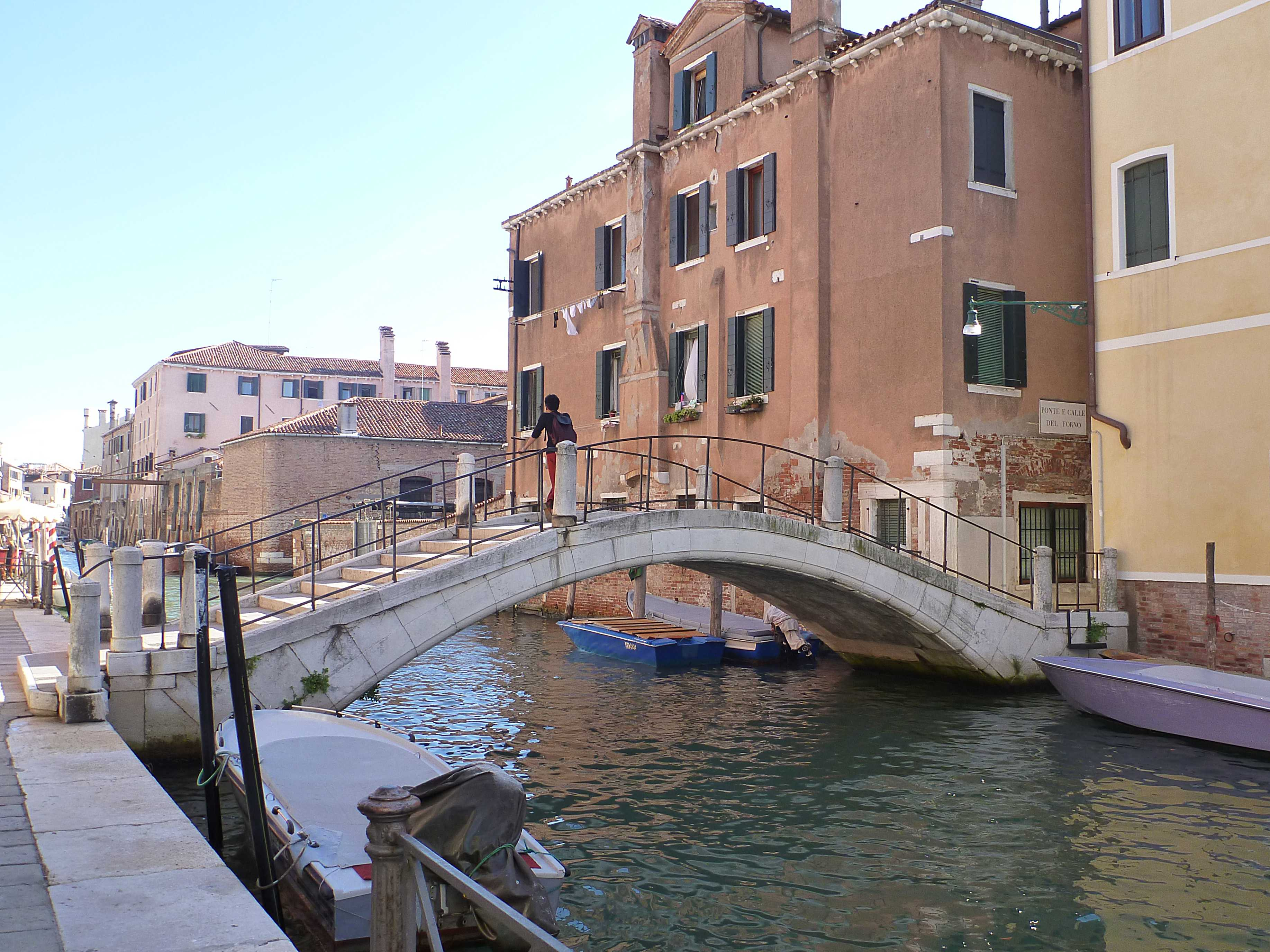
Ponte del Forno Rio de la Sensa
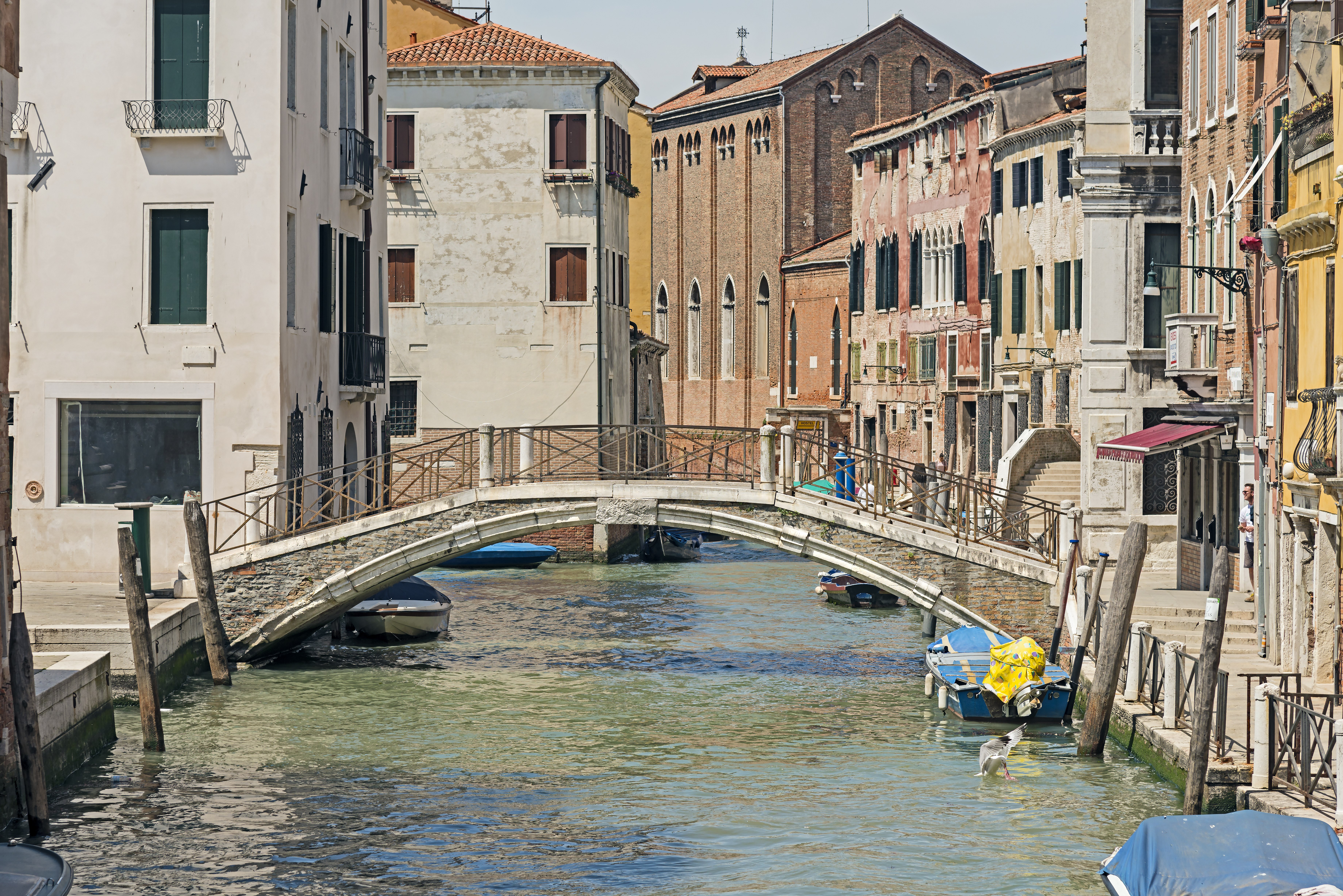
Ponte Santa Fosca Rio de Santa Fosca
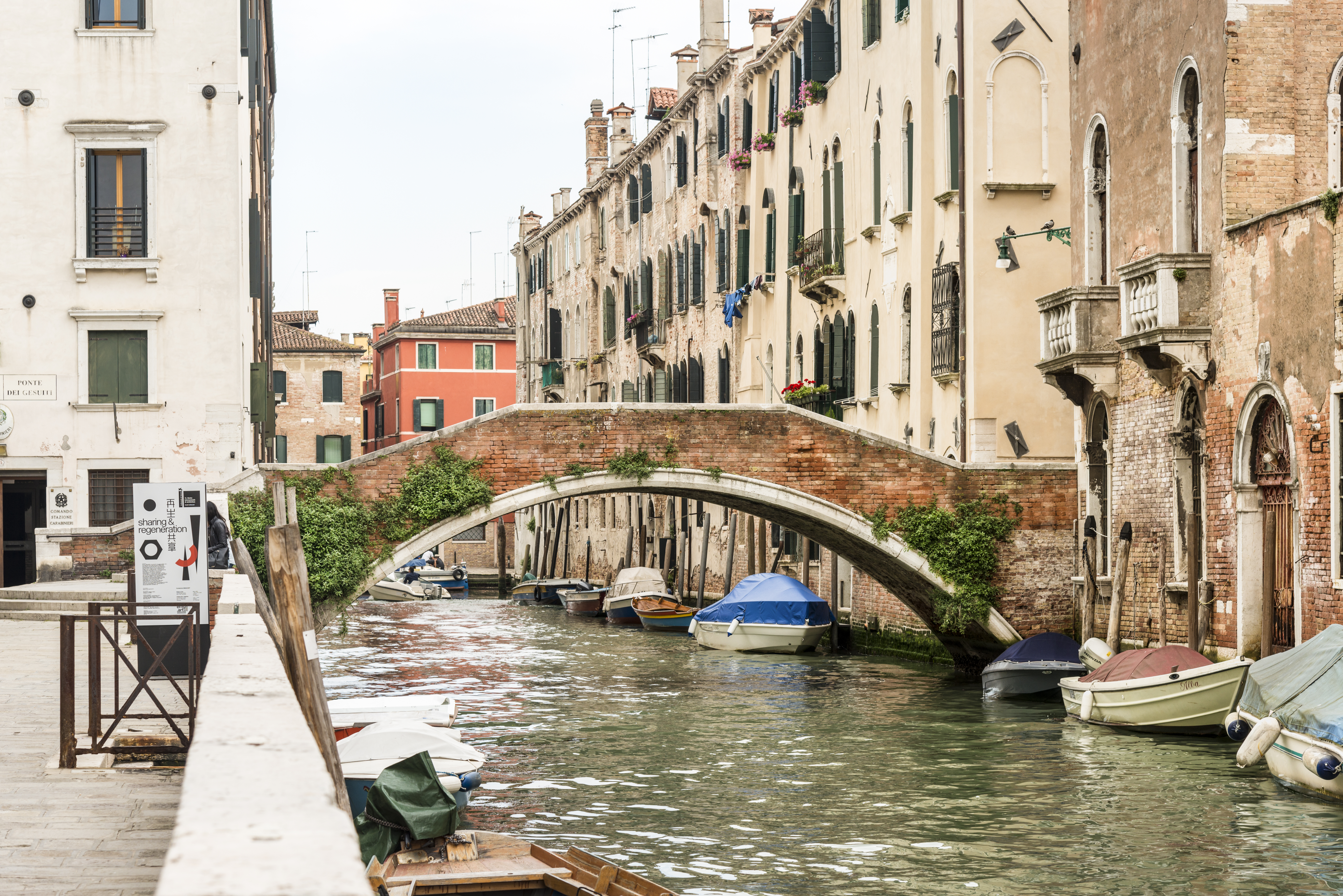
Ponte dei Gesuiti Rio de Santa Caterina
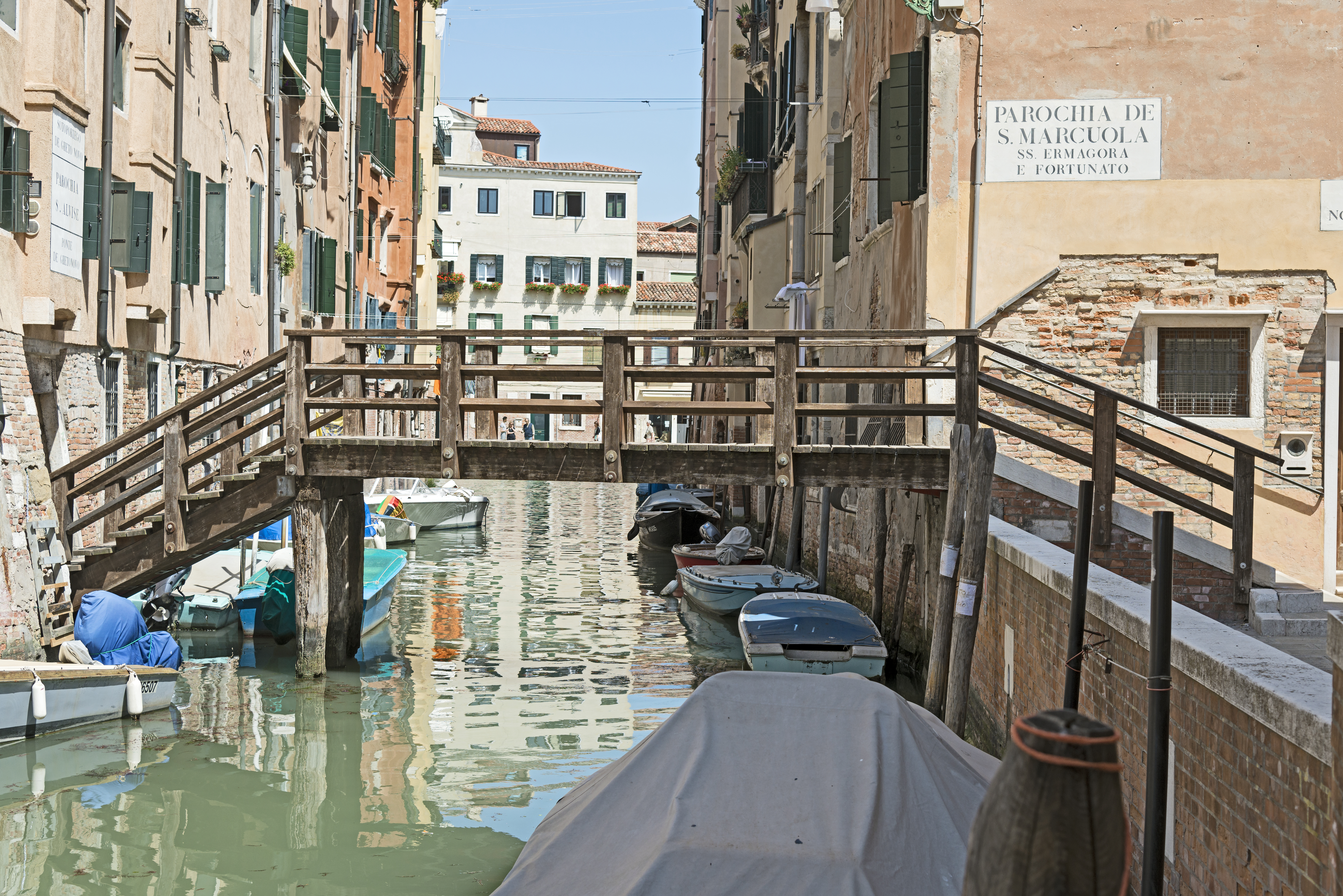
Ponte del Gheto Novissimo Rio del Gheto
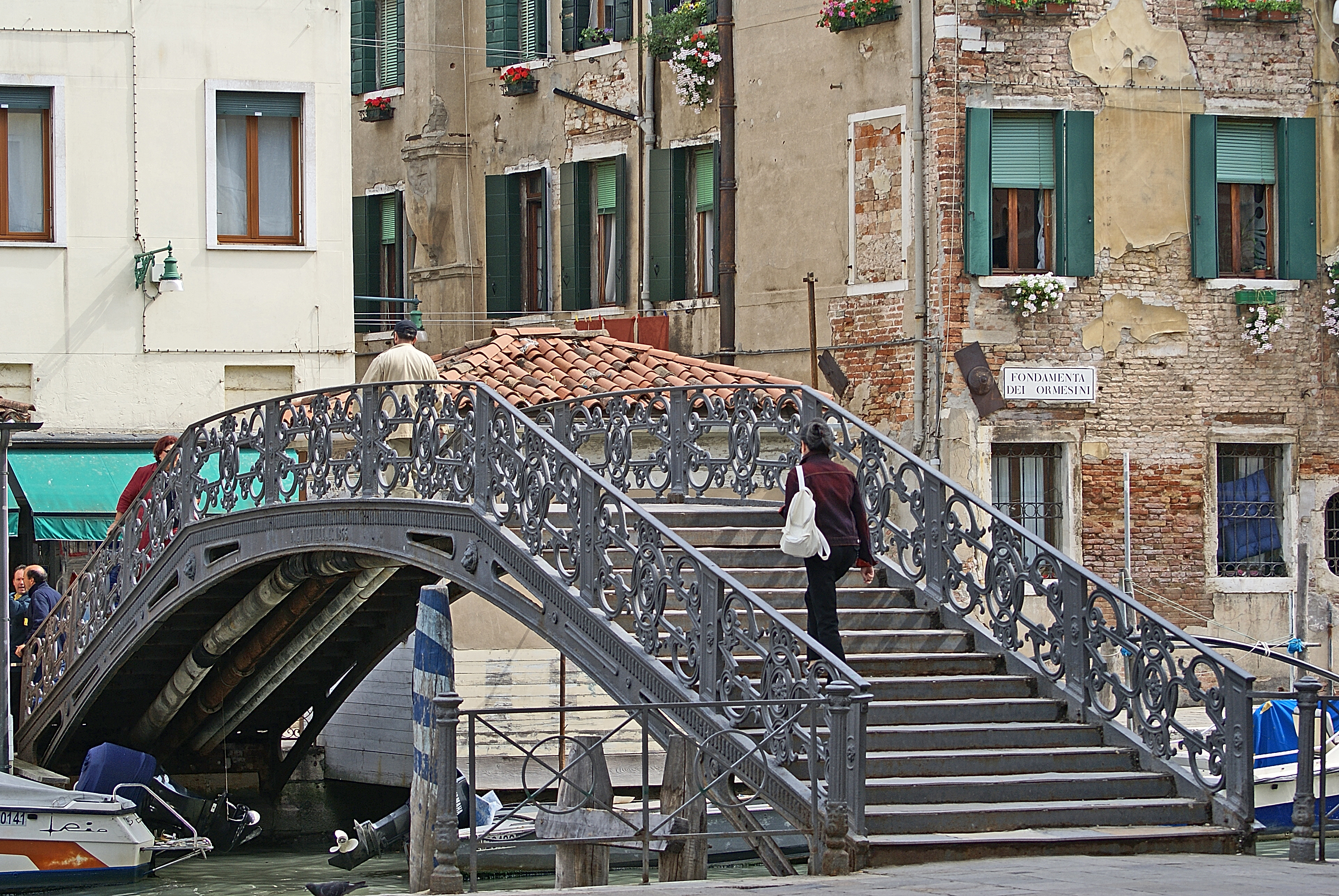
Ponte de Gheto Novo Rio de San Girolamo et rio dei Ormesini
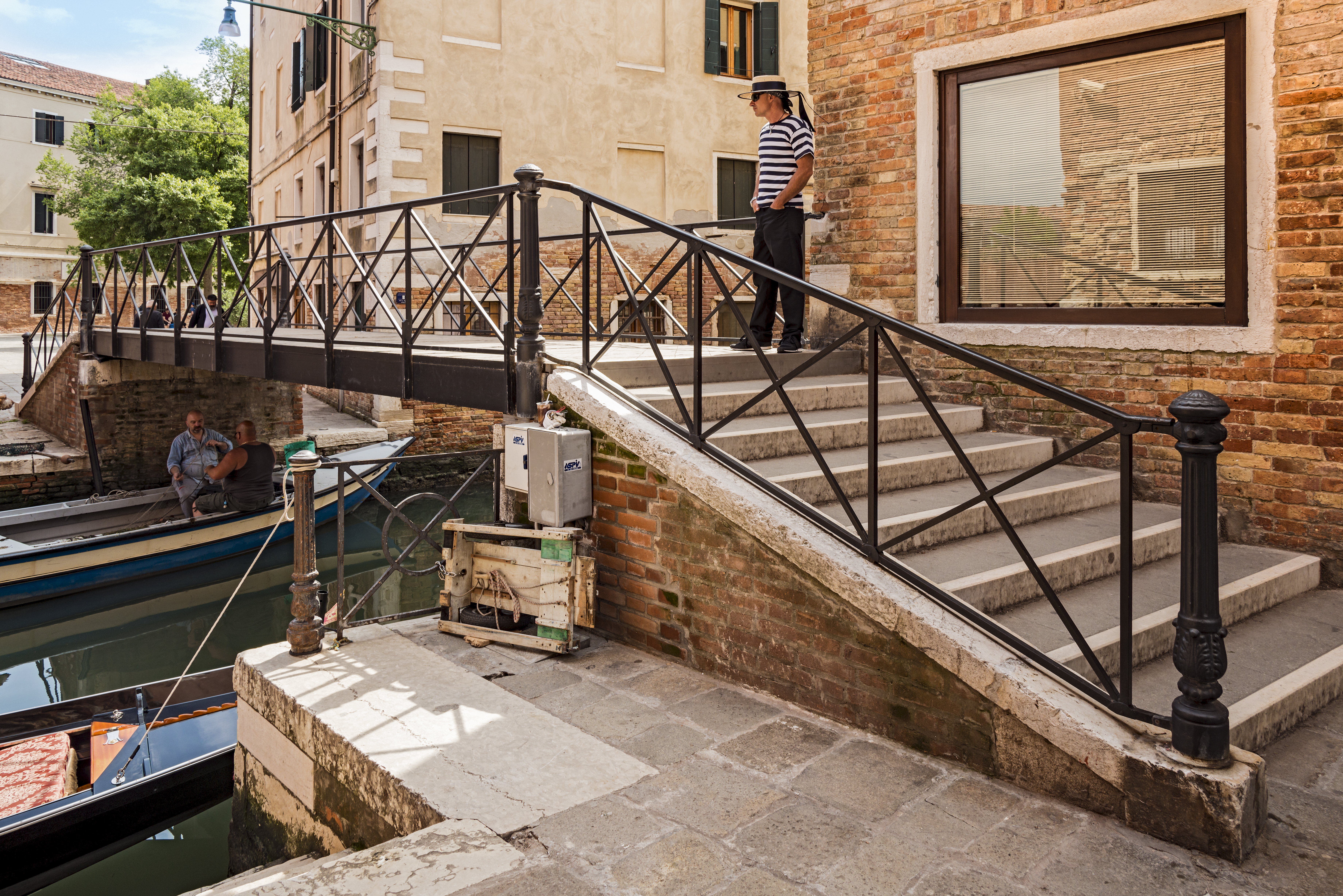
Ponte del Gheto Vechio Rio del Gheto
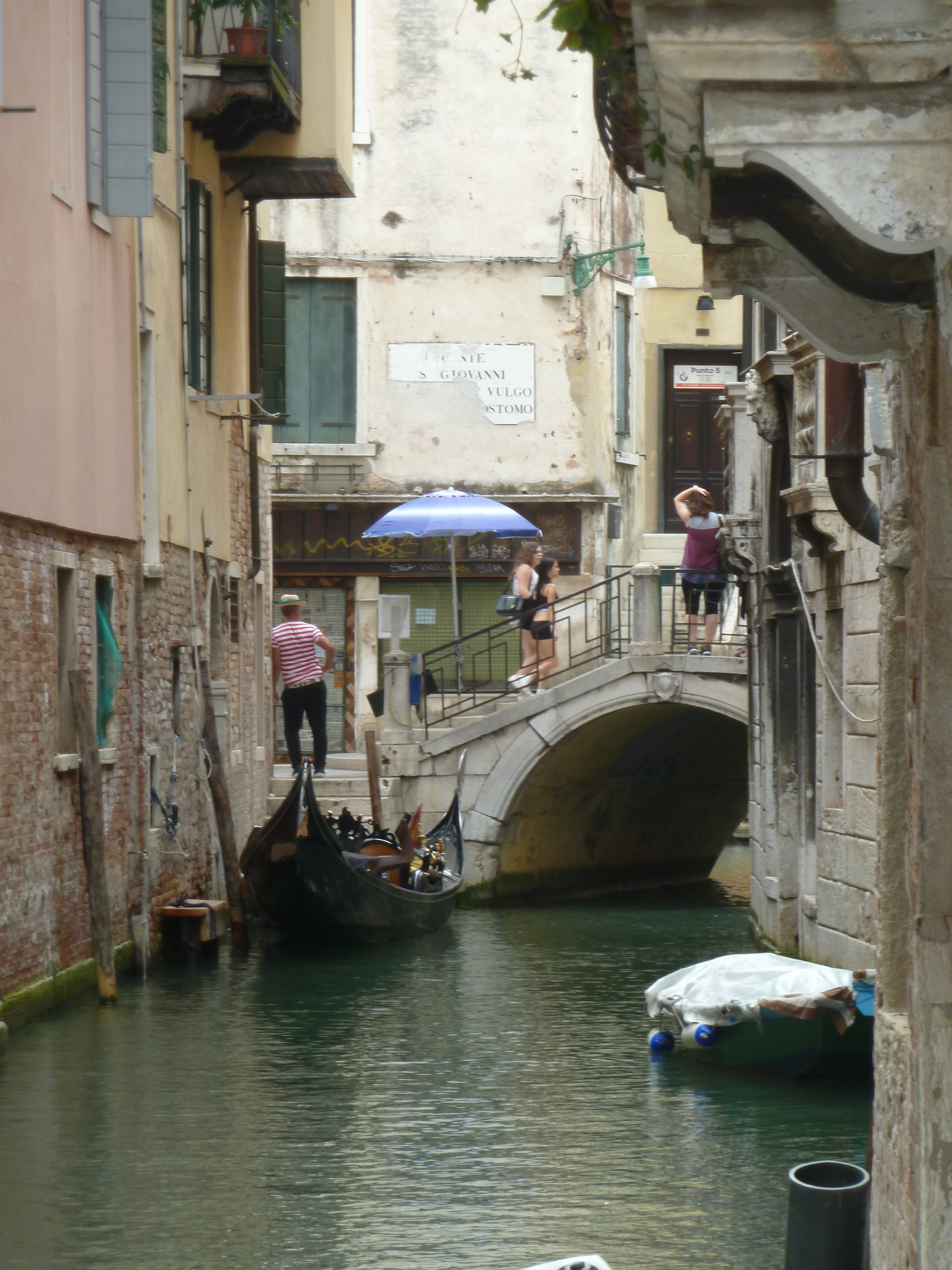
Ponte San Giovanni Grisostomo Rio de San Giovanni Crisostomo
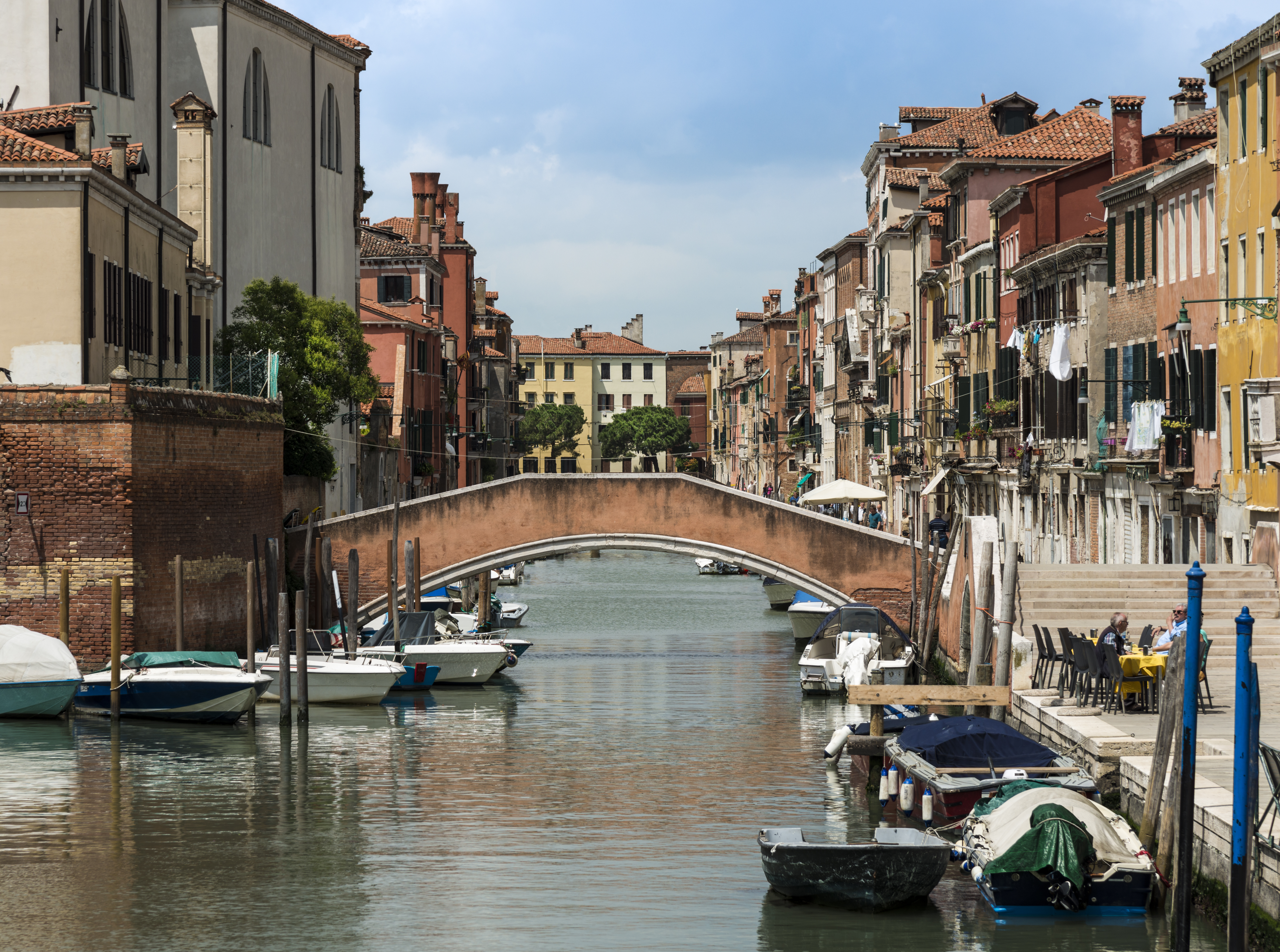
Ponte San Girolamo Rio de San Girolamo
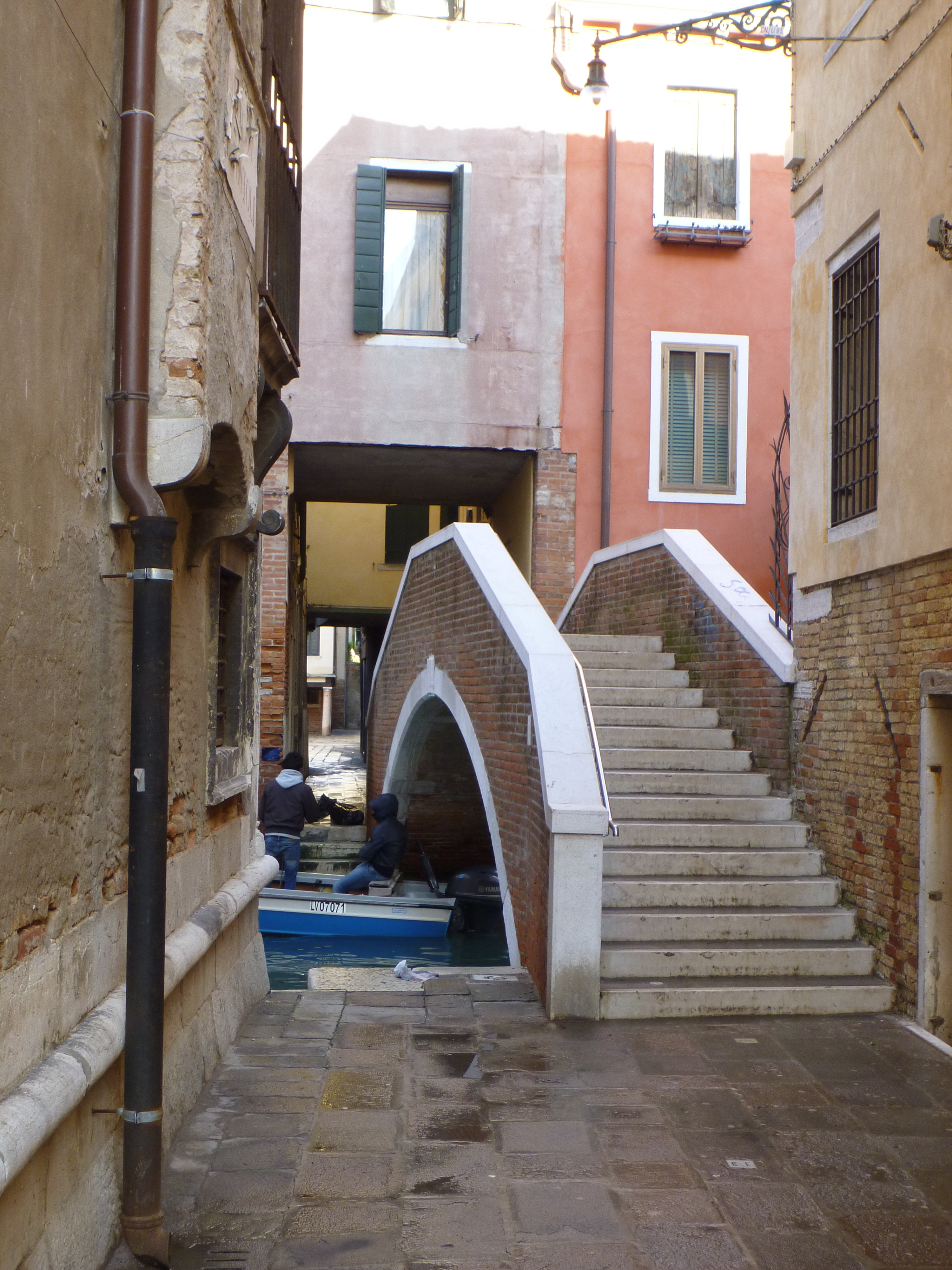
Ponte Giustinian Rio dei Santi Apostoli
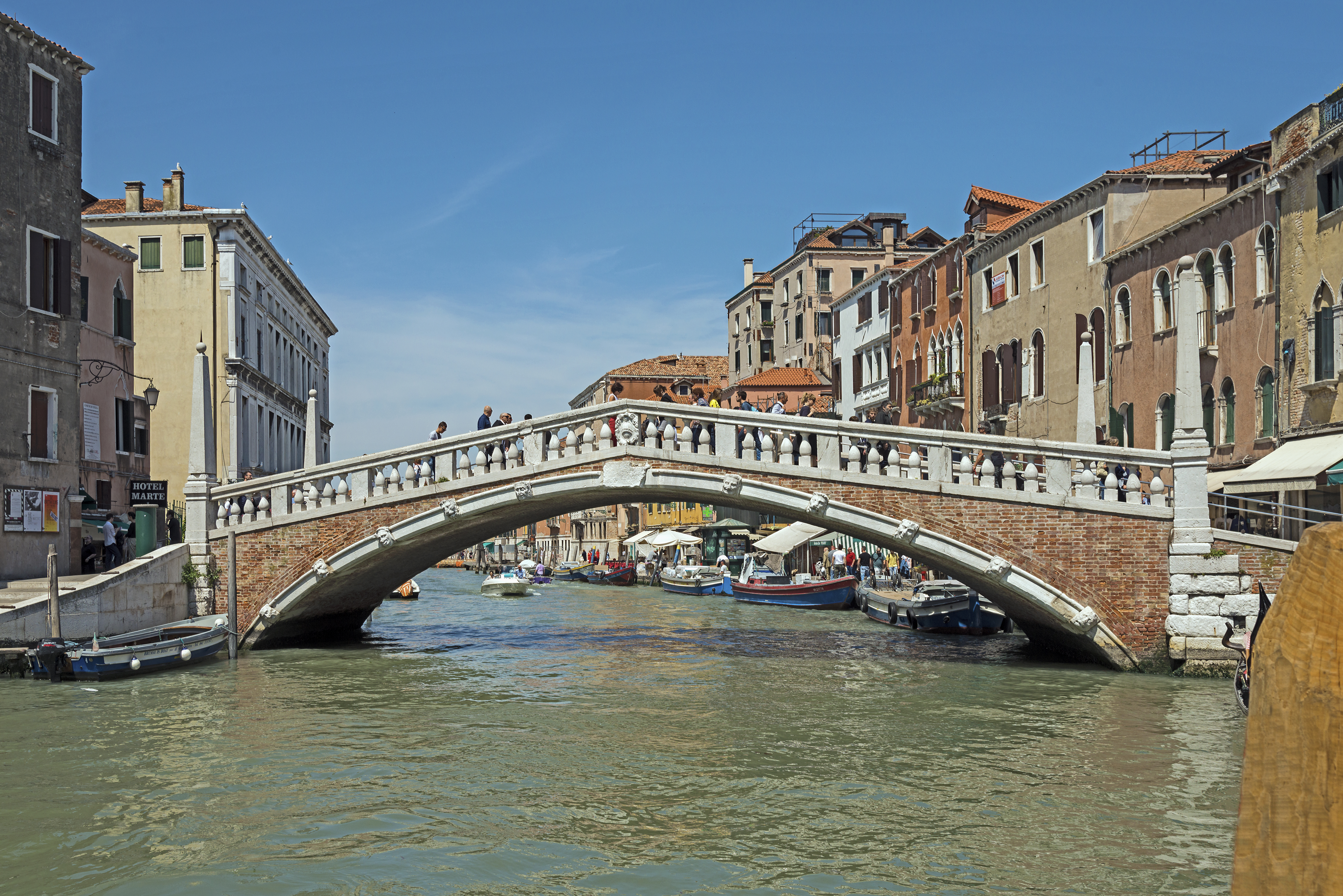
Ponte delle Guglie Canal de Cannaregio
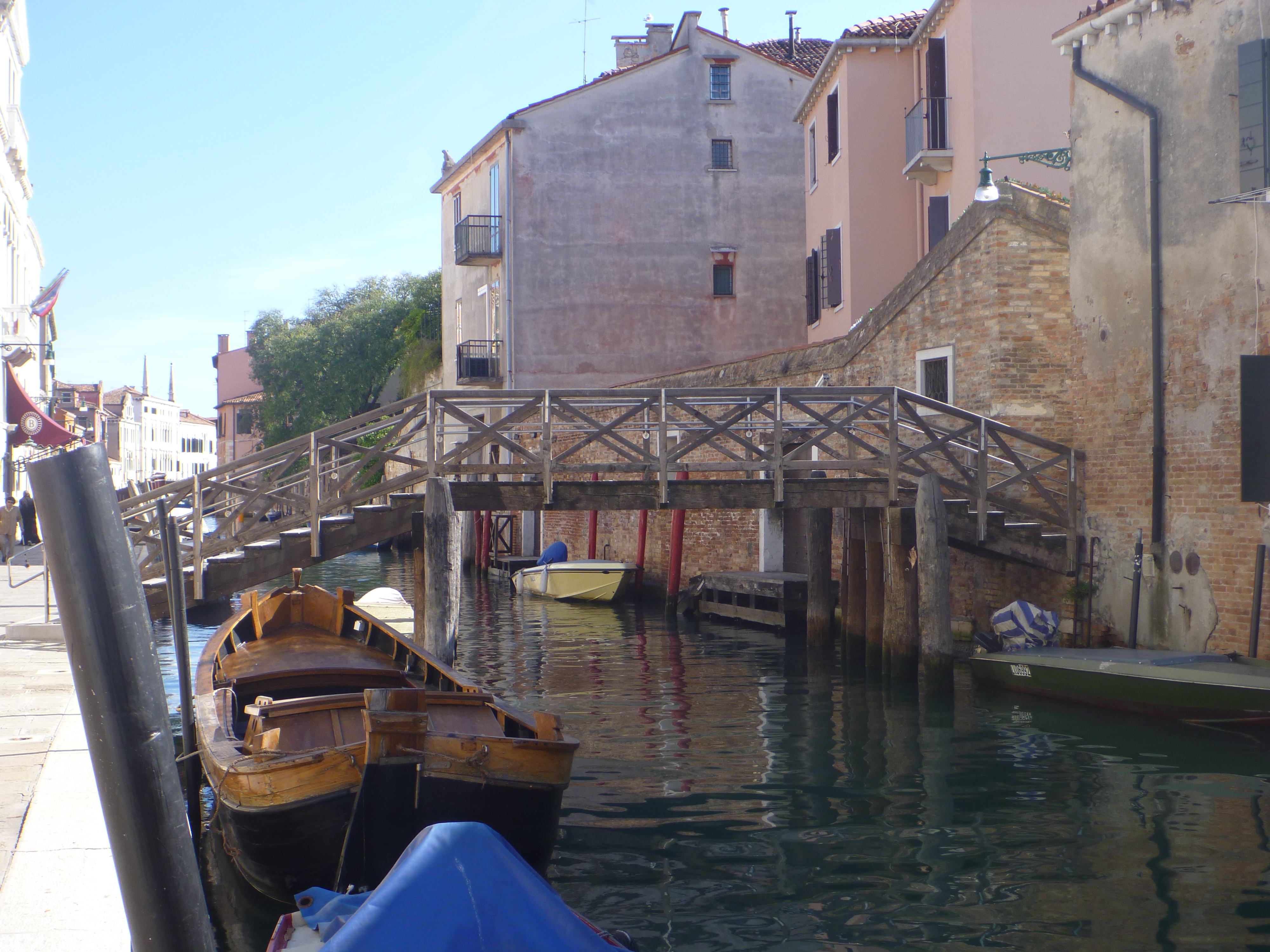
Ponte Loredan alla Madonna dell'Orto Rio de la Madona de l'Orto
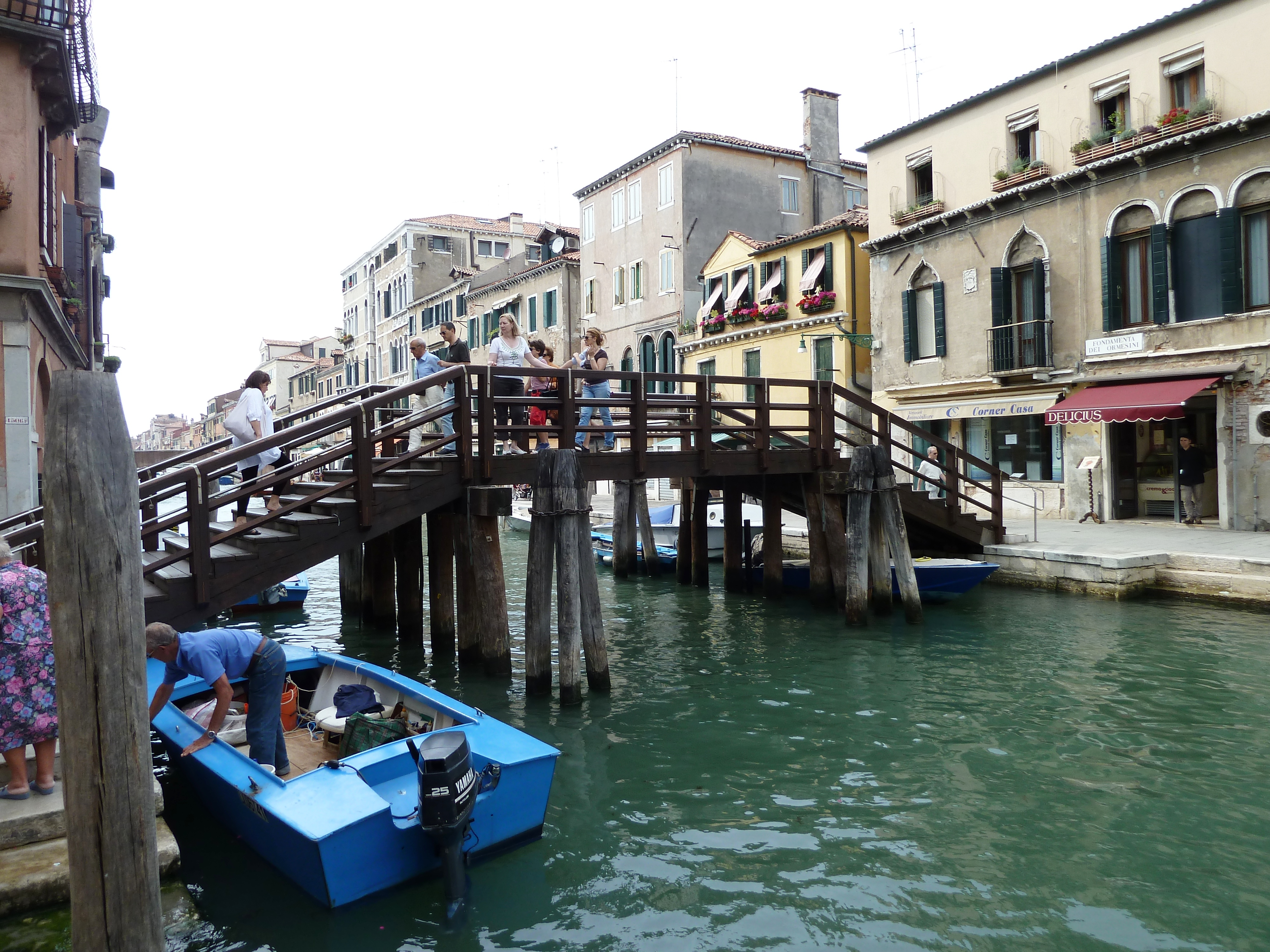
Ponte Loredan agli Ormesini Rio de San Girolamo
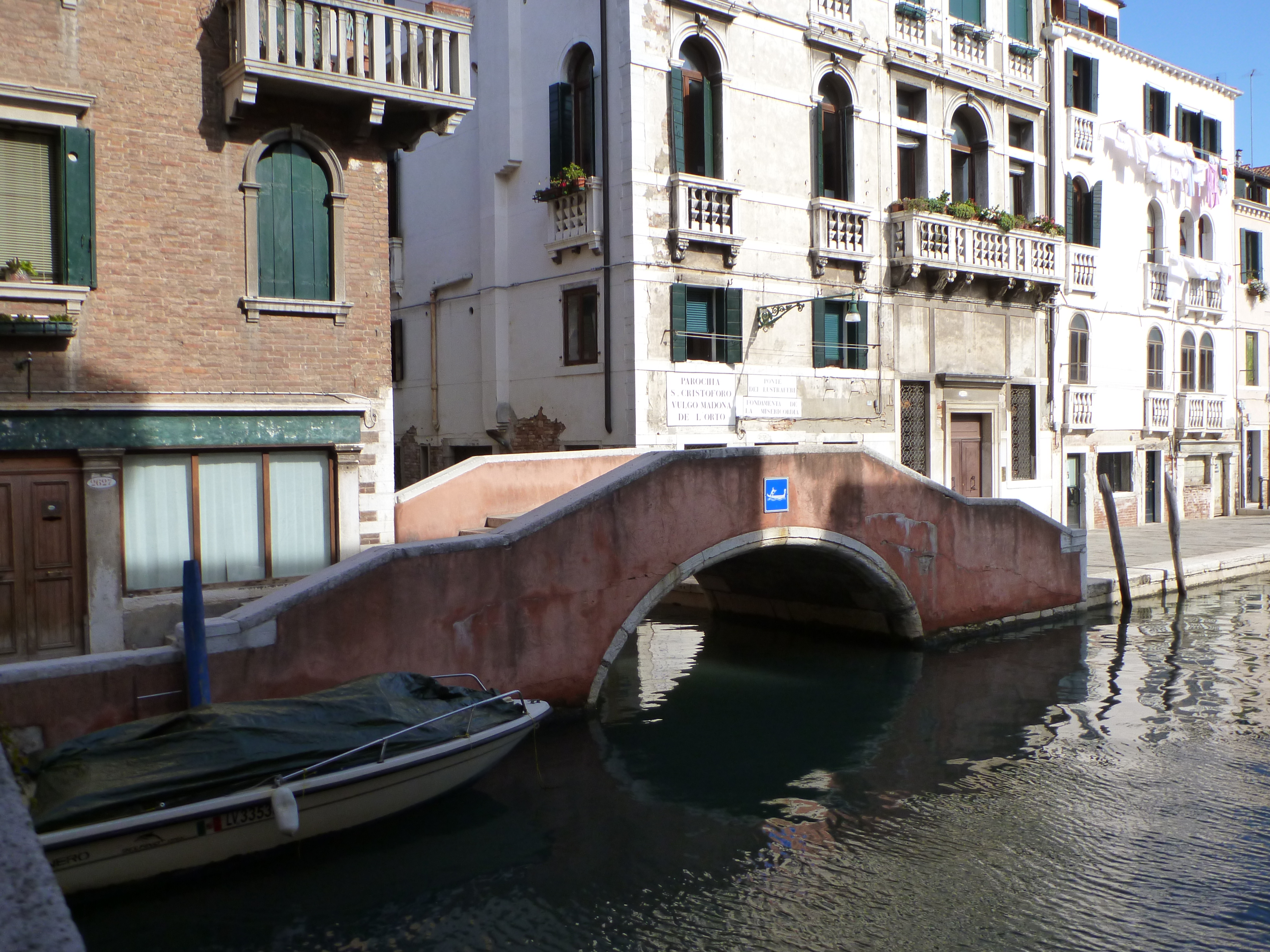
Ponte dei Lustraferi Rio dei Lustraferri
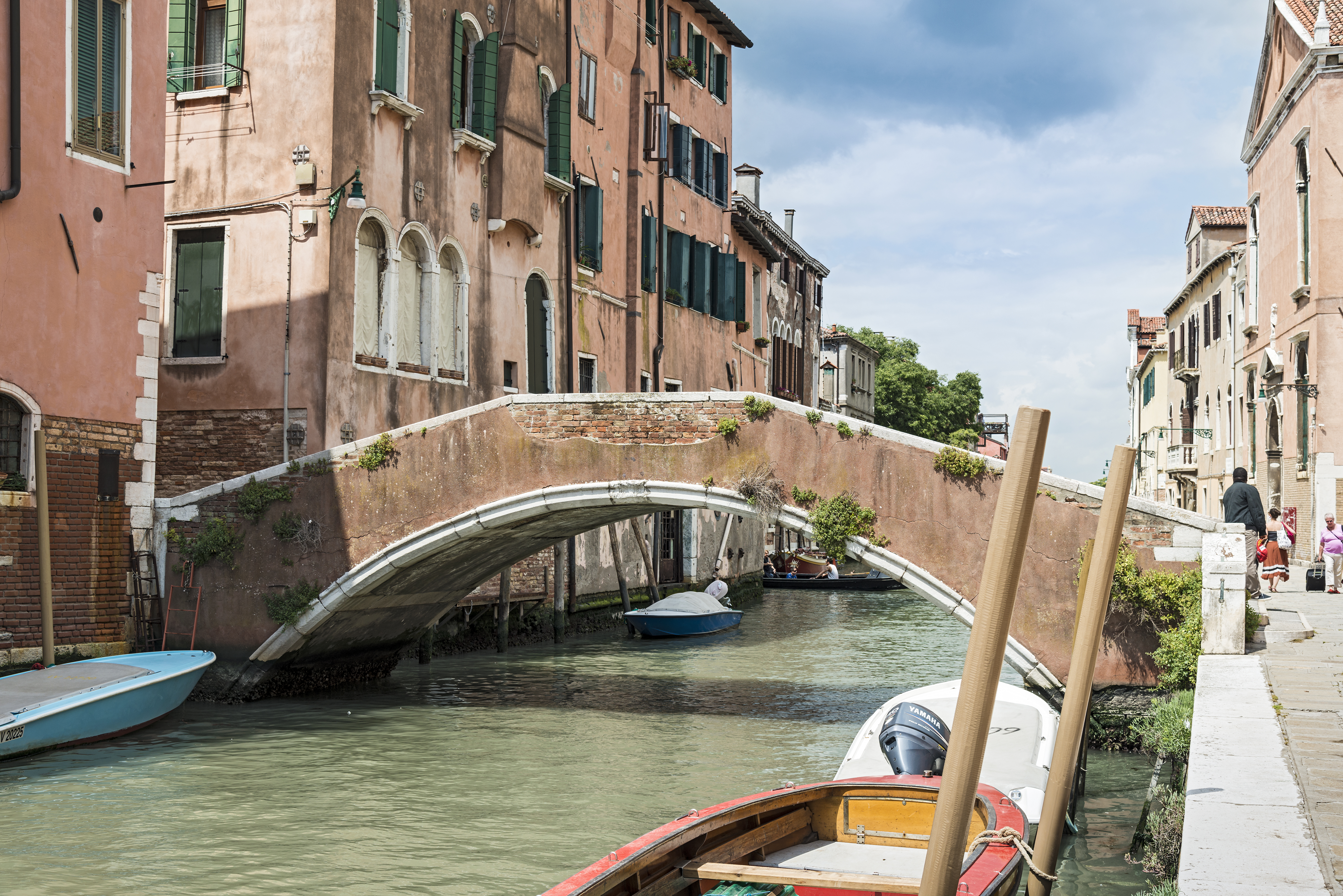
Ponte Madonna dell'Orto Rio de la Madona de l'Orto
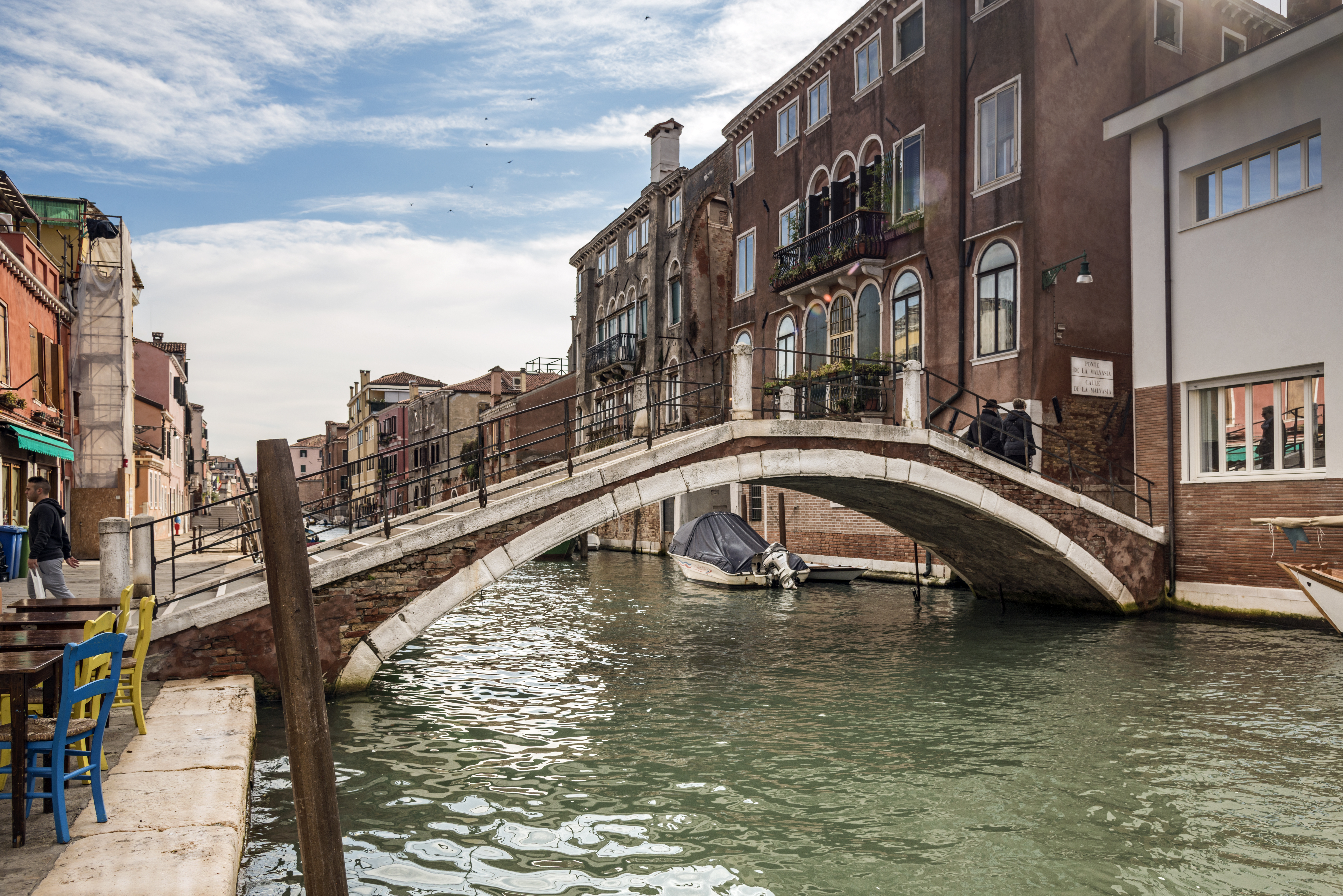
Ponte de la Malvasia Rio de la Sensa
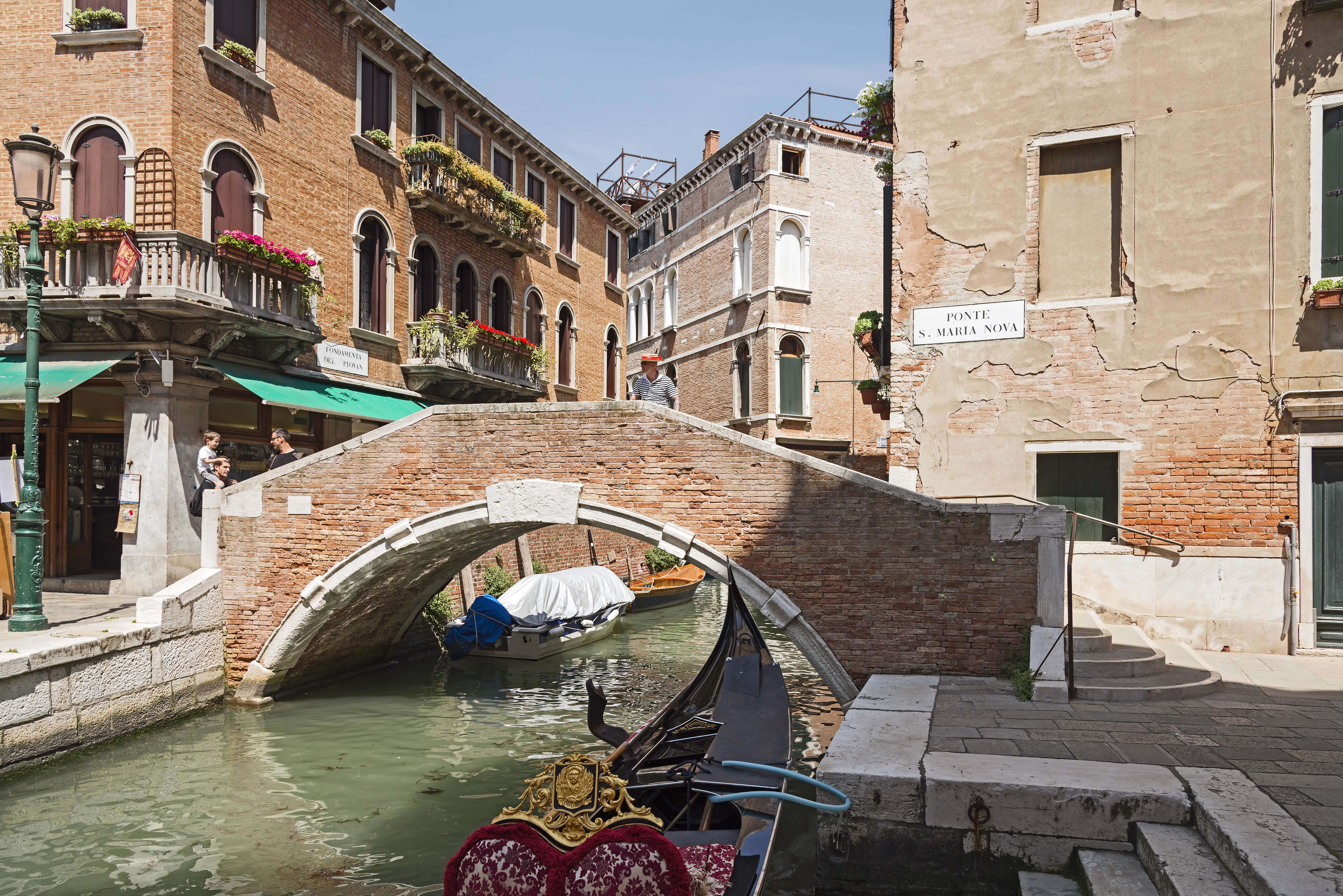
Ponte Santa Maria Nova Rio dei Miracoli
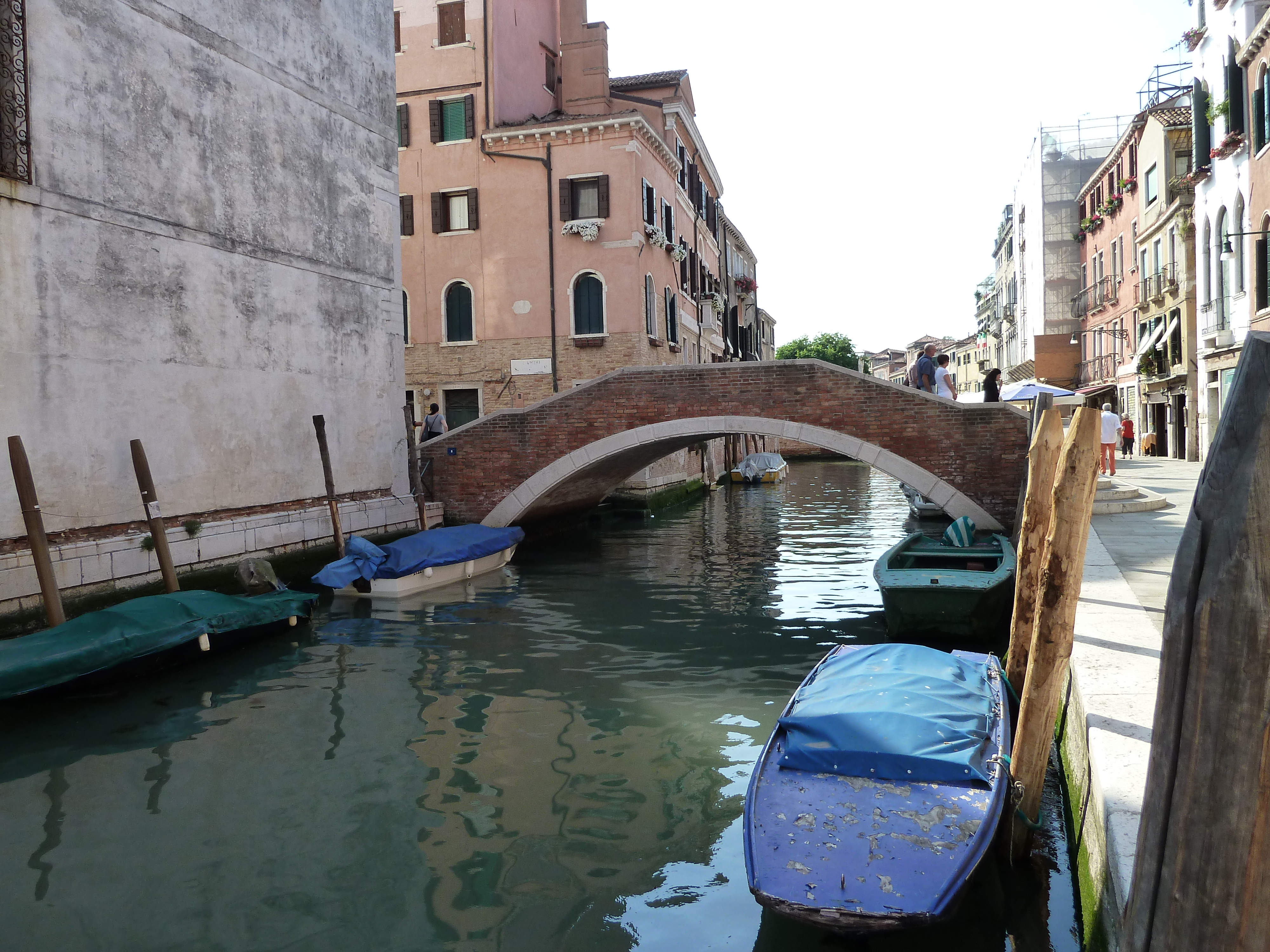
Ponte San Marziale Rio de la Misericordia
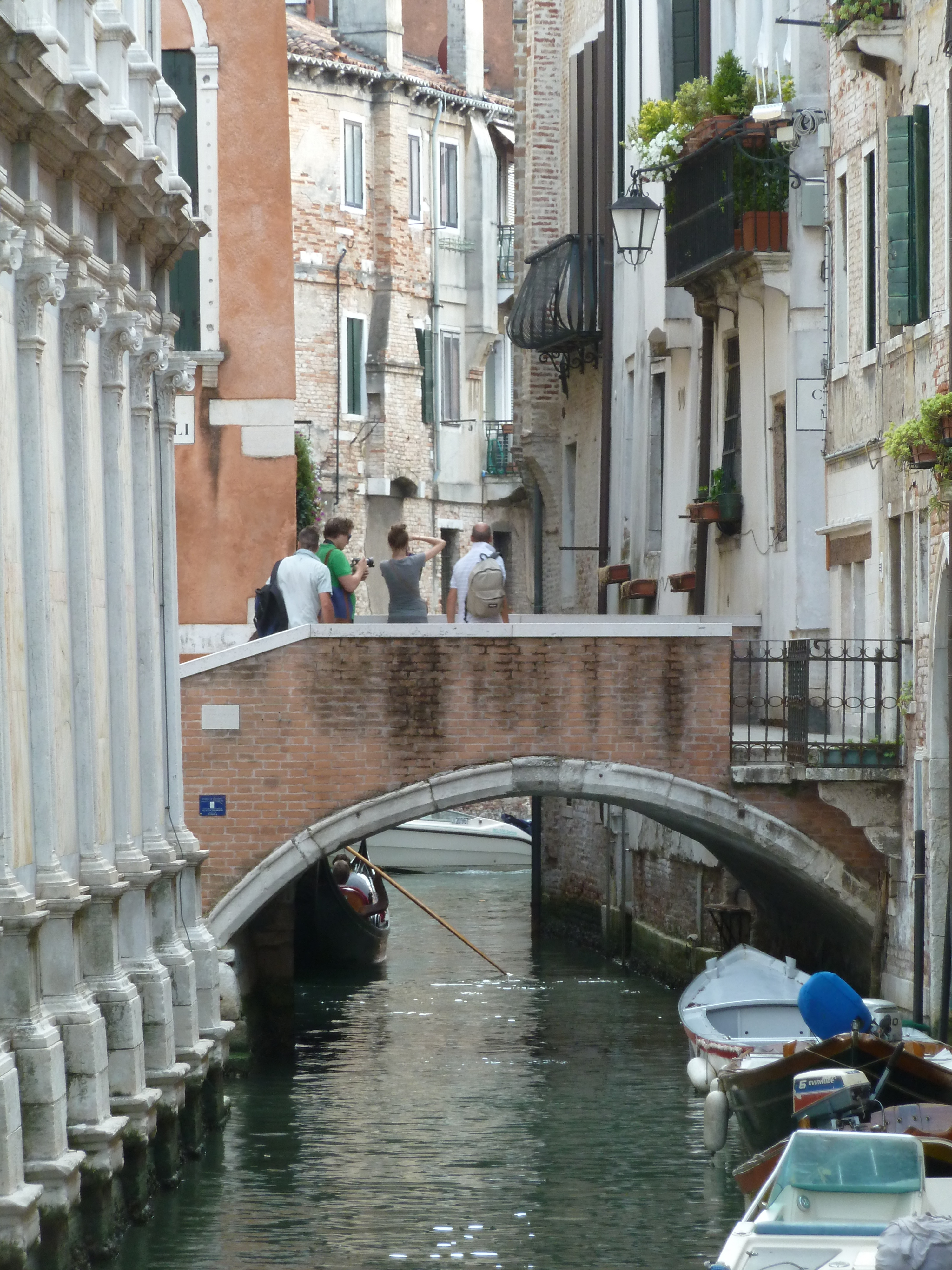
Ponte dei Miracoli Rio dei Miracoli
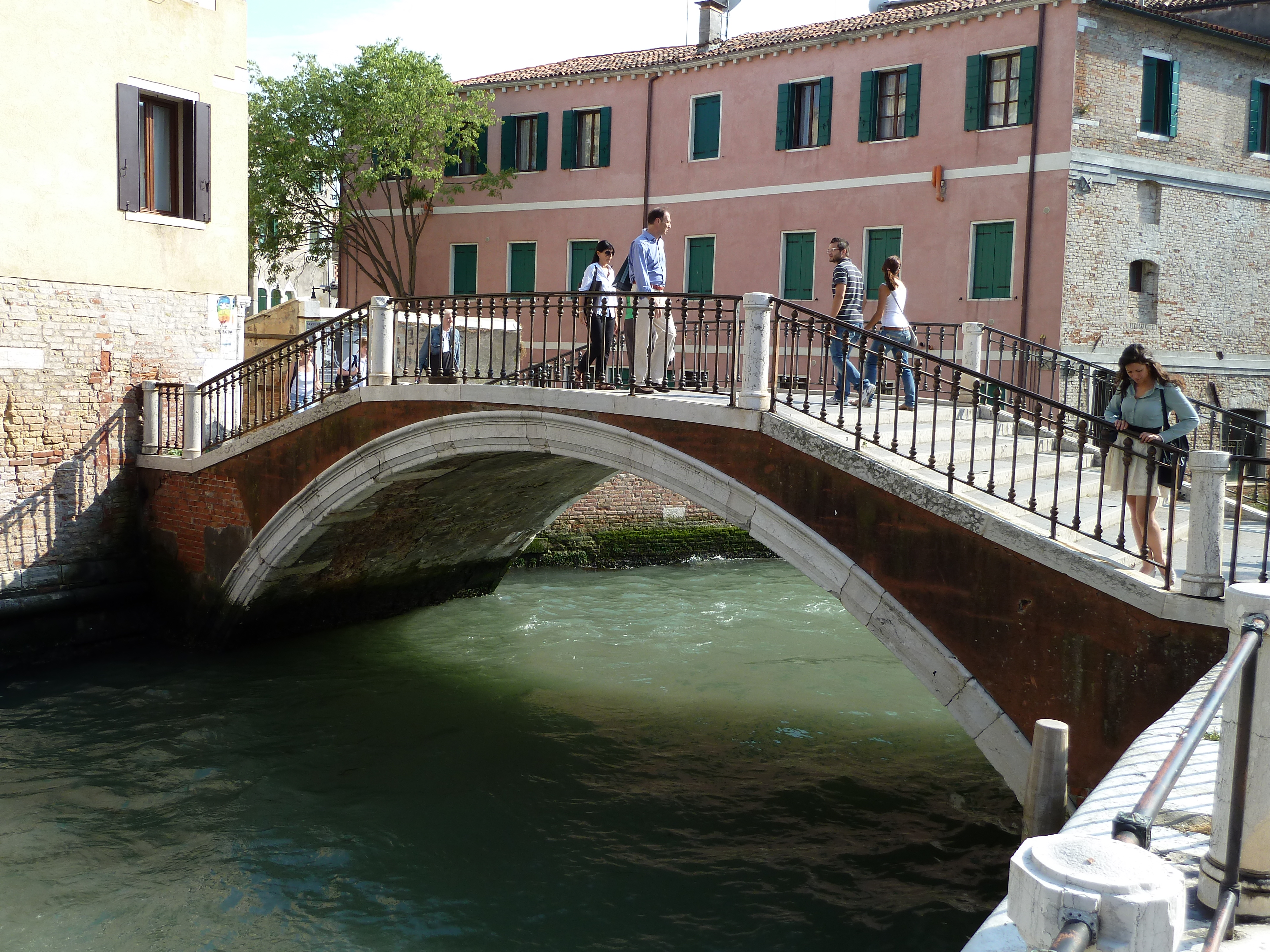
Ponte de la Misericordia Rio de Noal
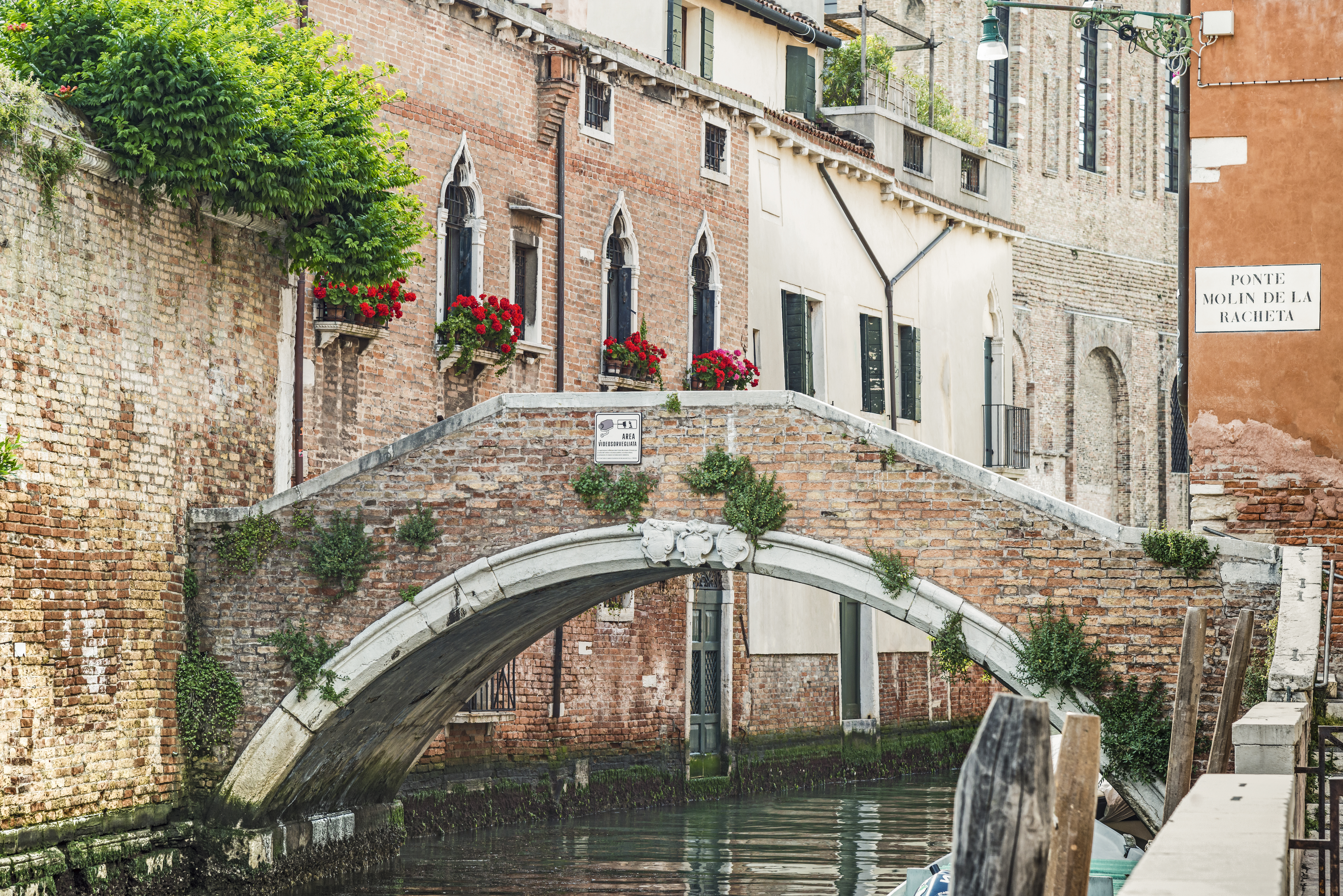
Ponte Molin de la Racheta Rio de Santa Caterina
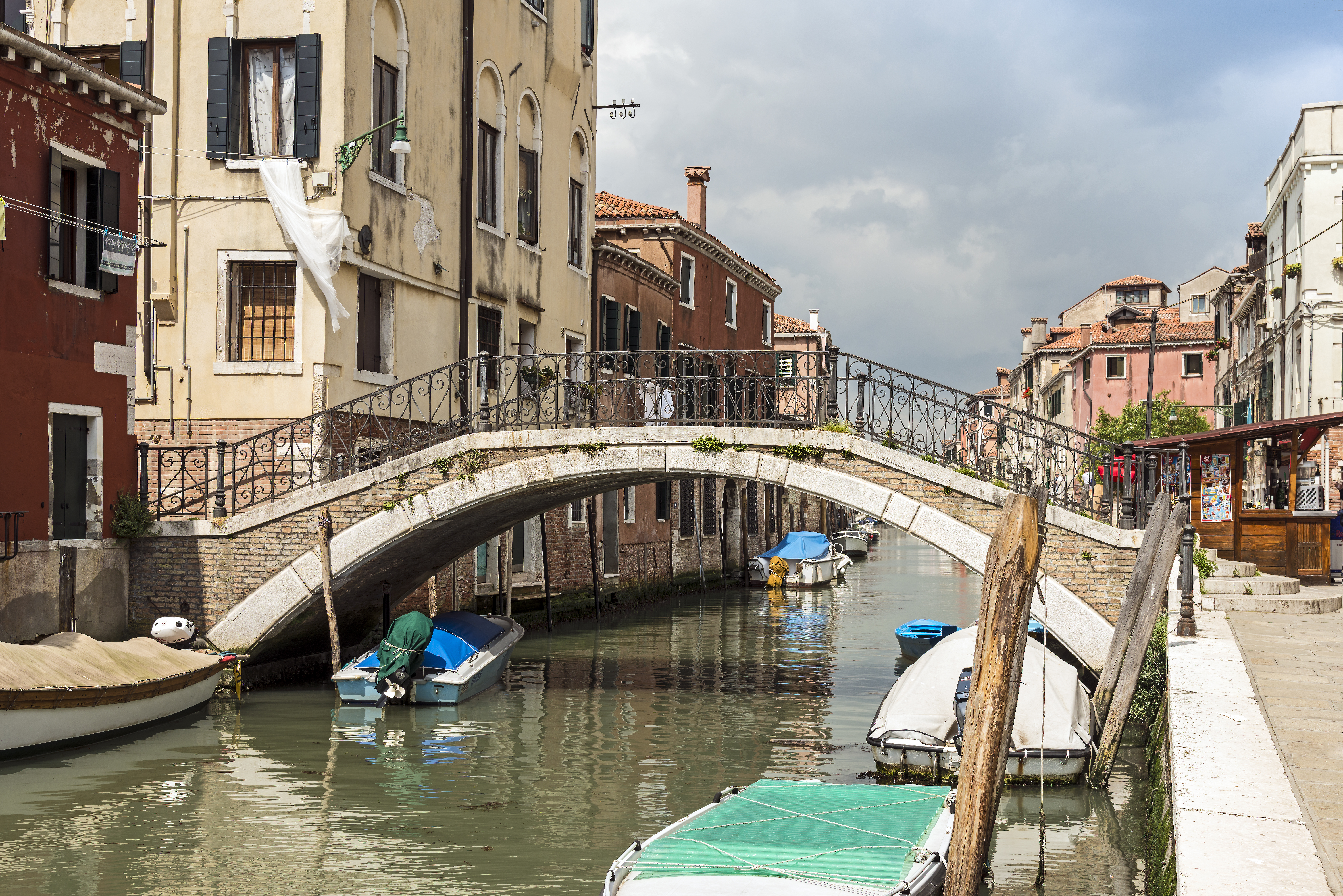
Ponte dei Mori Rio de la Sensa
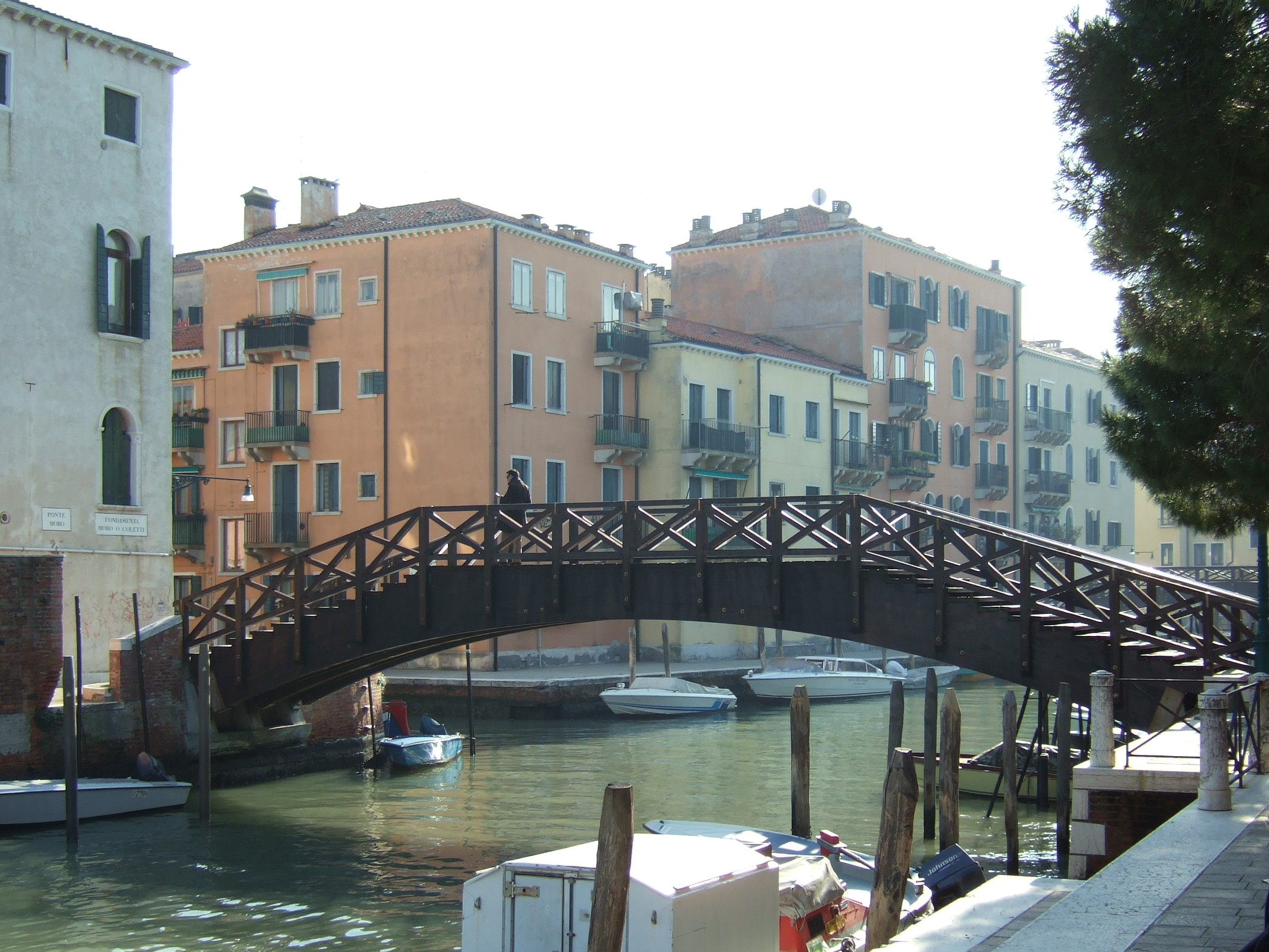
Ponte Moro a San Girolamo Rio de Ca'Moro
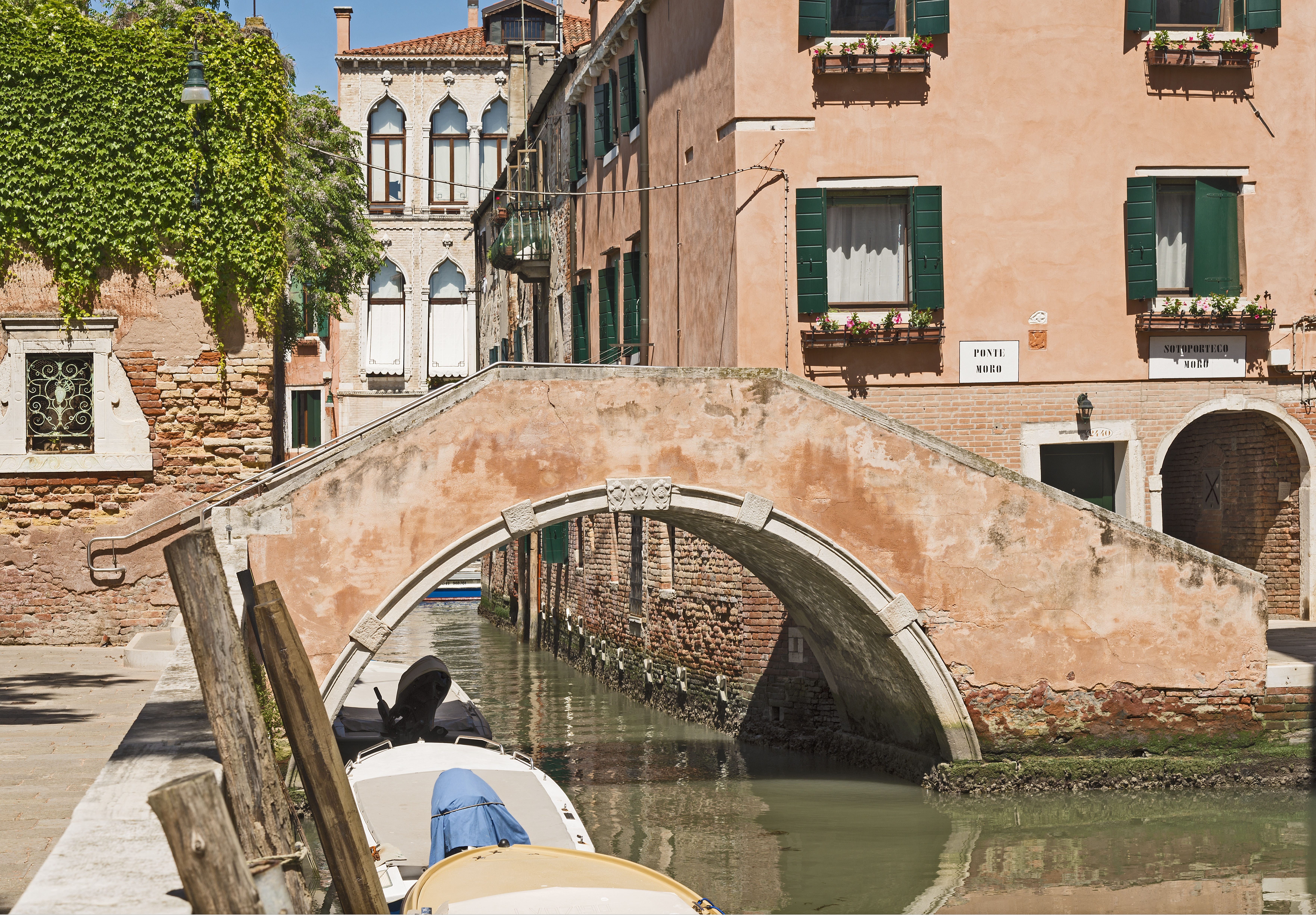
Ponte Moro a San Marziale Rio del Grimani
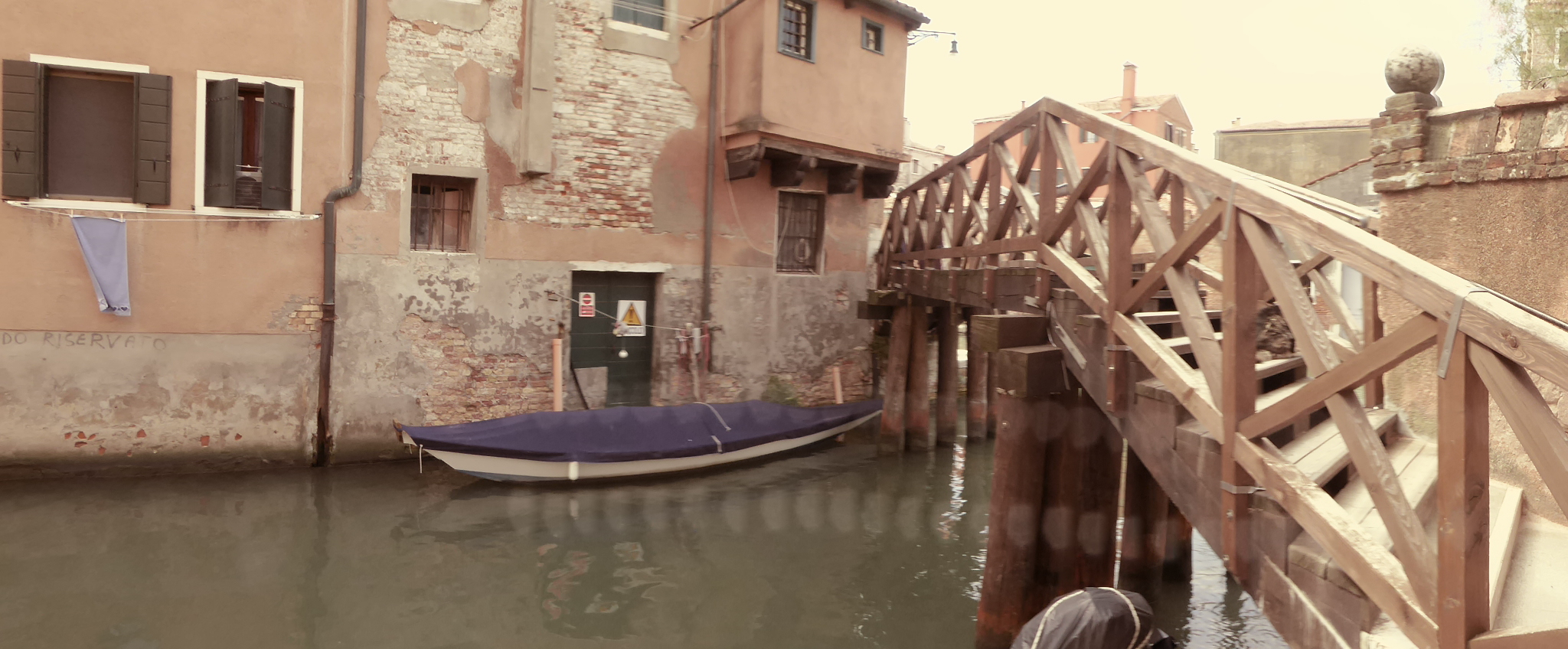
Ponte dei Muti Rio dei Muti
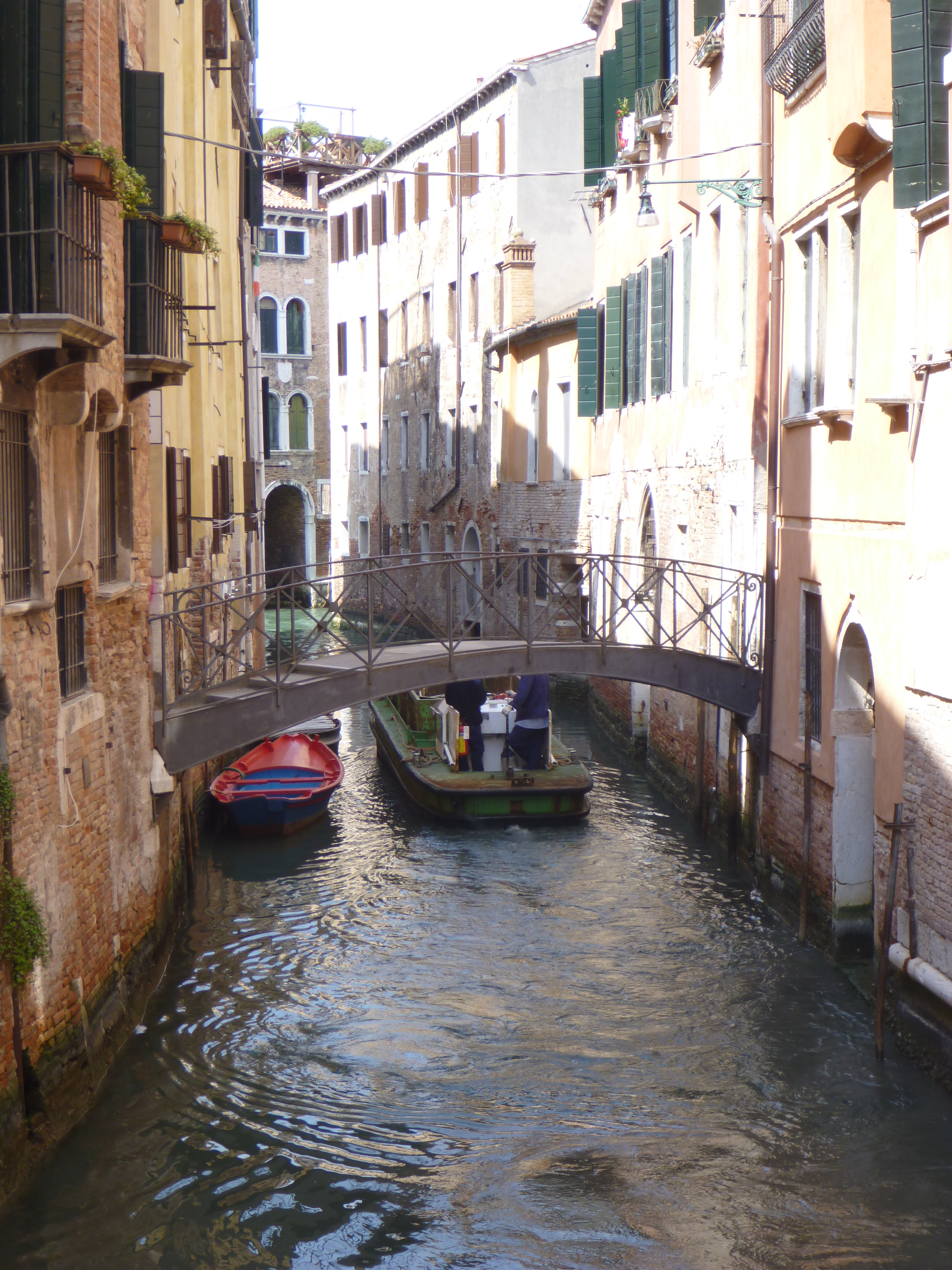
Ponte Noris Rio de Ca'Widmann
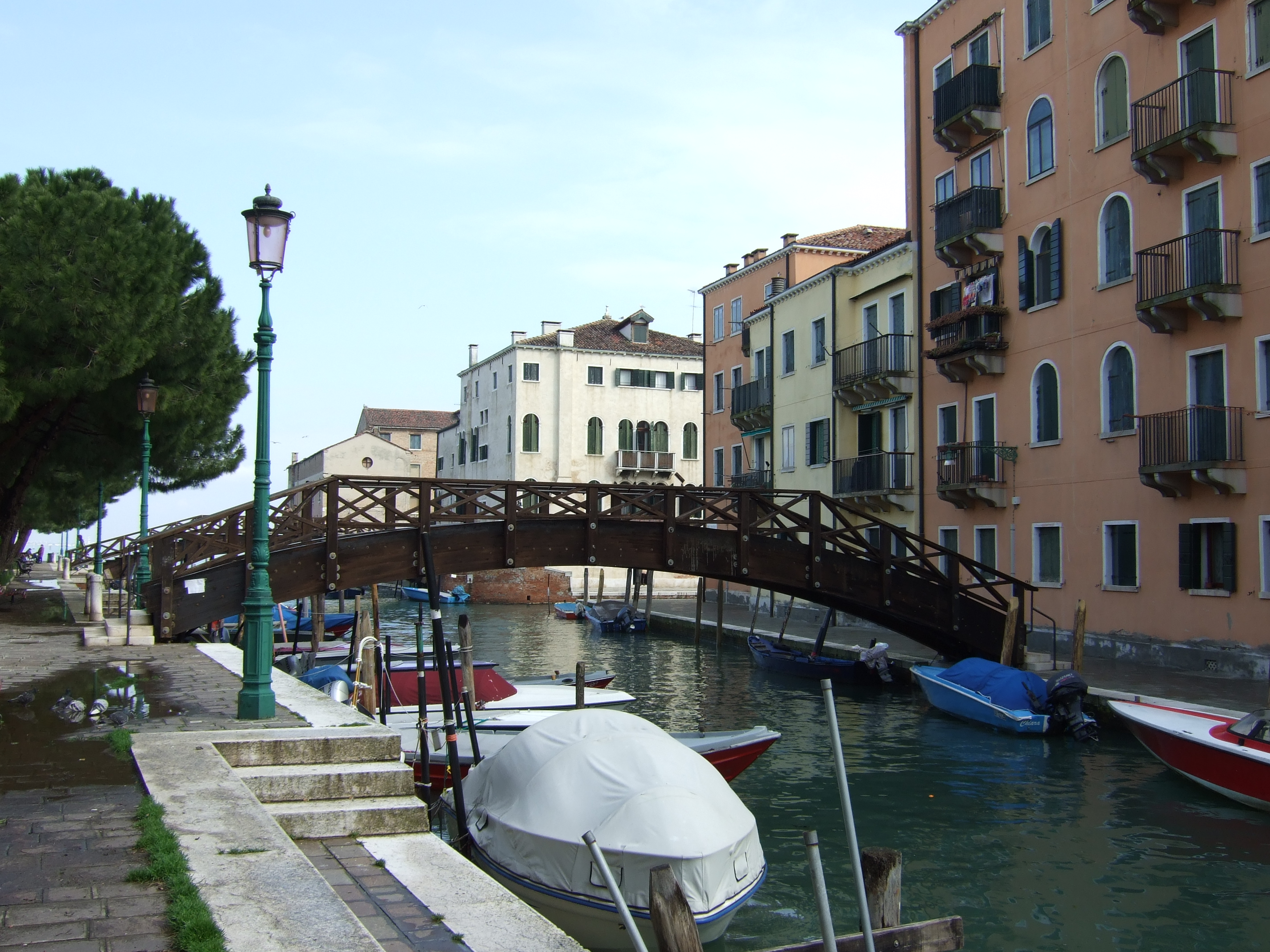
Ponte Novo Rio de Ca'Moro
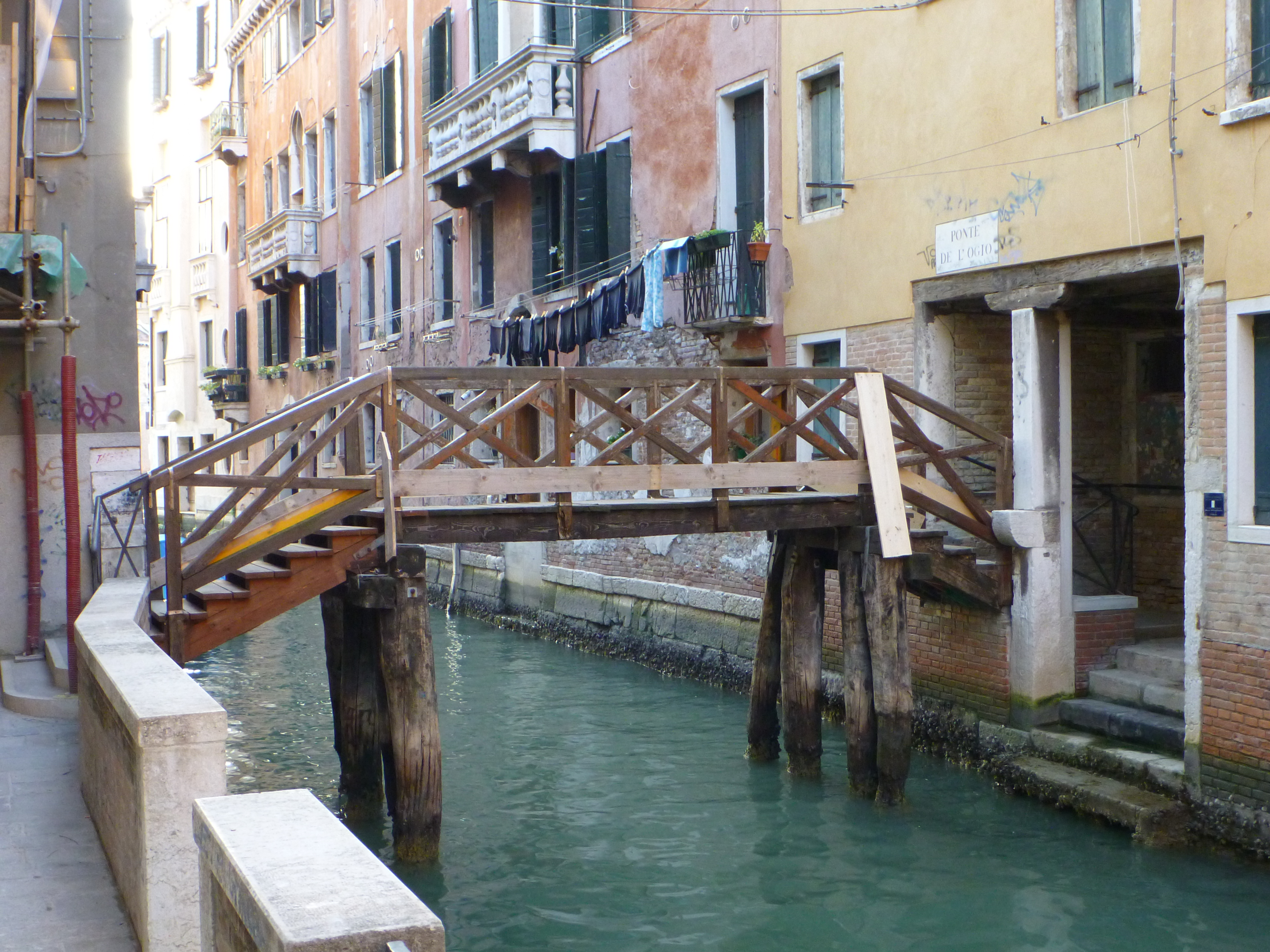
Ponte de l'Ogio Rio de la Madalena
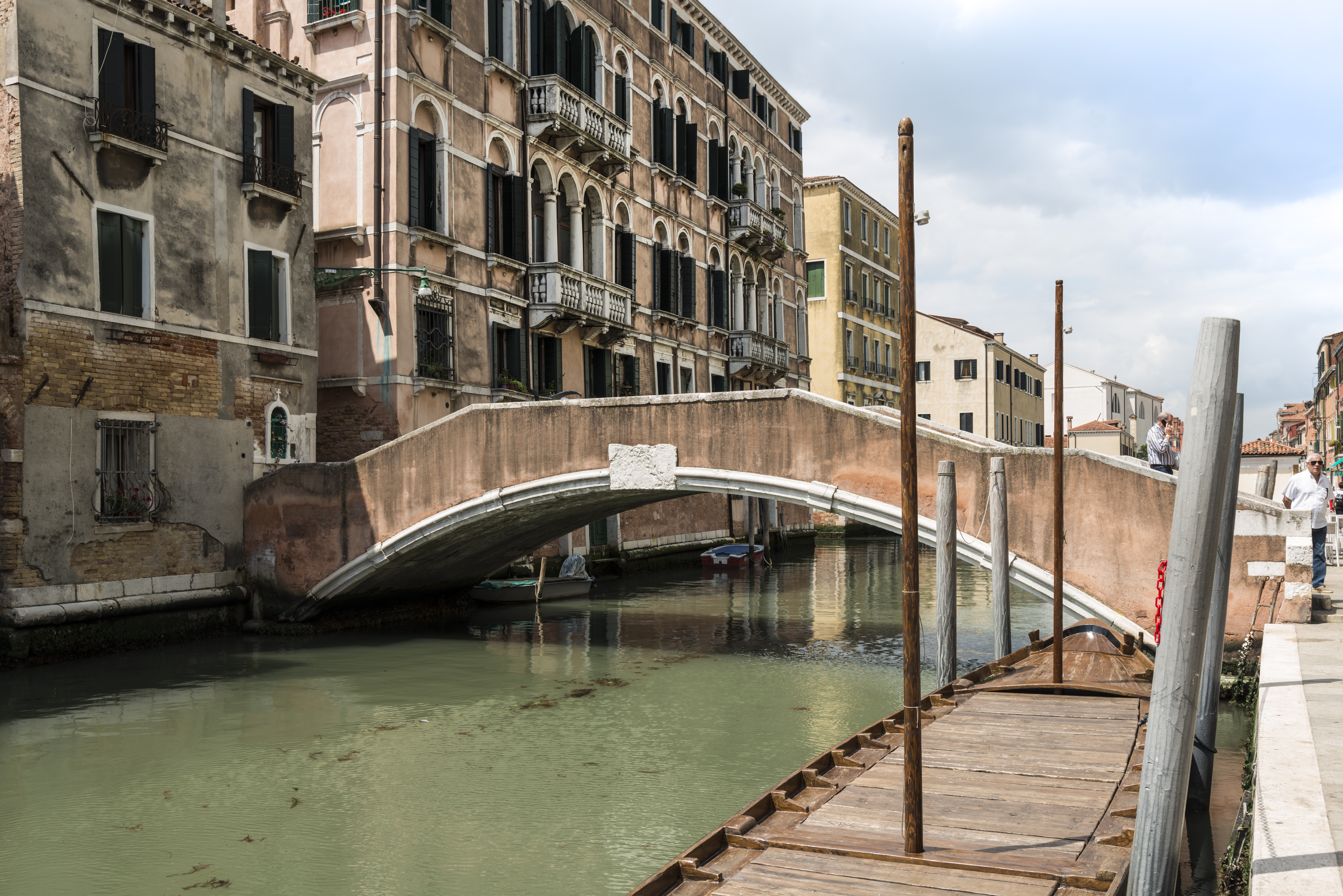
Ponte dei Ormesini Rio de San Girolamo
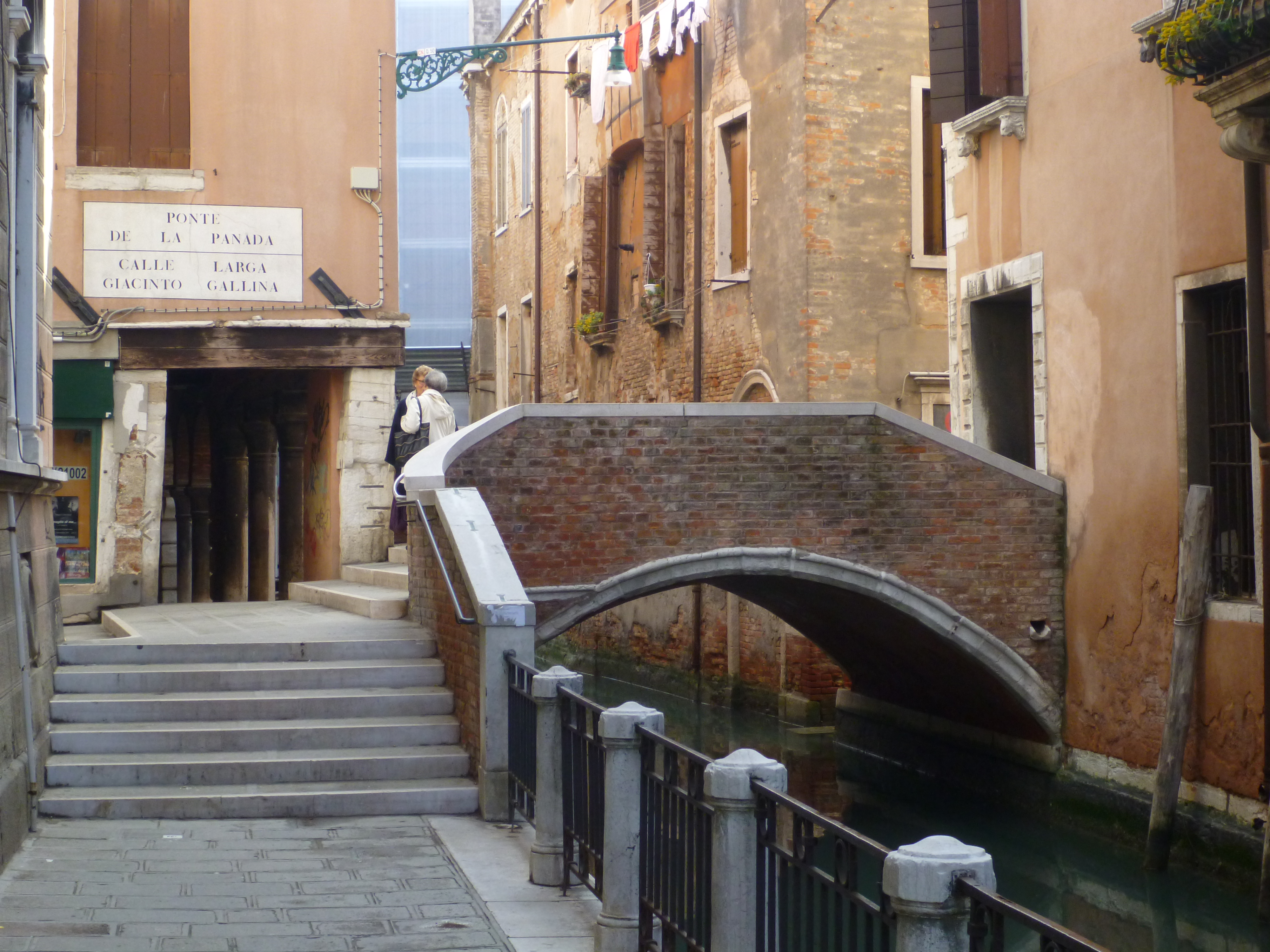
Ponte de la Panada Rio de la Panada
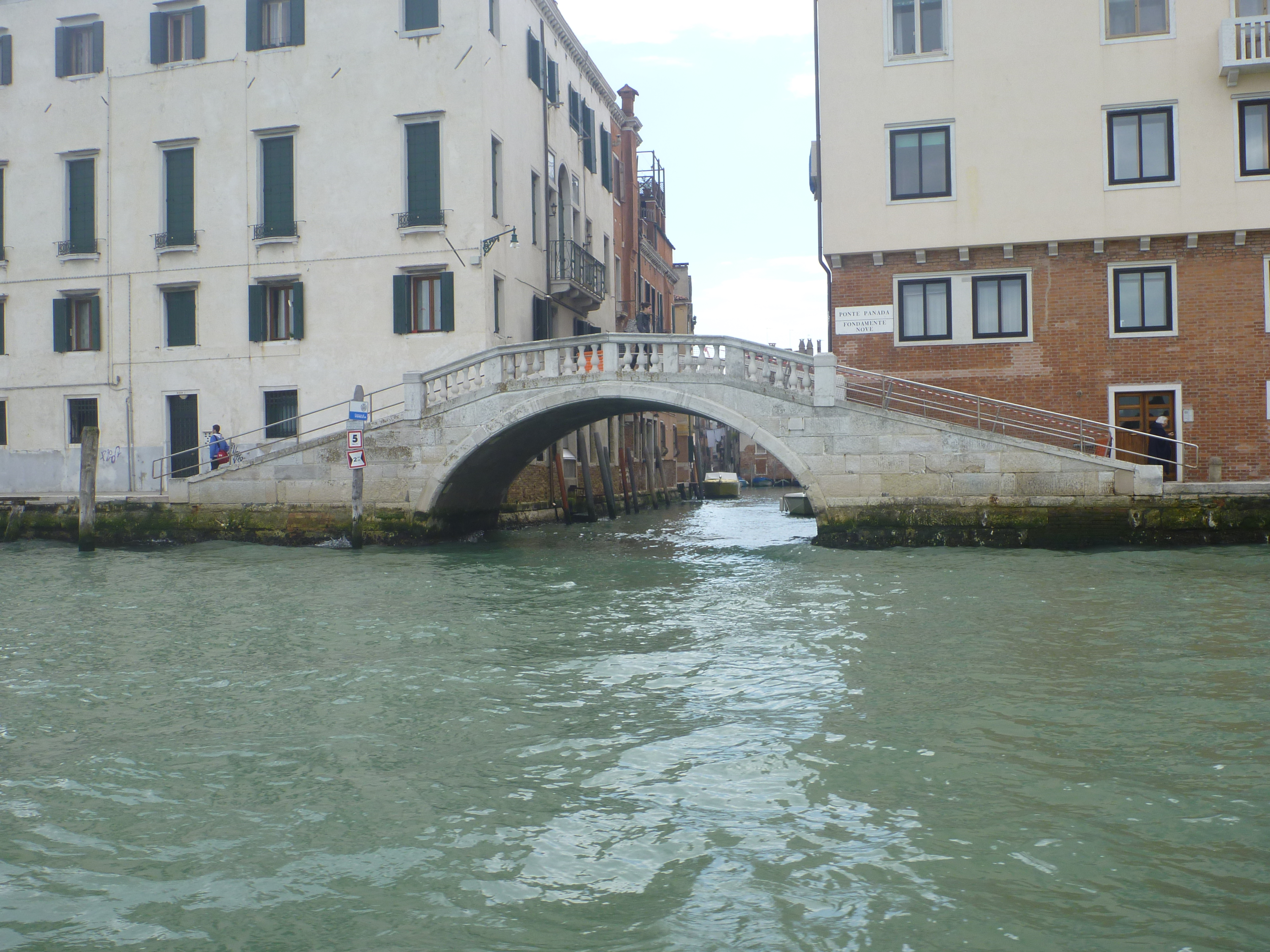
Ponte de la Panada alle Fondamente Nove Rio de la Panada
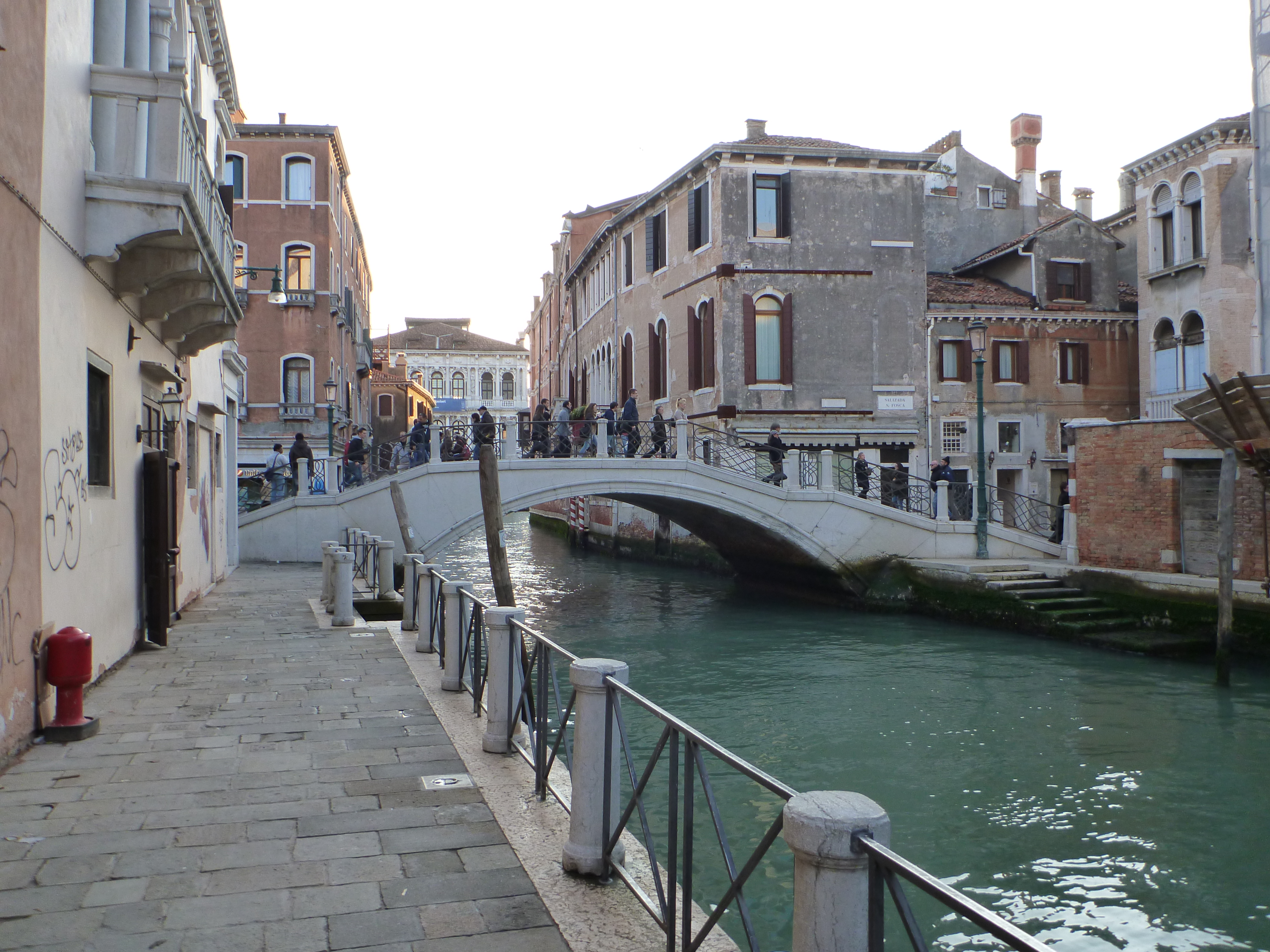
Ponte Pasqualigo ou Noal Rio de Noal
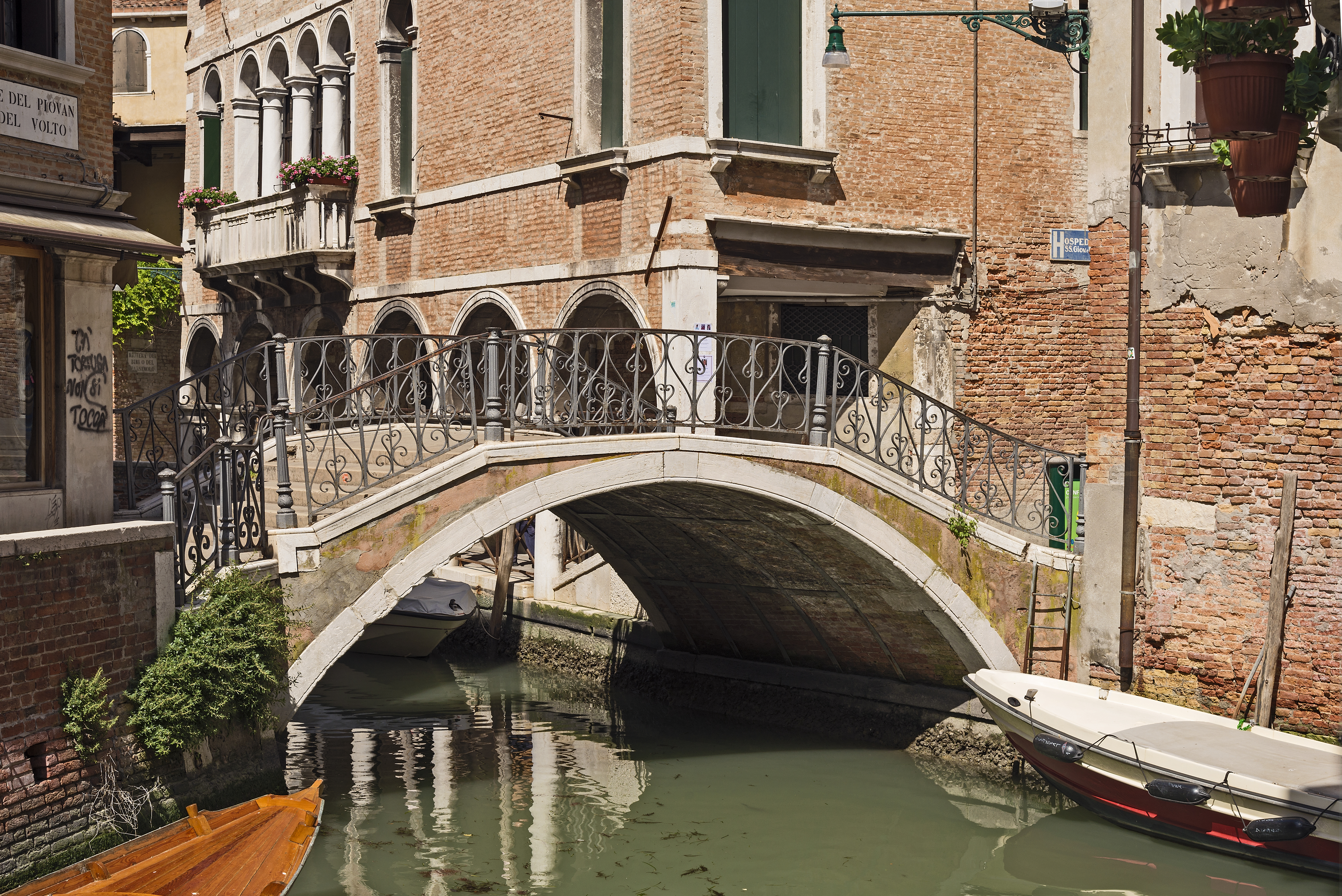
Ponte del Piovan/ d.Volto Rio de Ca'Widmann
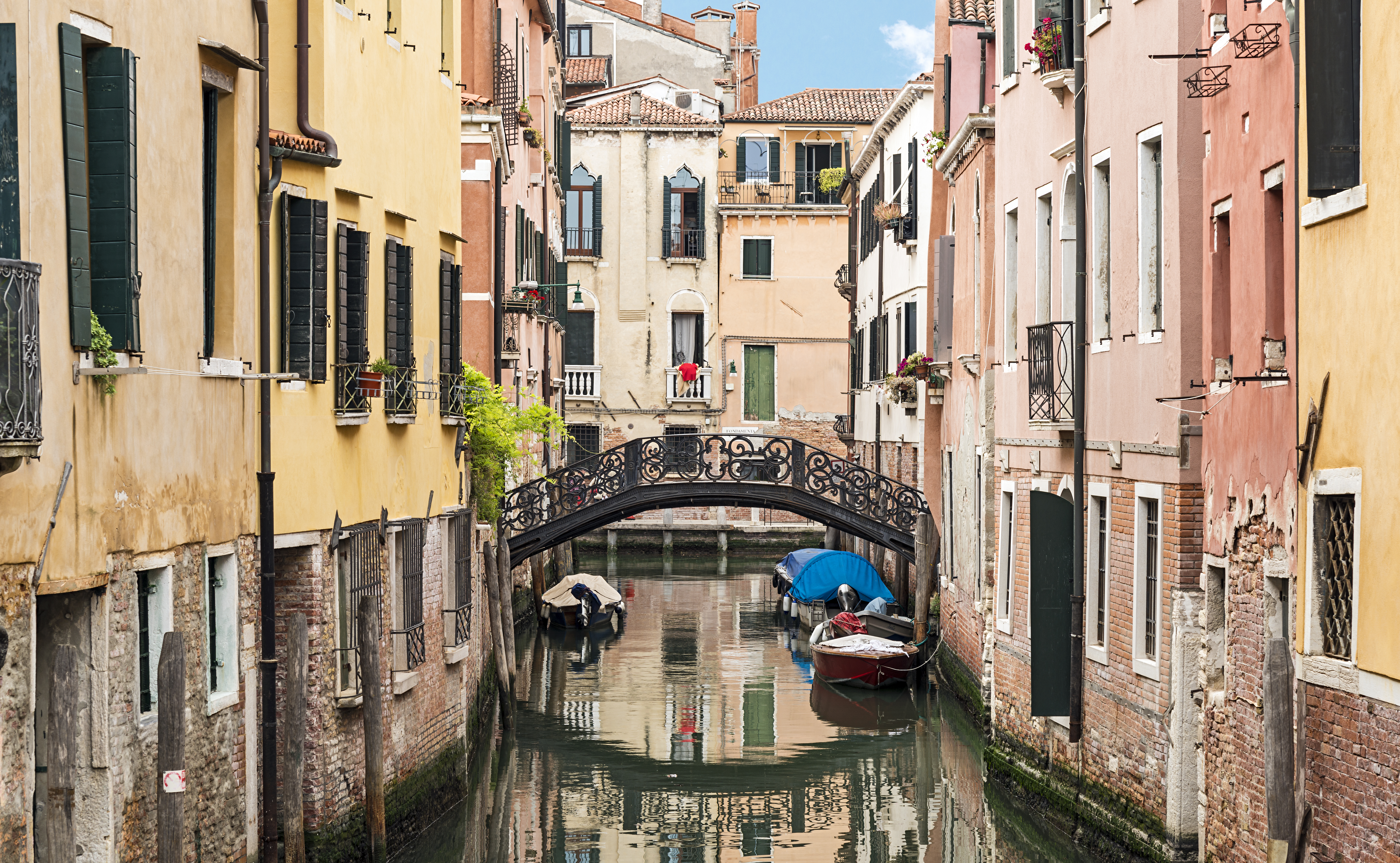
Ponte Priuli/delle Squero Rio de Santa Sofia
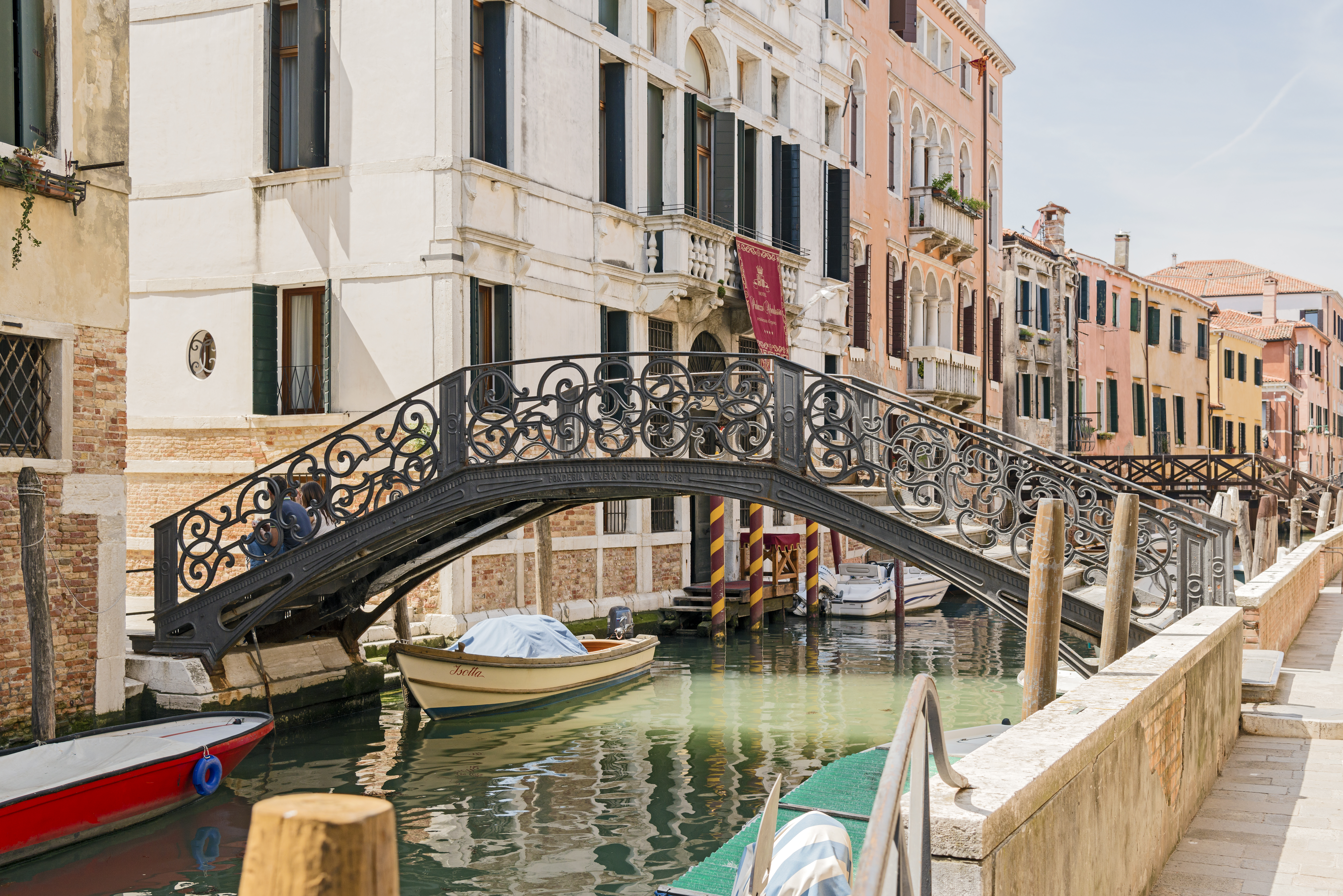
Ponte Priuli a Santa Sofia Rio de Santa Sofia
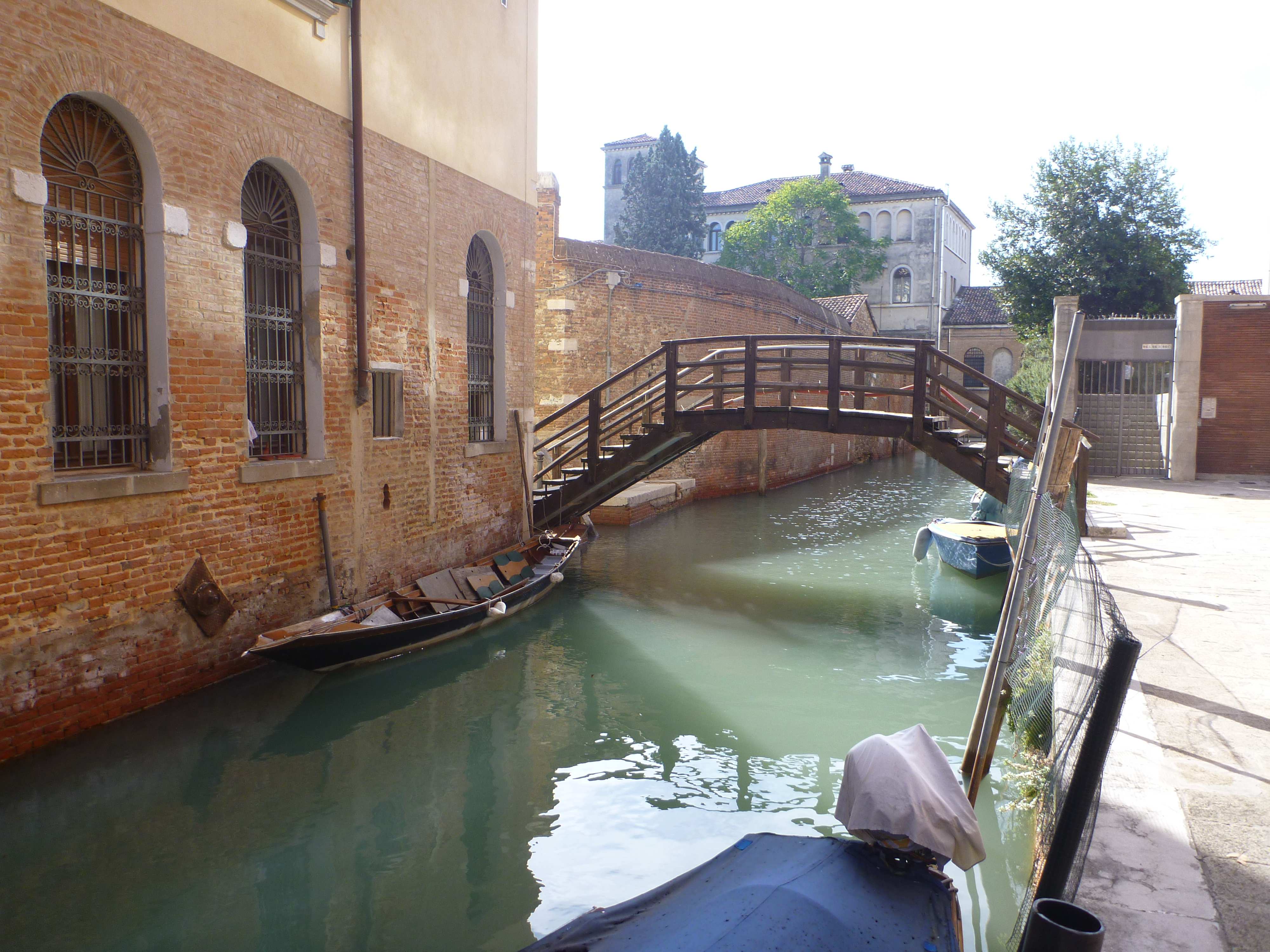
Ponte Priuli dei Cavaleti Rio de la Crea
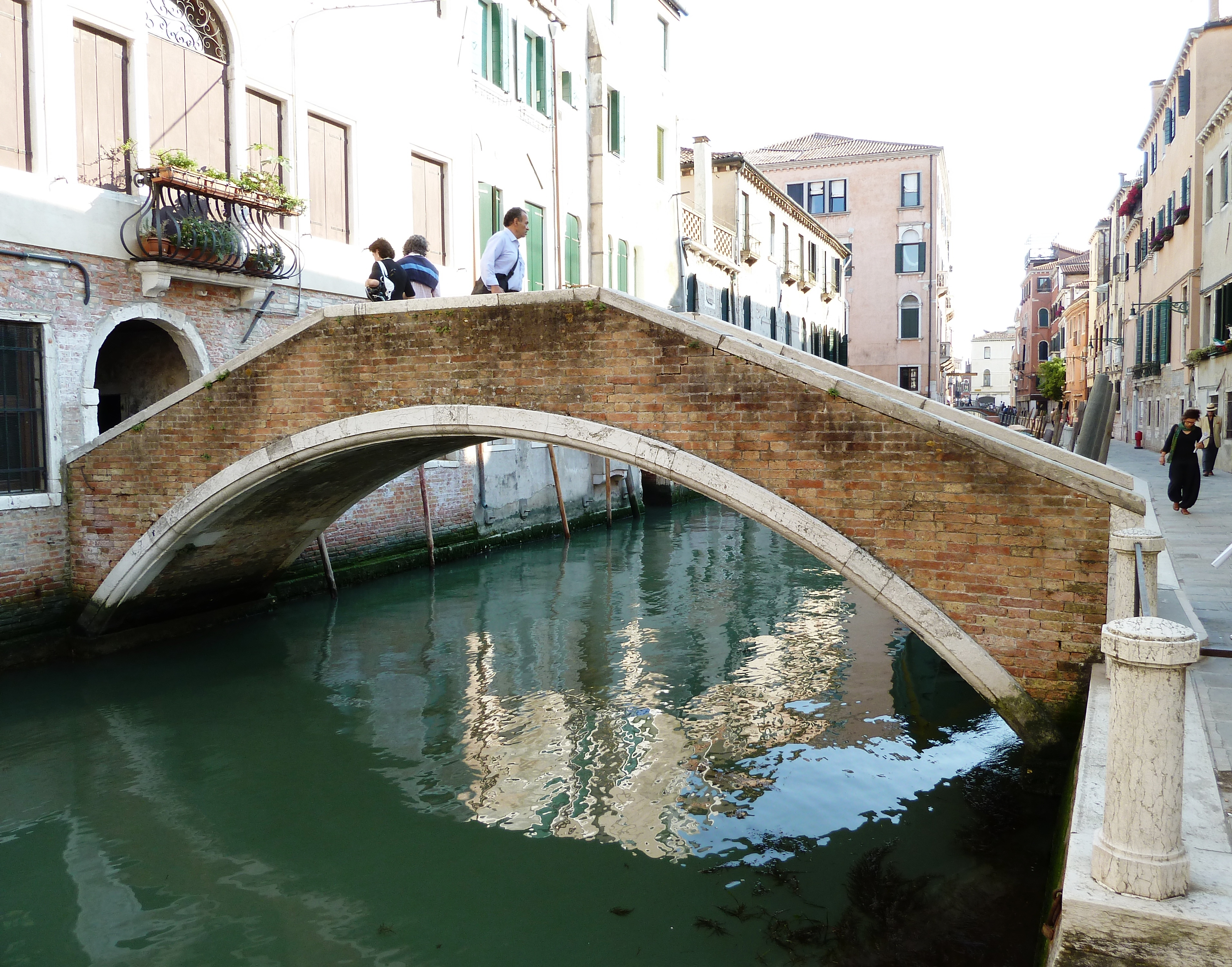
Ponte Racheta Rio de San Felice
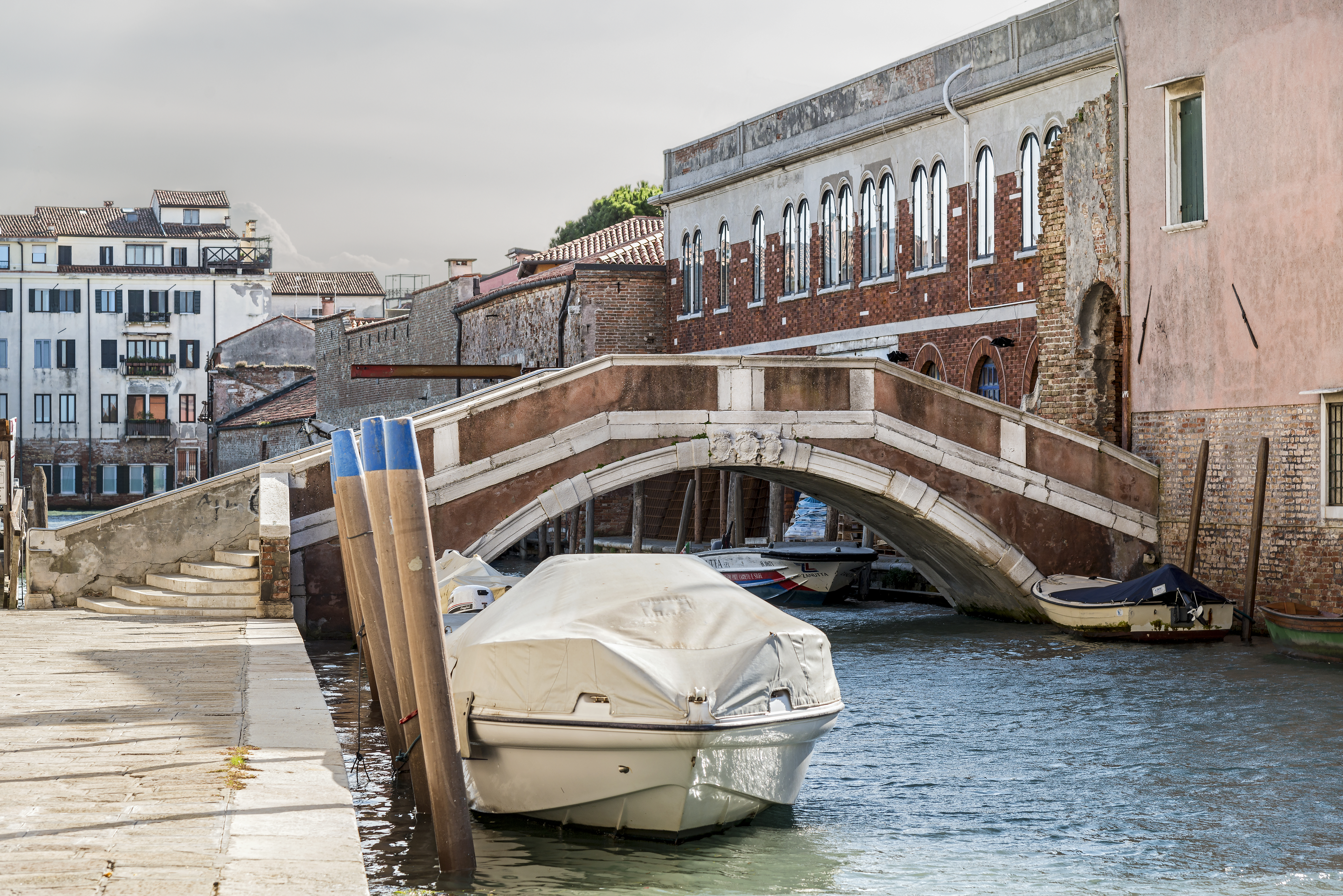
Ponte de la Sacca Rio de la Madona de l'Orto
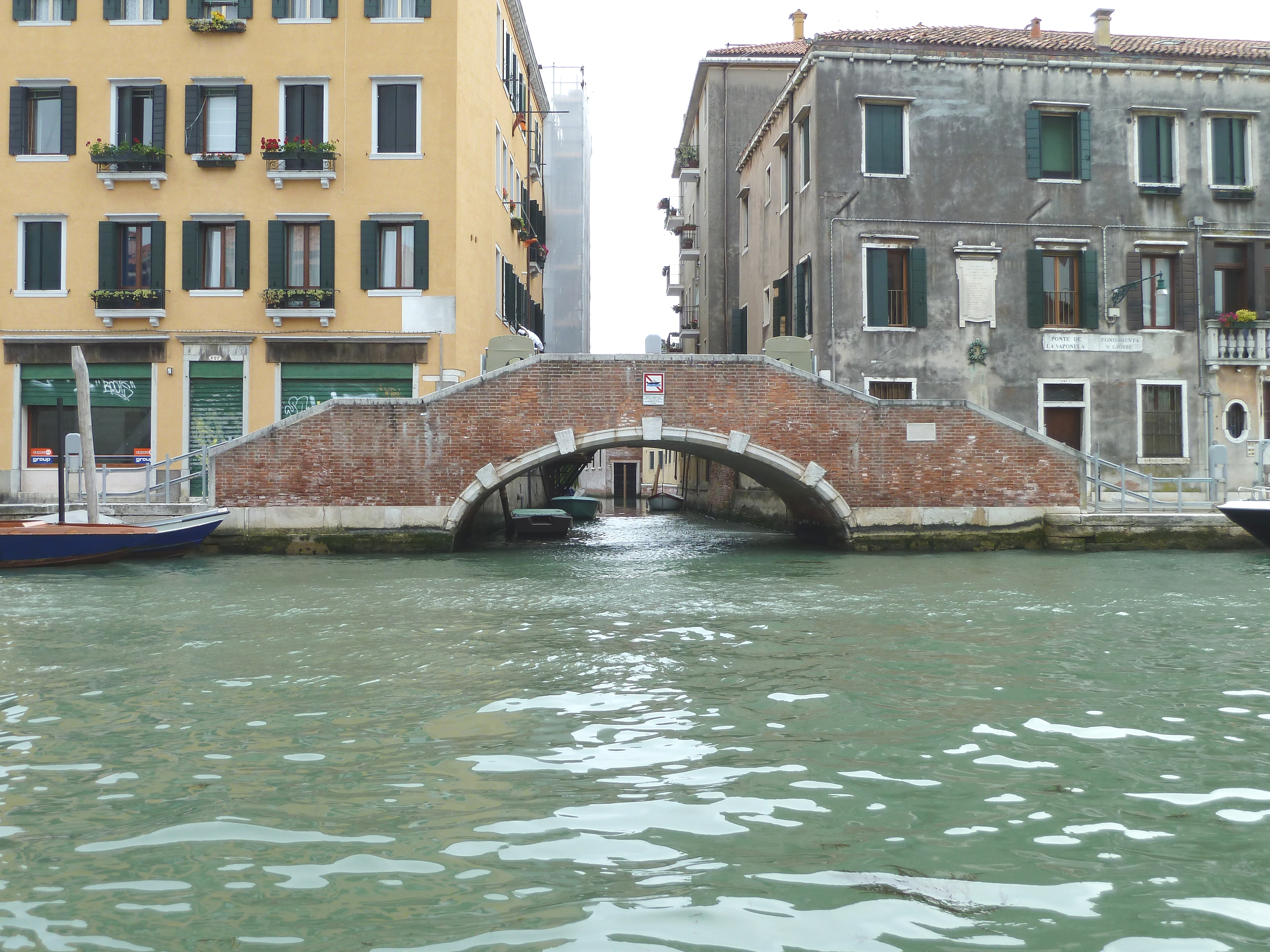
Ponte de la Saponella/Saponete Rio de San Giobbe
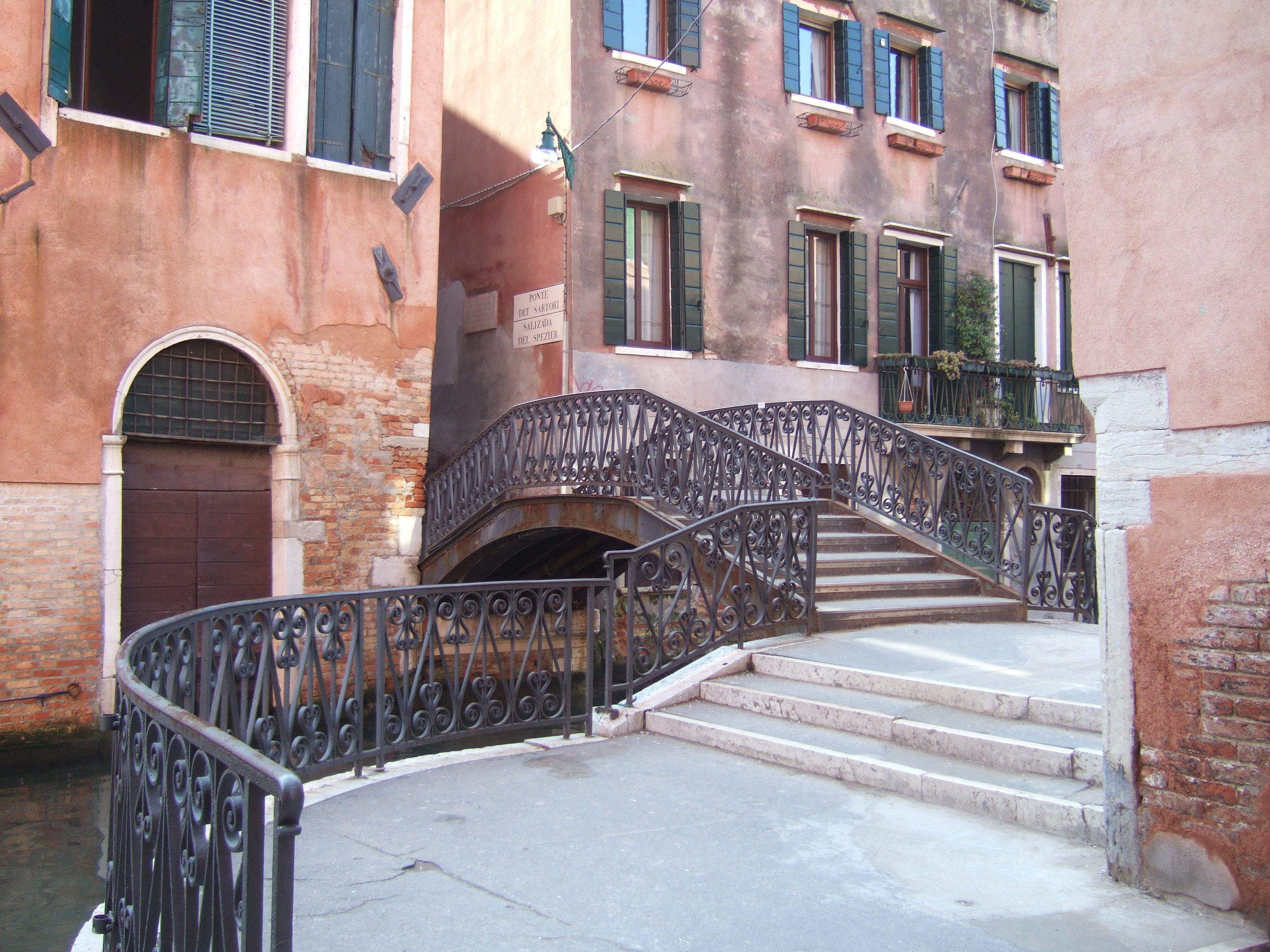
Ponte dei Sartori Rio de Sant'Andrea
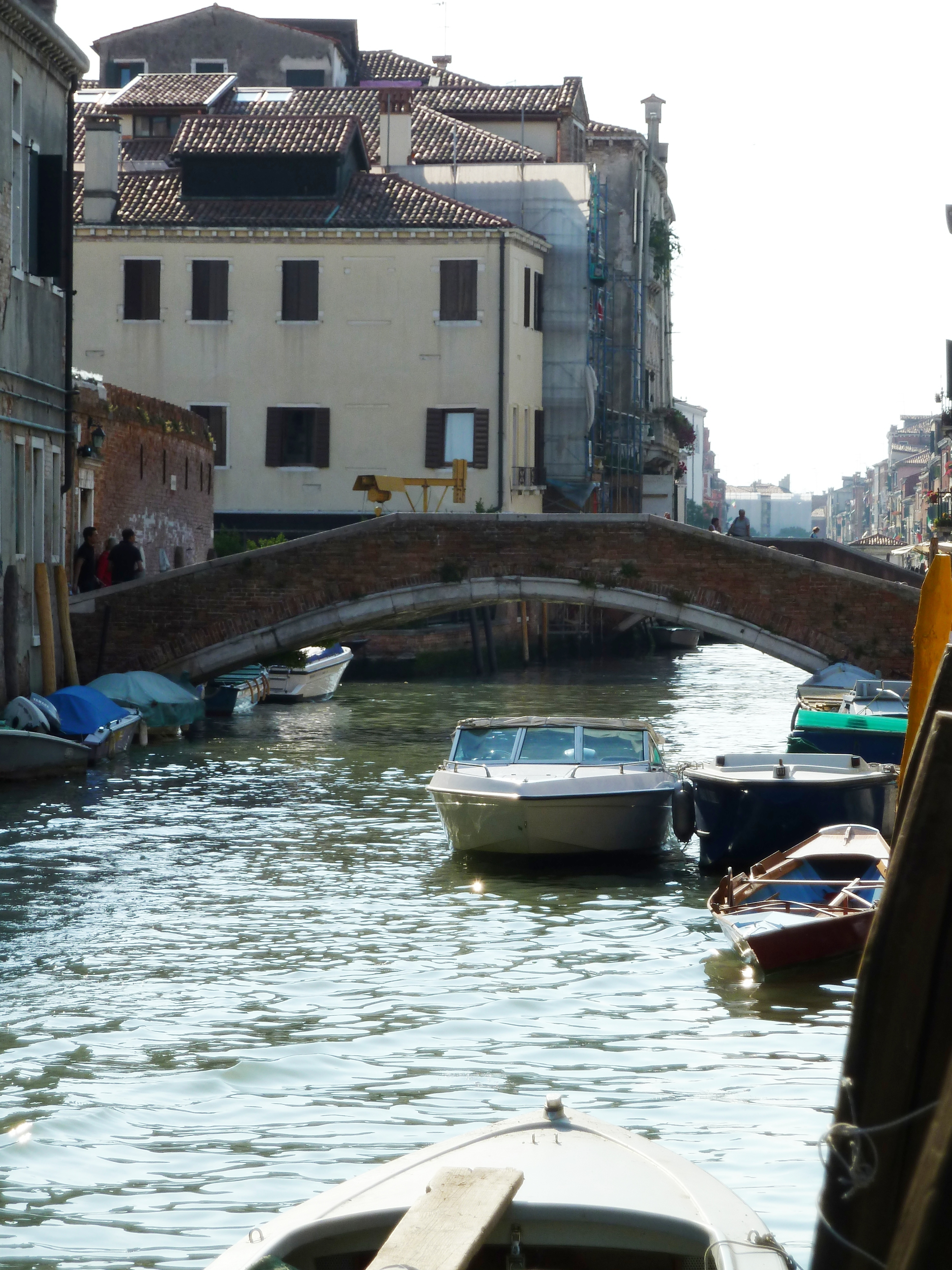
Ponte dei Servi/de Betania Rio de la Misericordia
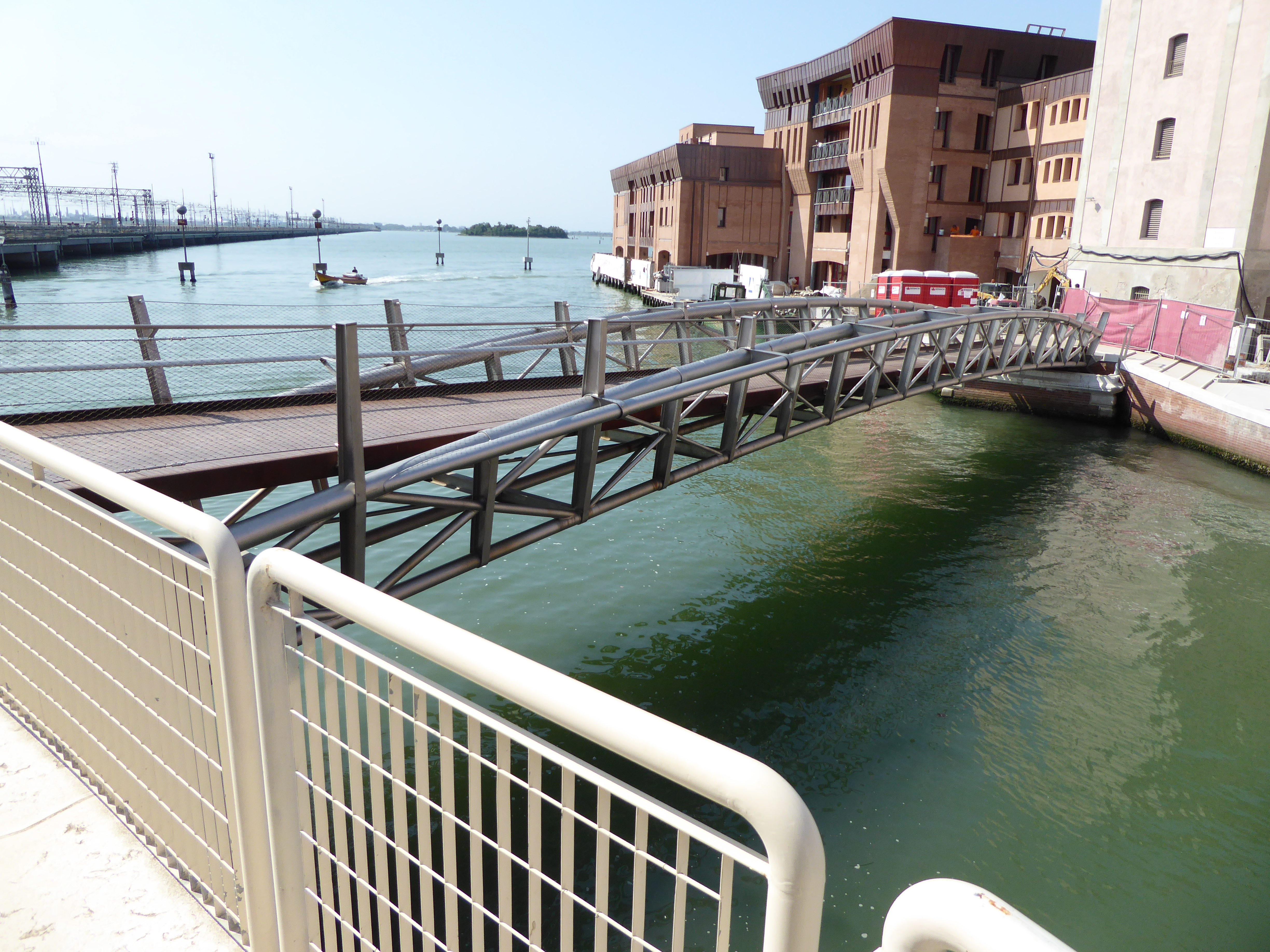
Ponte Valeria Solesin Rio de la Crea
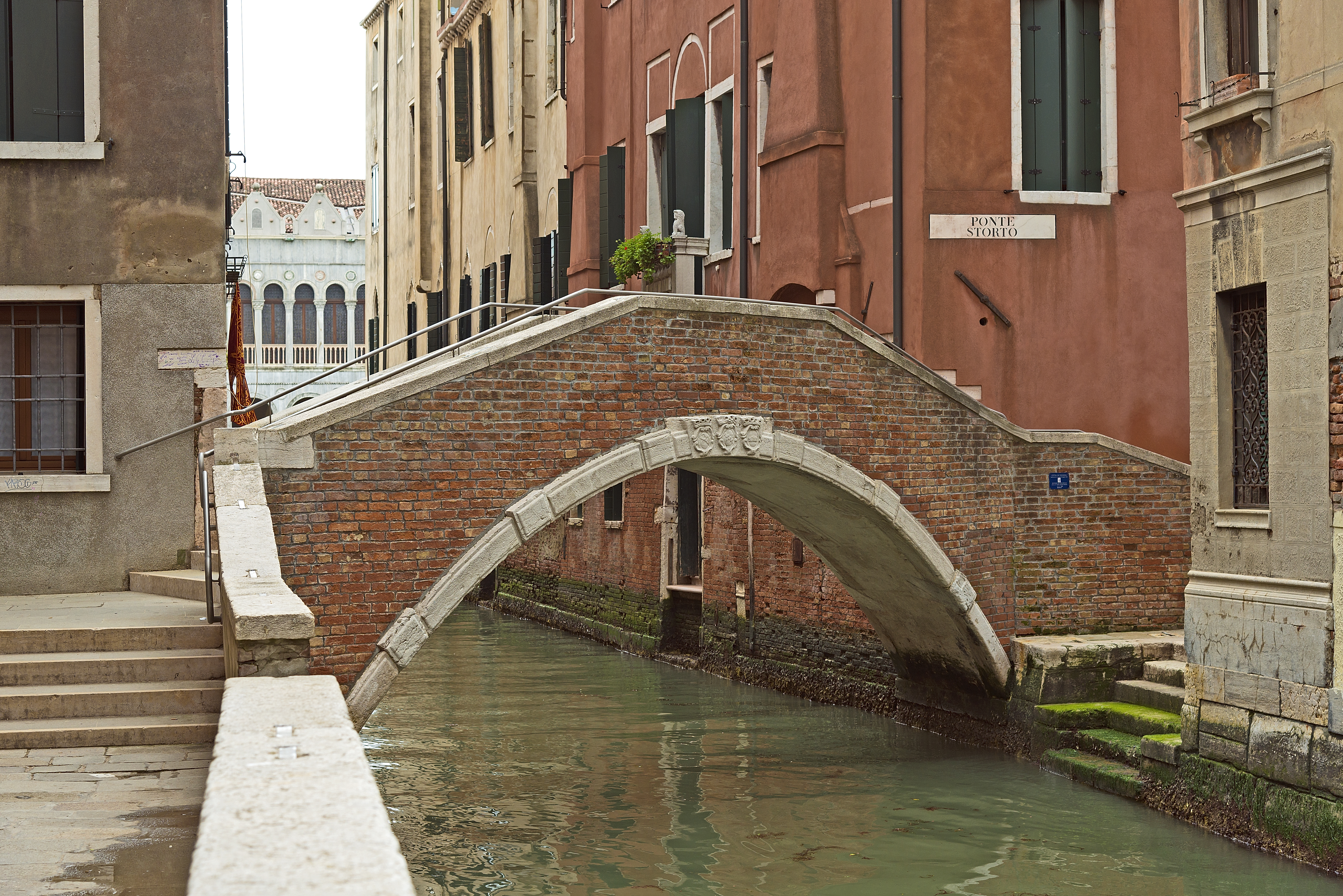
Ponte Storto Rio de San Marcuola
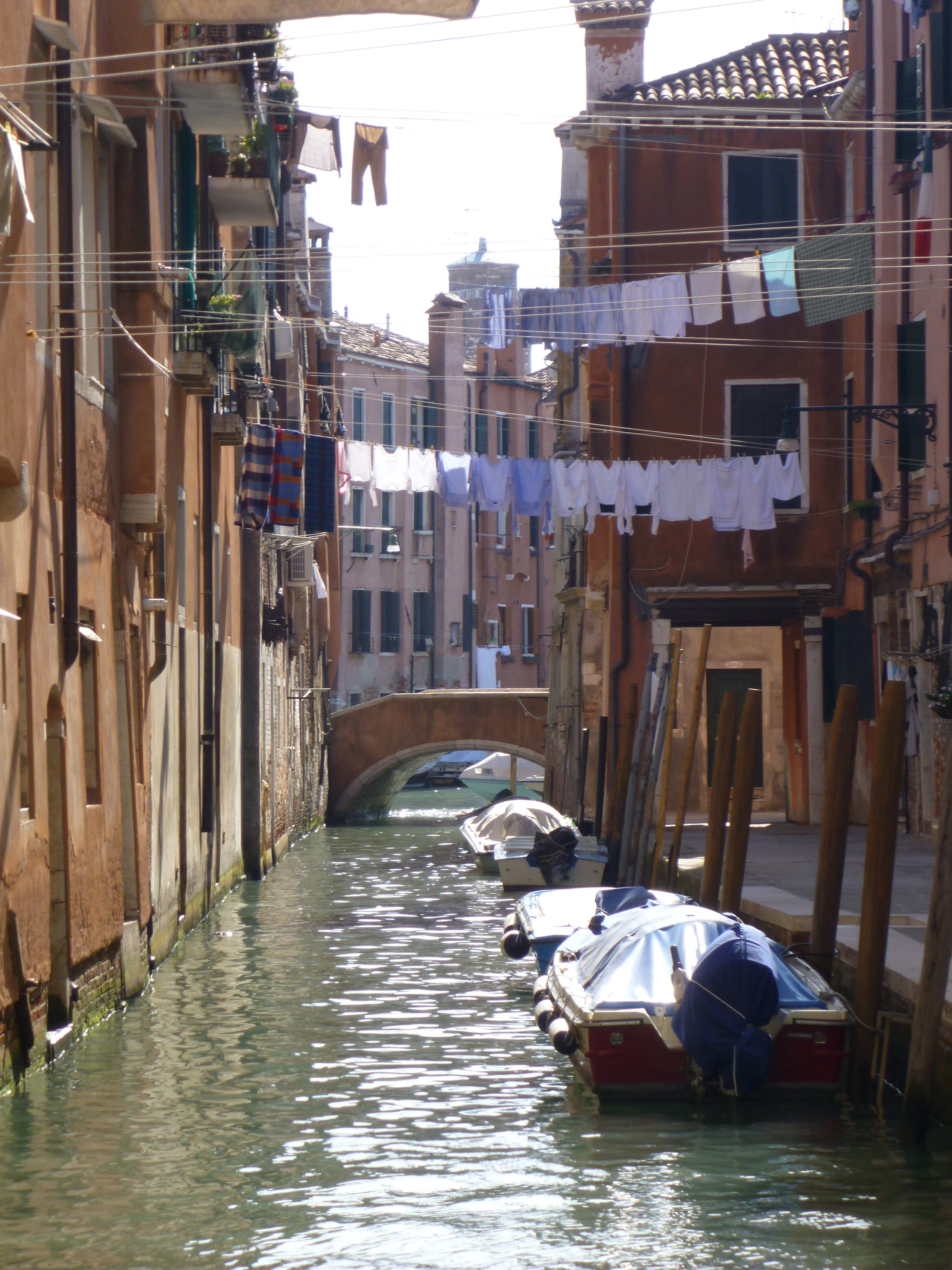
Ponte de le Torete Rio de le Torete
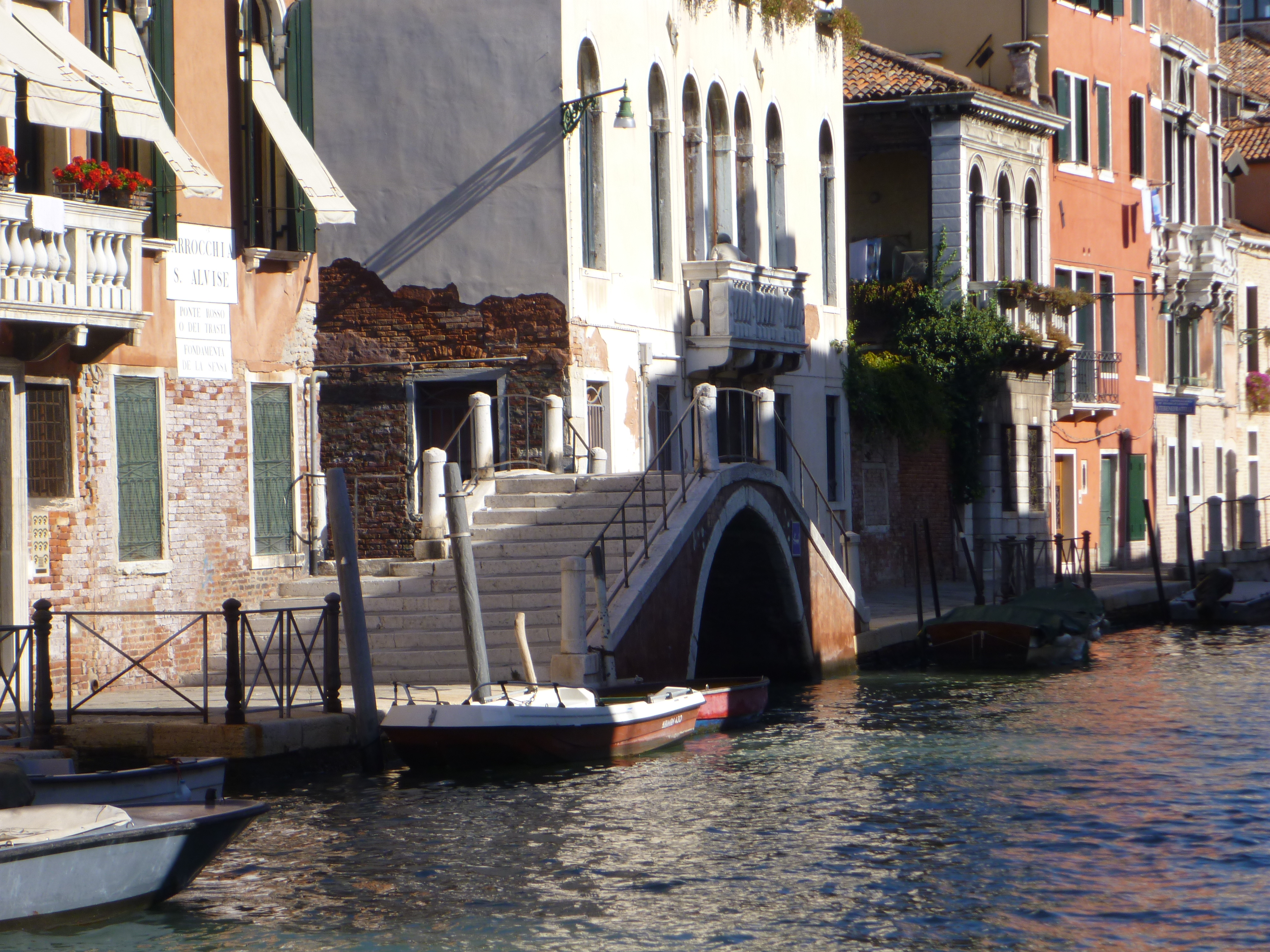
Ponte dei Trasti ou Rosso Rio dei Trasti
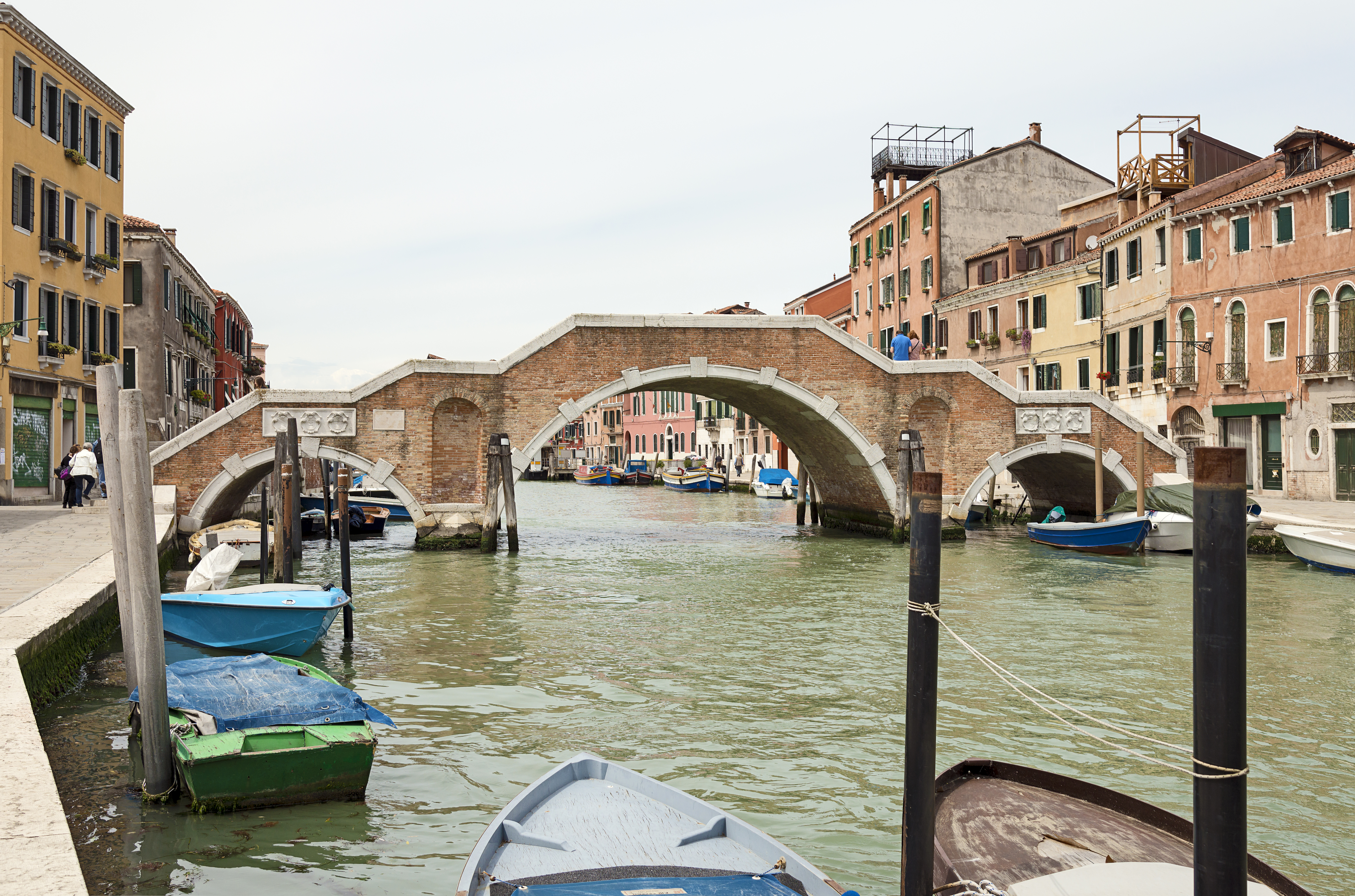
Ponte dei Tre Archi Canal de Cannaregio
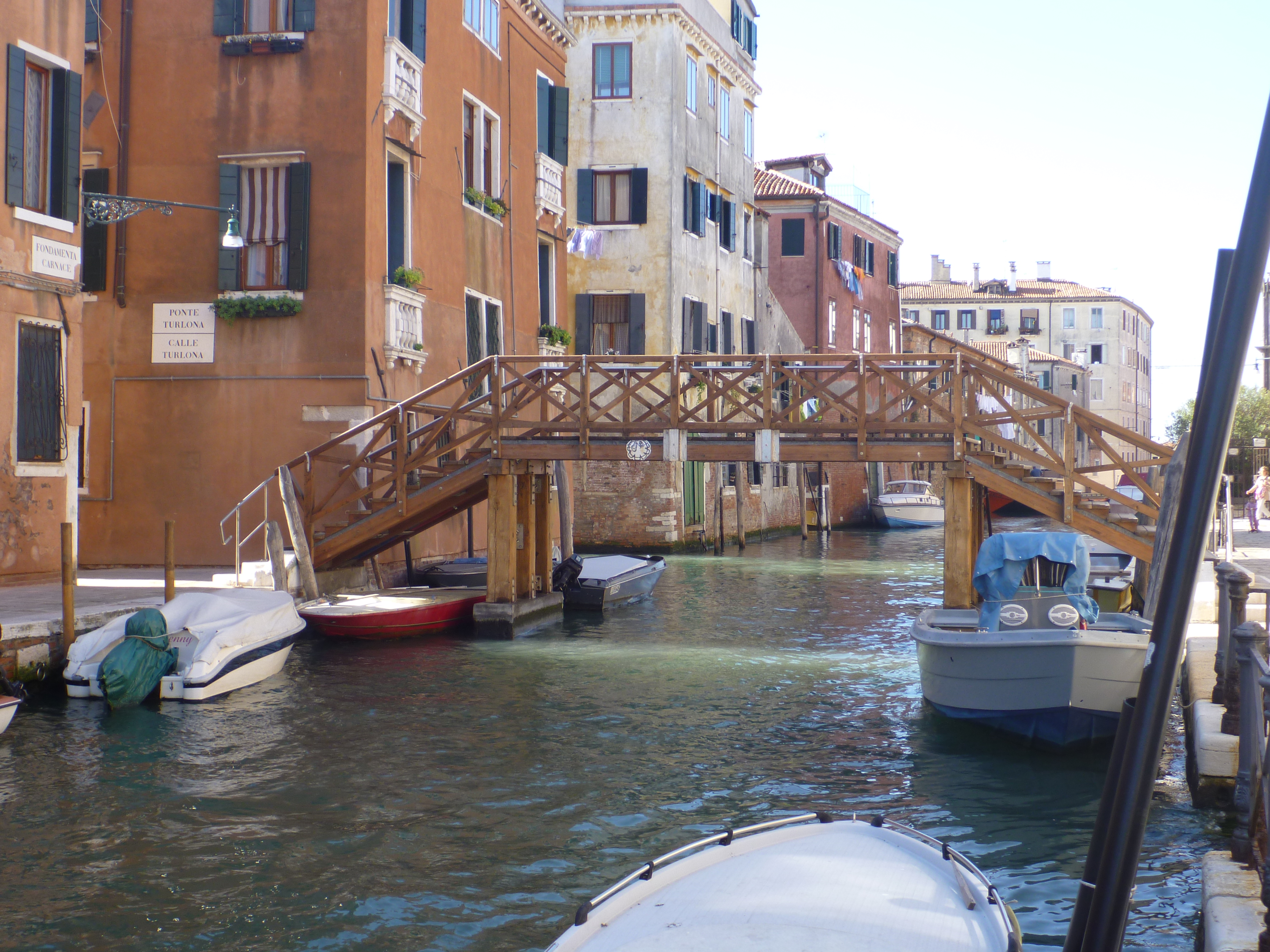
Ponte Turlona Rio de la Sensa
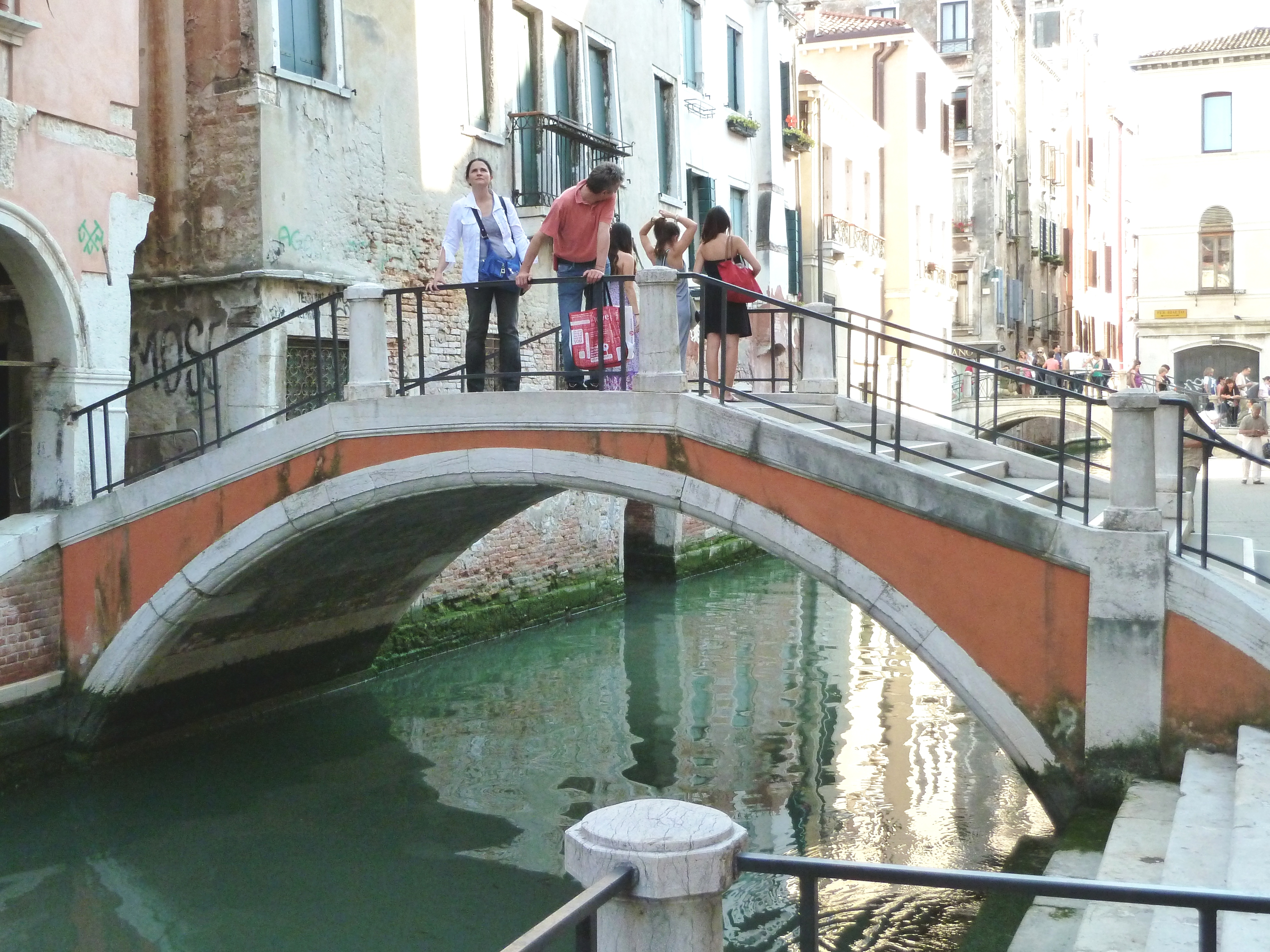
Ponte Ubaldo Belli Rio de San Felice
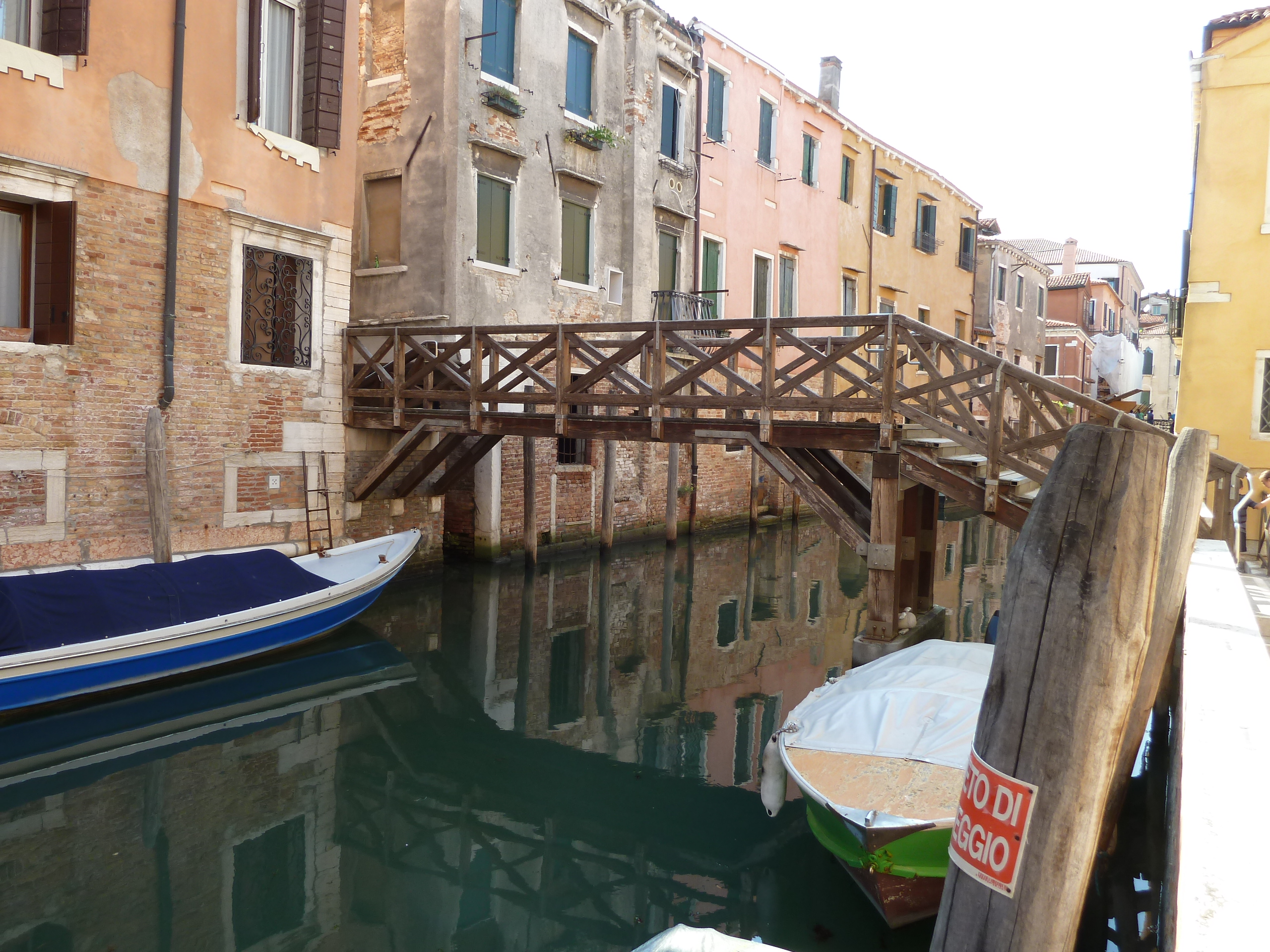
Ponte de le Vele Rio de Santa Sofia
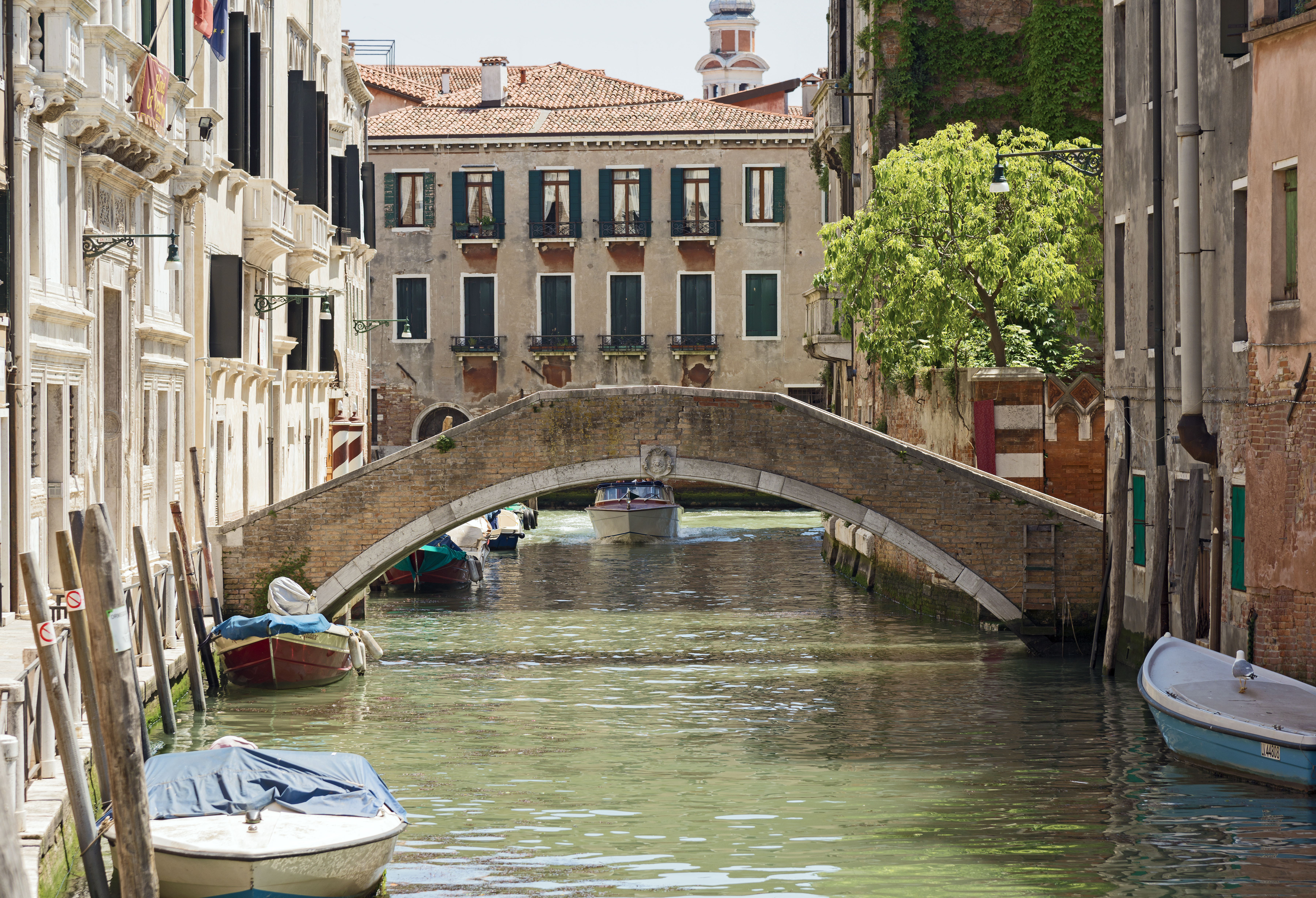
Ponte Vendramin Rio de Santa Fosca
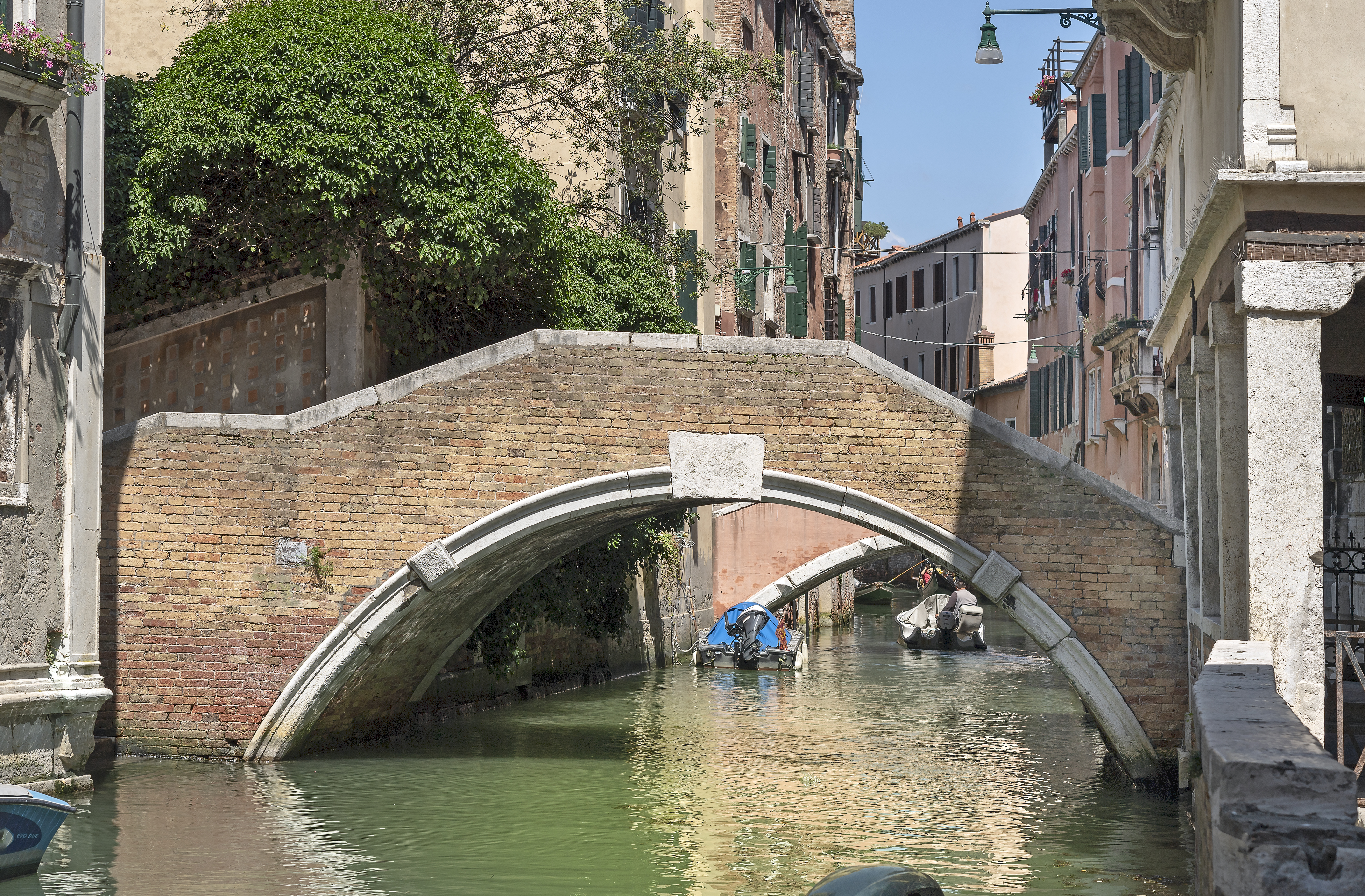
Ponte Widman Rio de Ca'Widmann
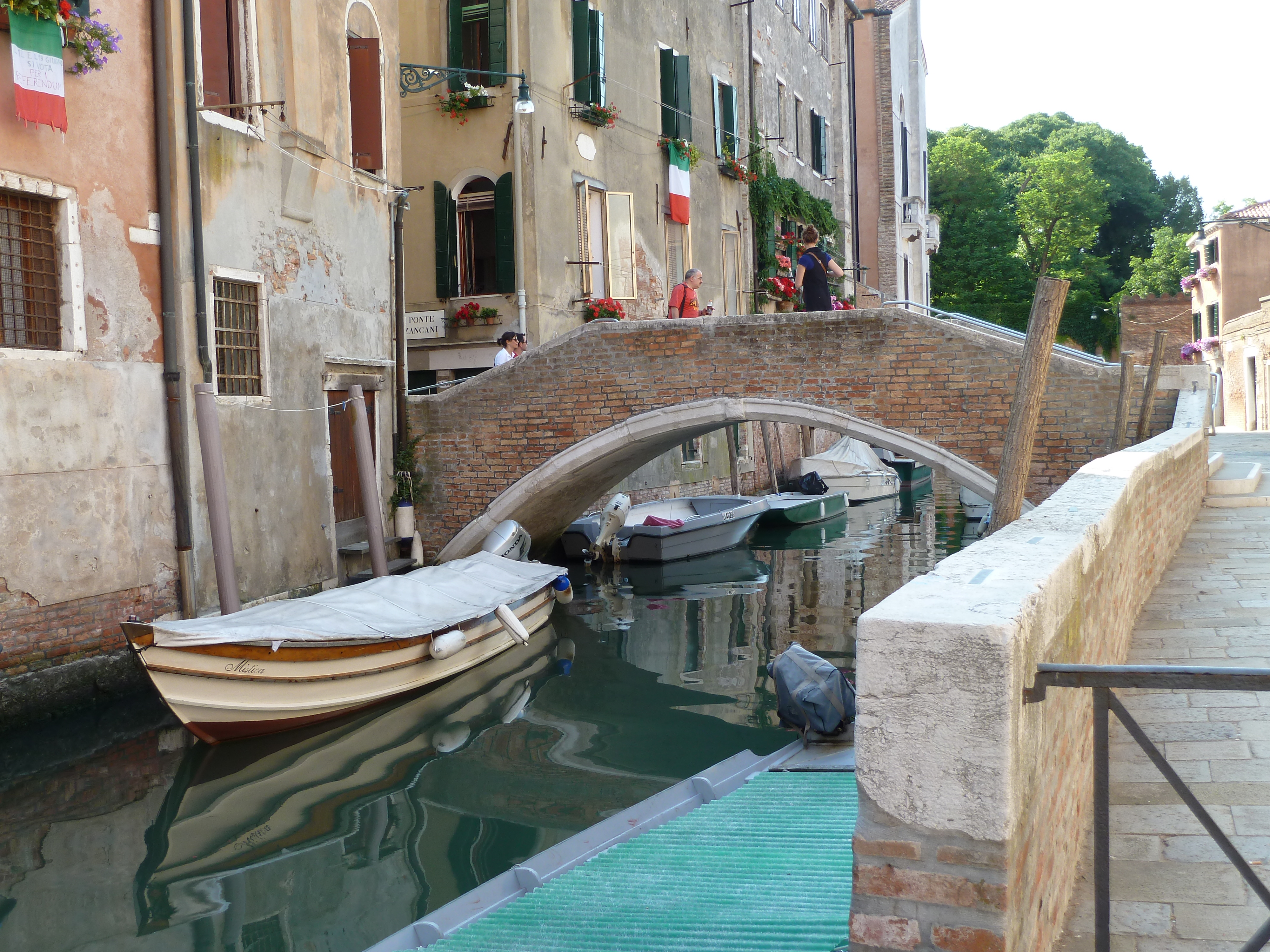
Ponte Zancan Rio del Trapolin

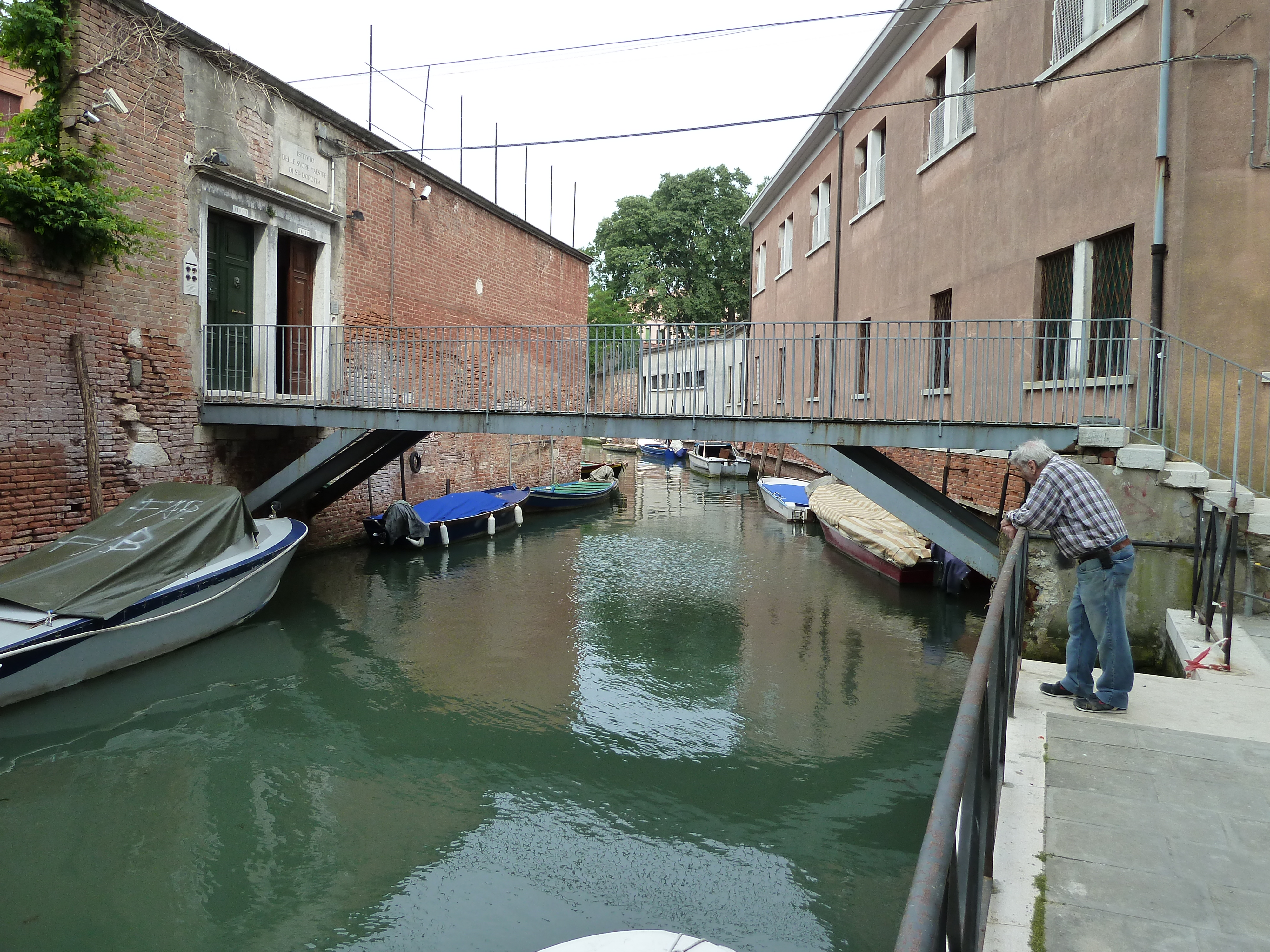
Pont privé, dit Ponte Chioverete (au no 1104/C e D), Rio del Batelo
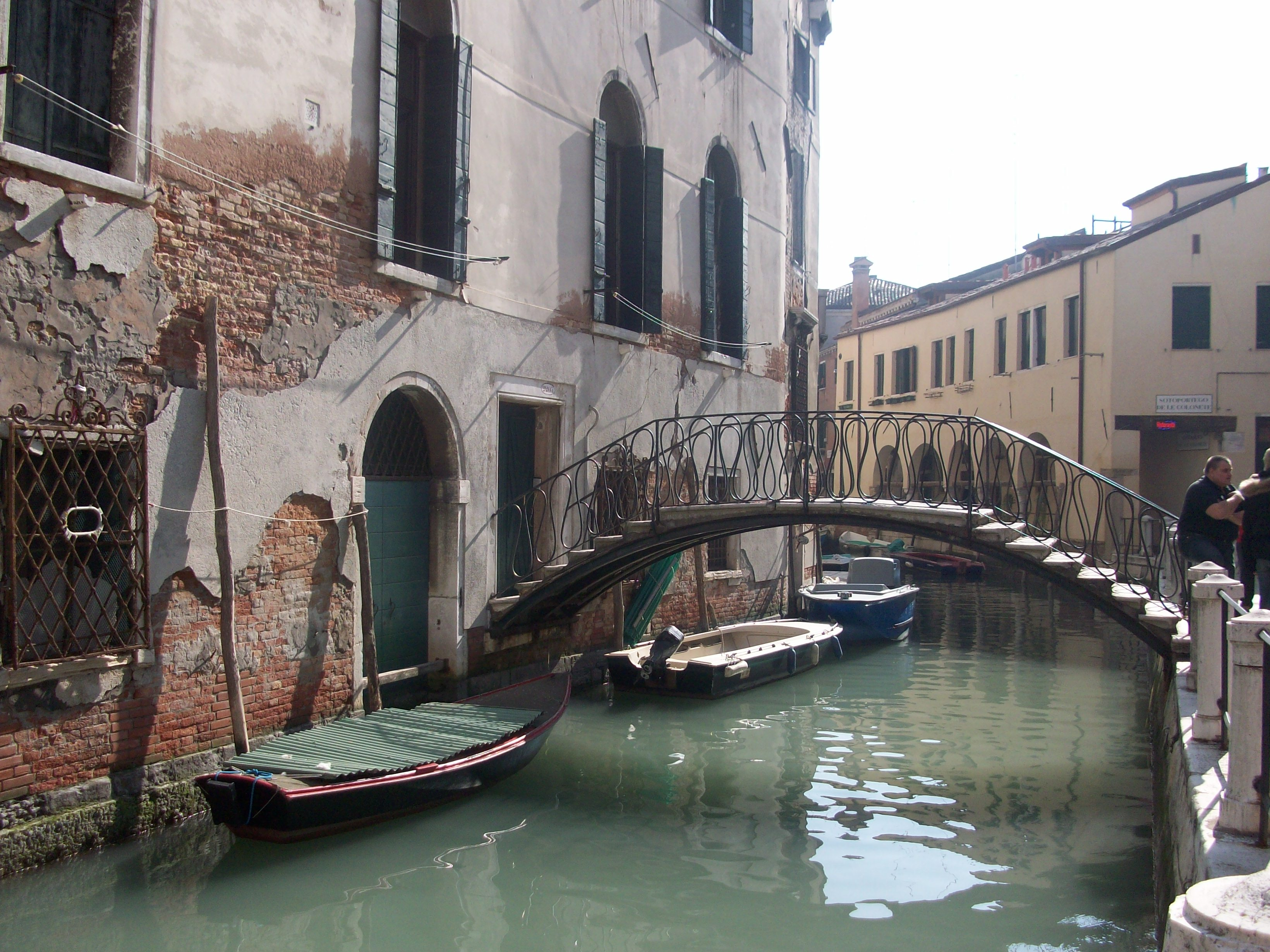
Pont privé sur le rio de la Madalena
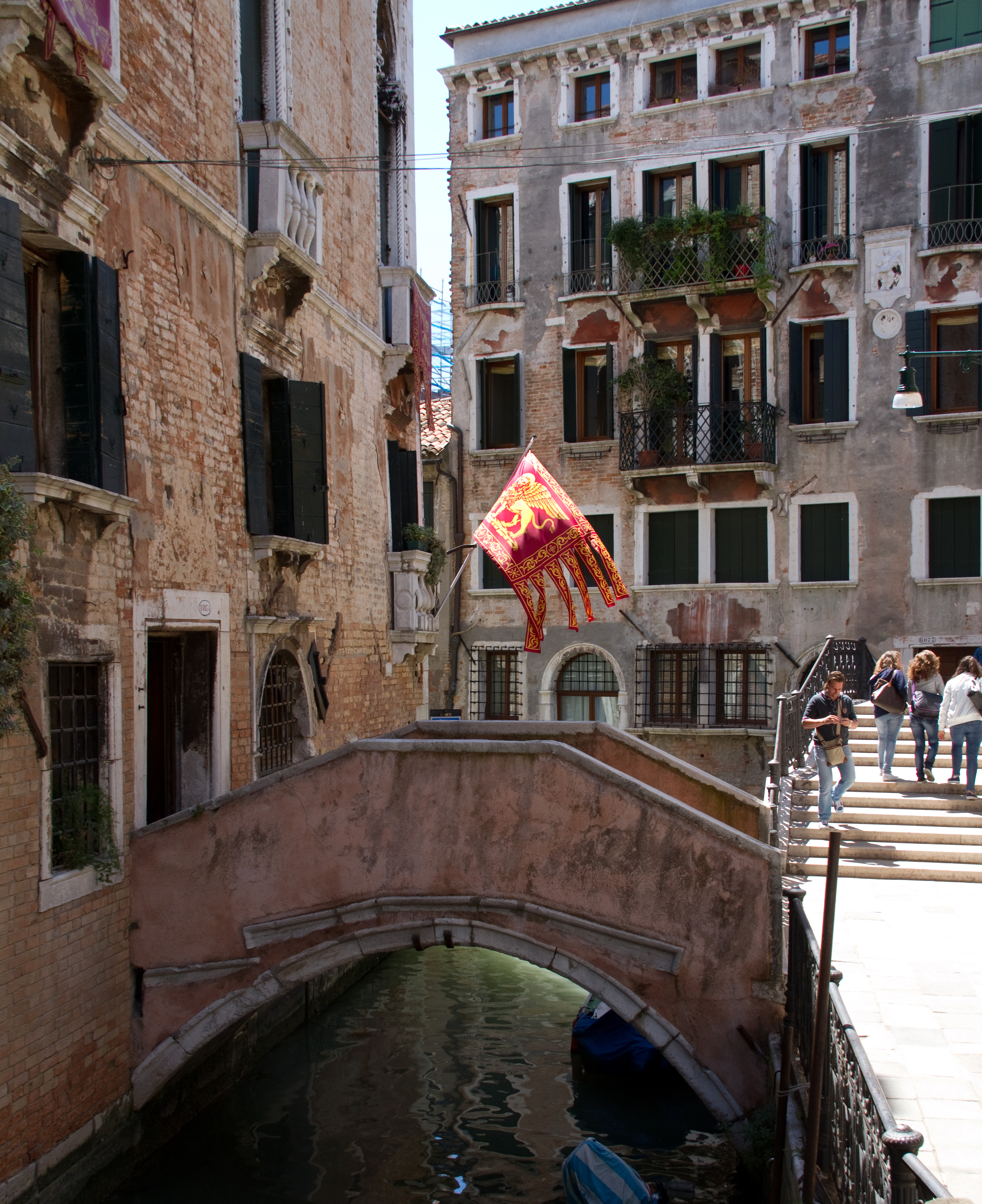
Pont privé du palais Pisani sur le rio della Panada
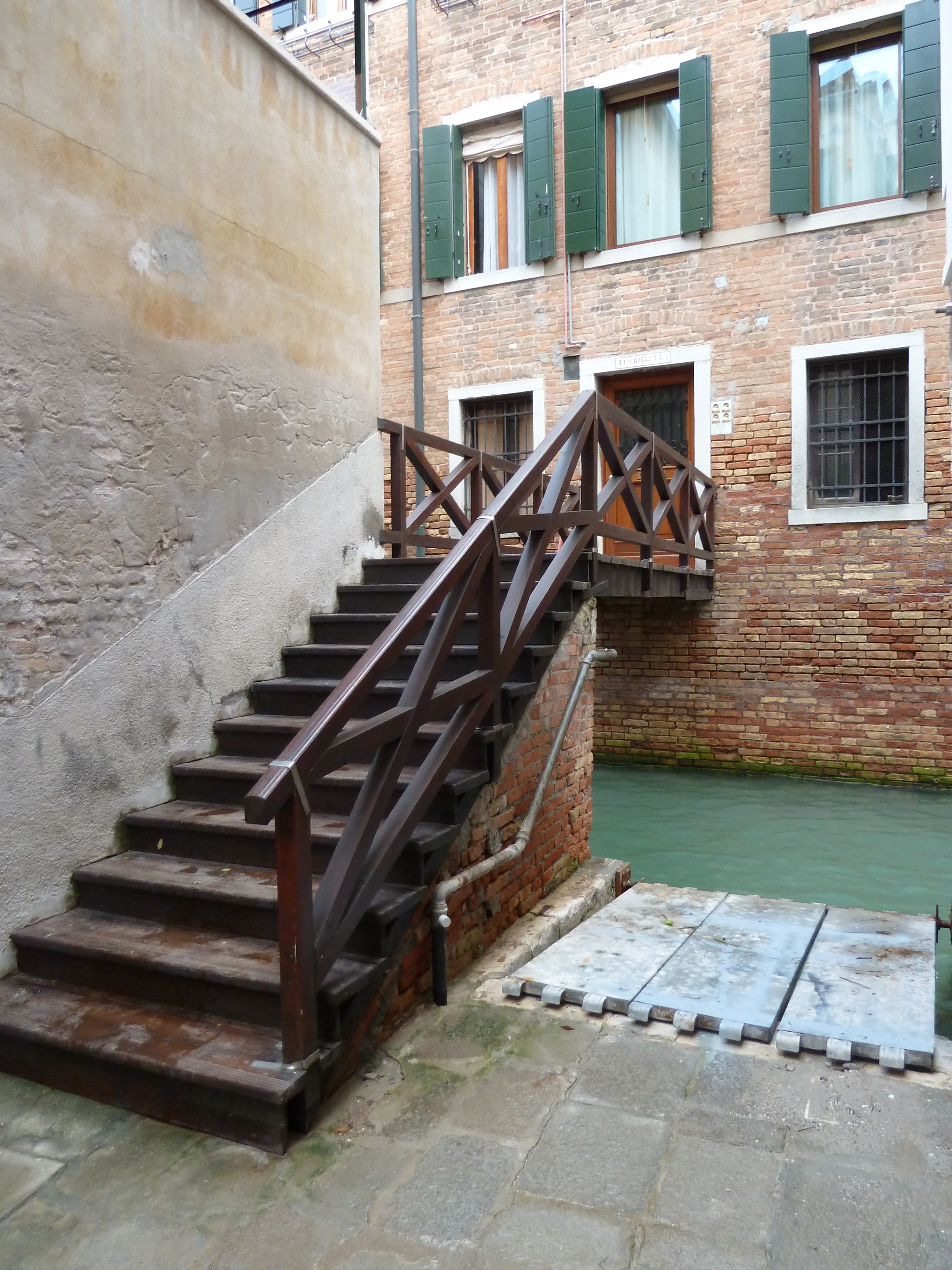
Pont privé sur le rio de la Racheta
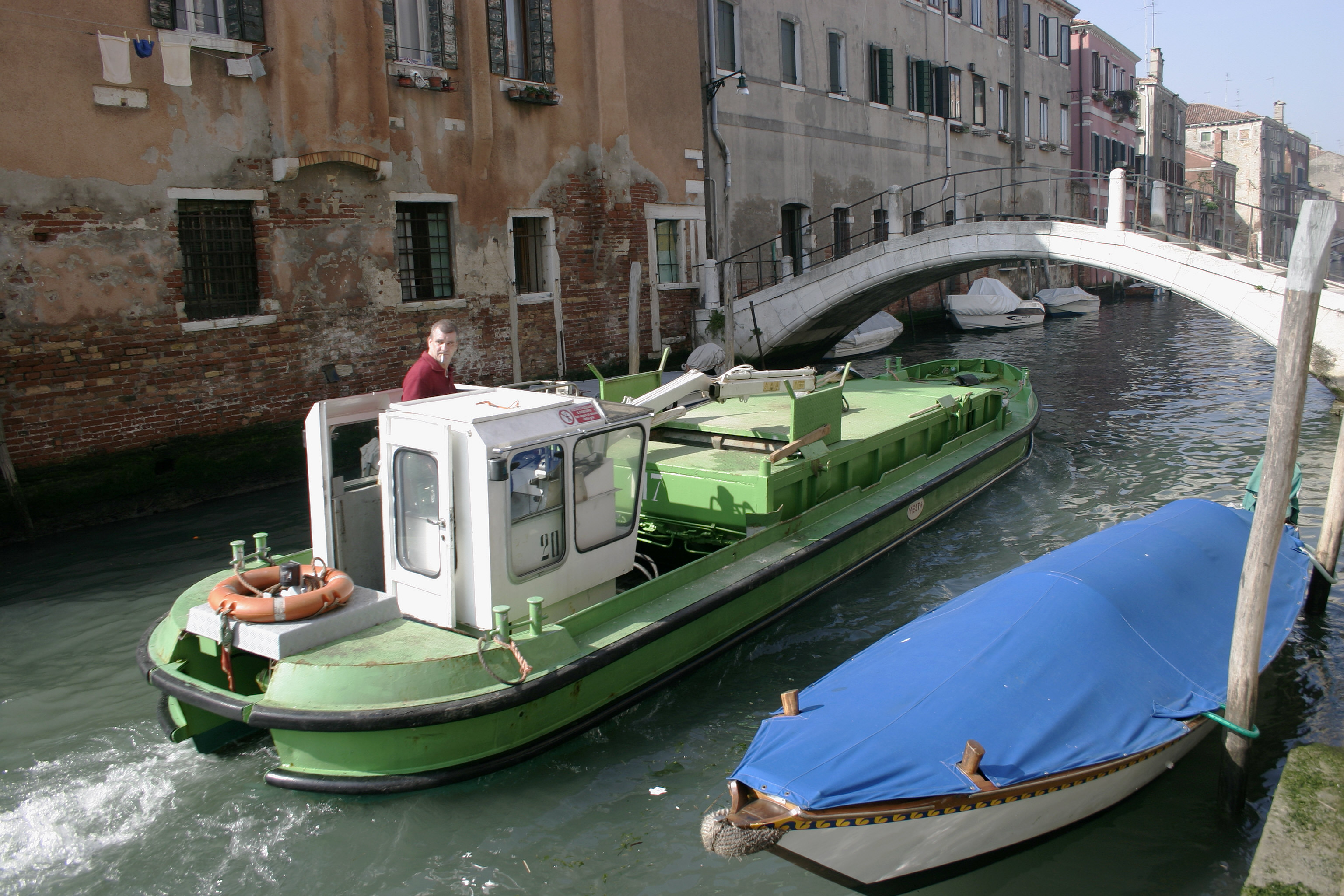
Pont privé sur le rio de la Sensa
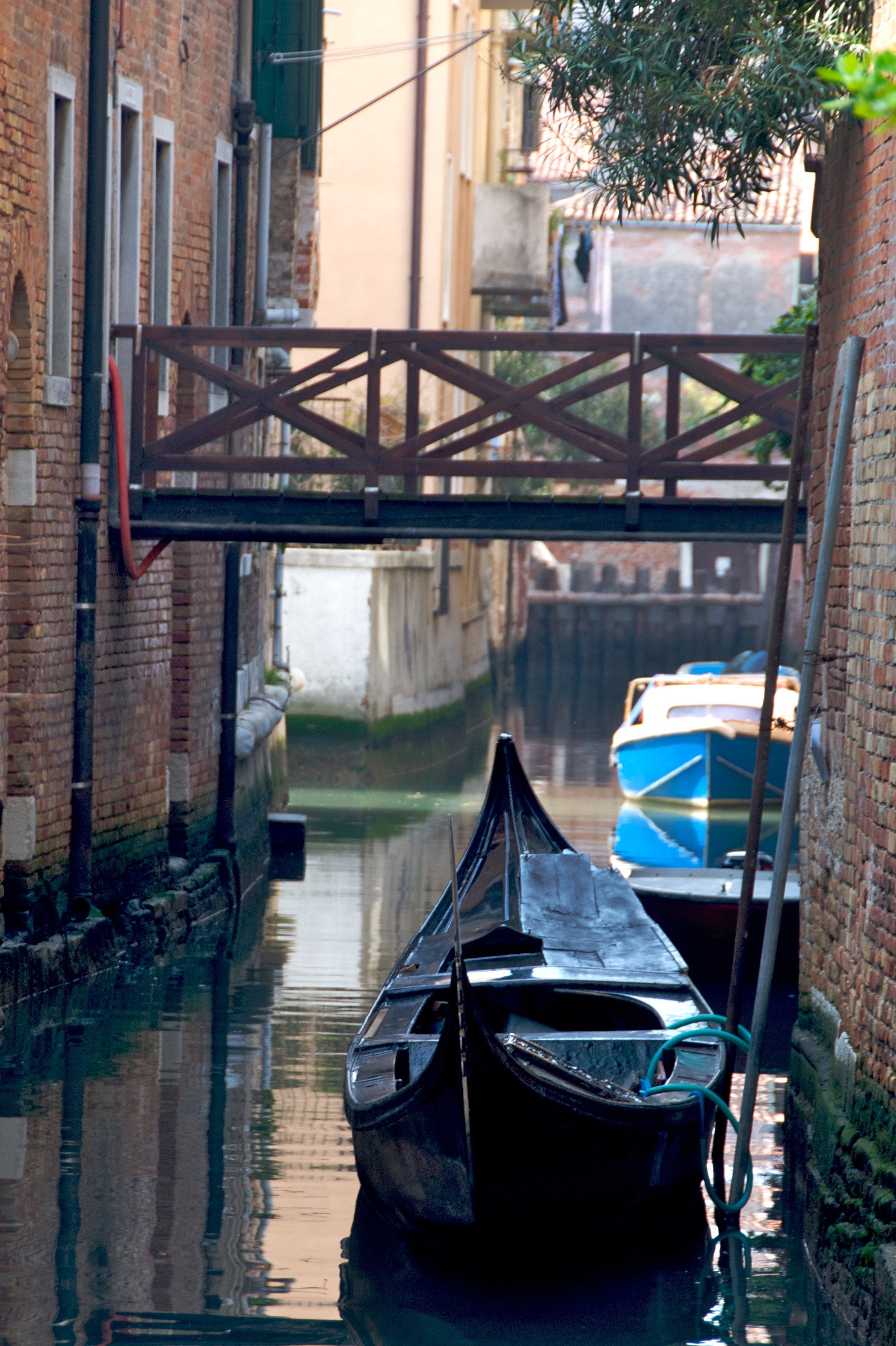
Pont privé (au no 621/A-E), rio de San Giobbe

### Limitrophe Cannaregio-Castello

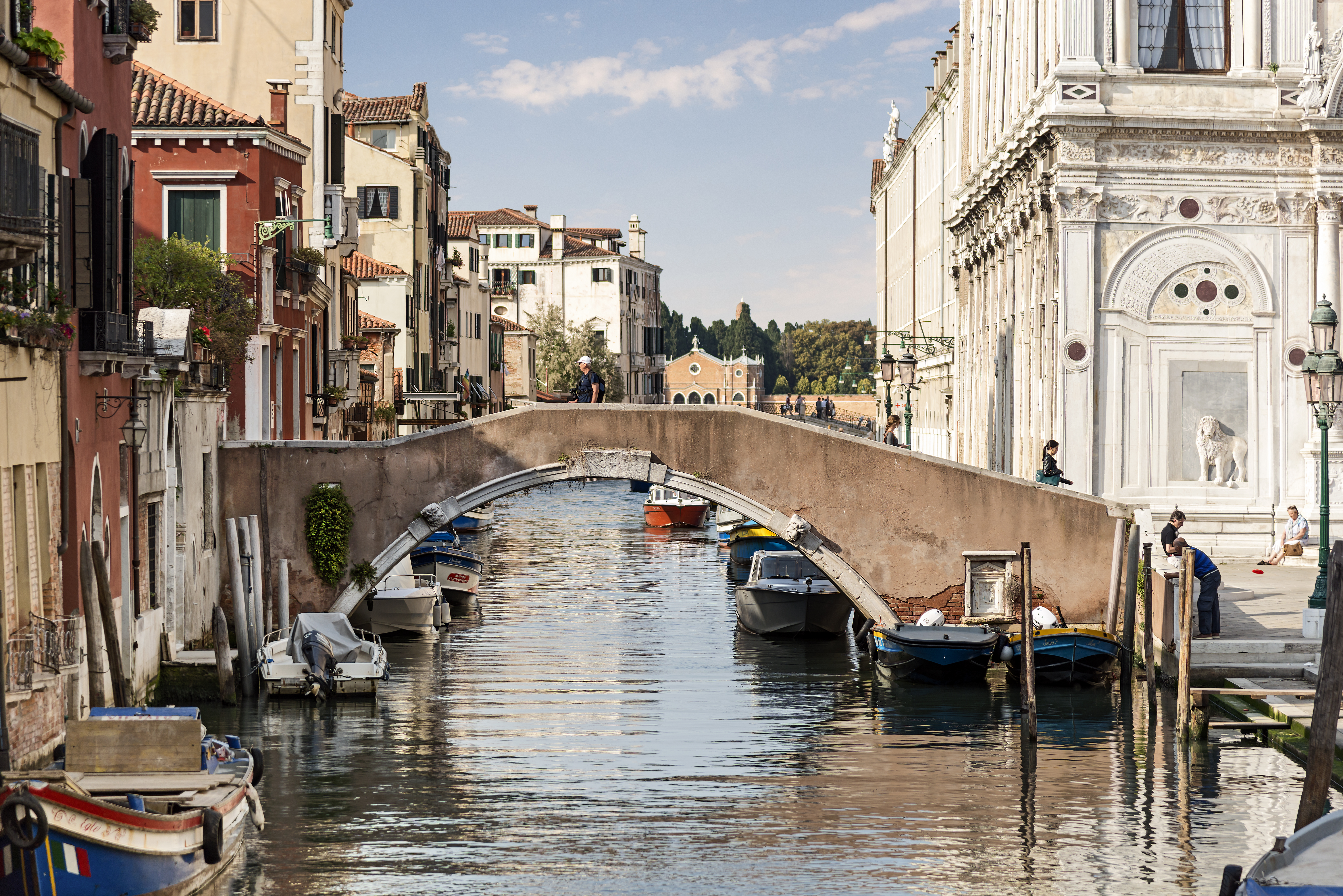
Ponte Cavallo Rio dei Mendicanti
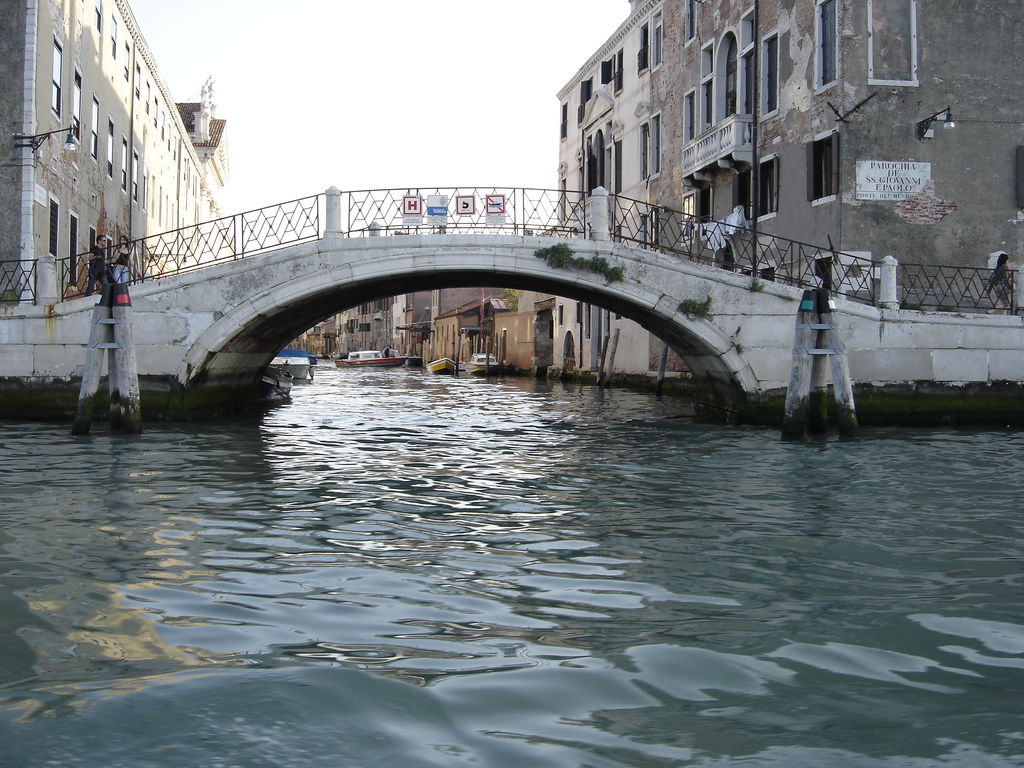
Ponte dei Mendicanti Rio dei Mendicanti
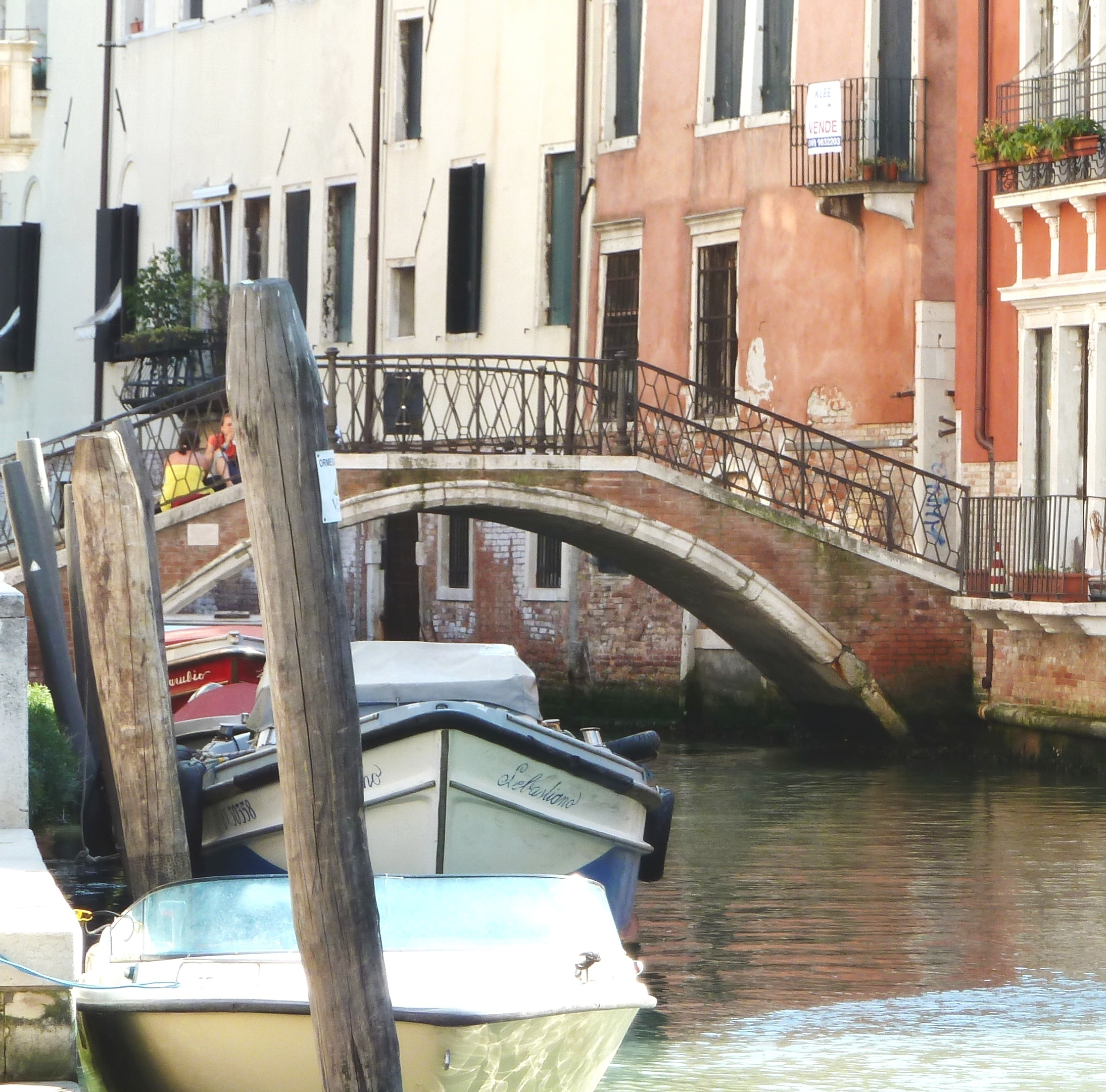
Ponte Rosso Rio dei Mendicanti
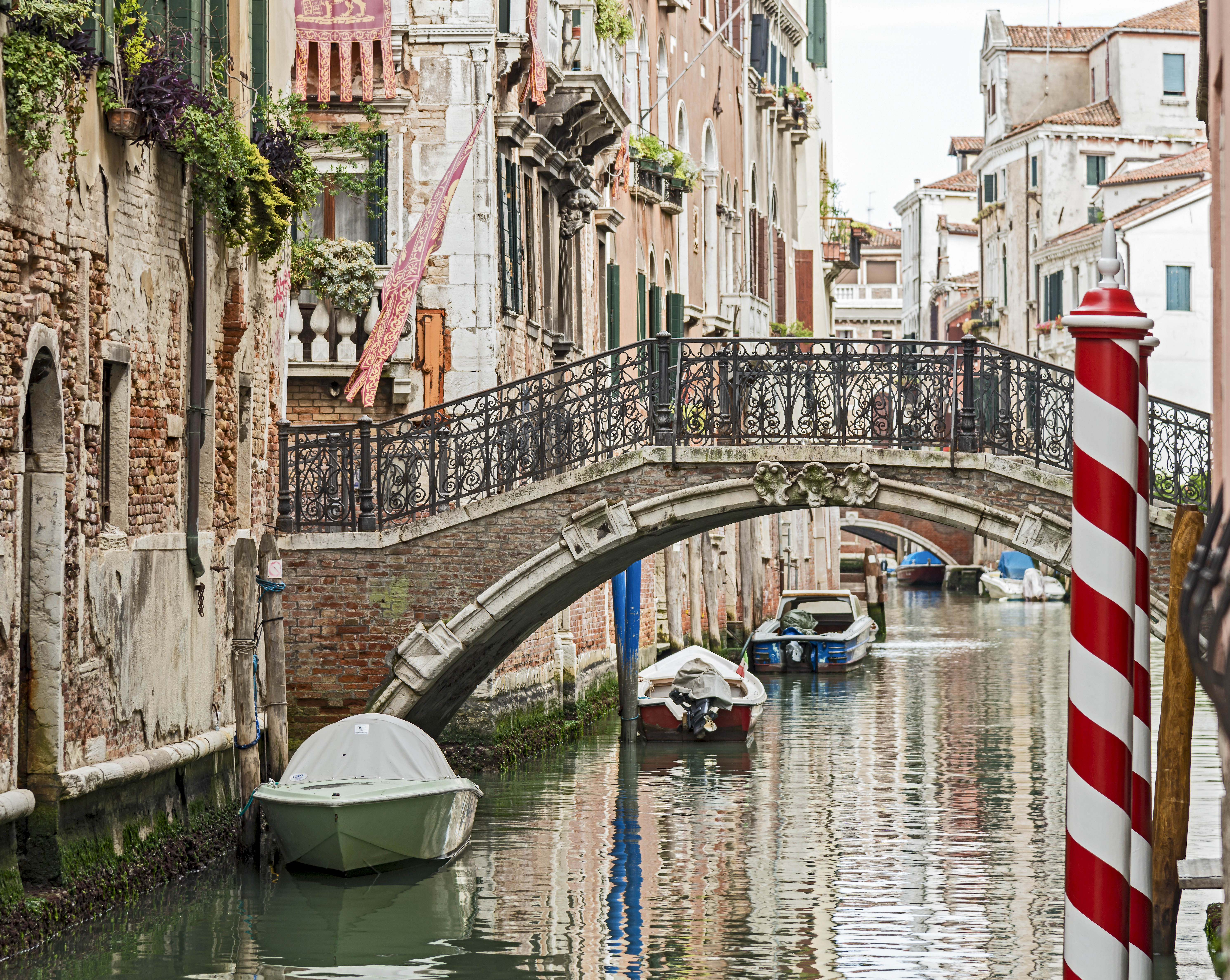
Ponte del Cristo Rio de Santa Marina
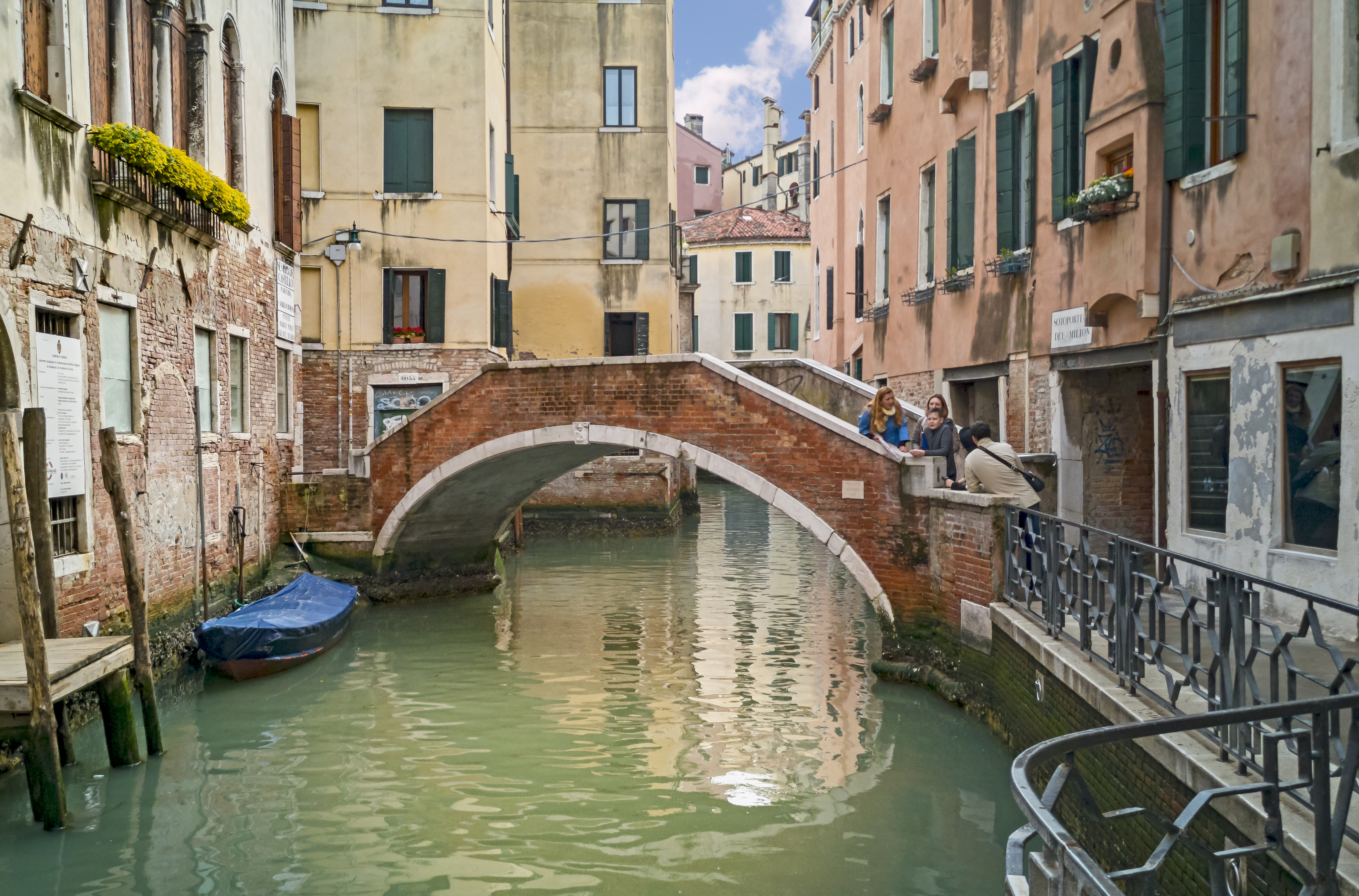
Ponte Marco Polo/del Teatro Rio de San Lio - Miracoli

## Sestiere deSan Marco

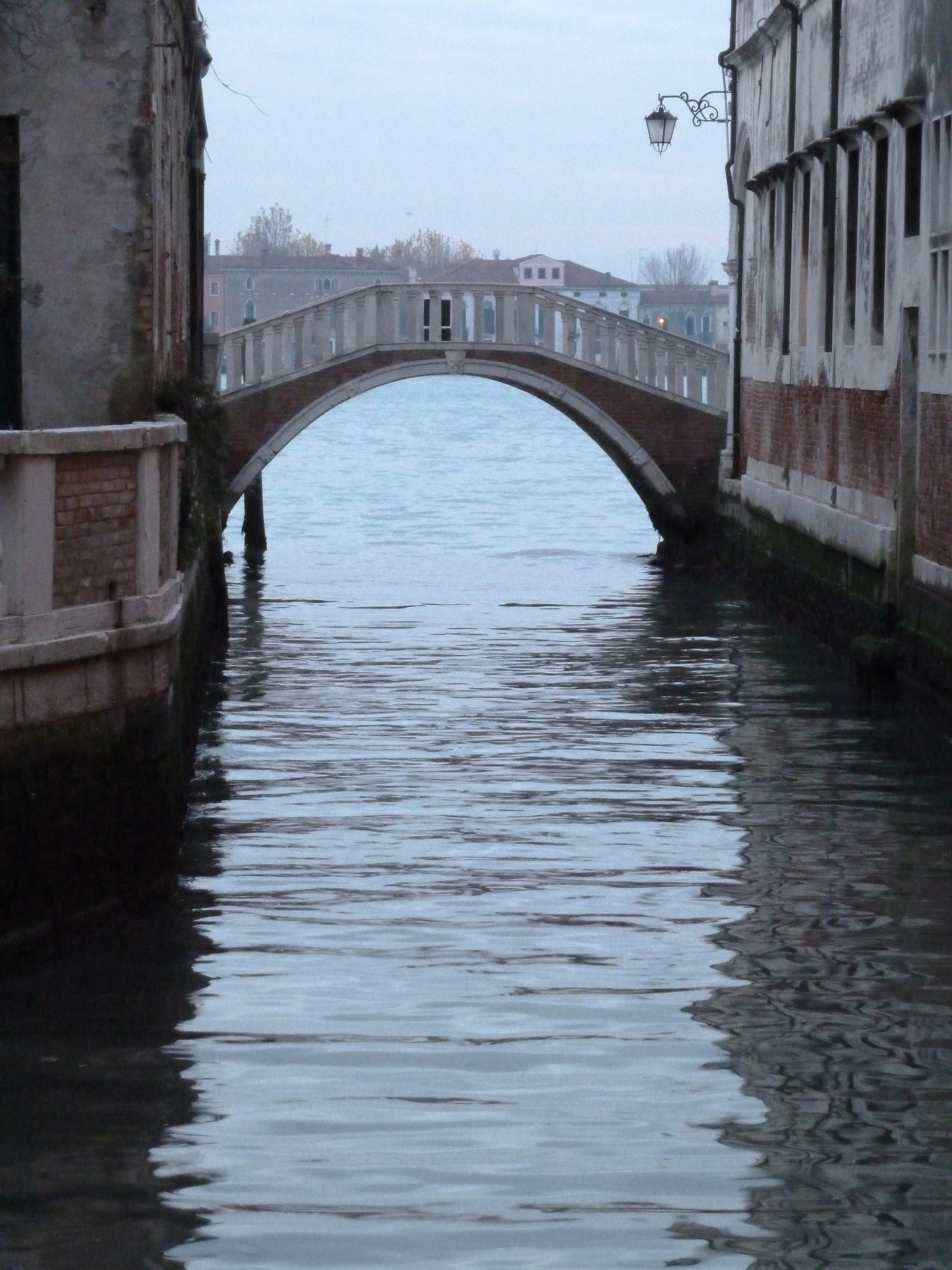
Ponte de l'Academia dei Pittori Rio de la Luna
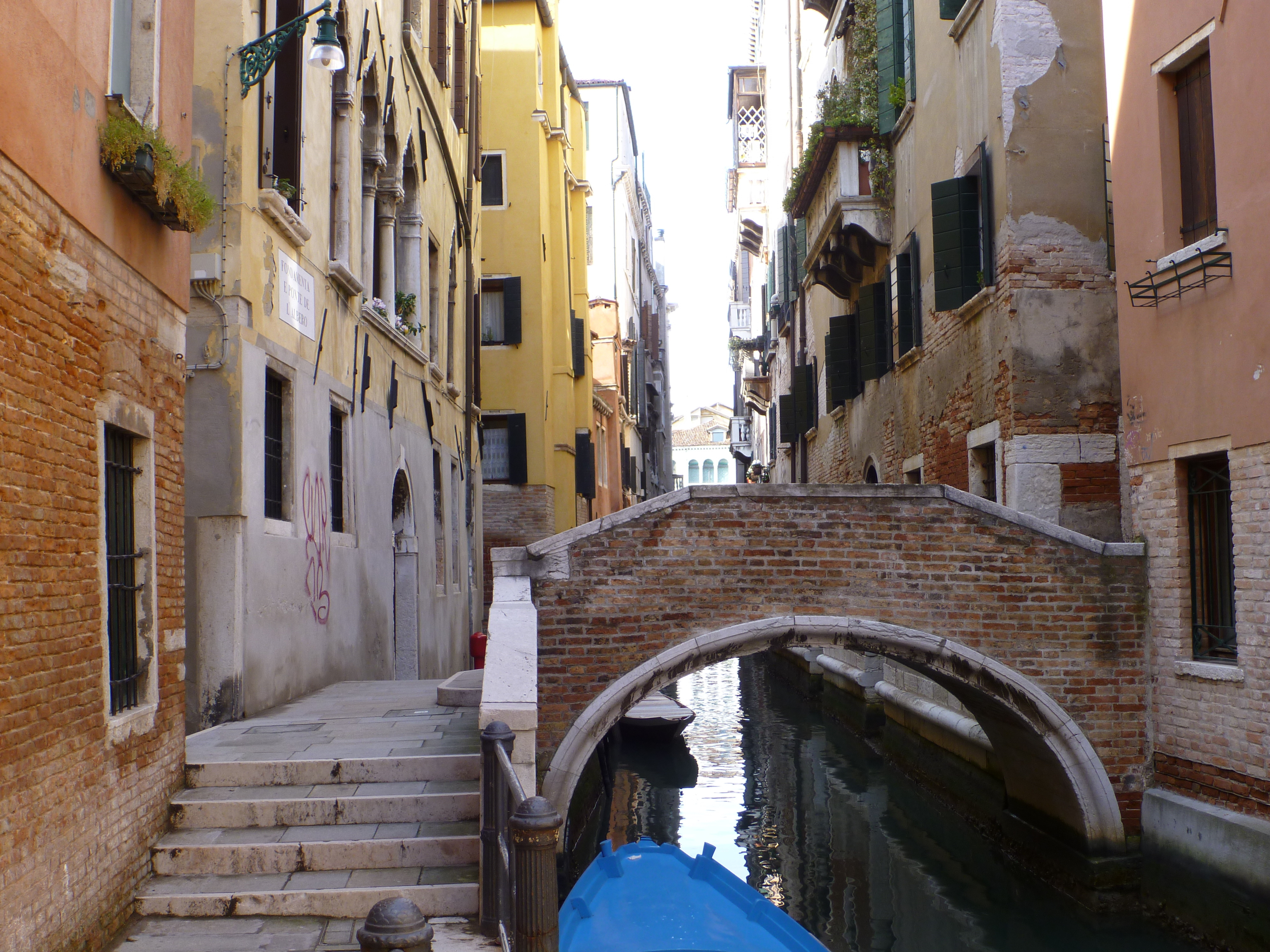
Ponte de l'Albero Rio de Ca' Corner
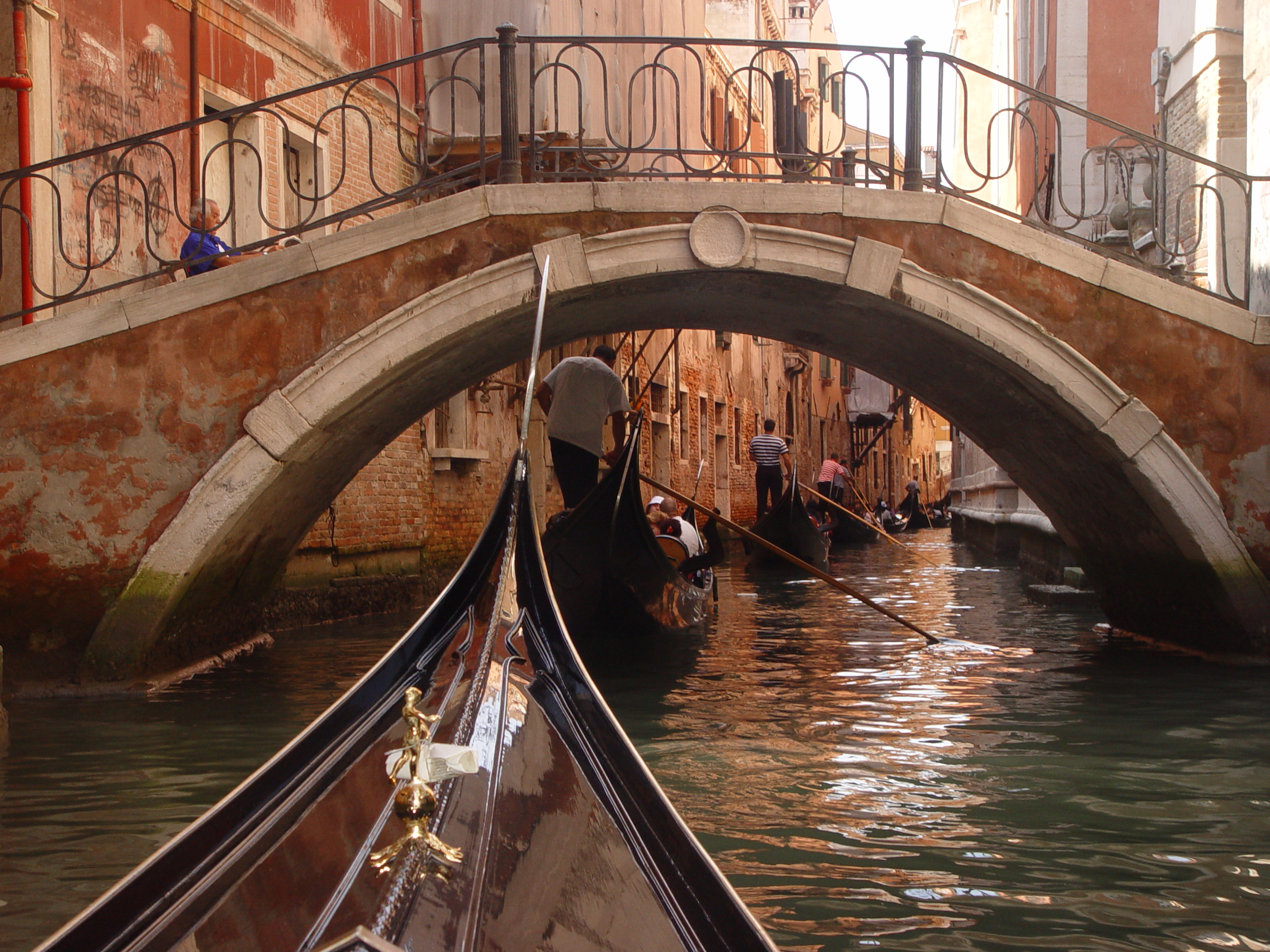
Ponte de le Balote Rio de San Salvador
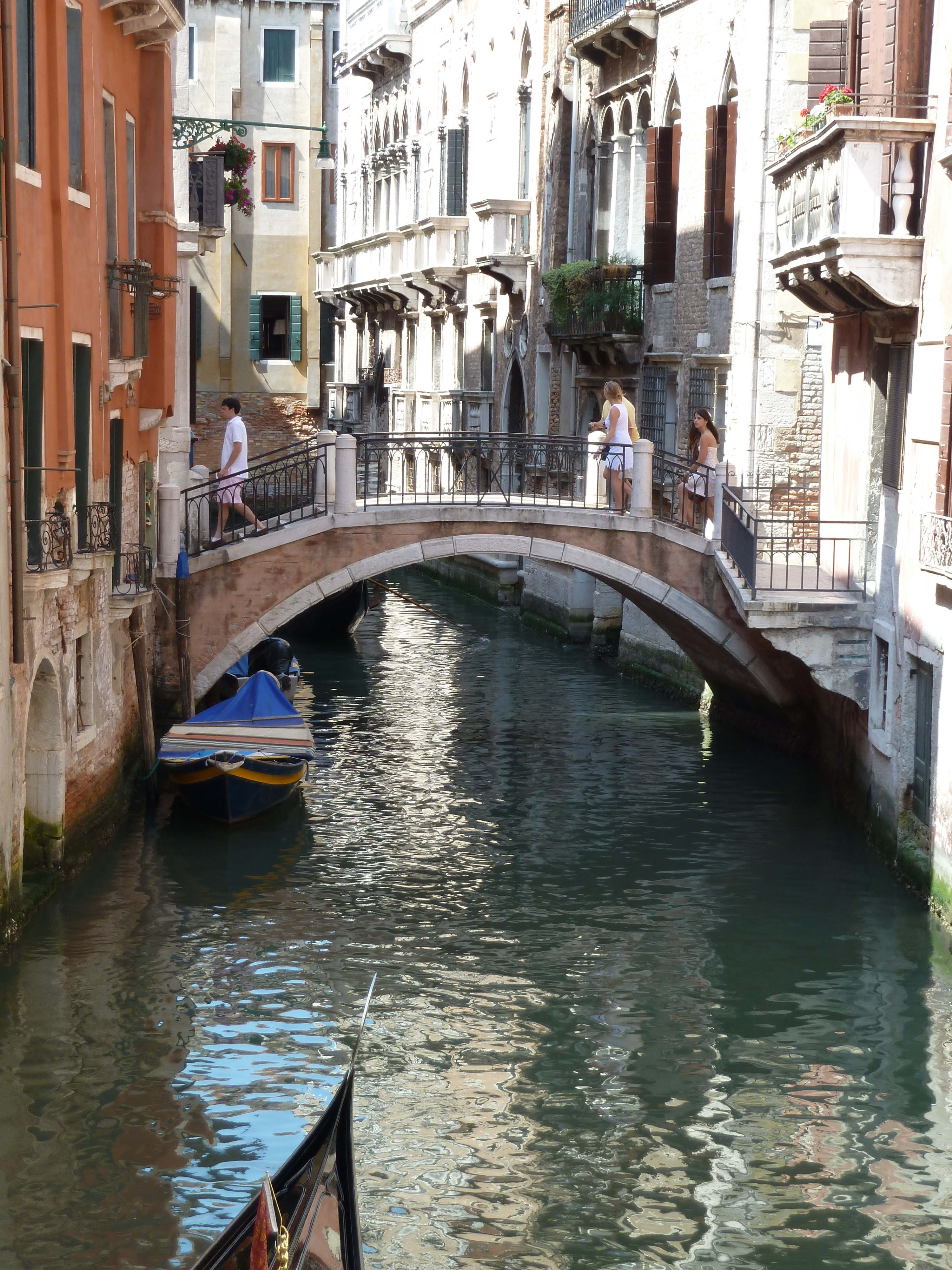
Ponte dei Barcaroli / Cuoridoro Rio dei Barcaroli
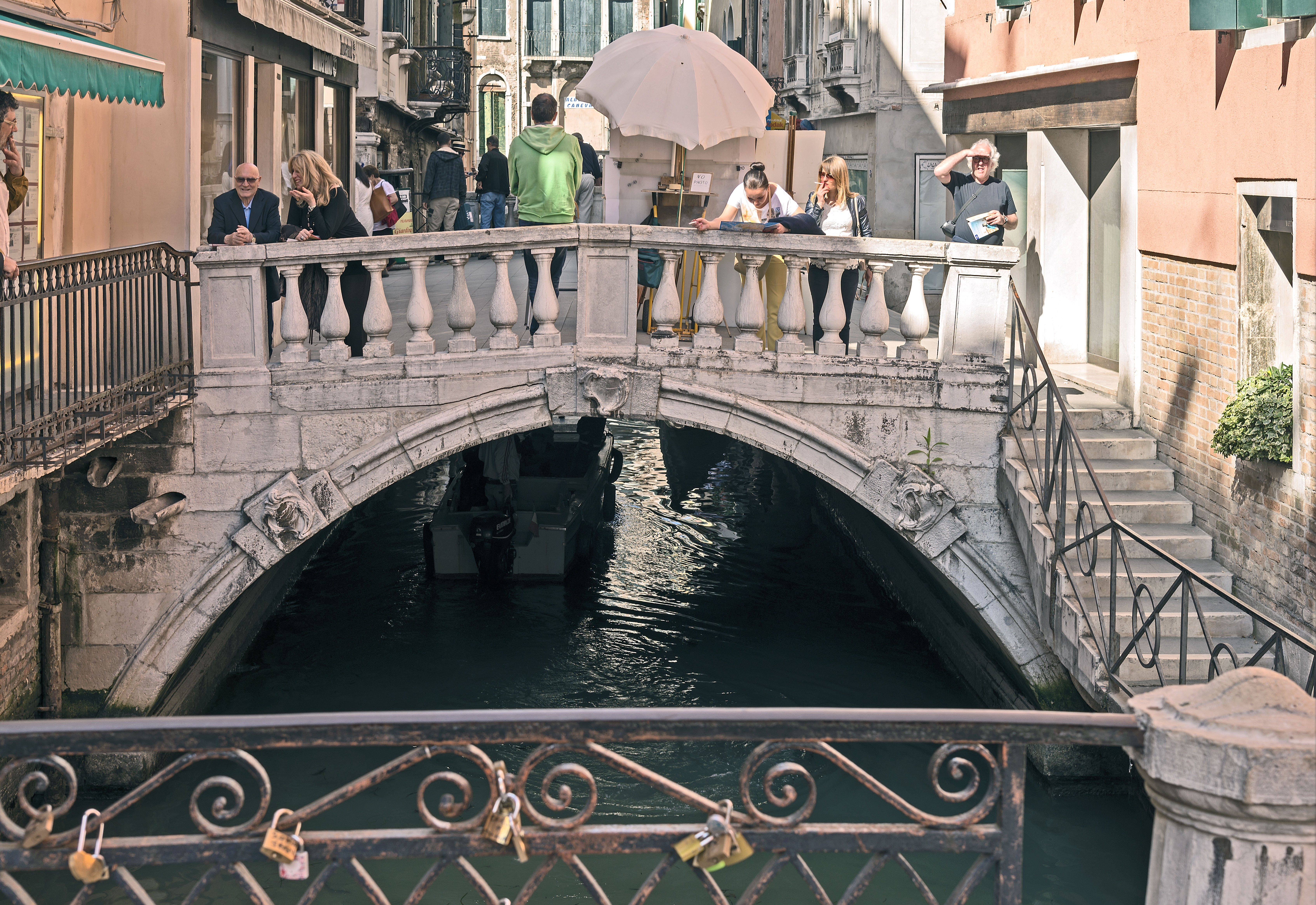
Ponte dei Bareteri Rio dei Bareteri
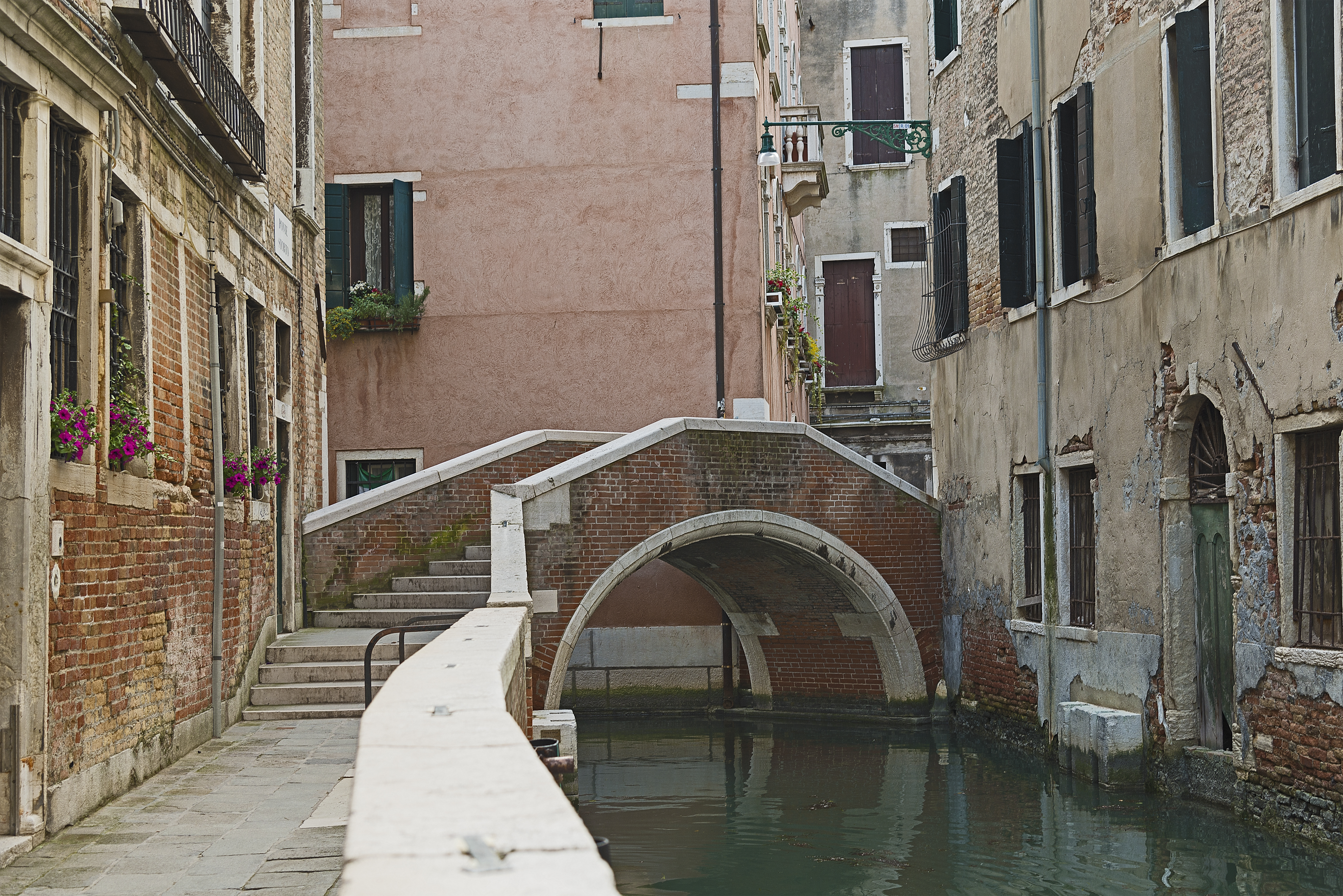
Ponte Storto o dei Callegheri S.M.Zobenigo/Fenice
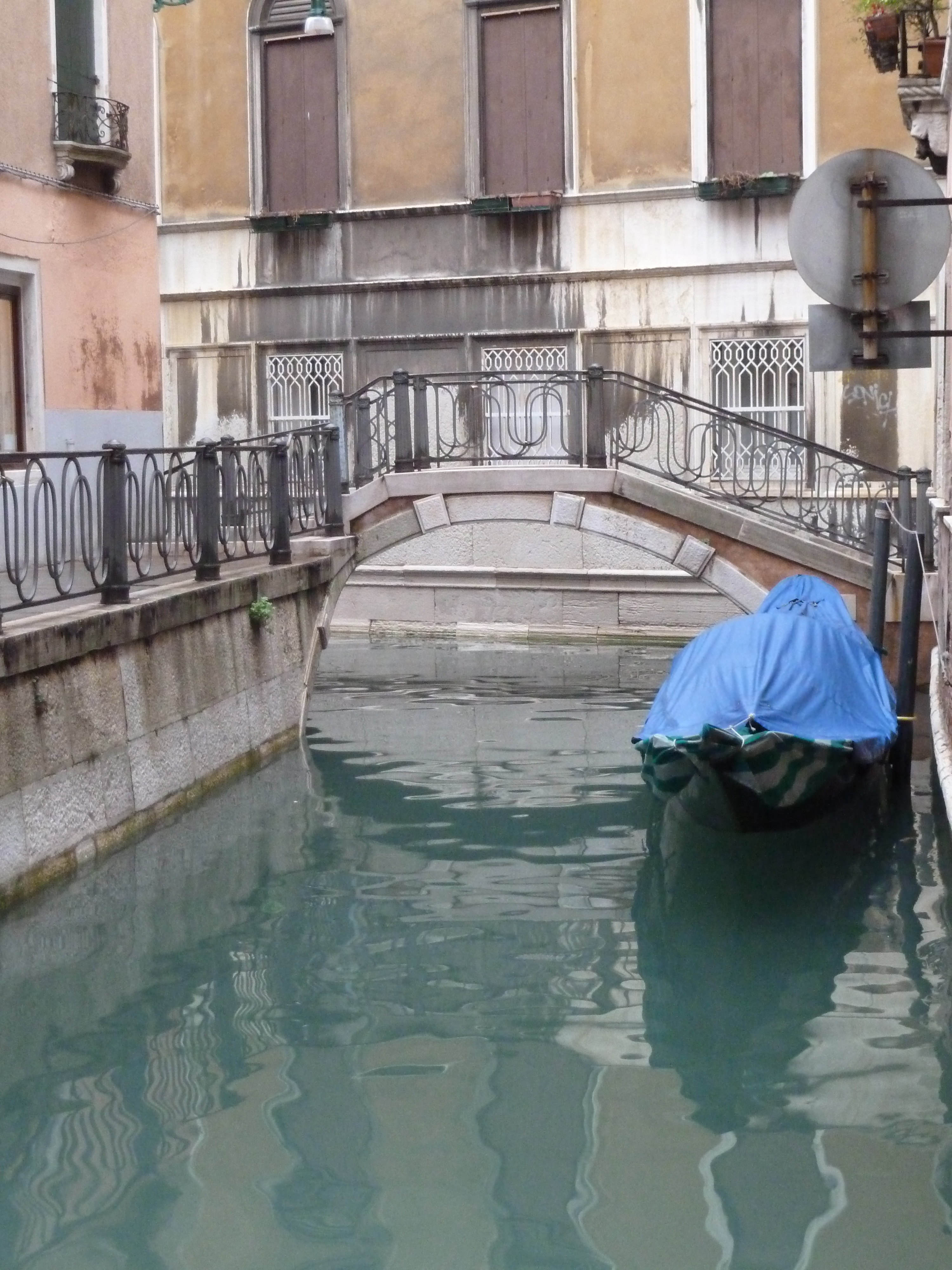
Ponte Storto o Caotorta Rio de la Verona
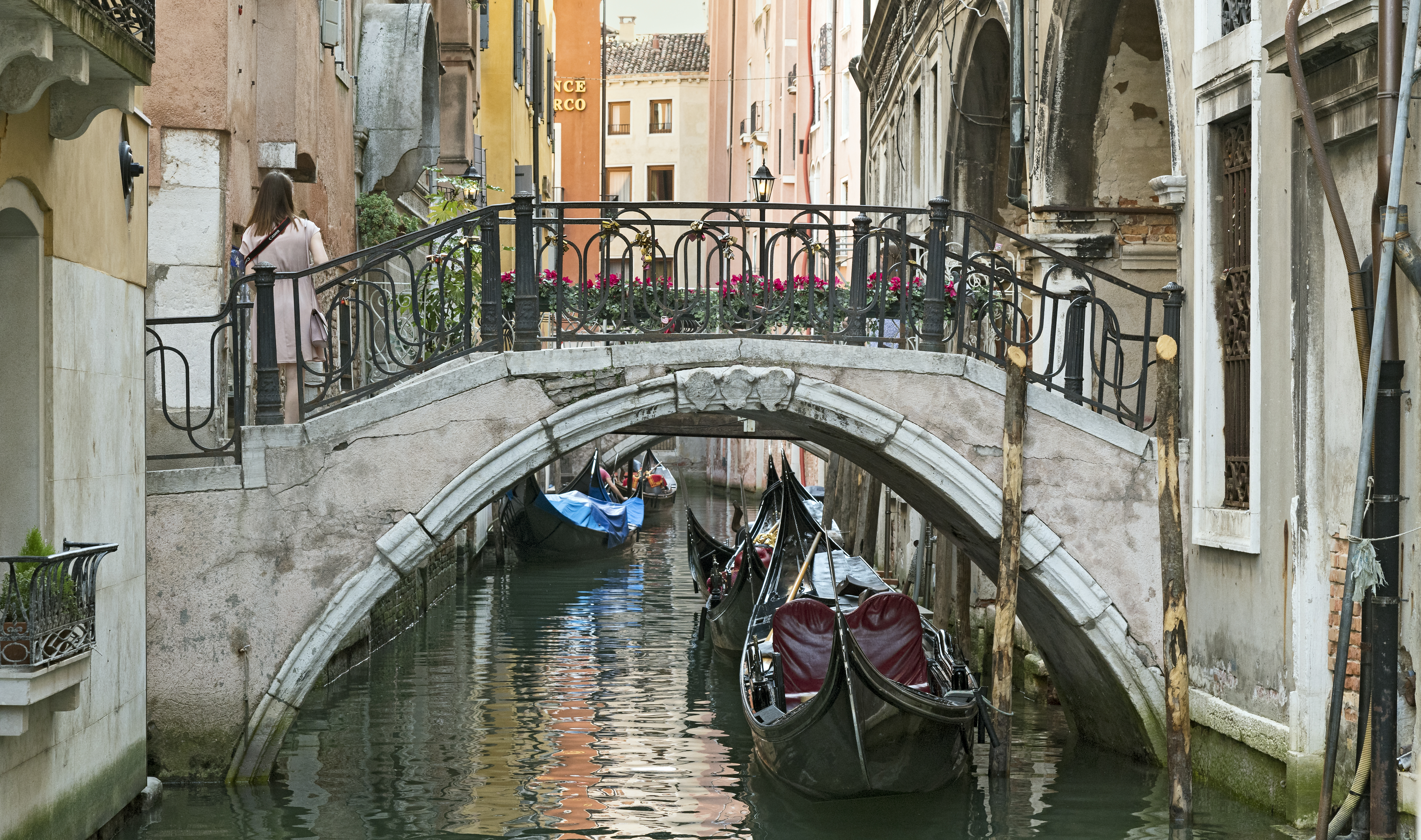
Ponte del Cavalletto Rio de le Procuratie
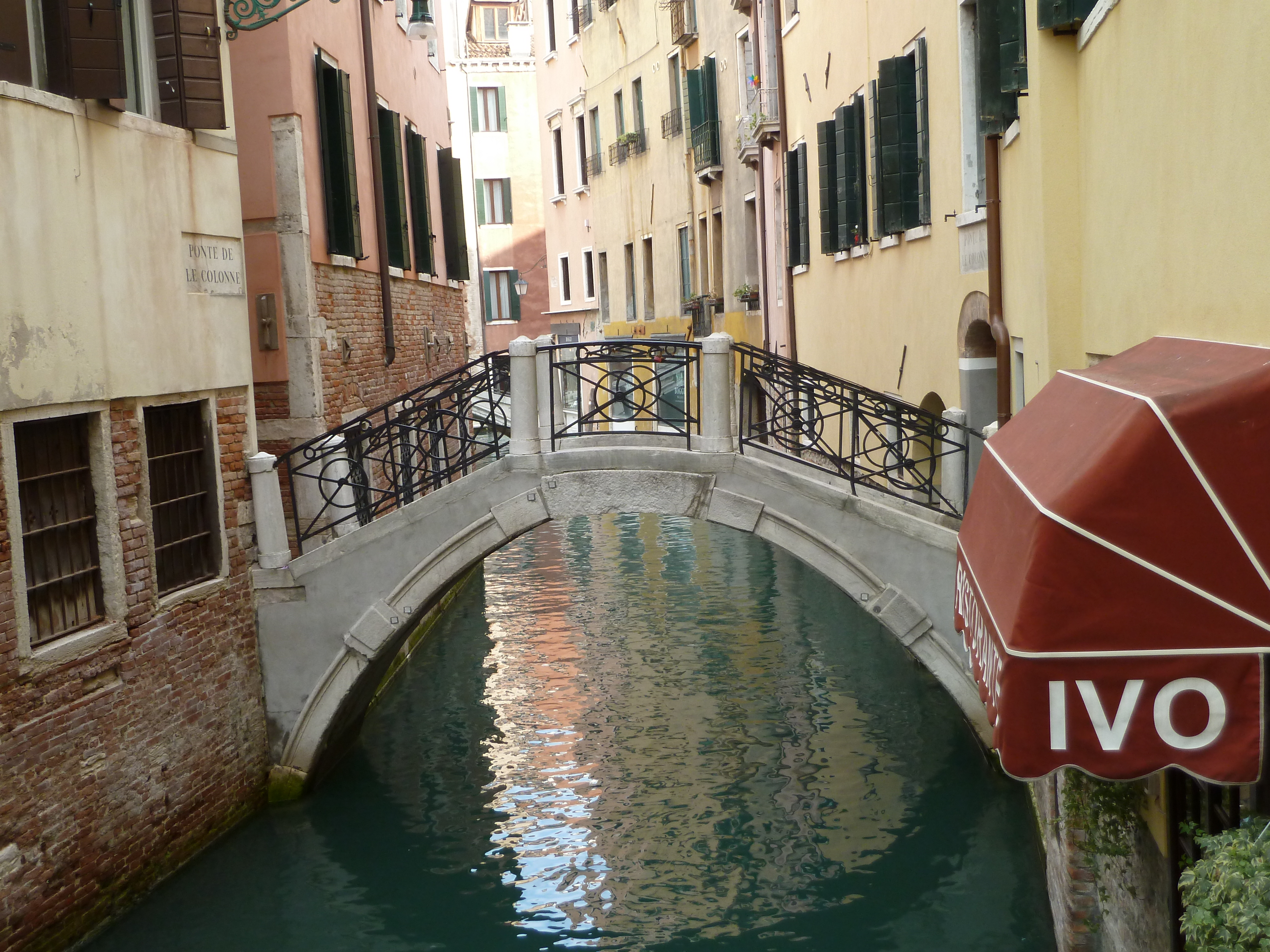
Ponte de le Colonne Rio dei Fuseri
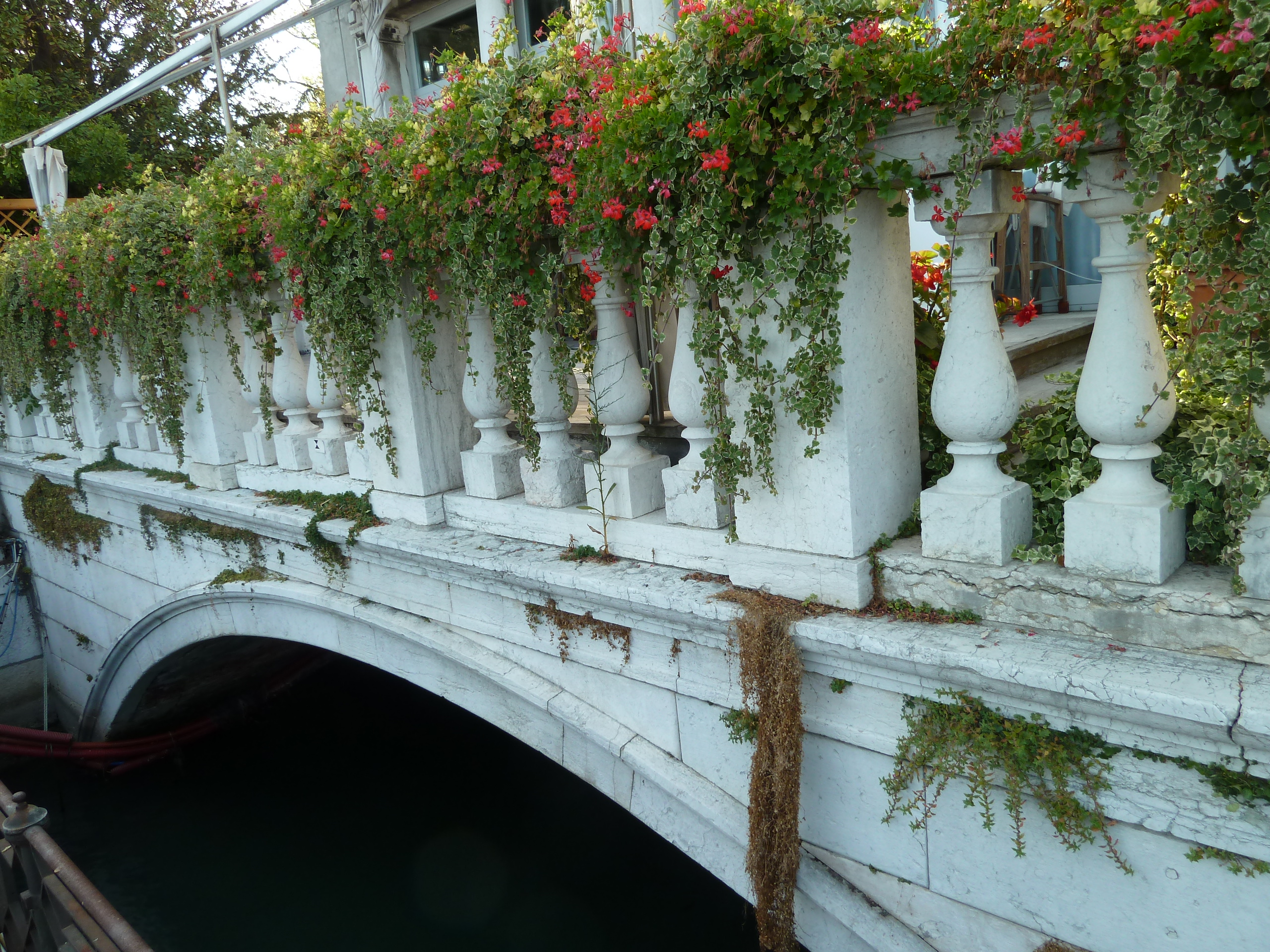
Ponte de la Compagnia de la Vela Rio de la Luna
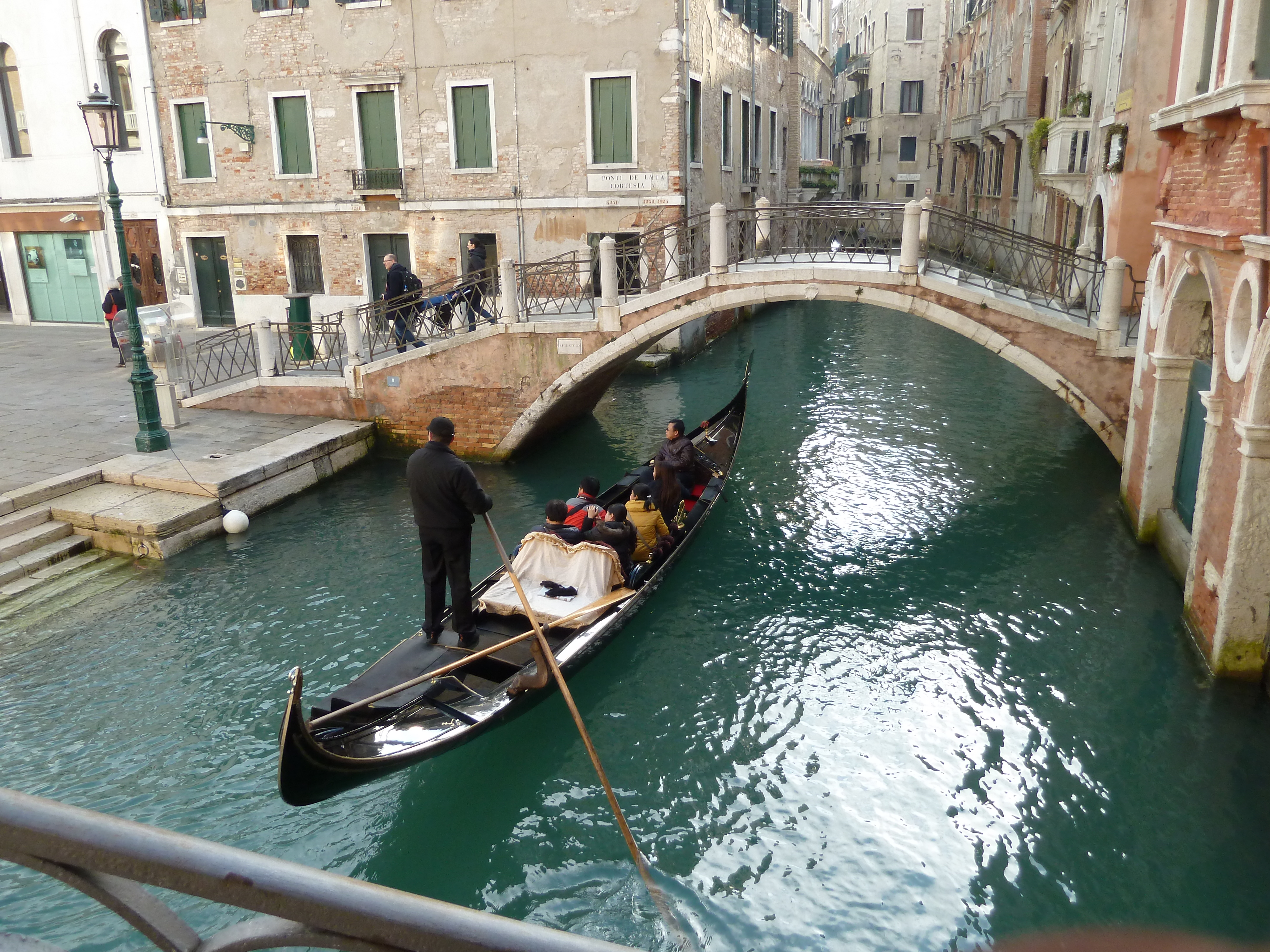
Ponte de la Cortesia Rio de San Luca
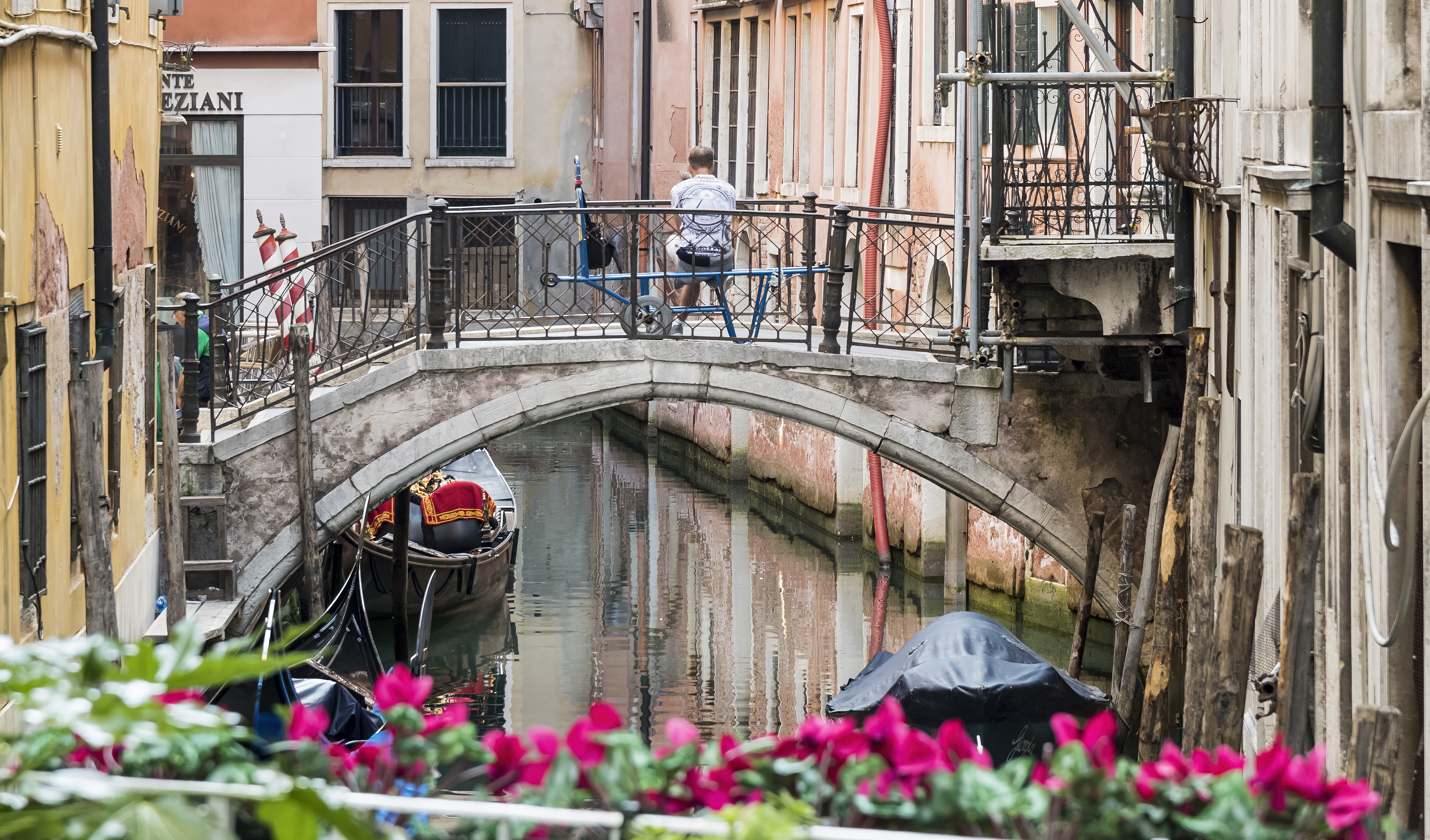
Ponte dei Dai Rio de le Procuratie
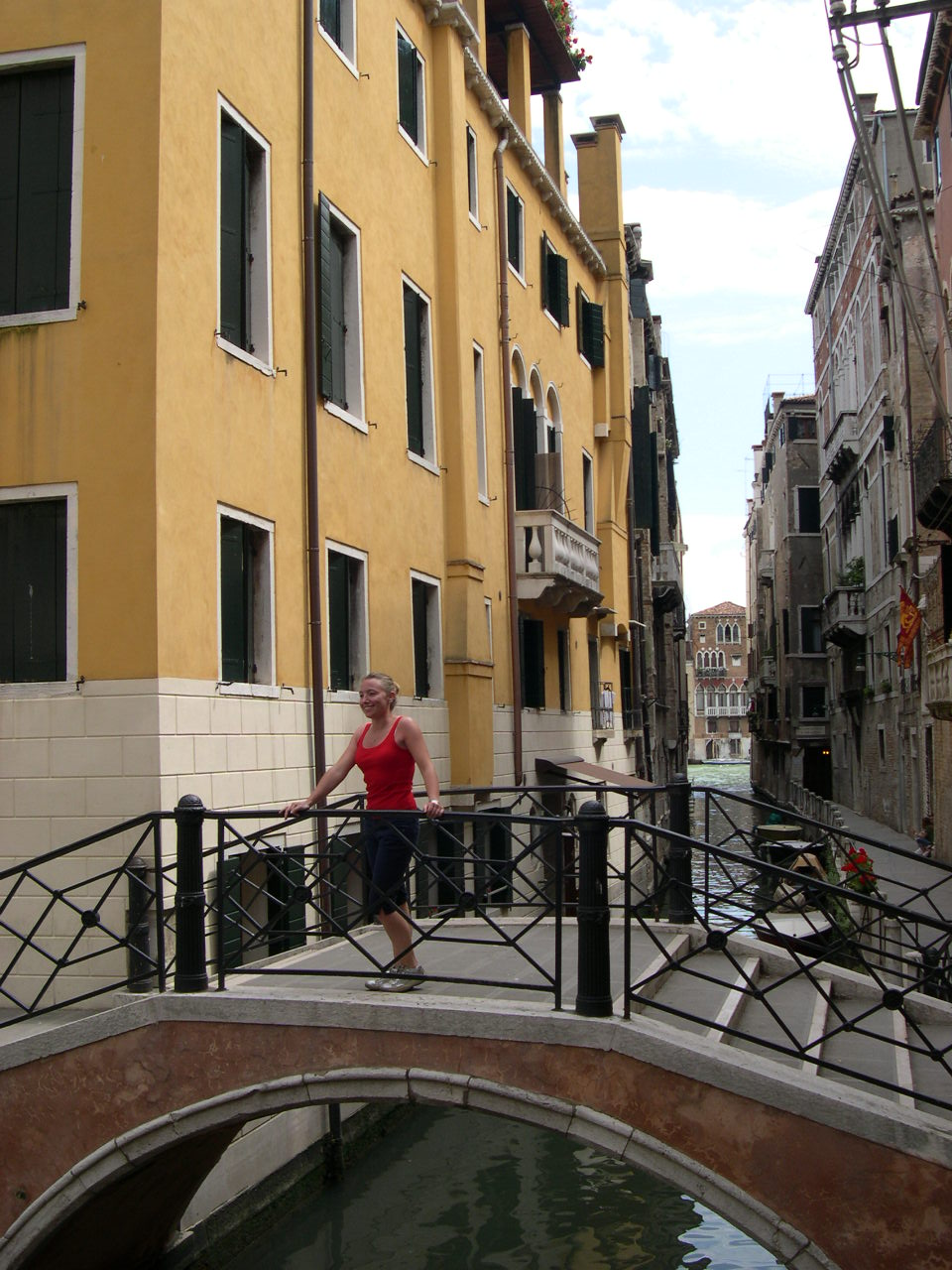
Ponte Duodo ou Barbarigo S.M.Zobenigo
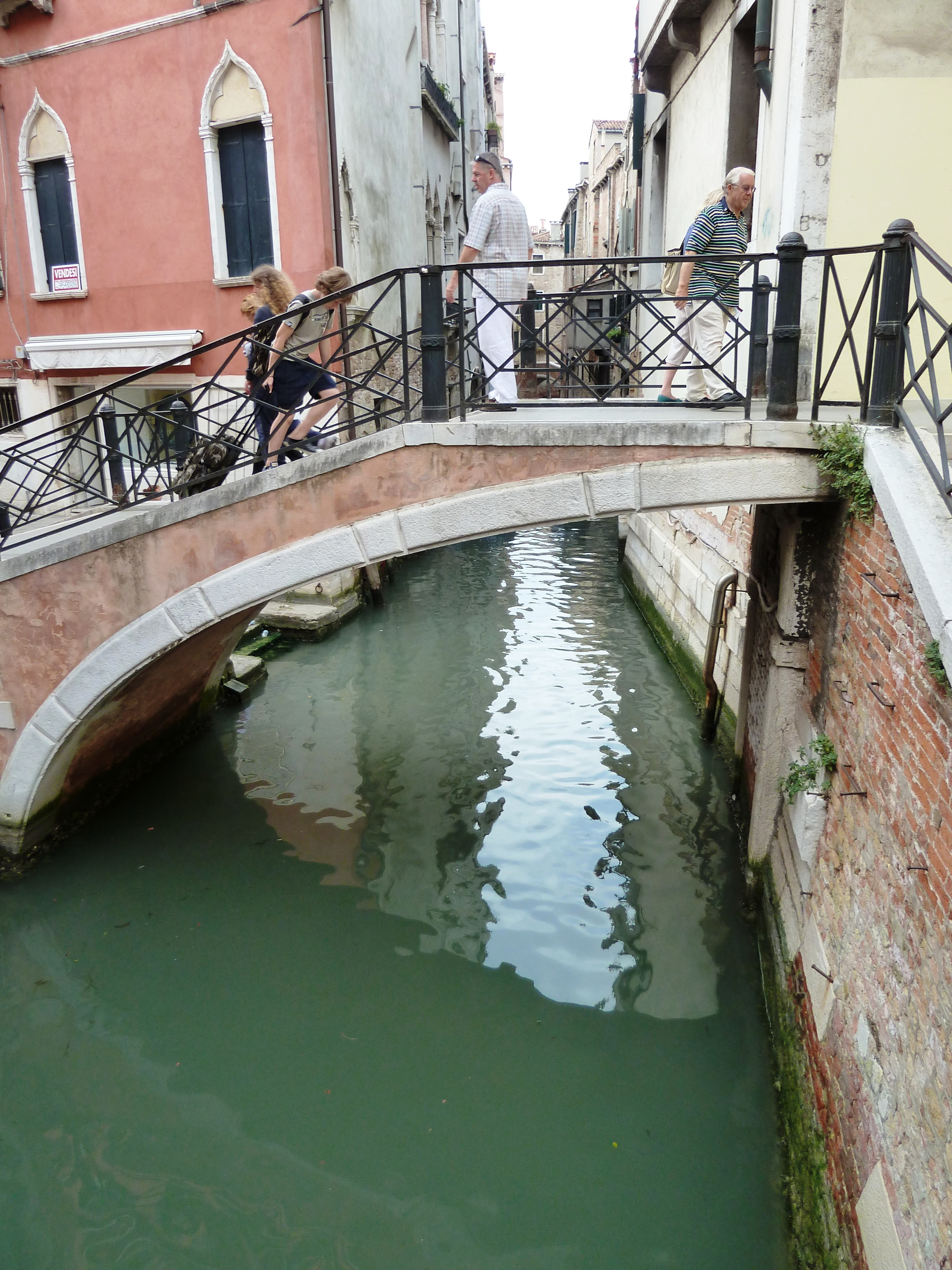
Ponte de la Feltrina S.M.Zobenigo
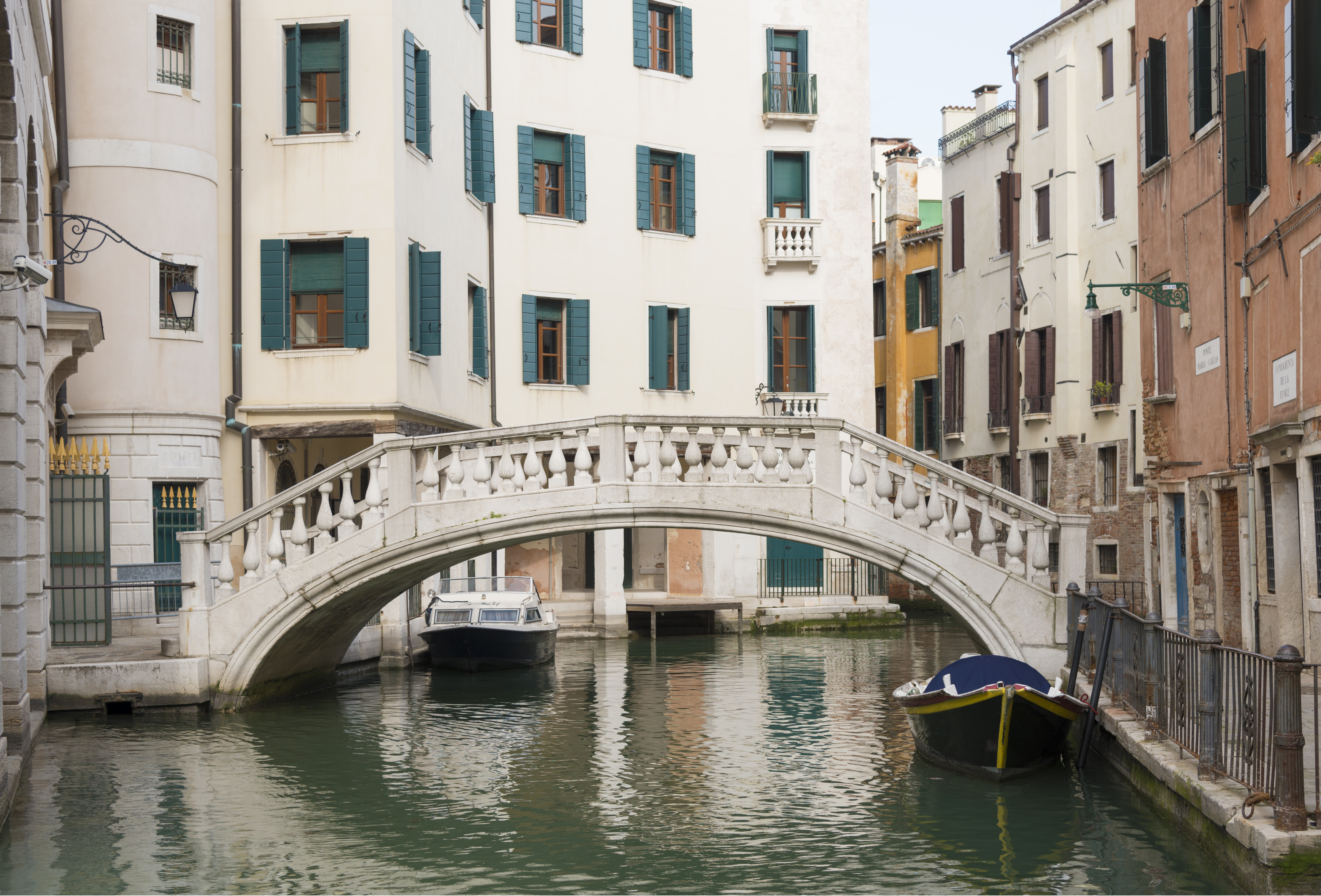
Ponte Maria Callas / de la Fenice Rio de la Veste
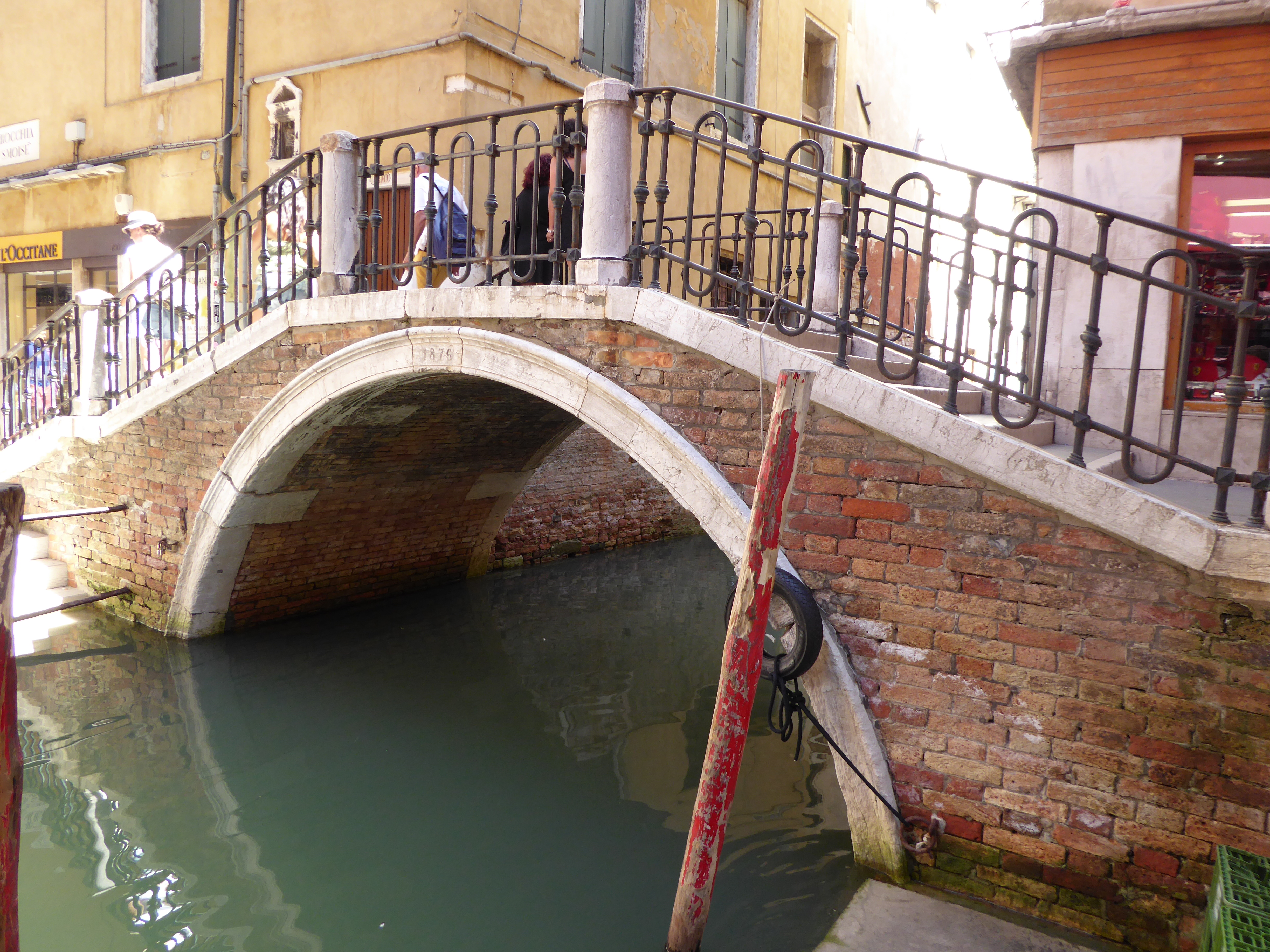
Ponte dei Ferai Rio dei Ferai
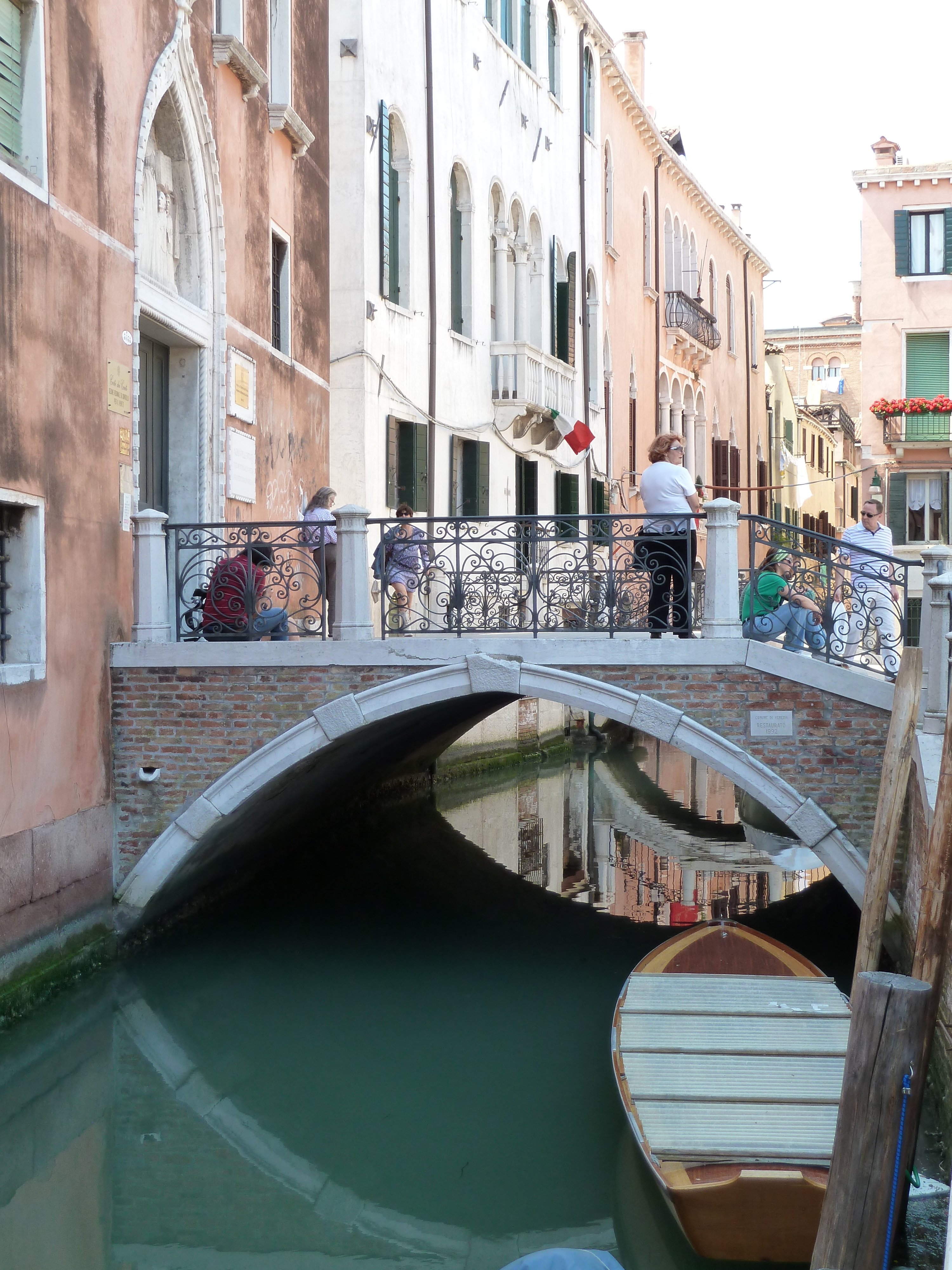
Ponte dei Frati Rio de San Anzolo
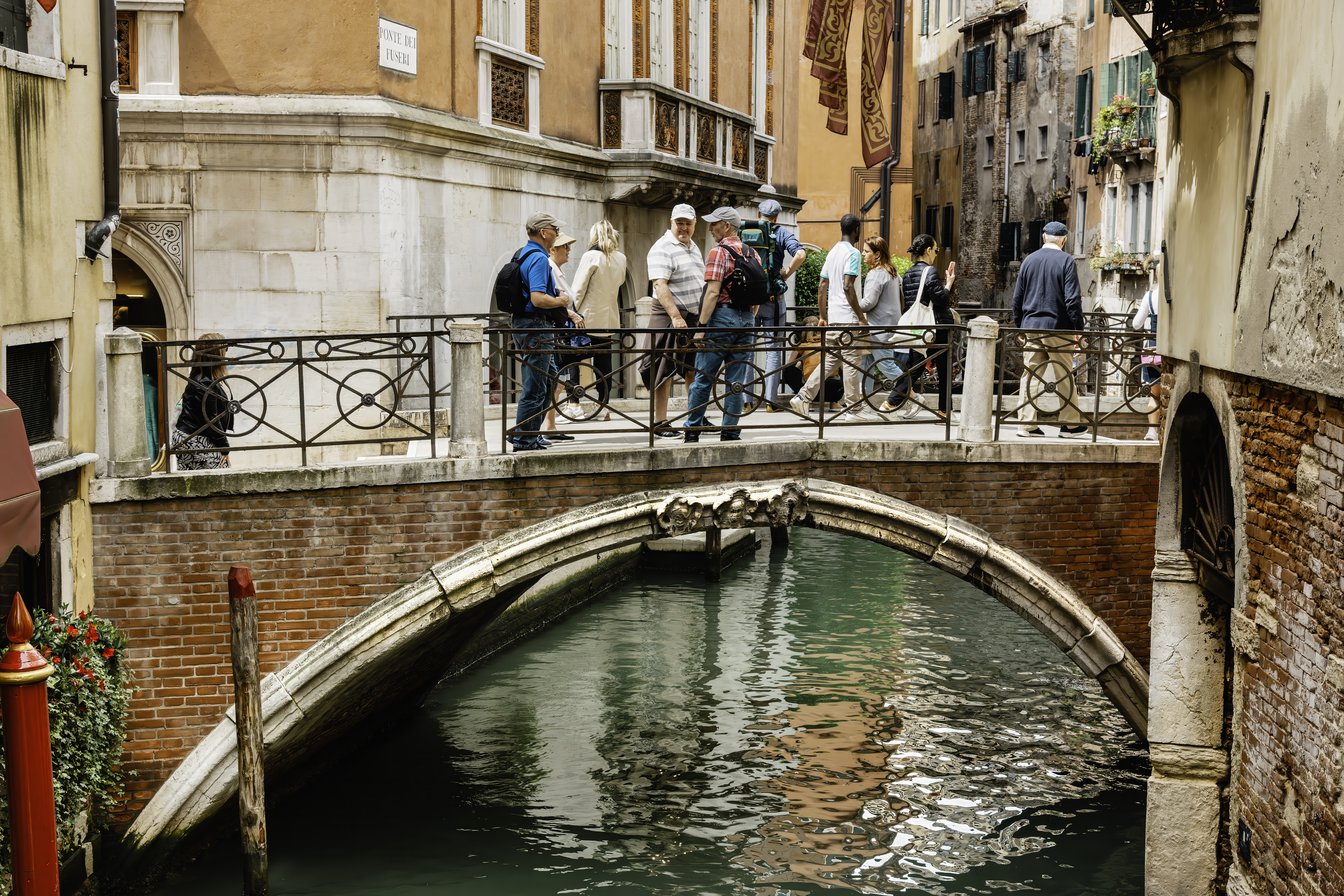
Ponte dei Fuseri Rio dei Fuseri
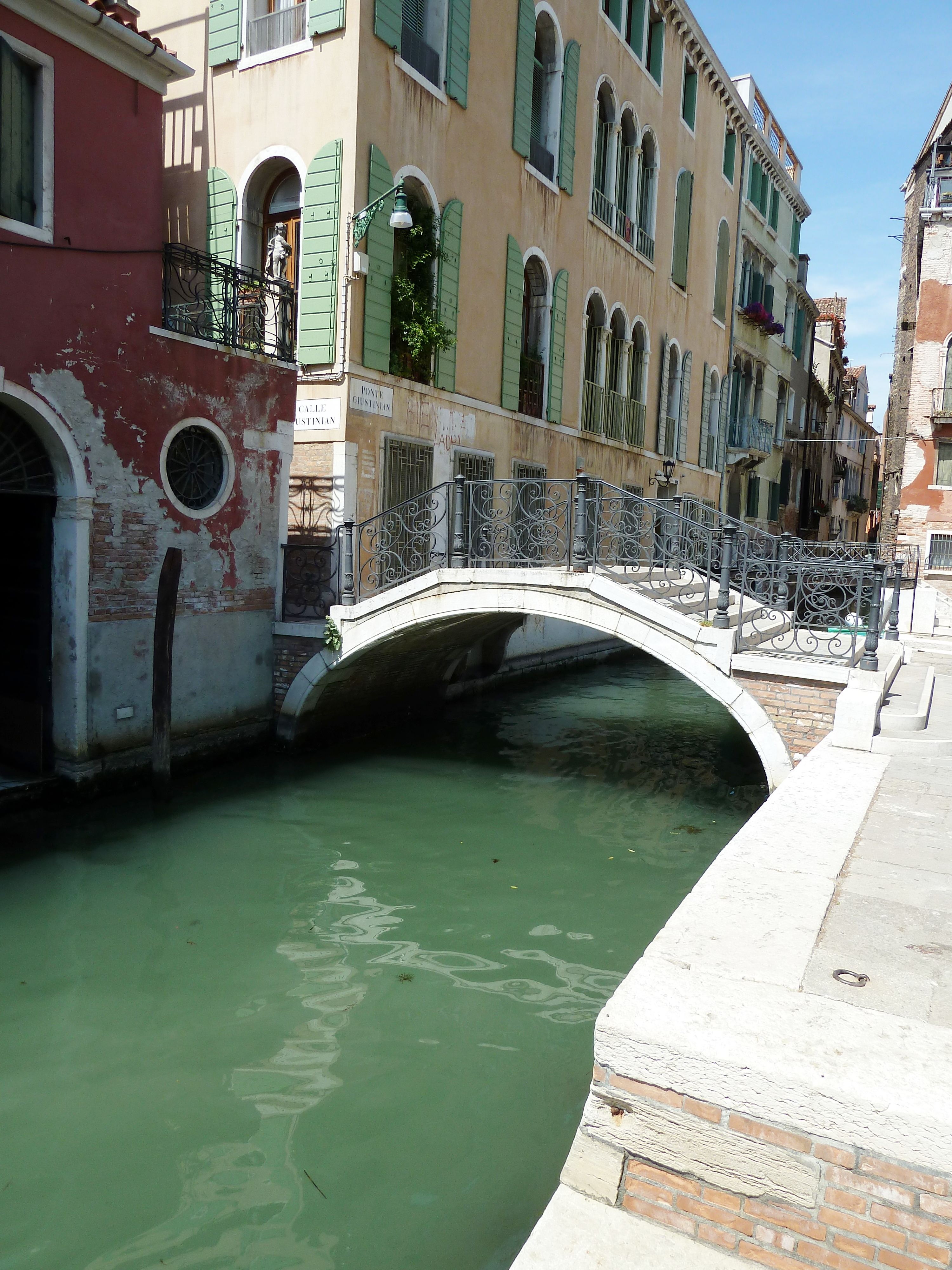
Ponte Giustinian Rio de San Vidal
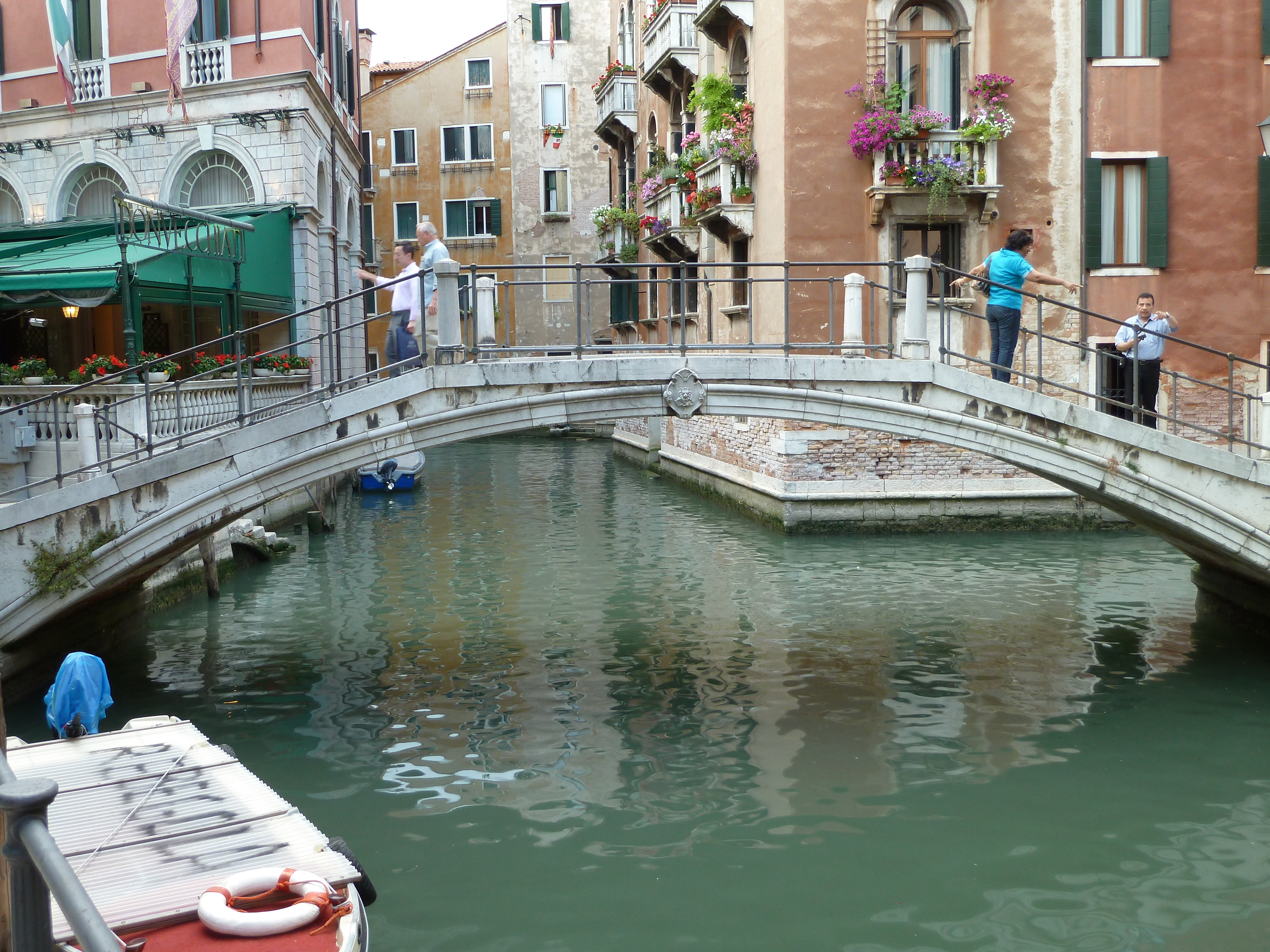
Ponte Carlo Goldoni Rio dei Fuseri
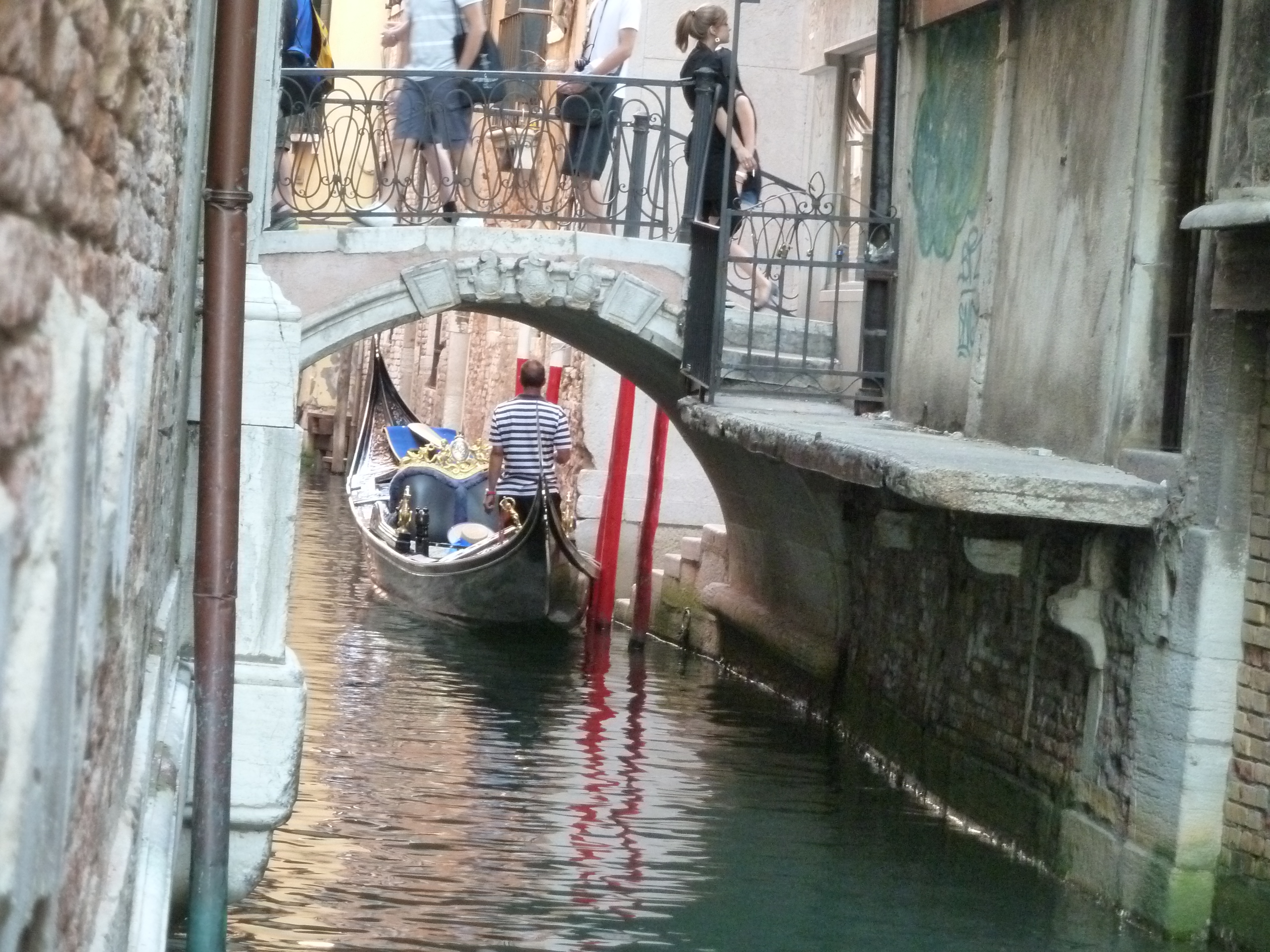
Ponte del Lovo Rio de San Salvador
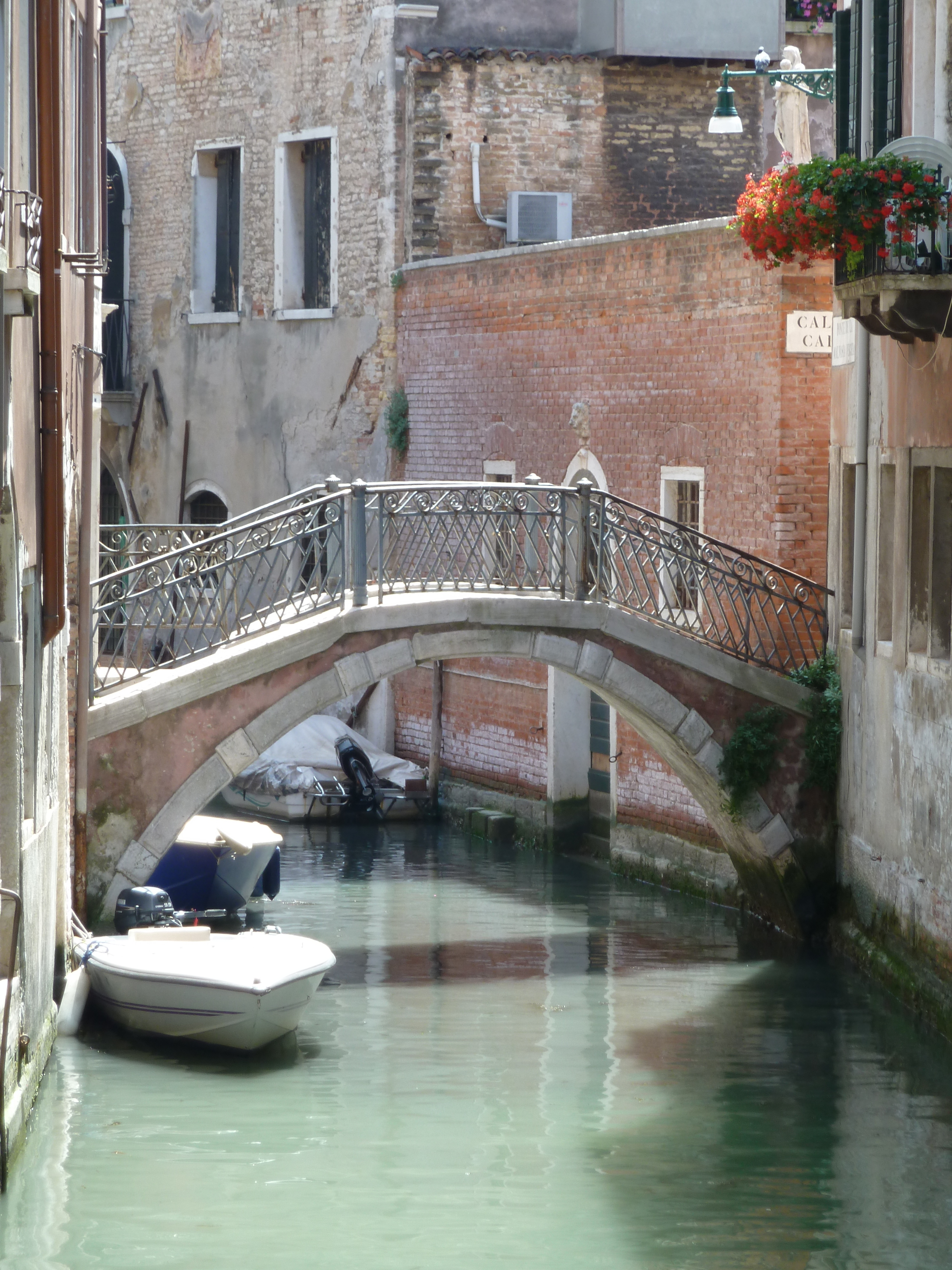
Ponte de la Malvasia Vecchia Rio de la Verona
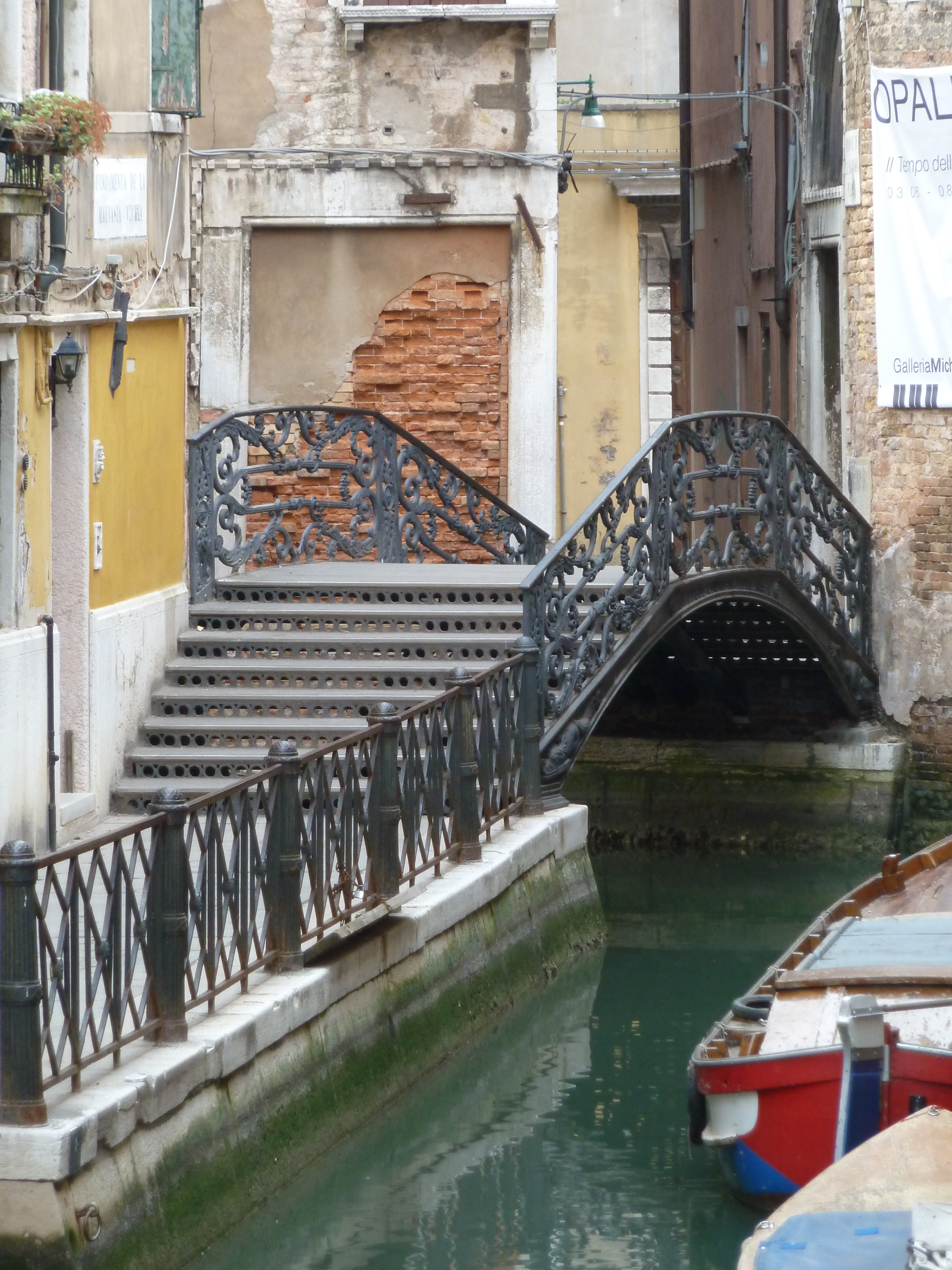
Ponte de la Malvasia Vecchia Rio de San Maurizio
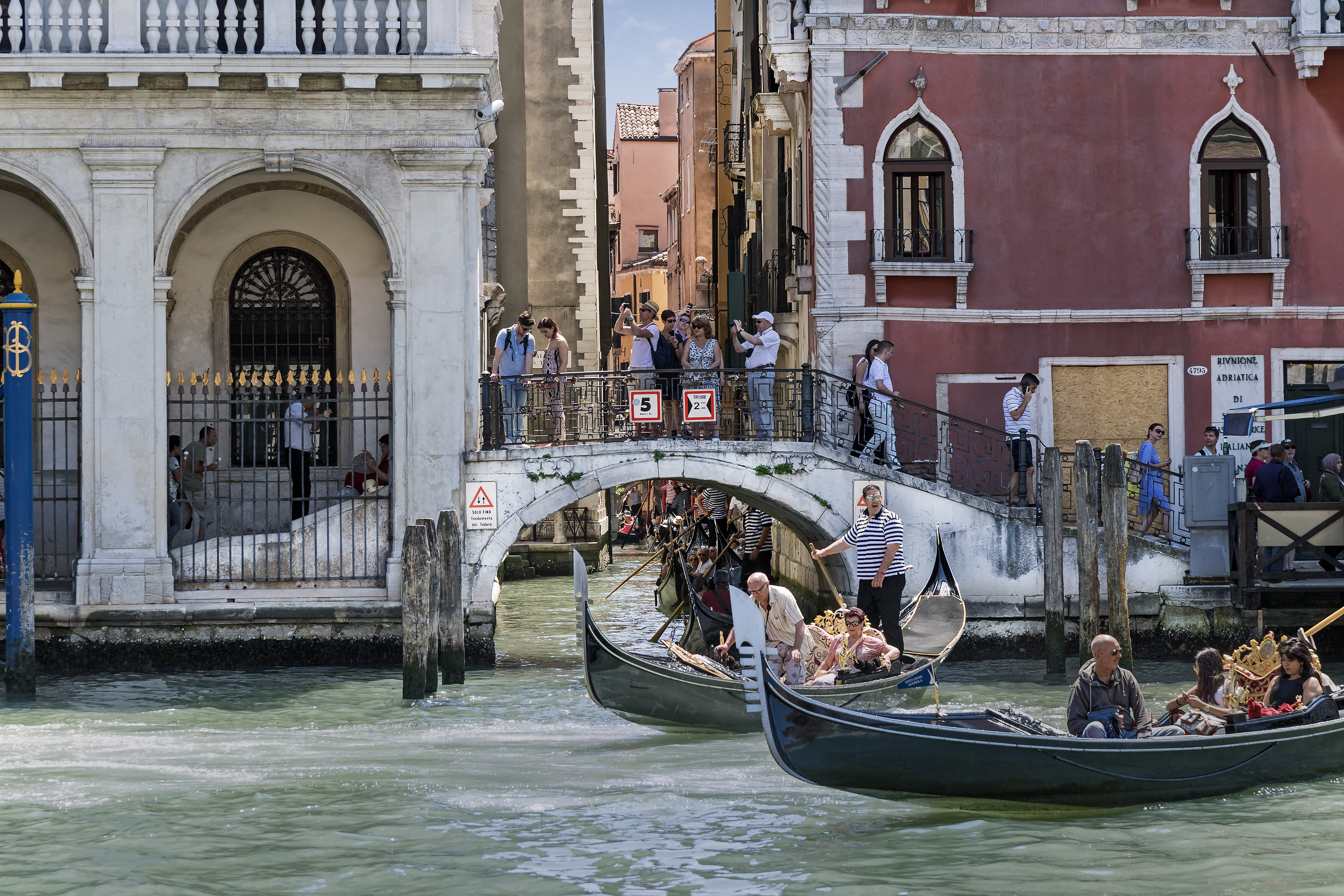
Ponte Manin Rio de San Salvador
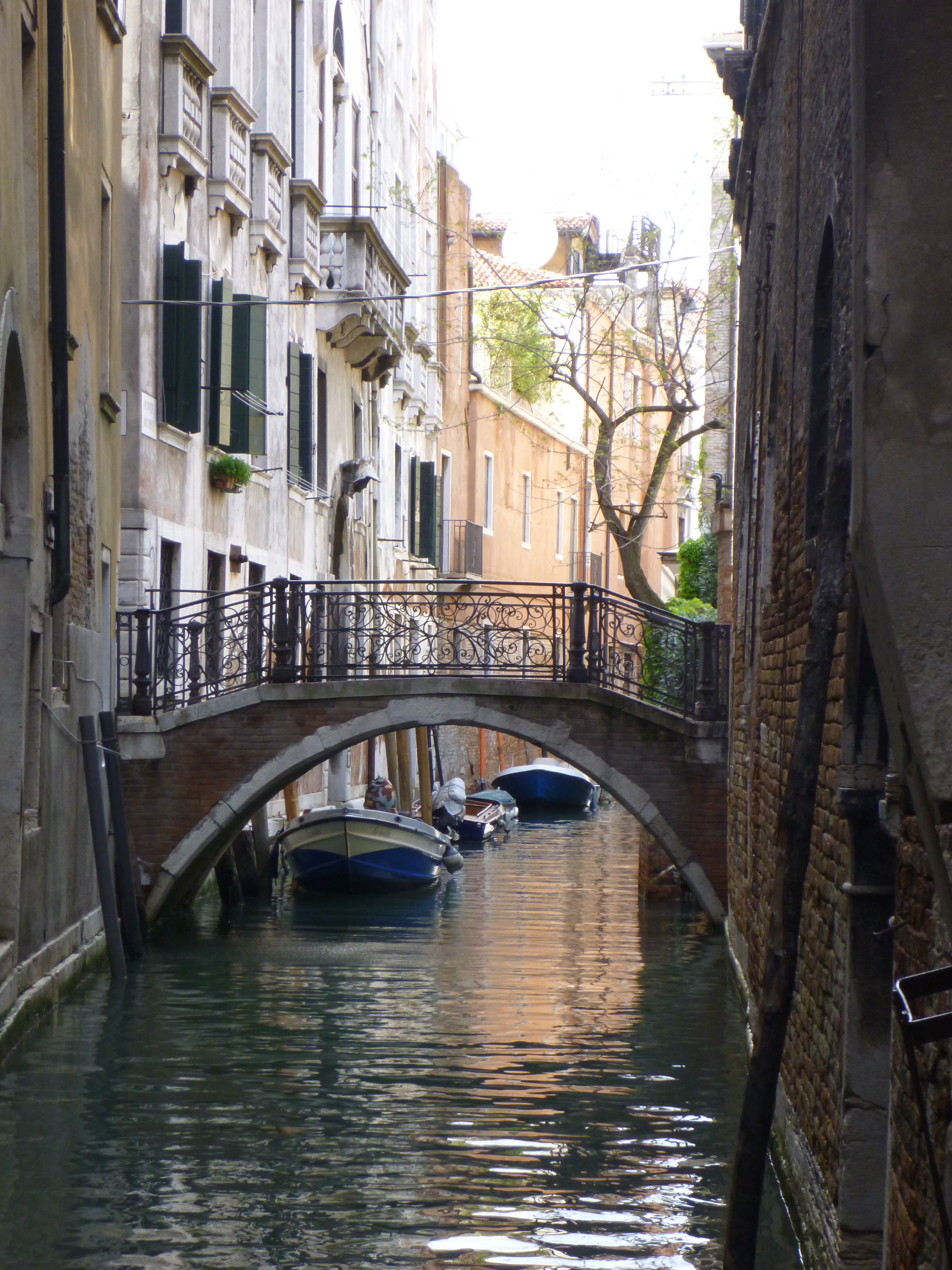
Ponte Michiel Rio de Ca' Michiel
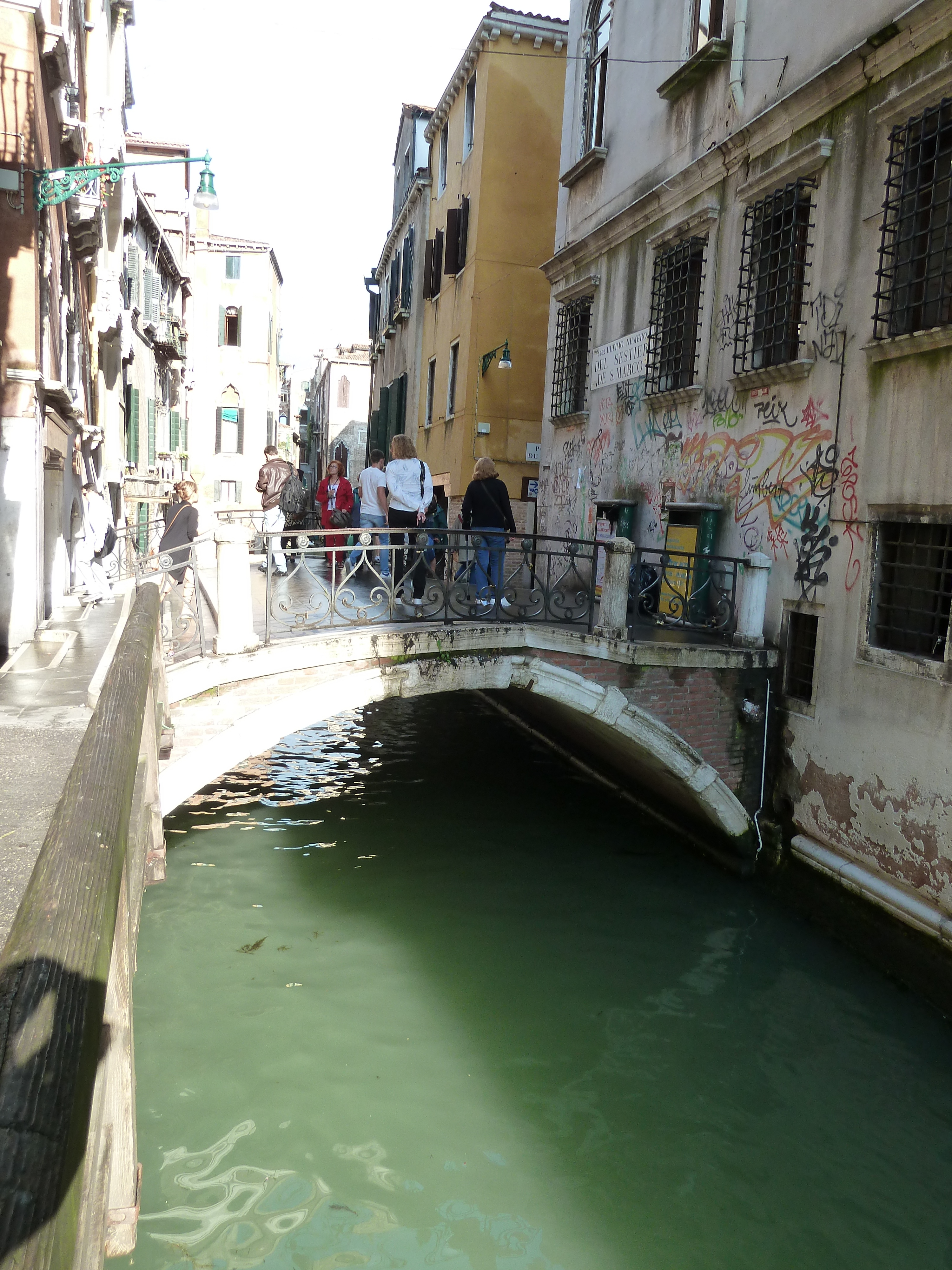
Ponte de l'Ogio (ou dell'Olio) Font dei Tedeschi
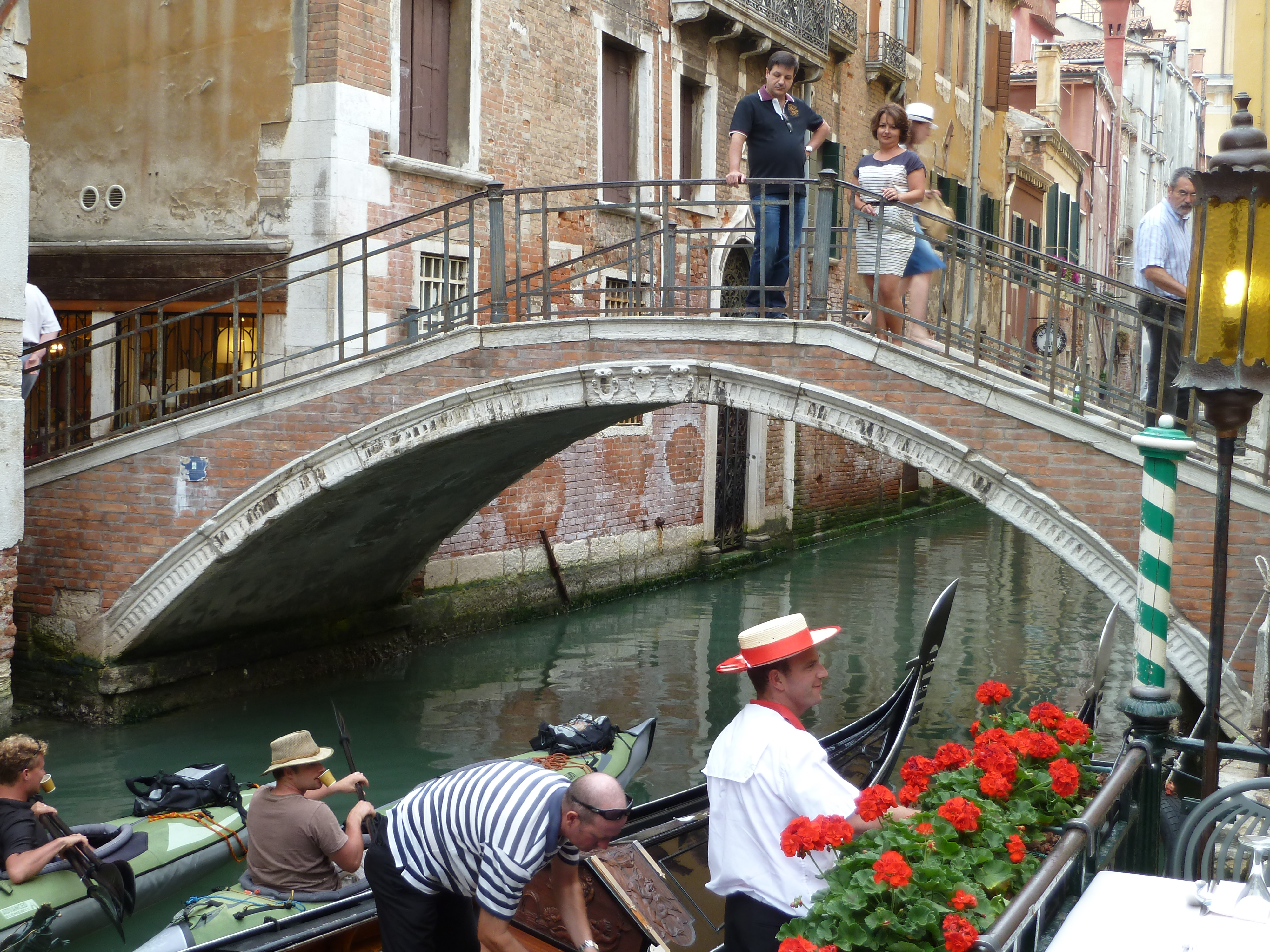
Ponte de le Ostreghe Rio de l’Alboro
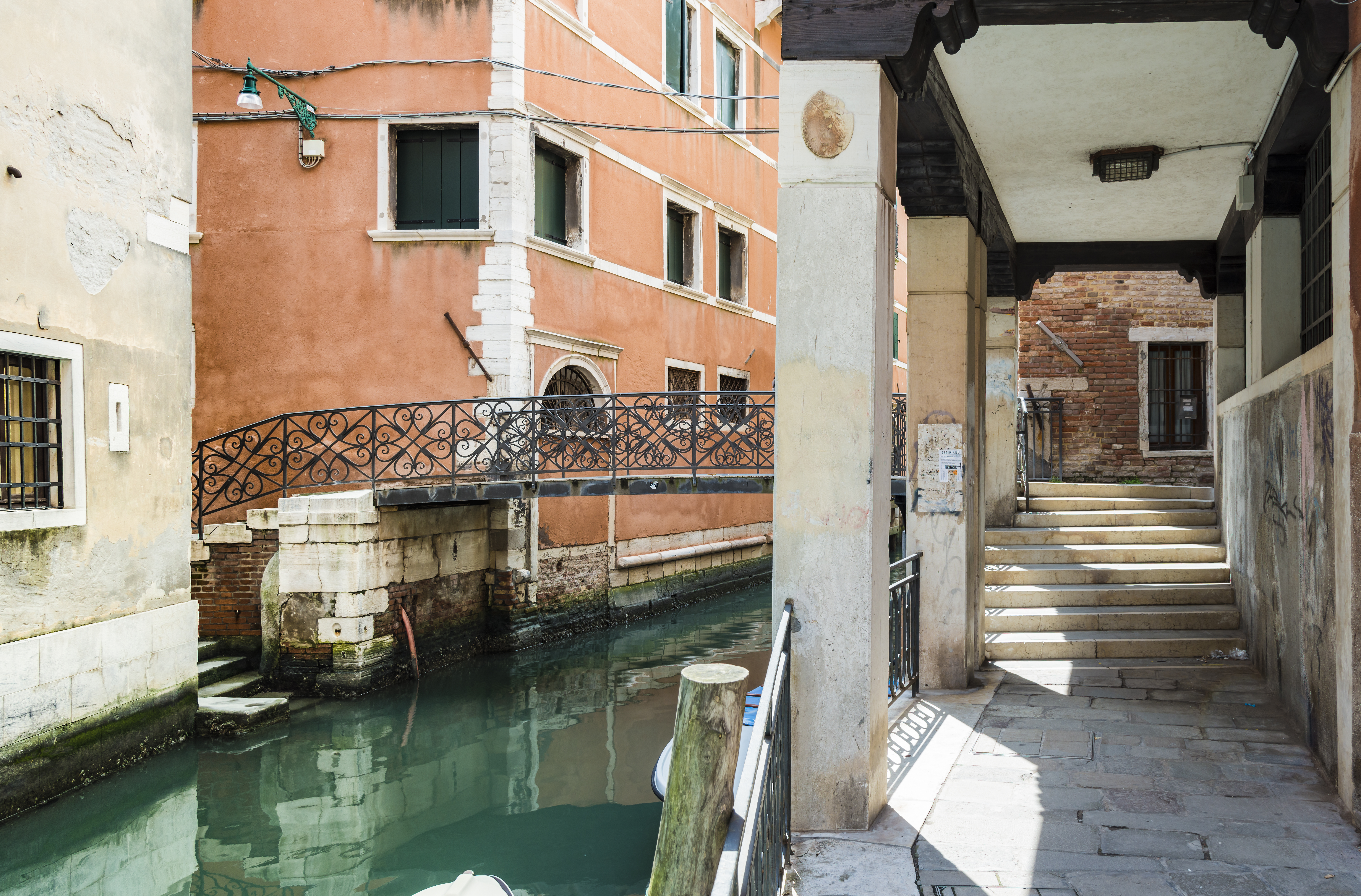
Ponte del Pestrin Rio de San Anzolo
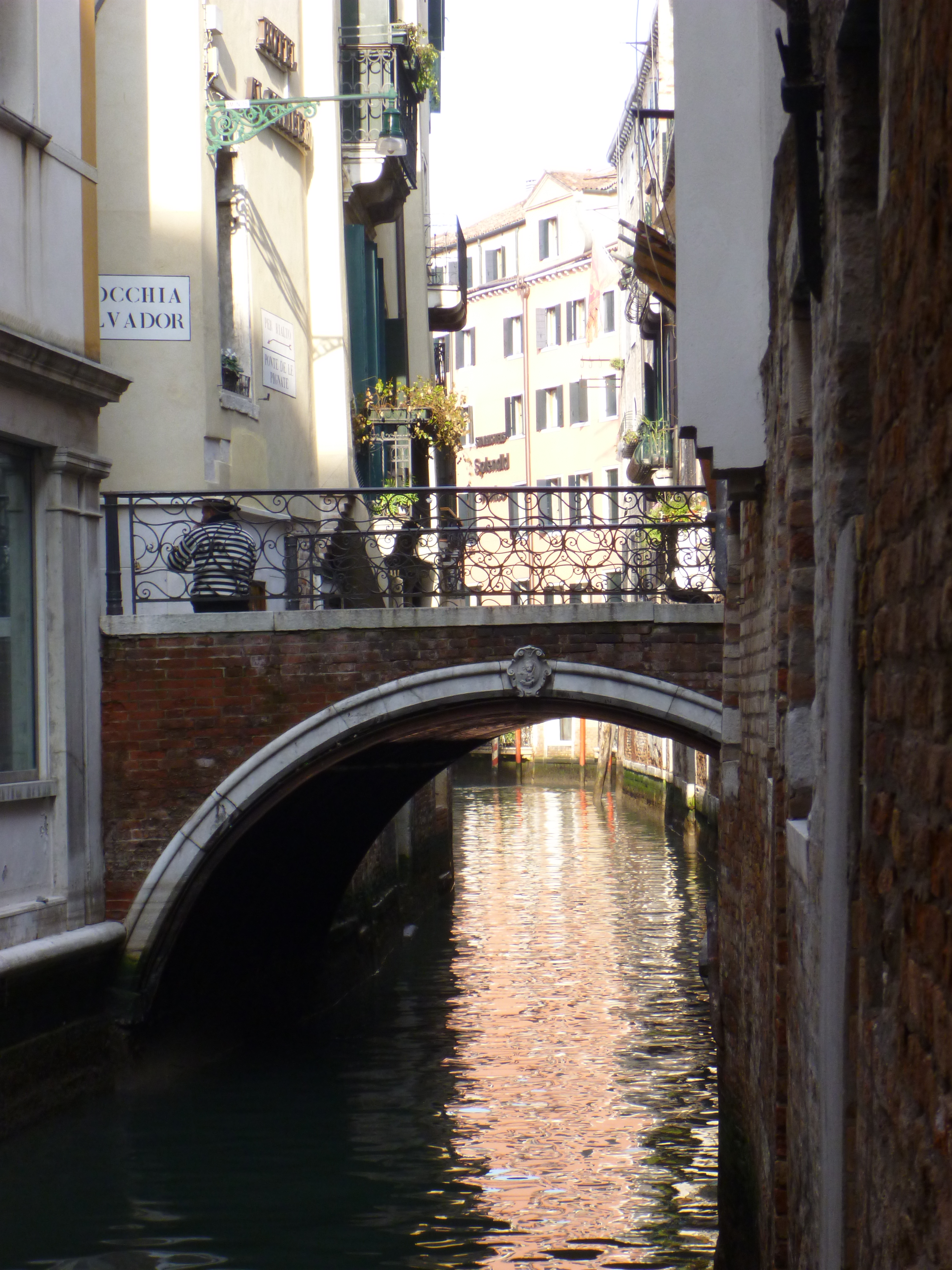
Ponte de le Pignate Rio dei Scoacamini
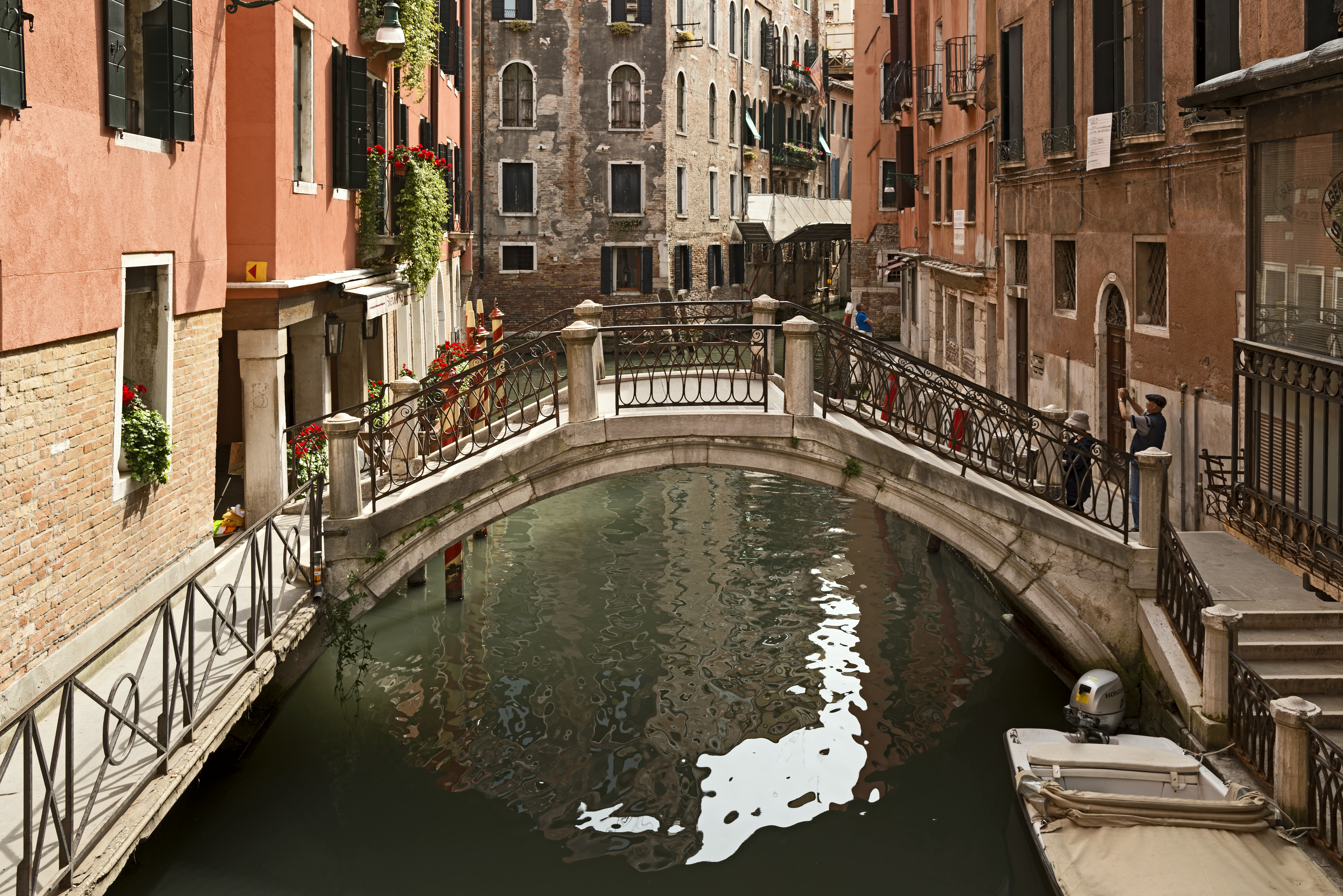
Ponte dei Pignoli Rio dei Bareteri
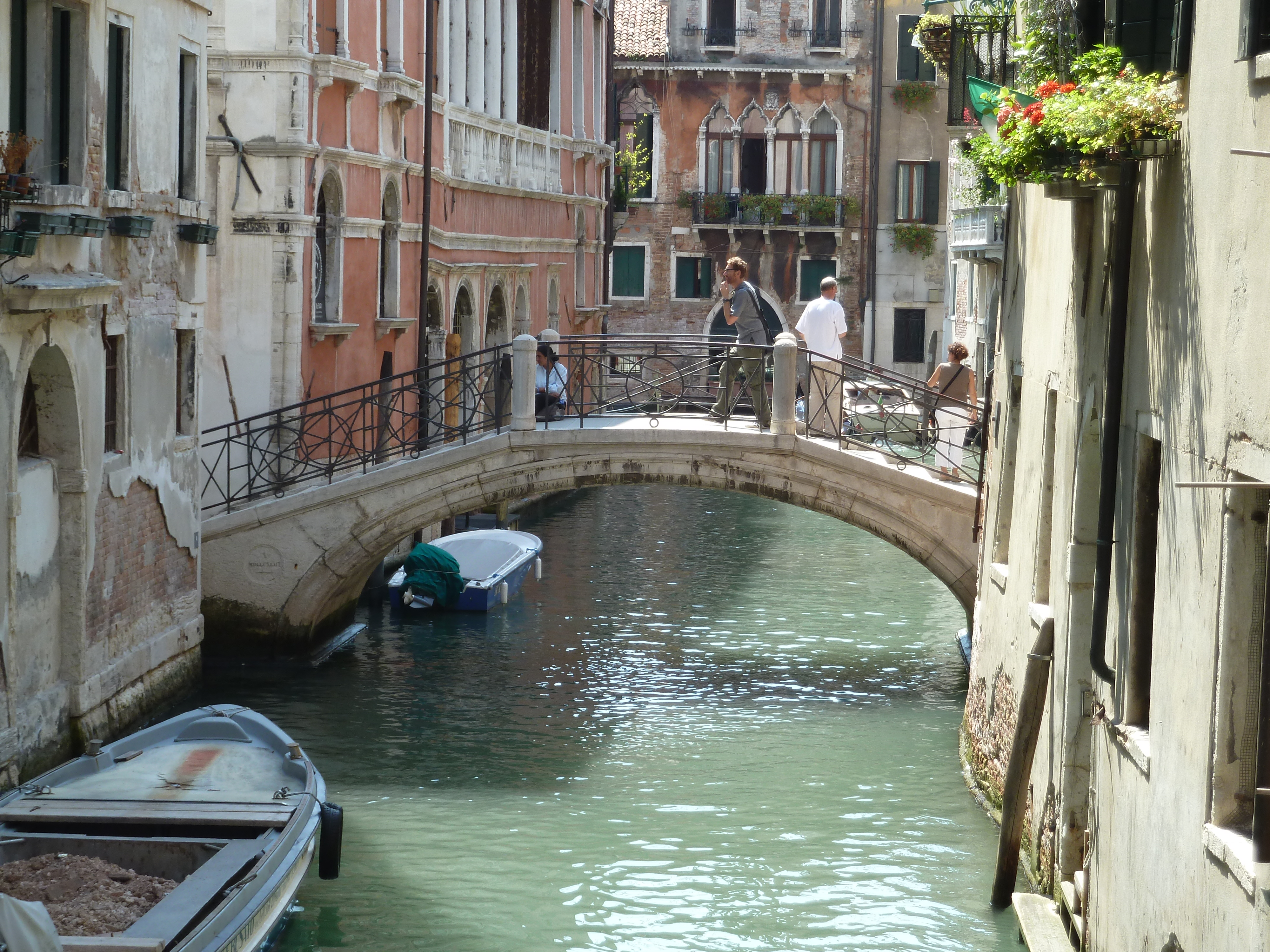
Ponte de la Piscina di Frezzaria Rio dei Barcaroli
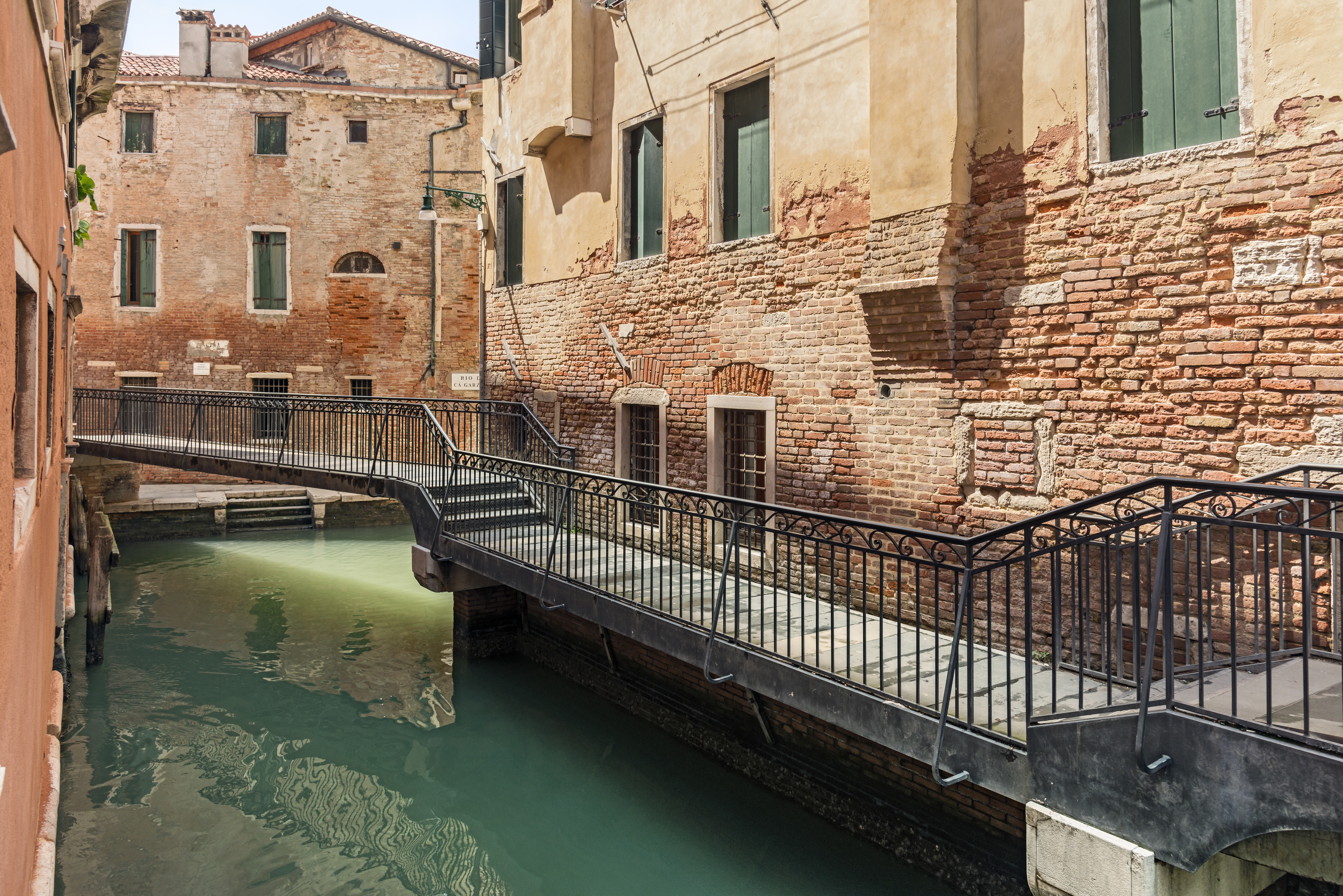
Ponte Piscina San Samuele Rio del Pestrin
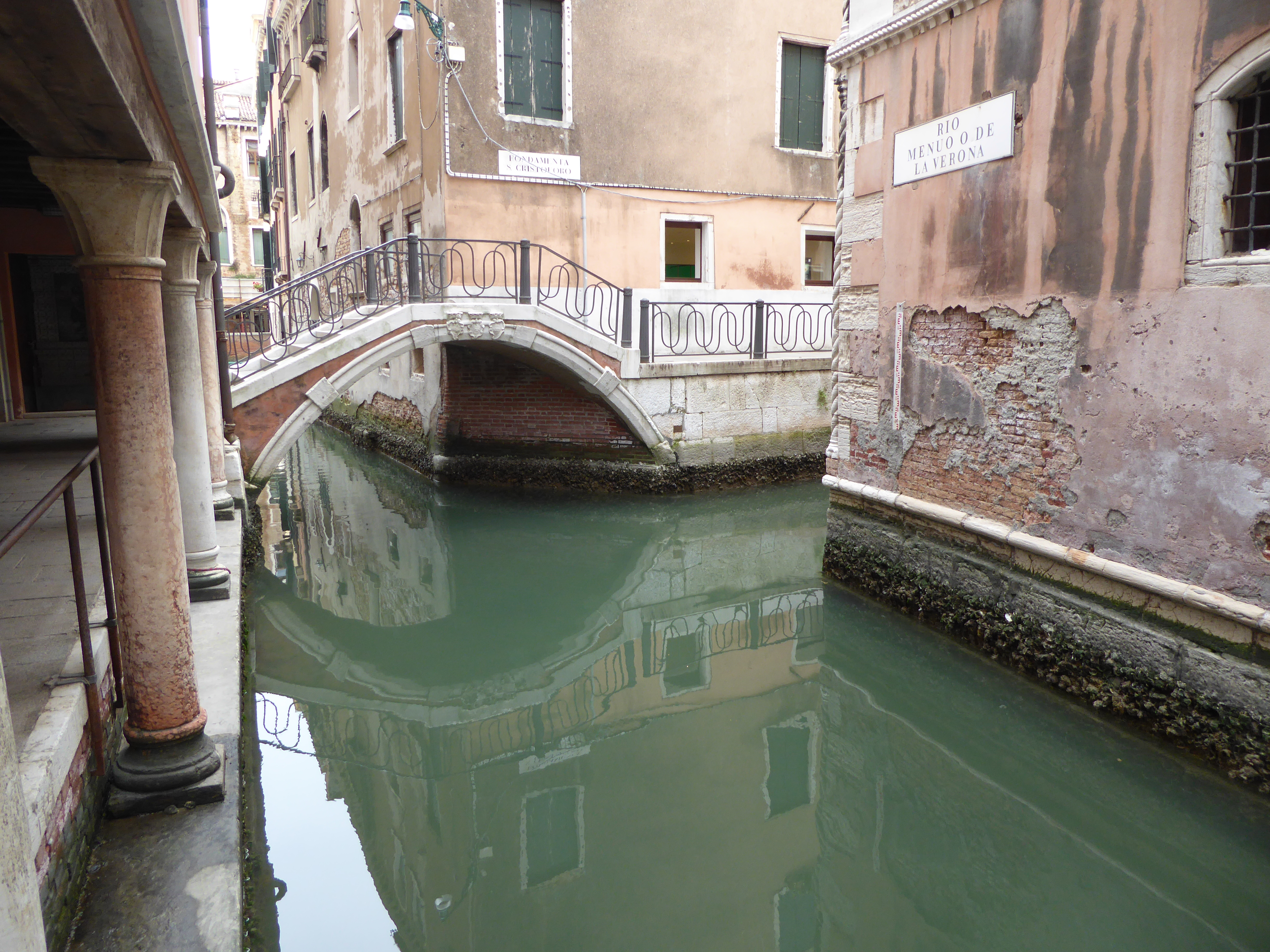
Ponte San Cristoforo Rio delle Veste
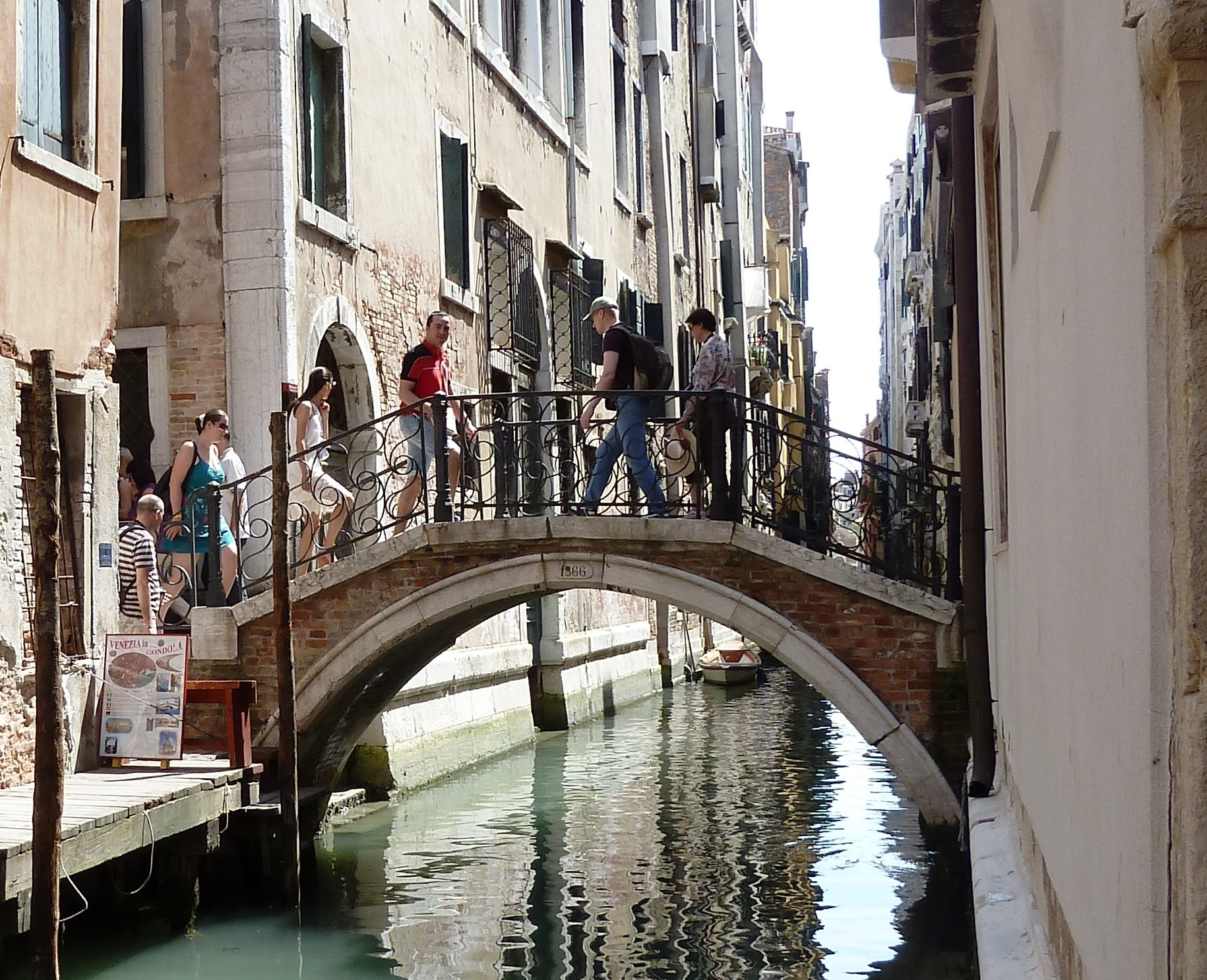
Ponte San Maurizio Rio di Santo Stefano
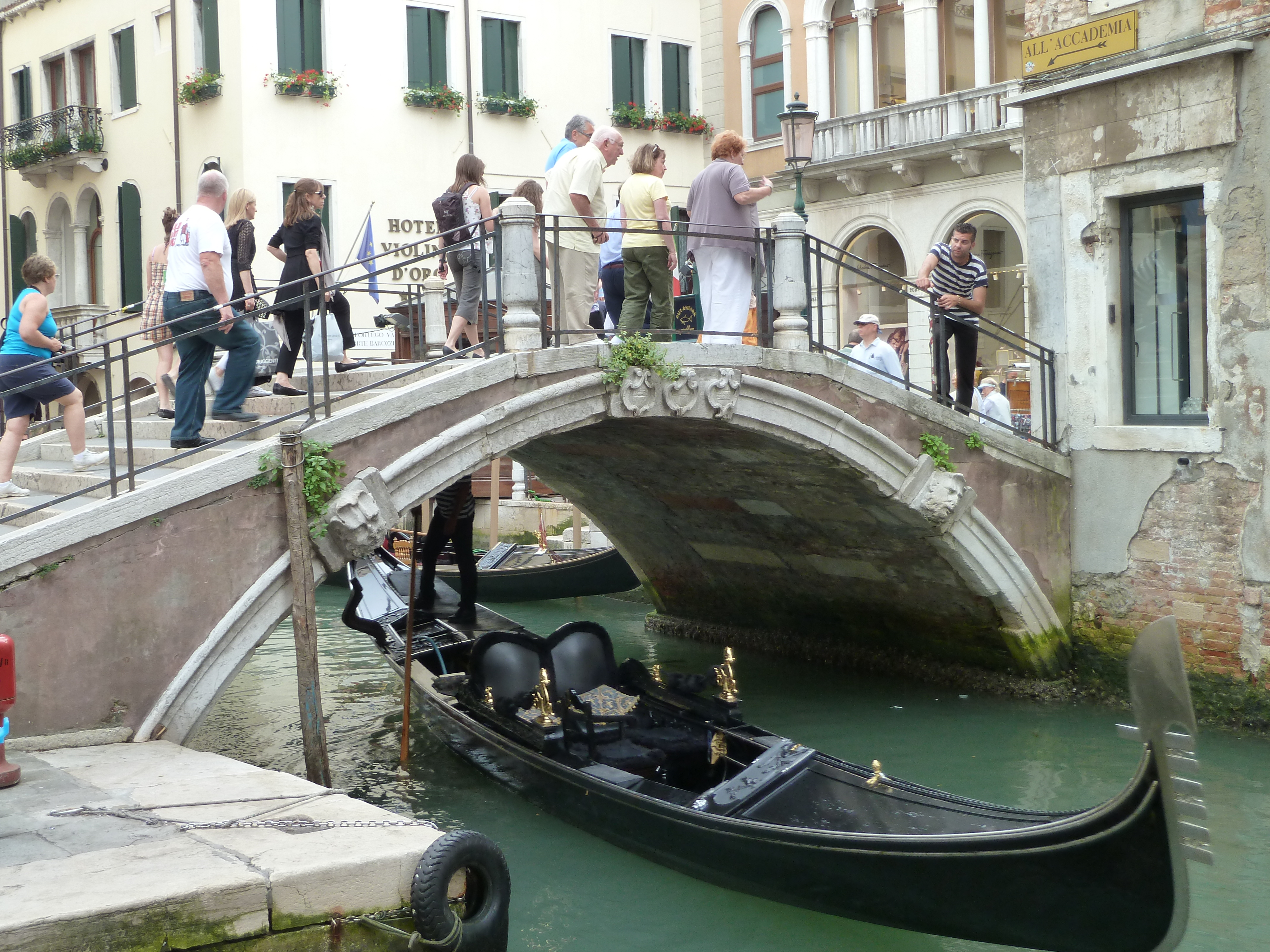
Ponte San Moisè Rio de San Moisè
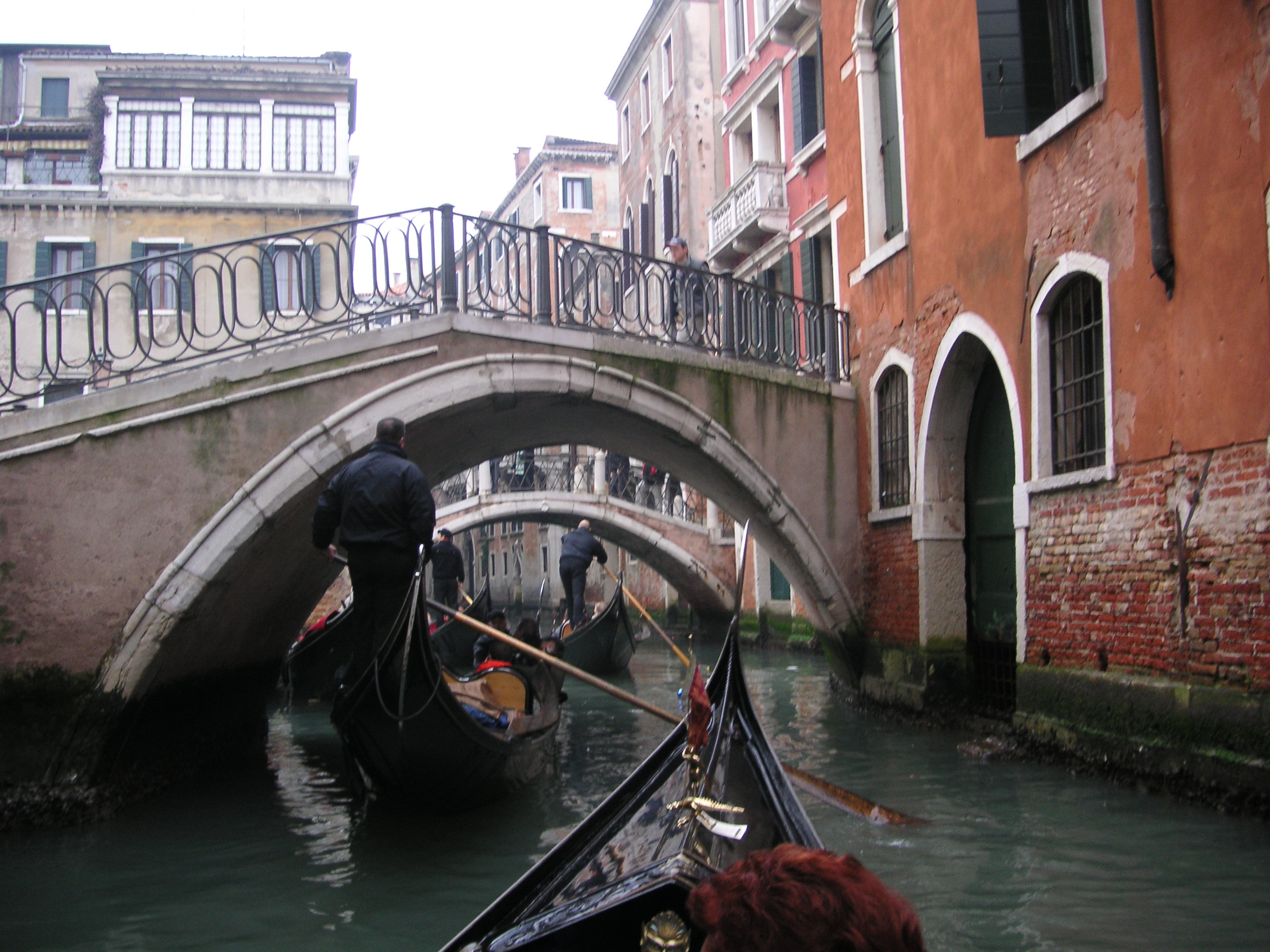
Ponte San Paternian Rio de San Luca
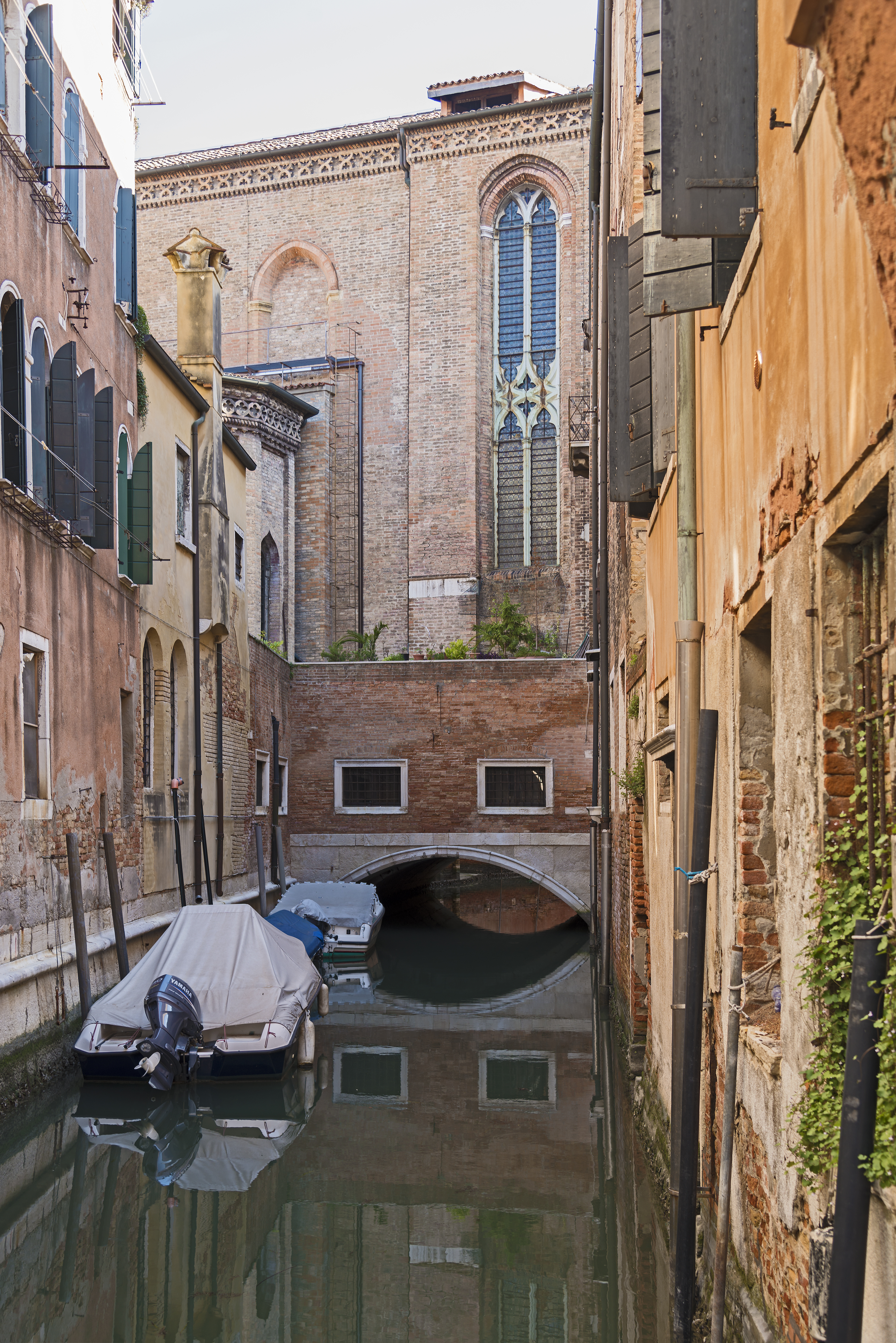
Ponte sotto San Stefano Rio del Santissimo di Santo Stefano
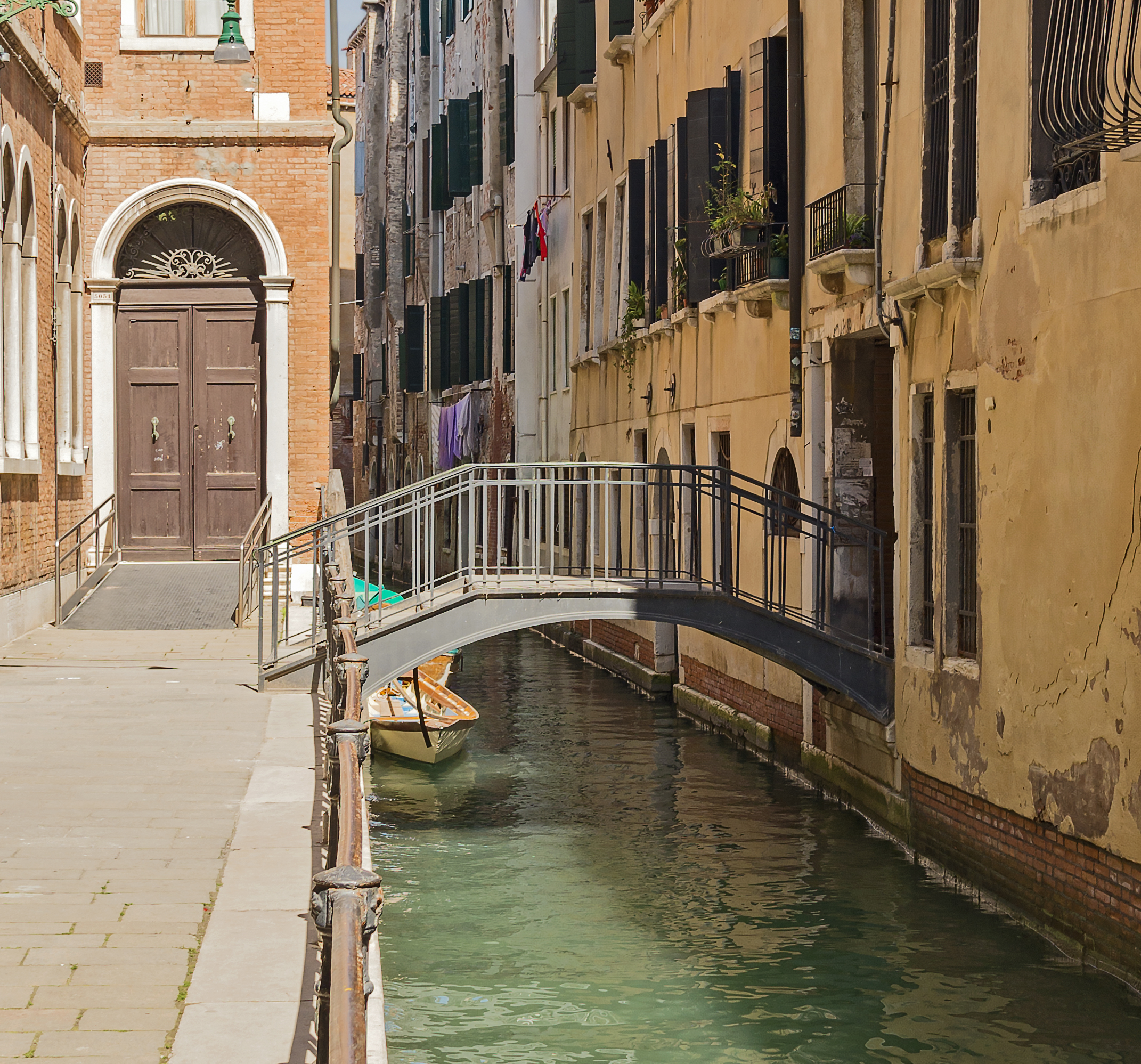
Ponte de le Scuole Rio del Duca
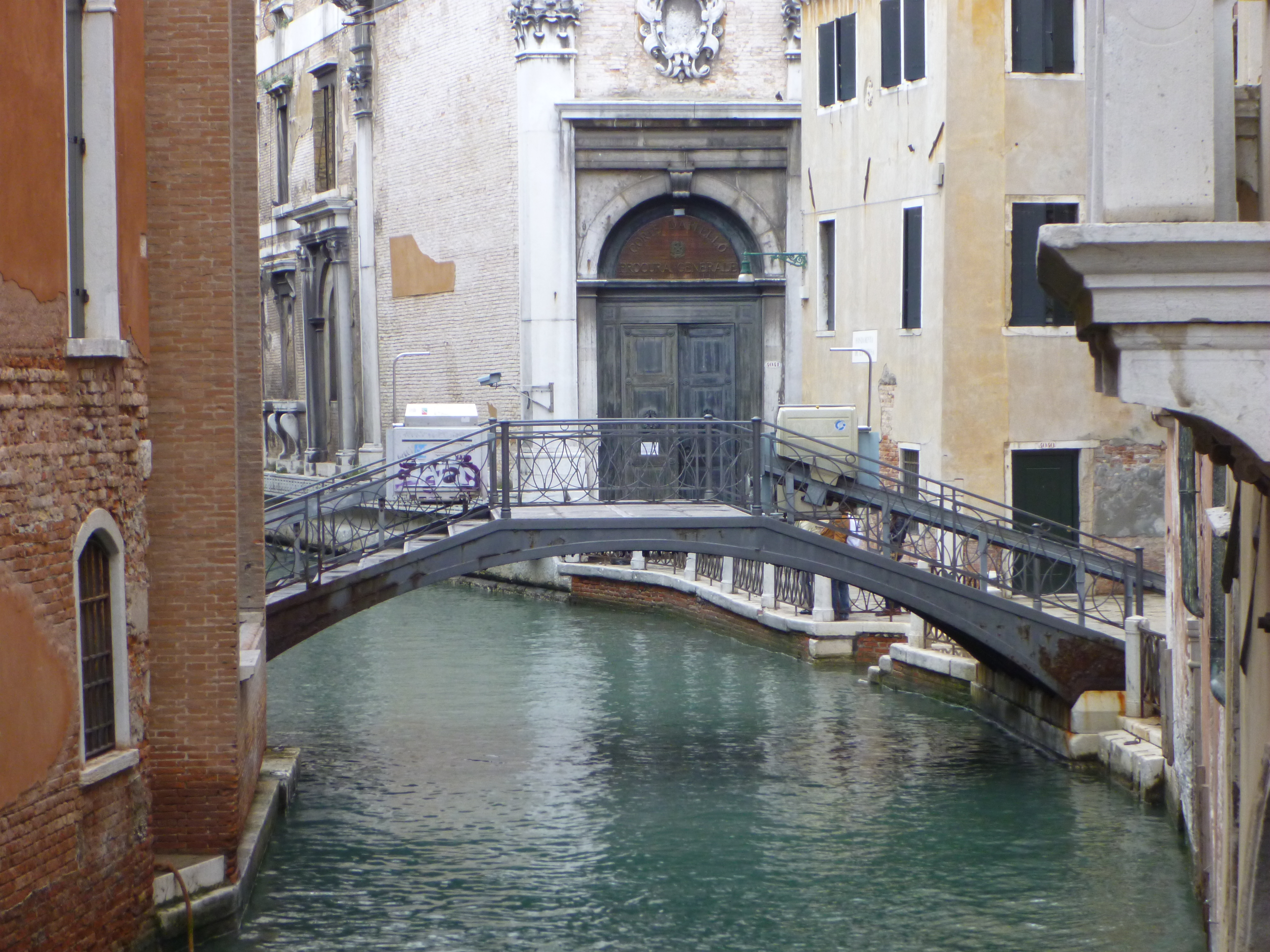
Ponte del Teatro Rio de San Luca
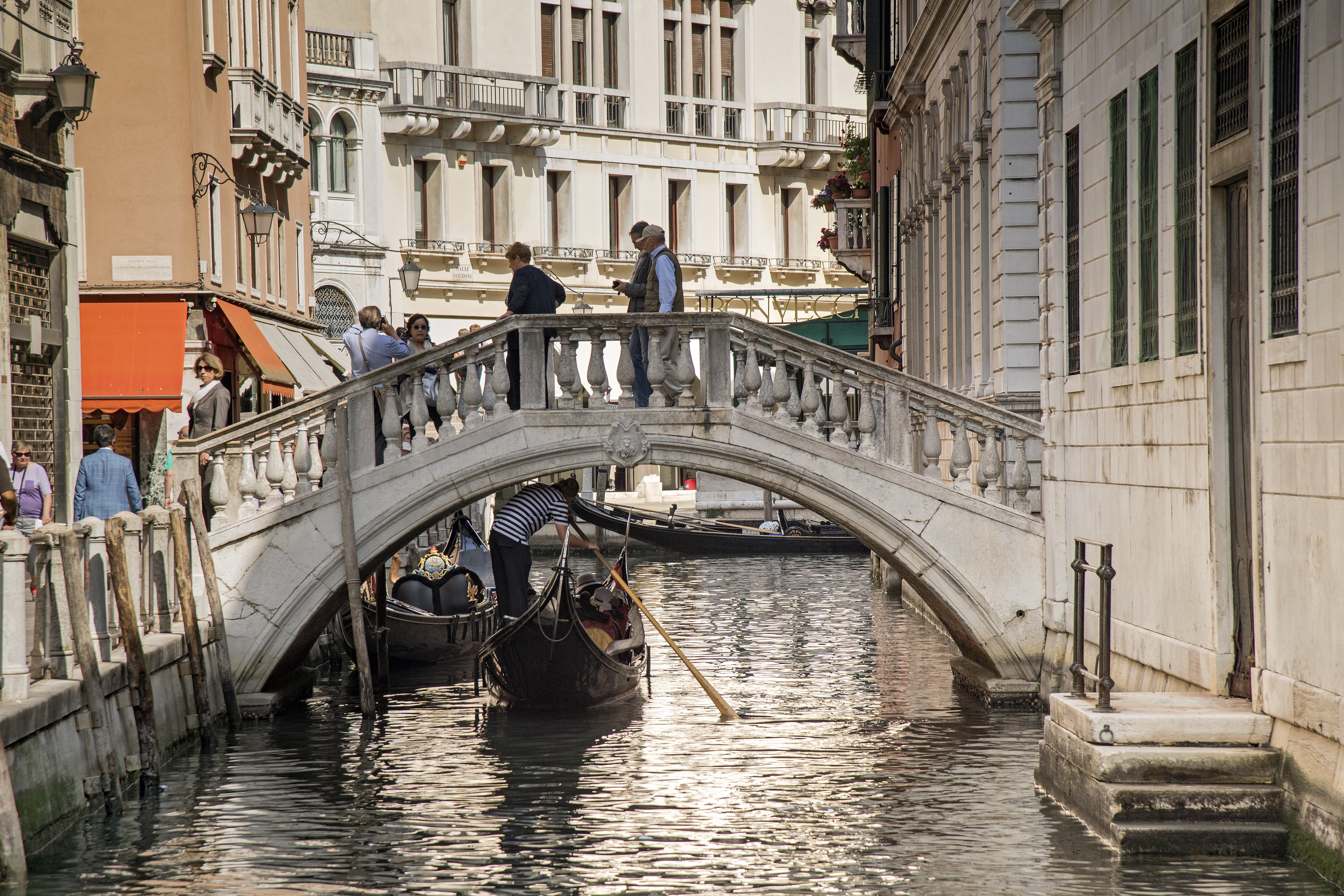
Ponte Tron o de la Piavola Rio Orseolo
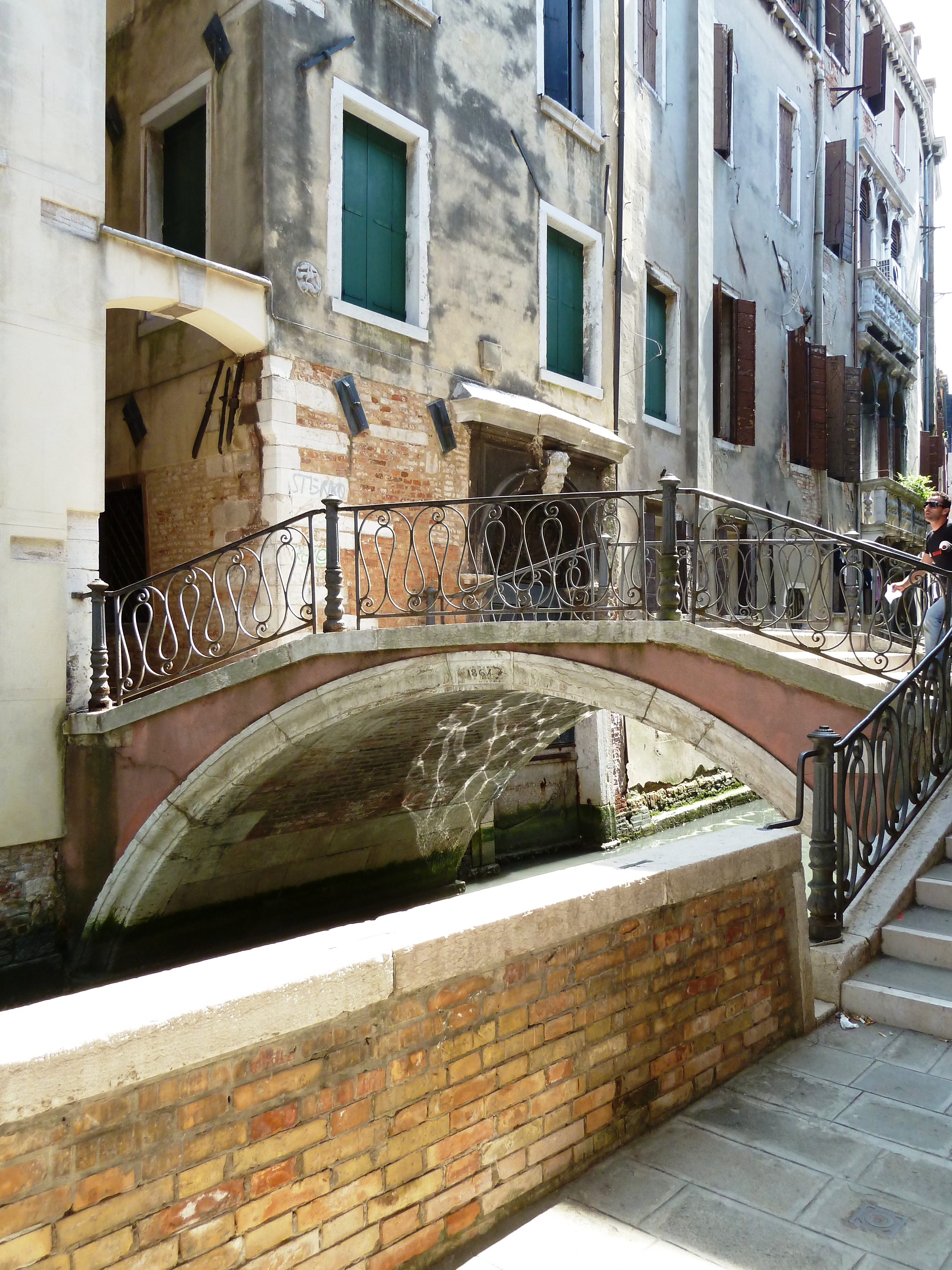
Ponte de la Verona Rio de la Verona
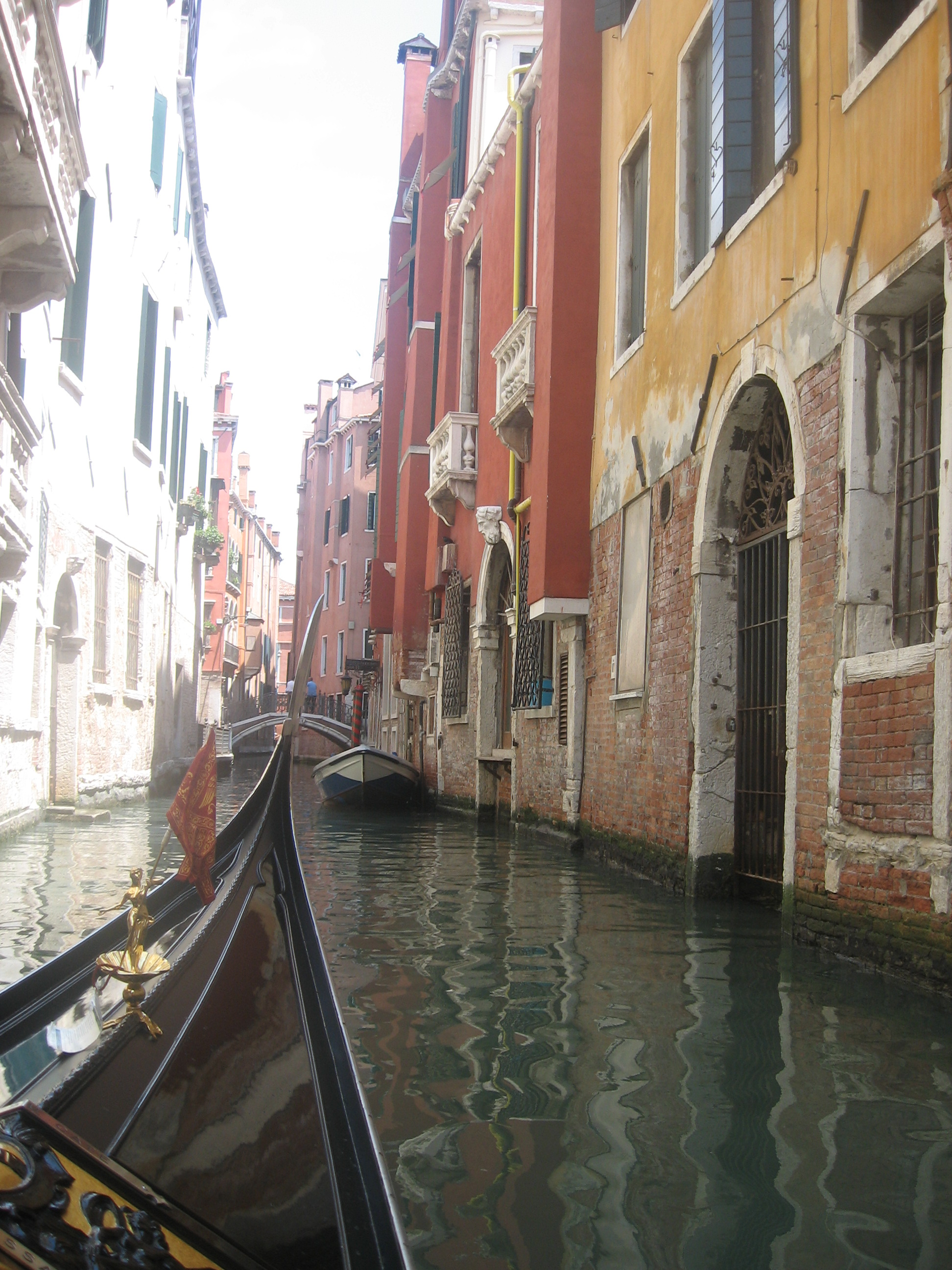
Ponte de le Veste Rio delle Veste
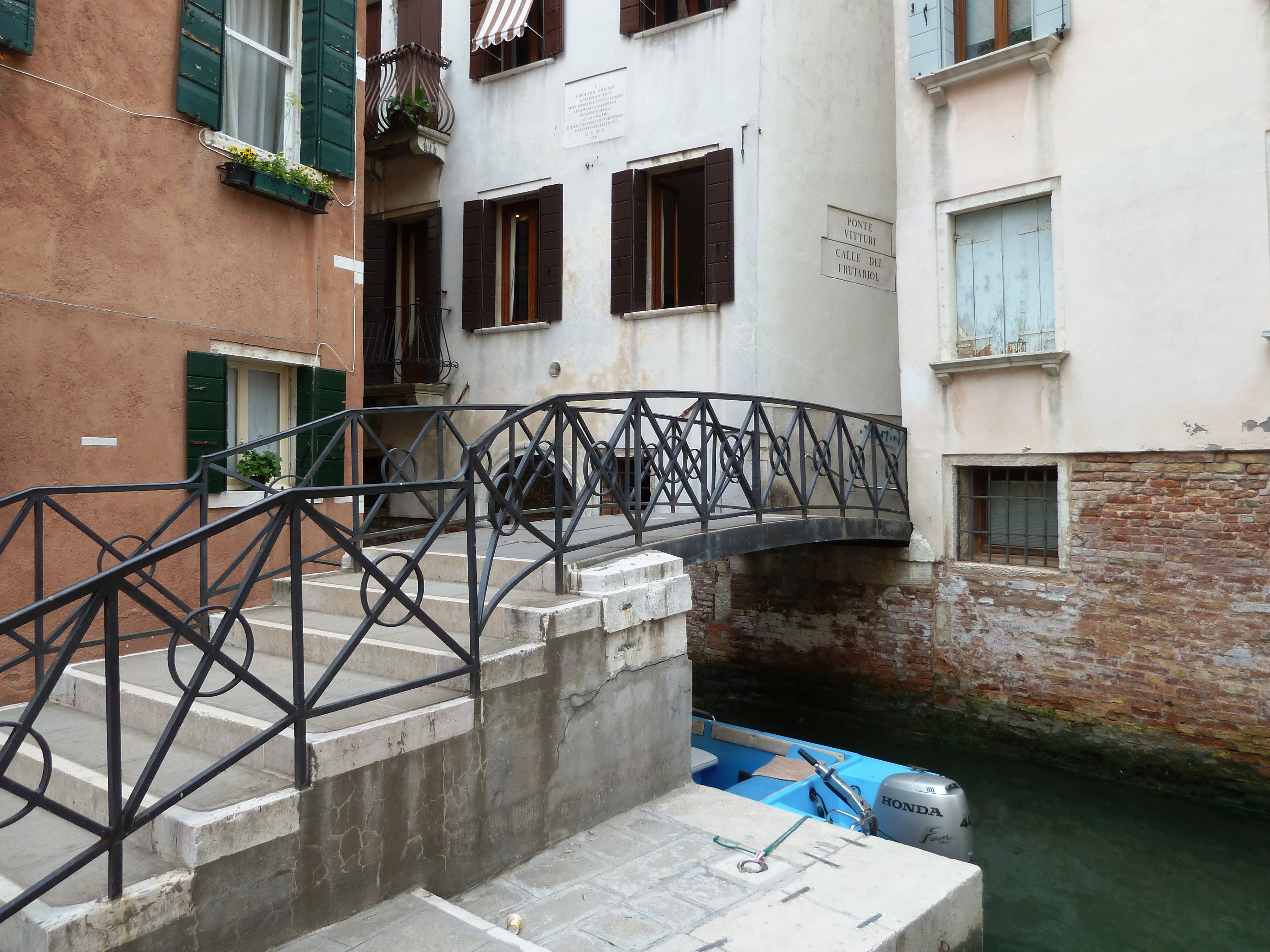
Ponte Vitturi Rio de San Vidal
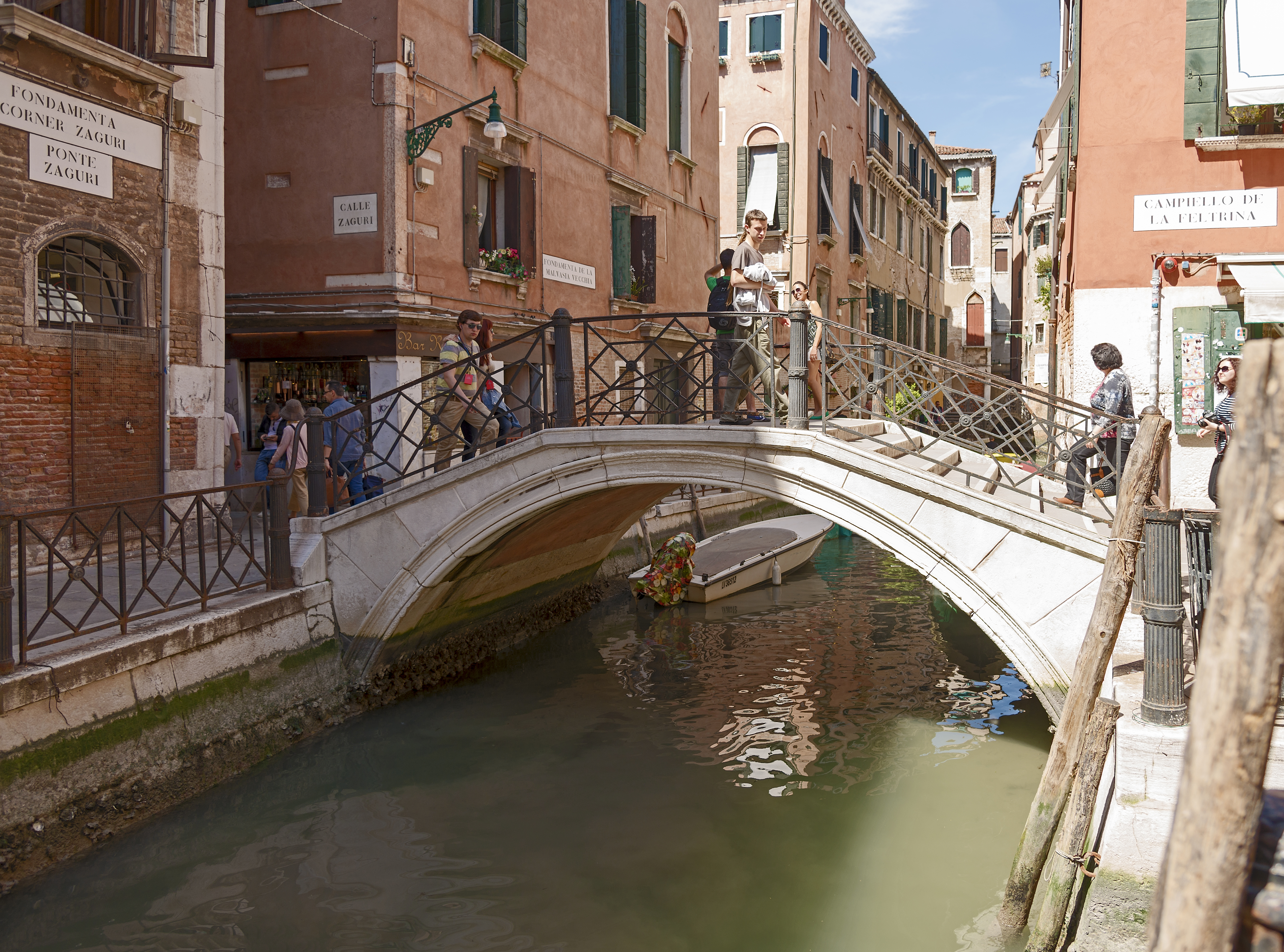
Ponte Zaguri Rio de San Maurizio

### Ponts privés

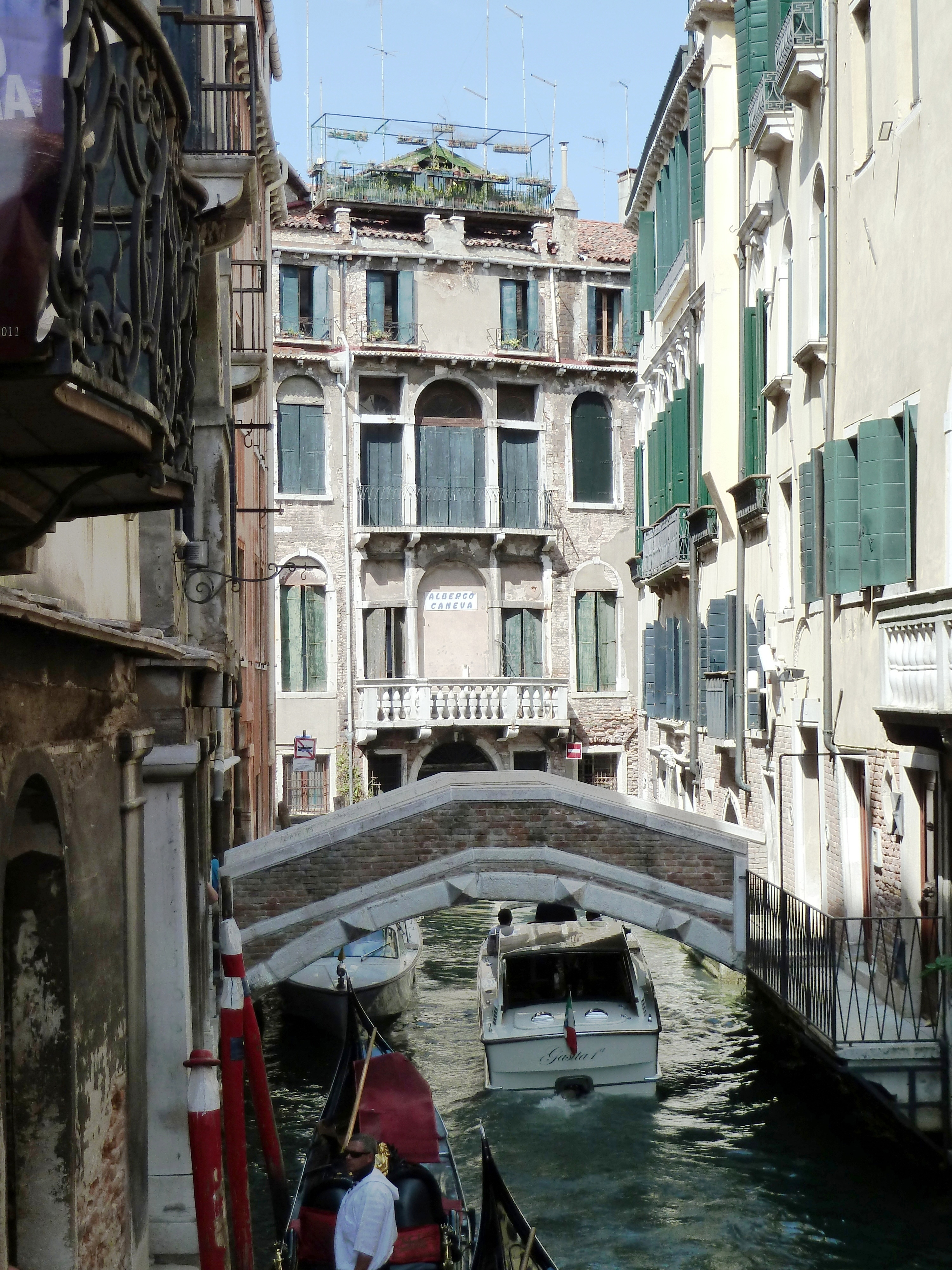
Pont privé du sur le rio dei Bareteri
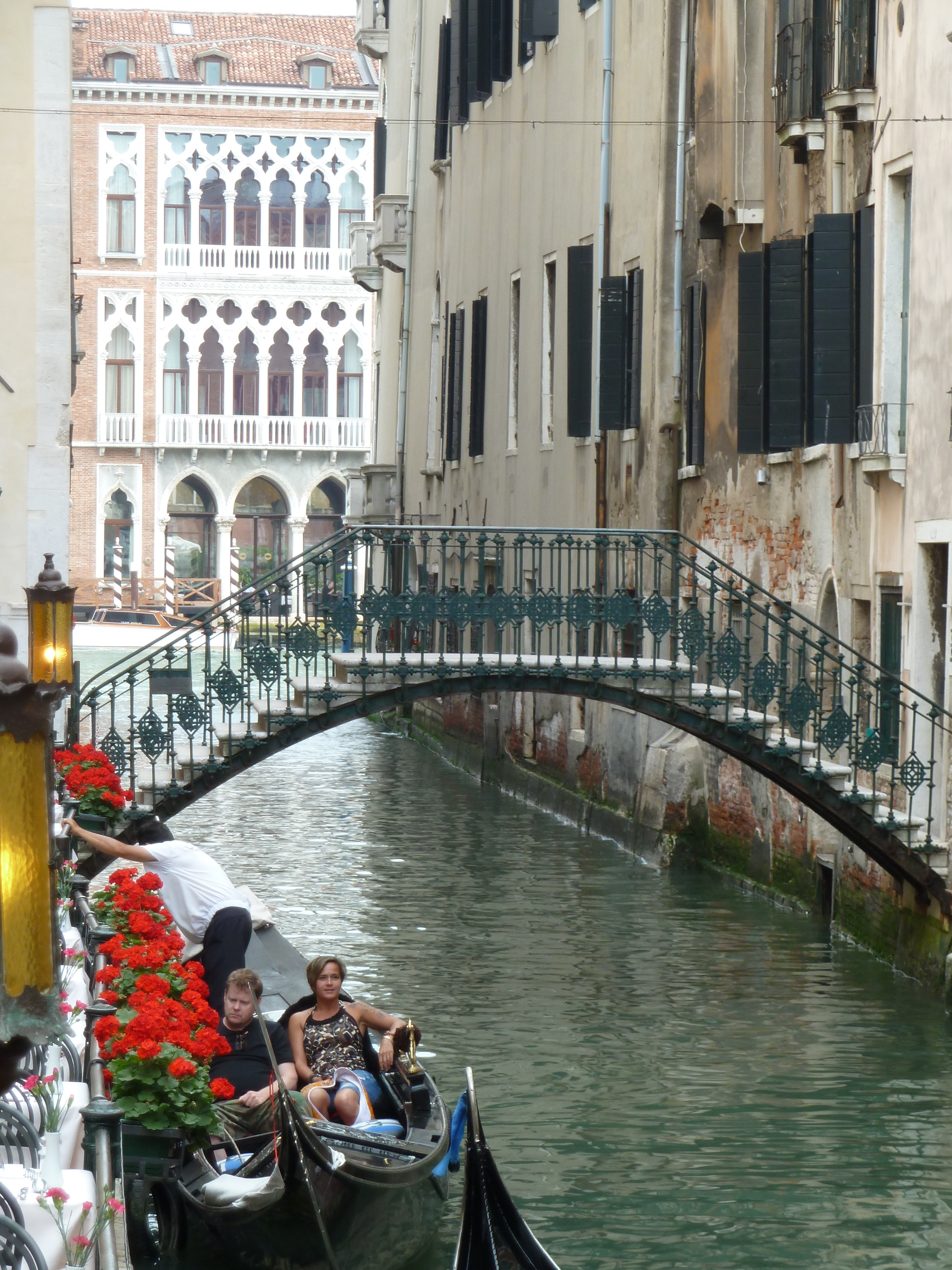
Pont privé sur le rio de l'Alboro
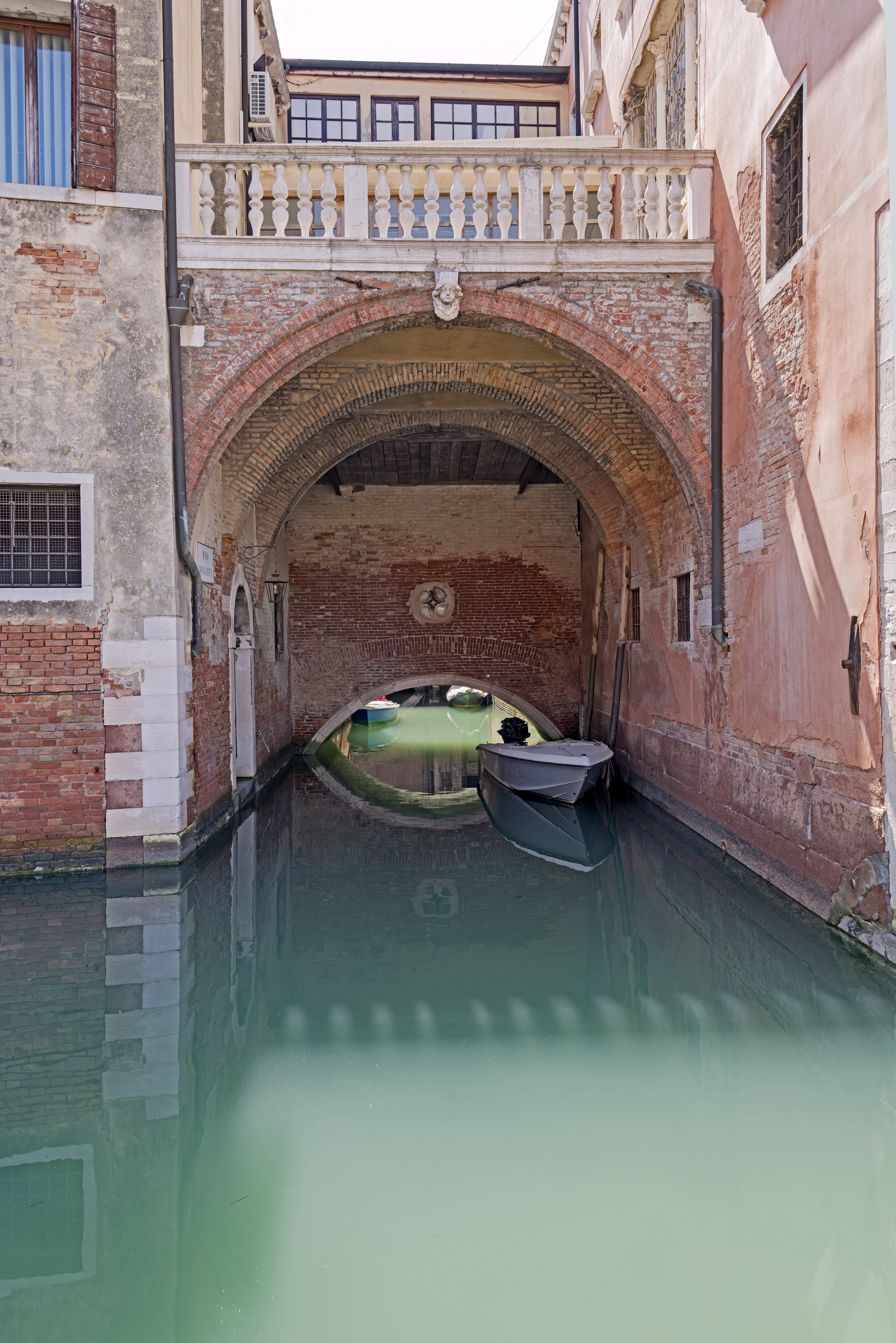
Pont surélevé de Santo Stefano rio de San Anzolo
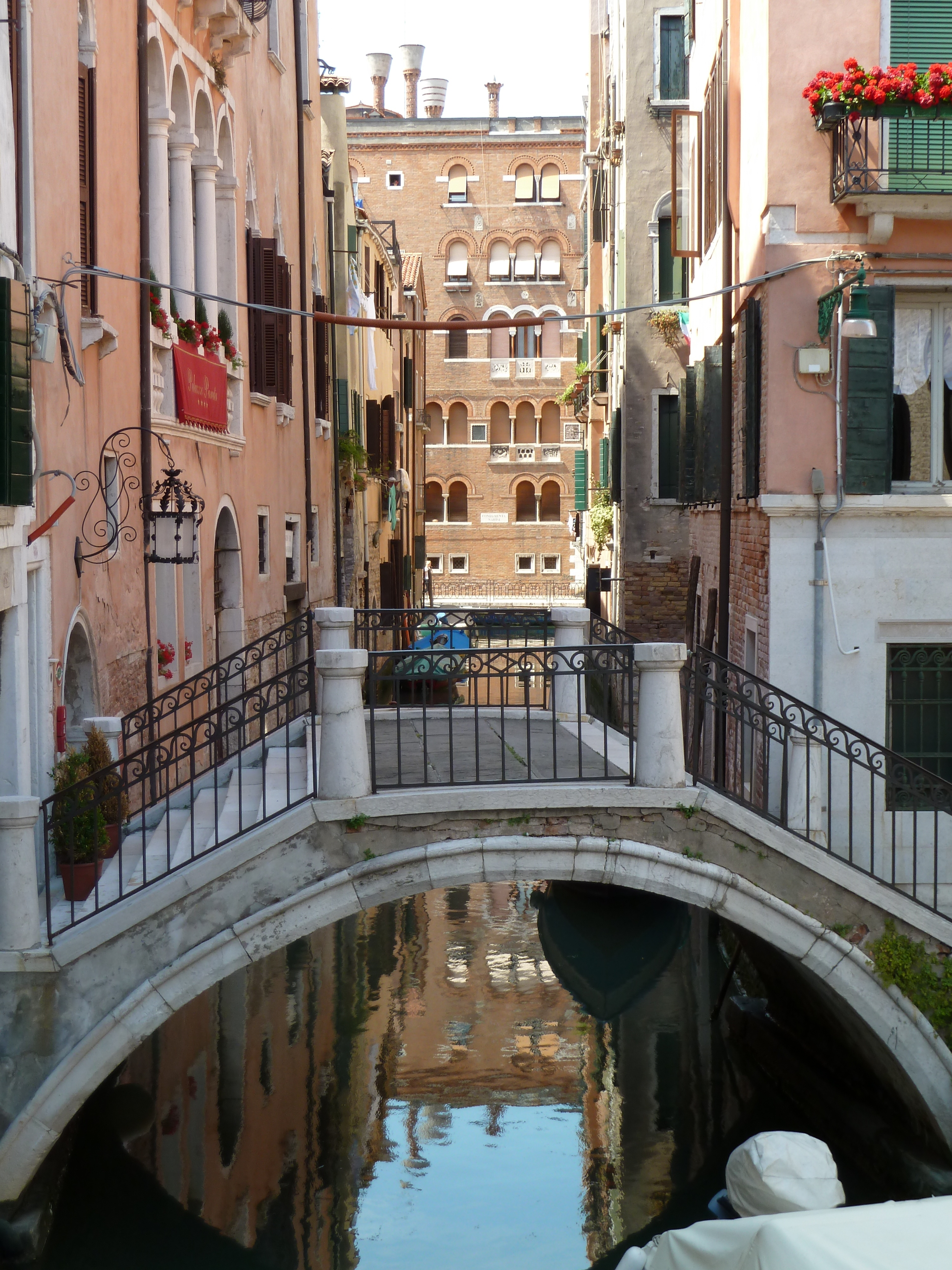
Pont privé sur le rio de San Anzolo
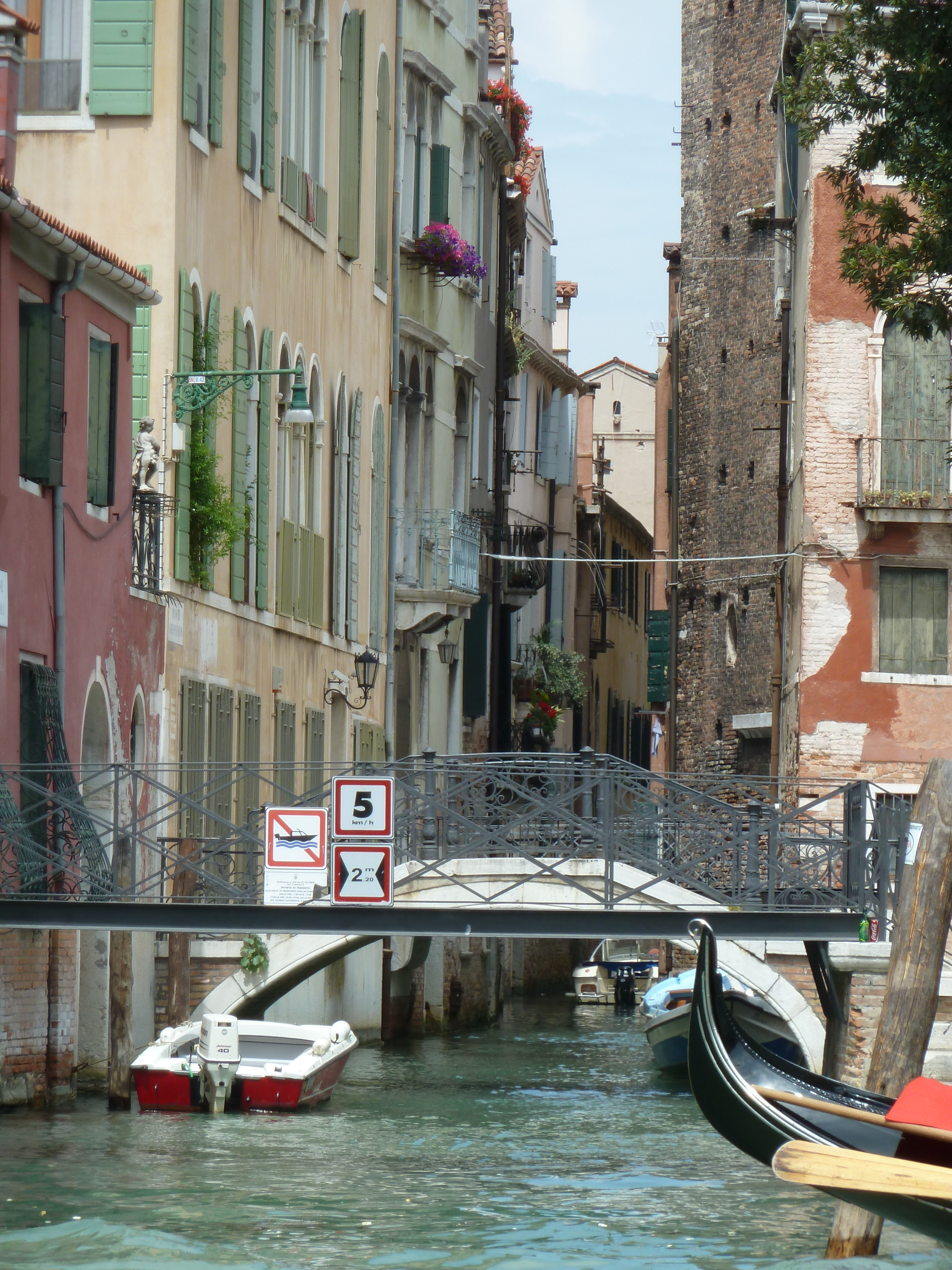
Ponts privé sur le rio de San Vidal
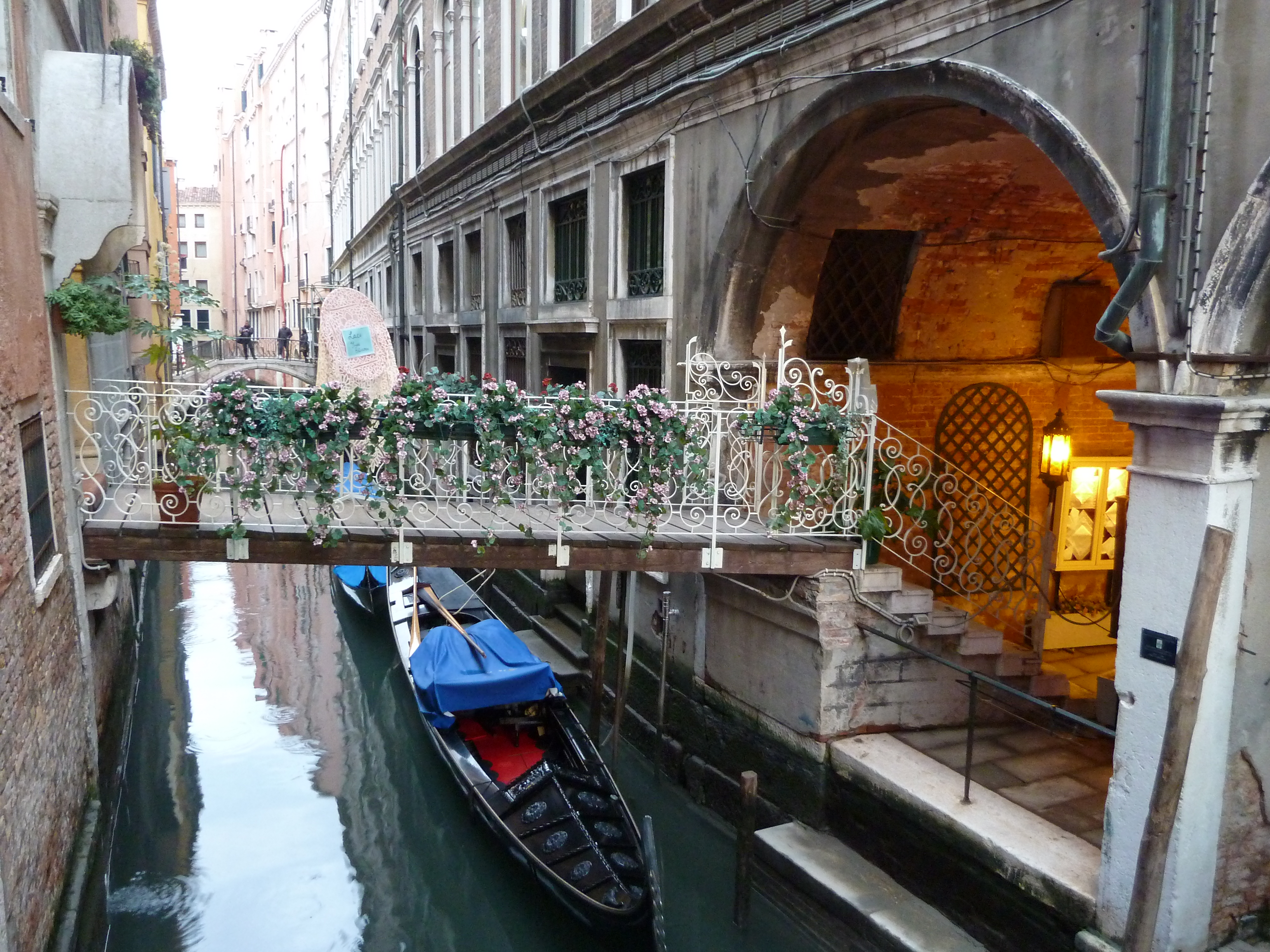
Pont privé sur le rio delle Procuratie
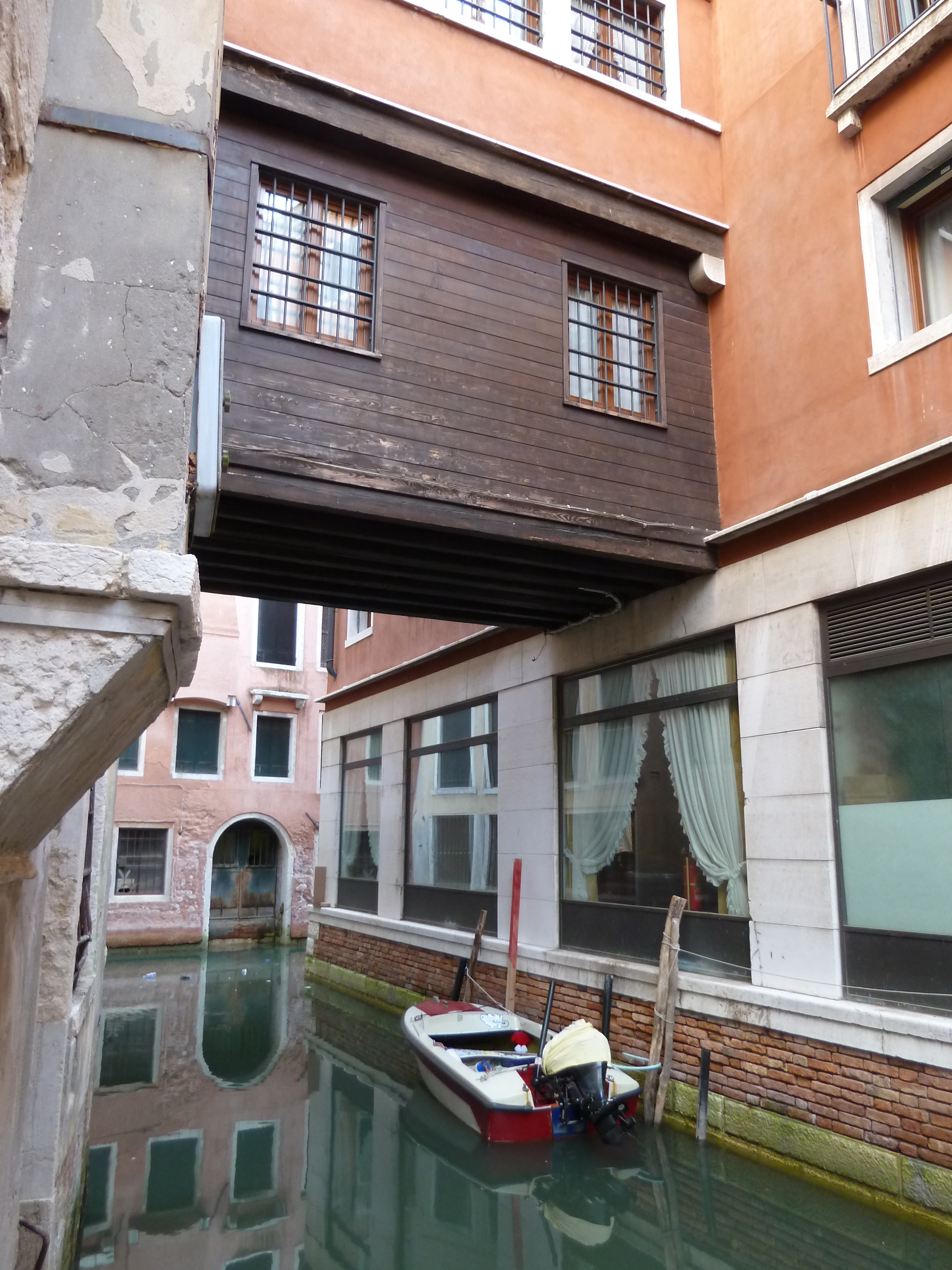
Pont privé sur le rio Cappello
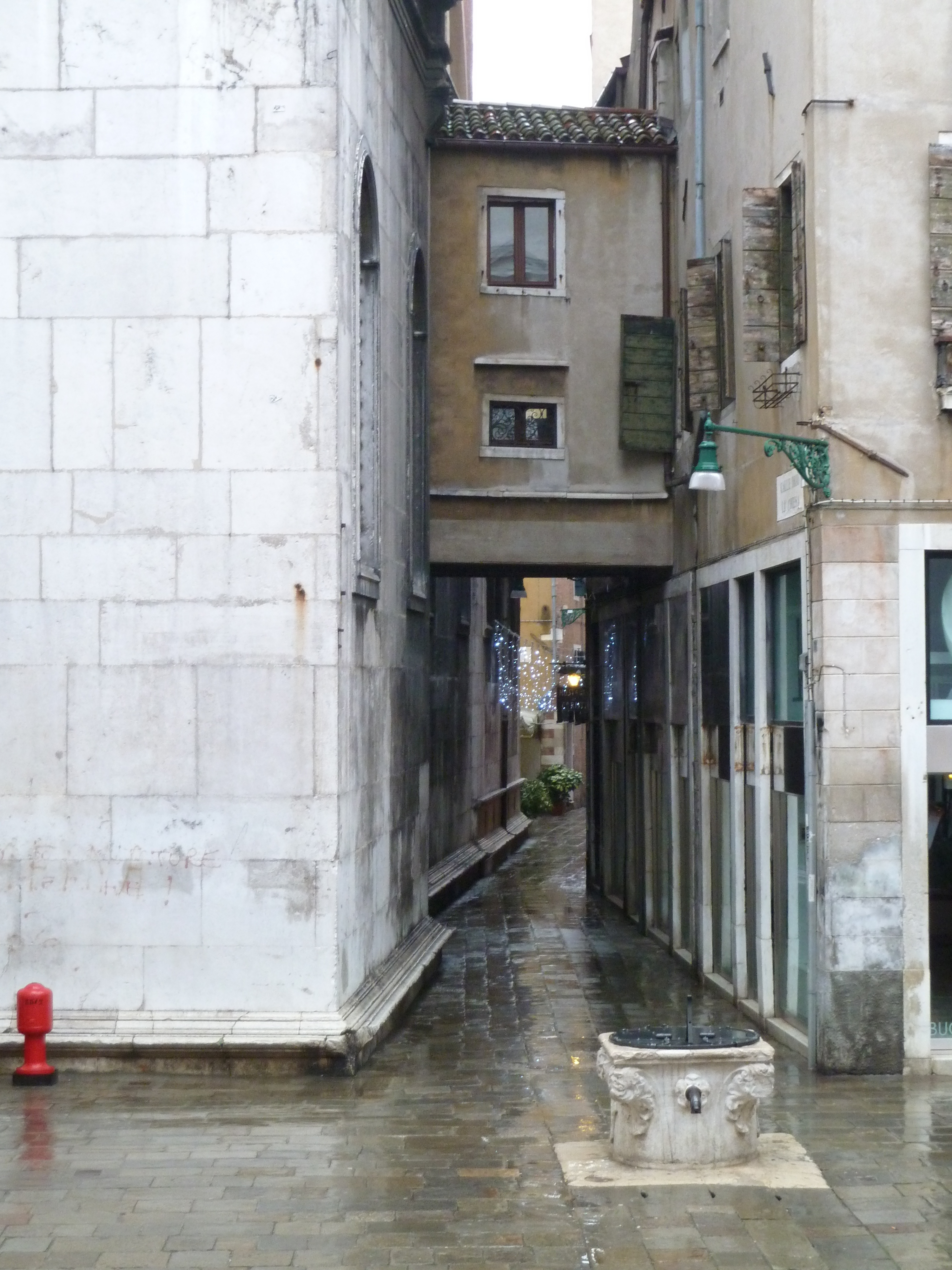
Pont privé près de la Fenice
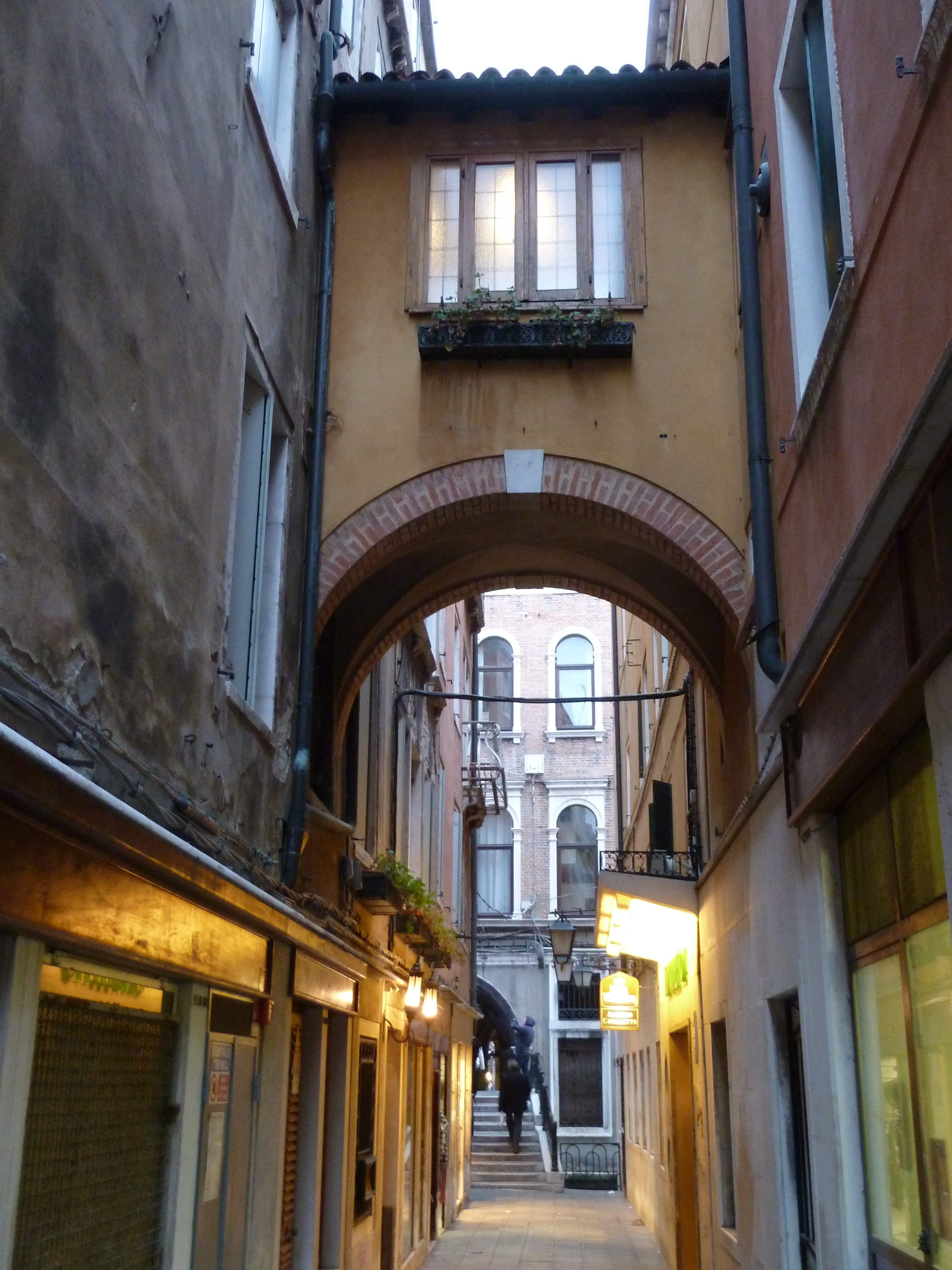
Pont privé de l'hôtel Cavaletti (Bacino Orseolo)
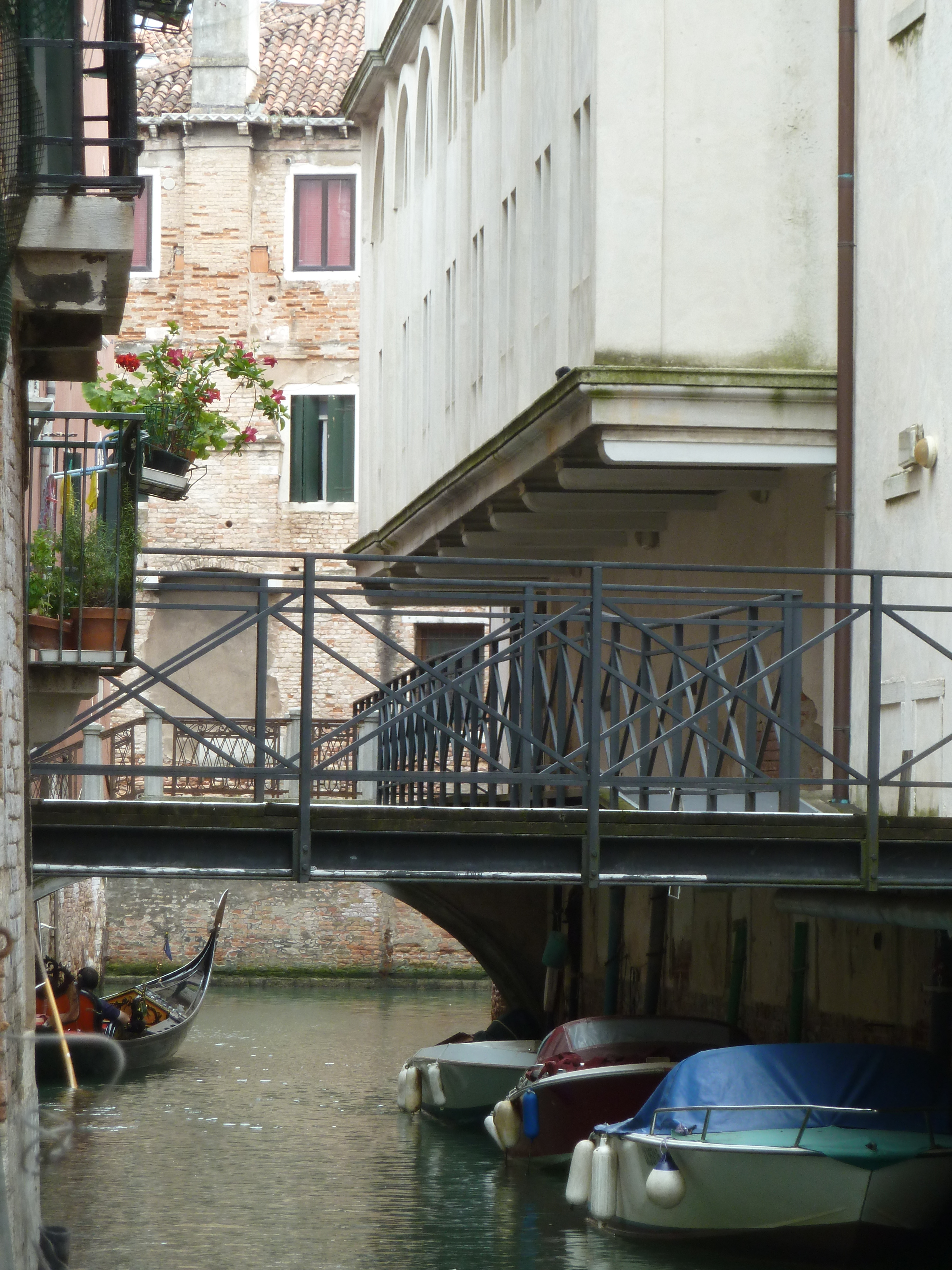
Pont privé du théâtre Malibran sur le rio de San Giovanni Crisostomo

### Limitrophe San Marco - Castello

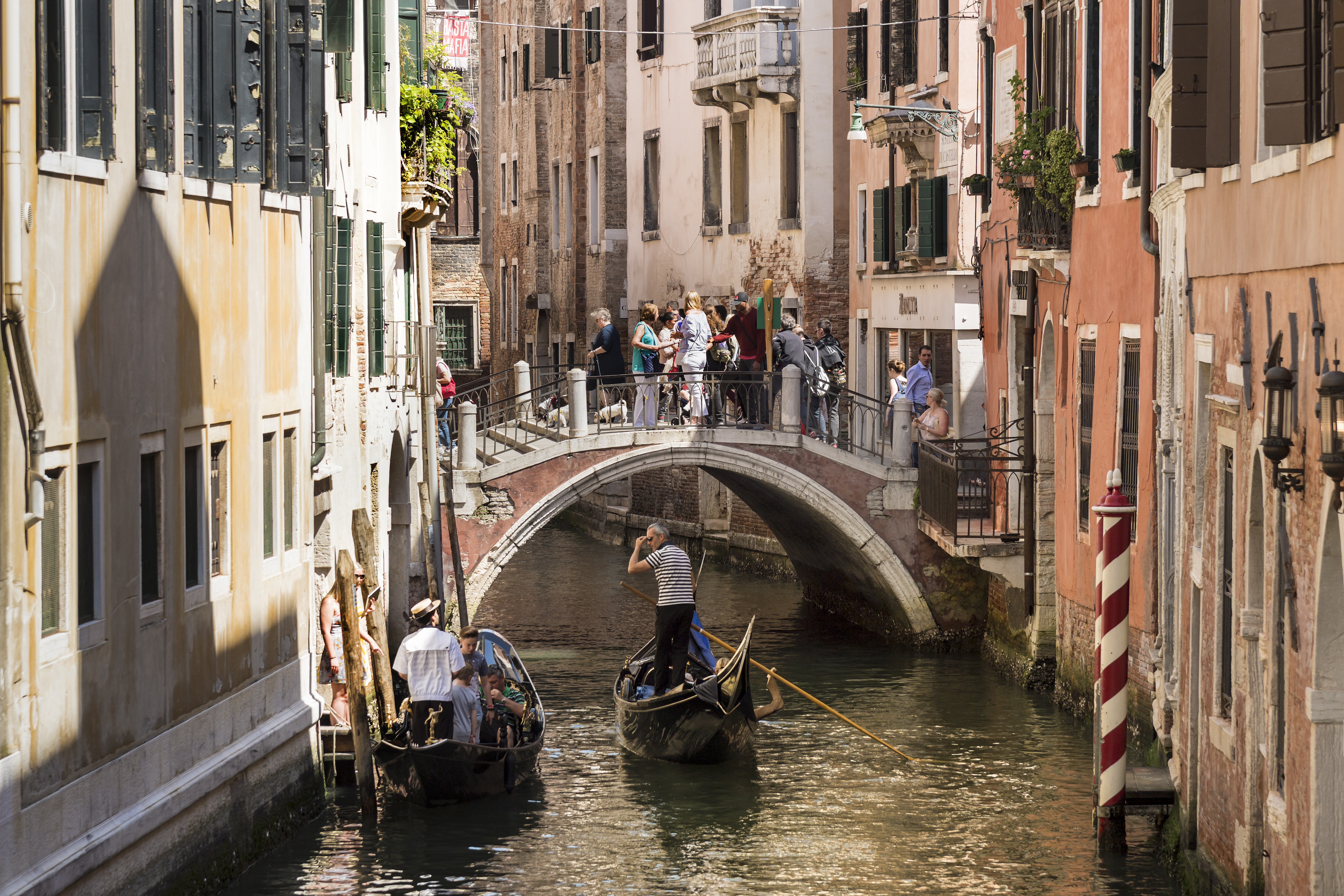
Ponte Sant Antonio Rio de la Fava
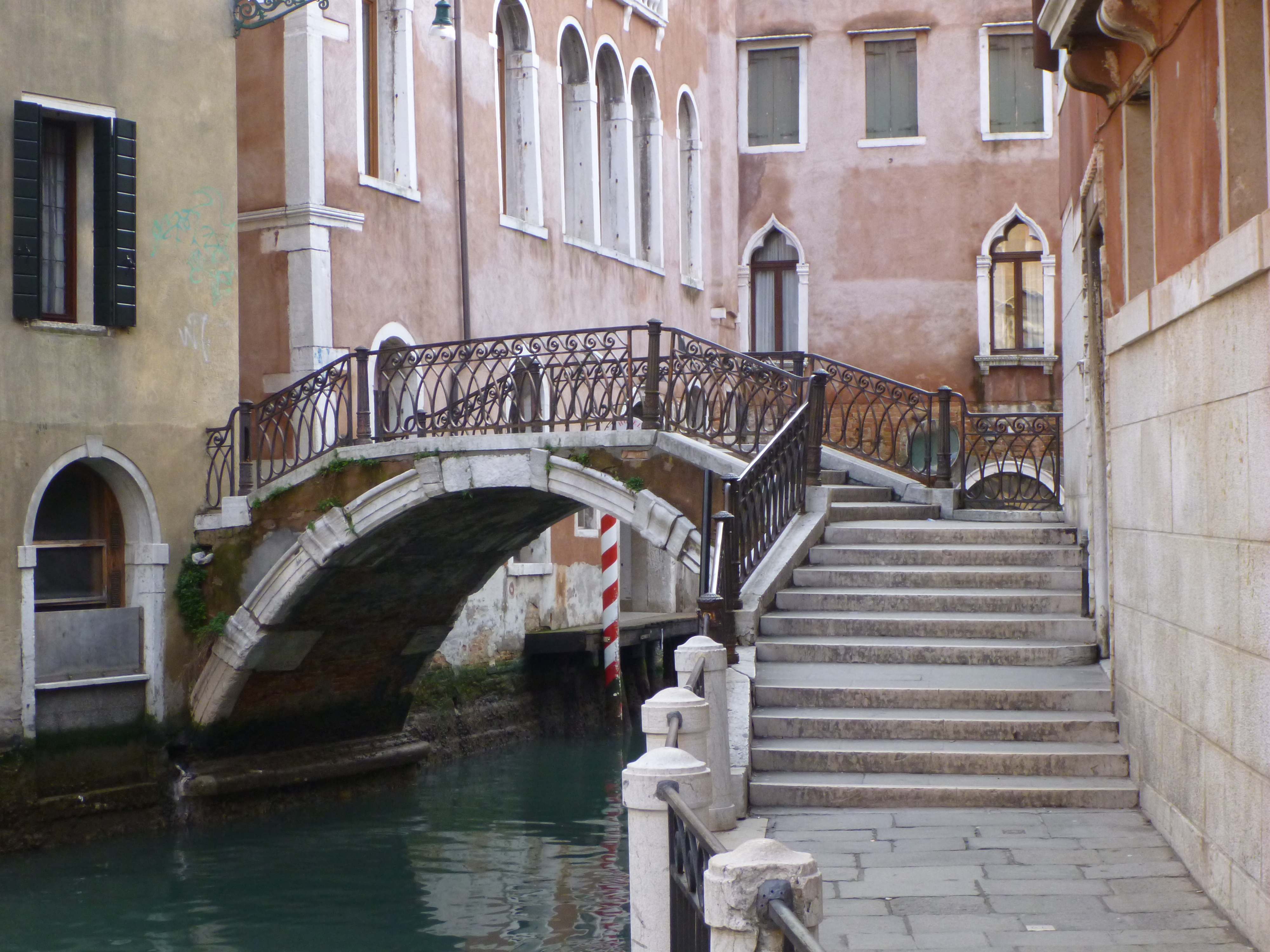
Ponte de l'Anzolo Rio de San Zulian
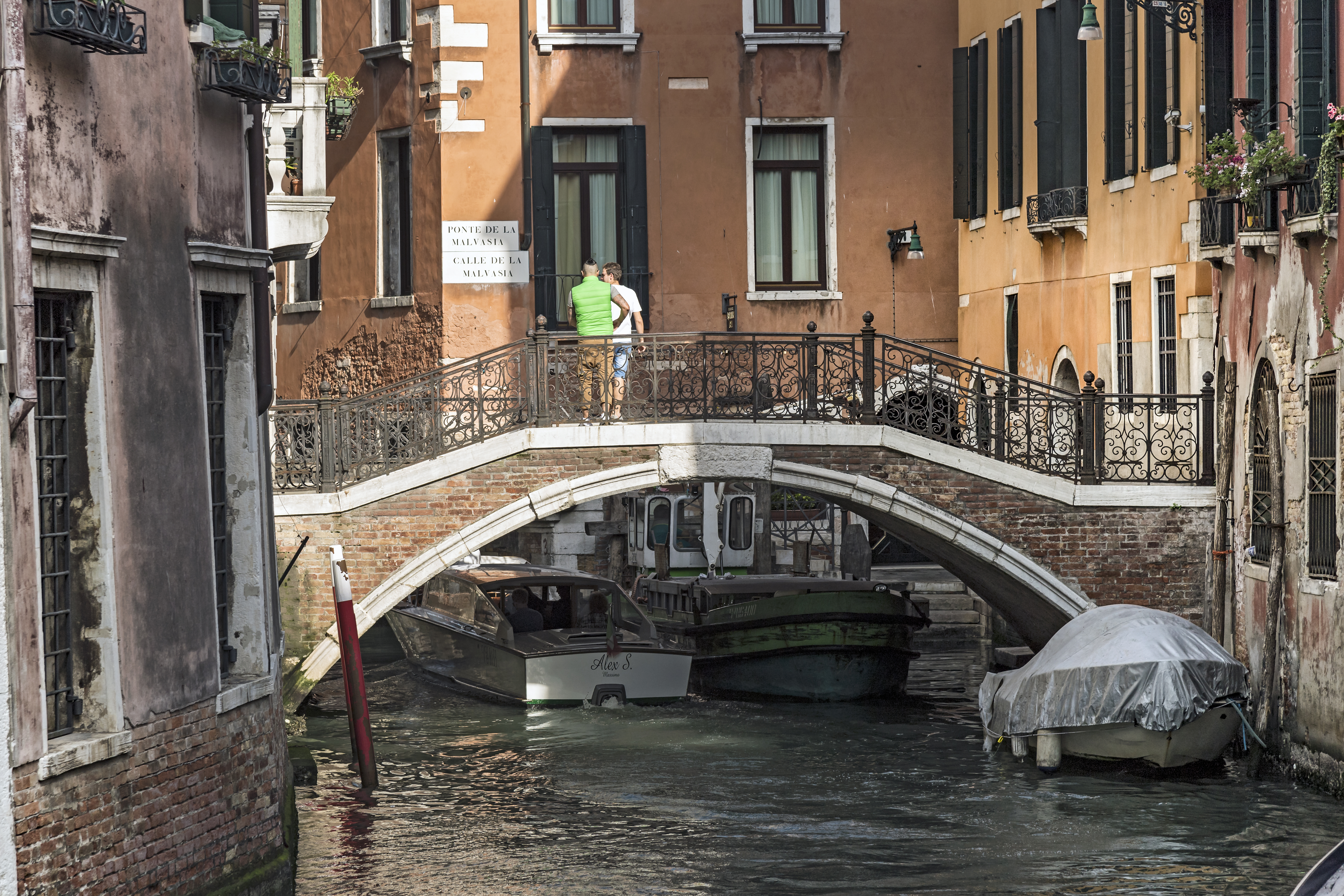
Ponte Balbi Rio de San Zulian
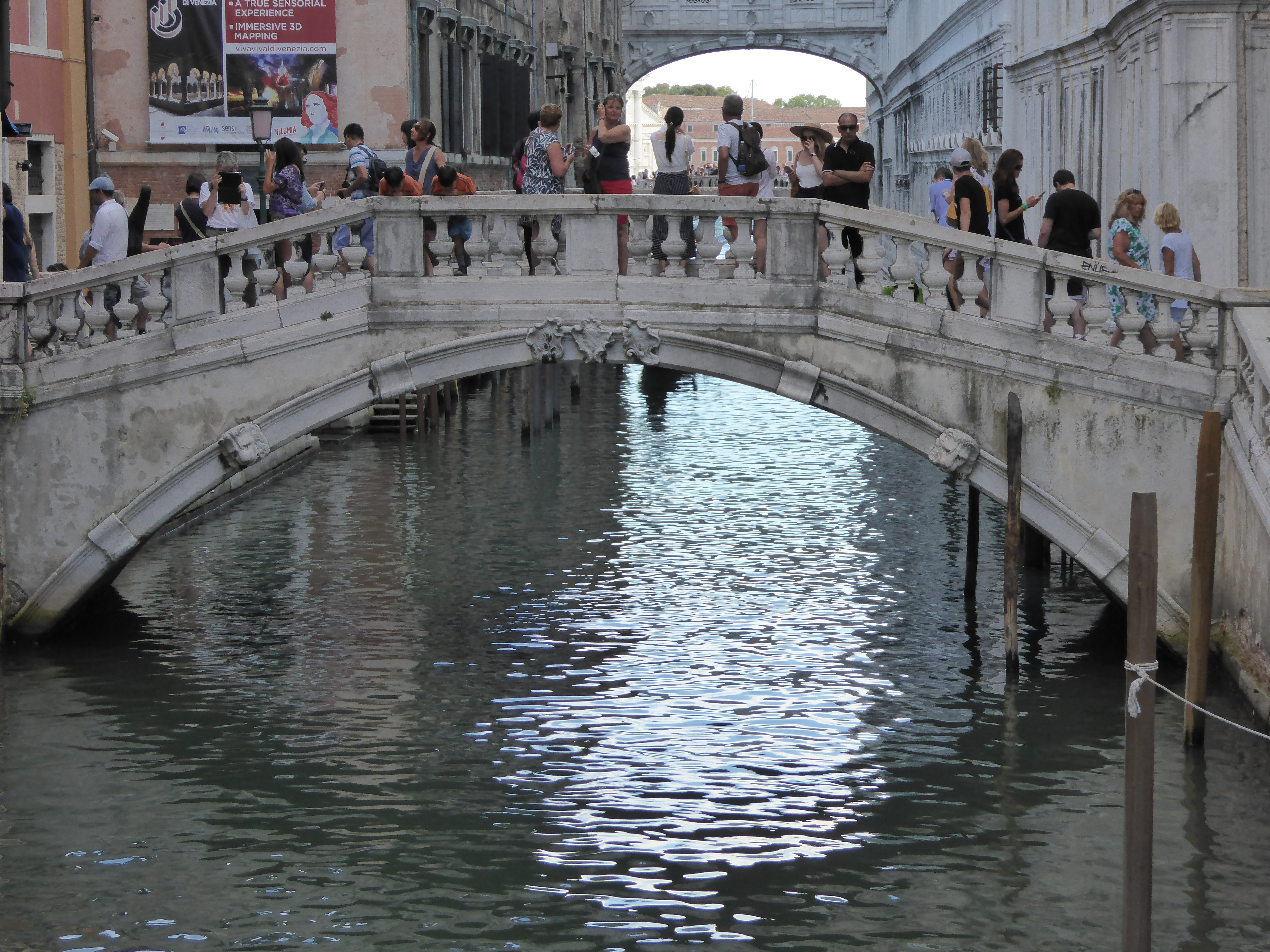
Ponte de la Canonica Rio de la Canonica
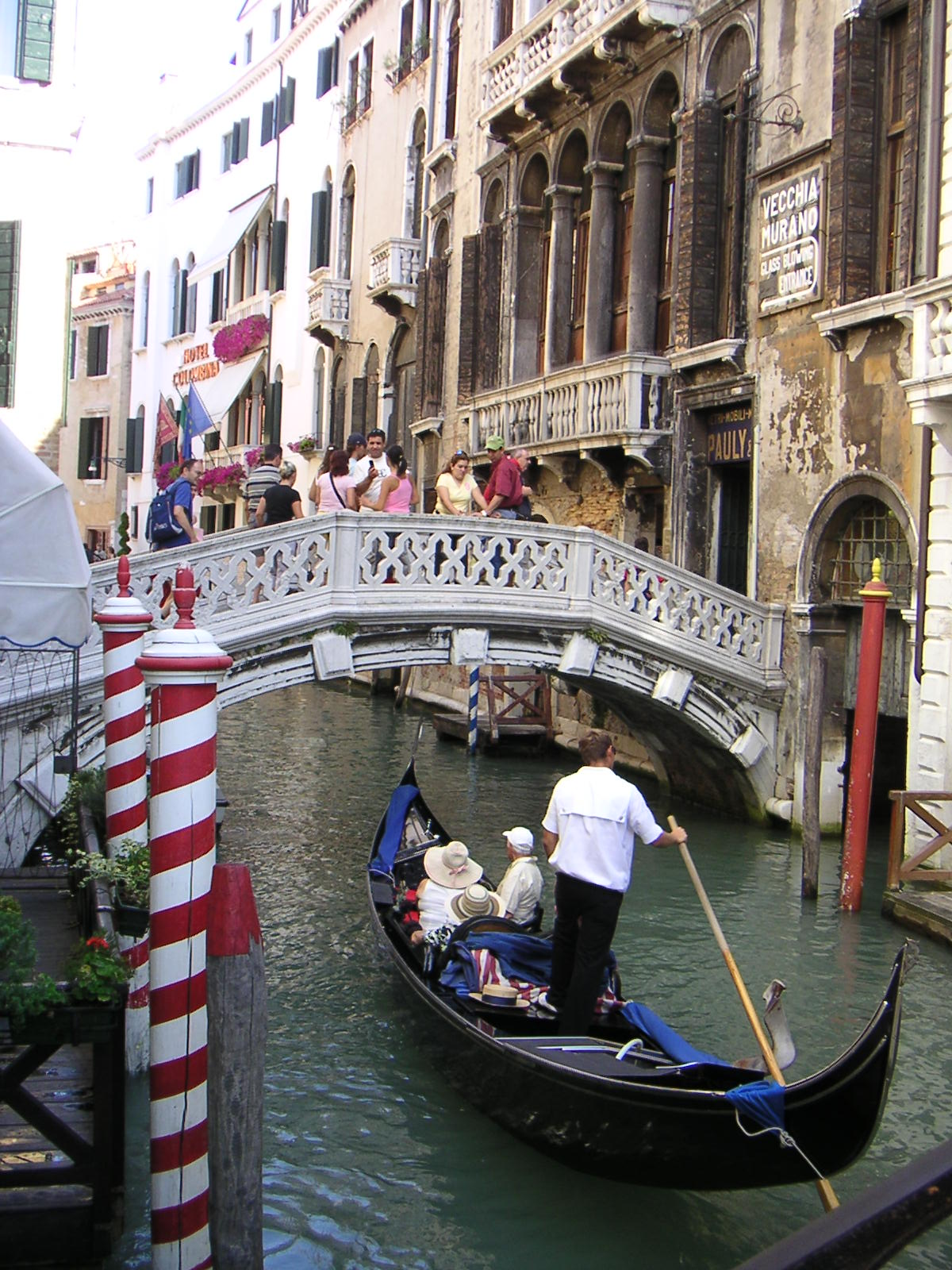
Ponte dei Consorzi Rio de la Canonica
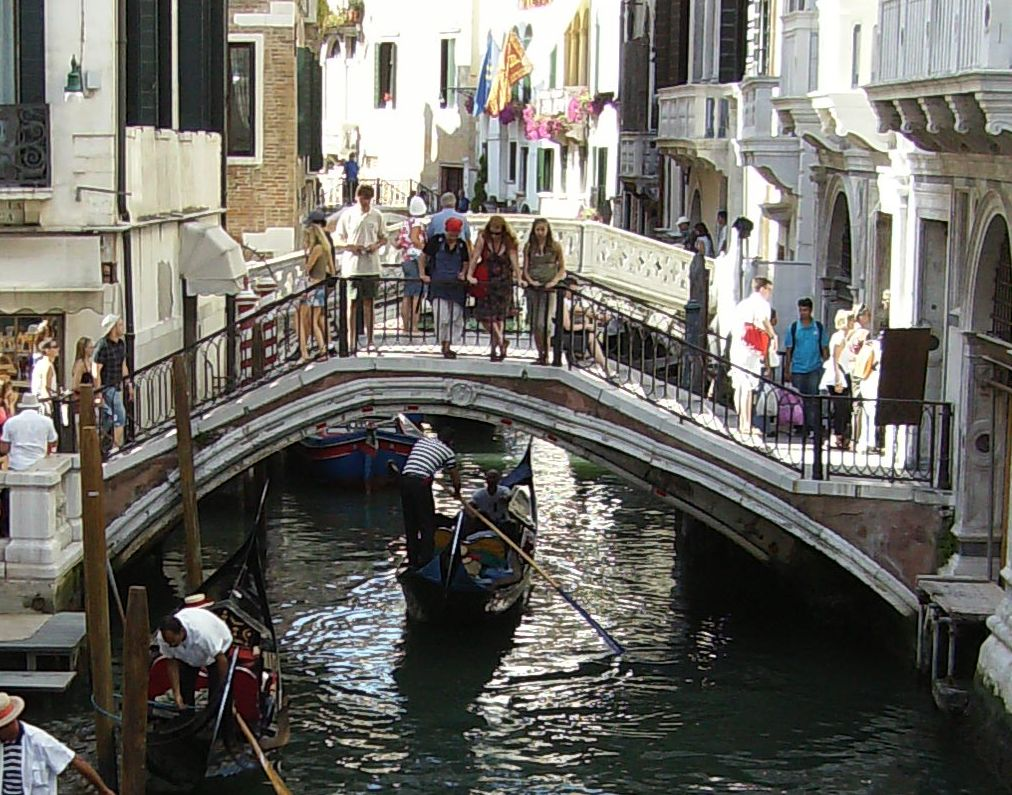
Pont privé Cappello Rio de la Canonica
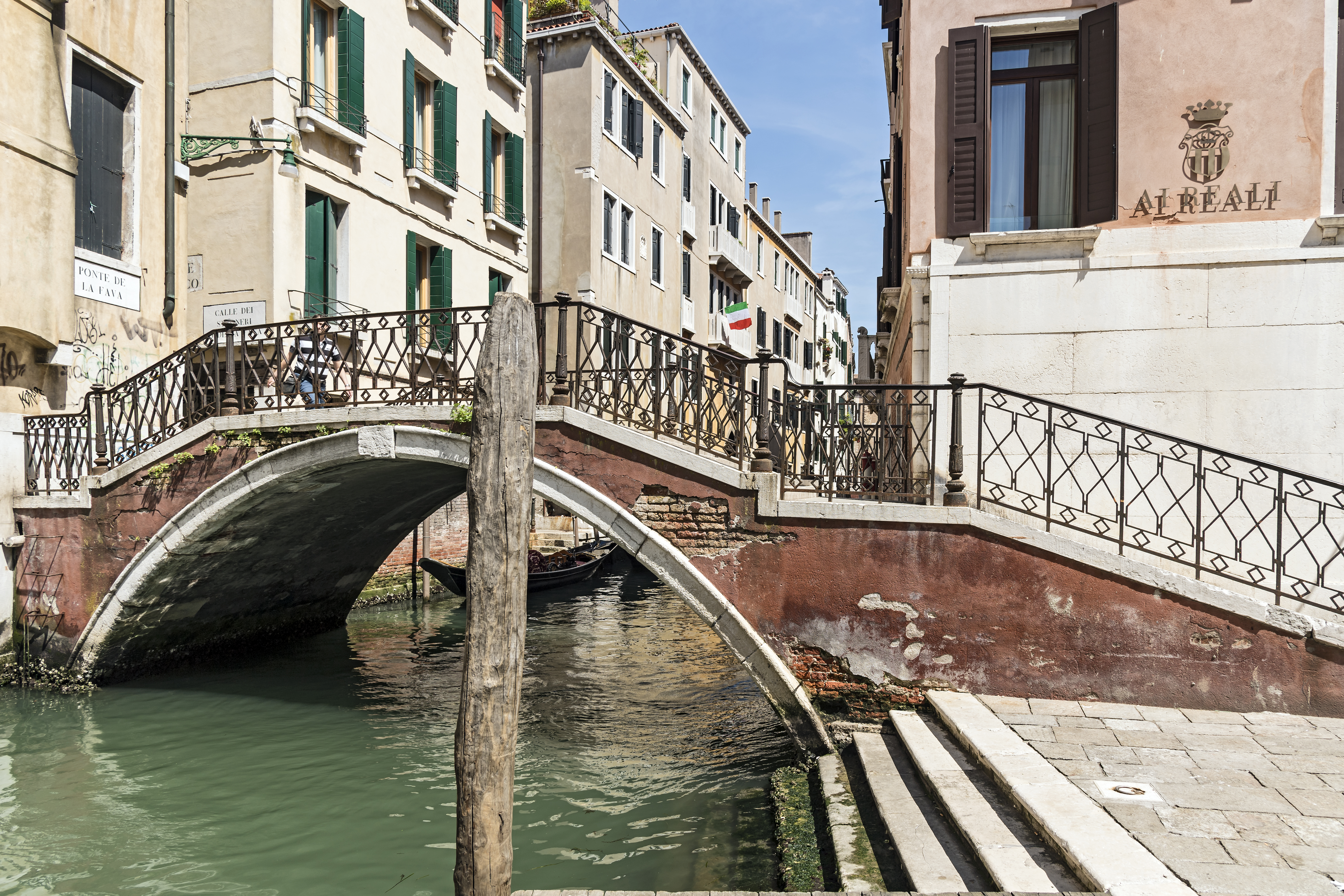
Ponte de la Fava Rio de la Fava
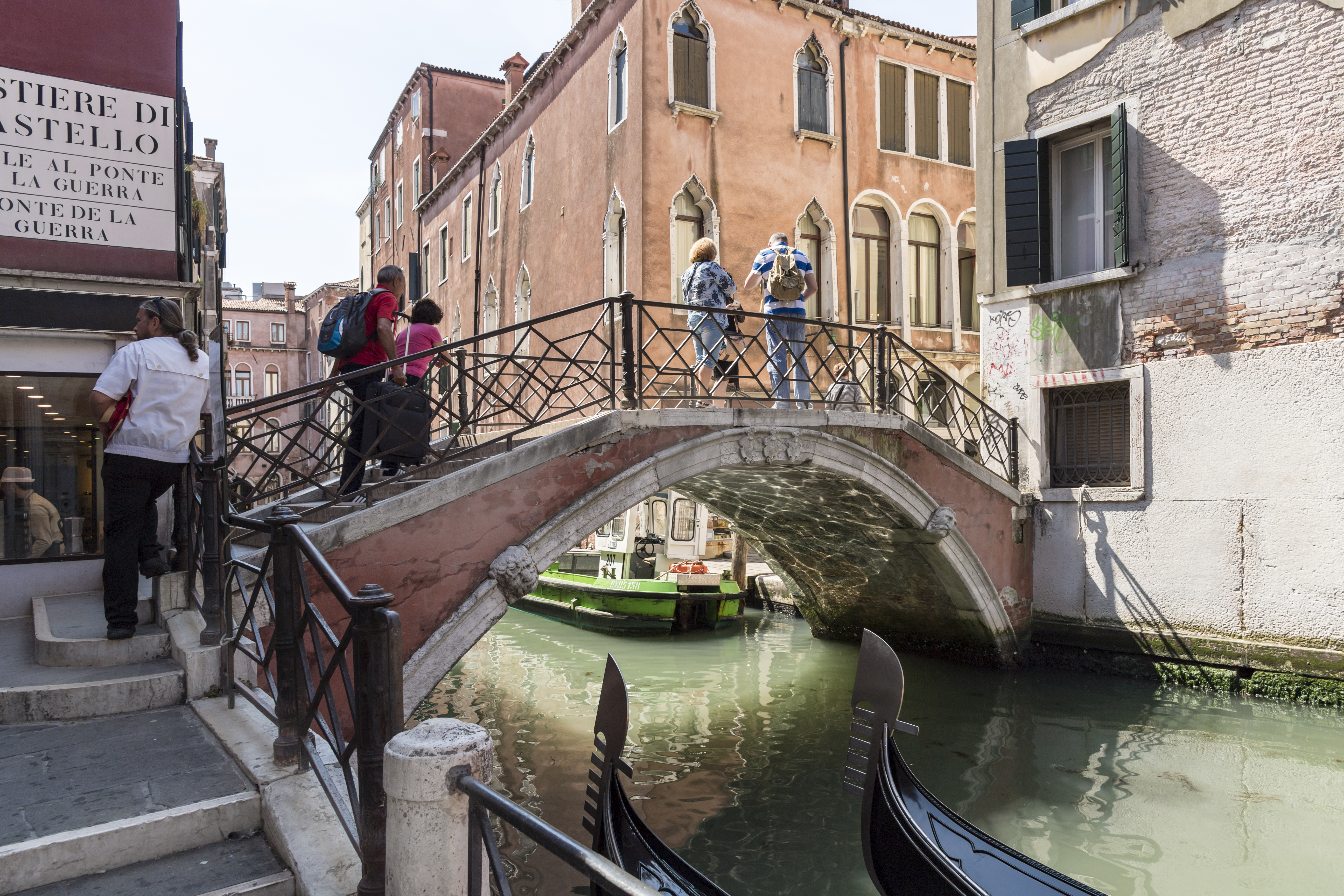
Ponte de la Guerra Rio de San Zulian
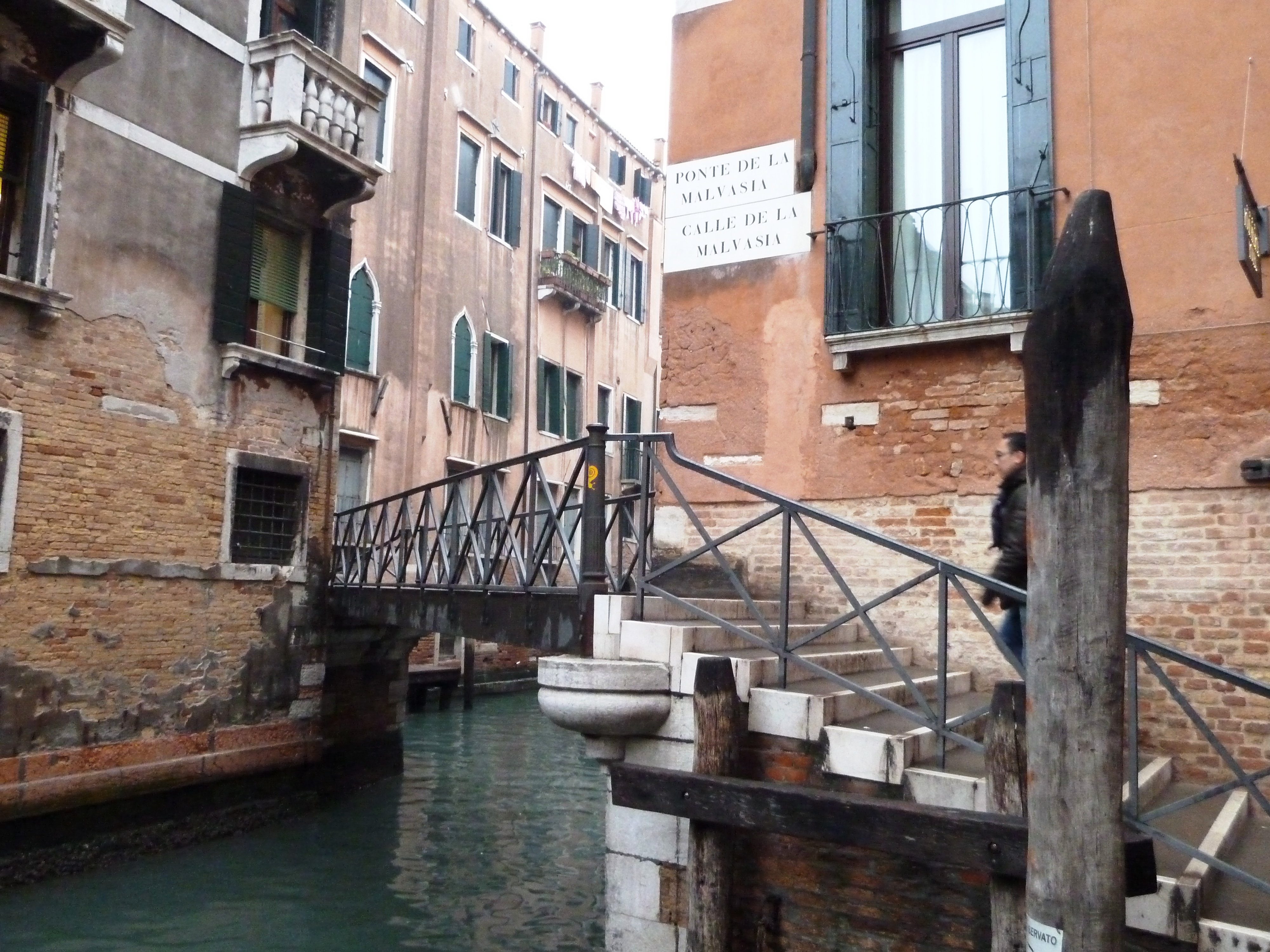
Ponte de la Malvasia Rio de San Zulian
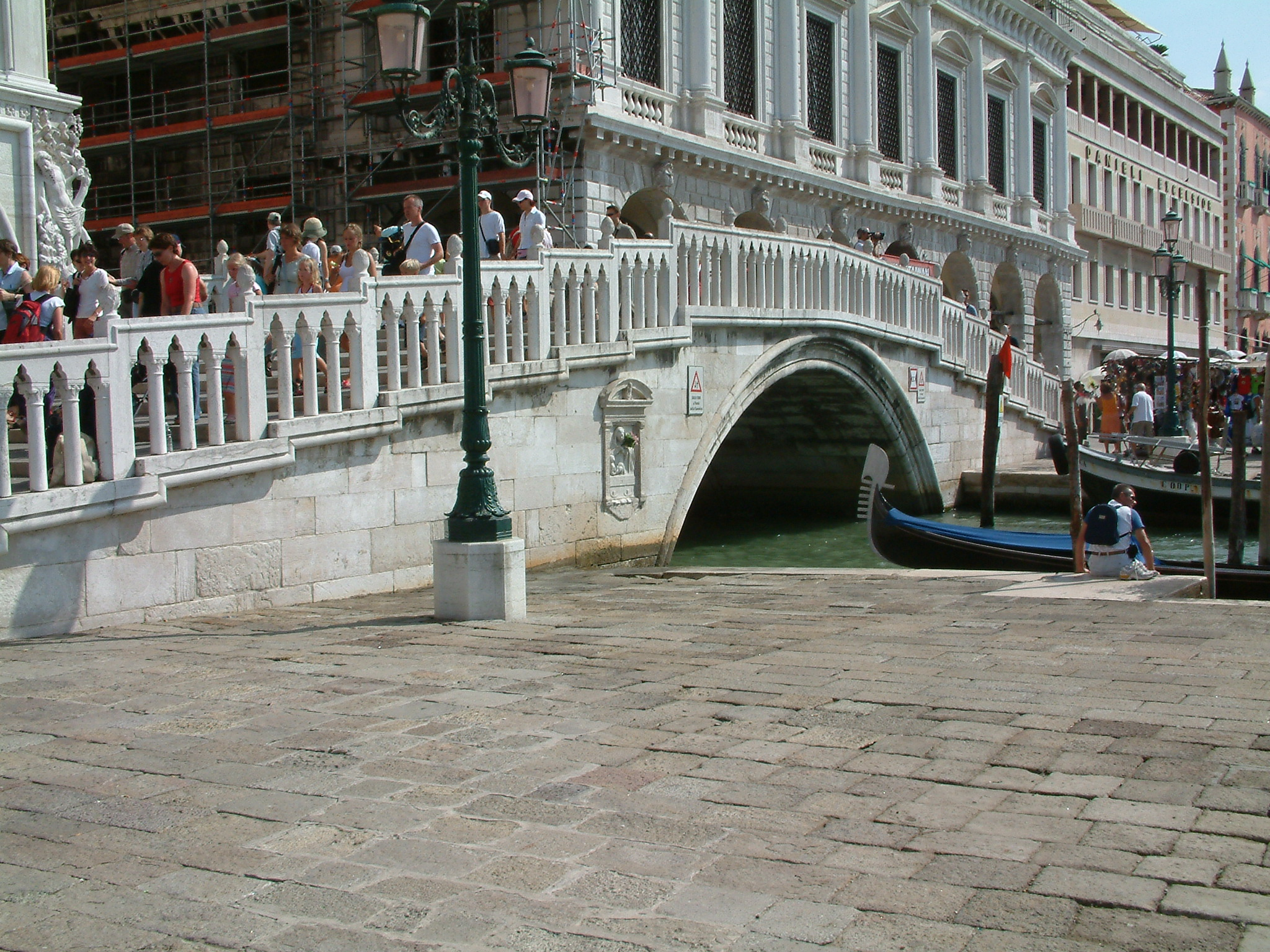
Ponte della Paglia Rio de la Canonica
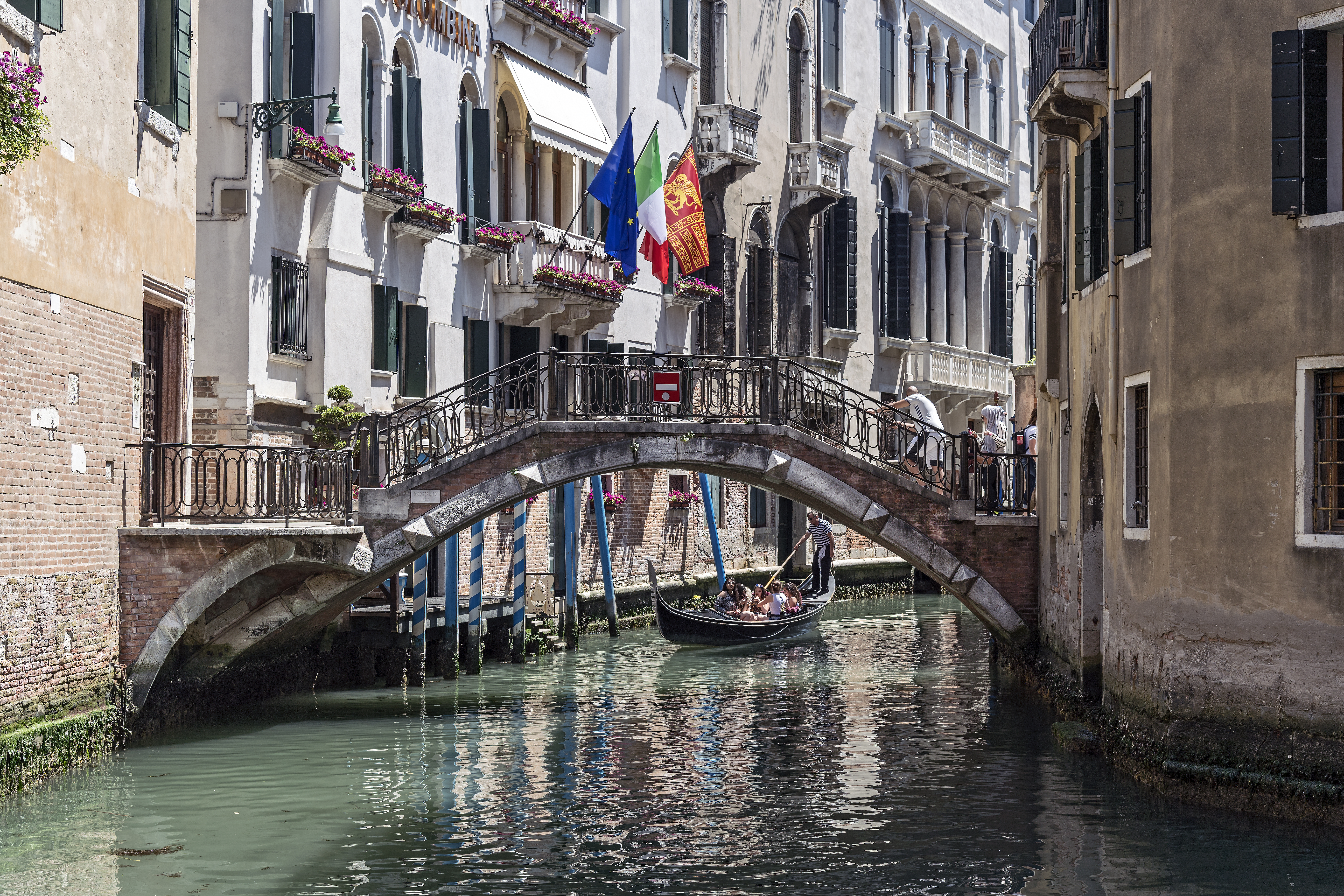
Ponte del Remedio Rio de la Canonica
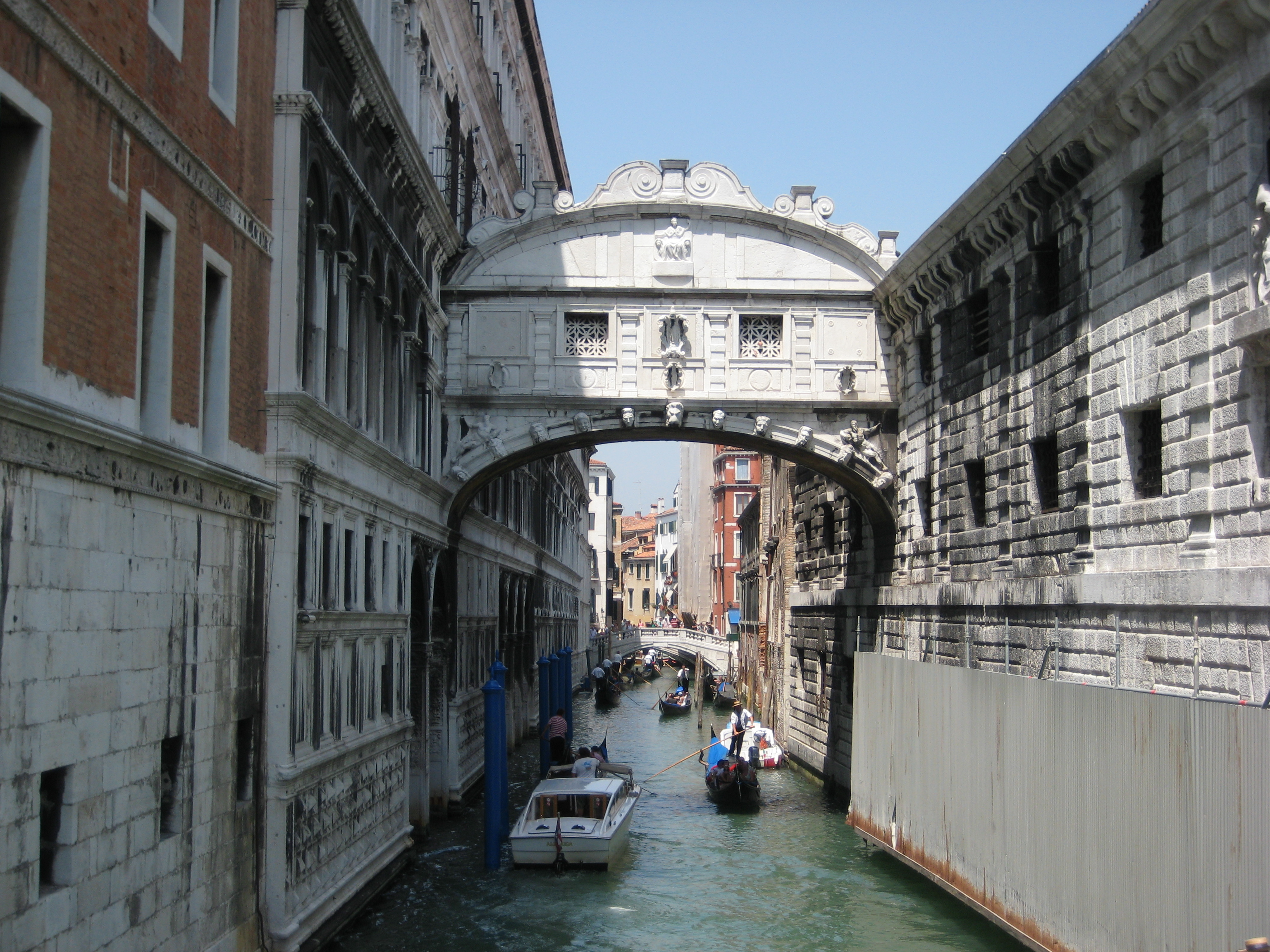
Pont des Soupirs Rio de la Canonica

## Sestiere deCastello

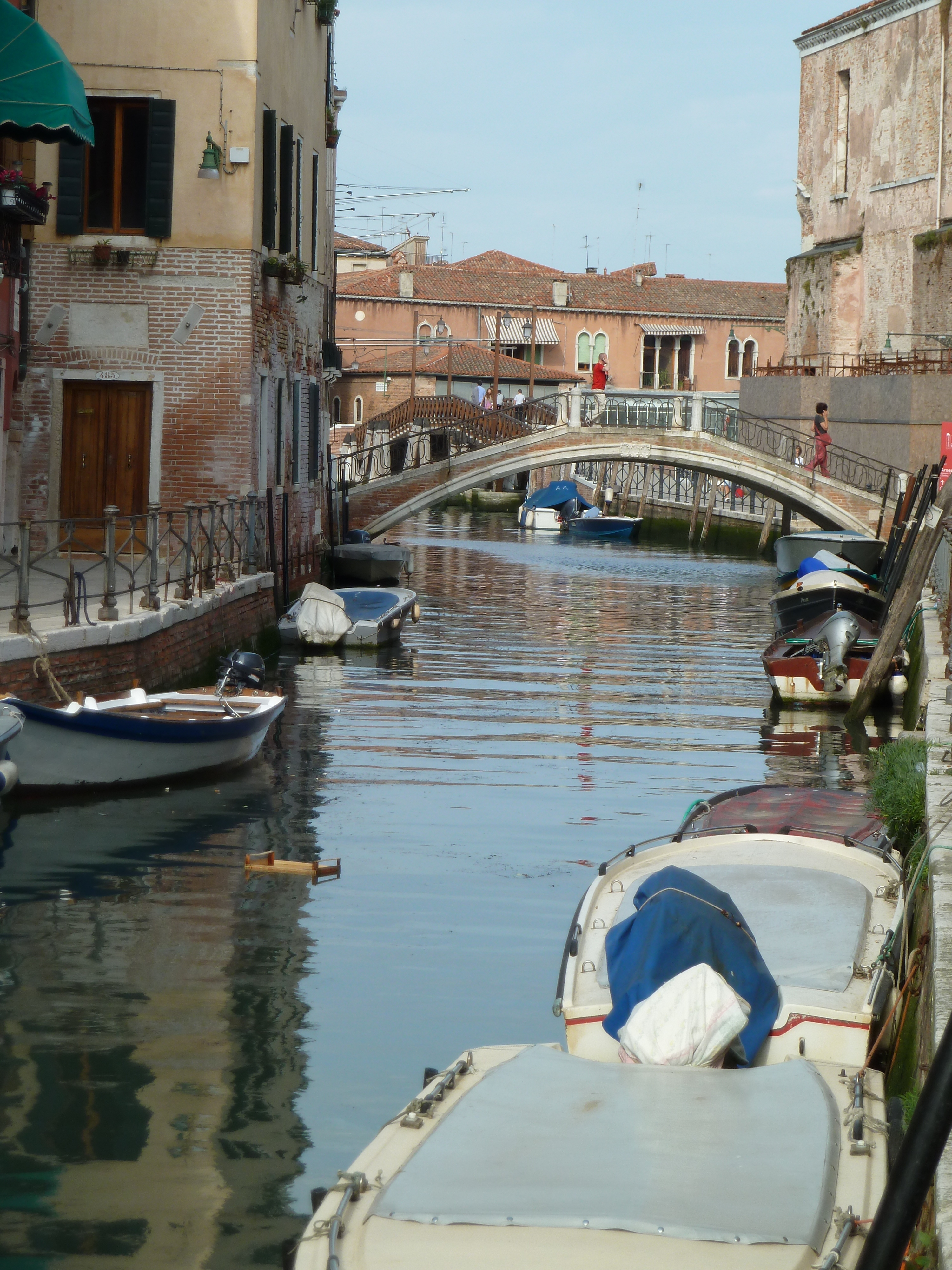
Ponte Sant'Anna Rio de Sant'Ana
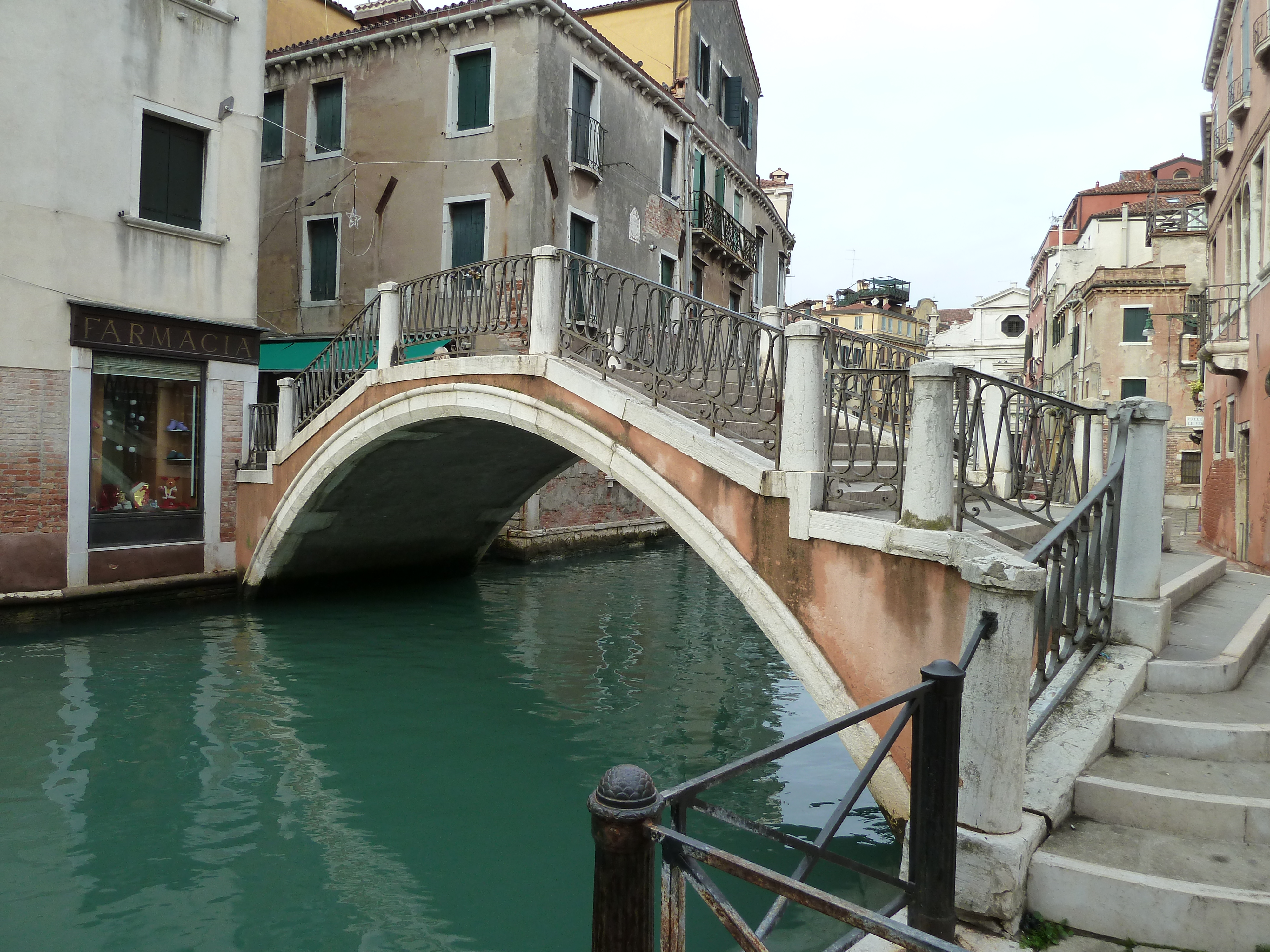
Ponte Sant'Antonin Rio de Sant'Antonin
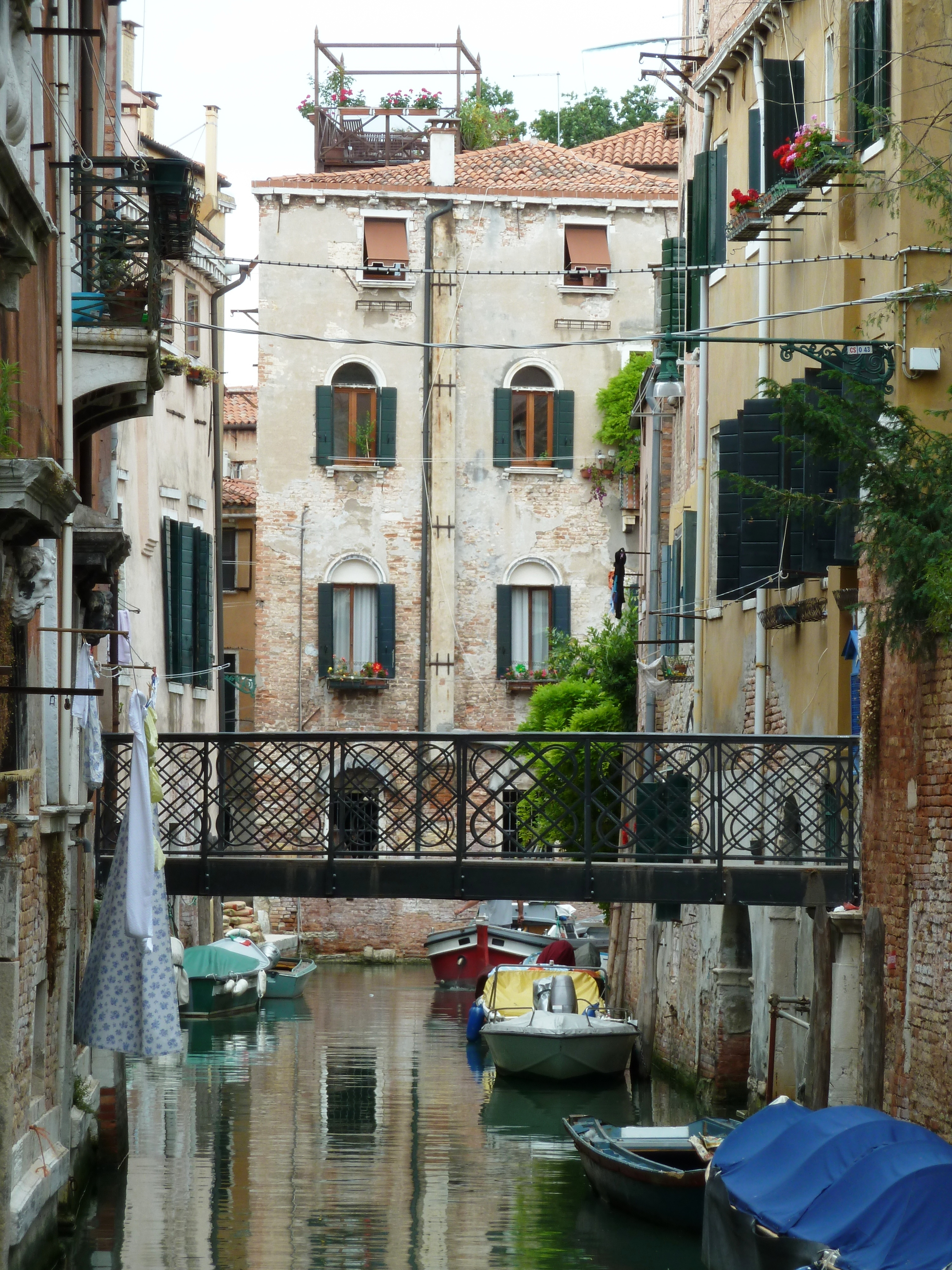
Ponte dell Arco Rio de San Martin
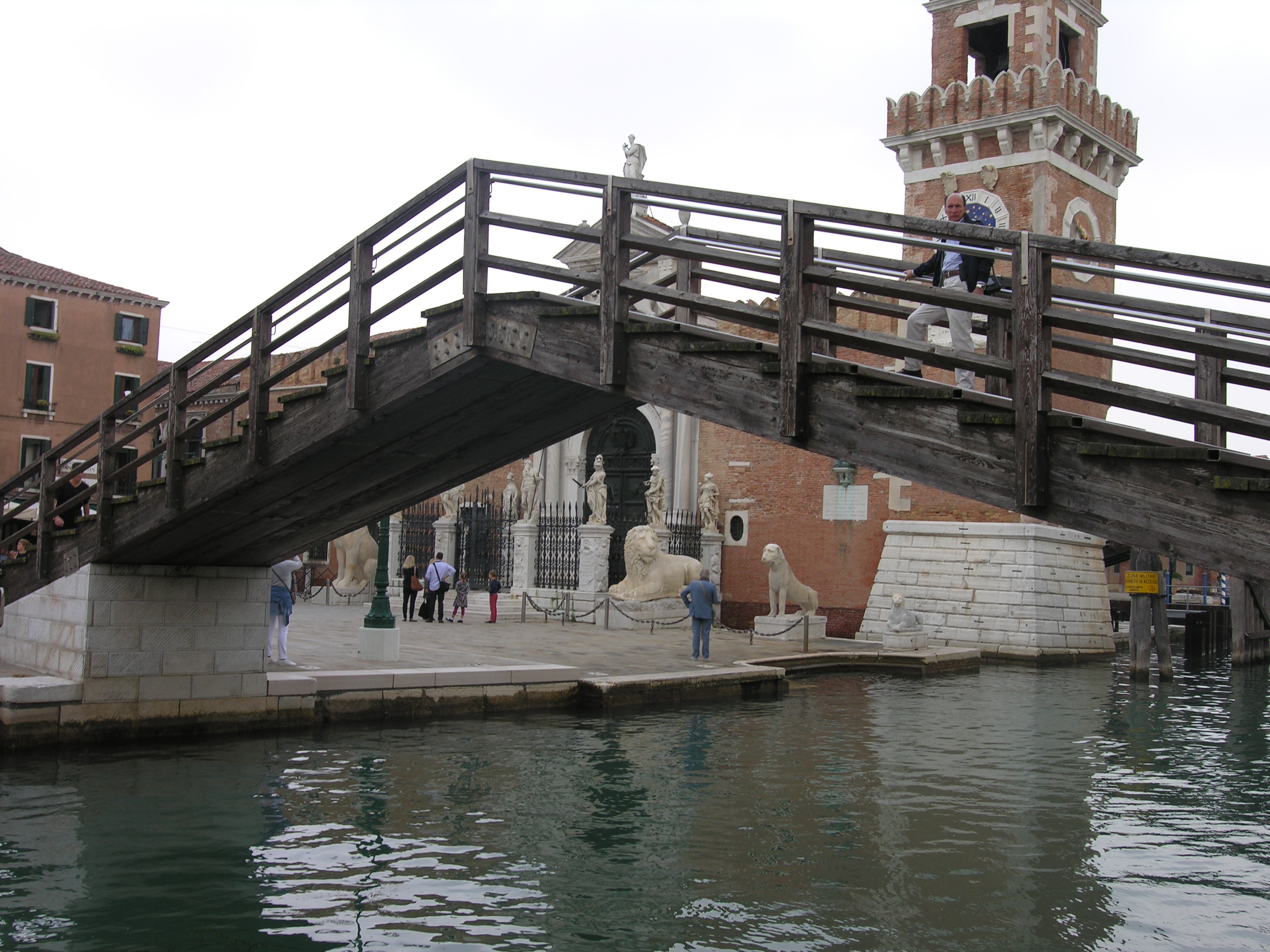
Ponte de l'Arsenal dit del Paradiso Rio de l'Arsenal
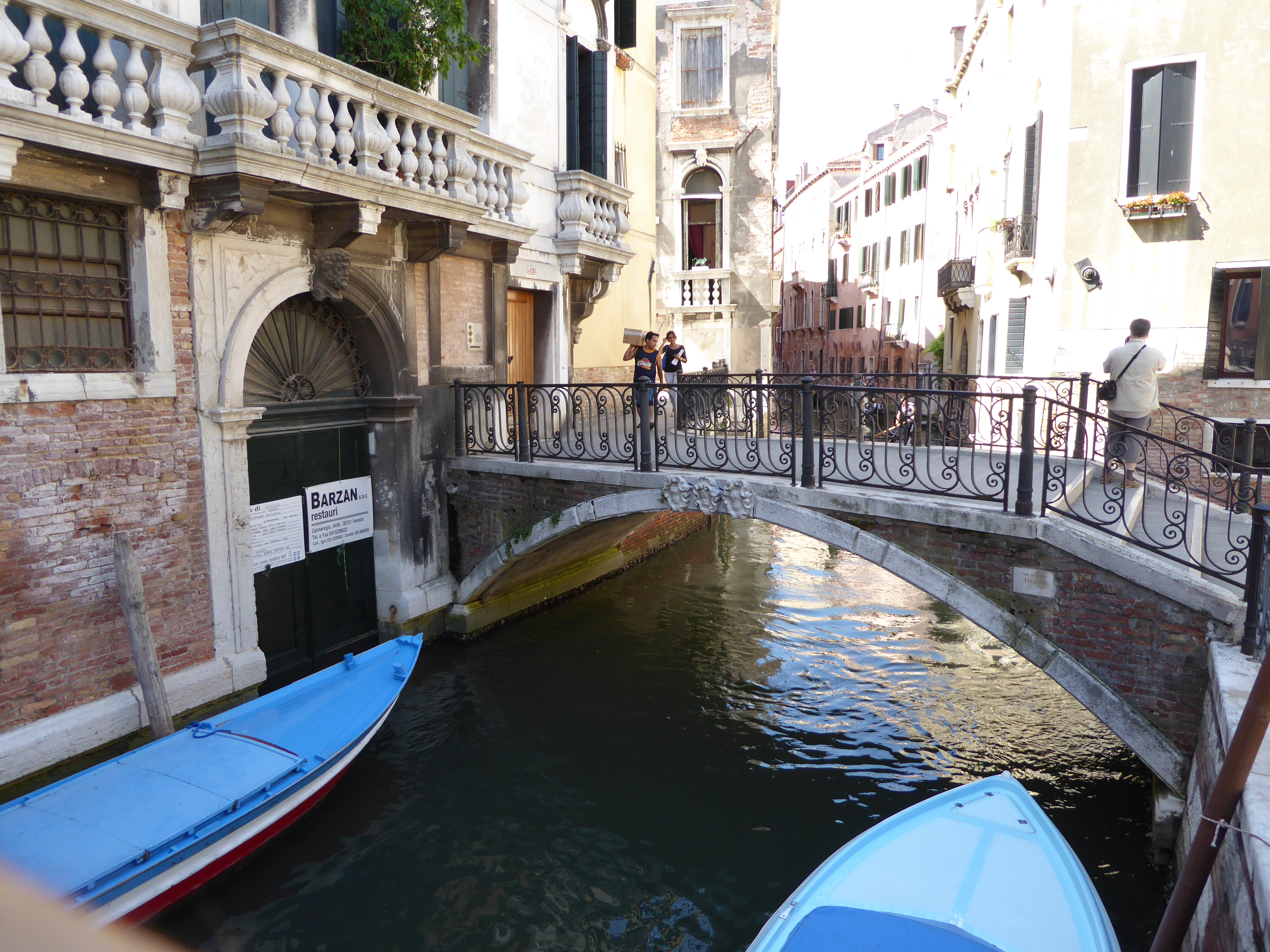
Ponte Avogadro Rio de Santa Maria Formosa // au rio del Mondo Novo
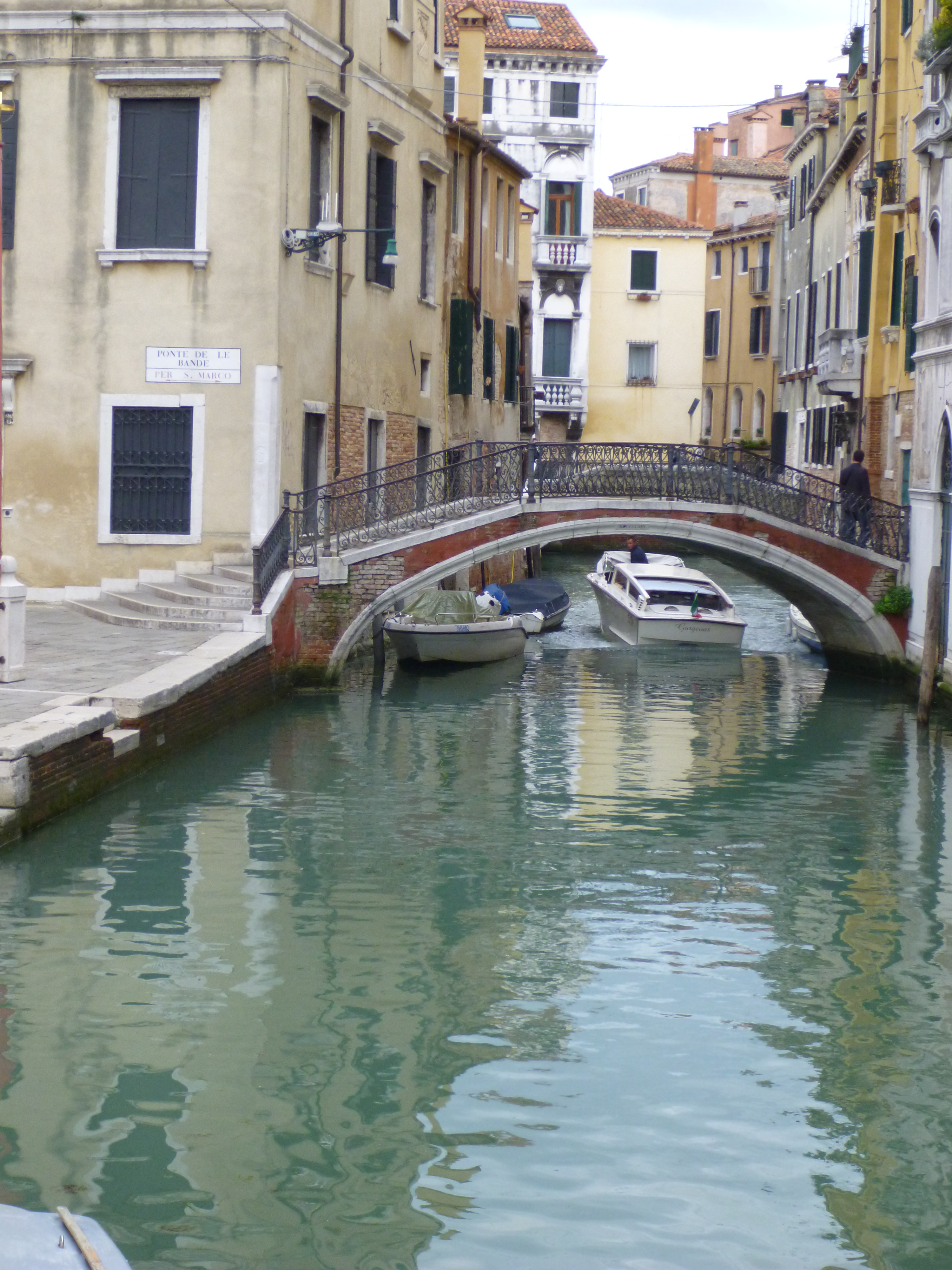
Ponte de le Bande Rio del Mondo Novo
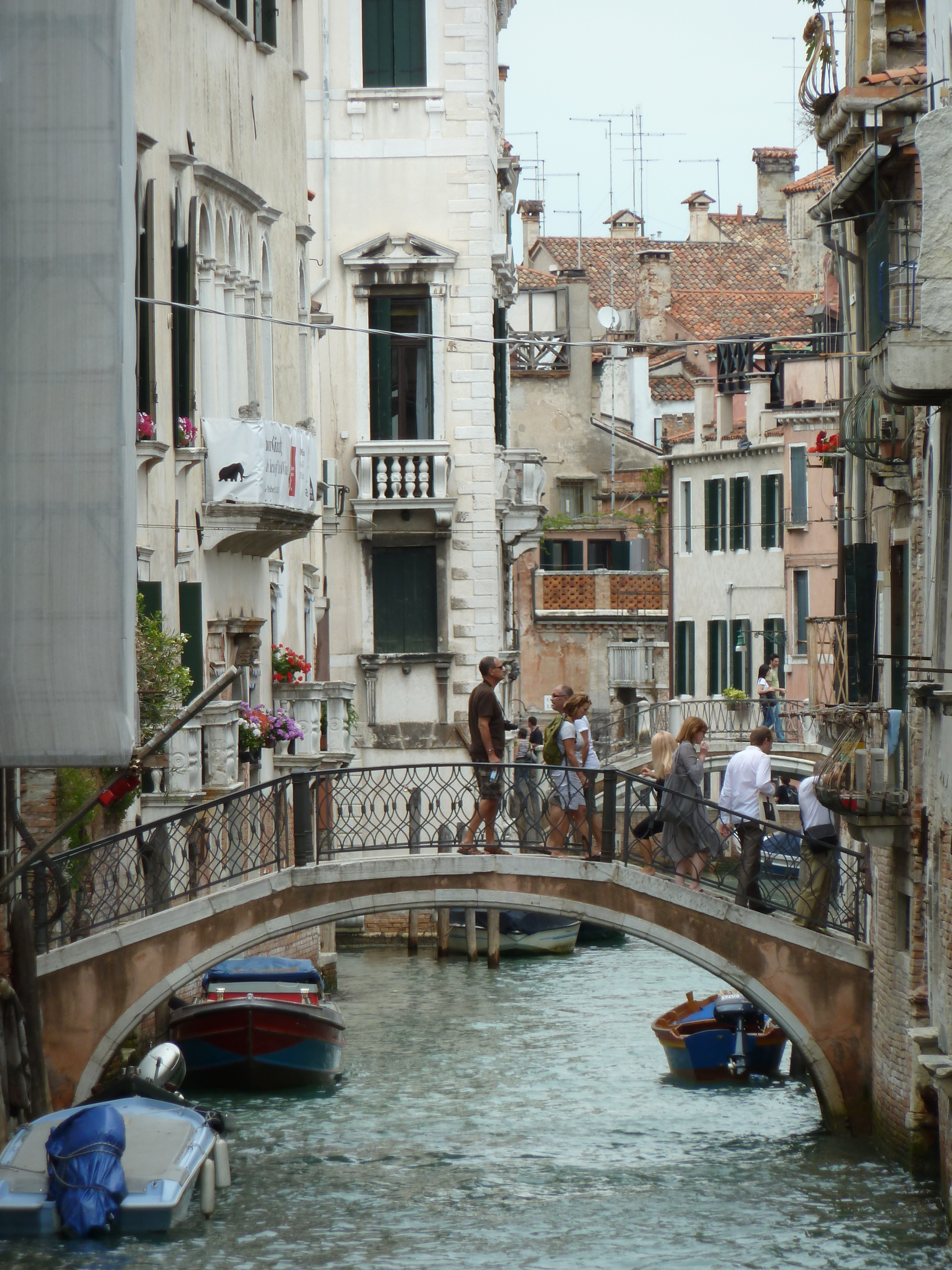
Ponte dei Becchi Rio de la Pietà
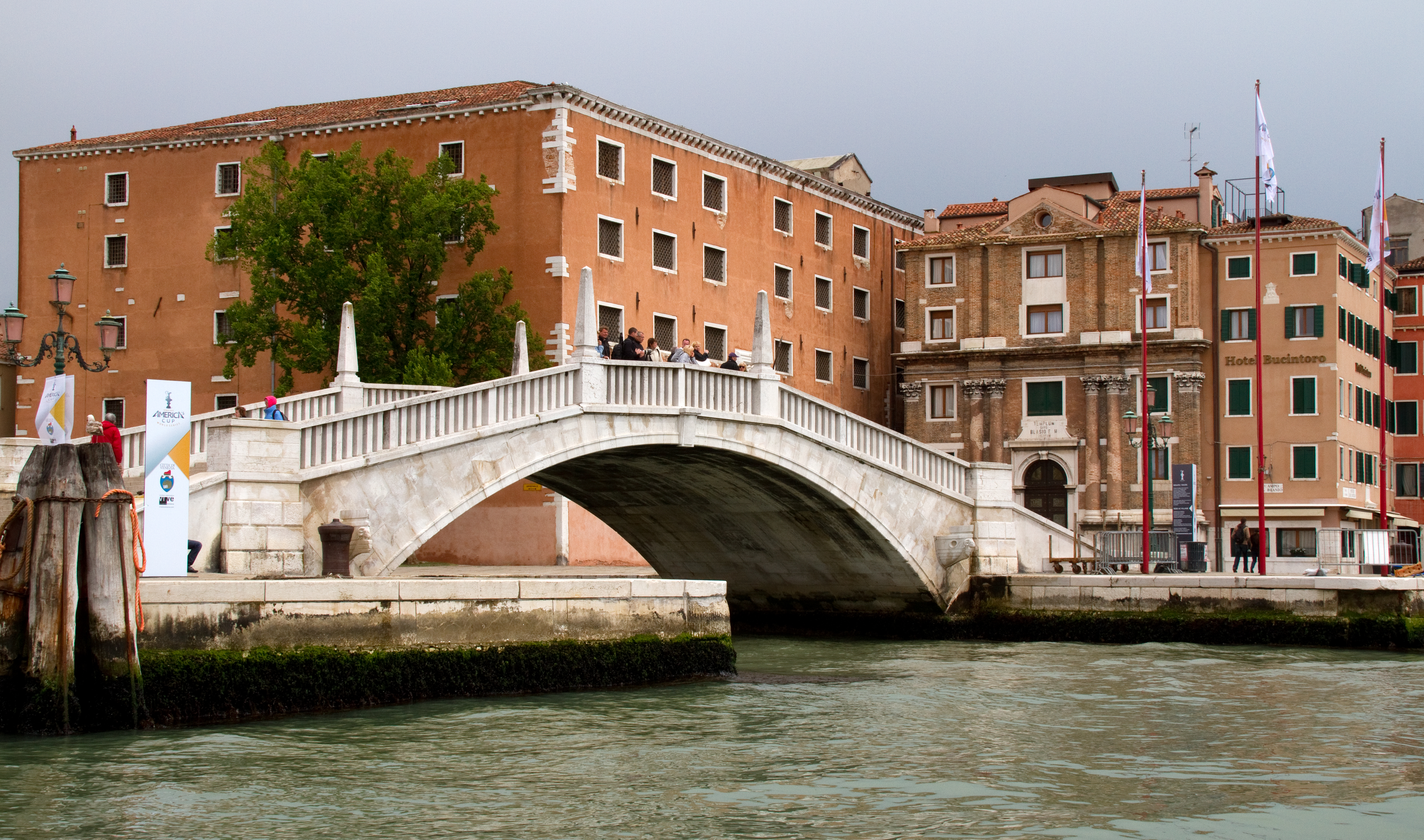
Ponte San Biasio delle Catene Rio de l'Arsenale
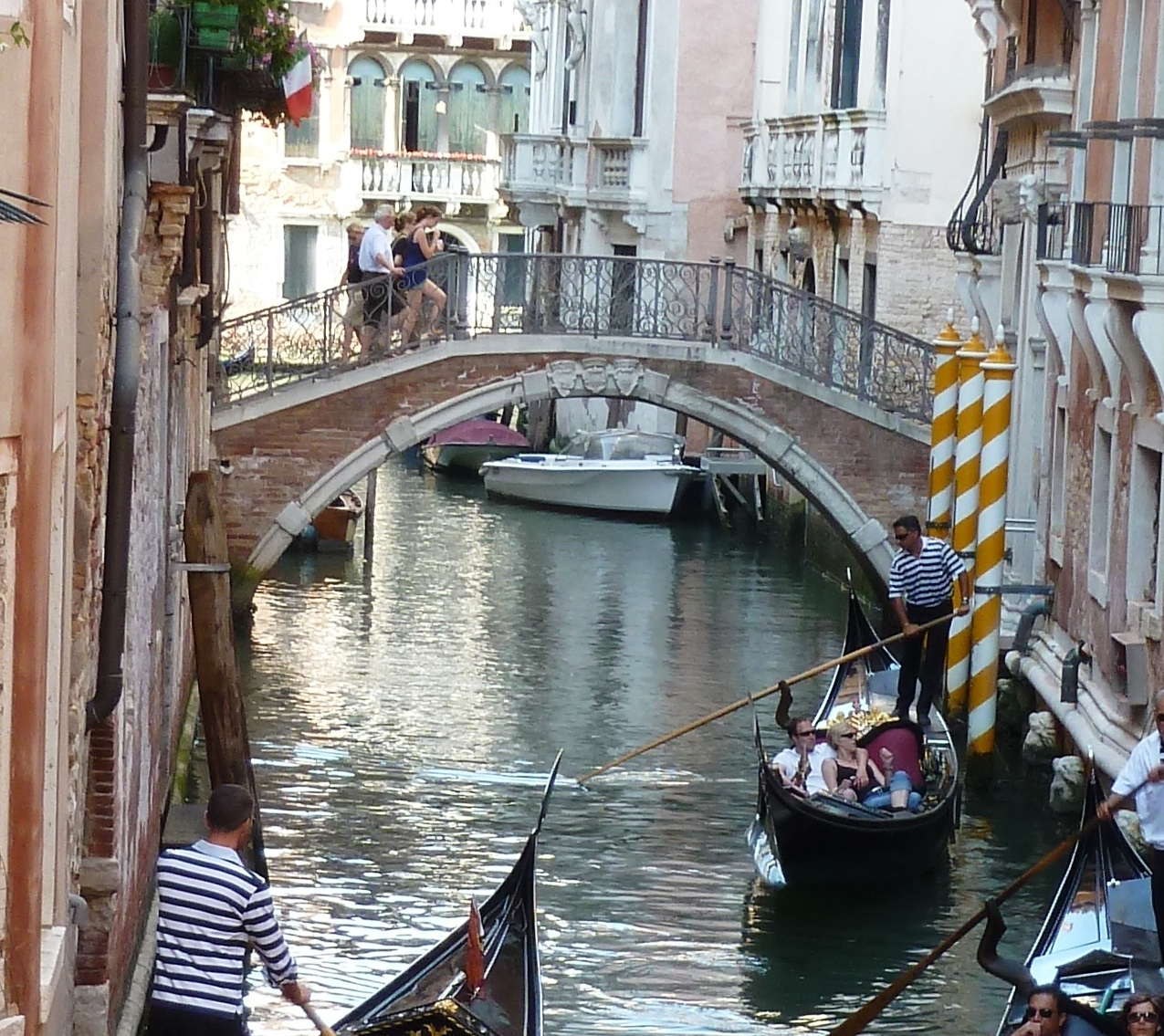
Ponte di Borgoloco Rio del Pestrin
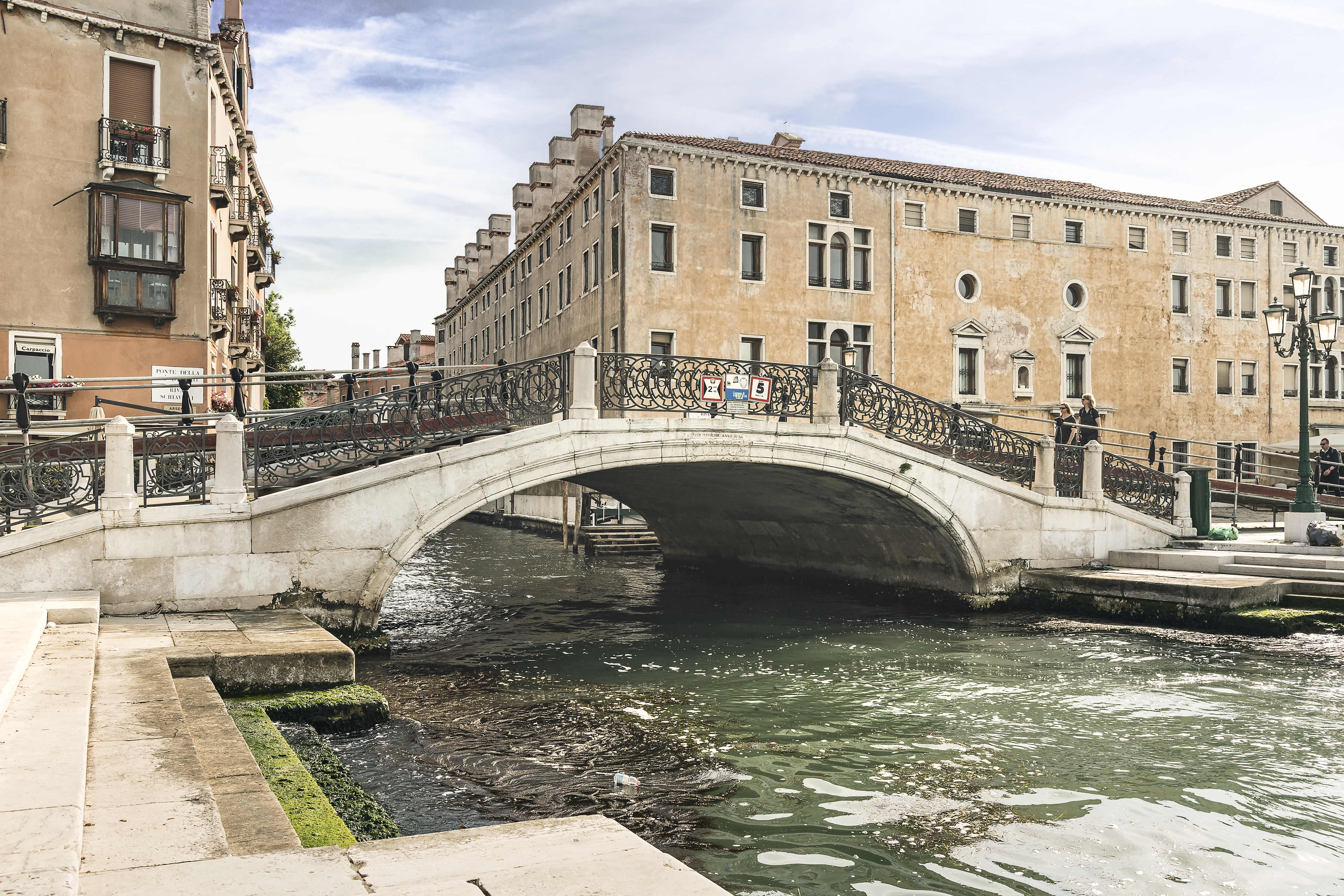
Ponte de la Ca' di Dio Rio de la Ca' di Dio
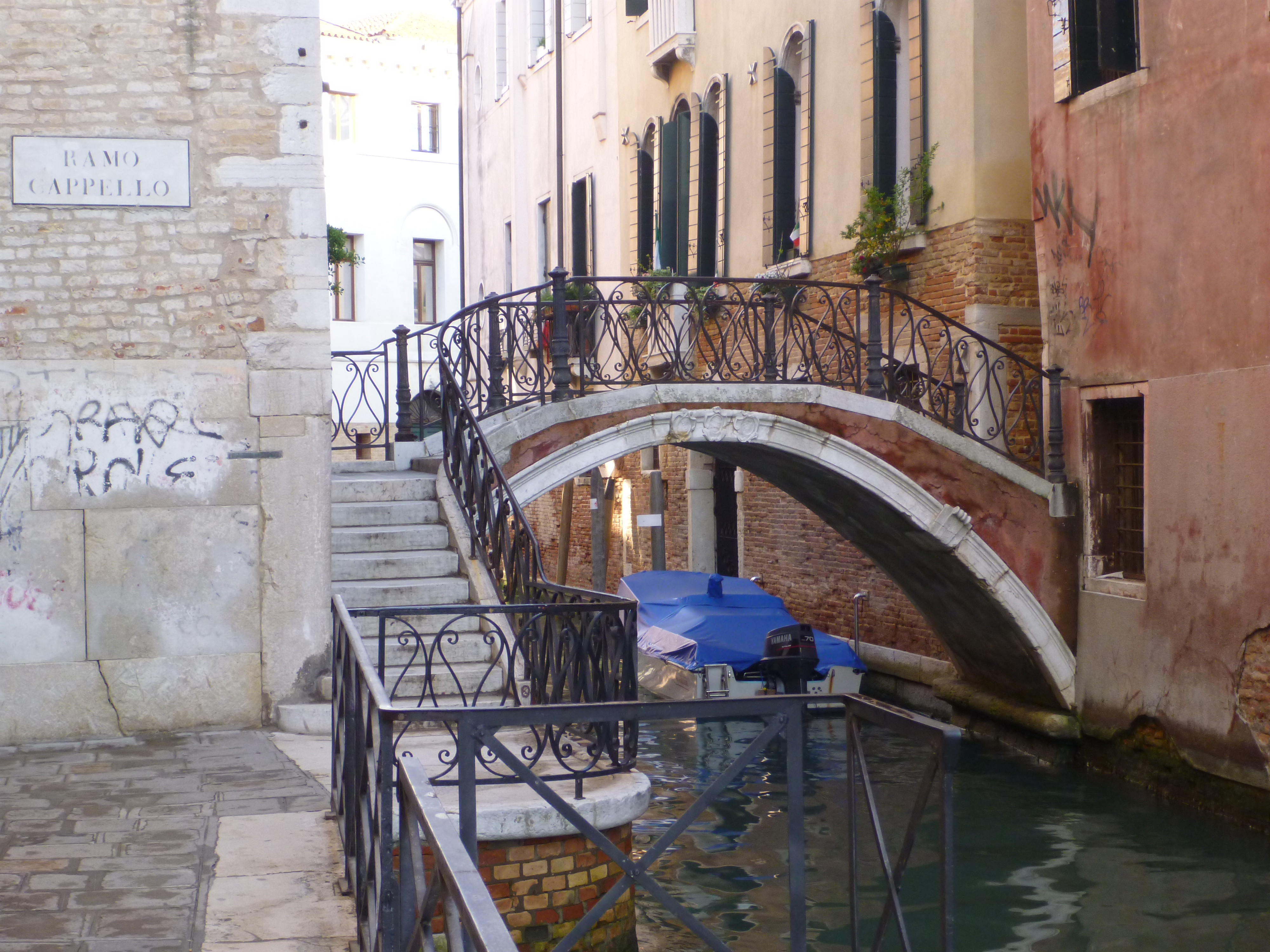
Ponte Cappello Rio Tetta
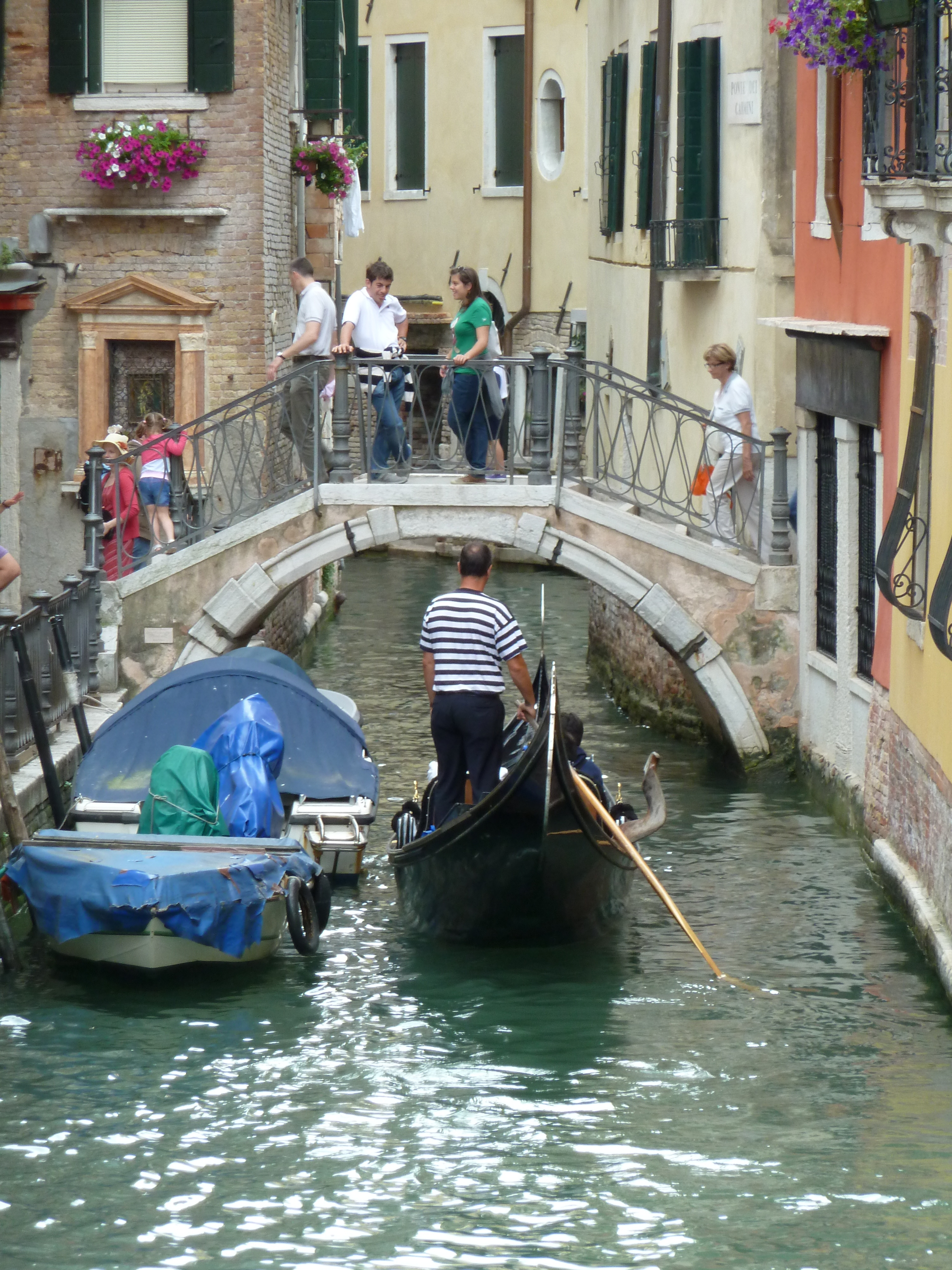
Ponte dei Carmini Rio de San Provolo
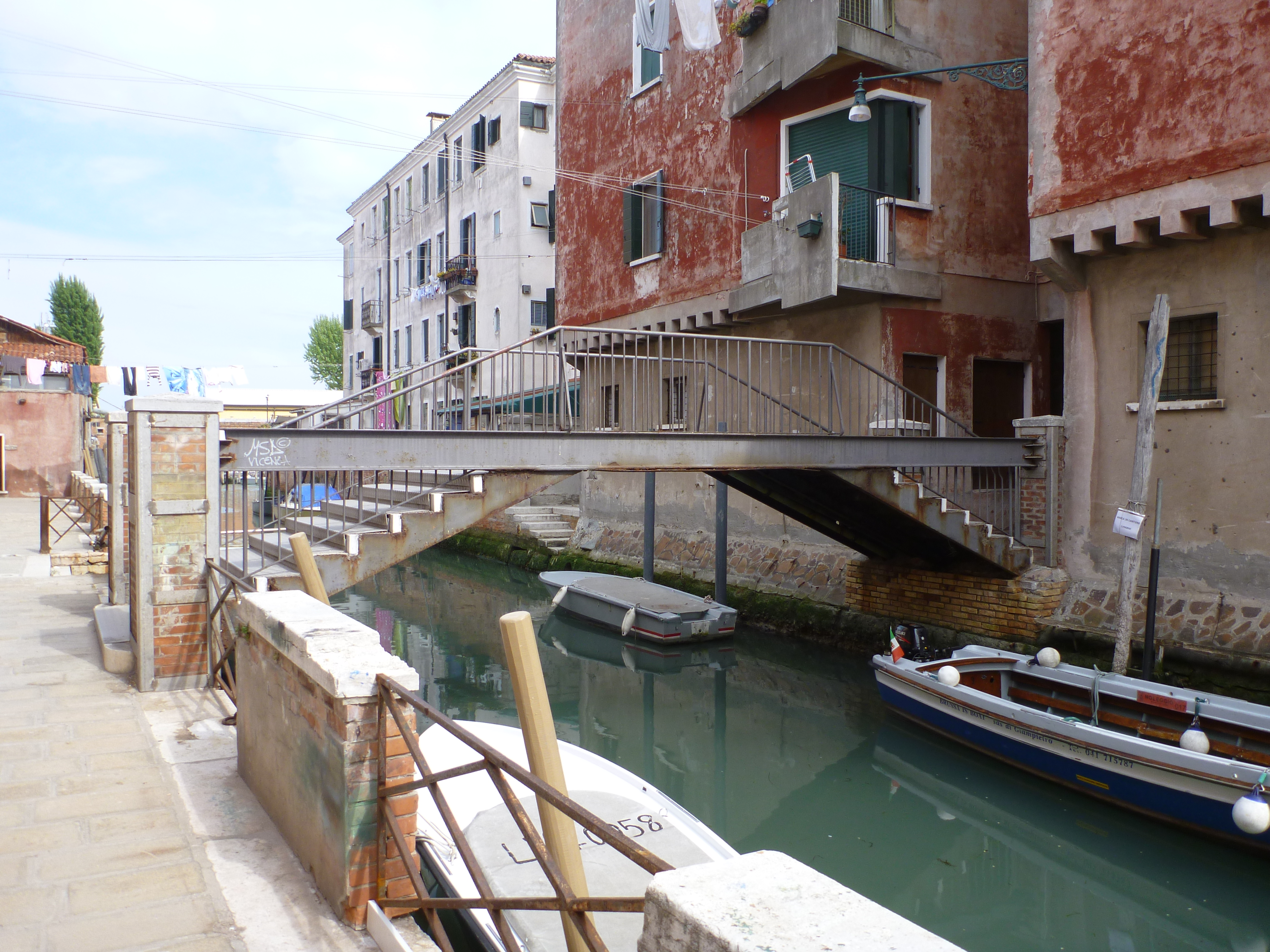
Ponte de le Case Nove Rio de Sant'Isepo
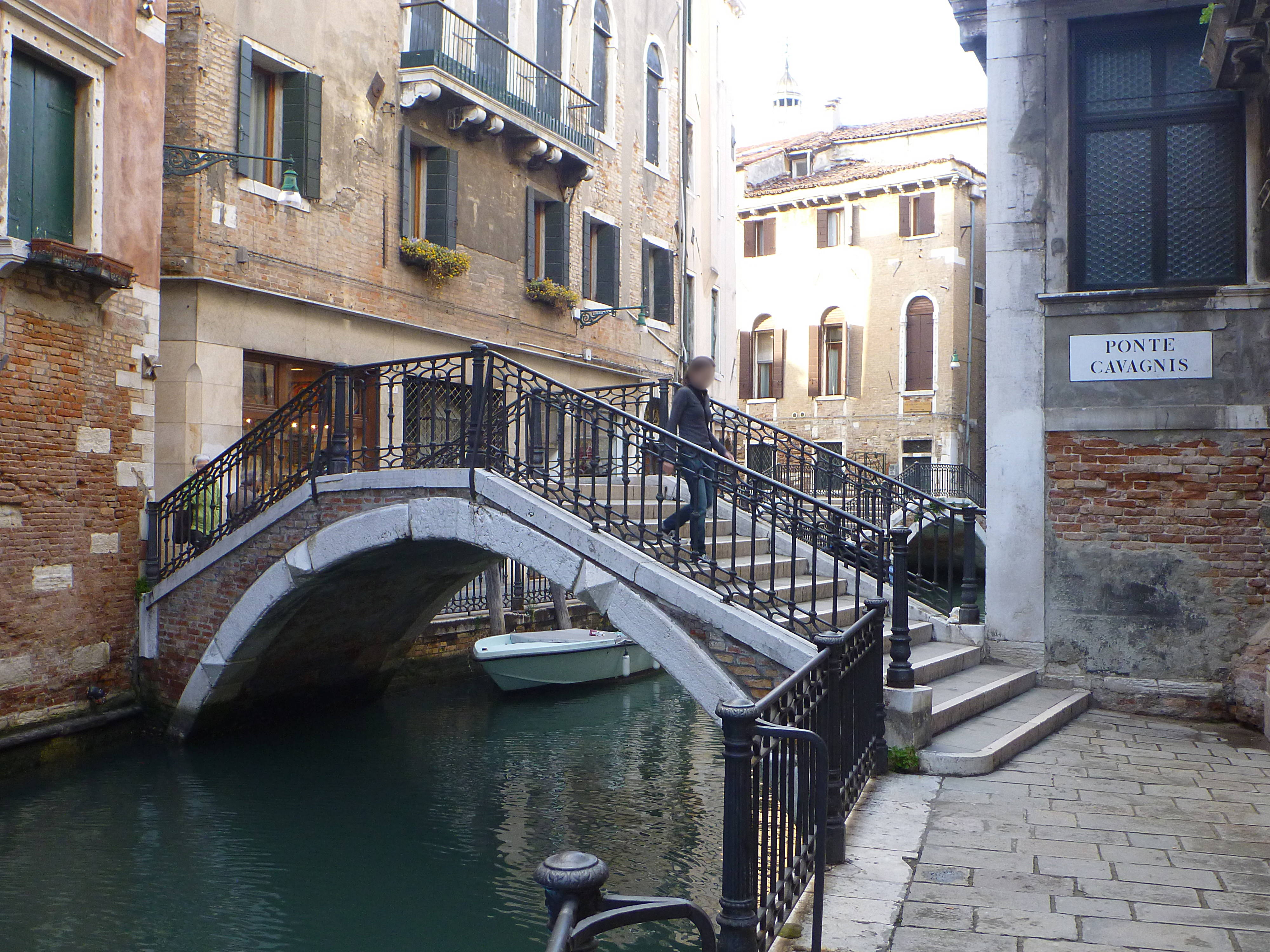
Ponte Cavagnis ou Cavanis Rio de San Severo
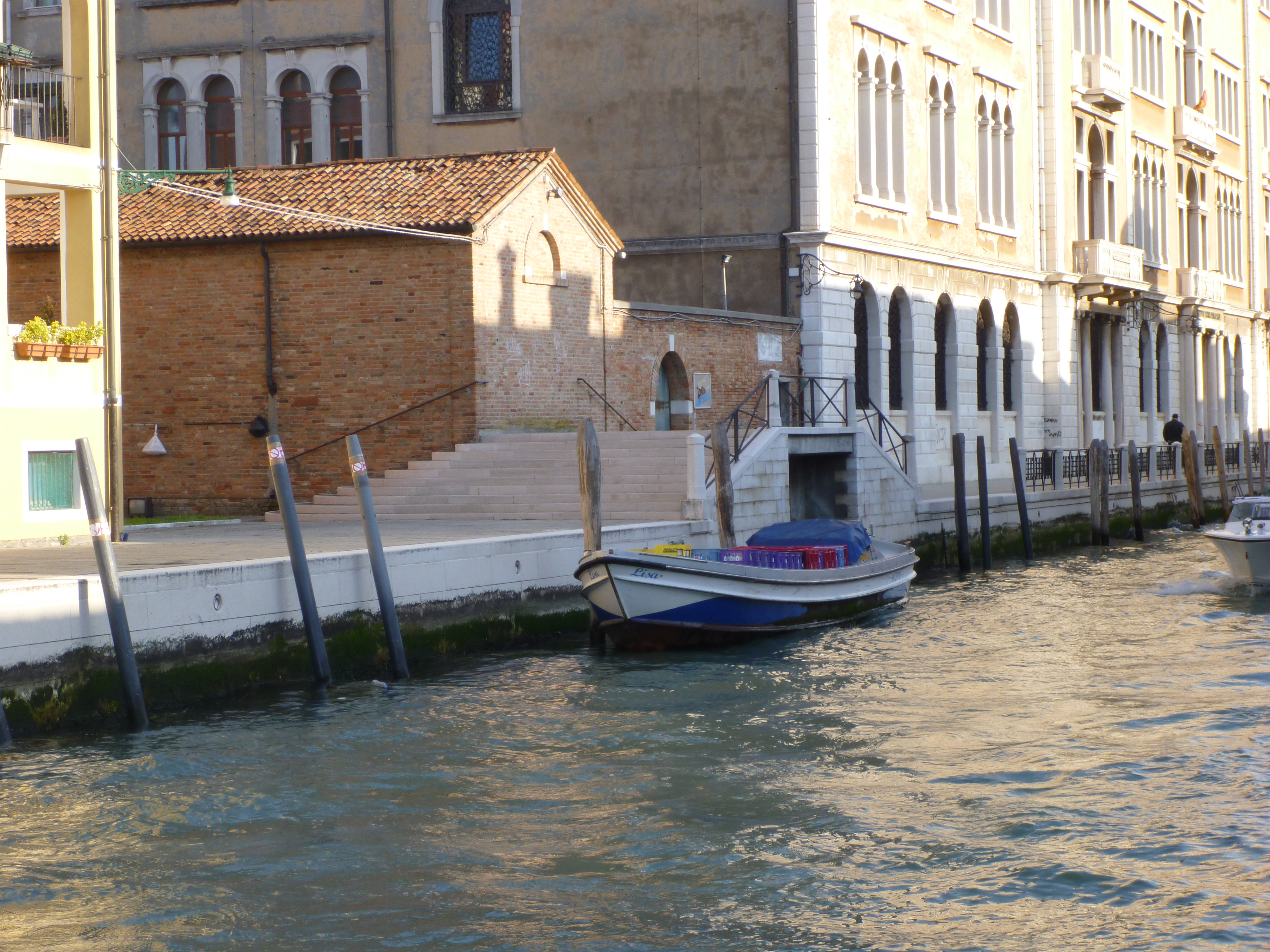
Ponte de la Cavana del Gas Rio de Santa Giustina
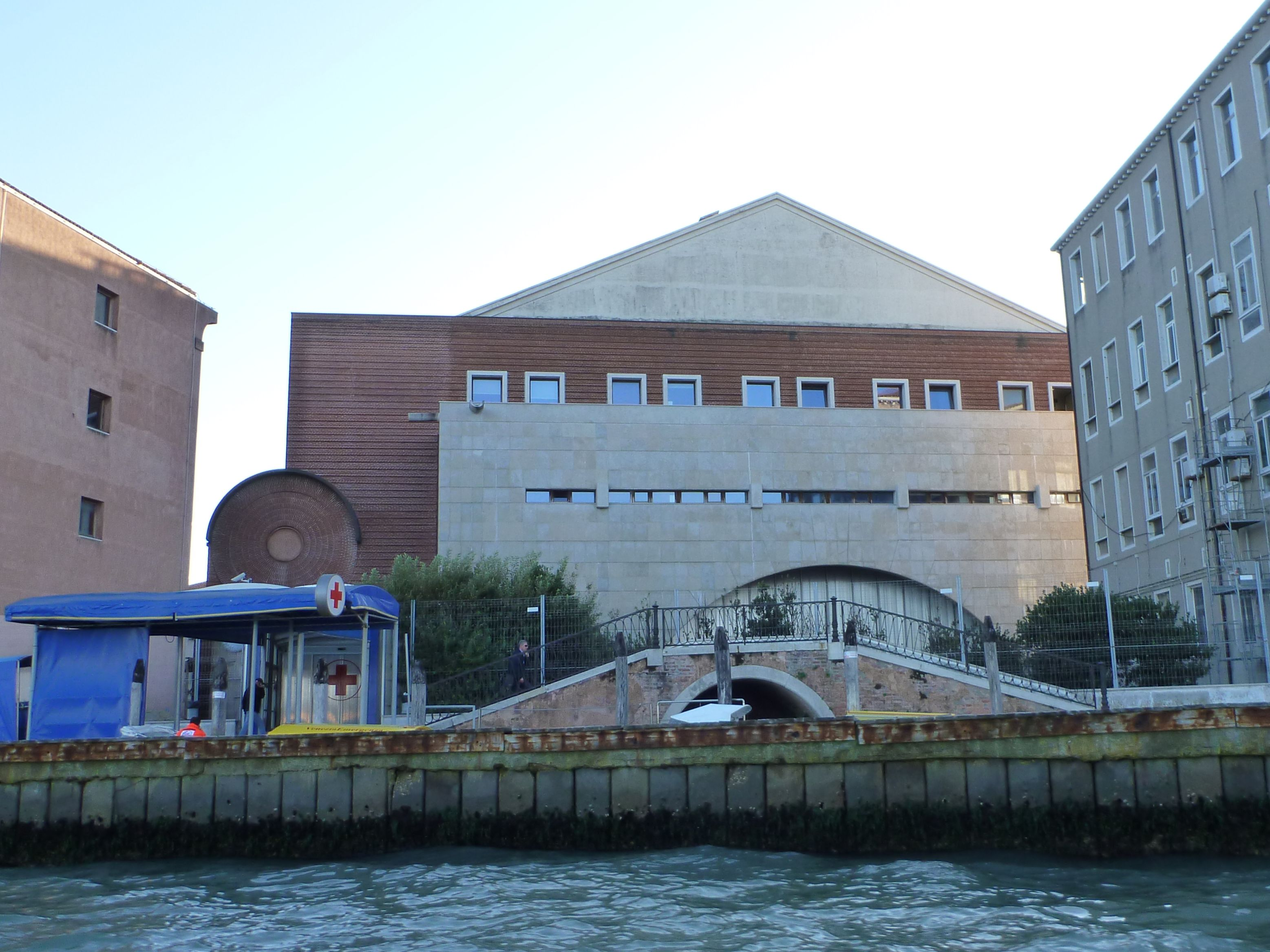
Ponte della Cavana dell'Ospedale Fondamente Nove
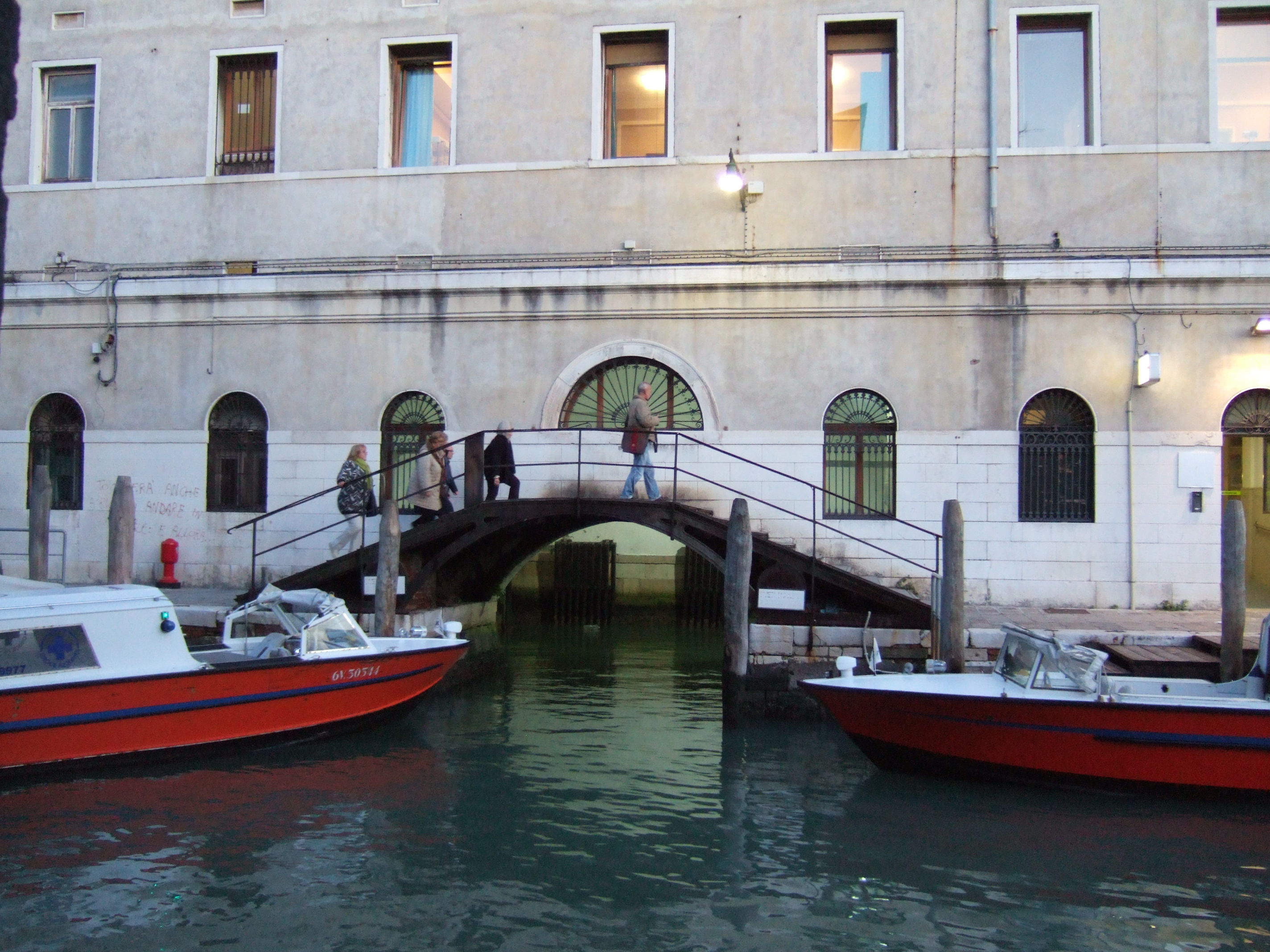
Ponte della Cavana dell'Ospedale // Rio dei Mendicanti
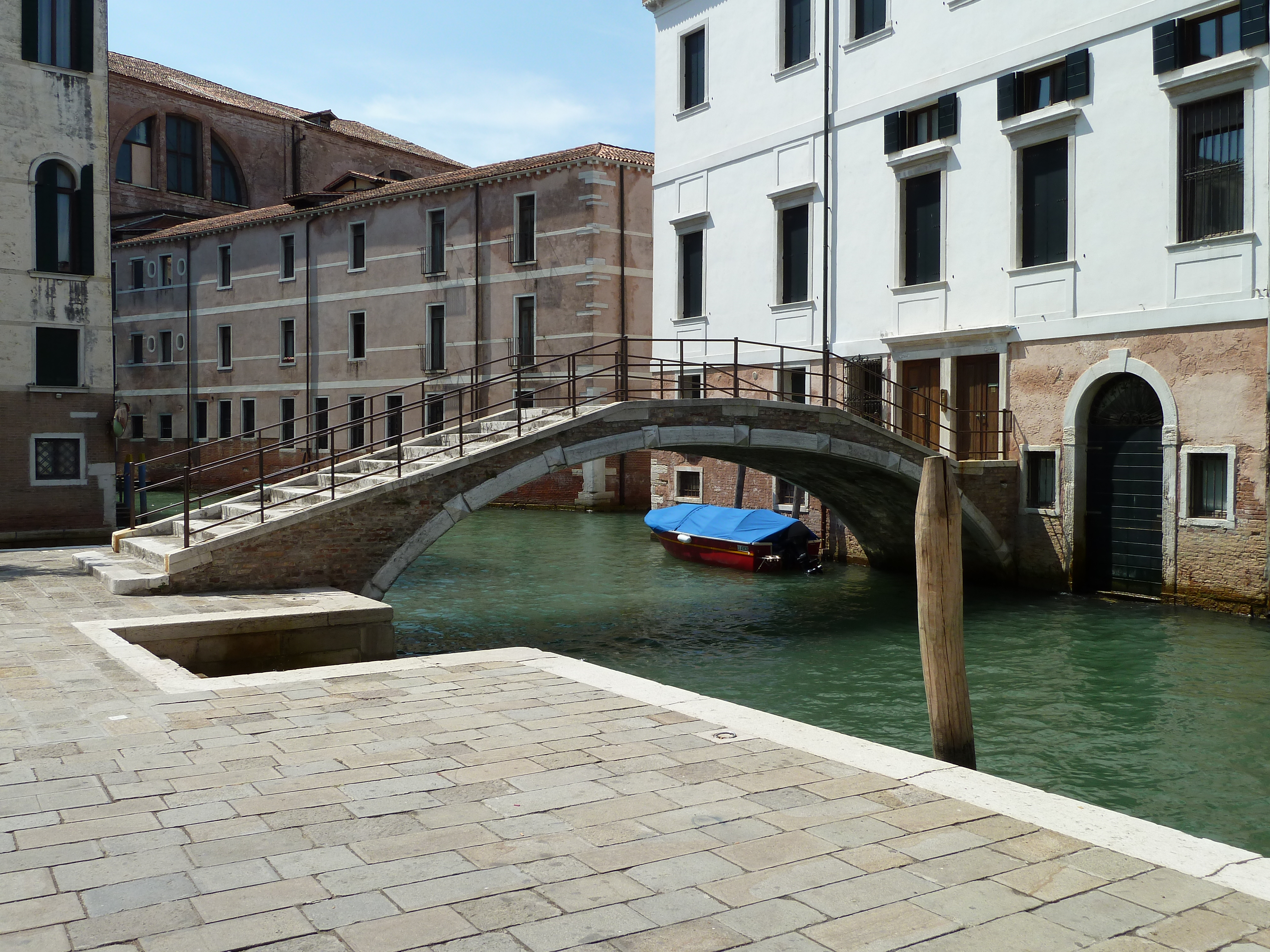
Ponte de Ca' Zon Rio de Santa Giustina
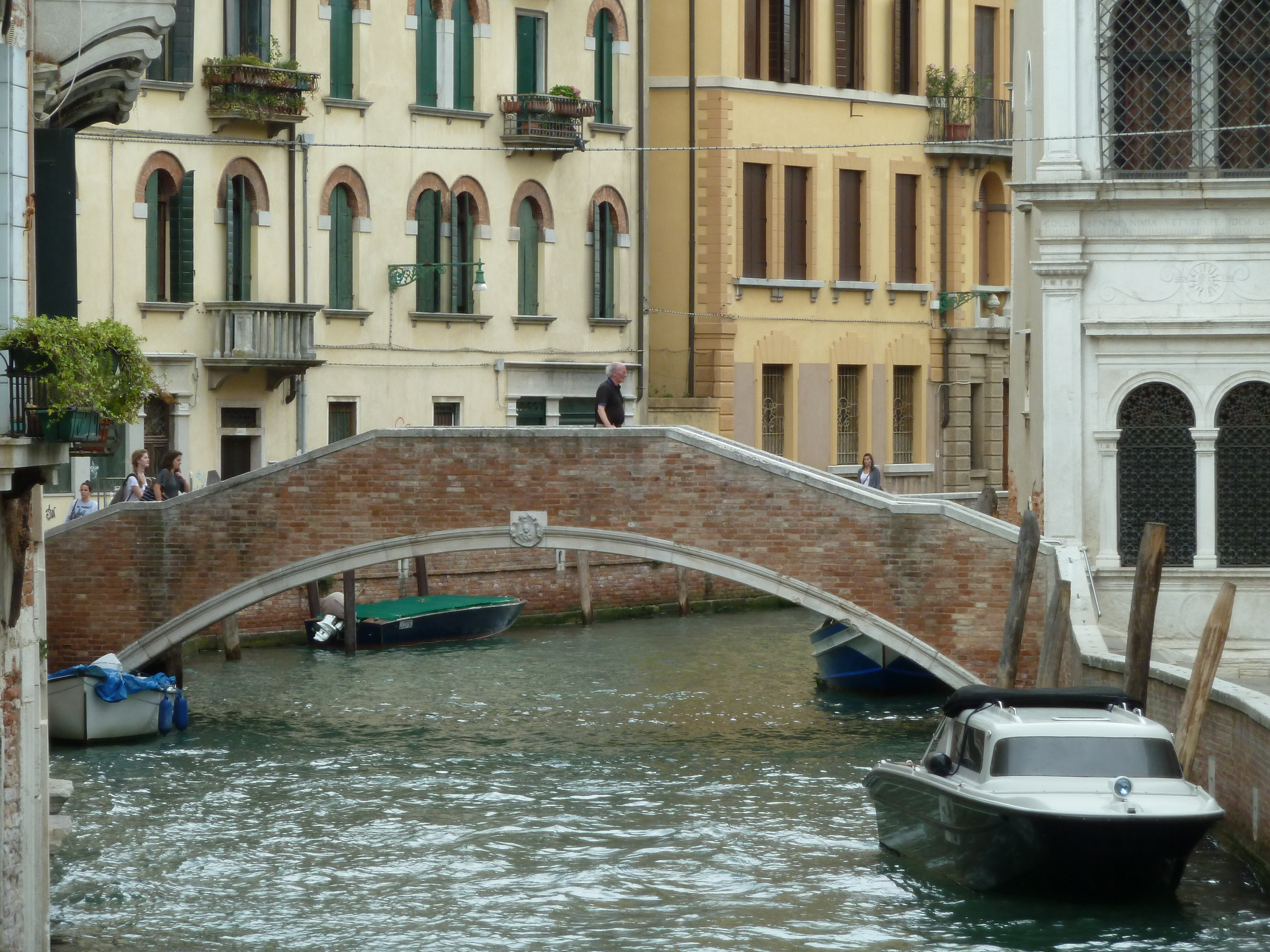
Ponte de la Comenda Rio de Sant'Antonin
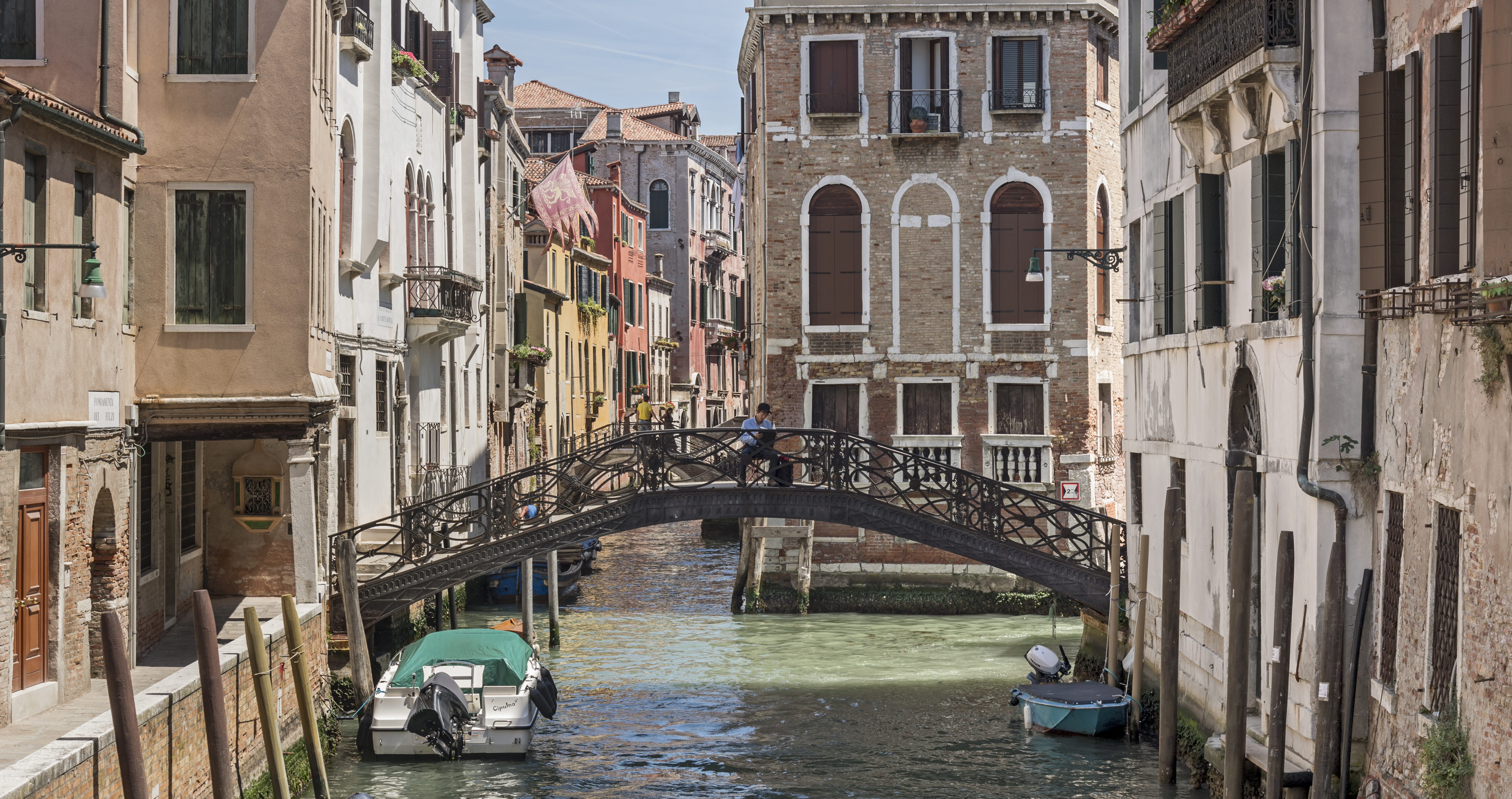
Ponte dei Conzafelzi Rio del Pestrin
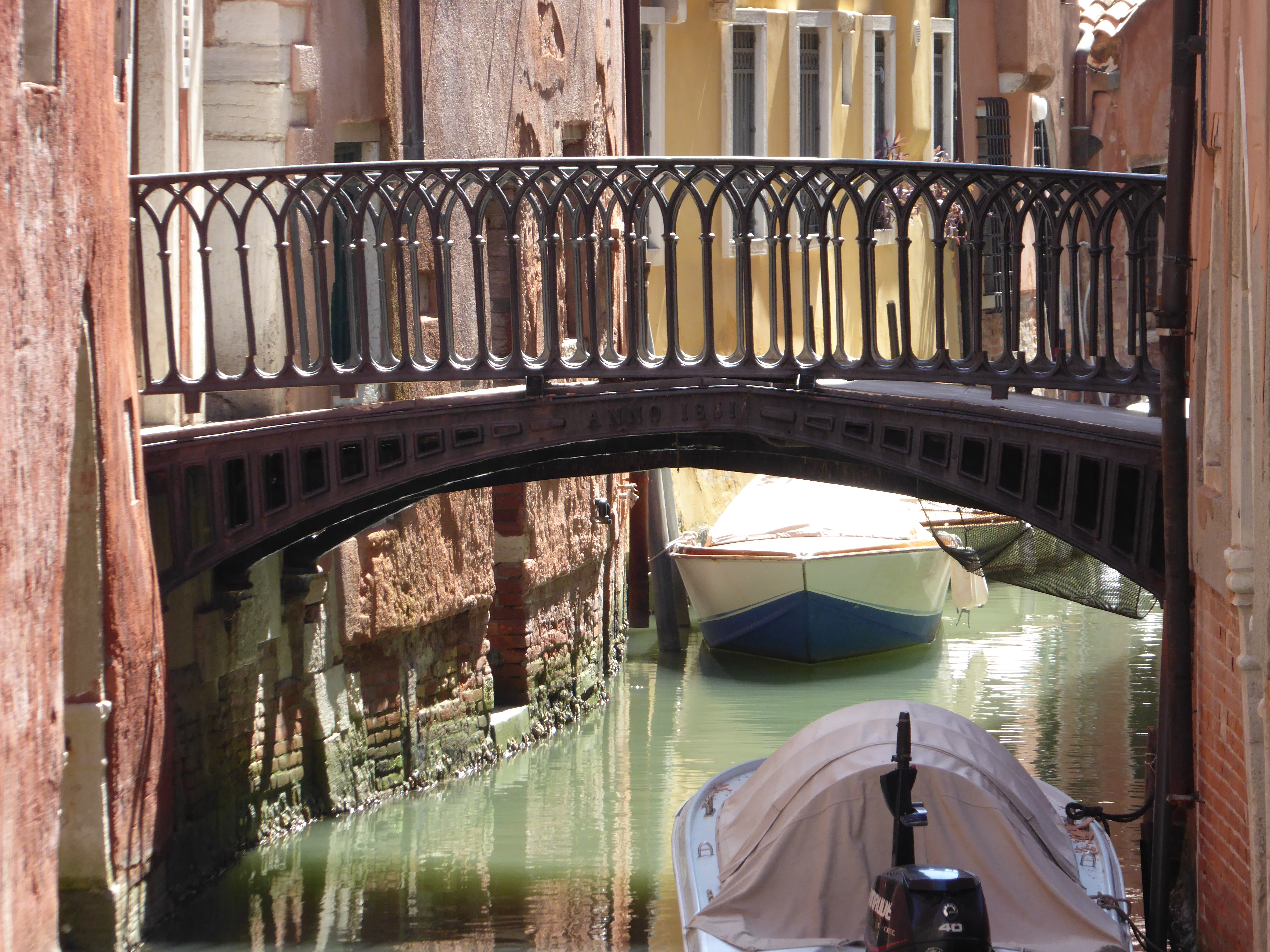
Ponte de la Corona Rio de San Zaninovo
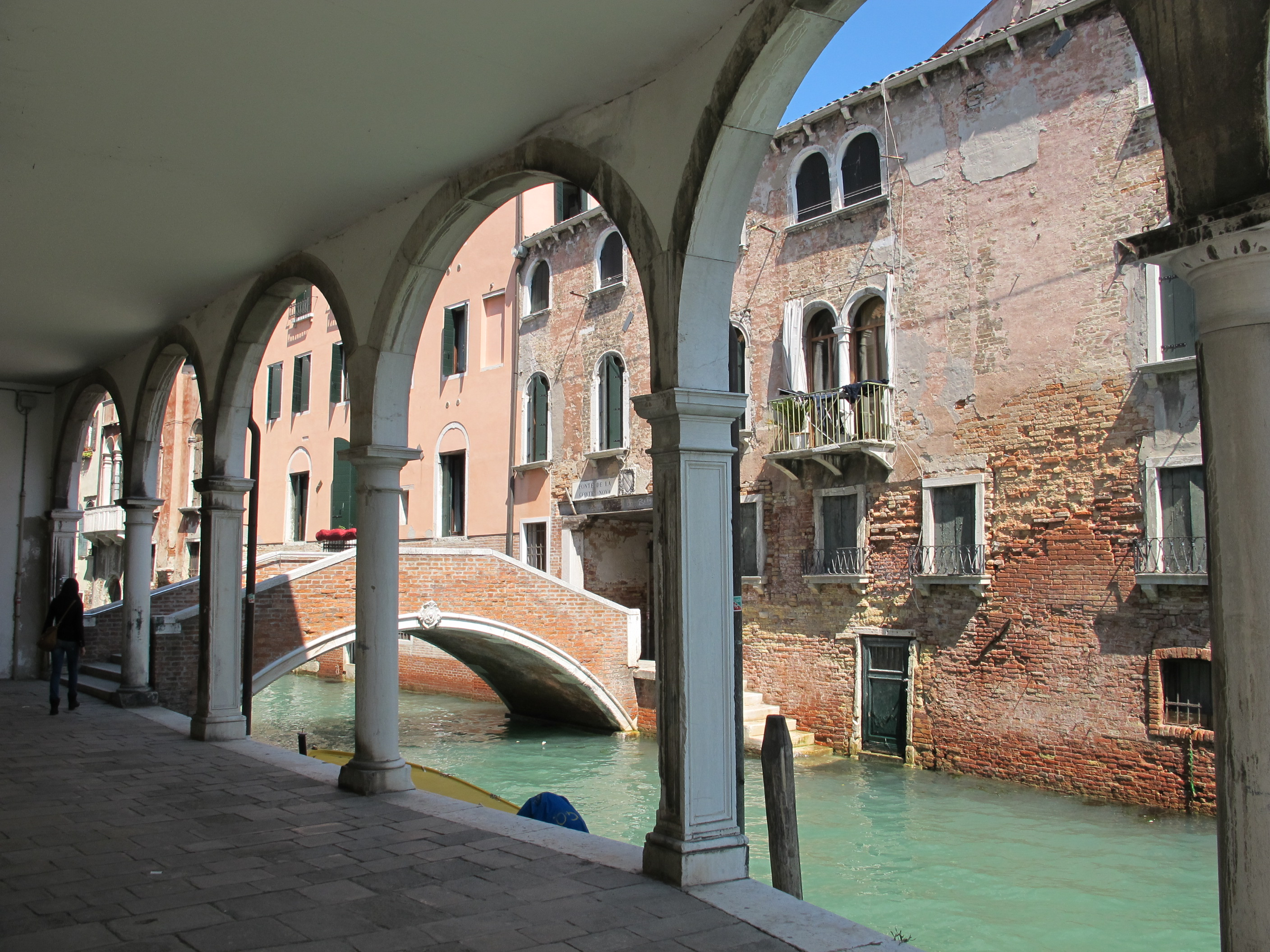
Ponte de la Corte Nova Rio de Sant'Antonin
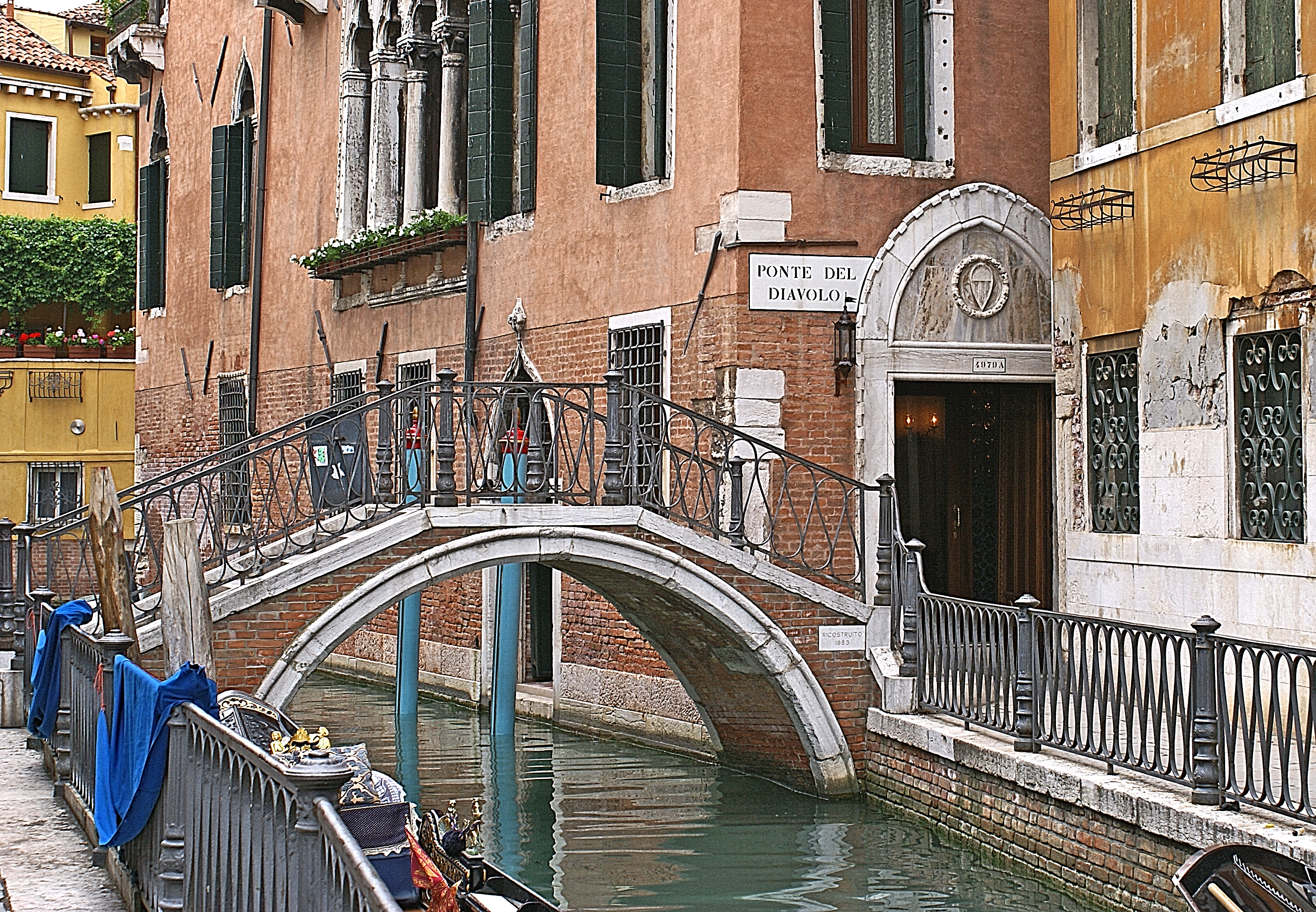
Ponte del Diavolo Rio de San Provolo
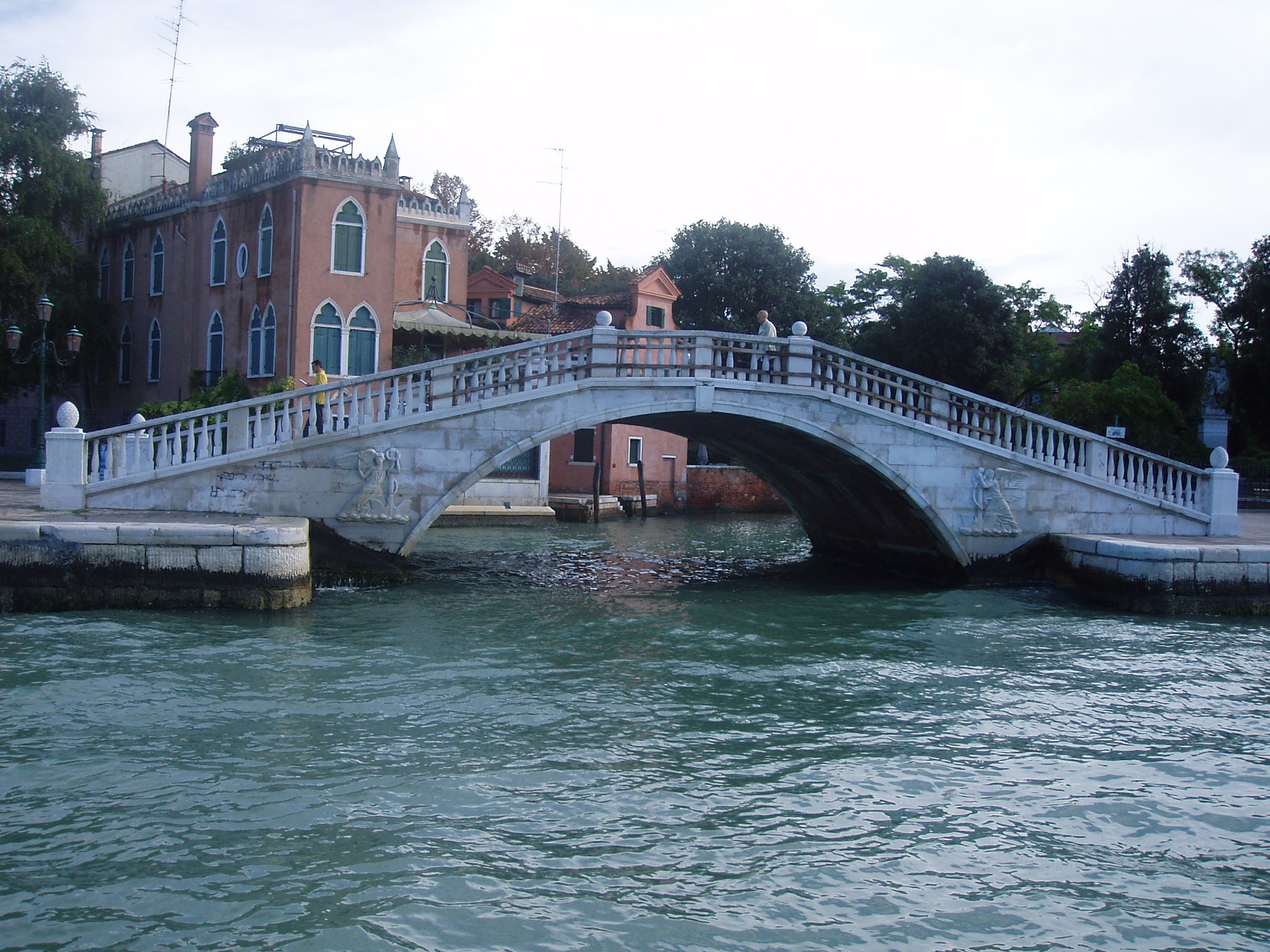
Ponte San Domenego Rio de Sant'Isepo
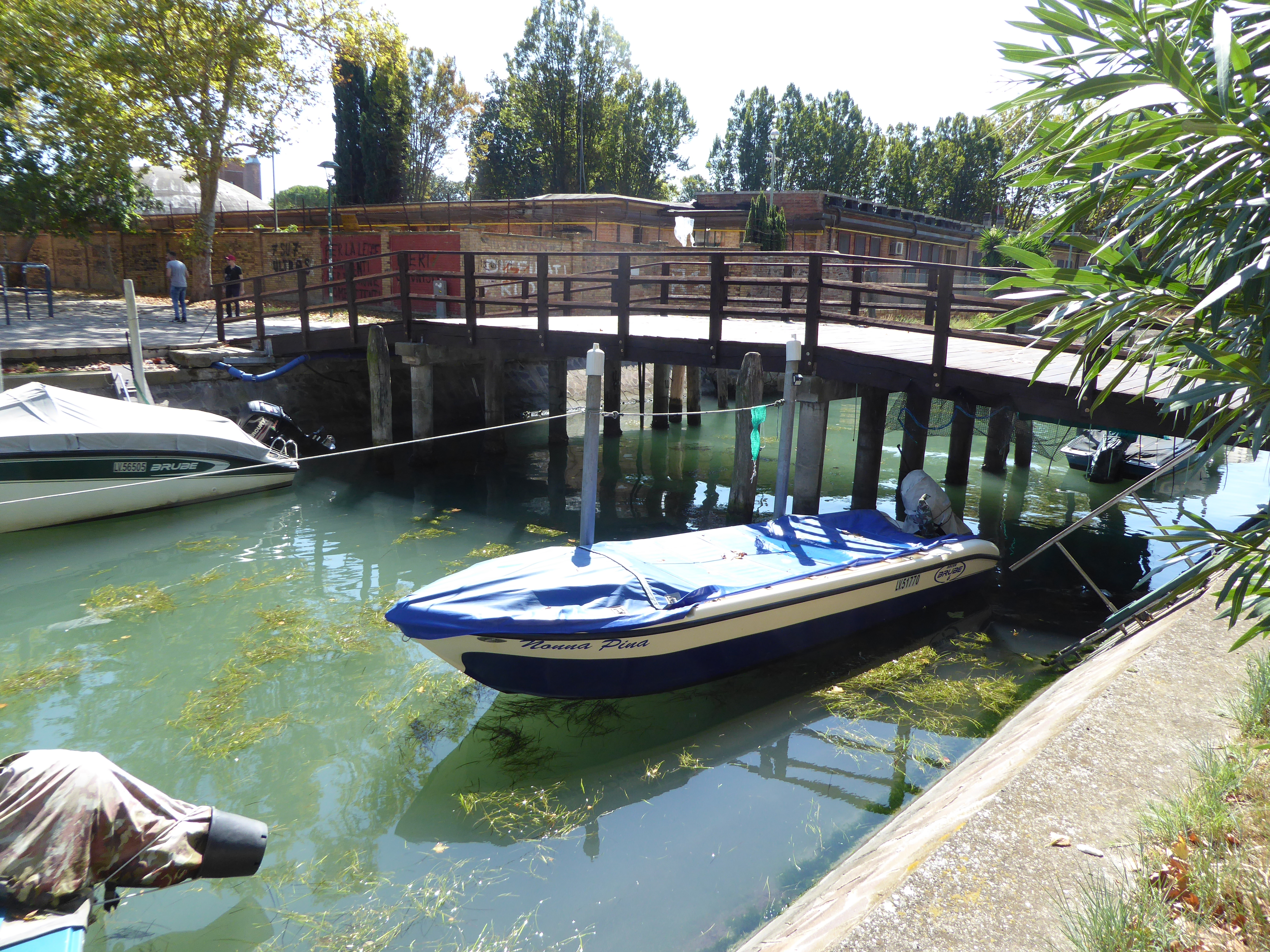
Ponte Sant' Elena Rio di Sant'Elena
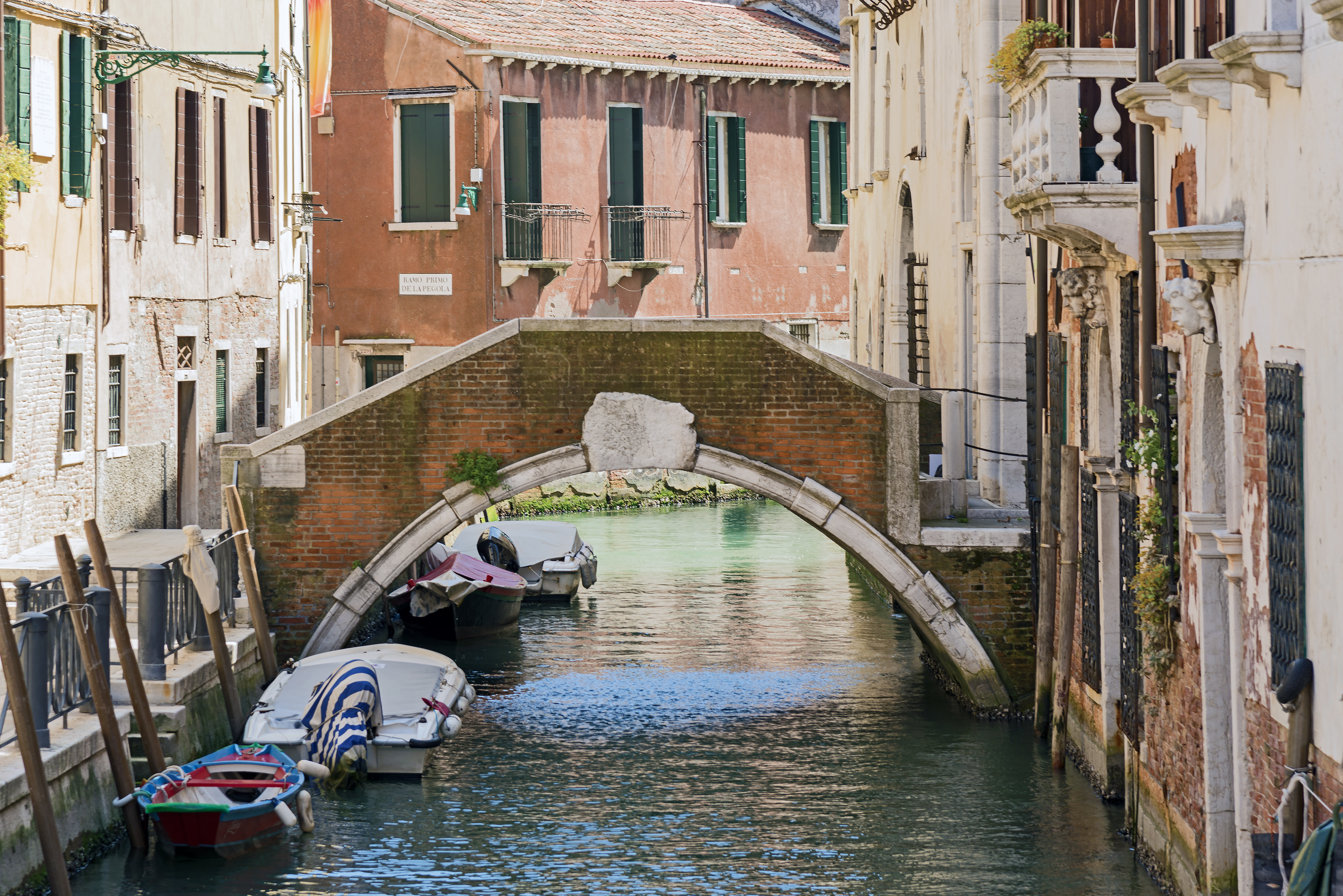
Ponte Erizzo Rio de la Ca' di Dio
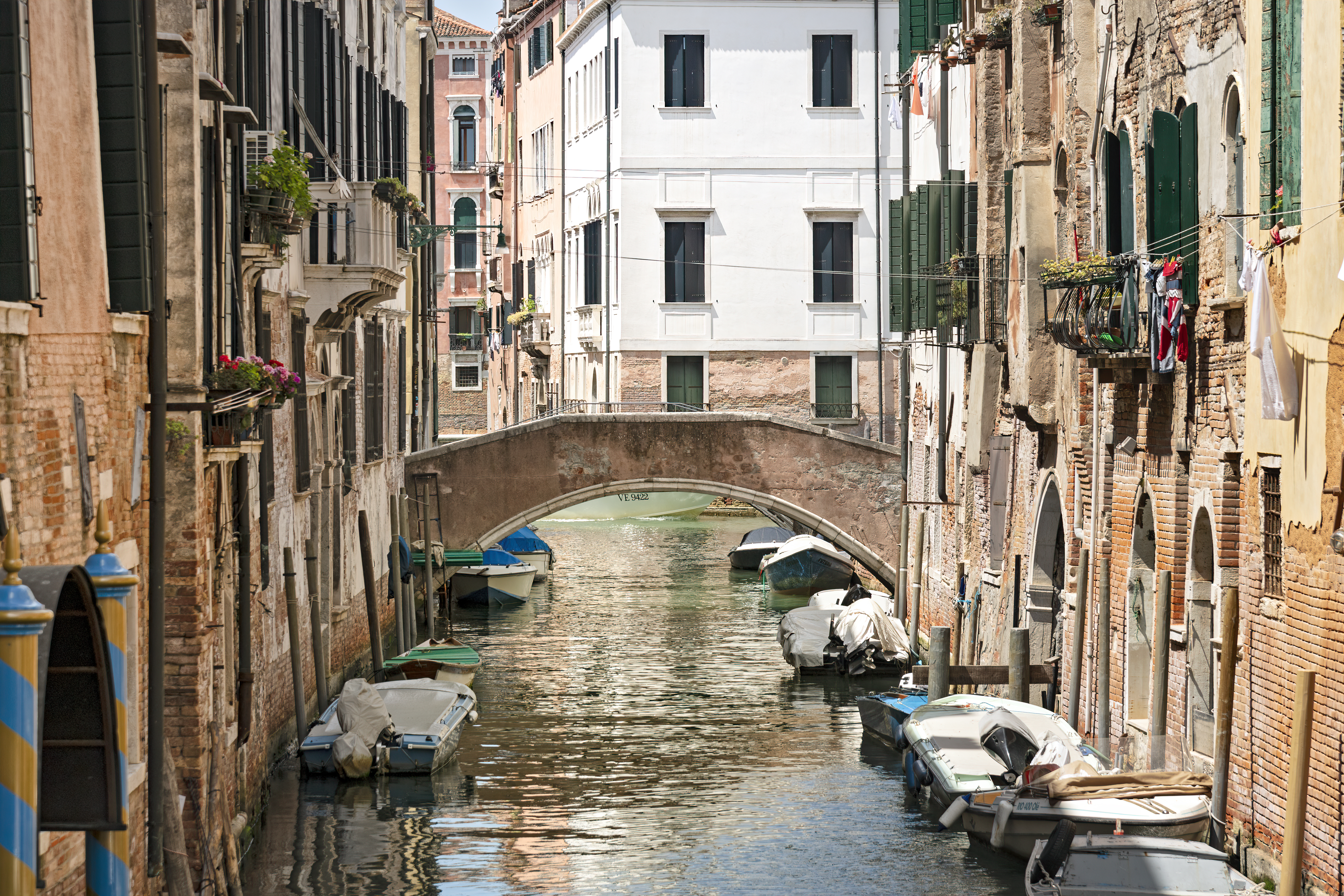
Ponte del Fontego Rio de San Francesco
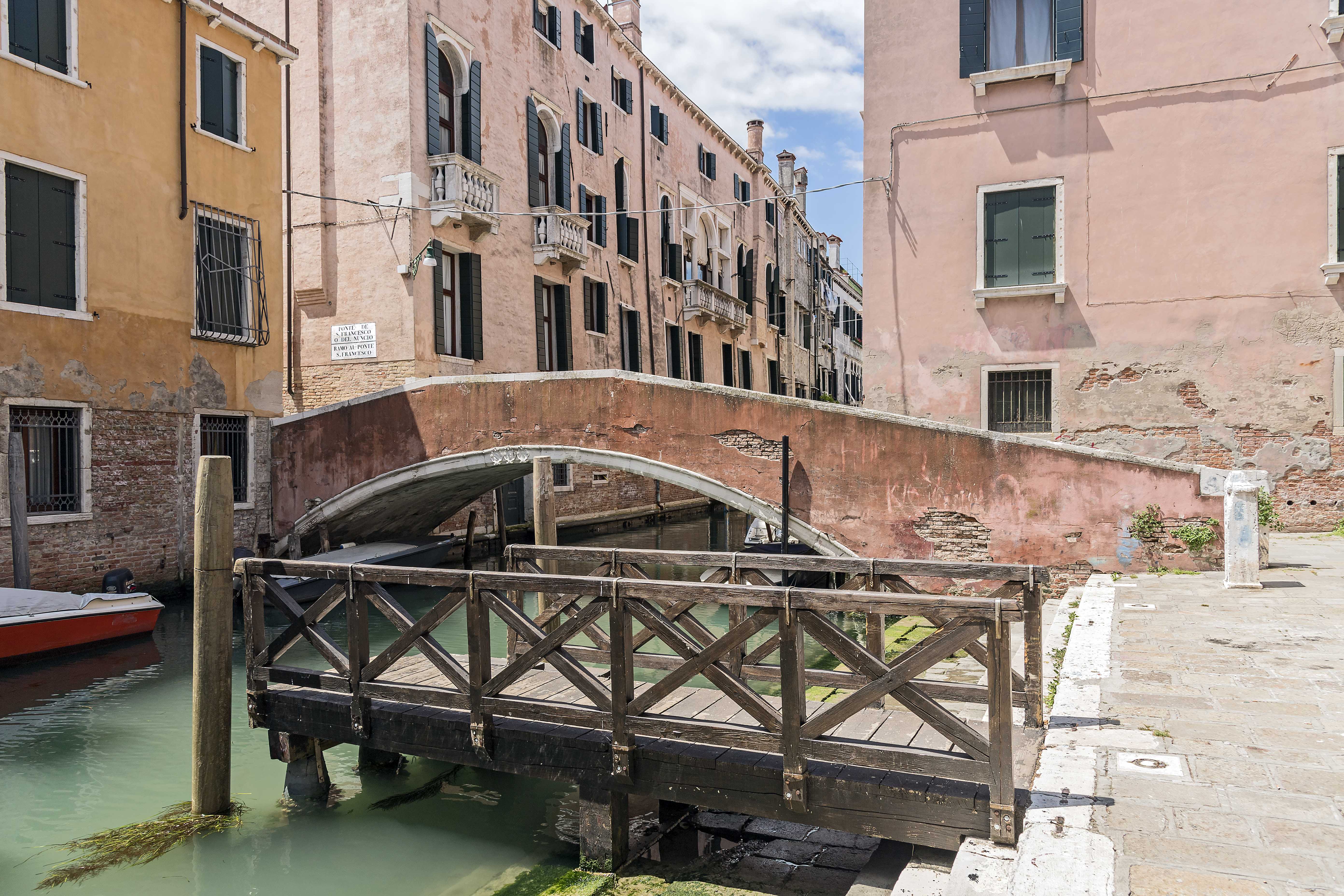
Ponte San Francesco ou del Nuncio Rio de San Francesco
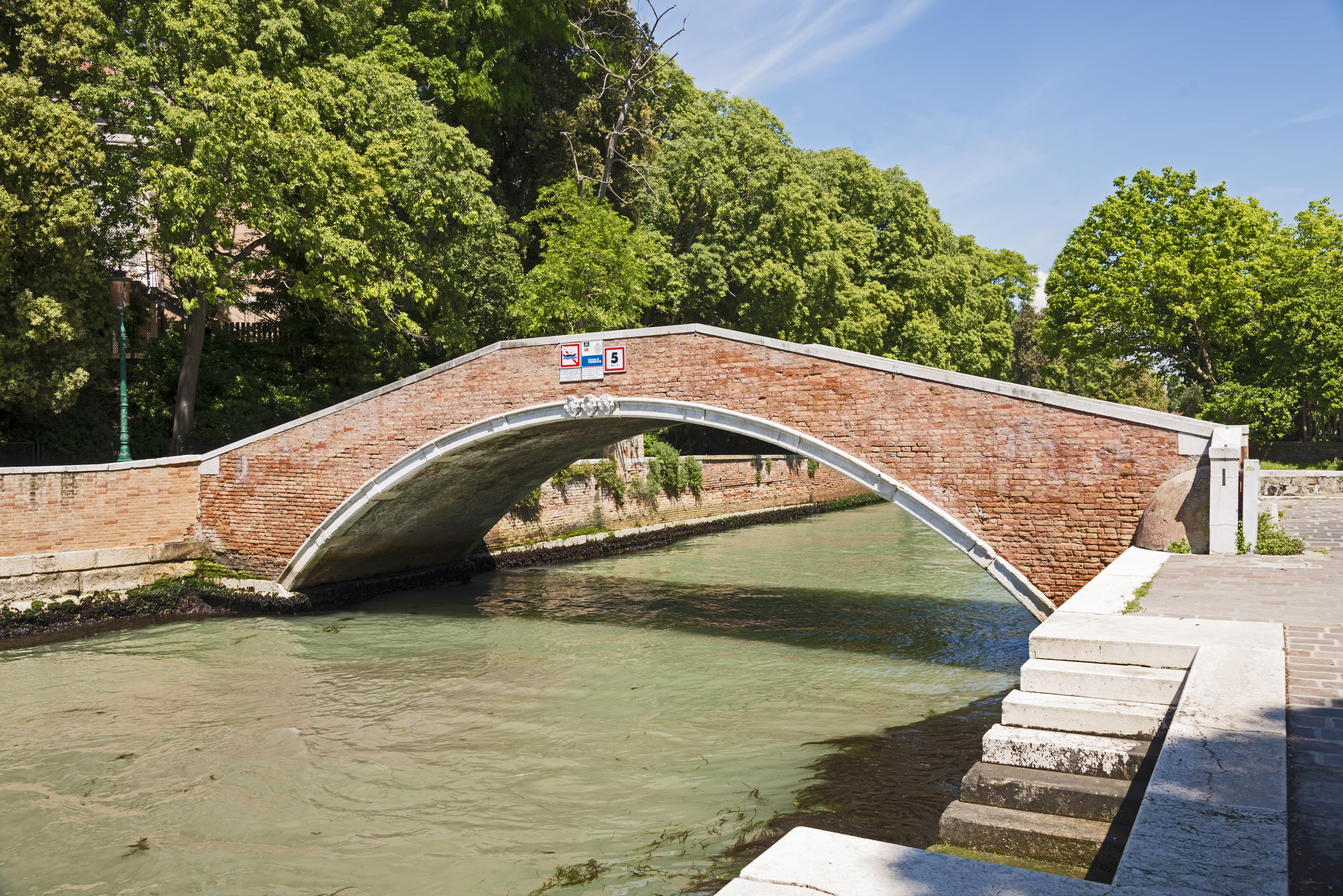
Ponte dei Giardini Rio dei Giardini (Sant’Elena)
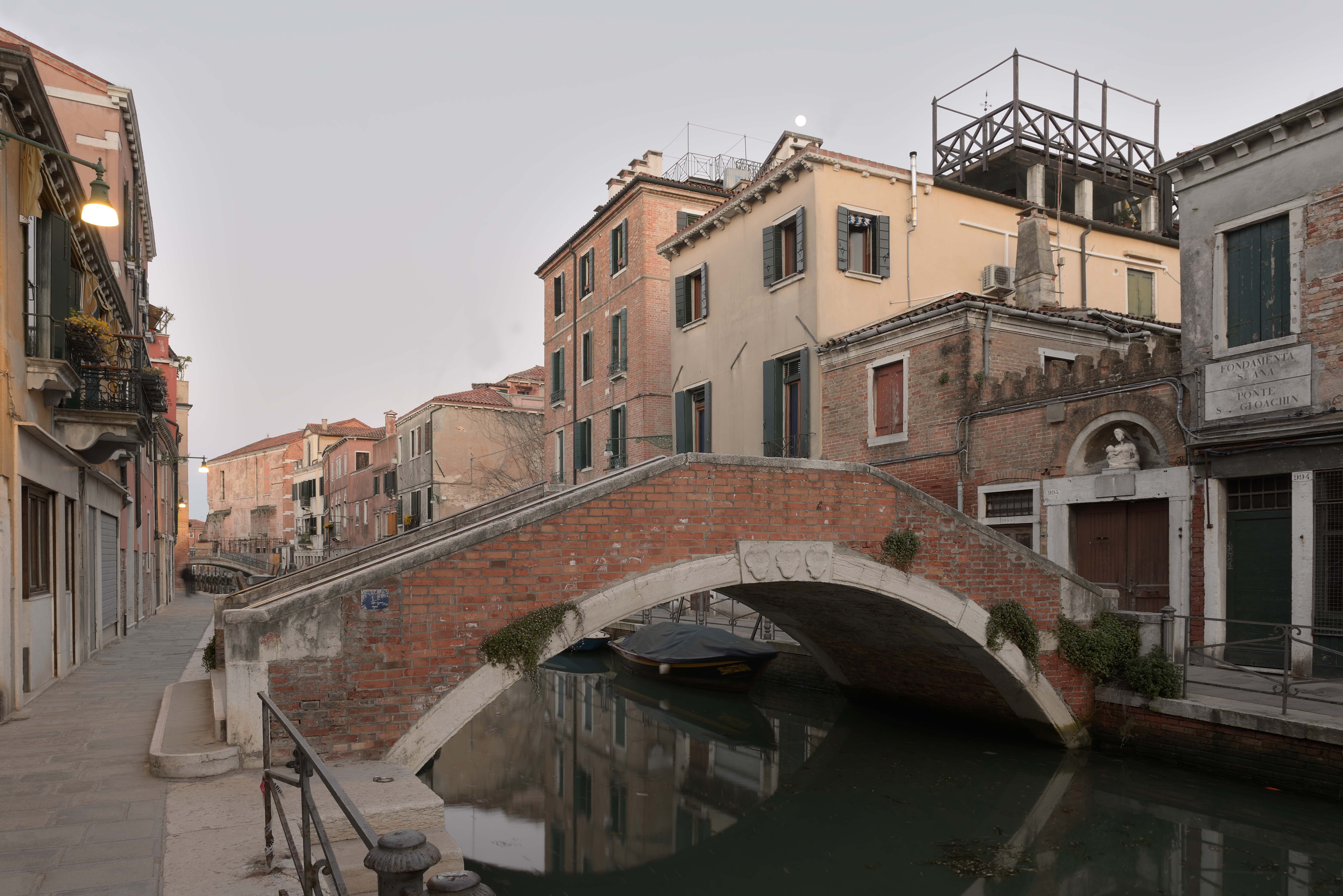
Ponte San Gioachin(o) Rio de Sant'Ana
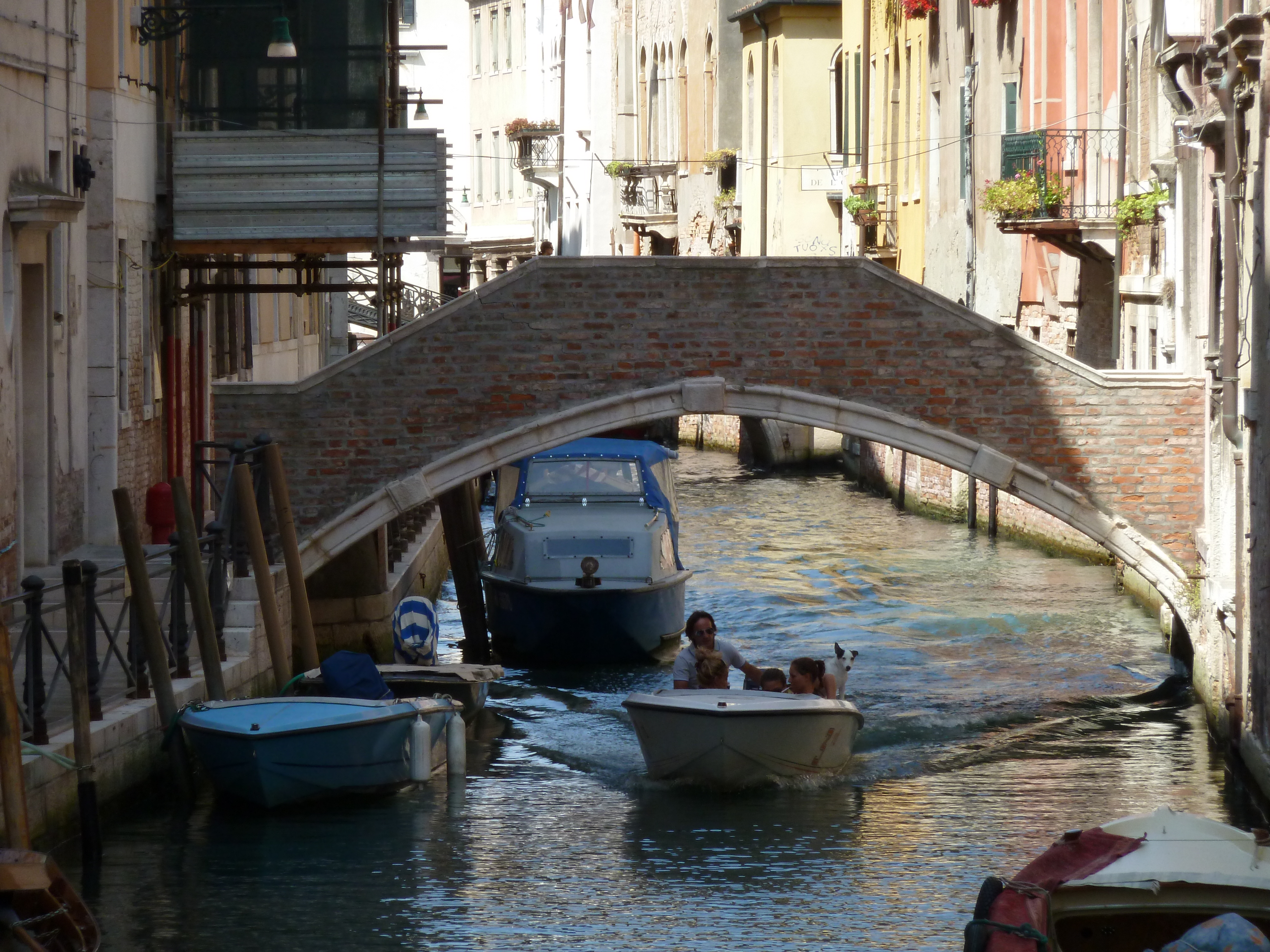
Ponte San Giovanni Rio de San Giovanni Laterano
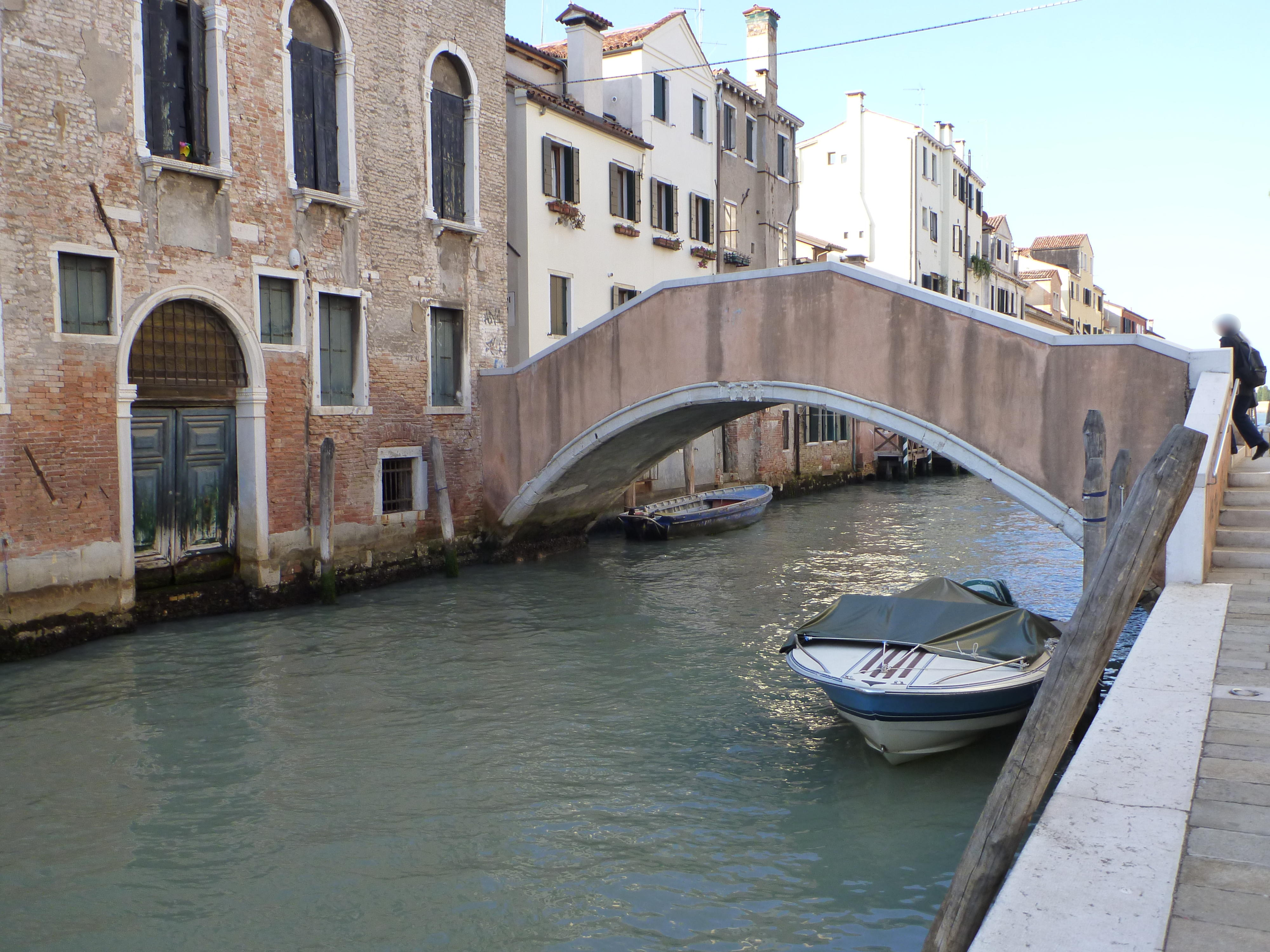
Ponte Santa Giustina Rio de Santa Giustina
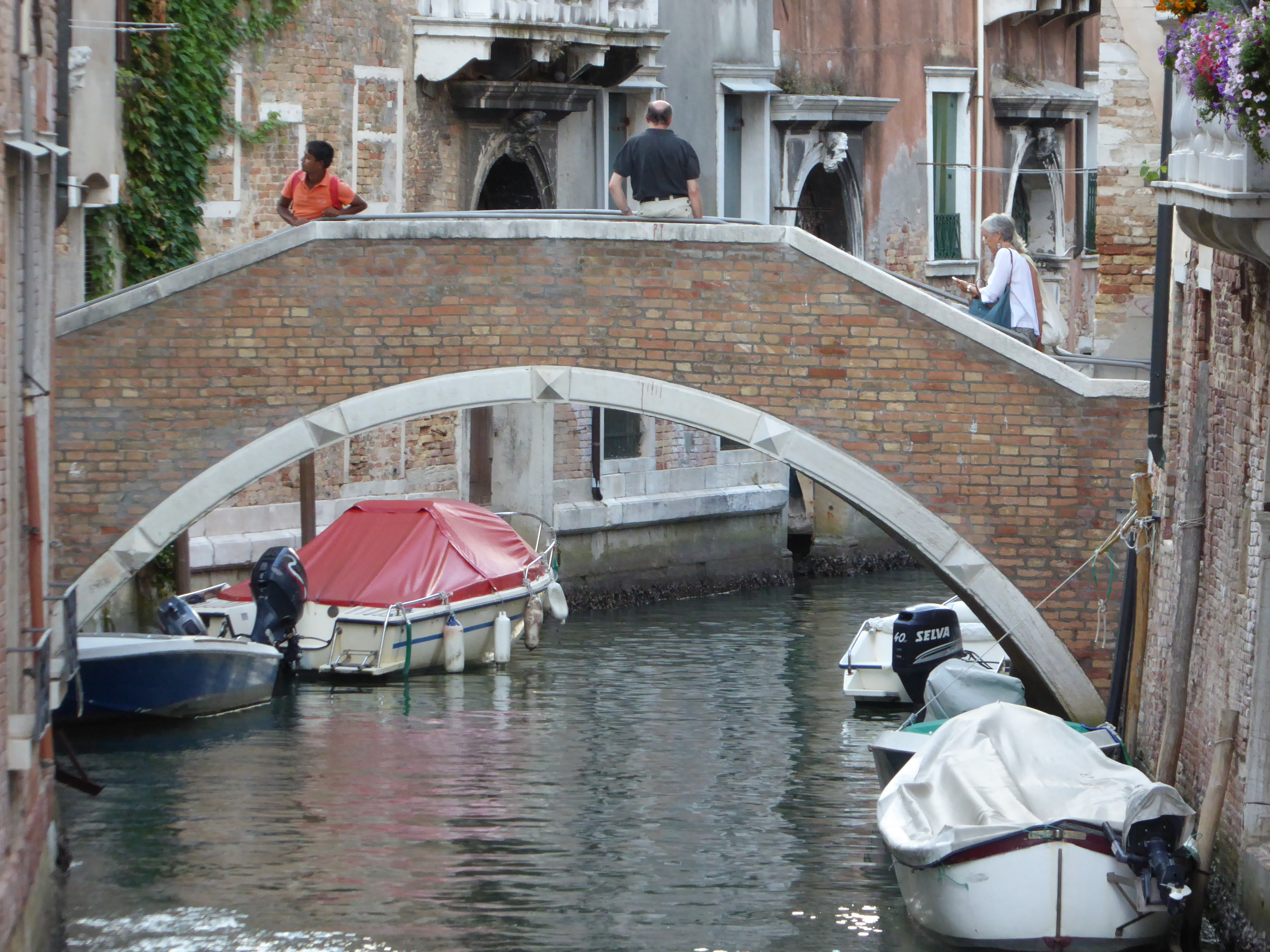
Ponte de la Grana Rio de San Martin
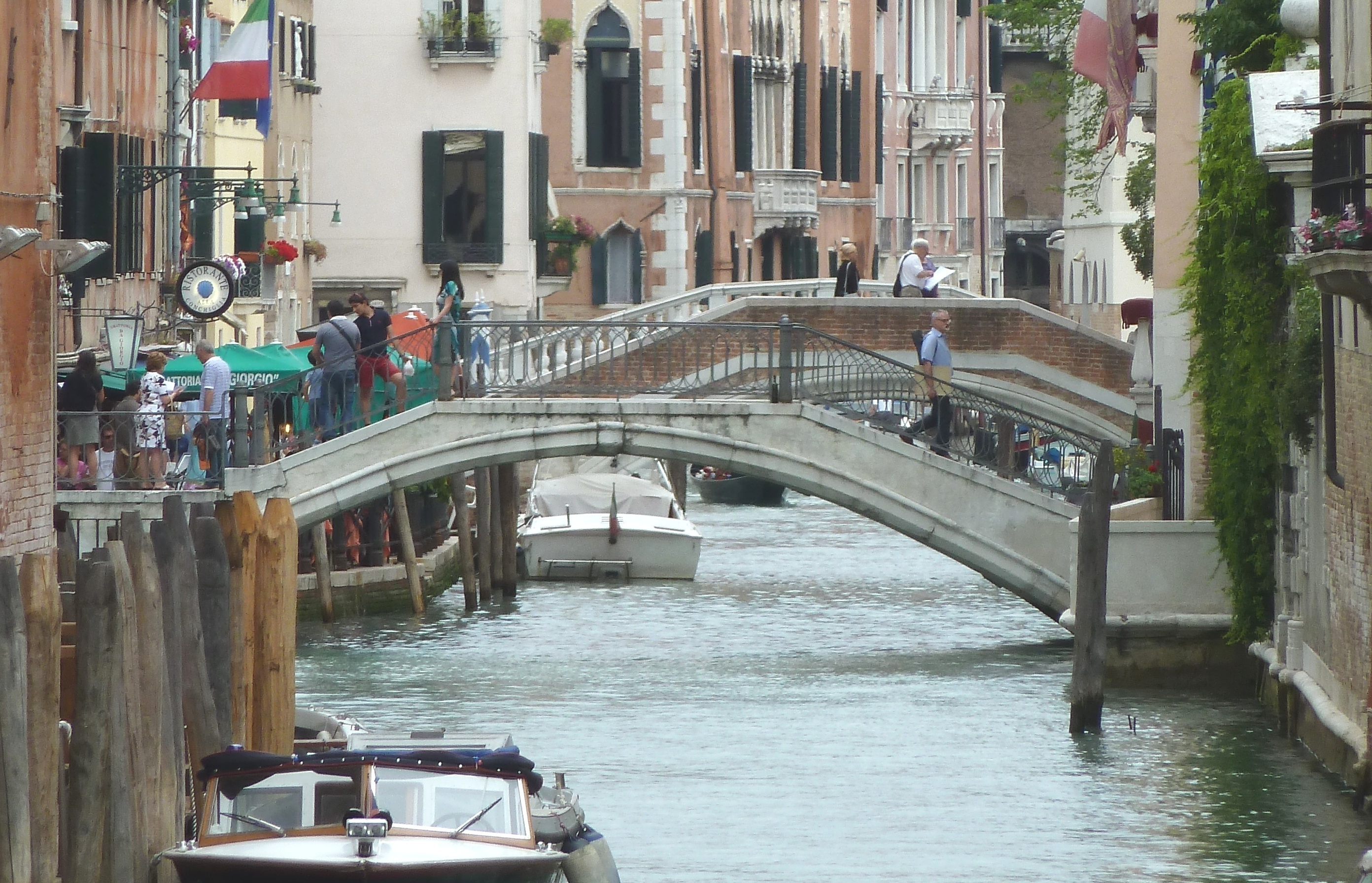
Ponte dei Greci Rio dei Greci
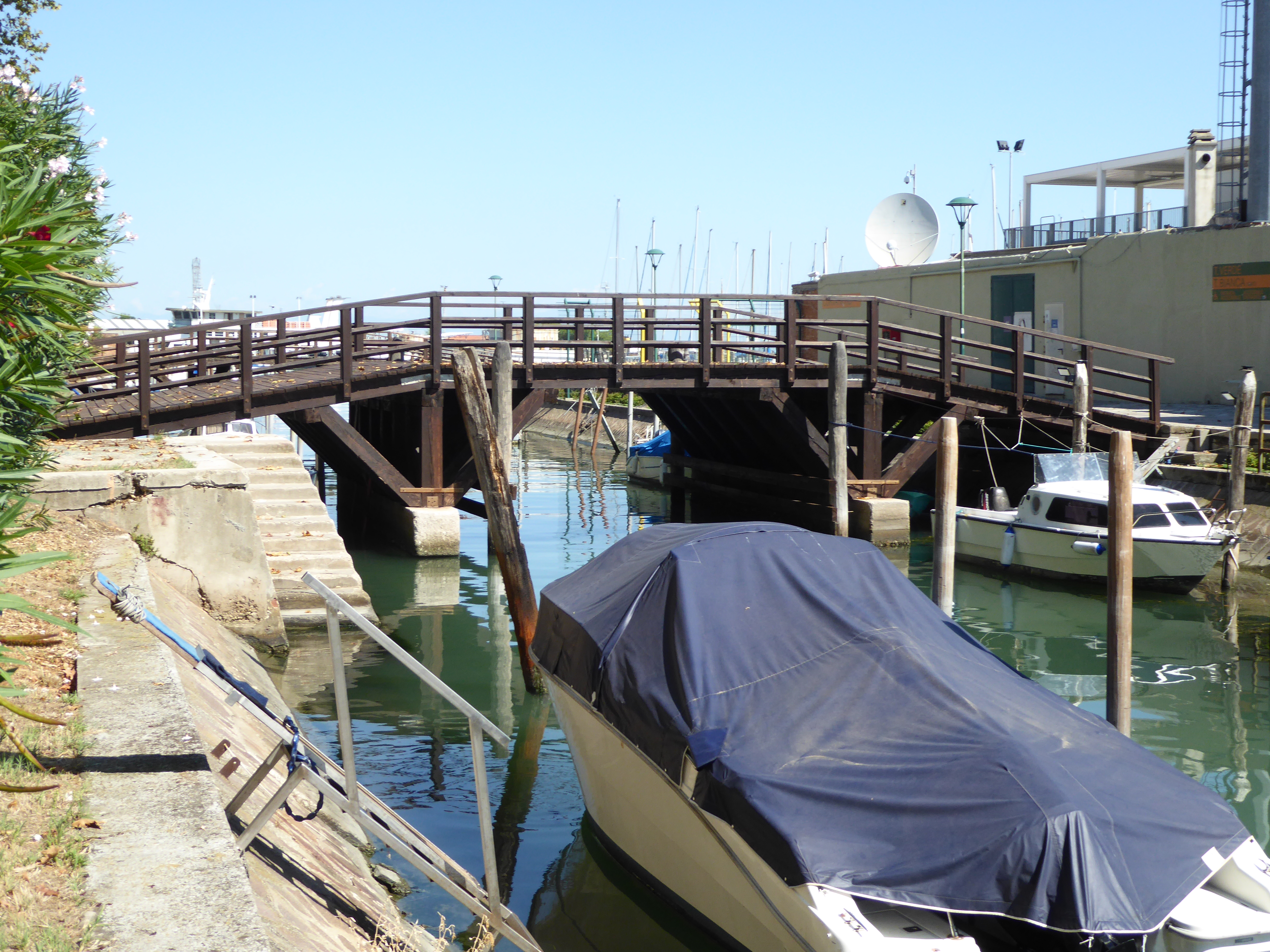
Ponte de l' Hermada Rio di Sant'Elena
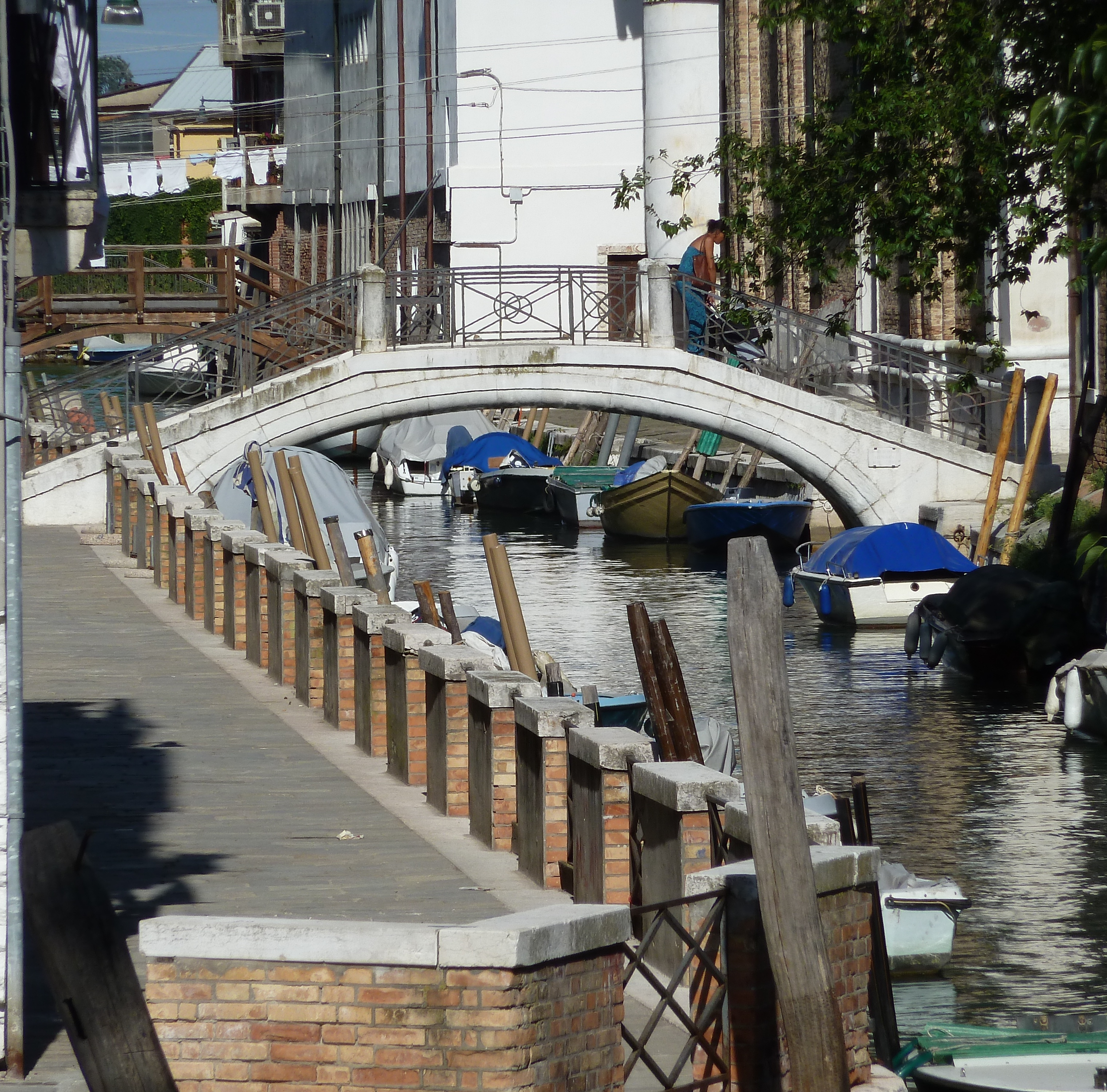
Ponte Sant'Isepo Rio de Sant'Isepo
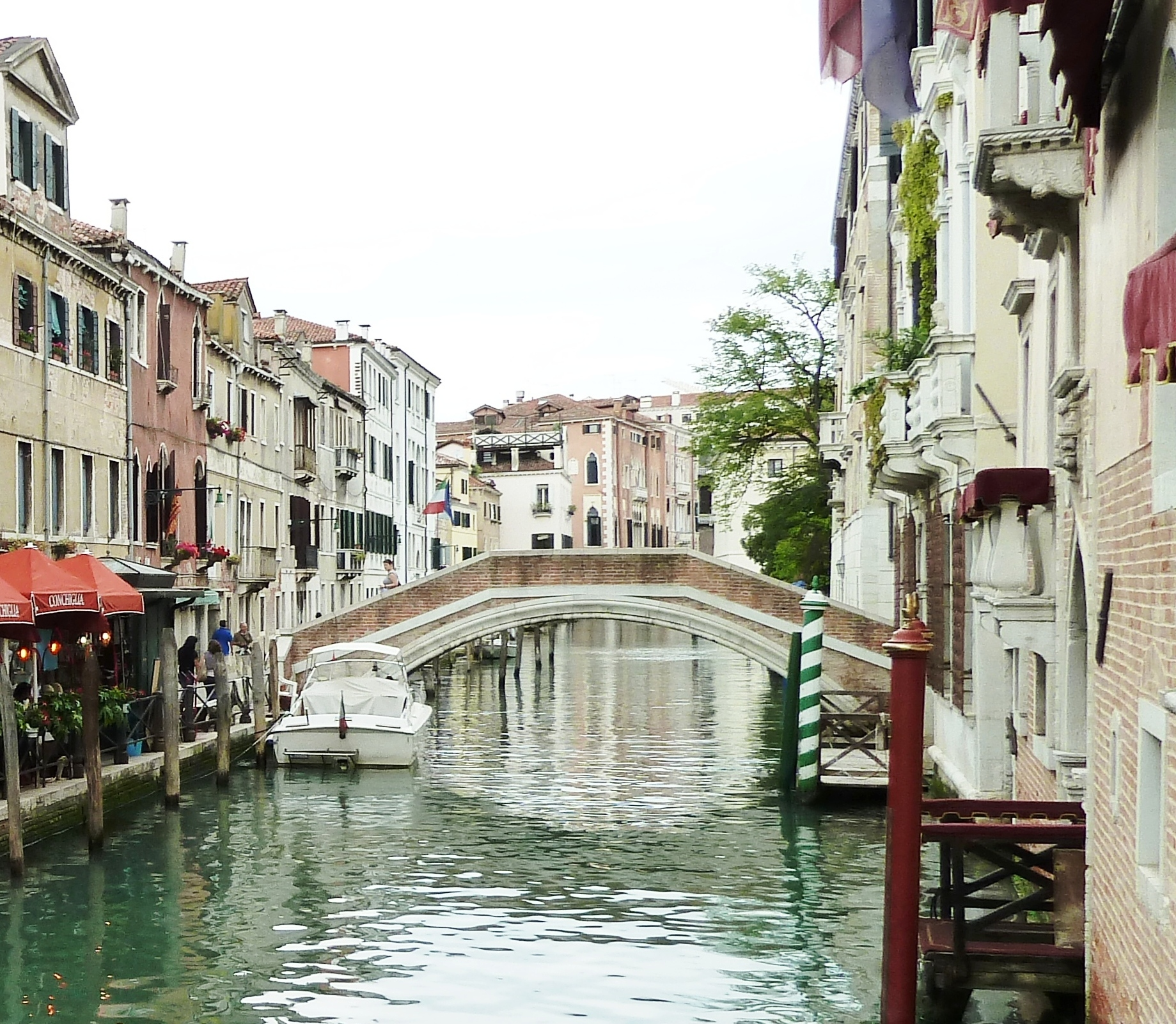
Ponte Lion Rio de San Lorenzo
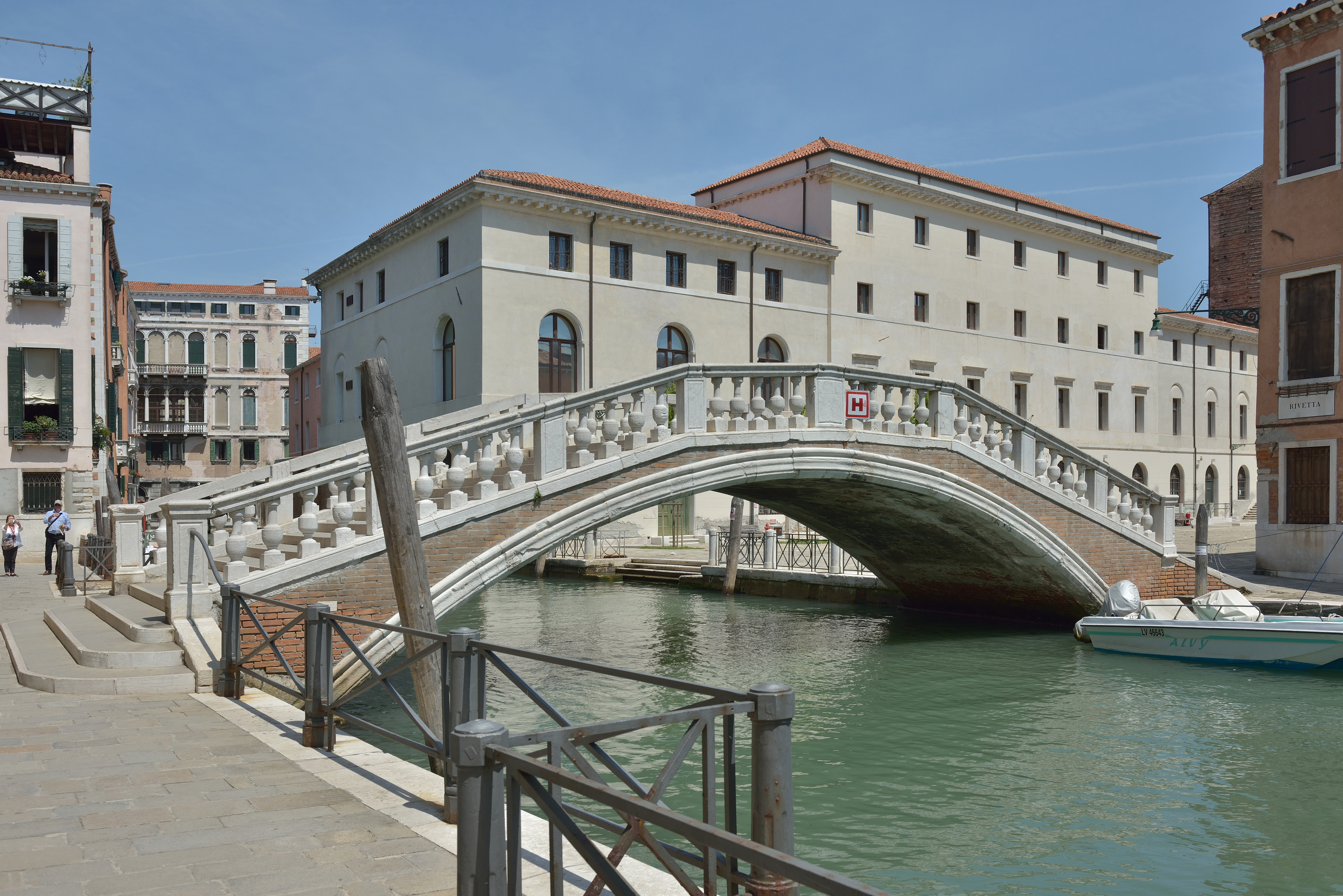
Ponte San Lorenzo Rio de San Lorenzo
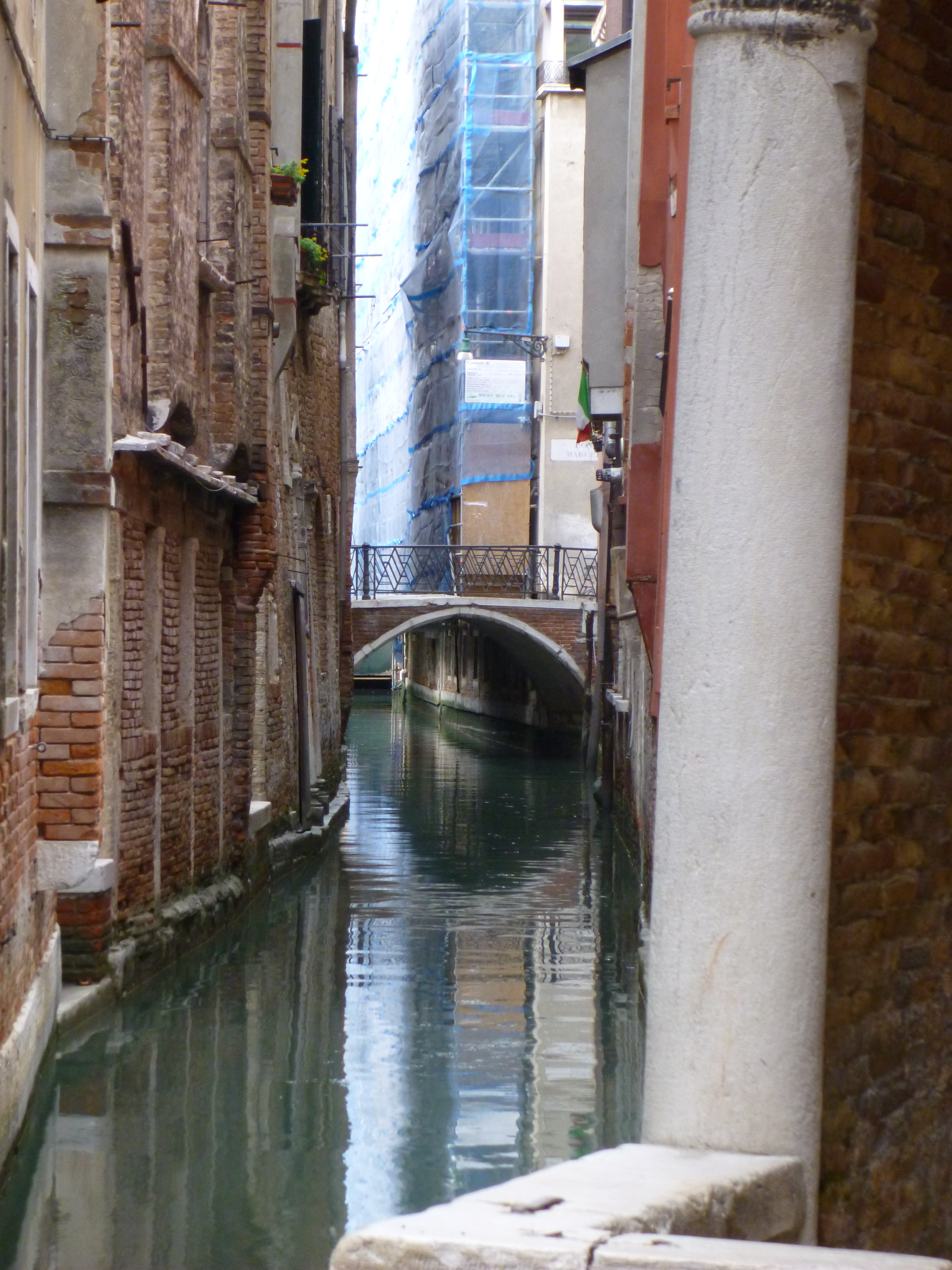
Ponte Marcello ou Pindemonte Rio del Piombo
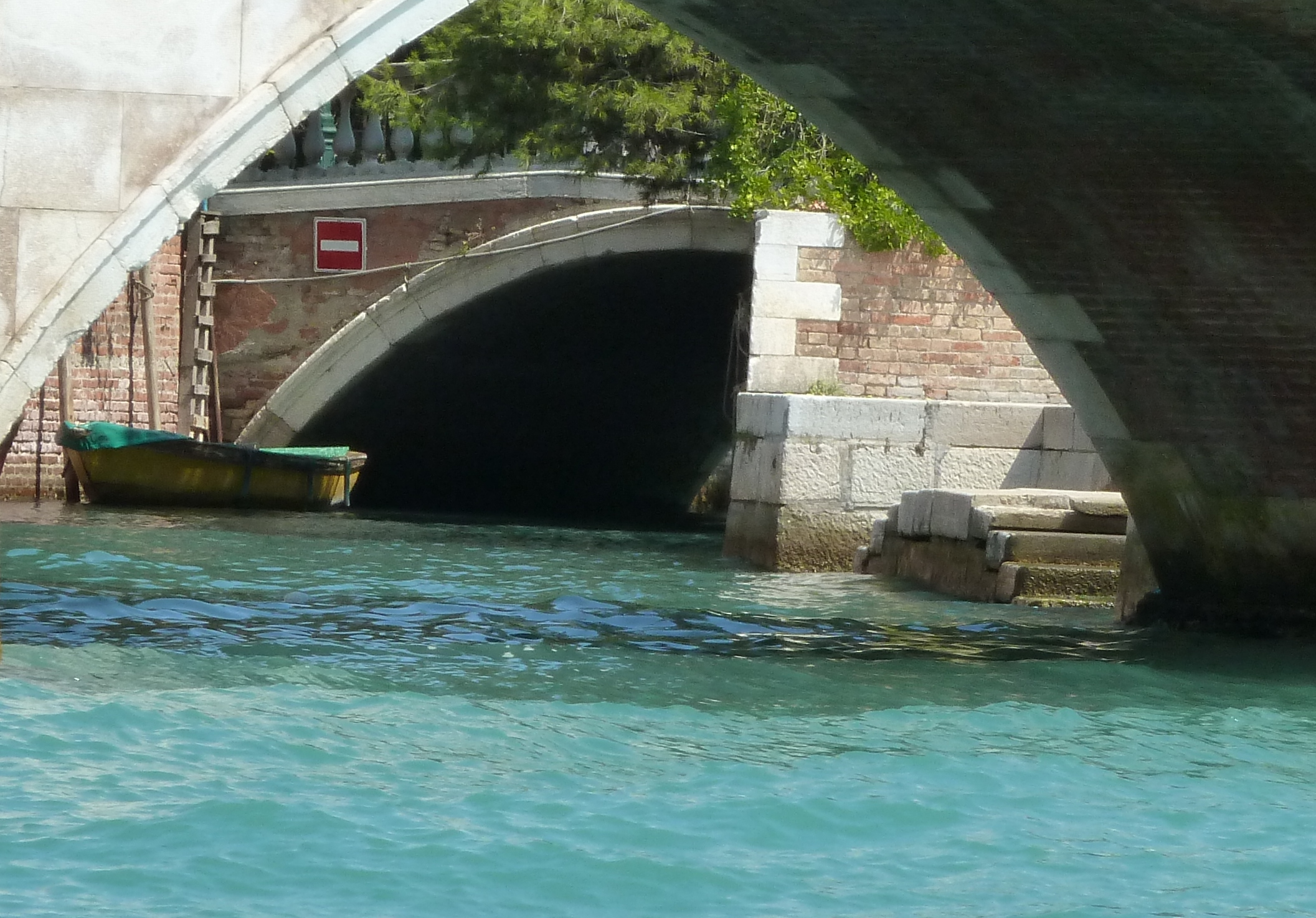
Ponte larga Marinai d'Italia Rio de Sant'Isepo
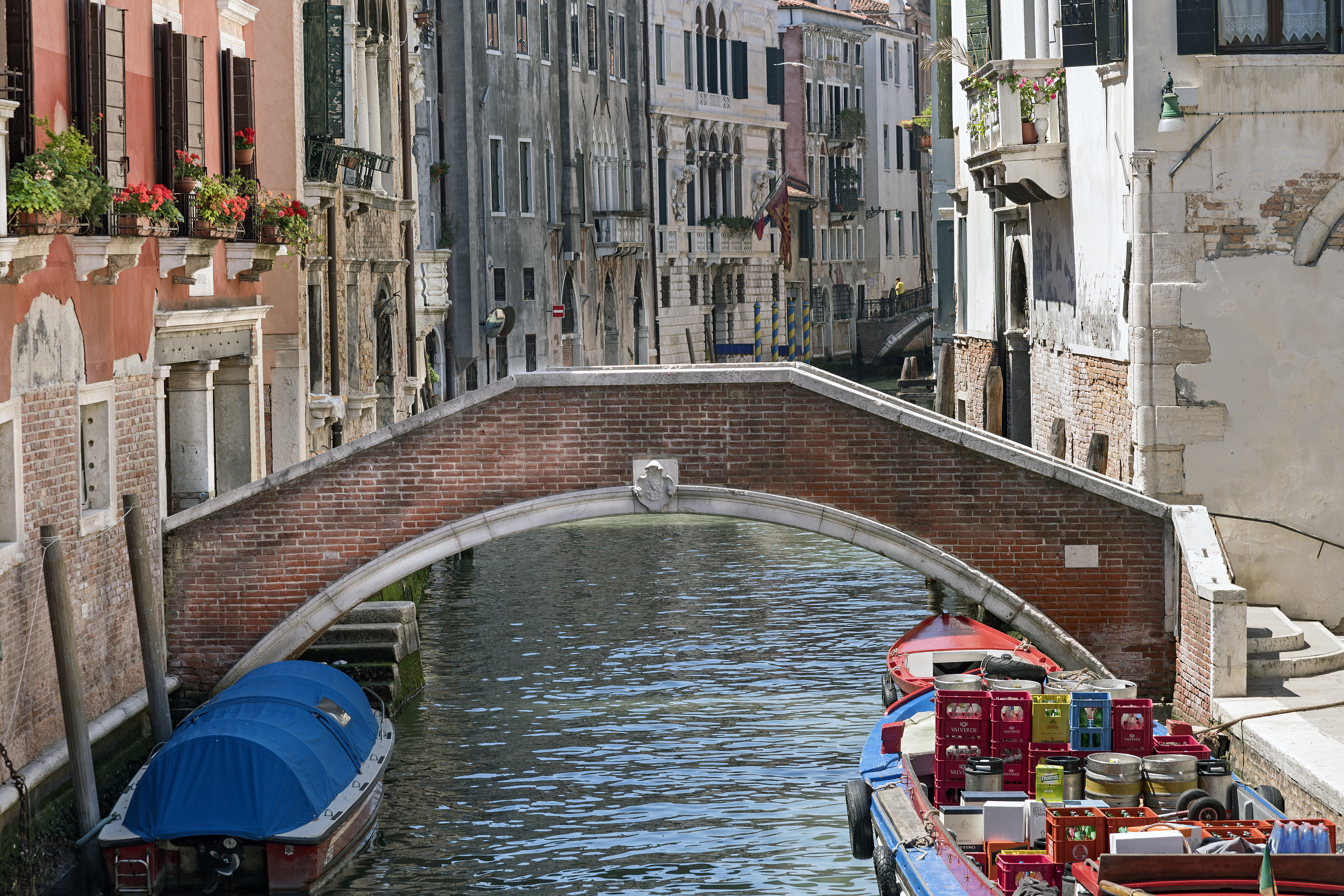
Ponte Minich Rio del Paradiso
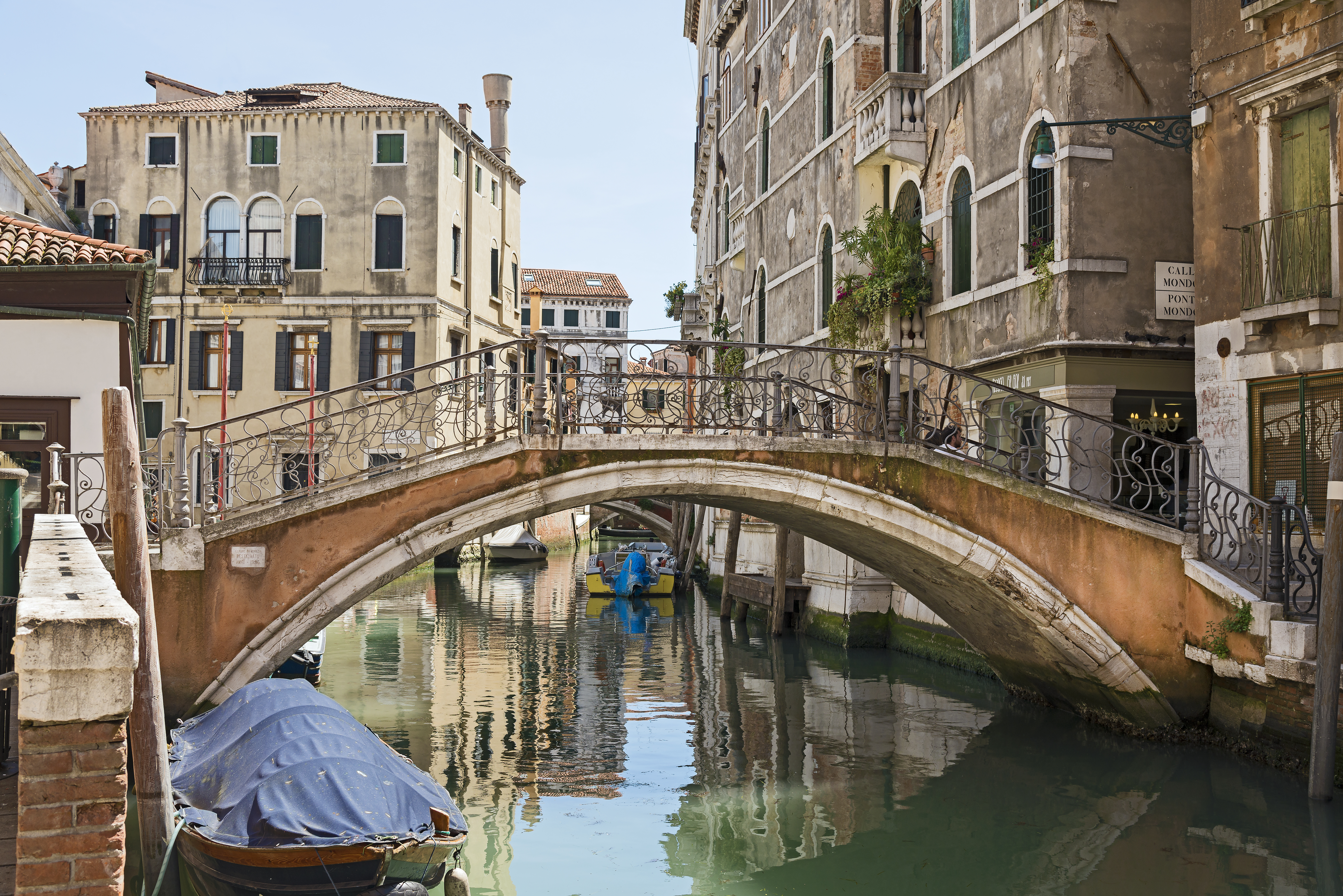
Ponte del Mondo Novo Rio del Mondo Novo
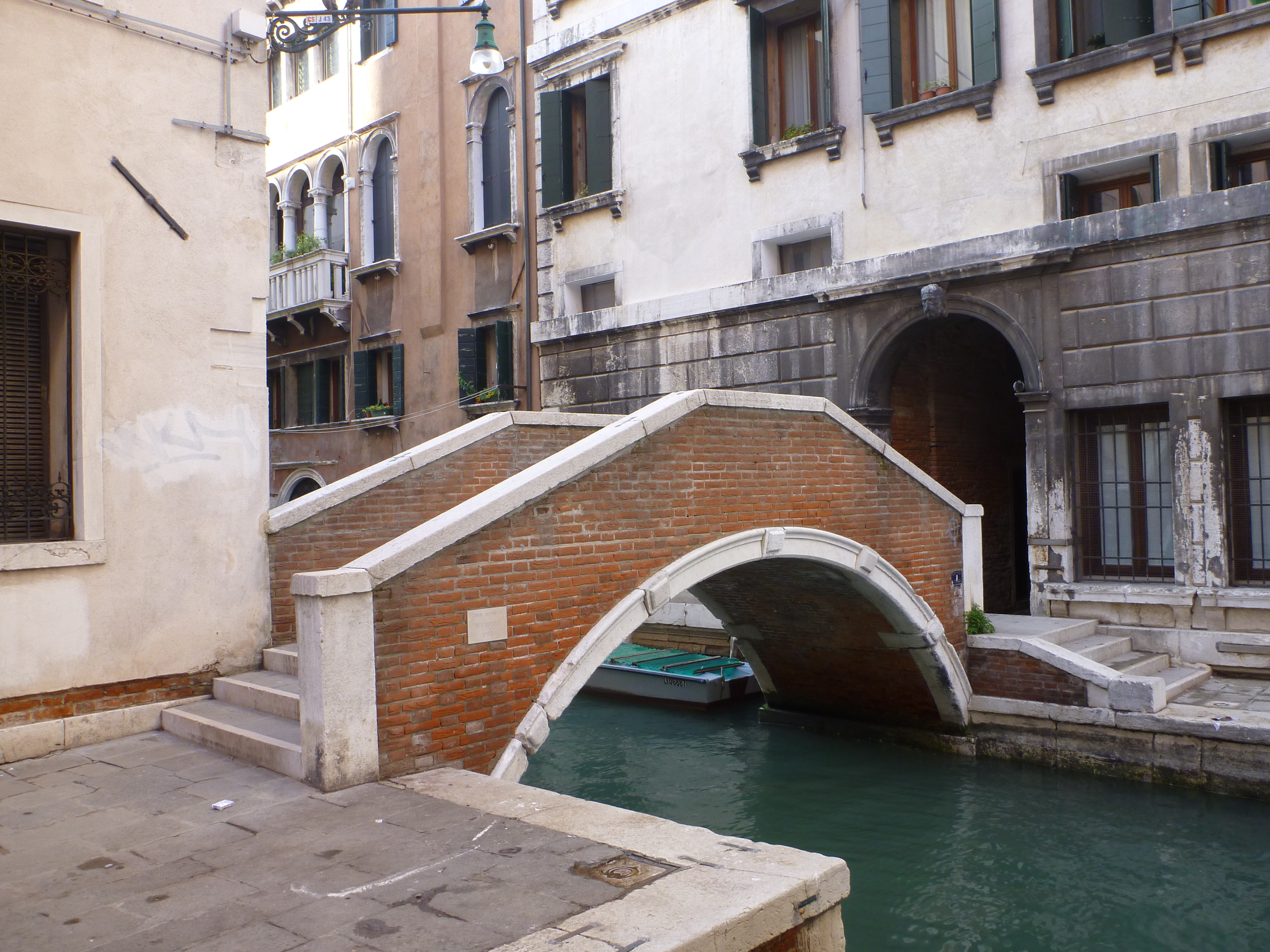
Ponte Muazzo Rio de San Giovanni Laterano
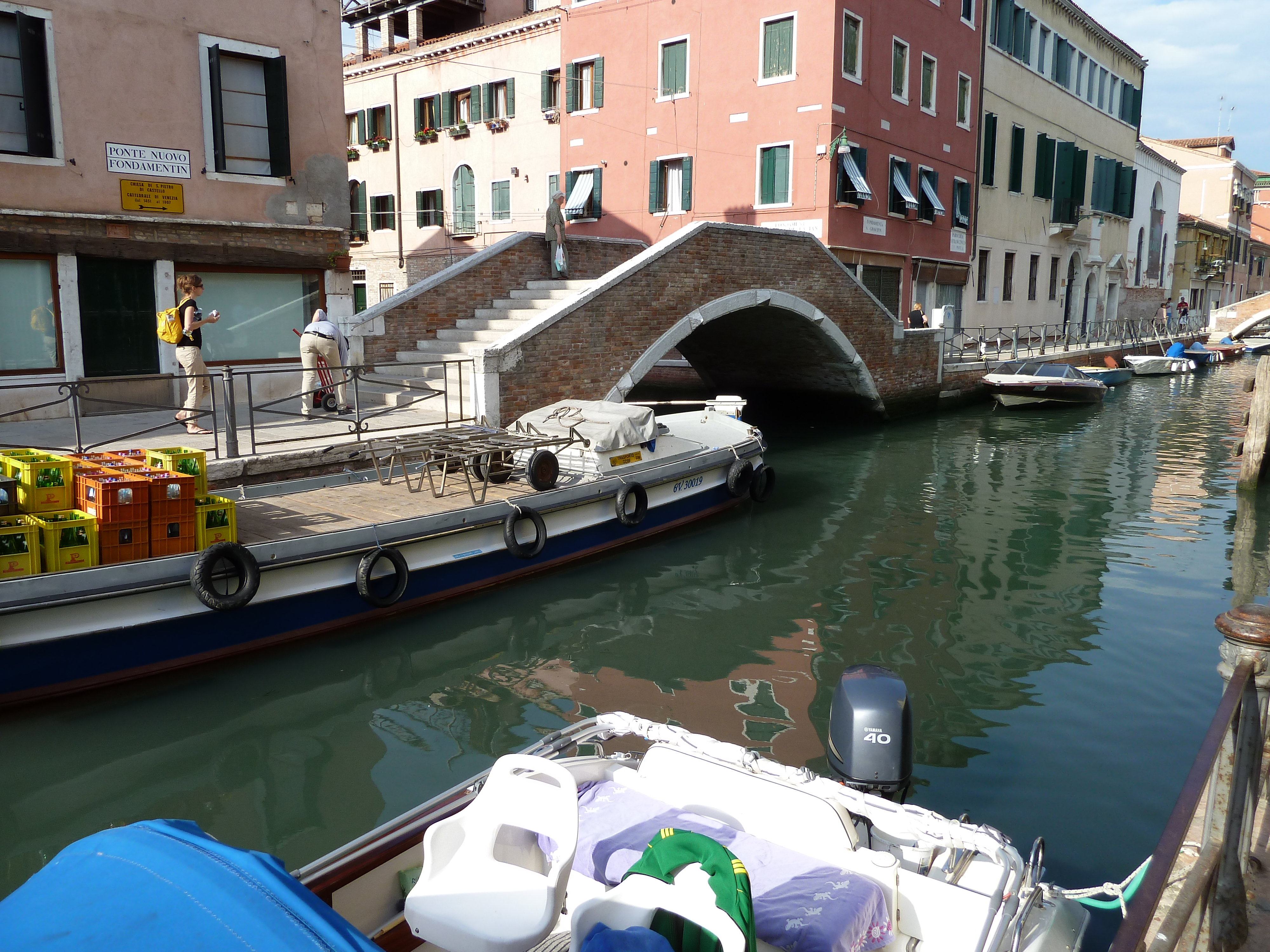
Ponte Novo Rio de San Gerolamo // Rio de Sant'Ana
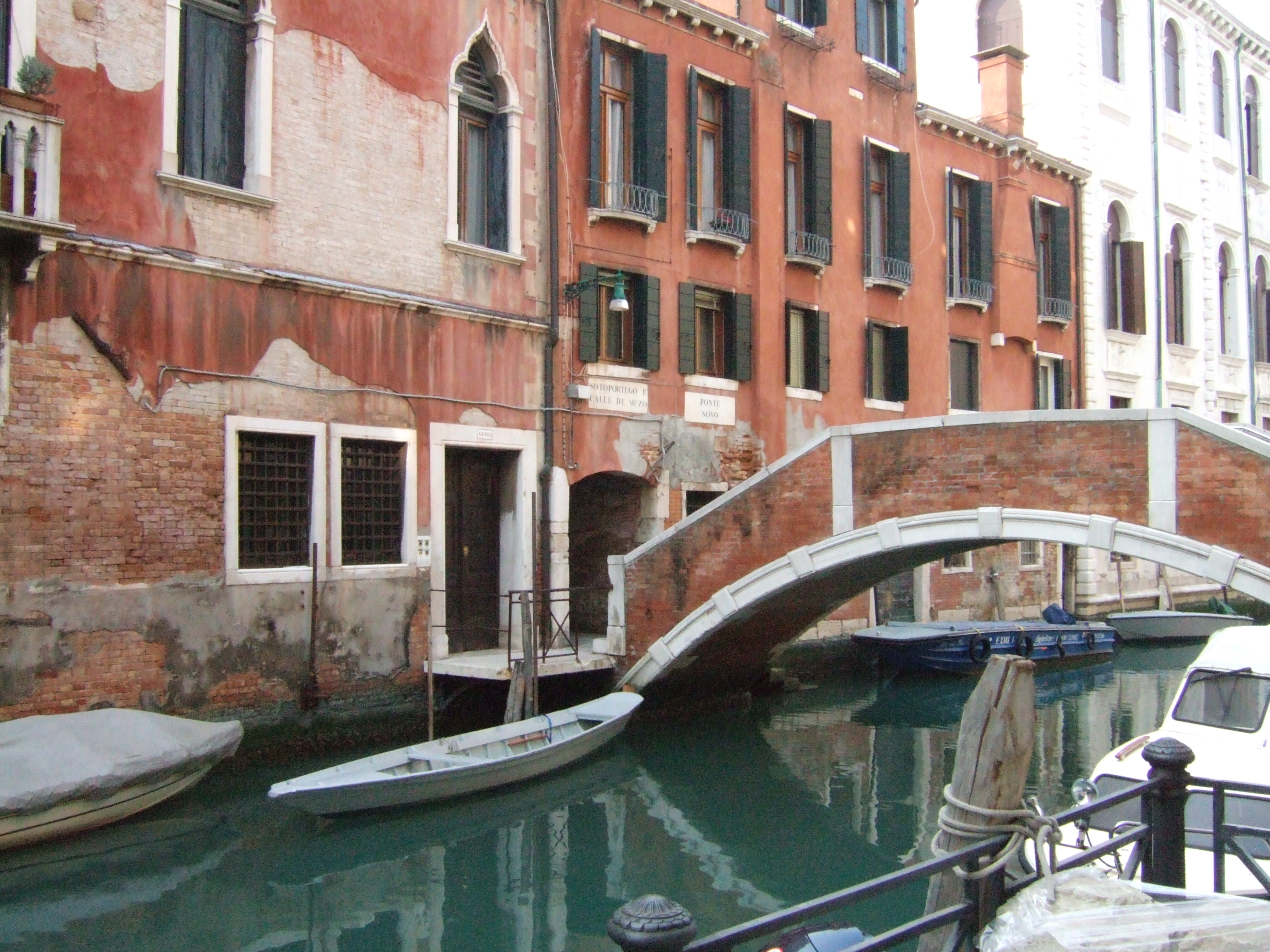
Ponte Novo ou de l'Arco Rio de San Severo
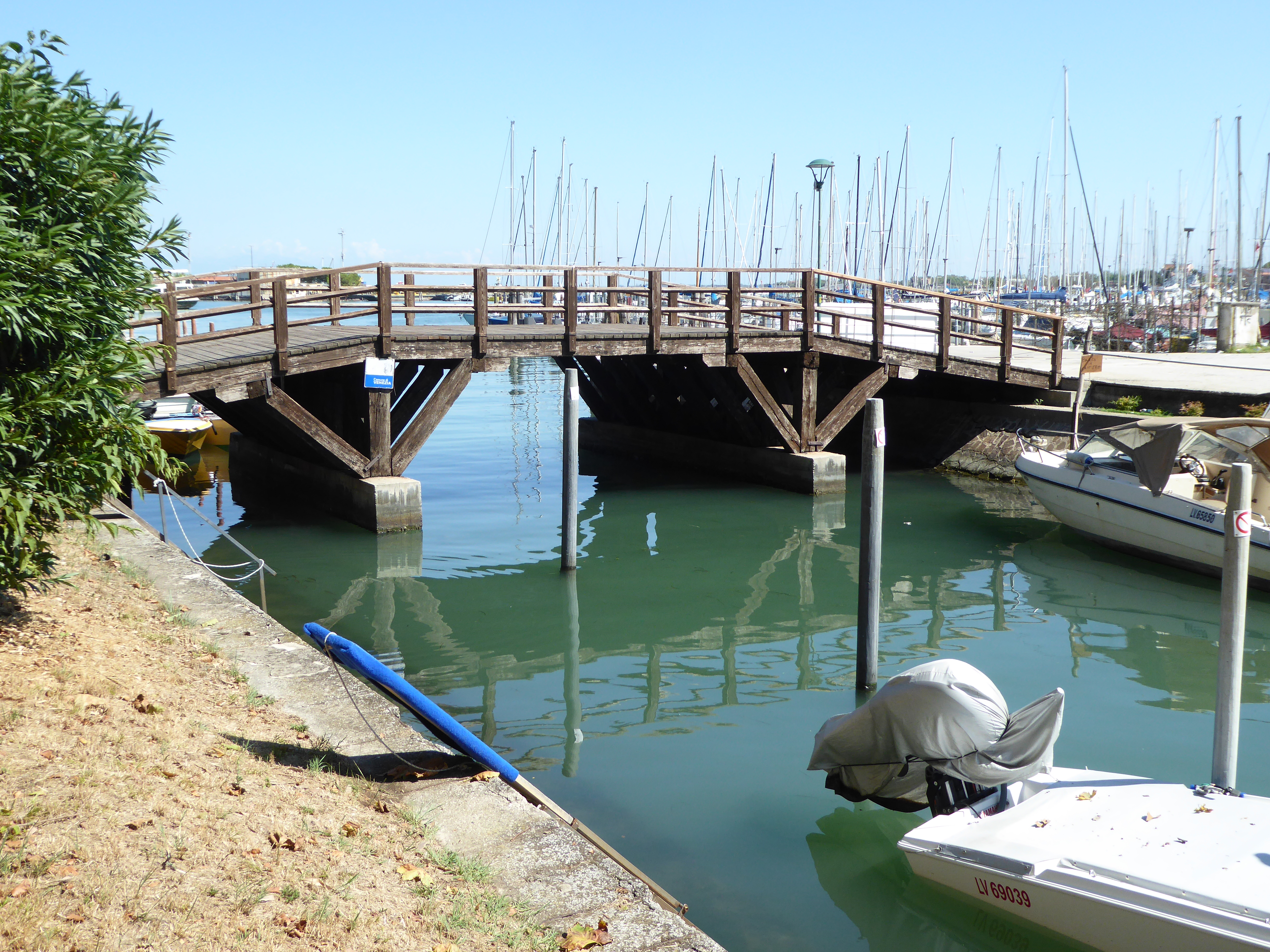
Ponte Novo del Pasuvio Rio di Sant'Elena
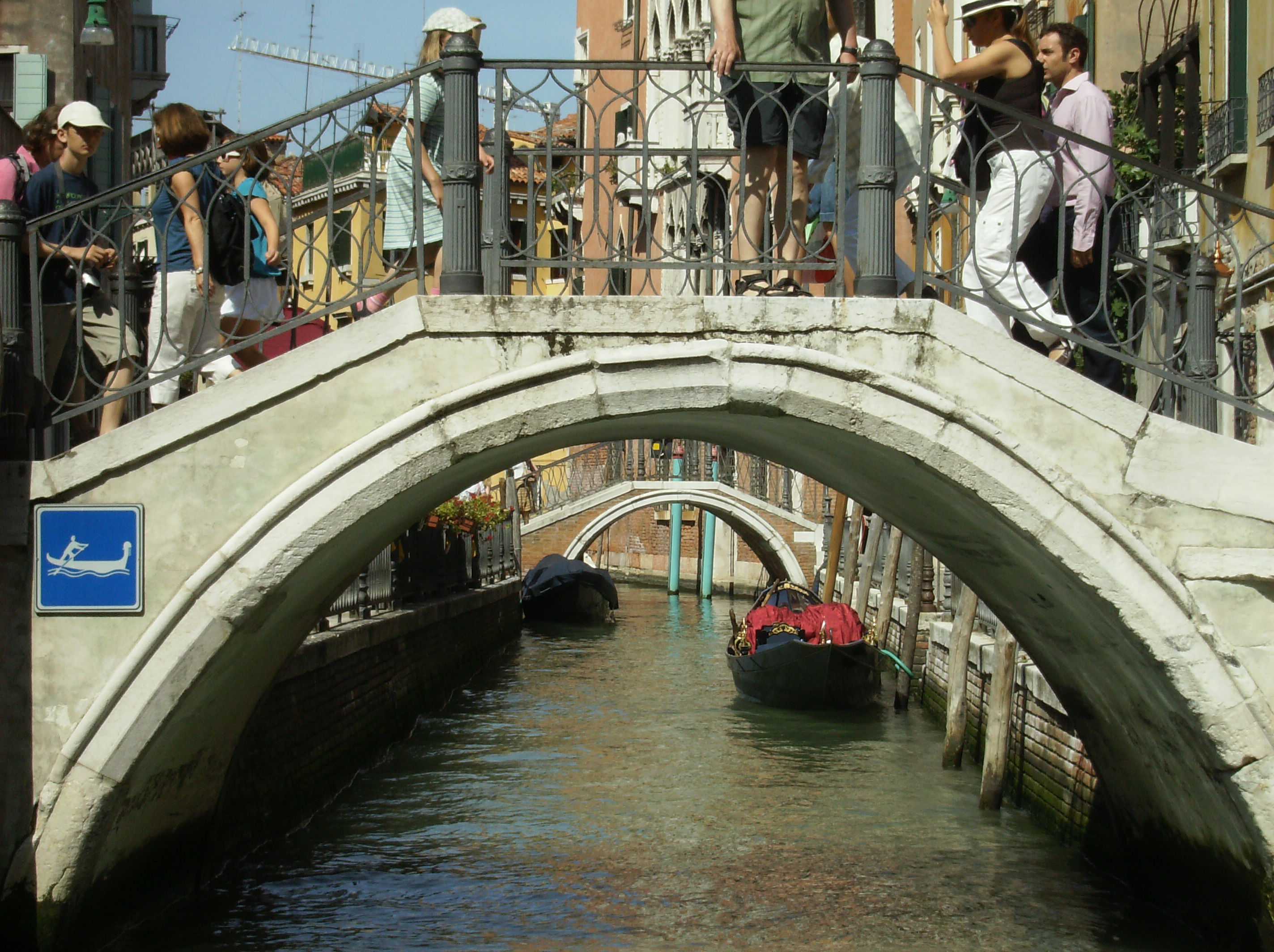
Ponte de l'Osmarin Rio de San Provolo
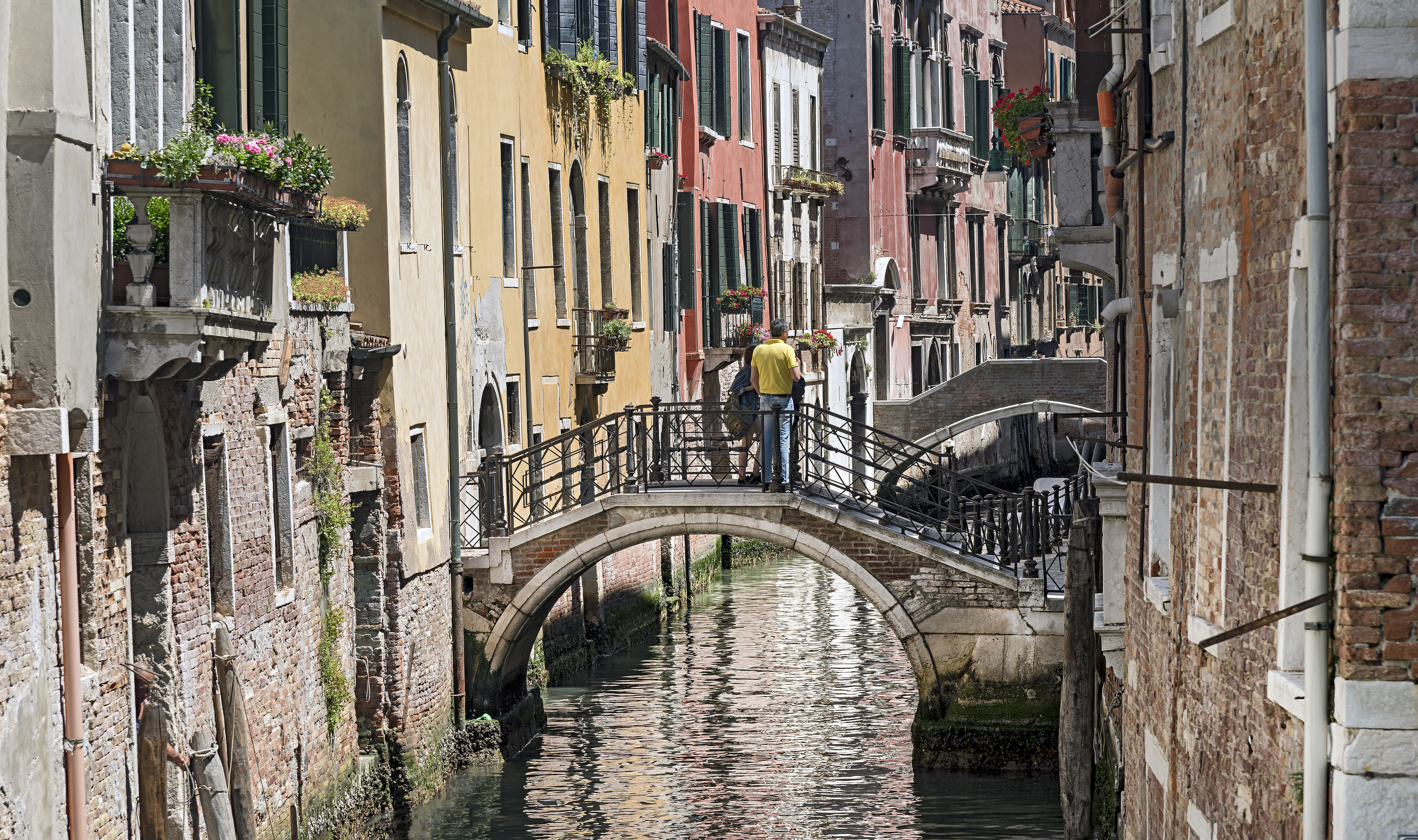
Ponte de l'Ospedaletto Rio de San Giovanni Laterano
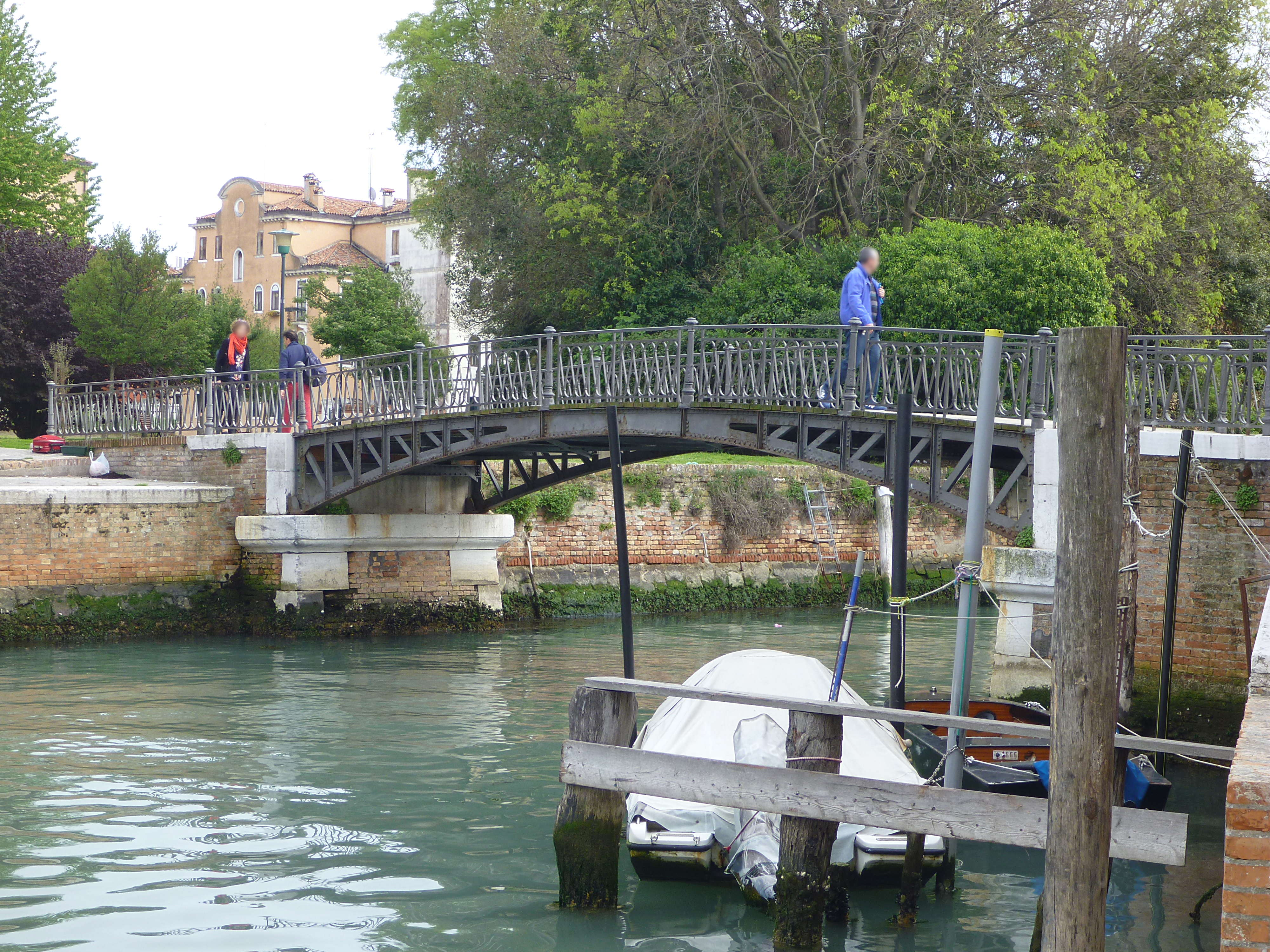
Ponte del Paludo Rio dei Giardini
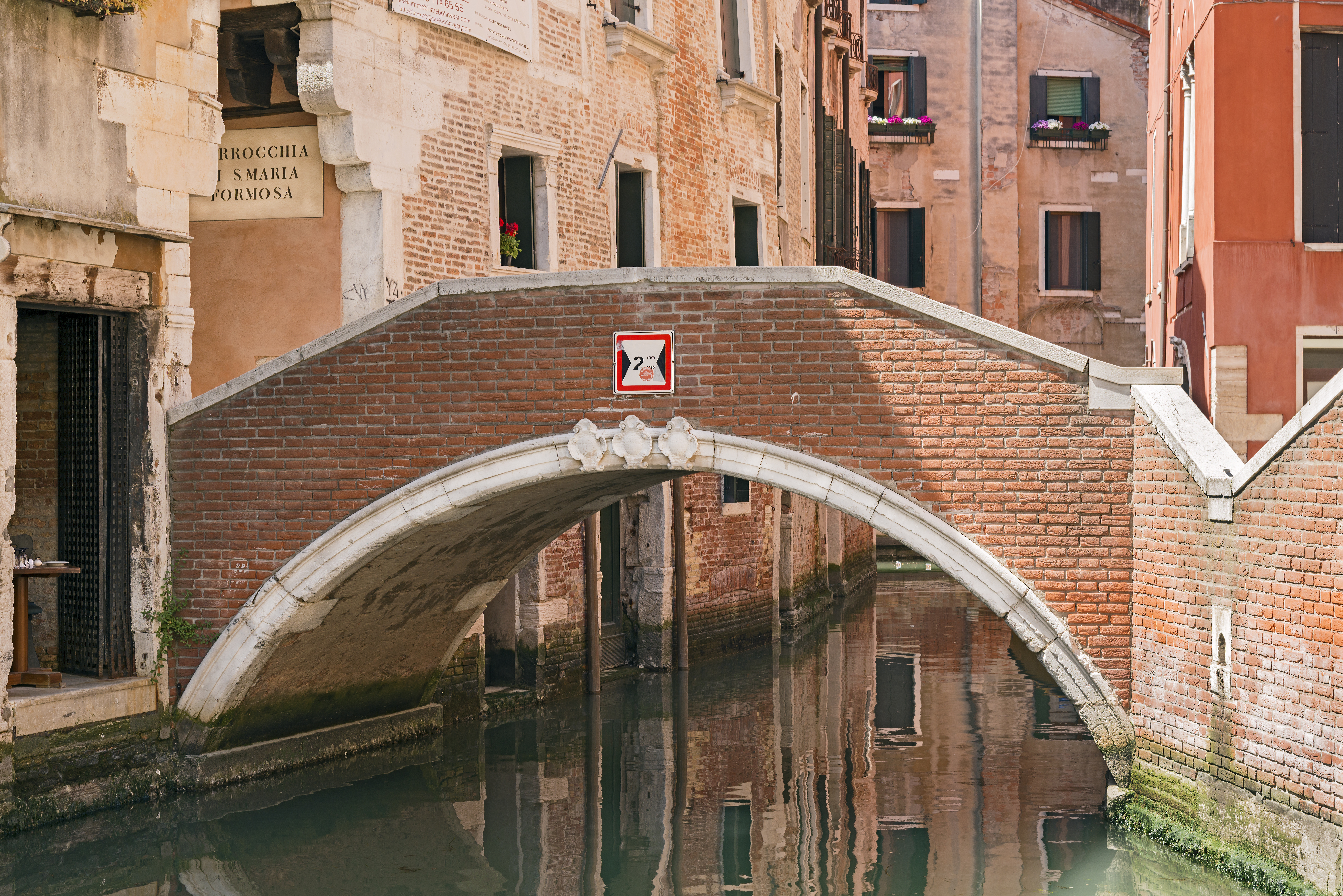
Ponte del Paradiso Rio del Mondo Novo
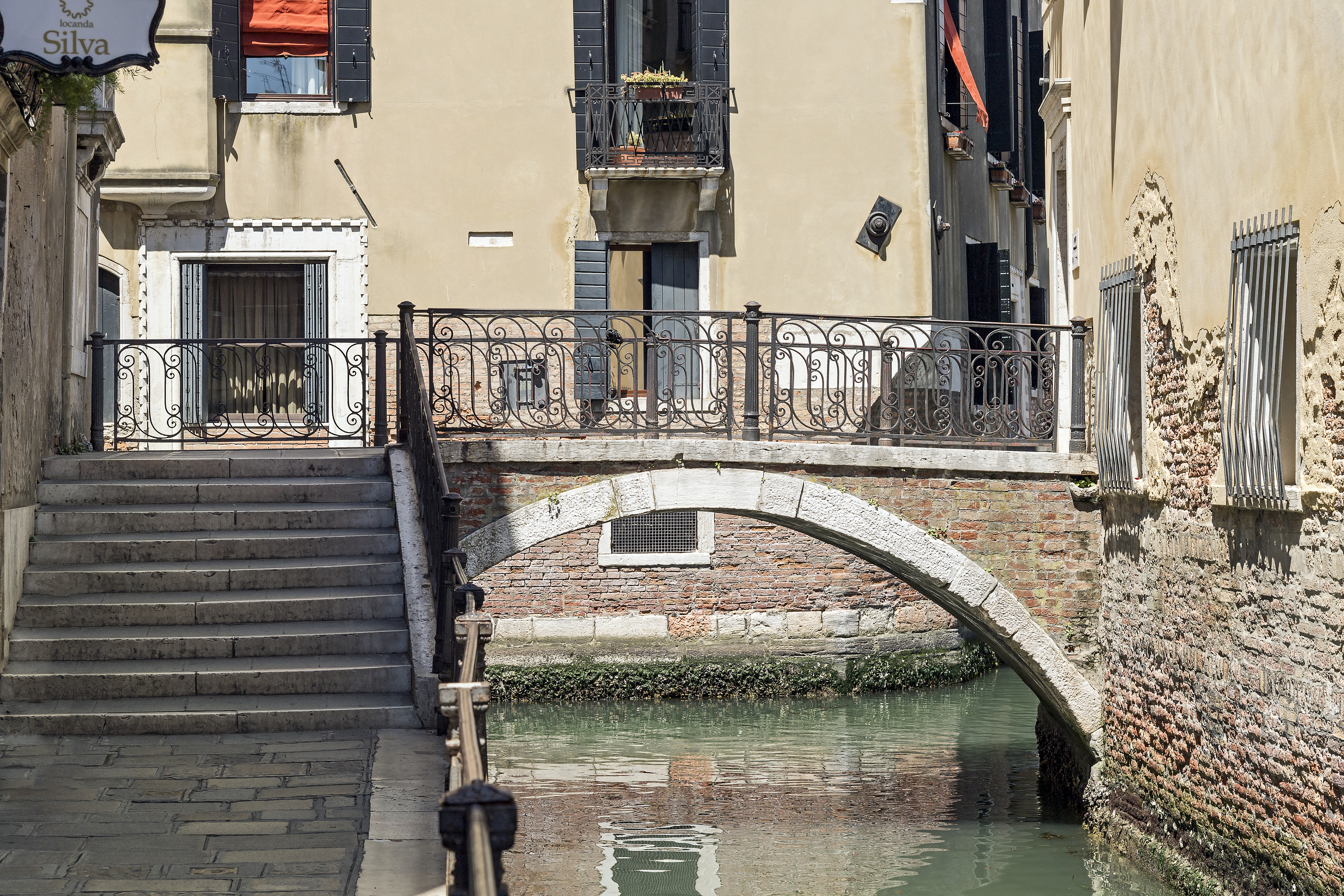
Ponte Pasqualigo Rio de San Zaninovo // au Rio del Mondo Novo
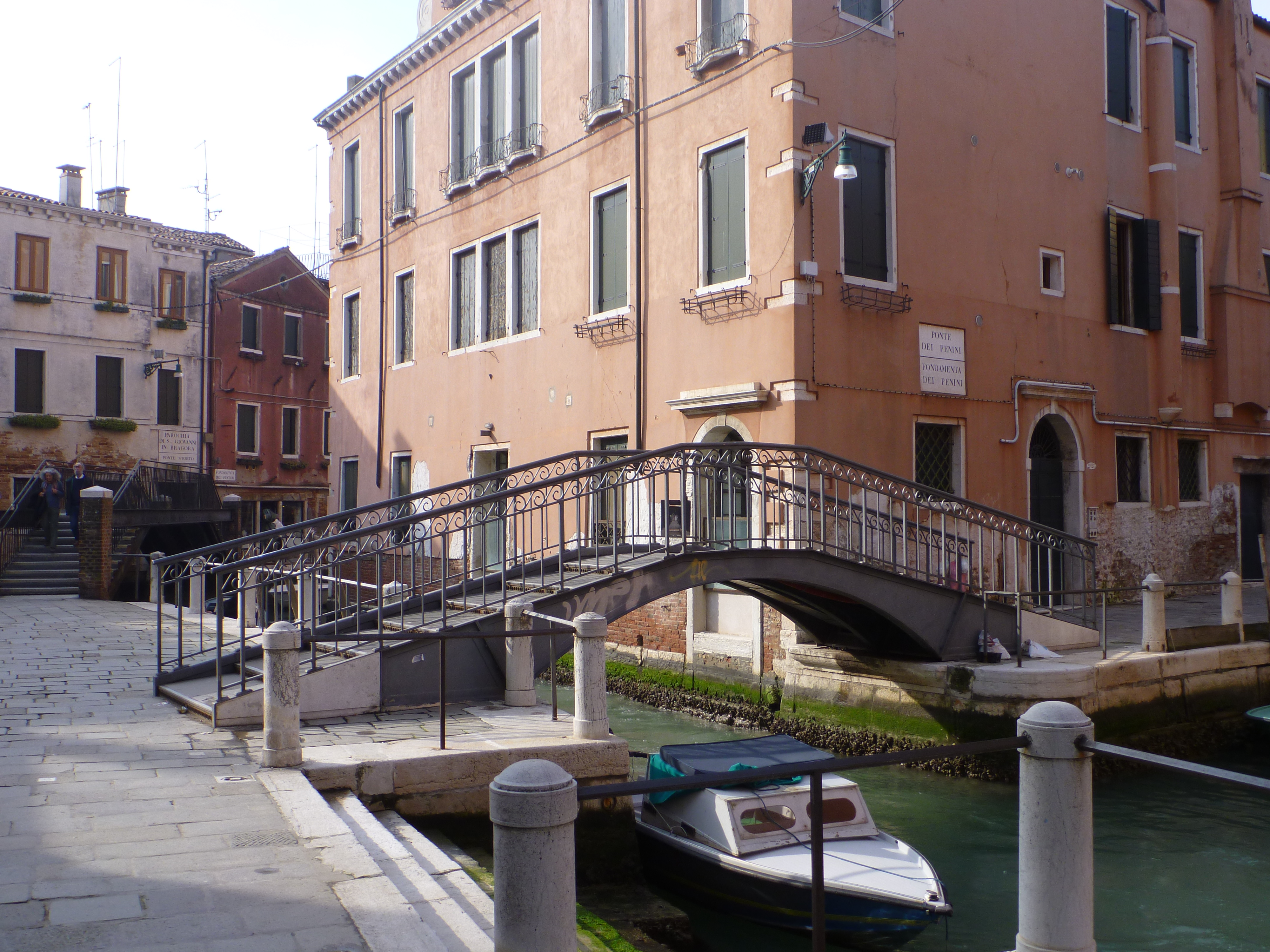
Ponte dei Penini Rio de San Martin/dell' Arco
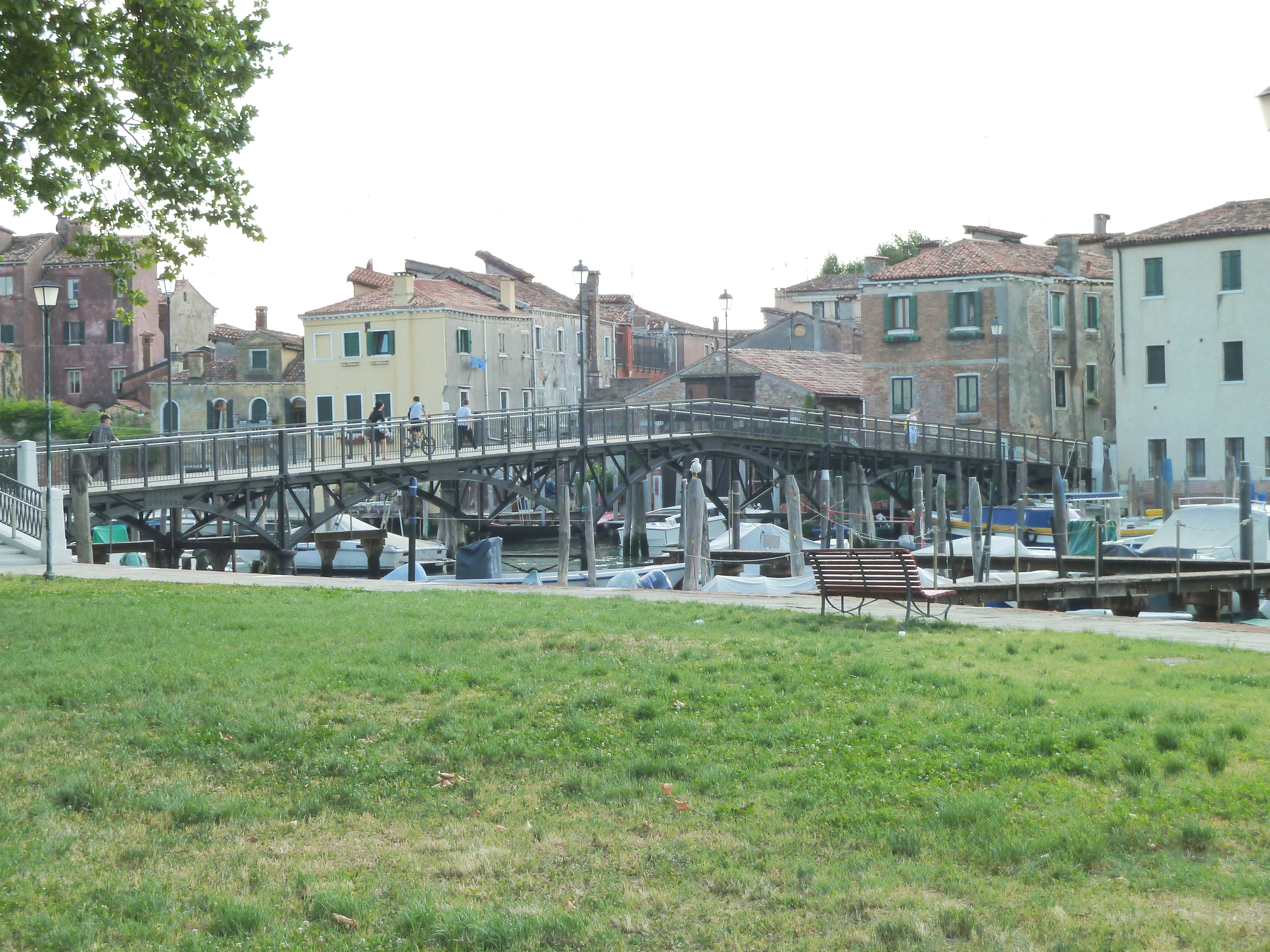
Ponte San Pietro Canal de San Piero
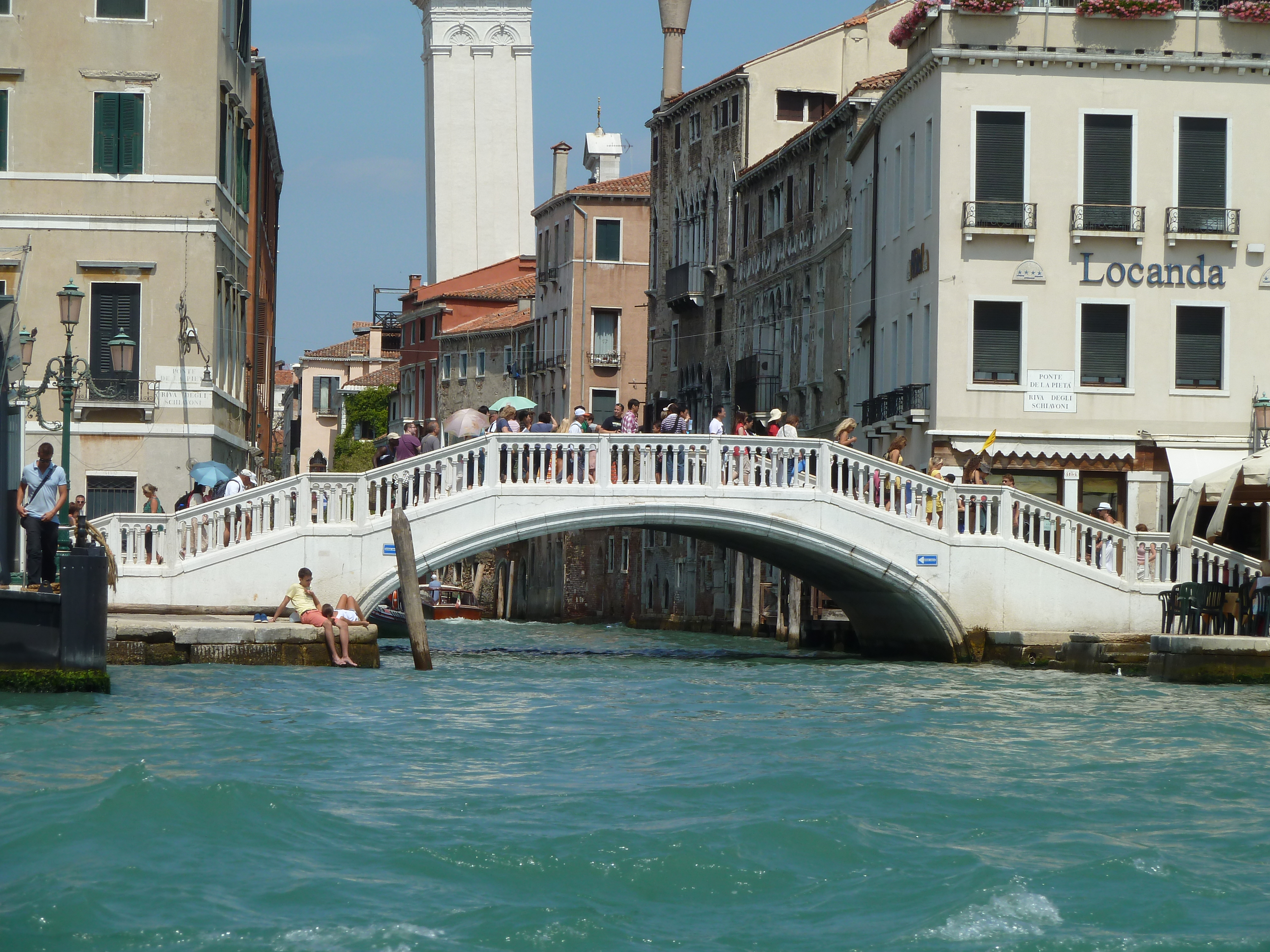
Ponte de la Pietà Rio dei Greci
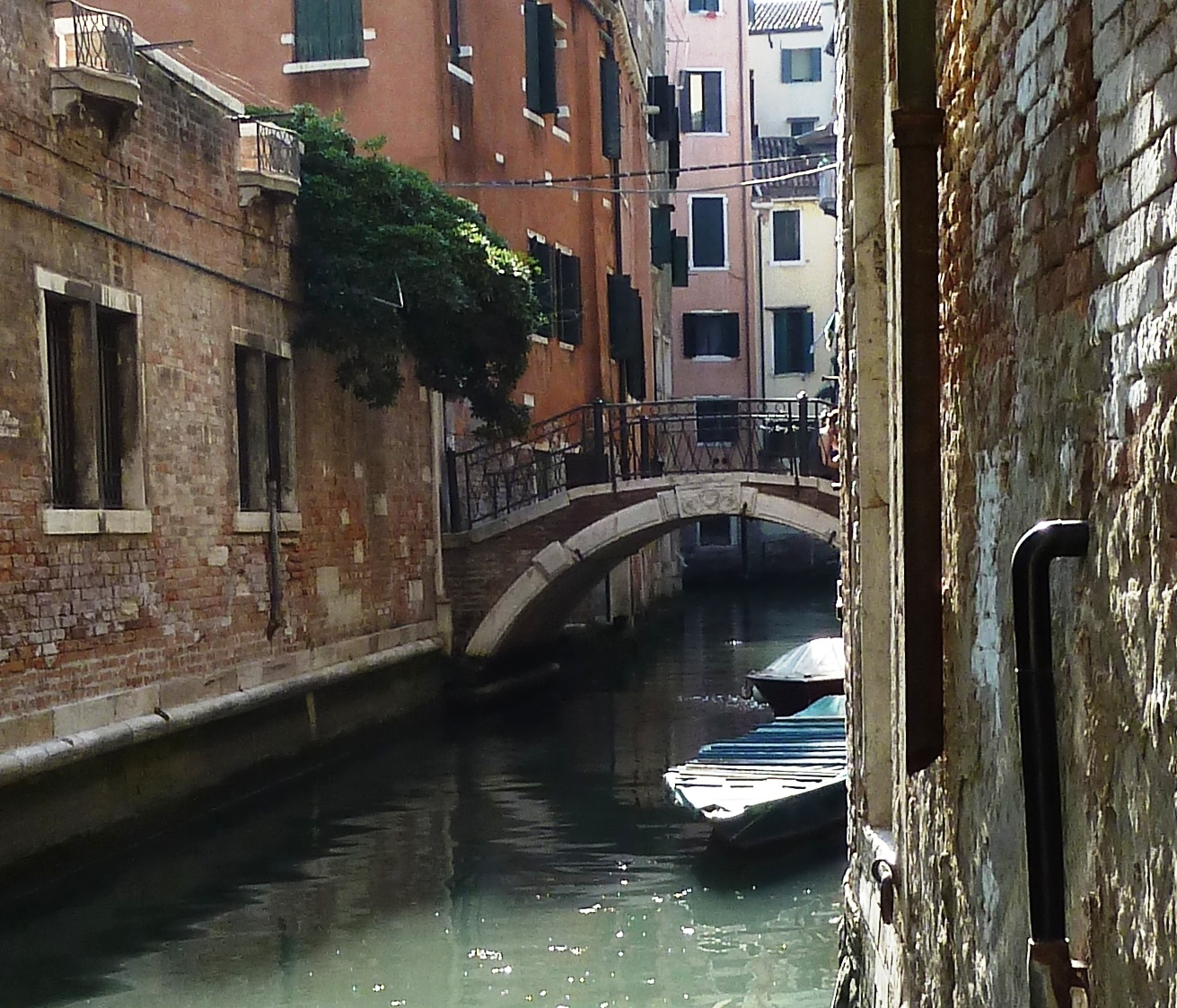
Ponte del Pistor Rio del Piombo
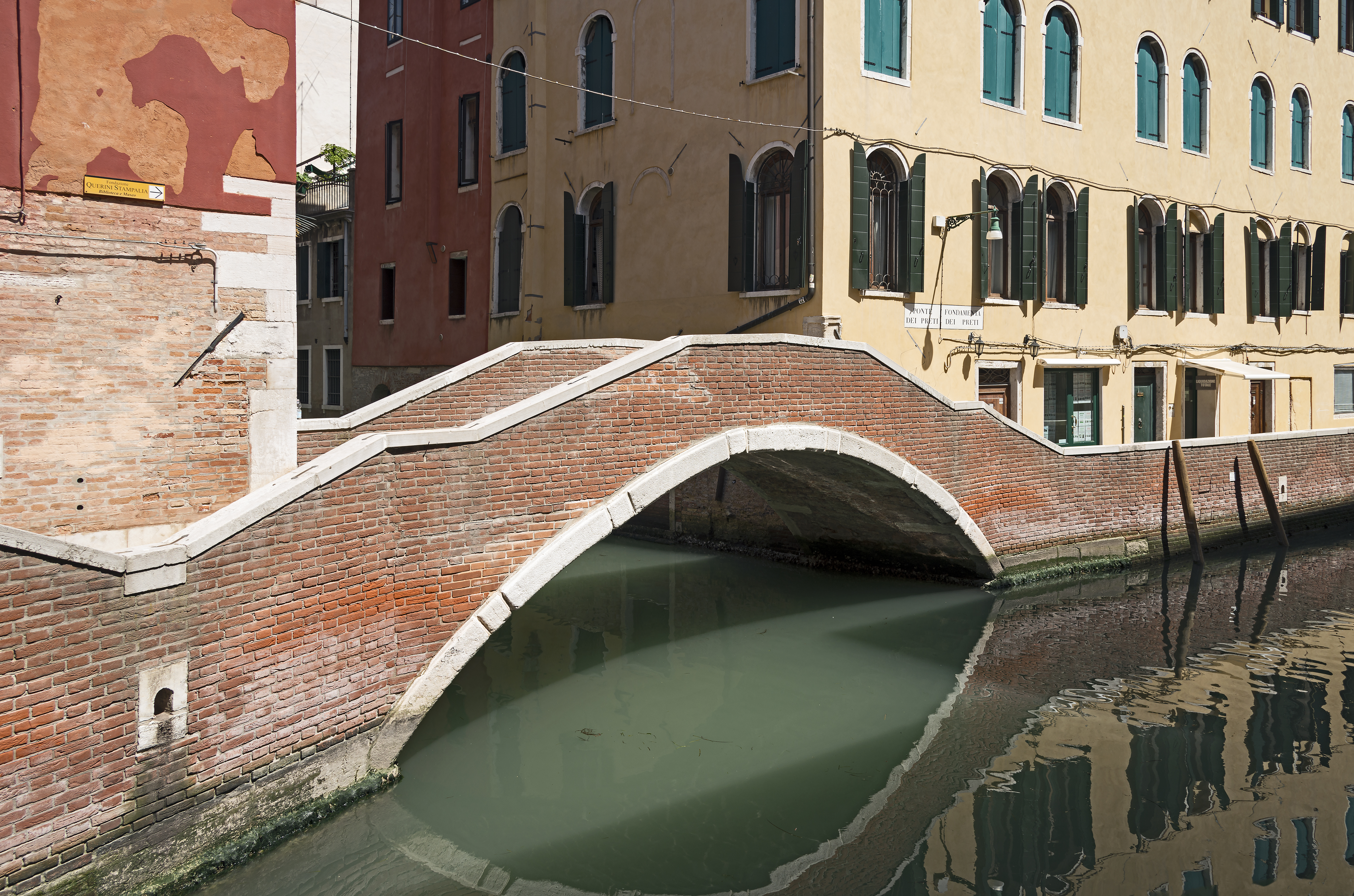
Ponte dei Preti Rio del Paradiso
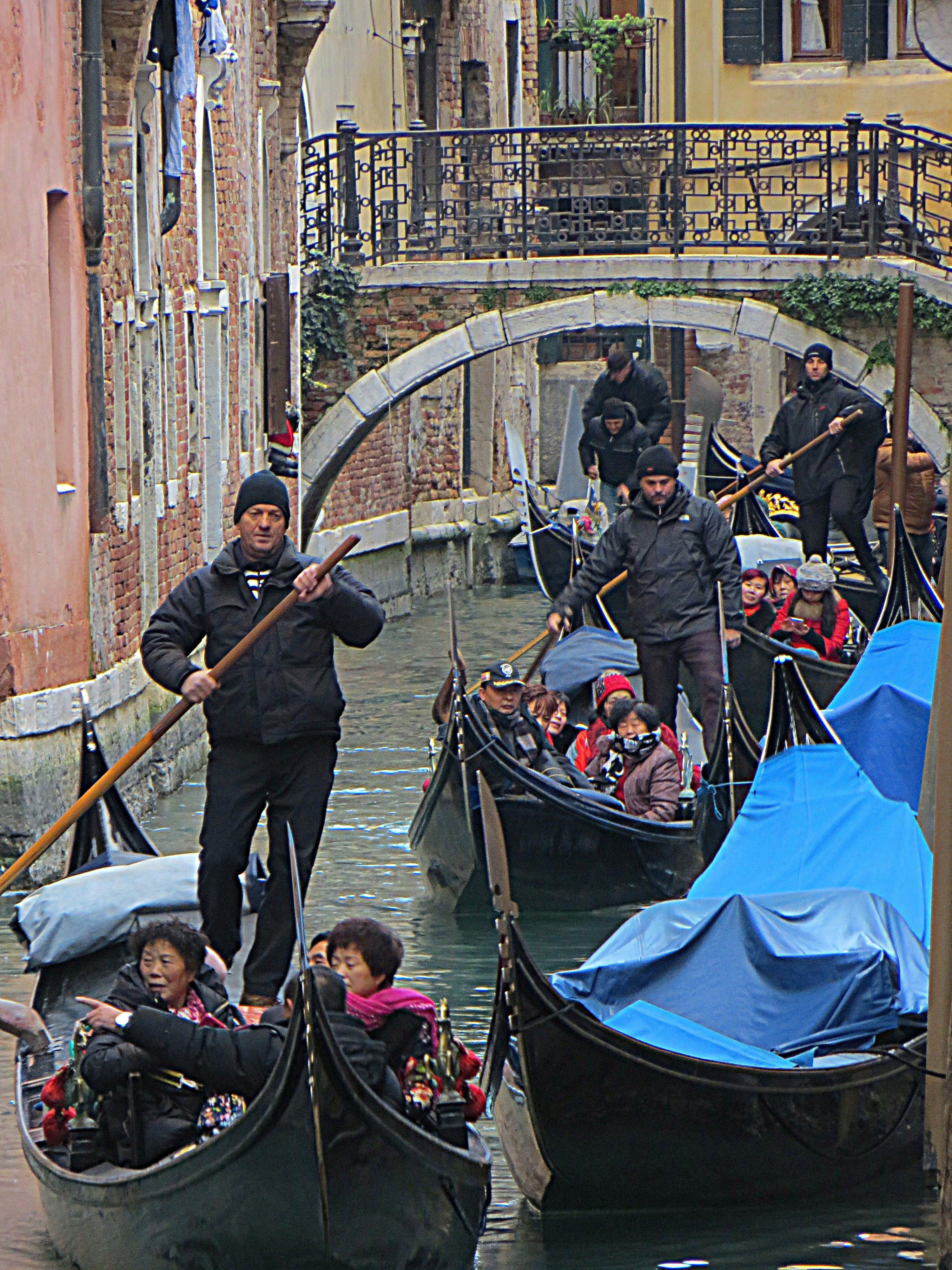
Ponte San Provolo Rio del Vin
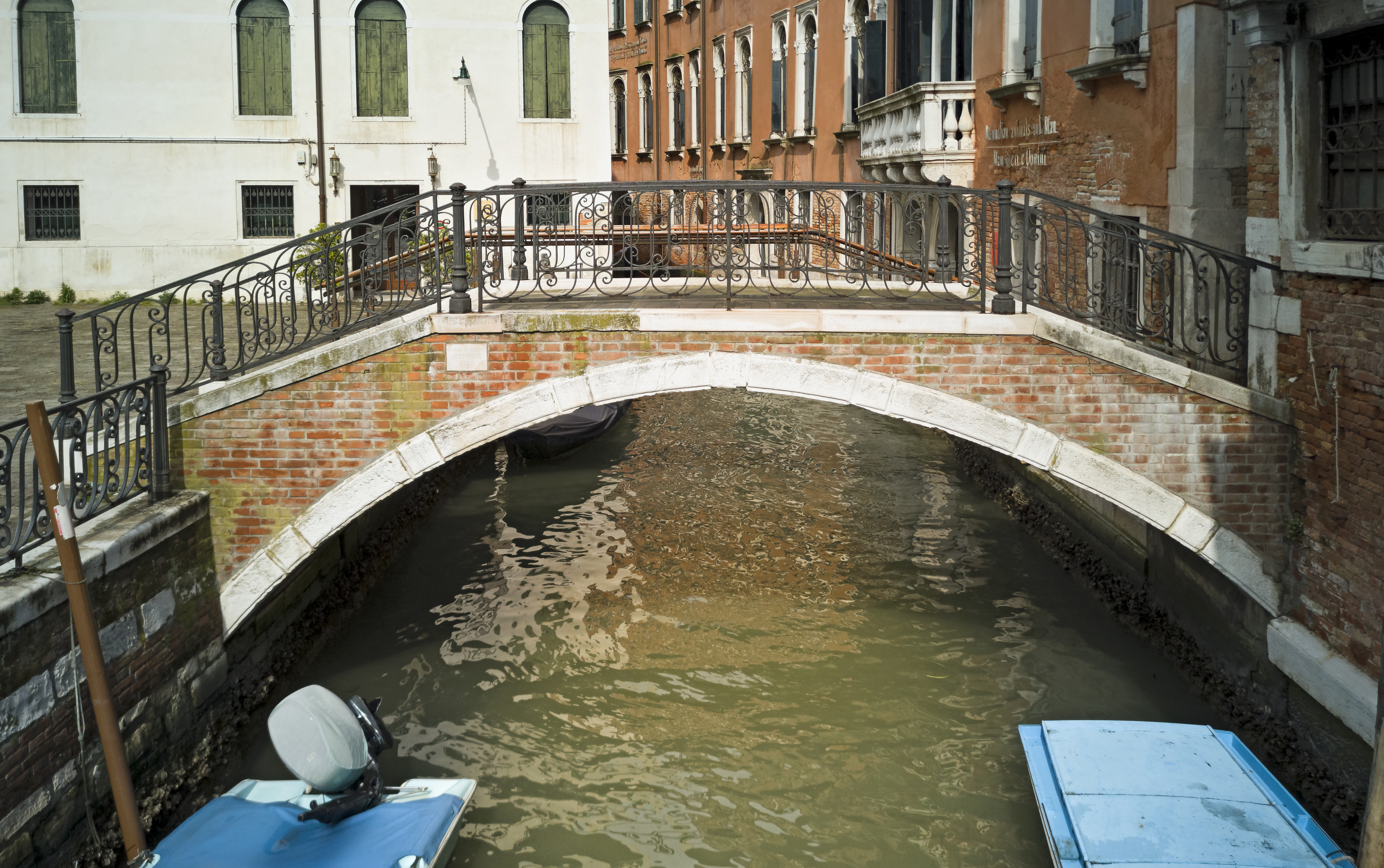
Ponte Querini Rio de Santa Maria Formosa
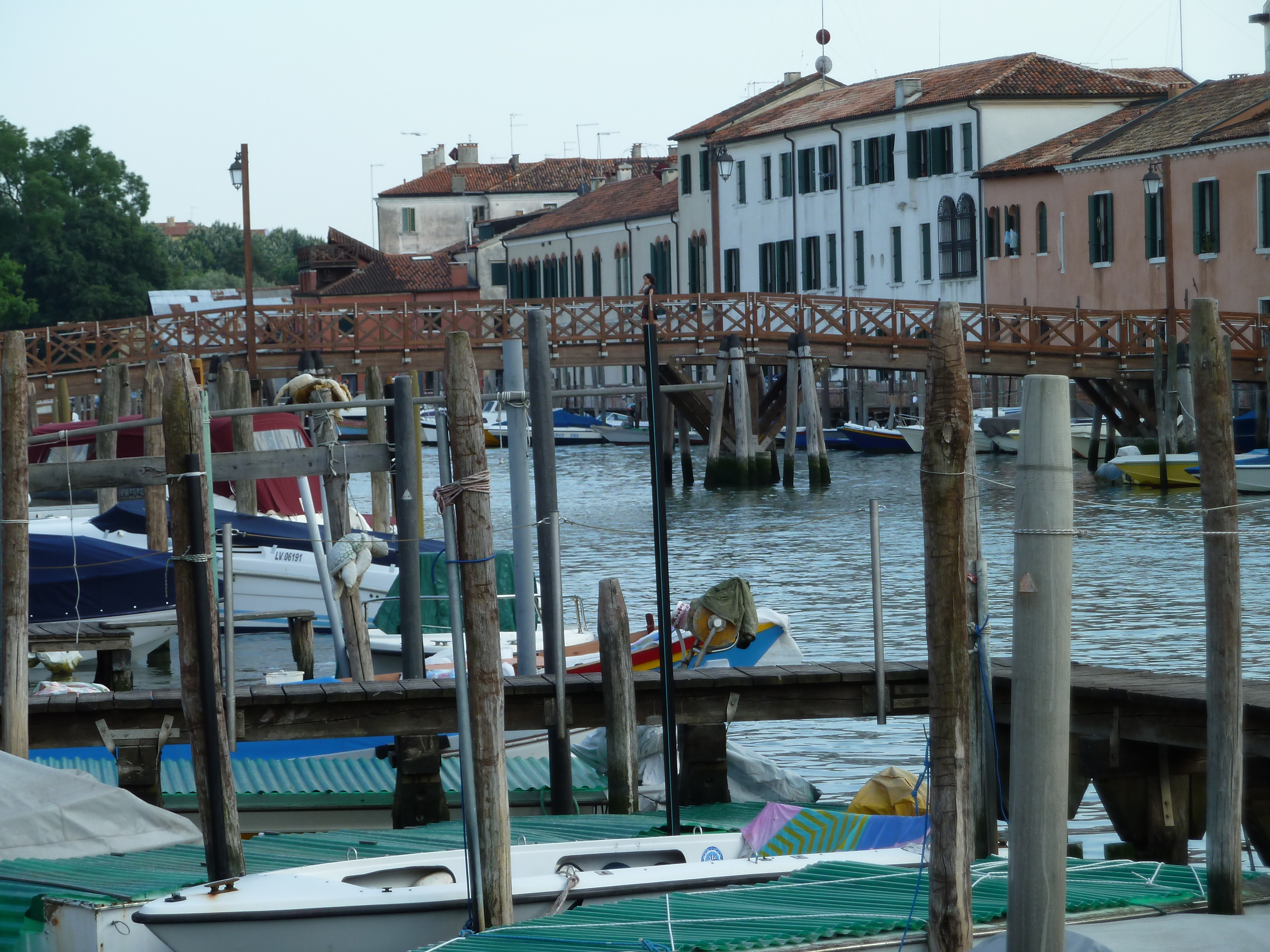
Ponte de Quintavale Canal de San Piero
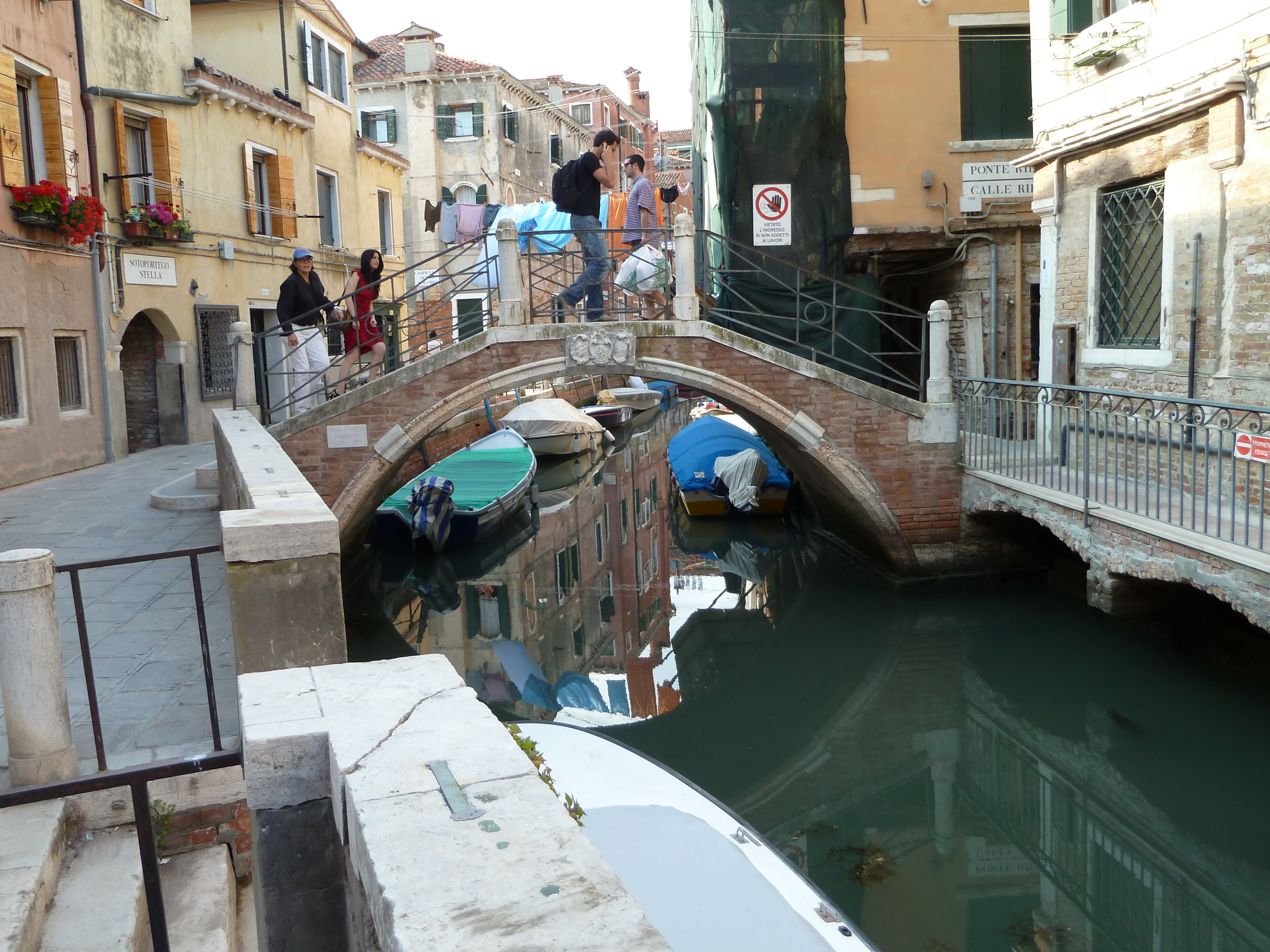
Ponte Riello Rio de San Daniele - Riello
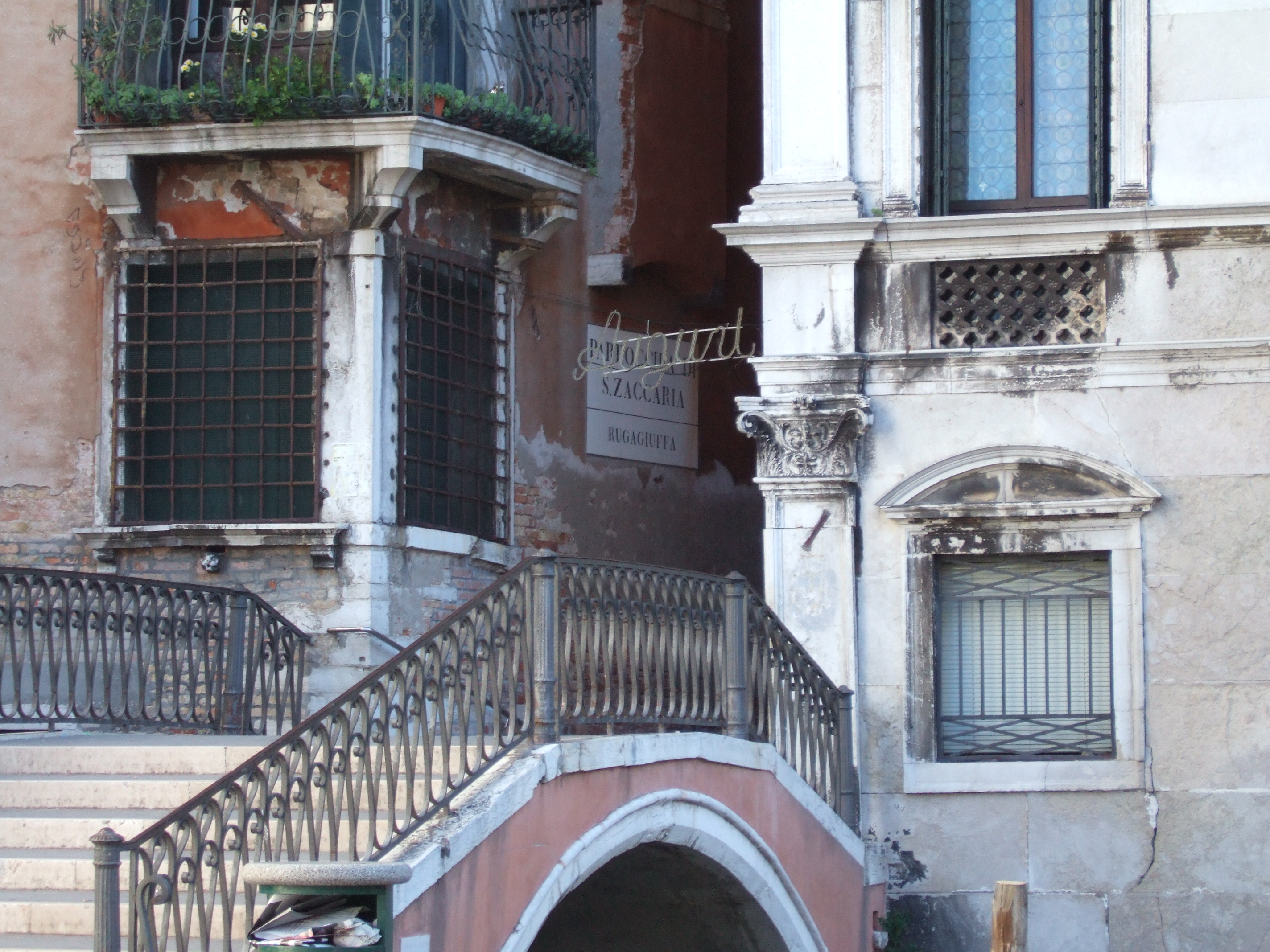
Ponte de Ruga Giuffa Rio de Santa Maria Formosa
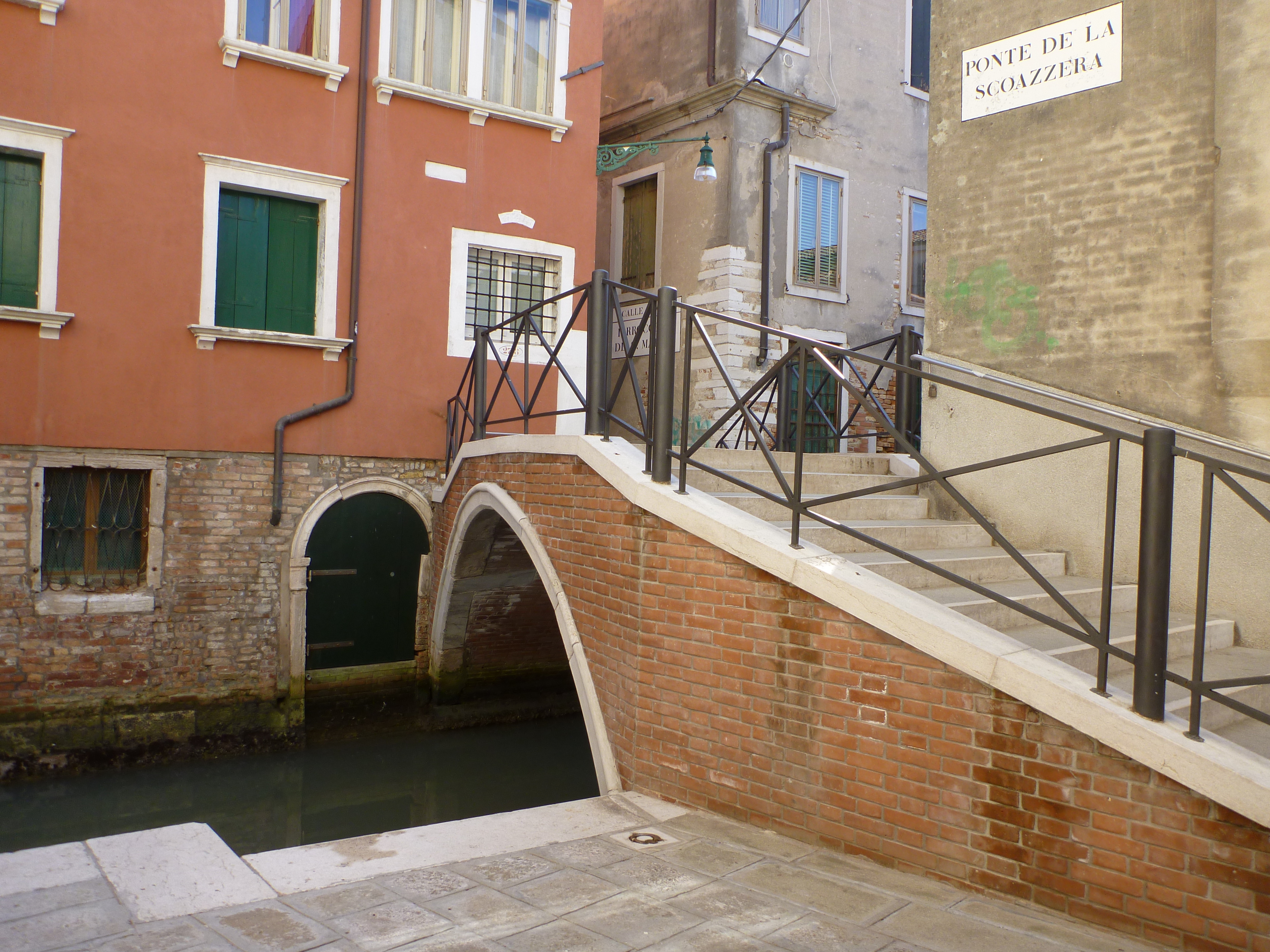
Ponte de la Scoazera Rio dei Scudi e de la Santa Ternita
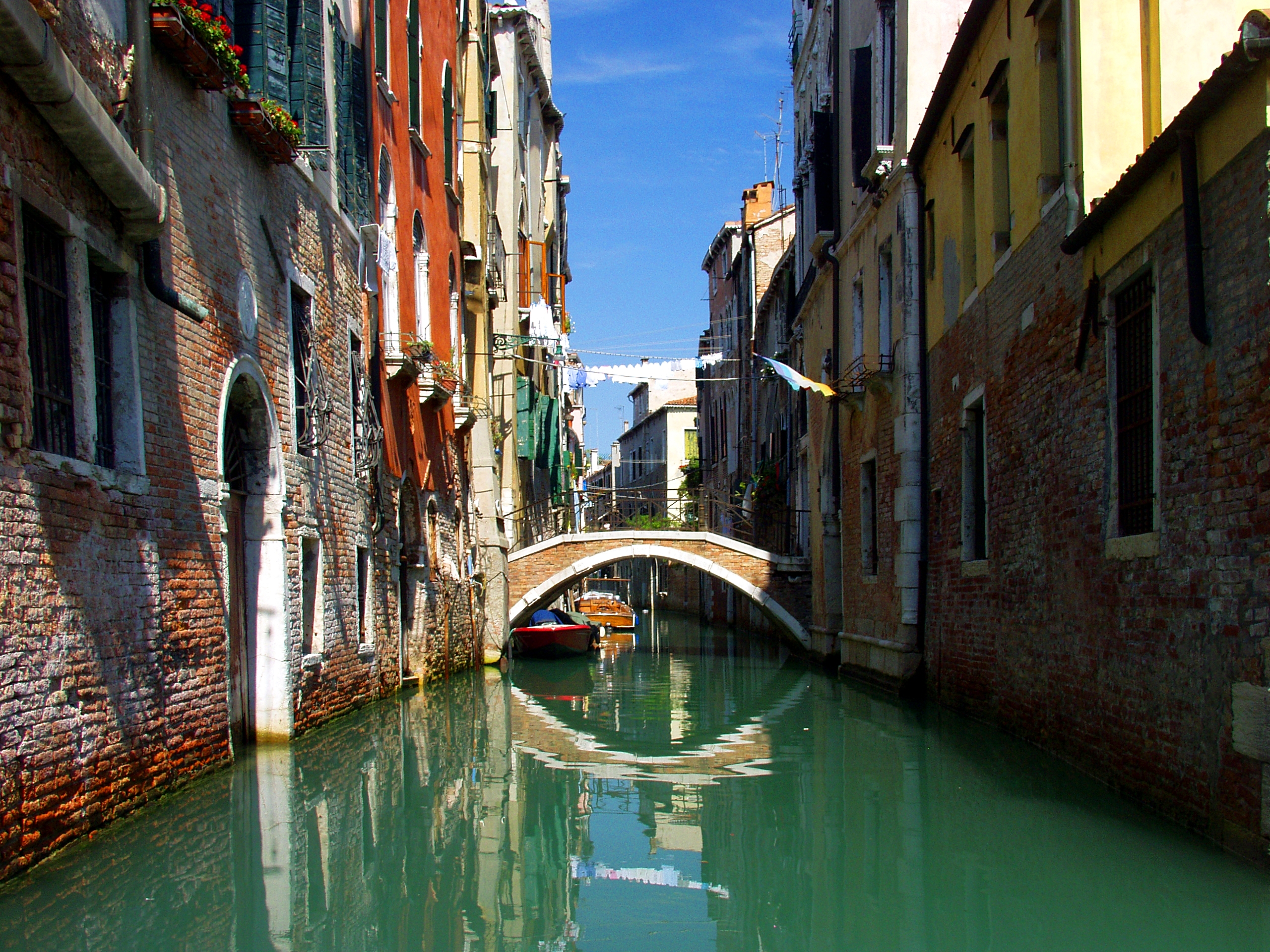
Ponte dei Scudi Rio dei Scudi e de la Santa Ternita
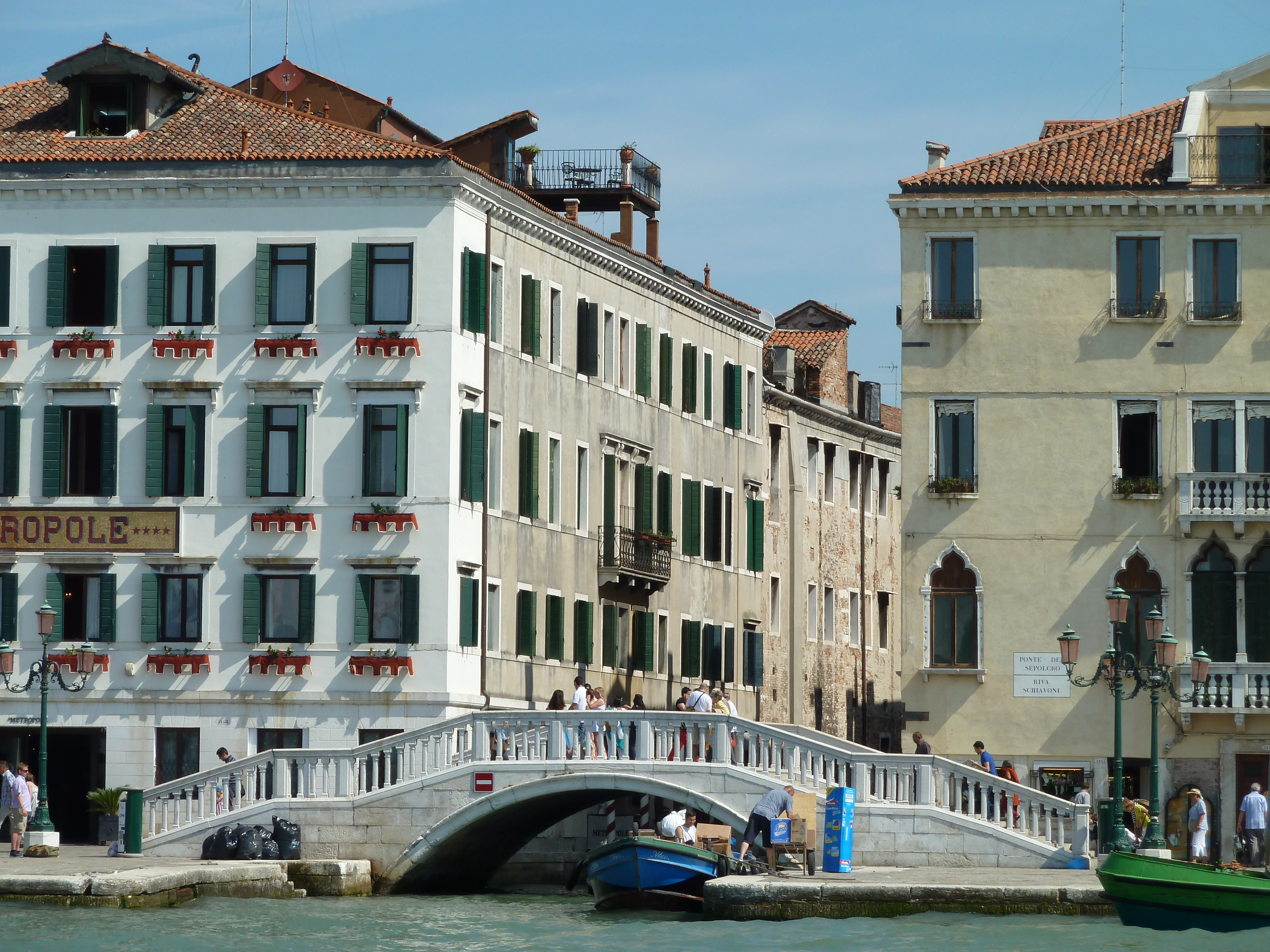
Ponte del Sepolcro Rio della Pietà
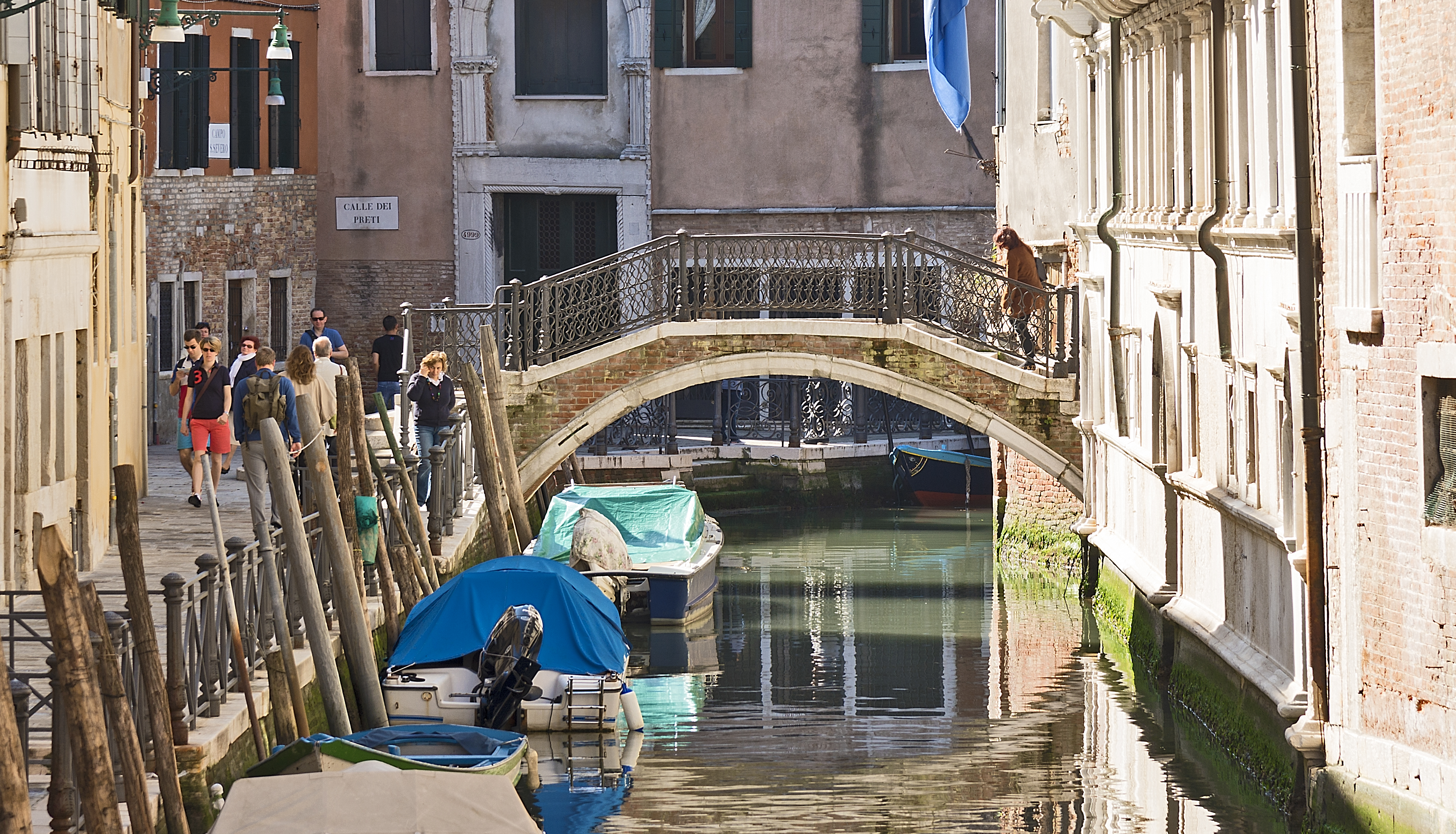
Ponte San Severo Rio de San Severo
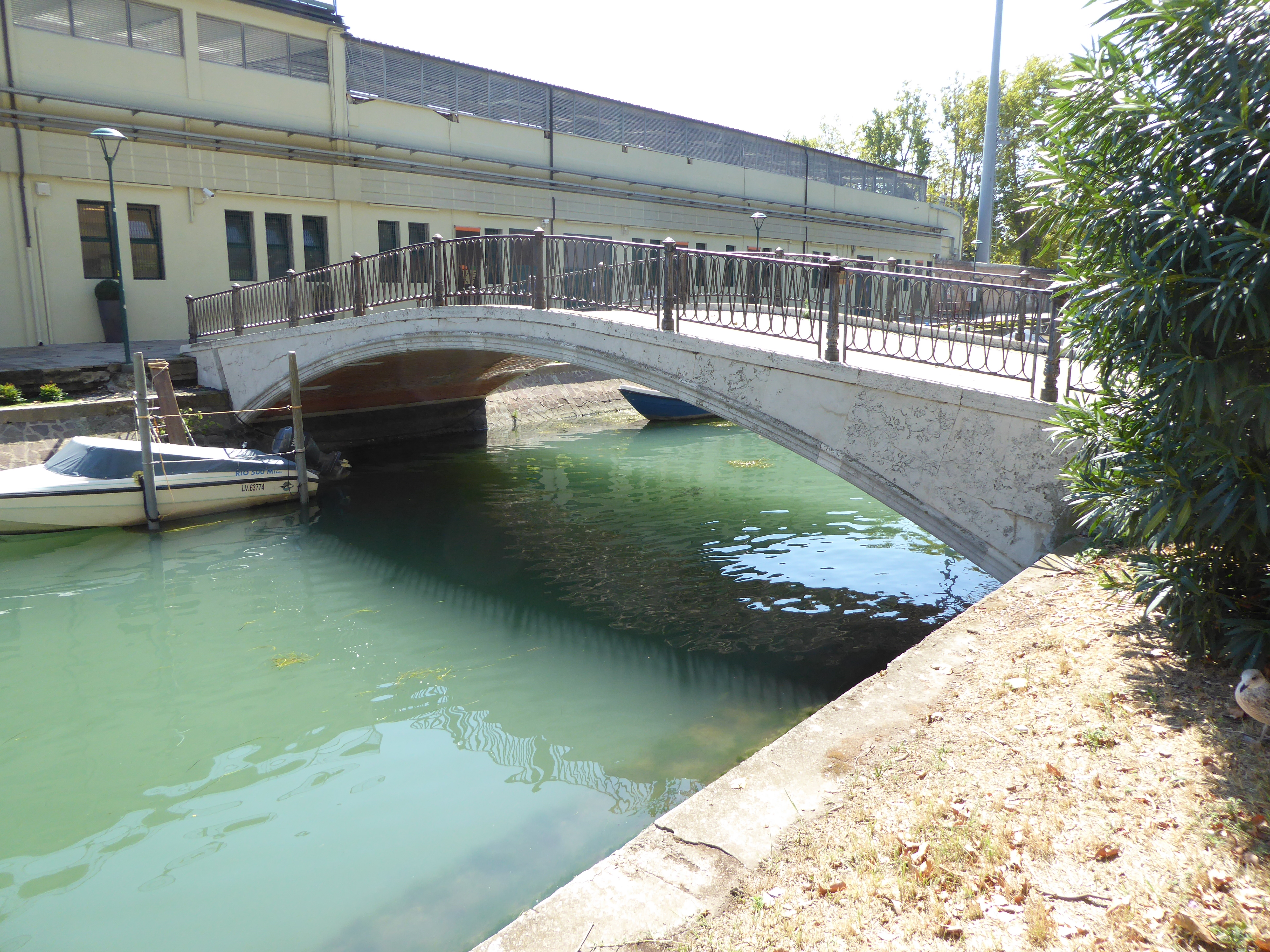
Ponte del Stadio Rio di Sant'Elena
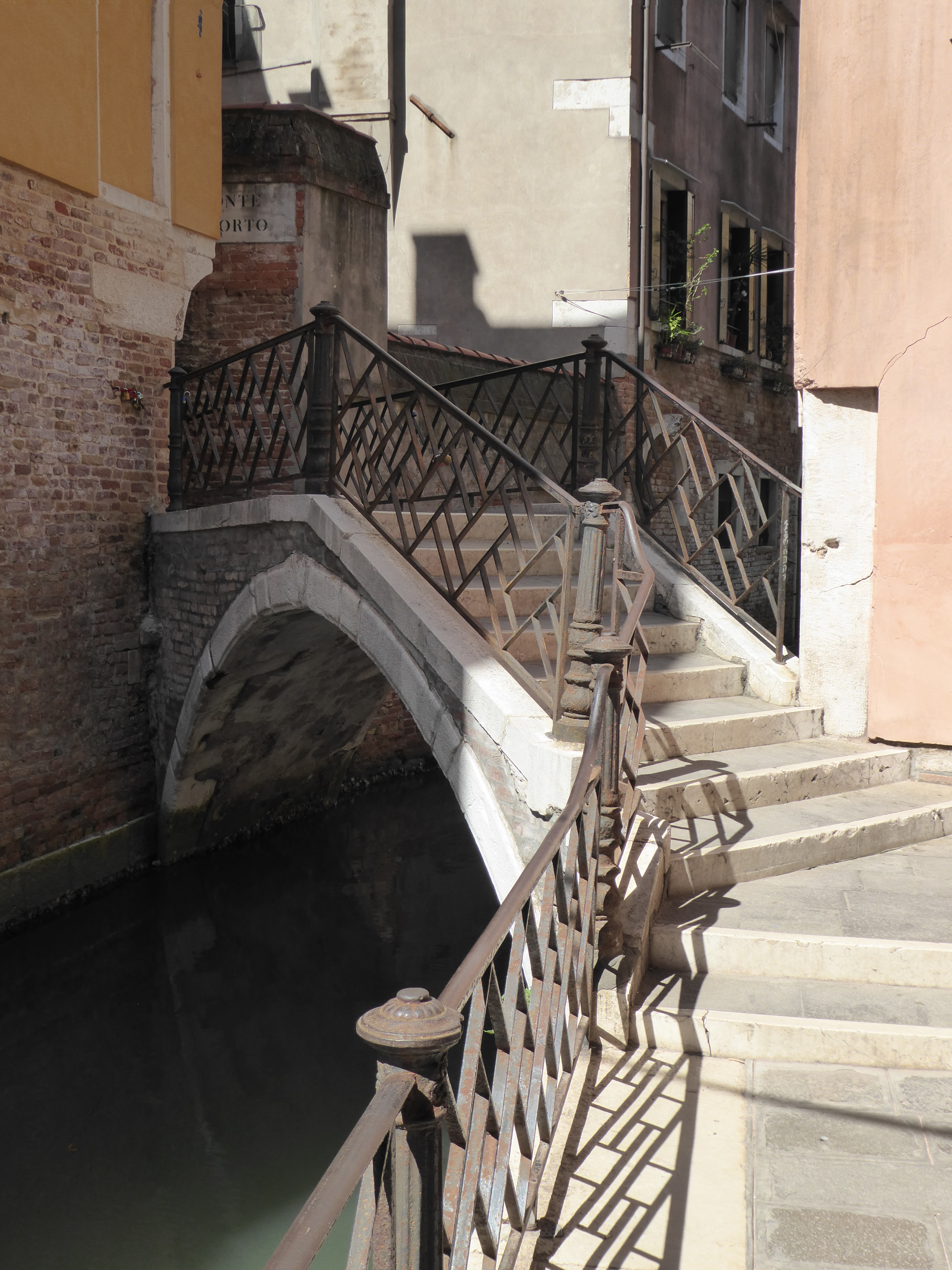
Ponte Storto Rio del Remedio
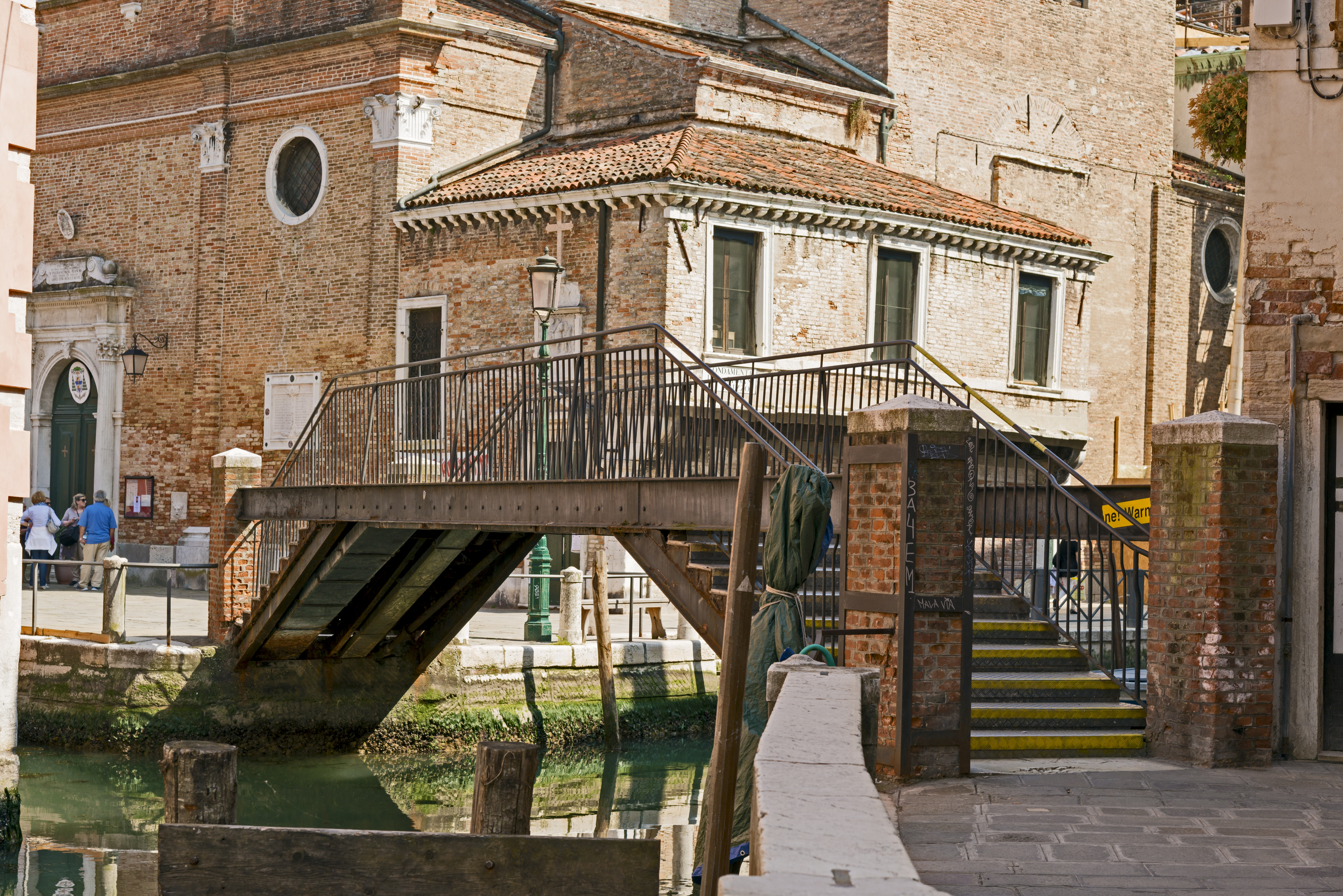
Ponte Storto (San Martino) Rio de San Martin / Arco
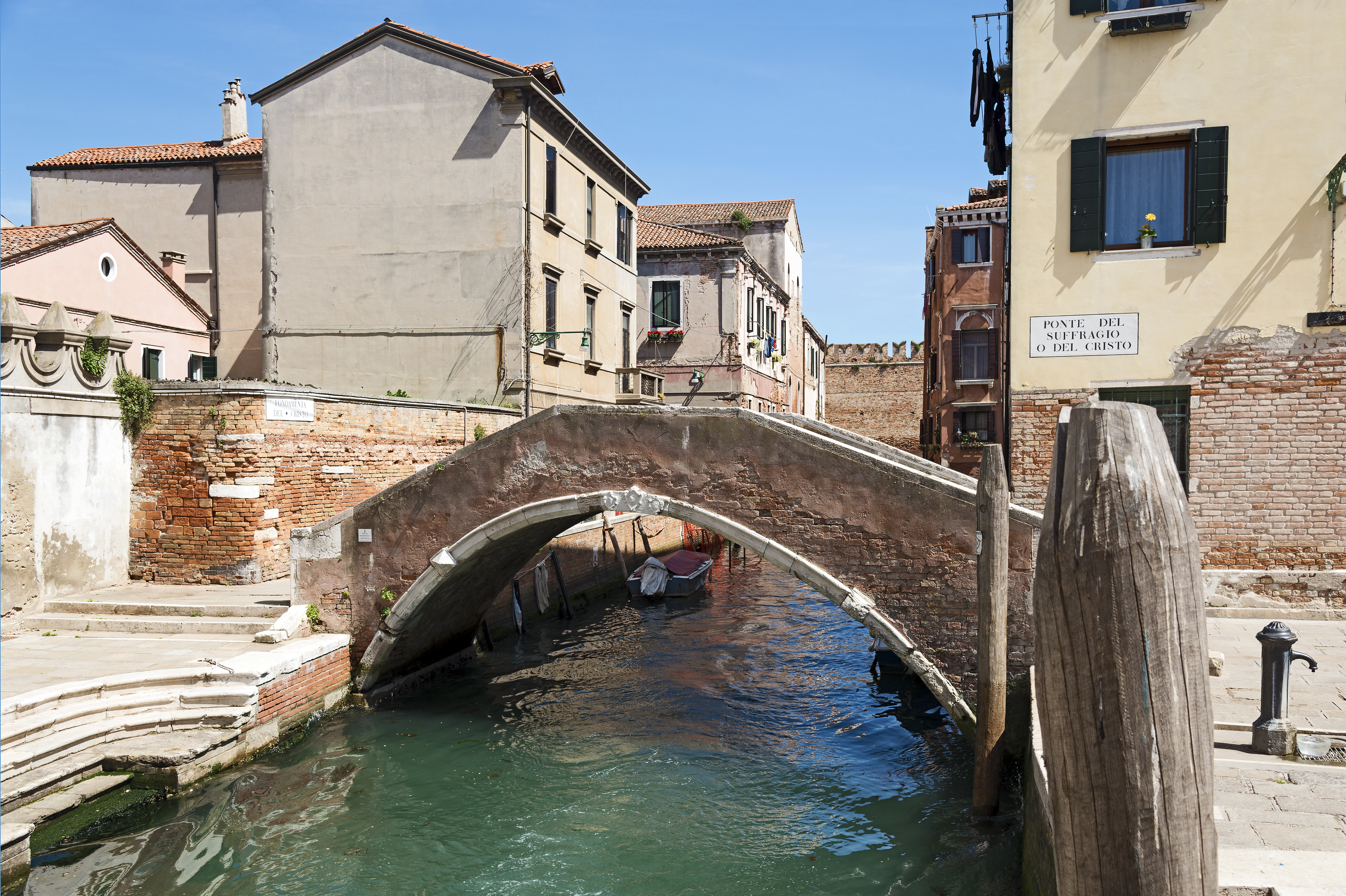
Ponte del Suffragio ou del Cristo Rio de San Francesco de la Vigna
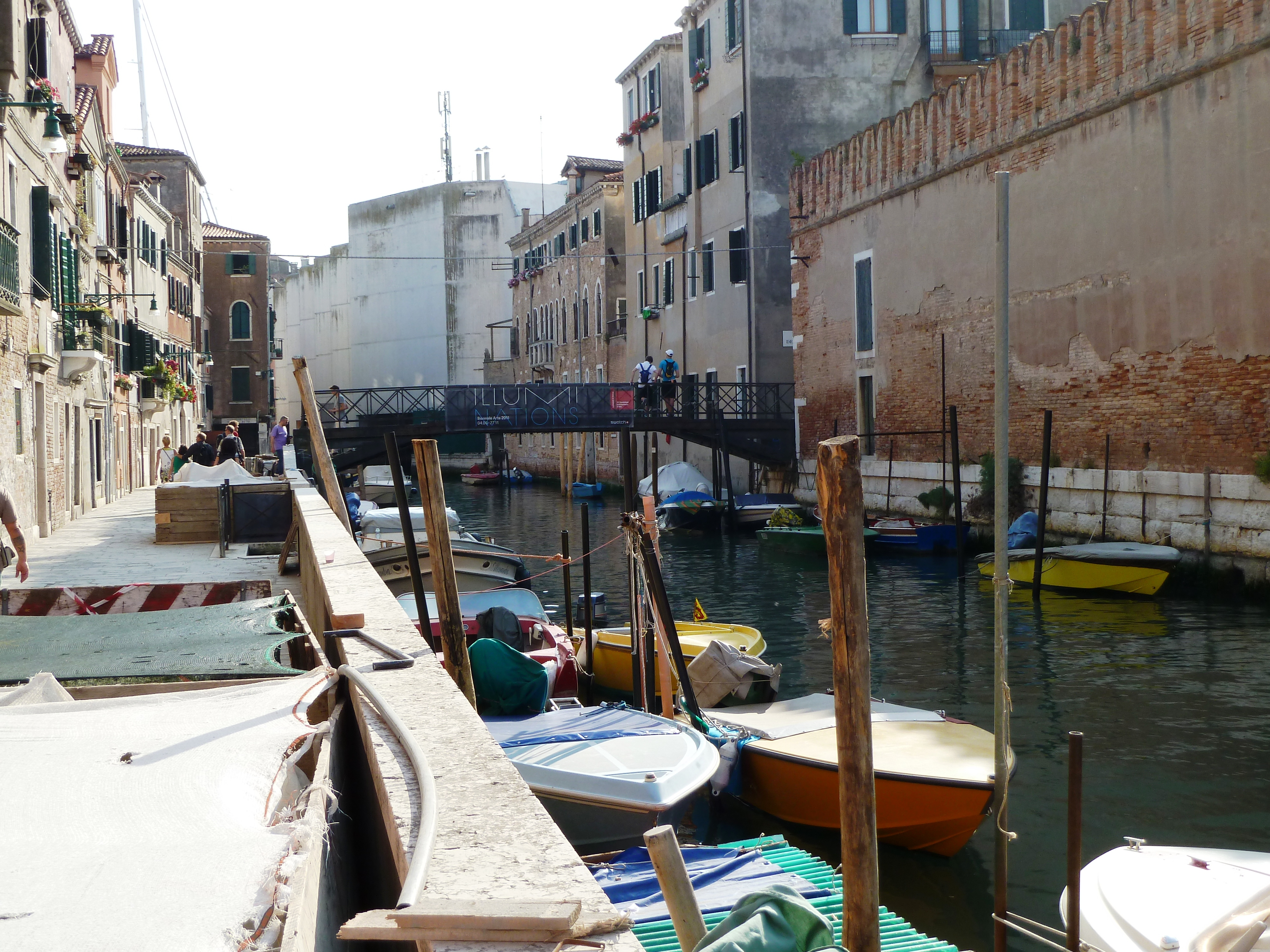
Ponte de la Tana Rio de la Tana
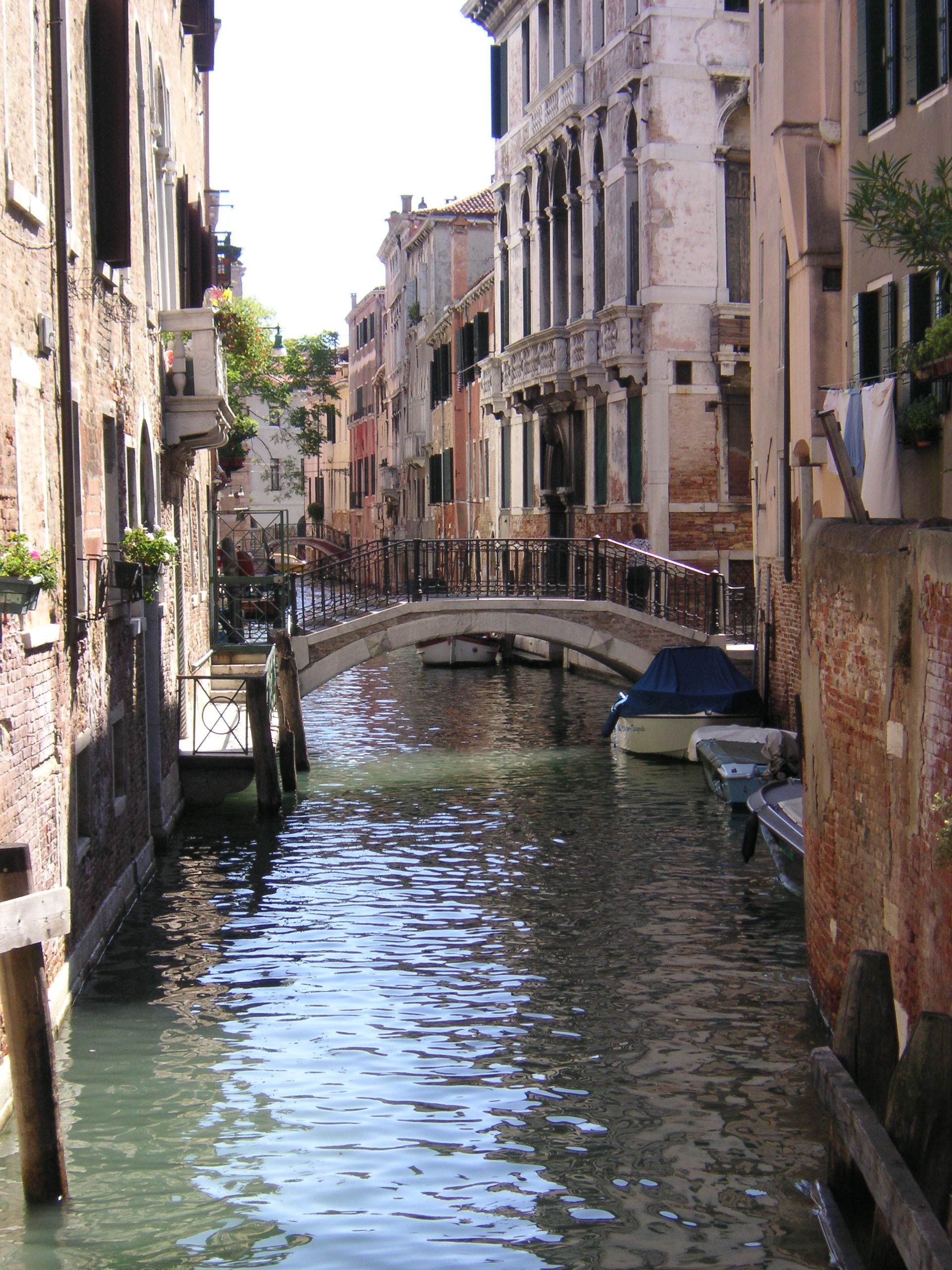
Ponte Tetta Rio Tetta
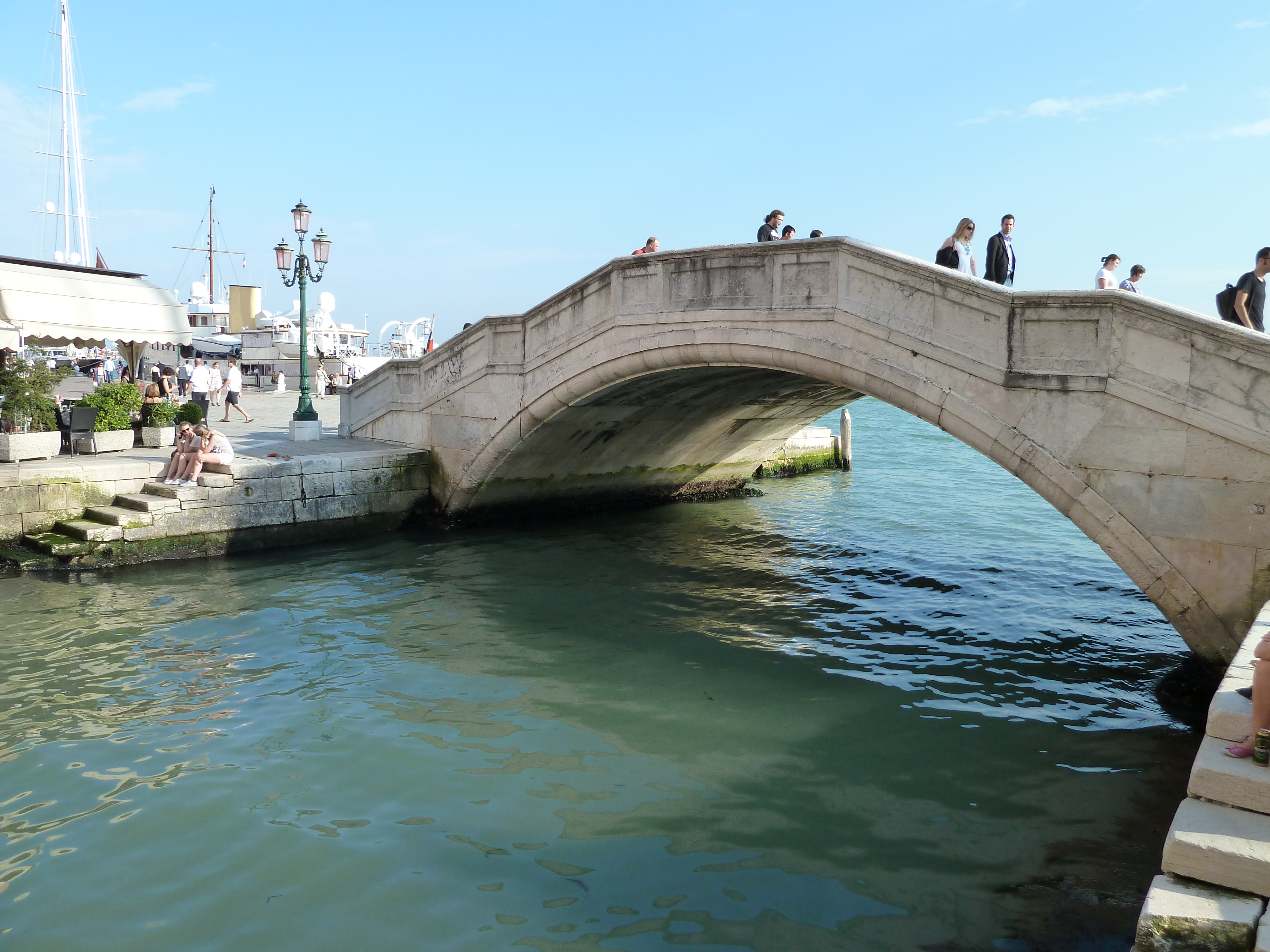
Ponte de la Veneta Marina/Cadene Rio de la Tana
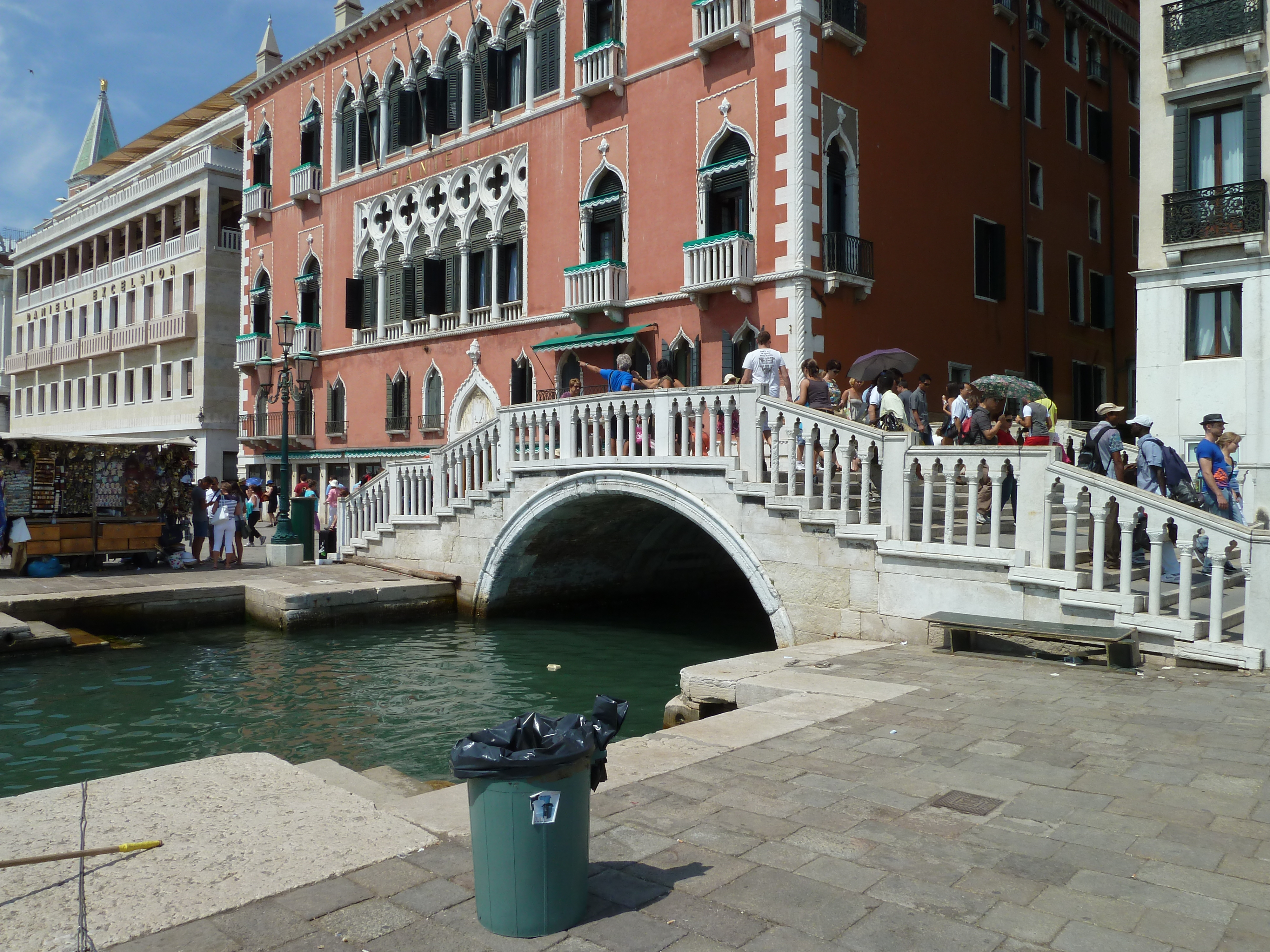
Ponte del Vin Rio del Vin

### Ponts privés

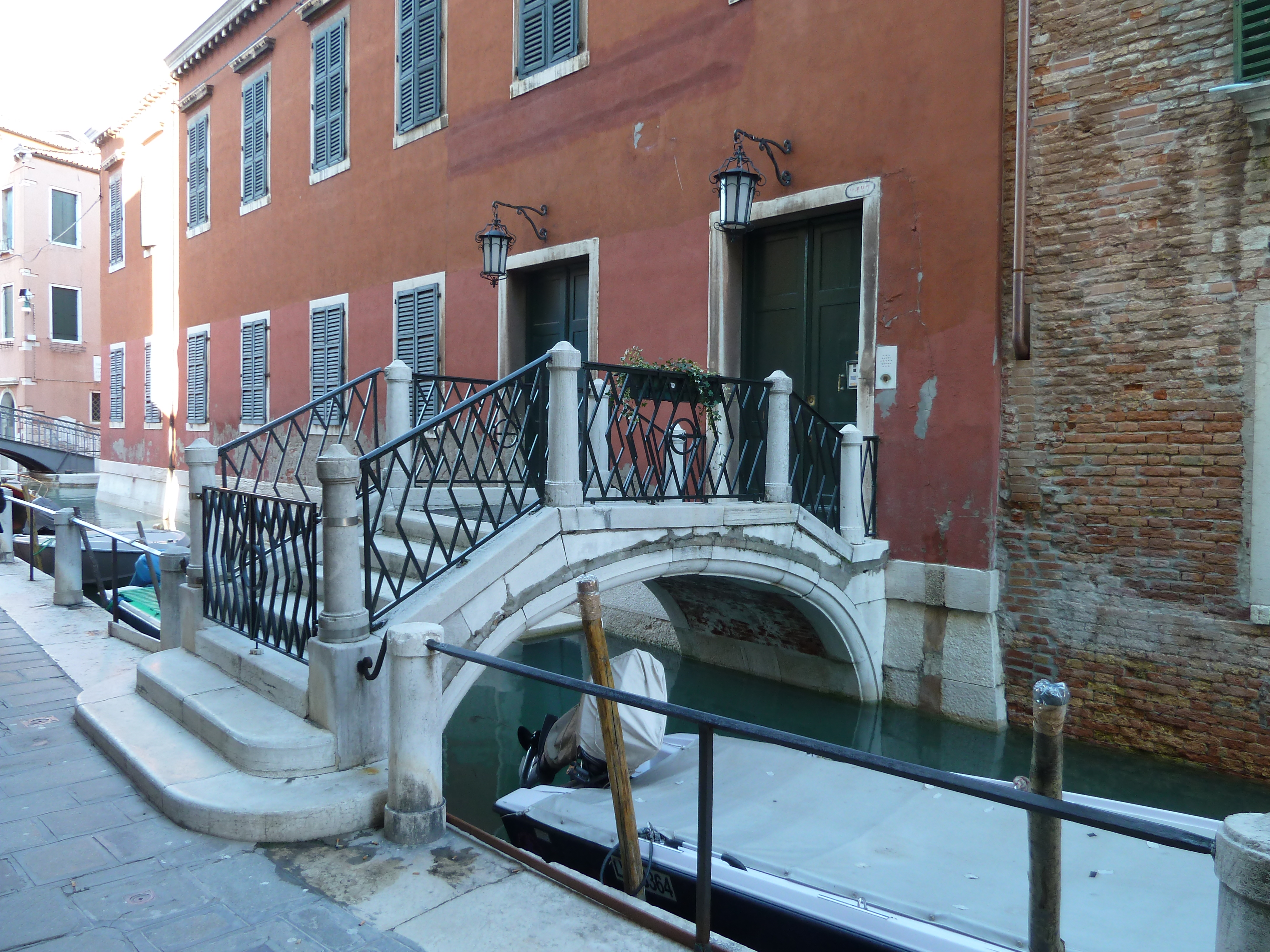
Ponte dell' Inferno (privé) Rio di San Martino
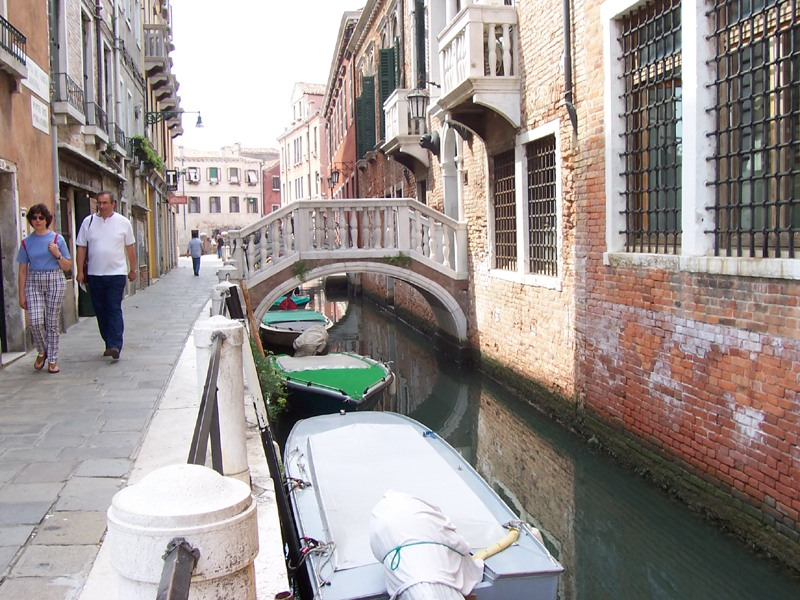
Ponte del Purgatorio (privé) Rio di San Martino
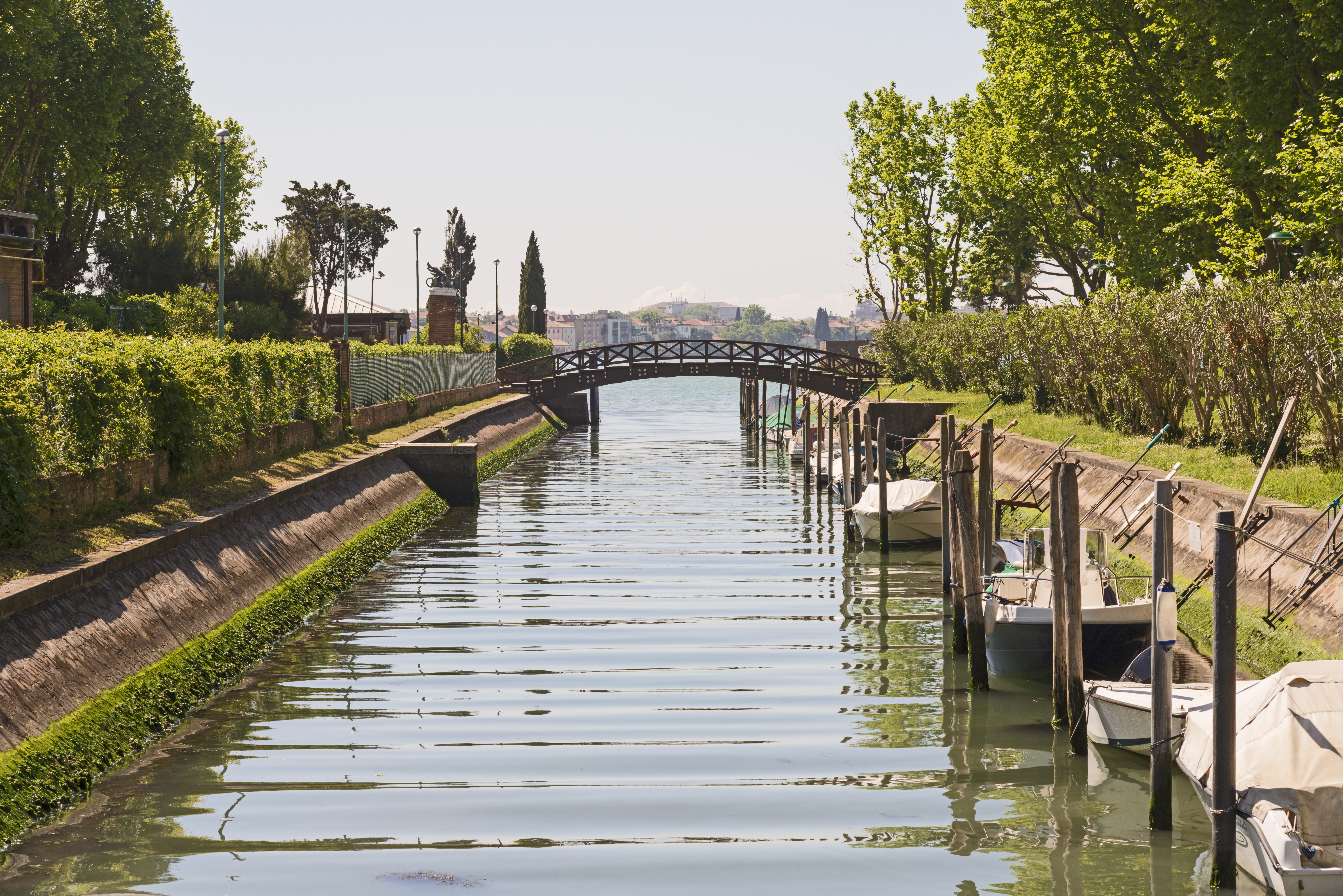
Ponte della Scuola navale Rio de Sant'Elena
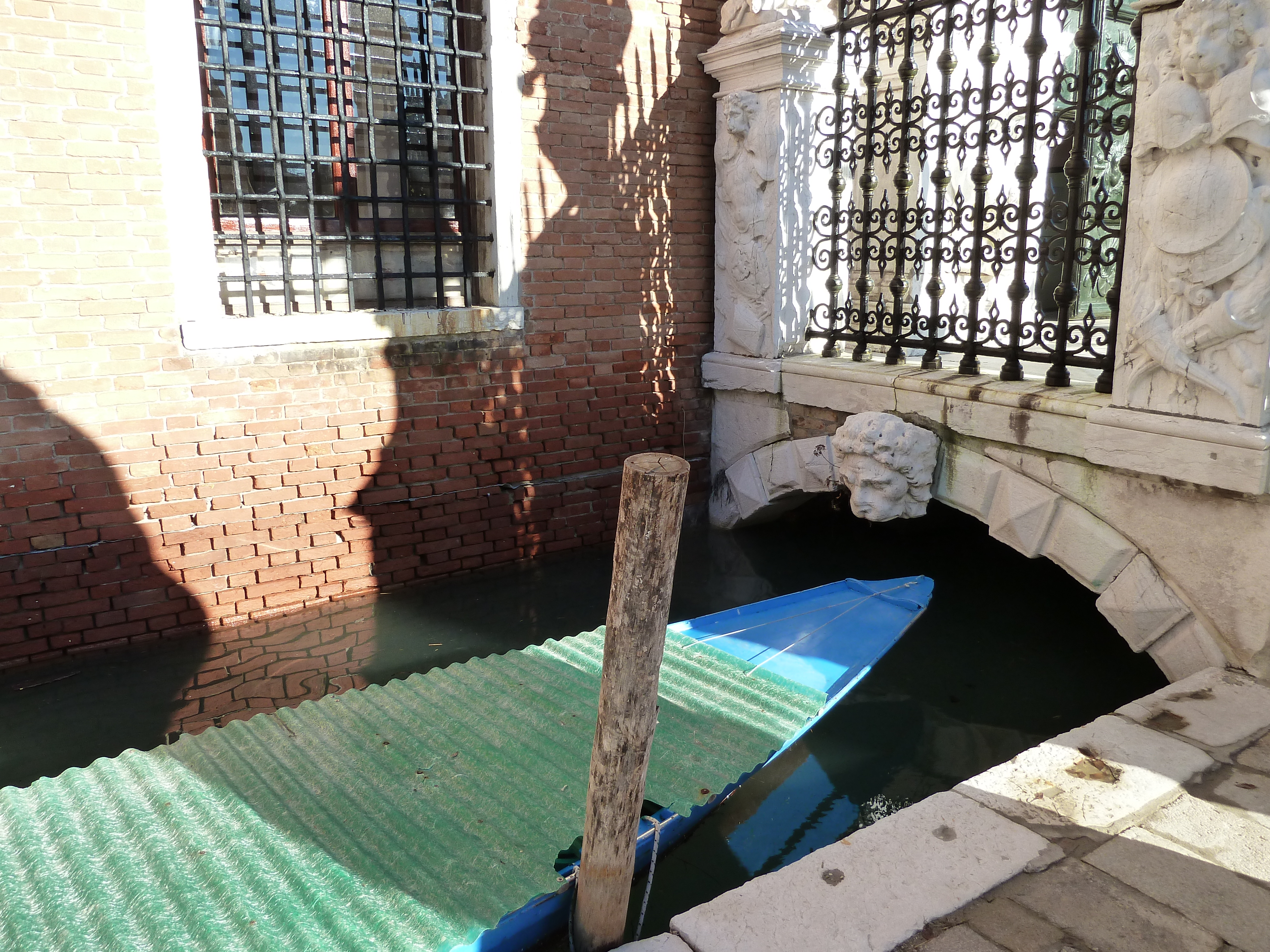
Pont sous l'entrée terrestre de l'Arsénal
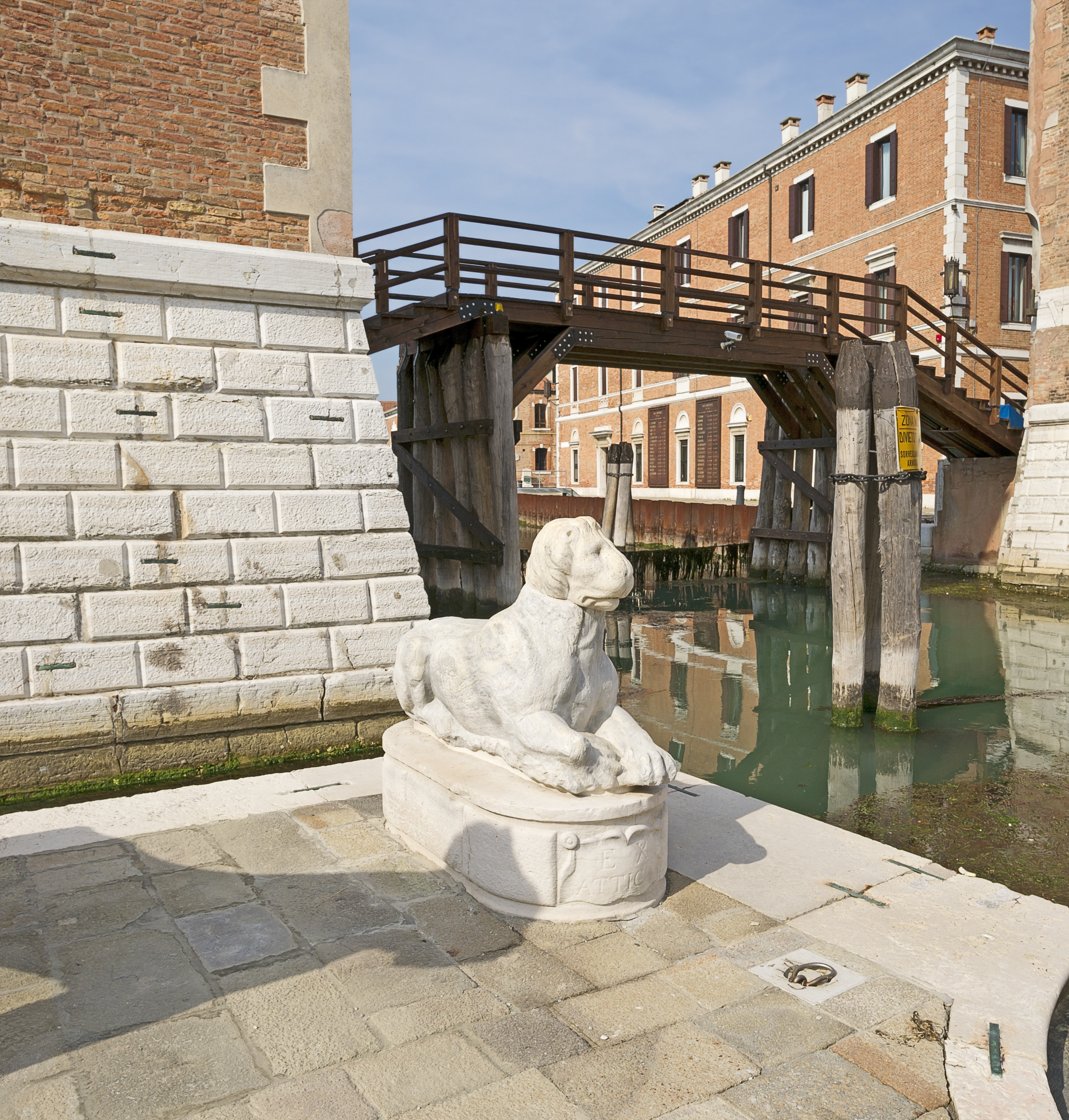
Pont privé à l'intérieur de l'Arsenal
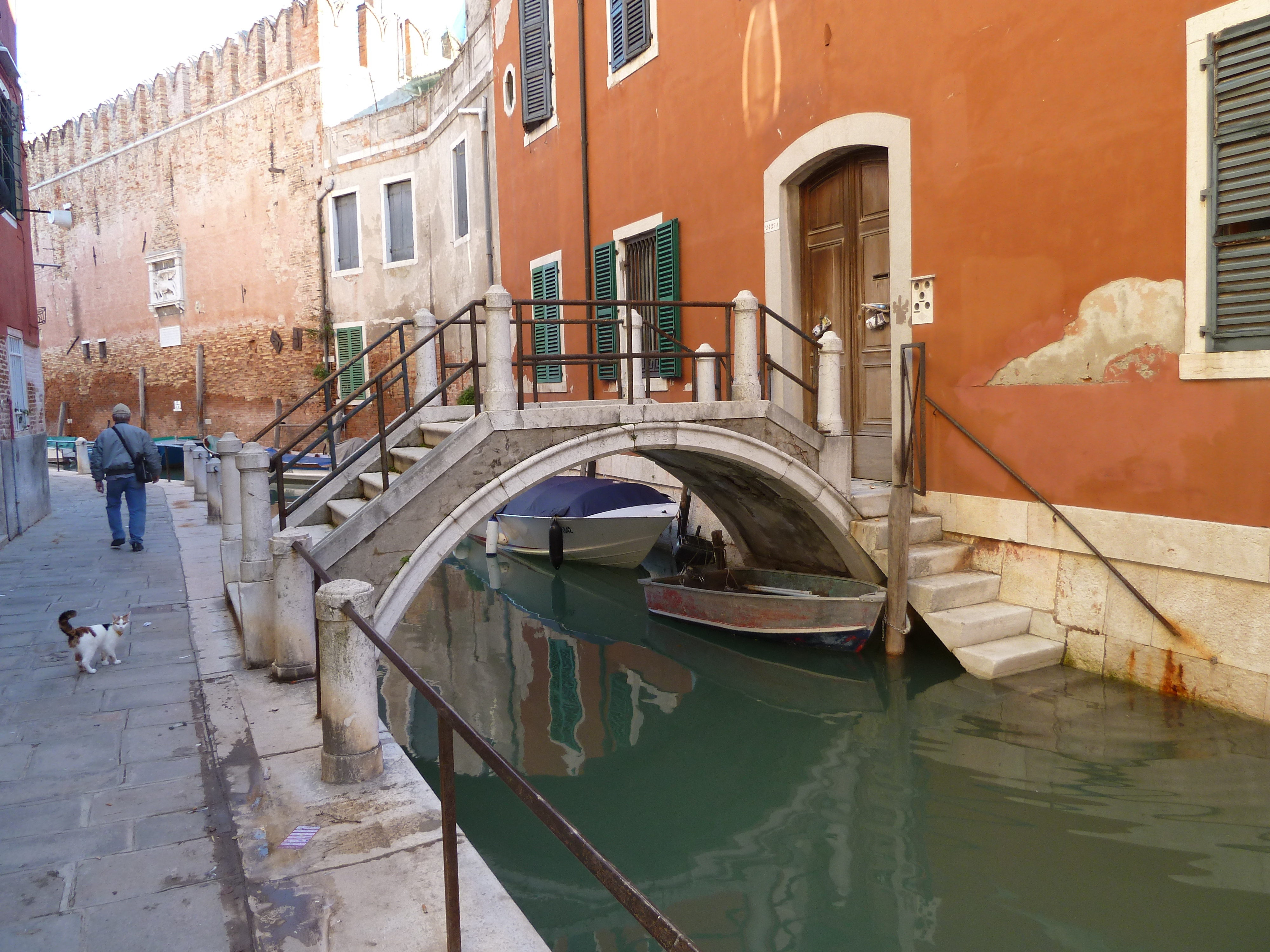
ponte privé, dit de l'Arsenaletto rio delle Gorne
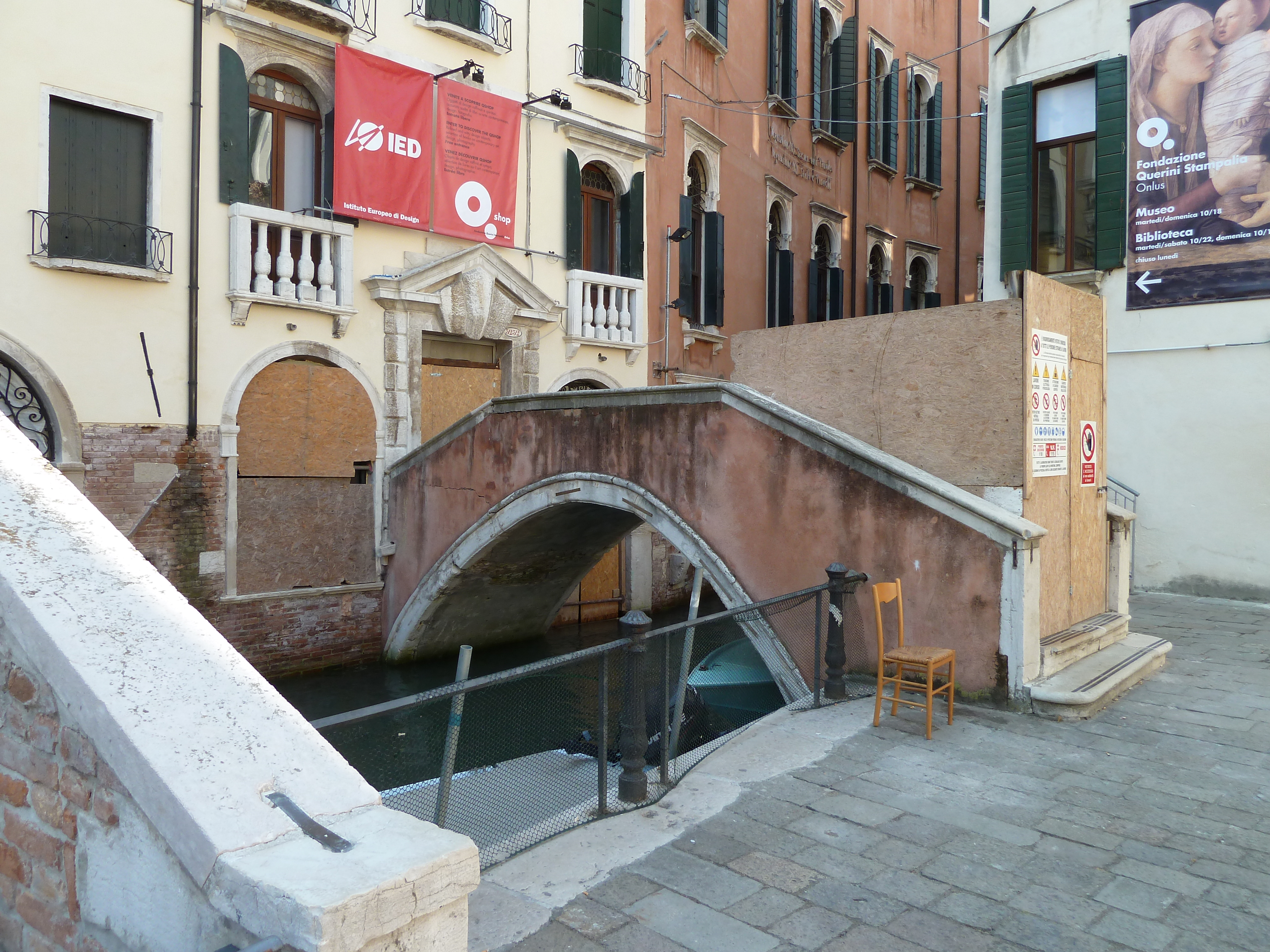
Pont privé de Ca' Loredan Rio de Santa Maria Formosa
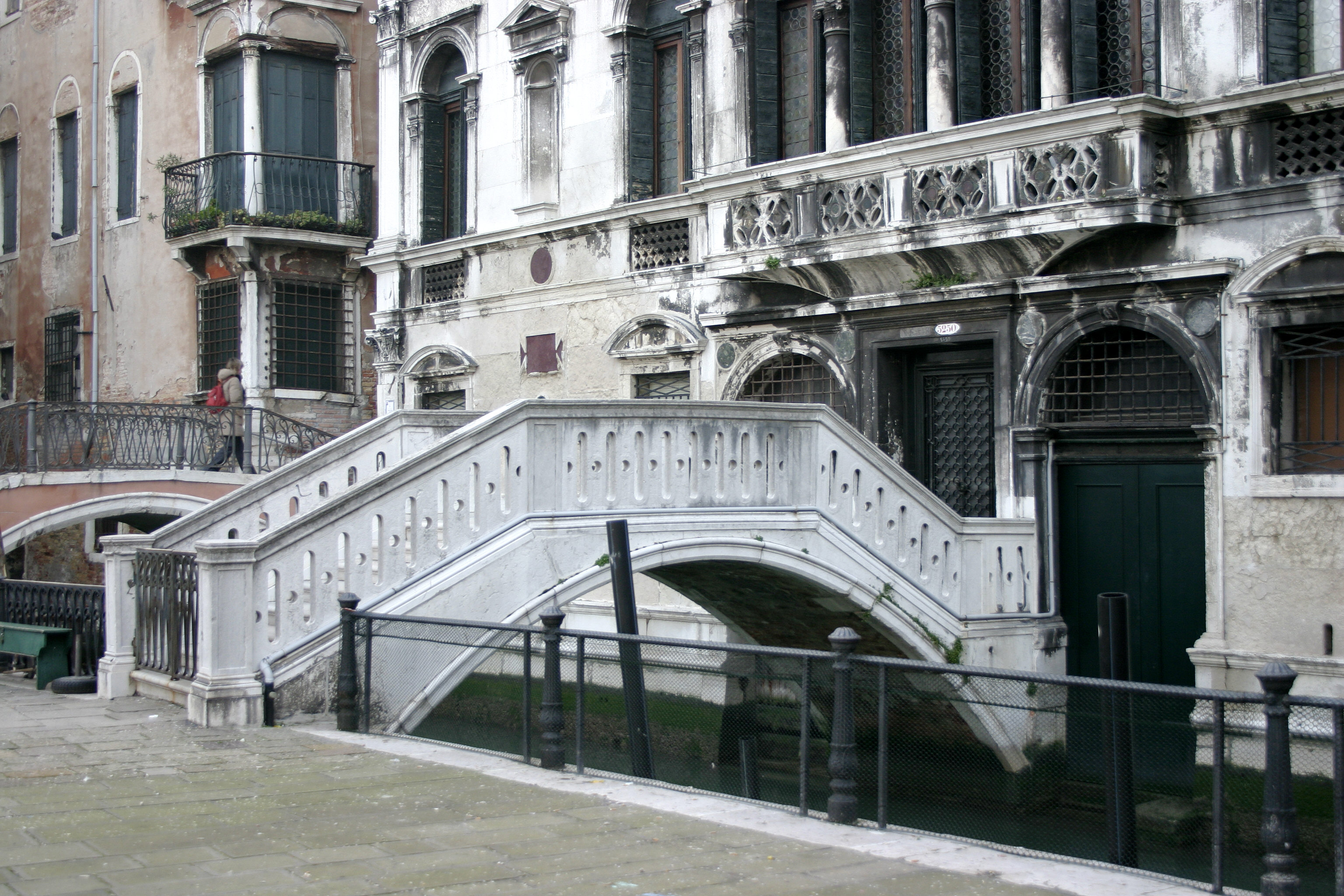
Pont privé du palais Malipiero Trevisan Rio de Santa Maria Formosa
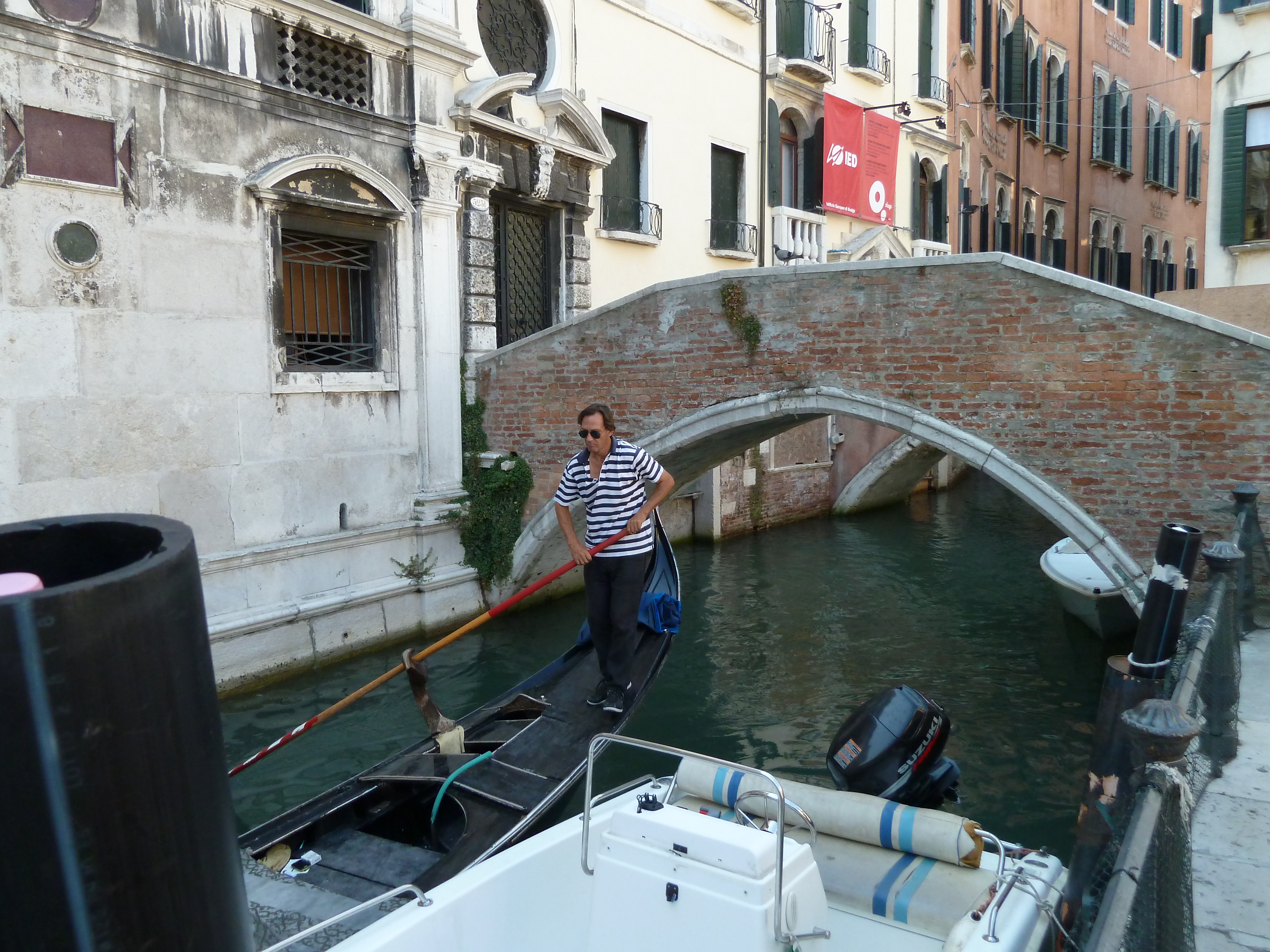
2nd Pont privé du palais Malipiero Trevisan Rio de Santa Maria Formosa
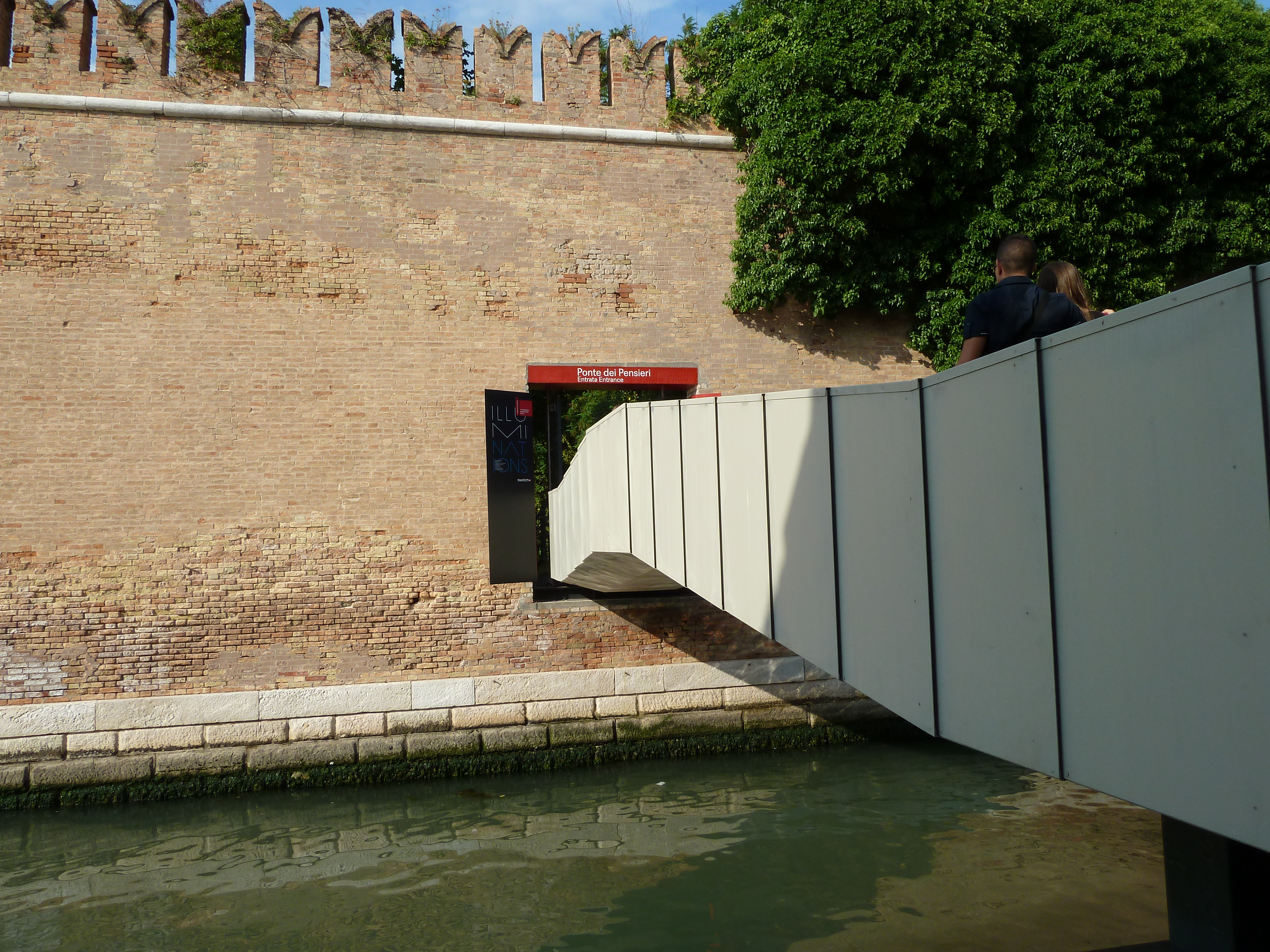
Ponte dei Pensieri rio de le Vergine
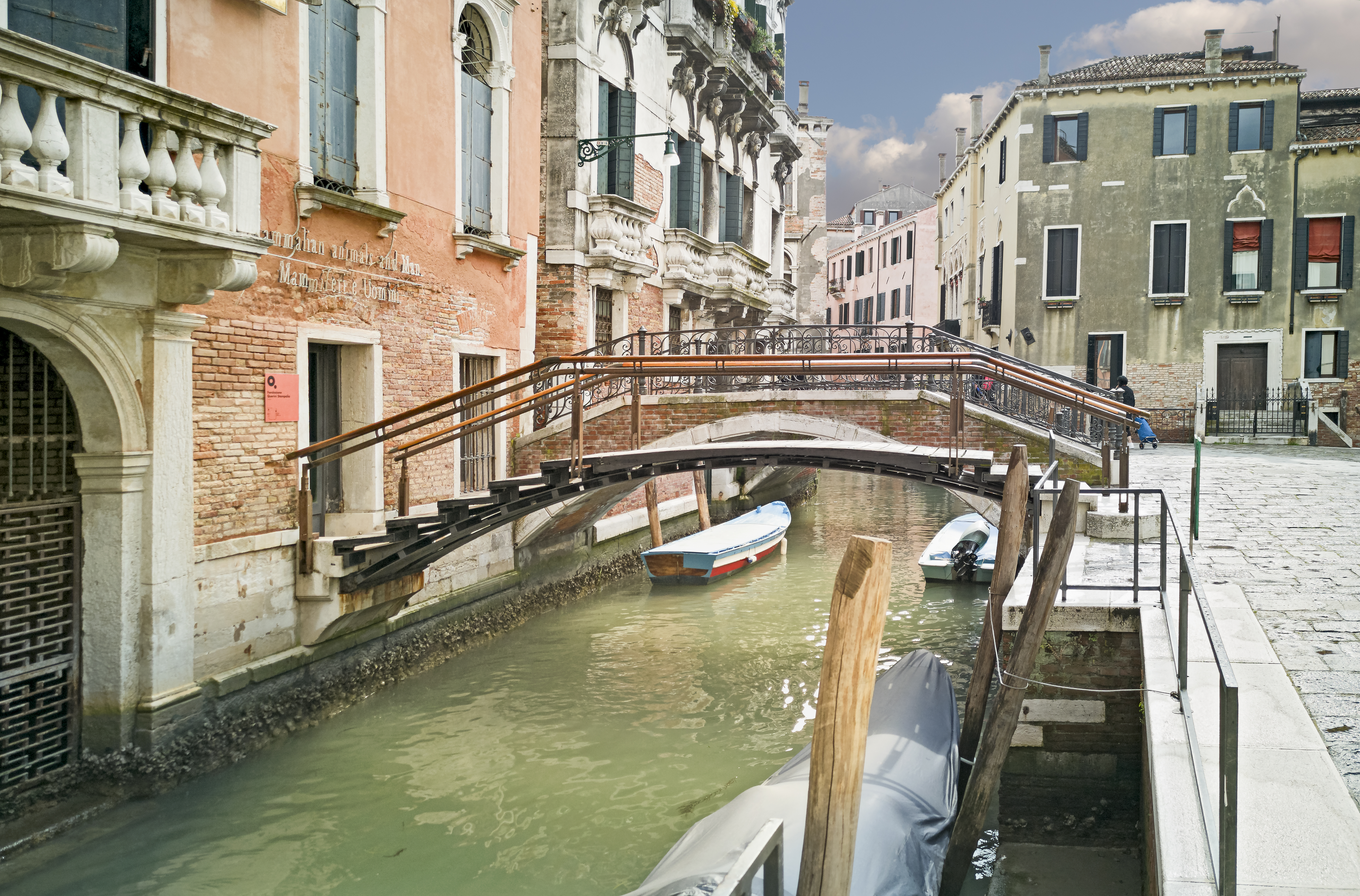
Pont privé vers la Fondation Querini Stampalia (it) Rio de Santa Maria Formosa
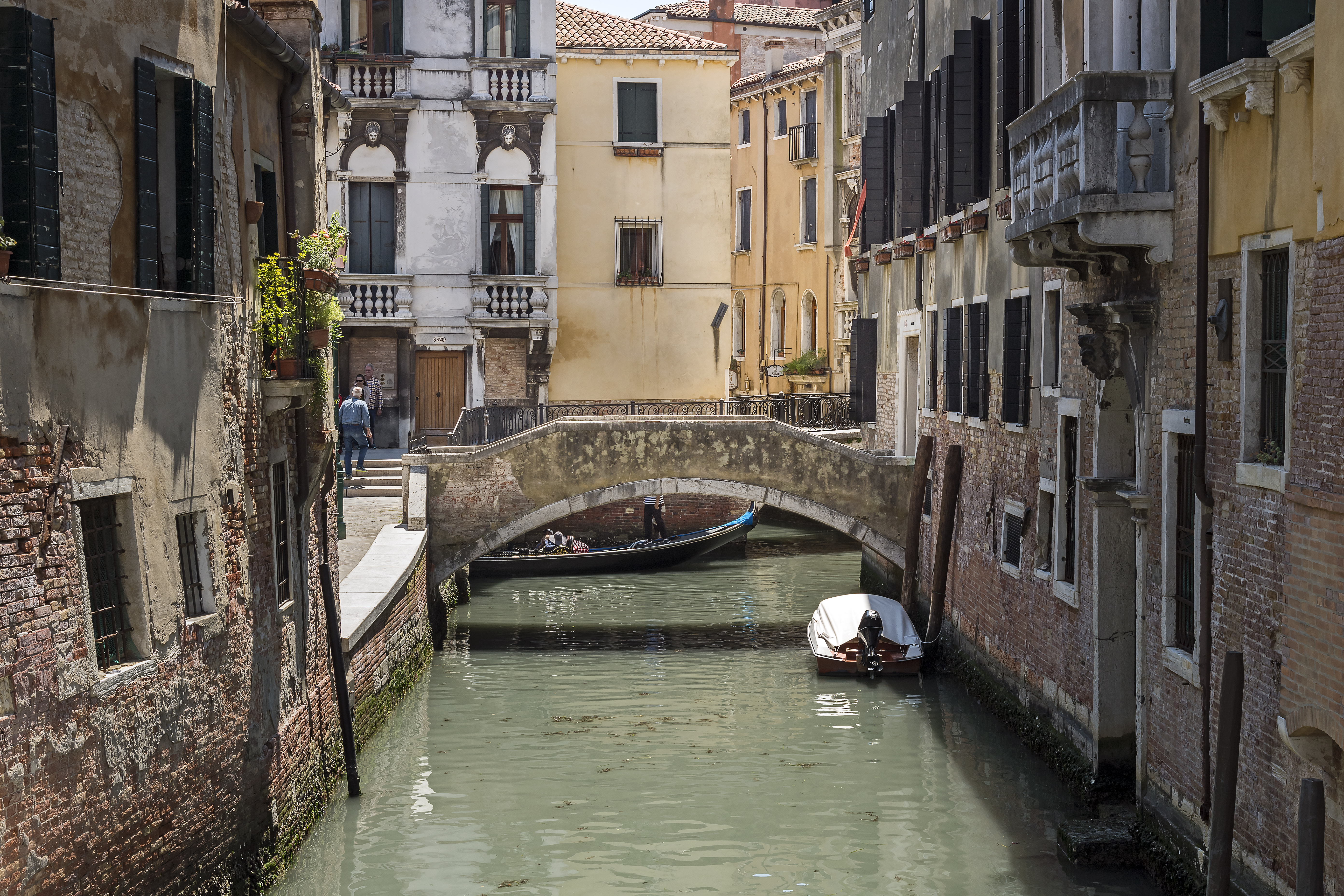
pont privé, Campiello Querini Stampalia rio del Mondo Novo
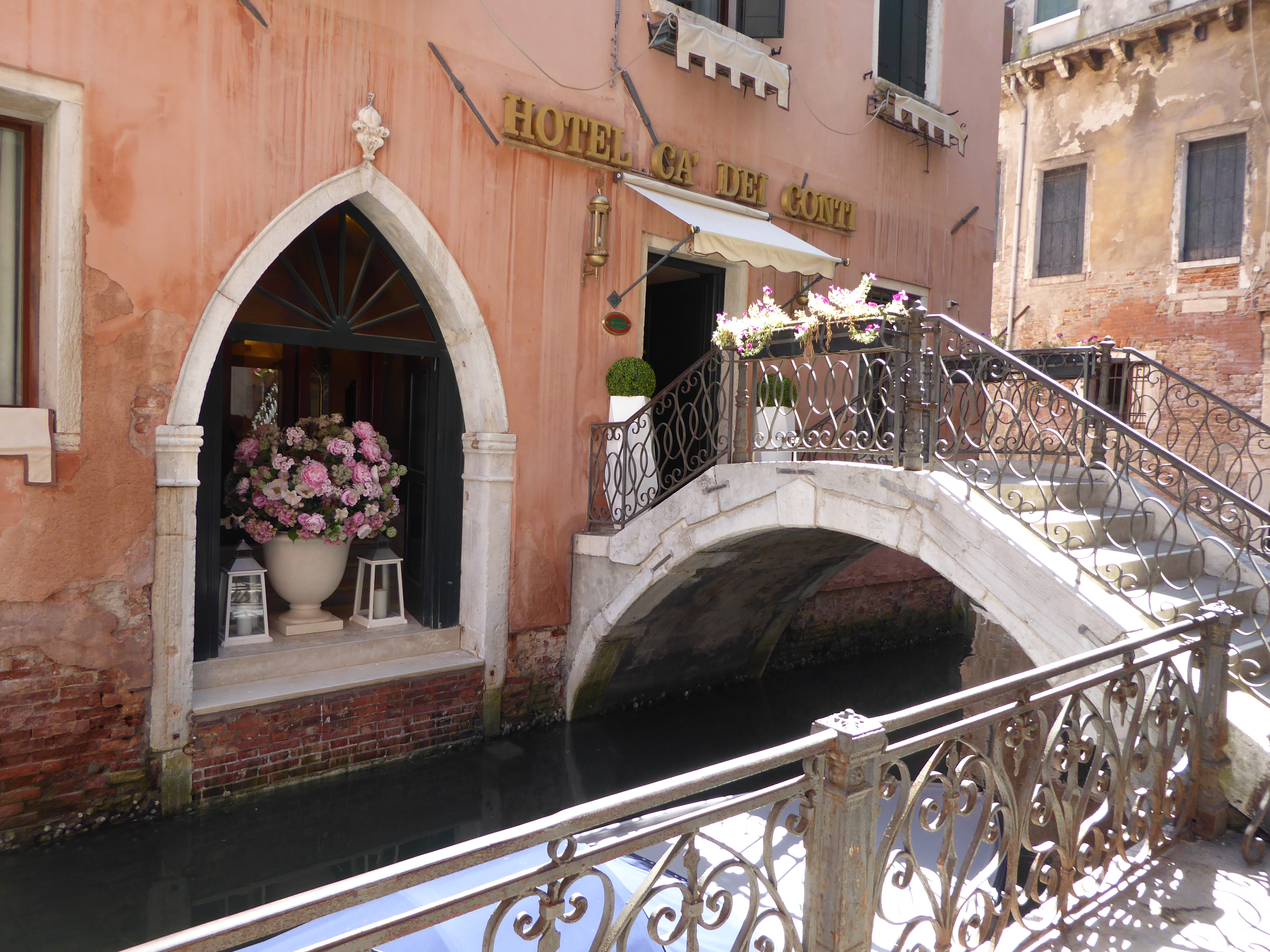
1er Pont privé hotel Ca del Conte Rio de San Zaninovo
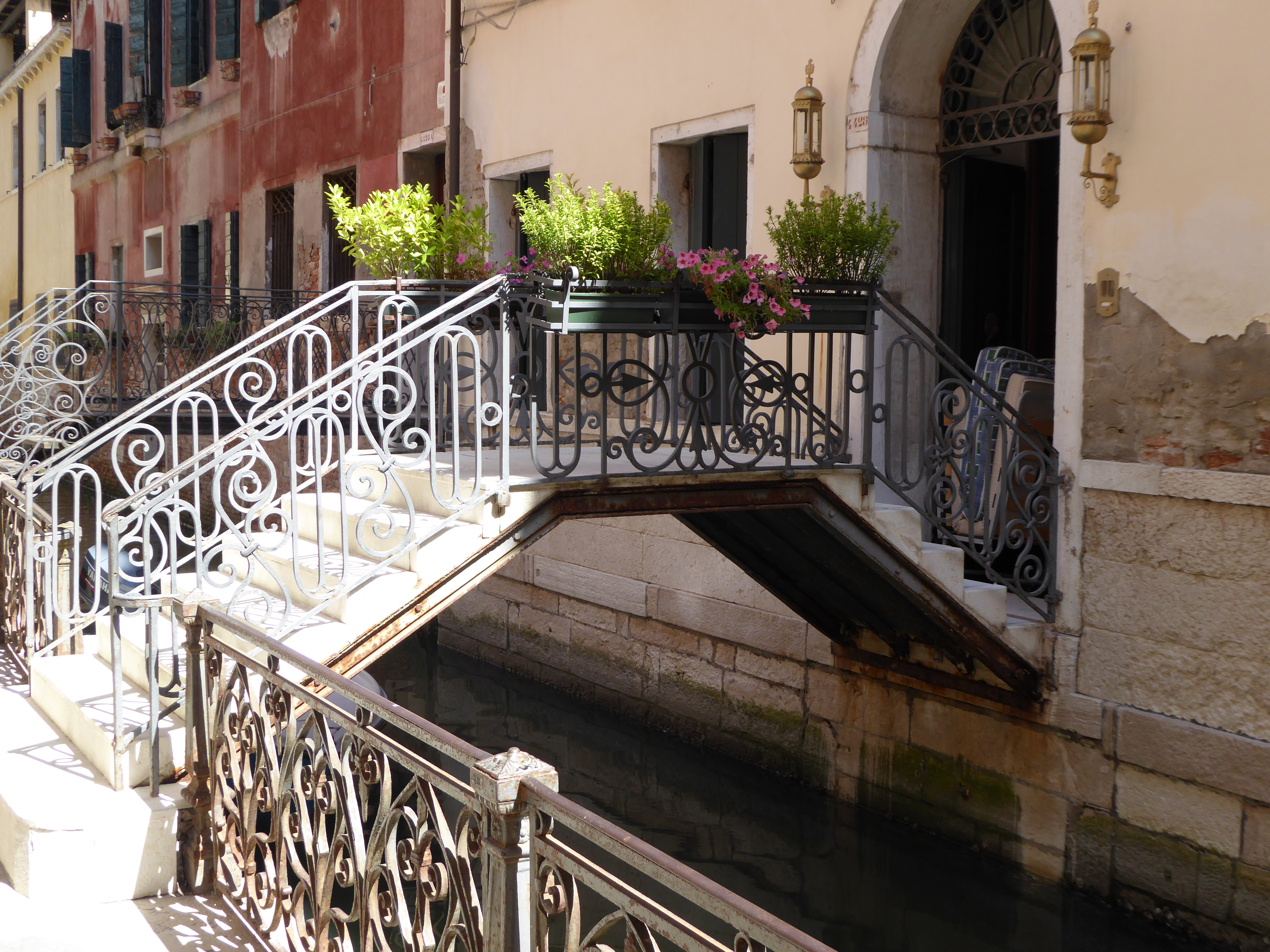
2ePont privé hotel Ca del Conte Rio de San Zaninovo
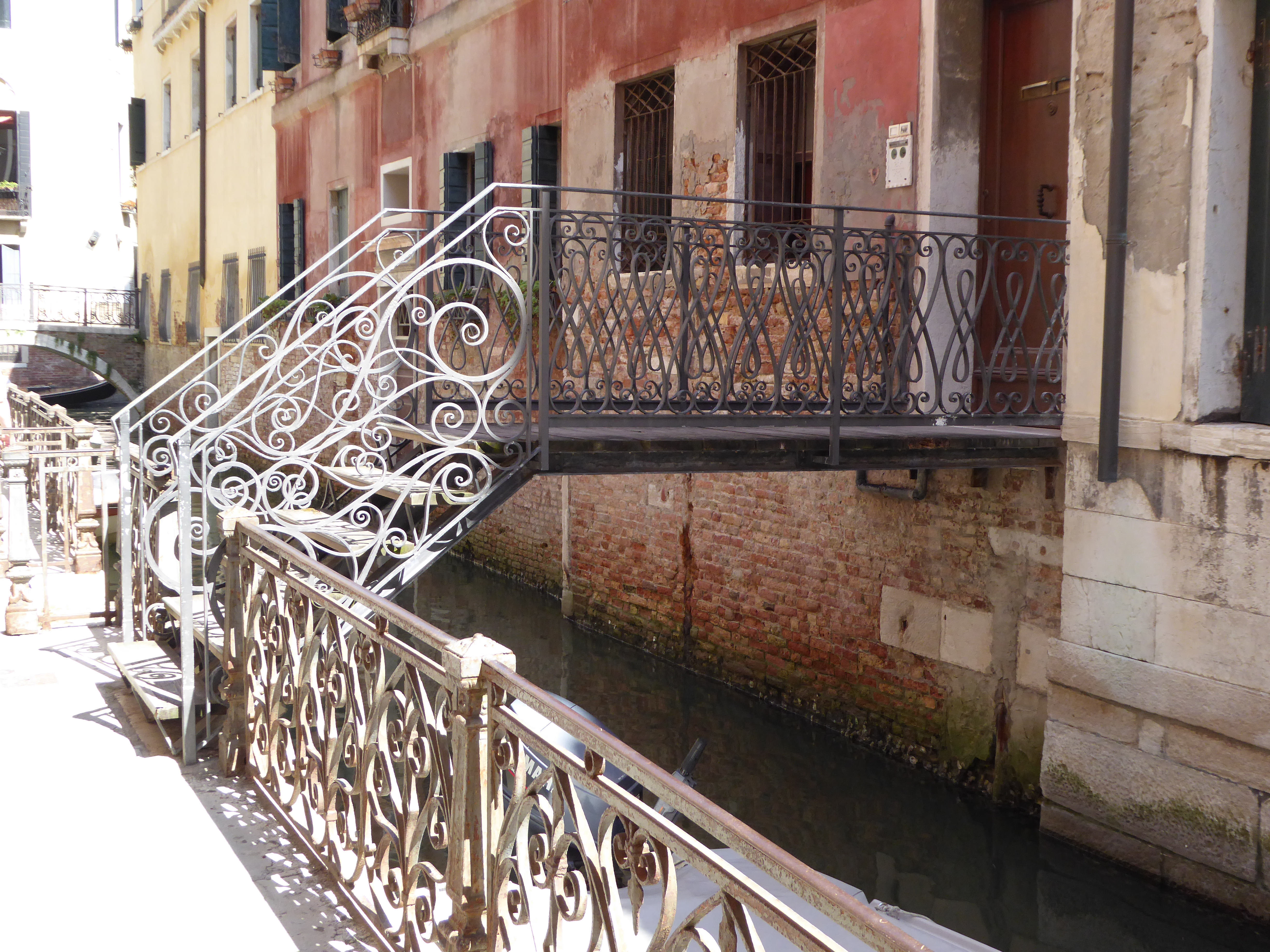
3ePont privé hotel Ca del Conte Rio de San Zaninovo
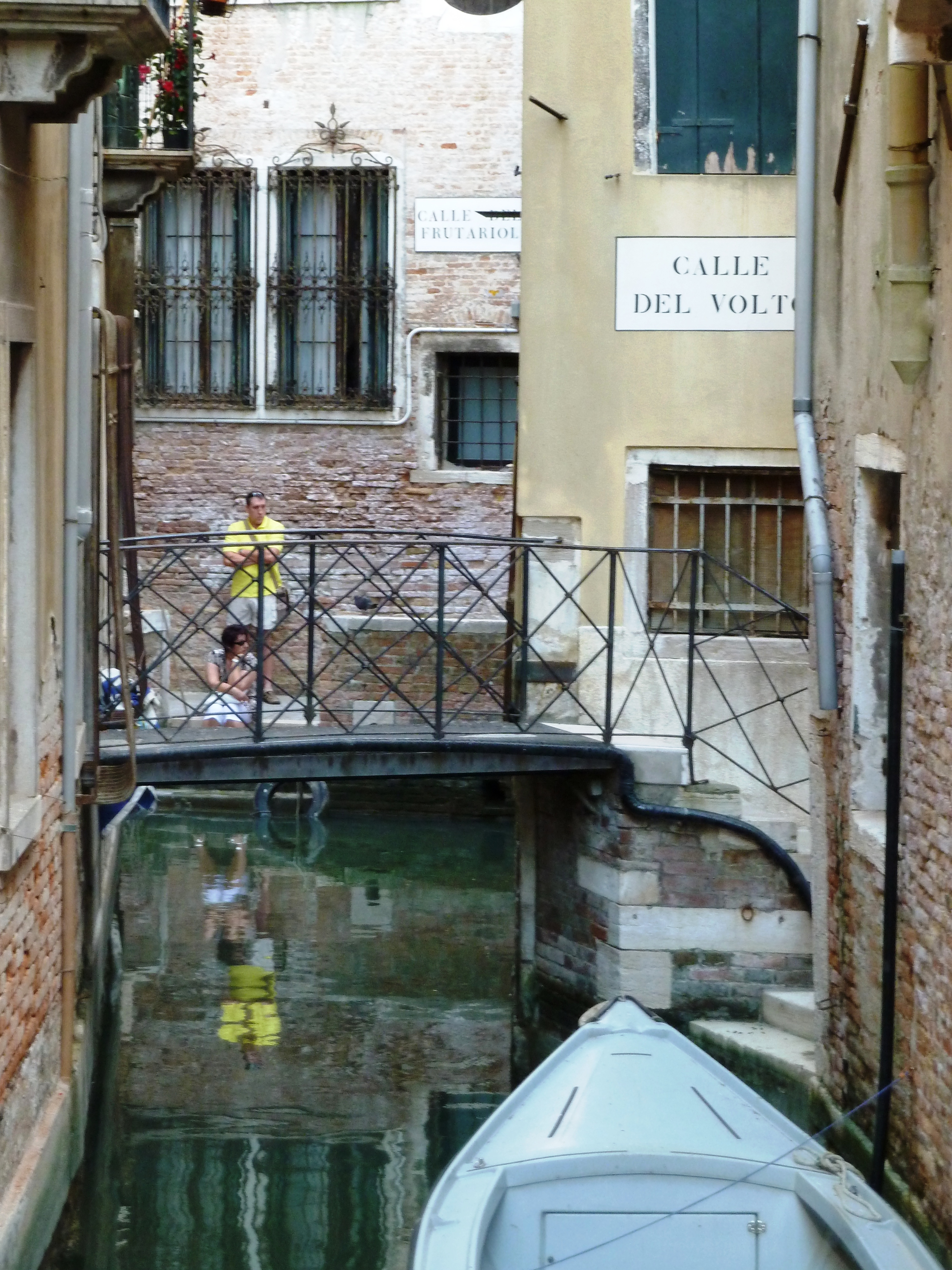
pont privé calle del Volto Rio del Piombo
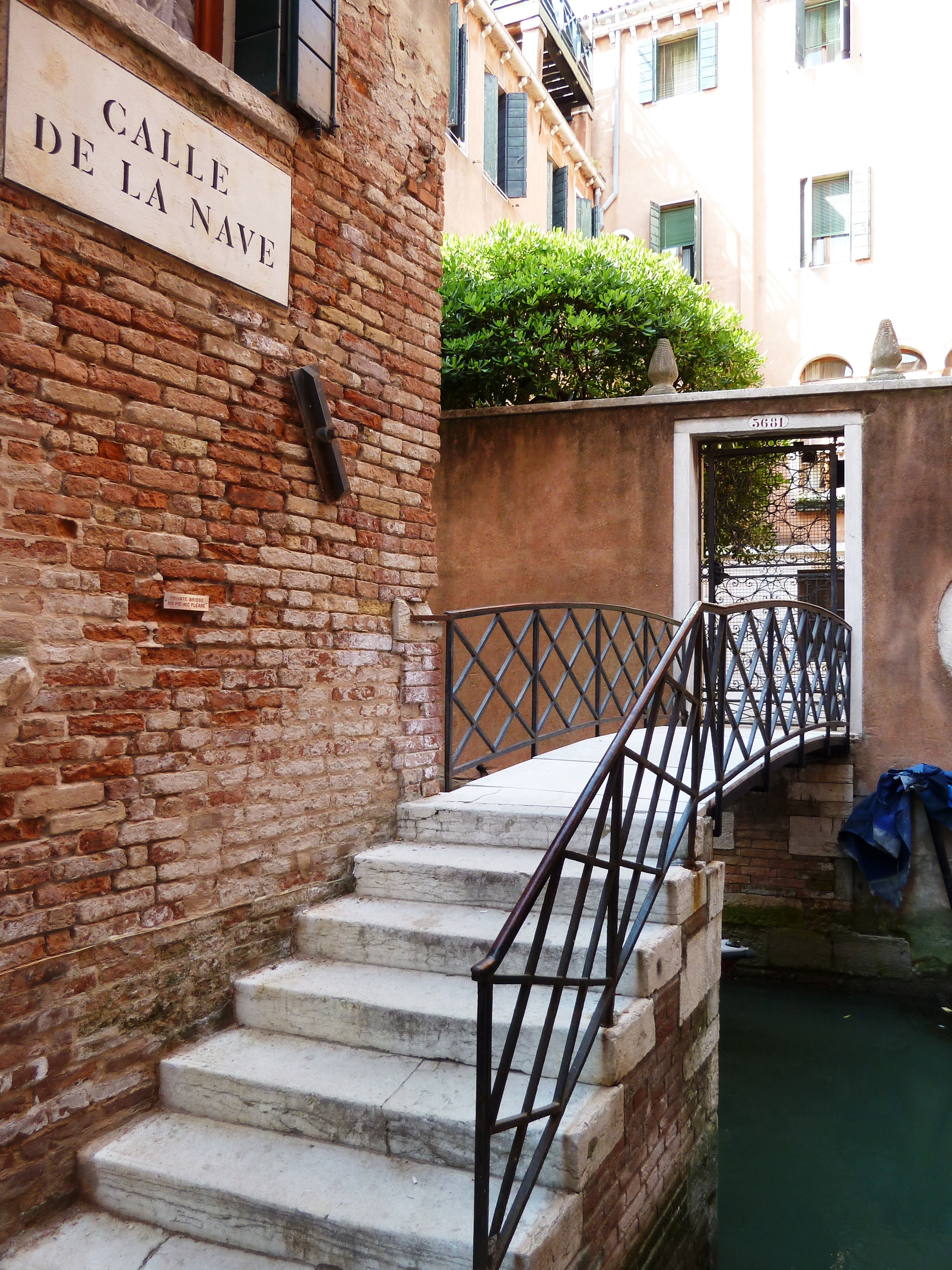
pont privé calle de la Nave Rio del Piombo
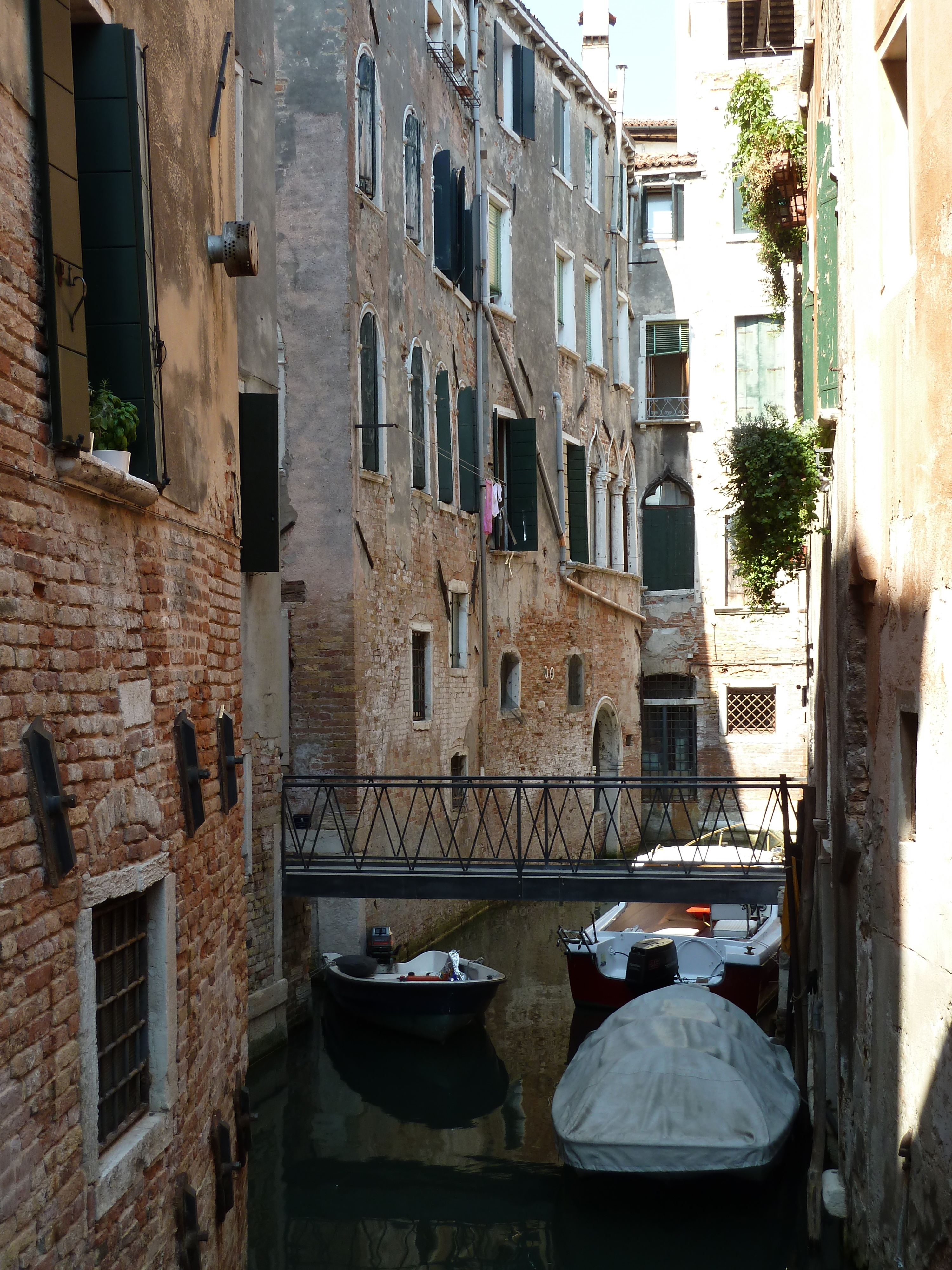
pont privé calle de le Vele Rio del Piombo
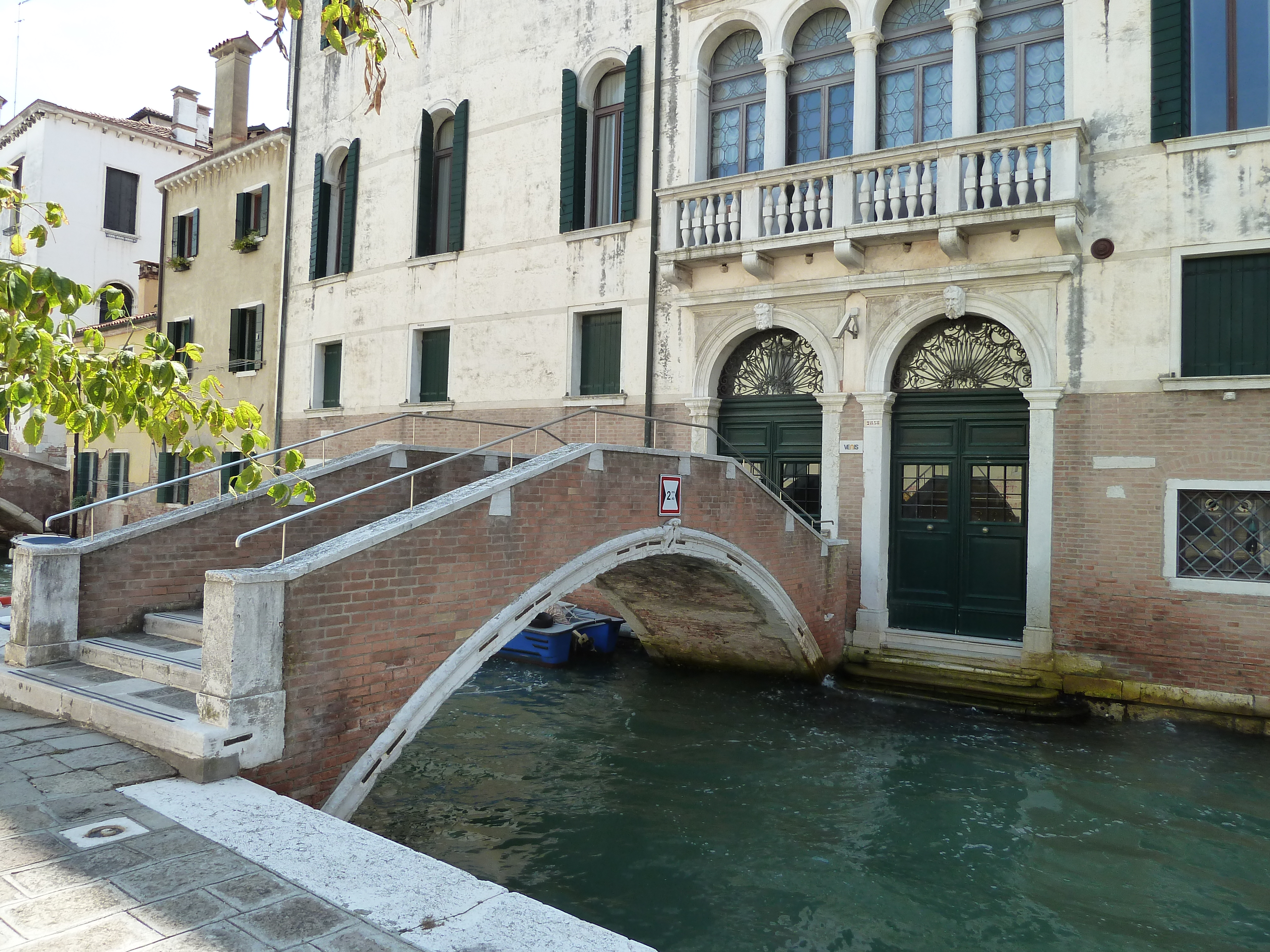
pont privé du palais Gradenigo a S.Giustina Rio de San Francesco de la Vigna
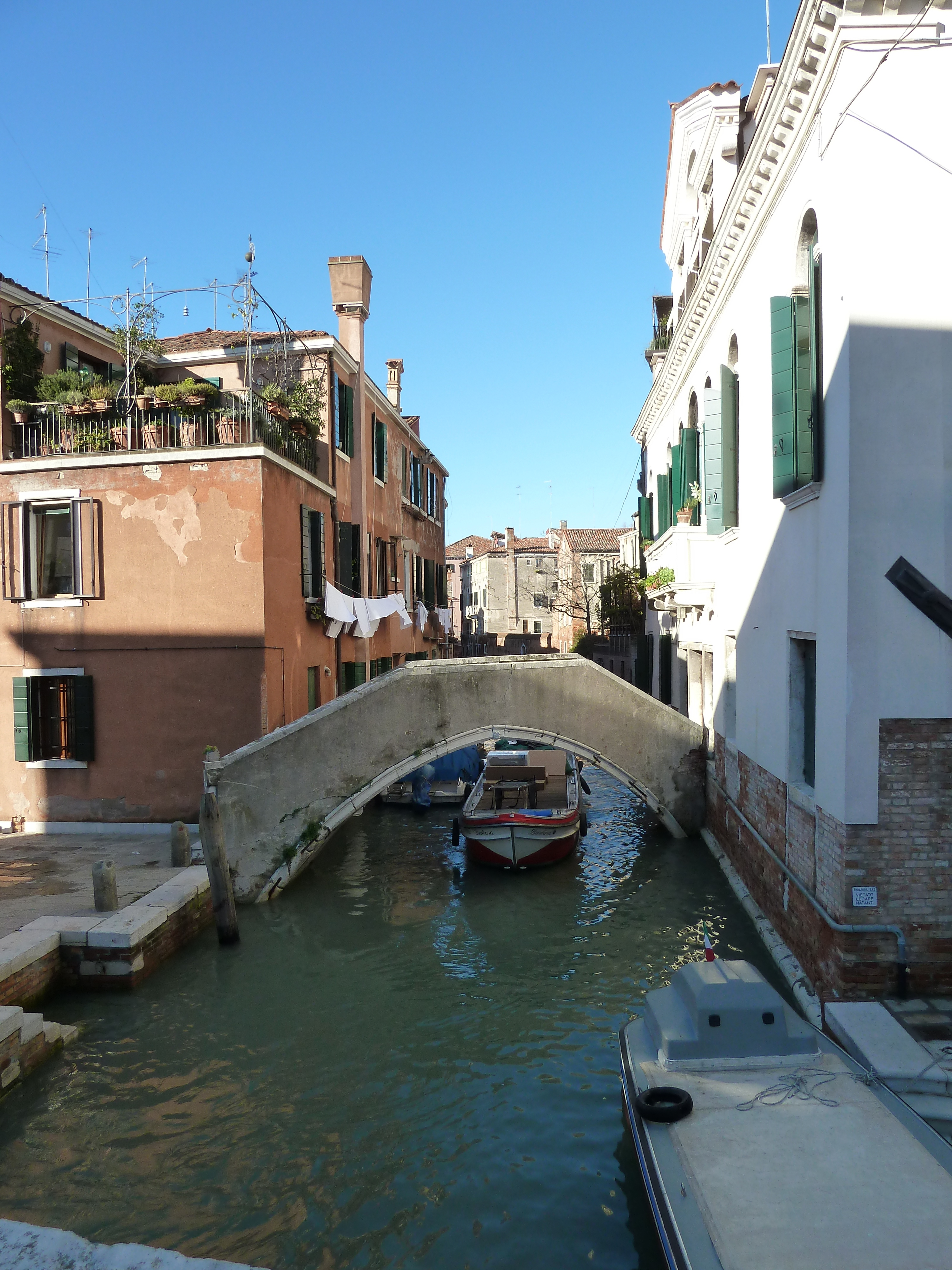
pont privé de Ca'Sagredo a S.Ternita Rio de la Celestia
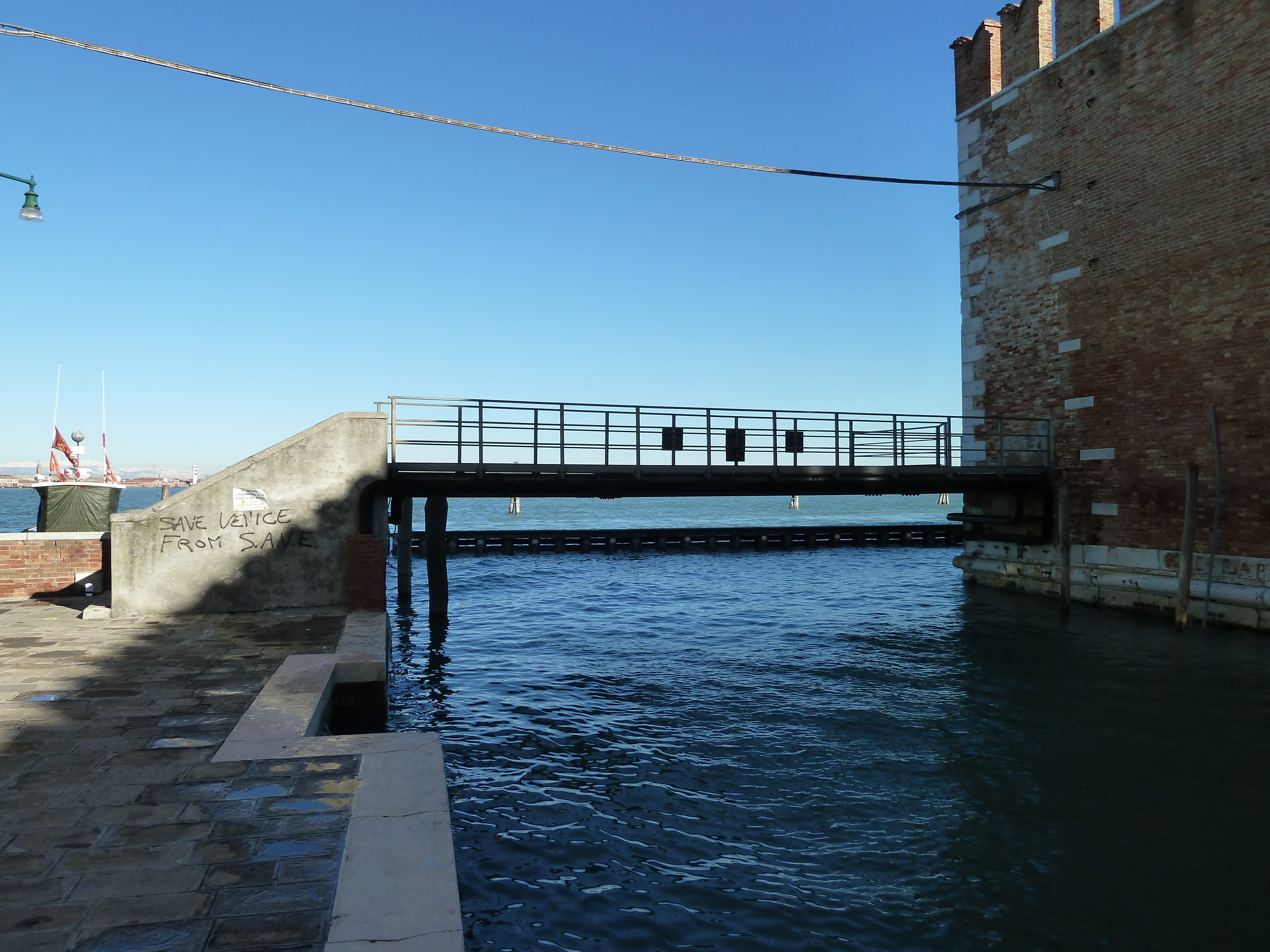
Pont sur le rielo drio la Celestia
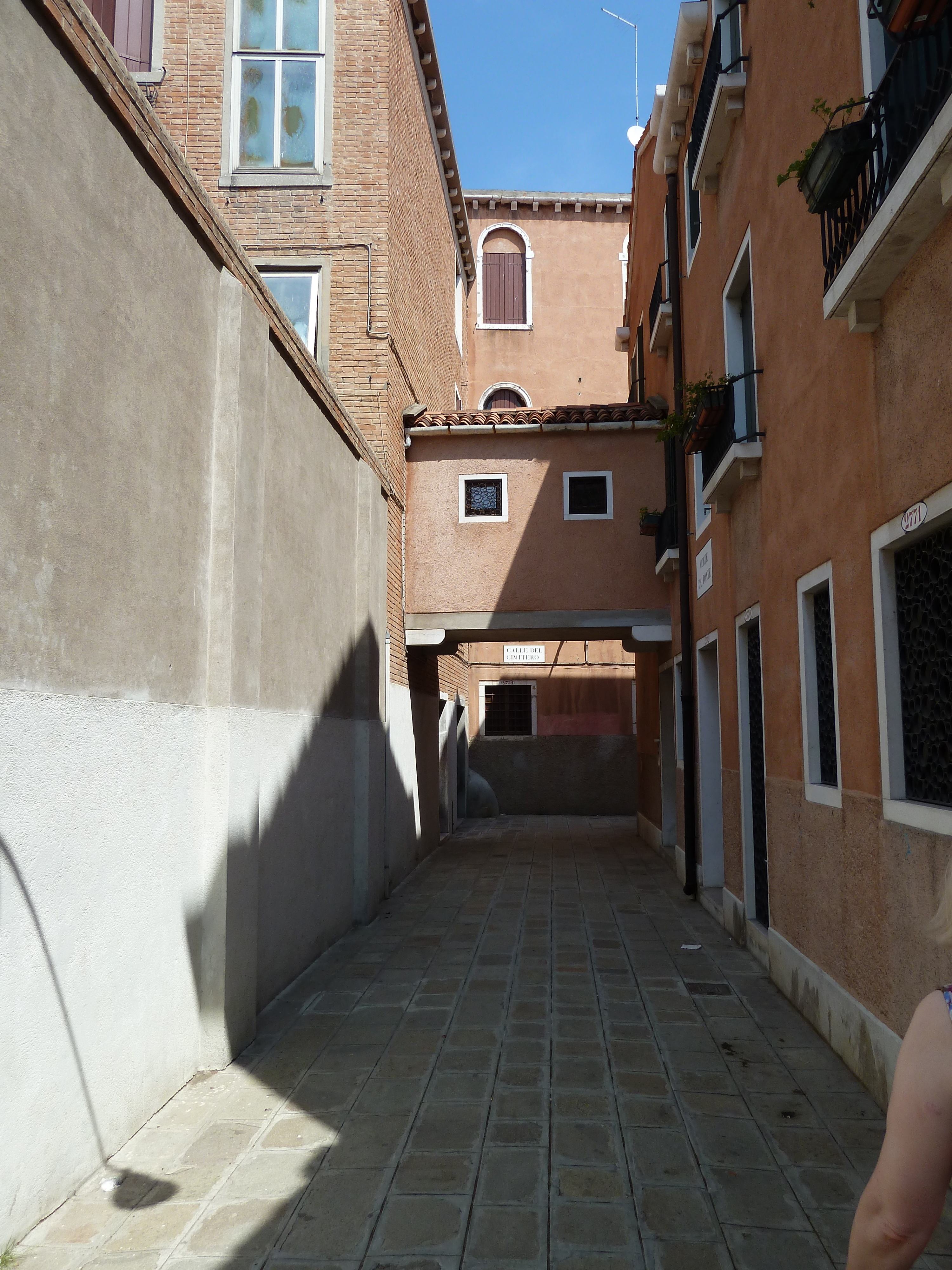
pont privé calle del cimitero
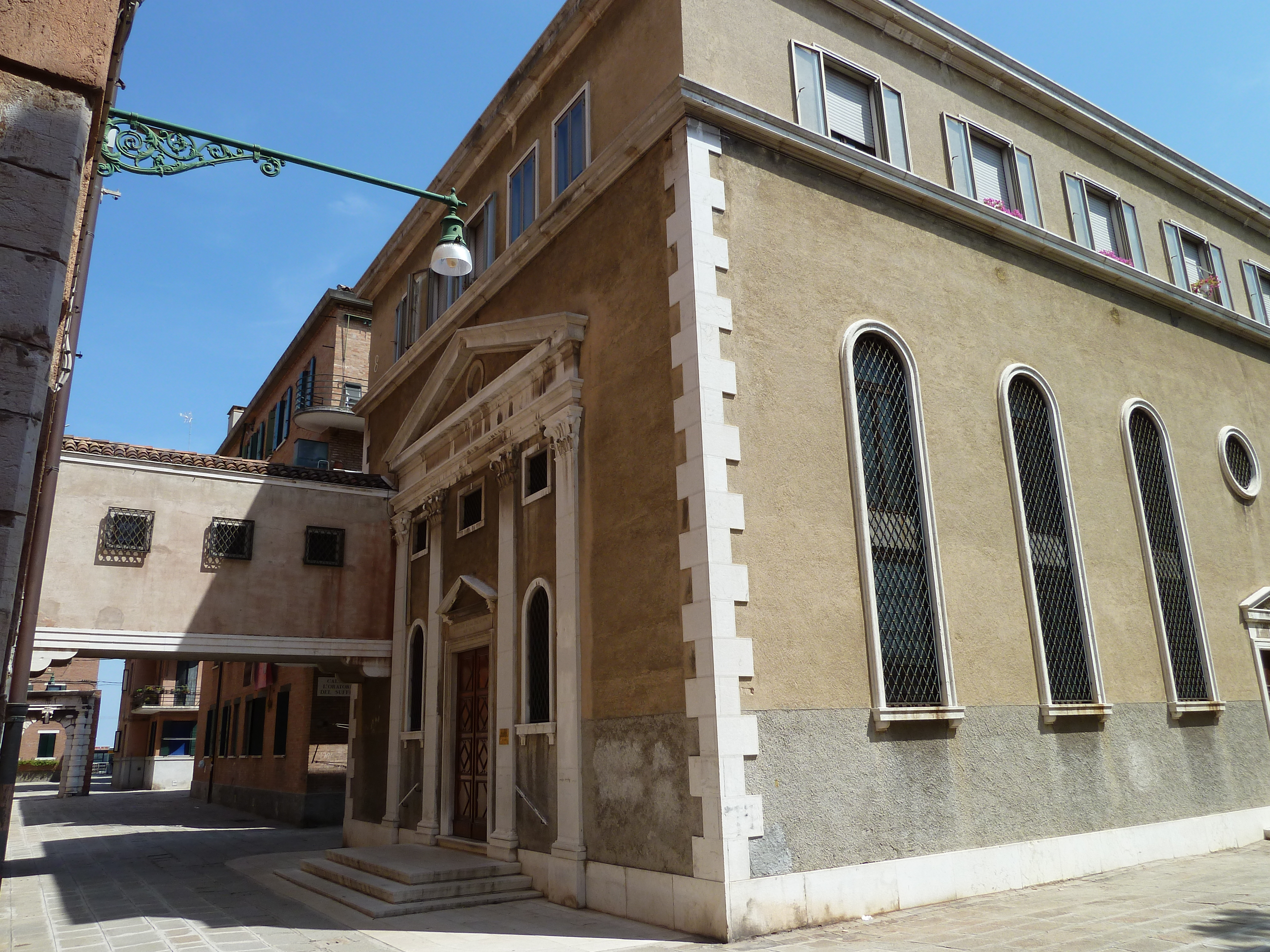
pont privé église del Cristo Re

## Sestiere deSanta Croce

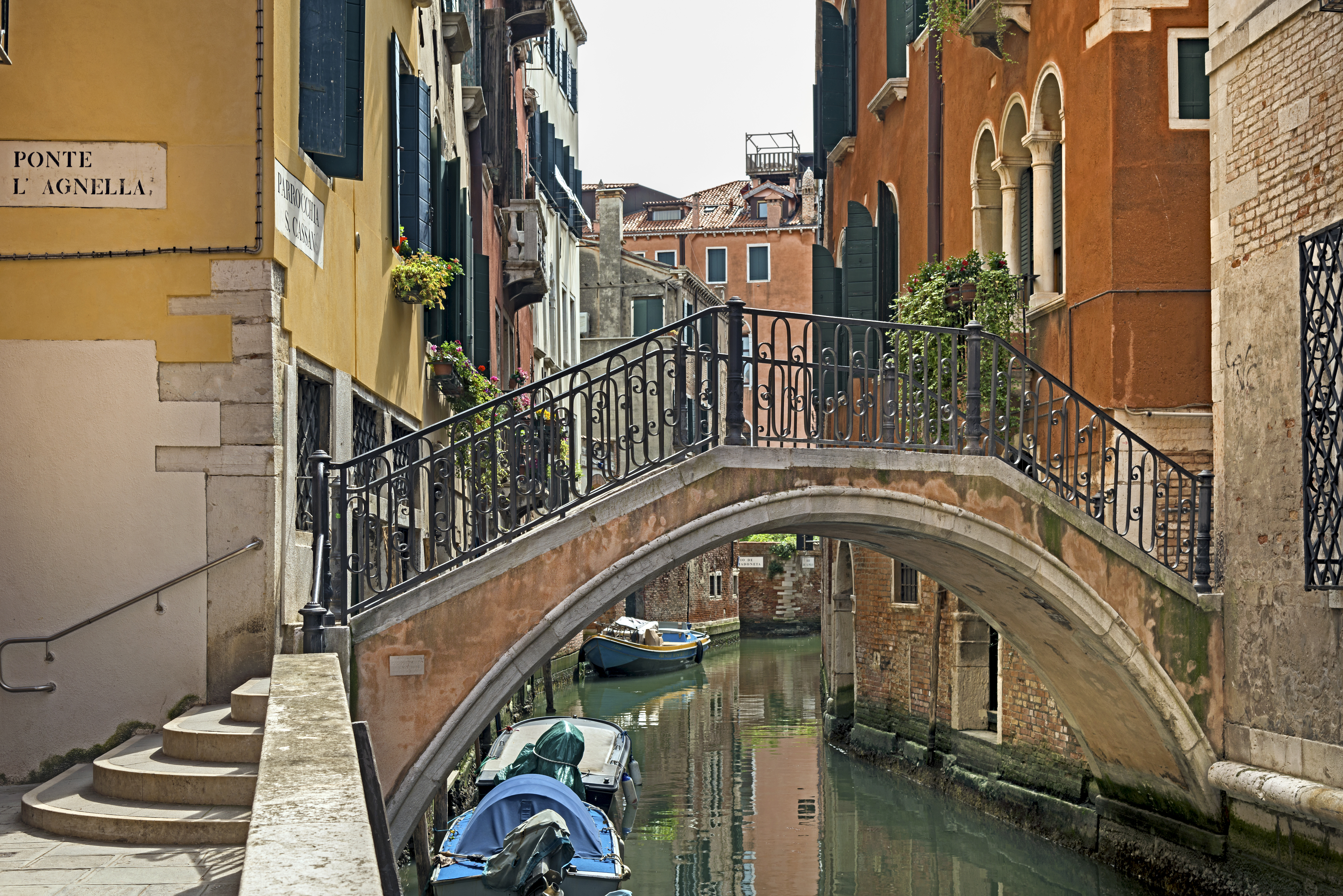
Ponte de l'Agnella Rio delle Due Torri
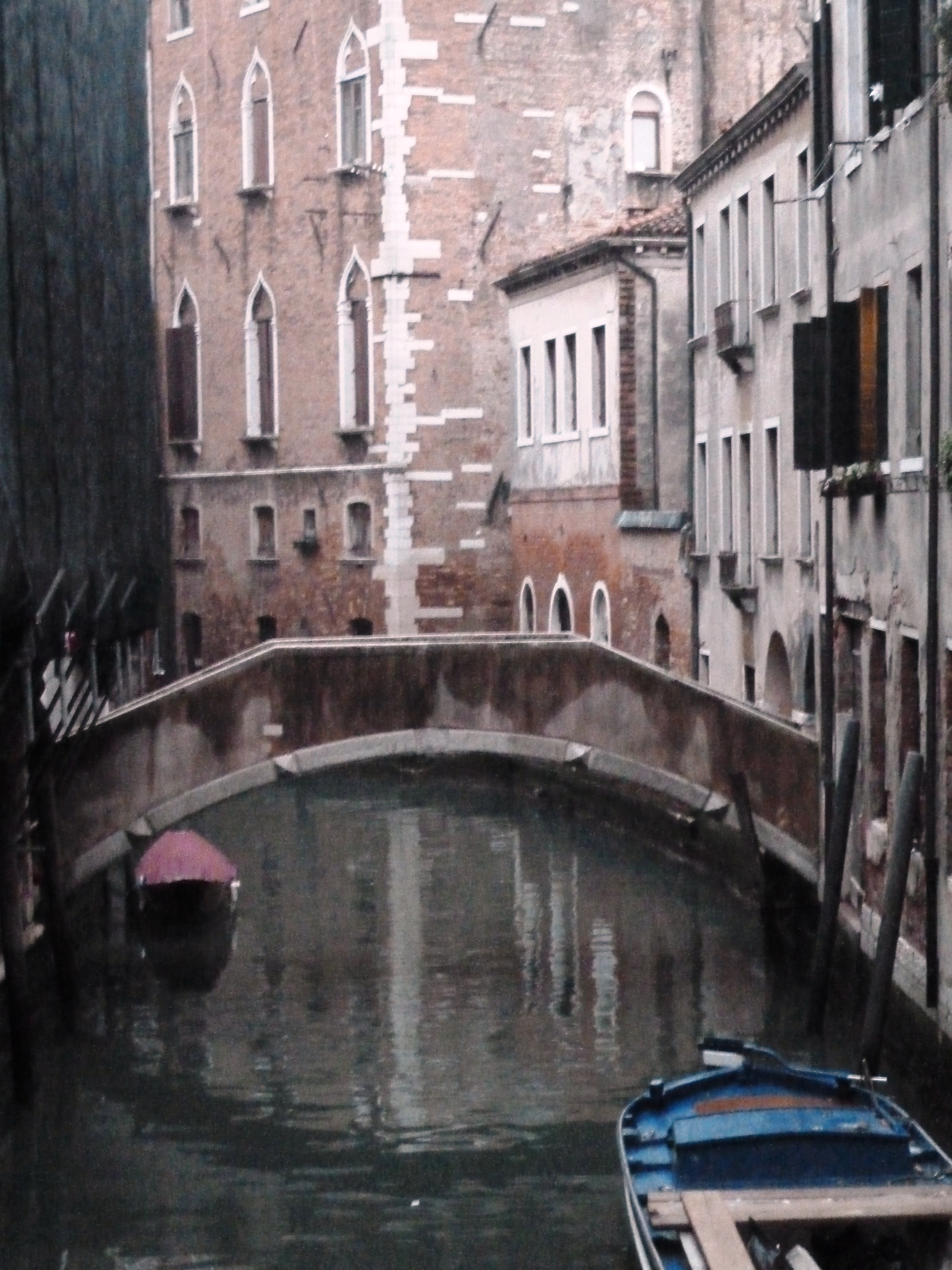
Ponte de l'Anatomia Rio San Zan Degolà
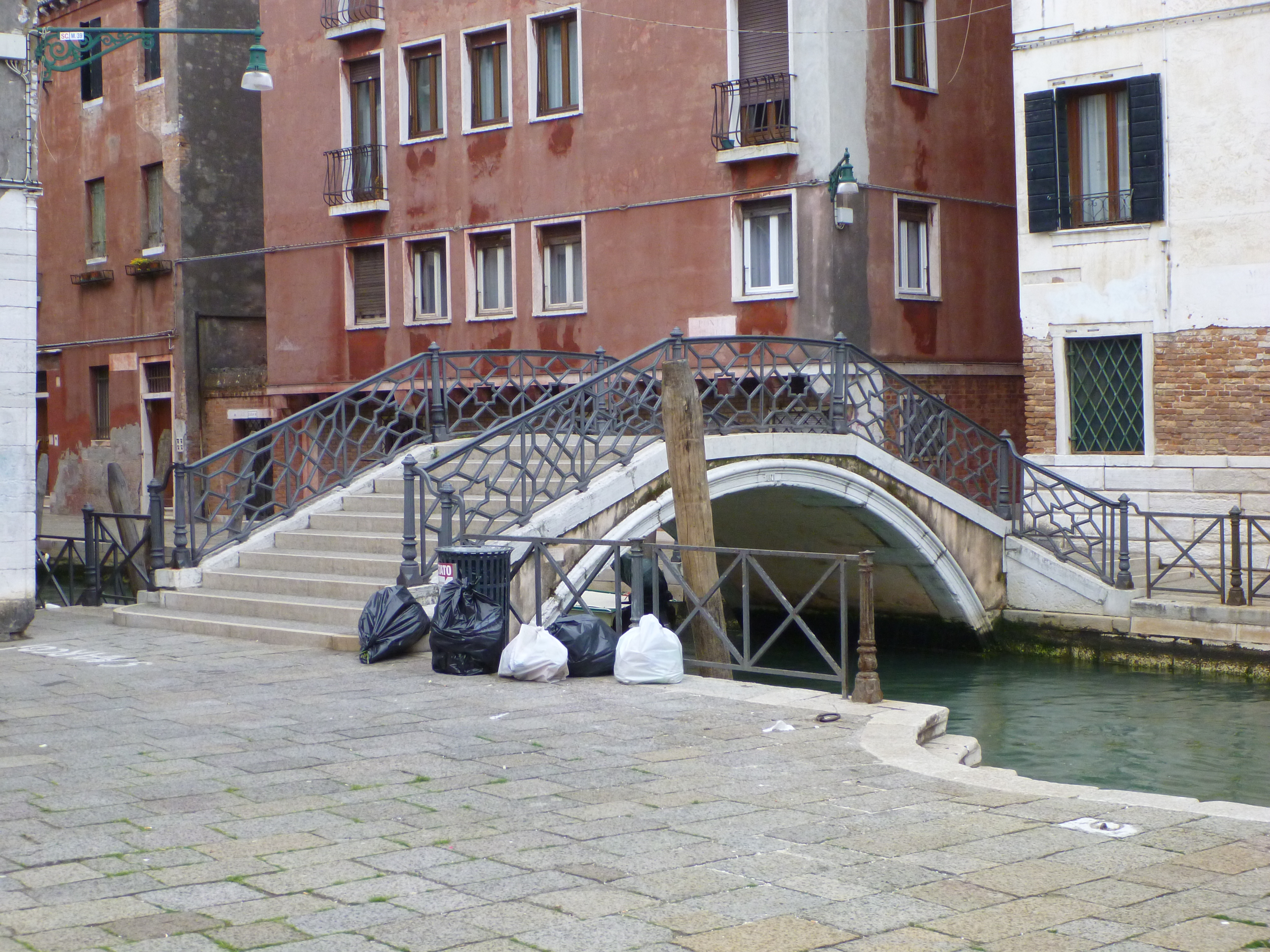
Ponte Bembo/San Zan Degolà Rio de San Zan Degolà
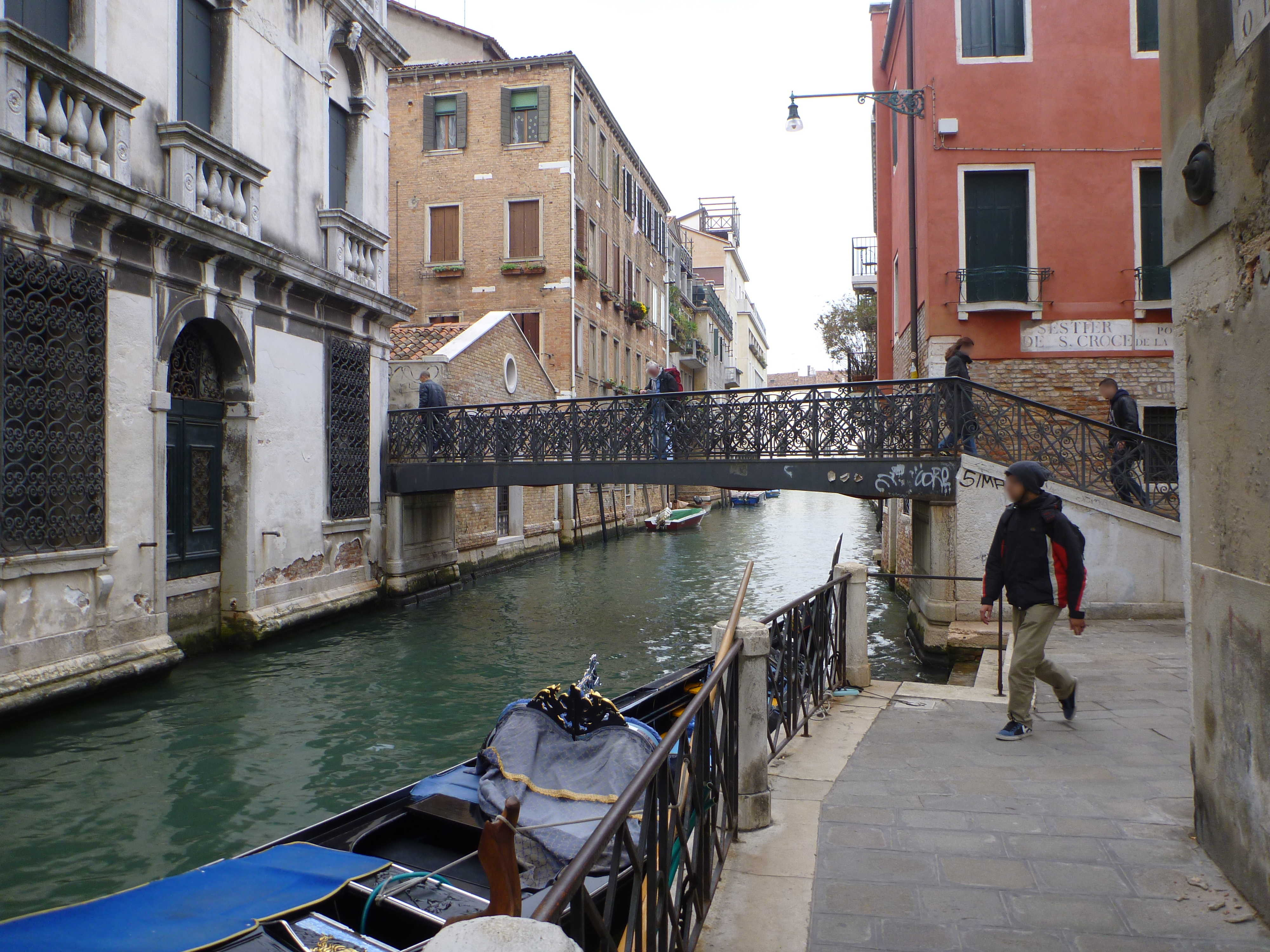
Ponte de la Bergami Rio Marin
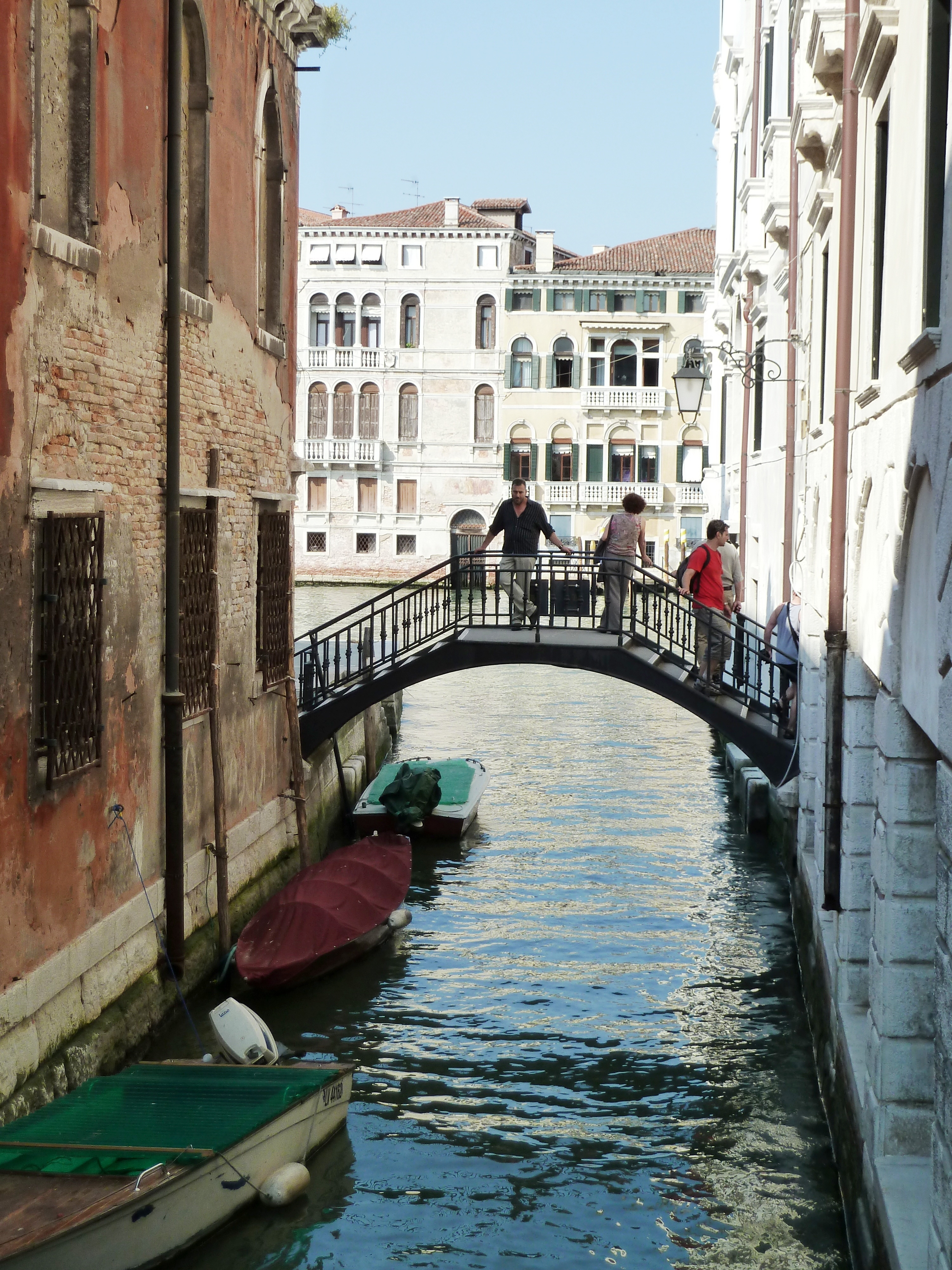
Ponte de Ca’Giovannelli Rio de San Stae
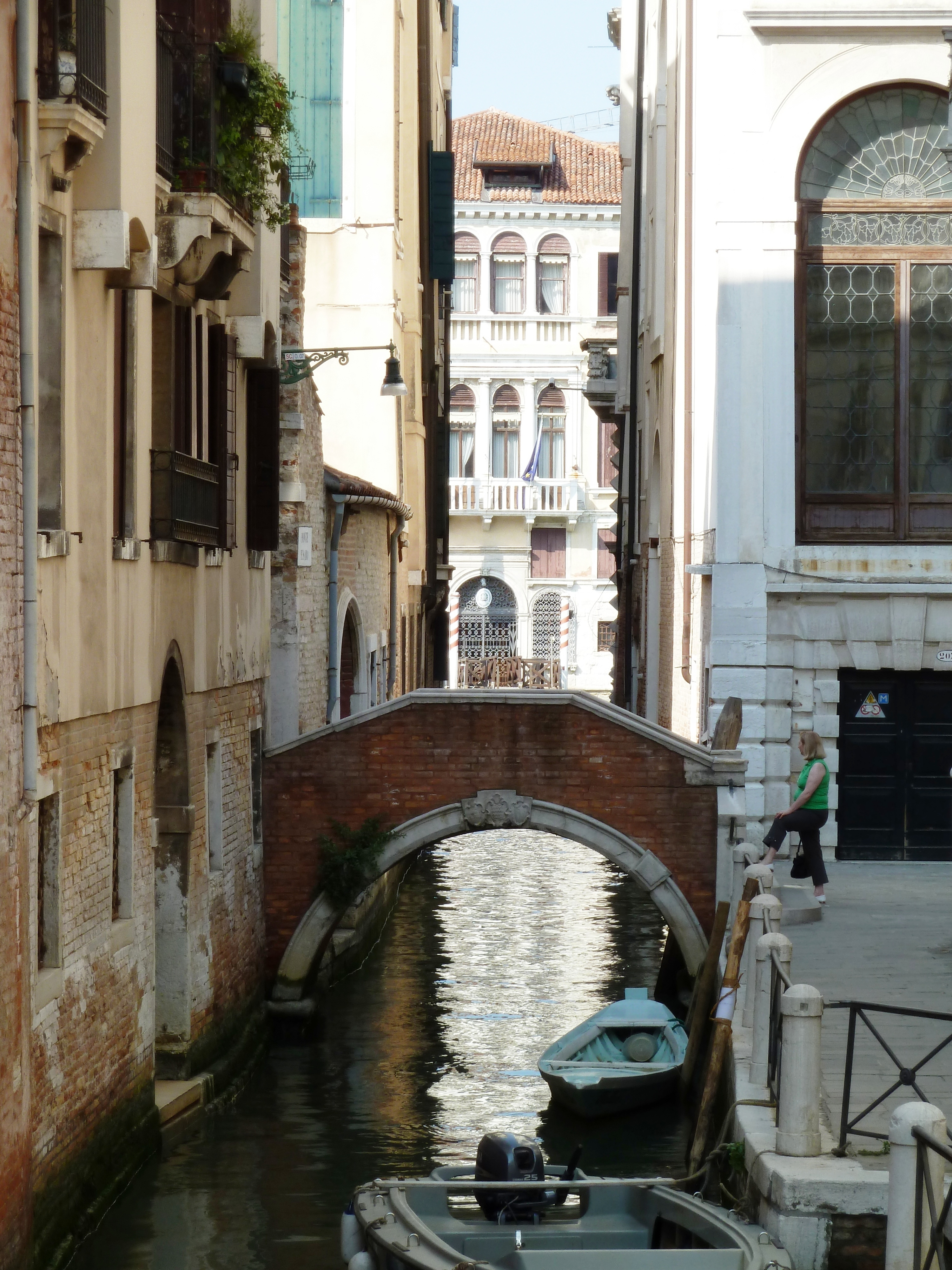
Ponte de Ca' Pesaro Rio de la Pergola
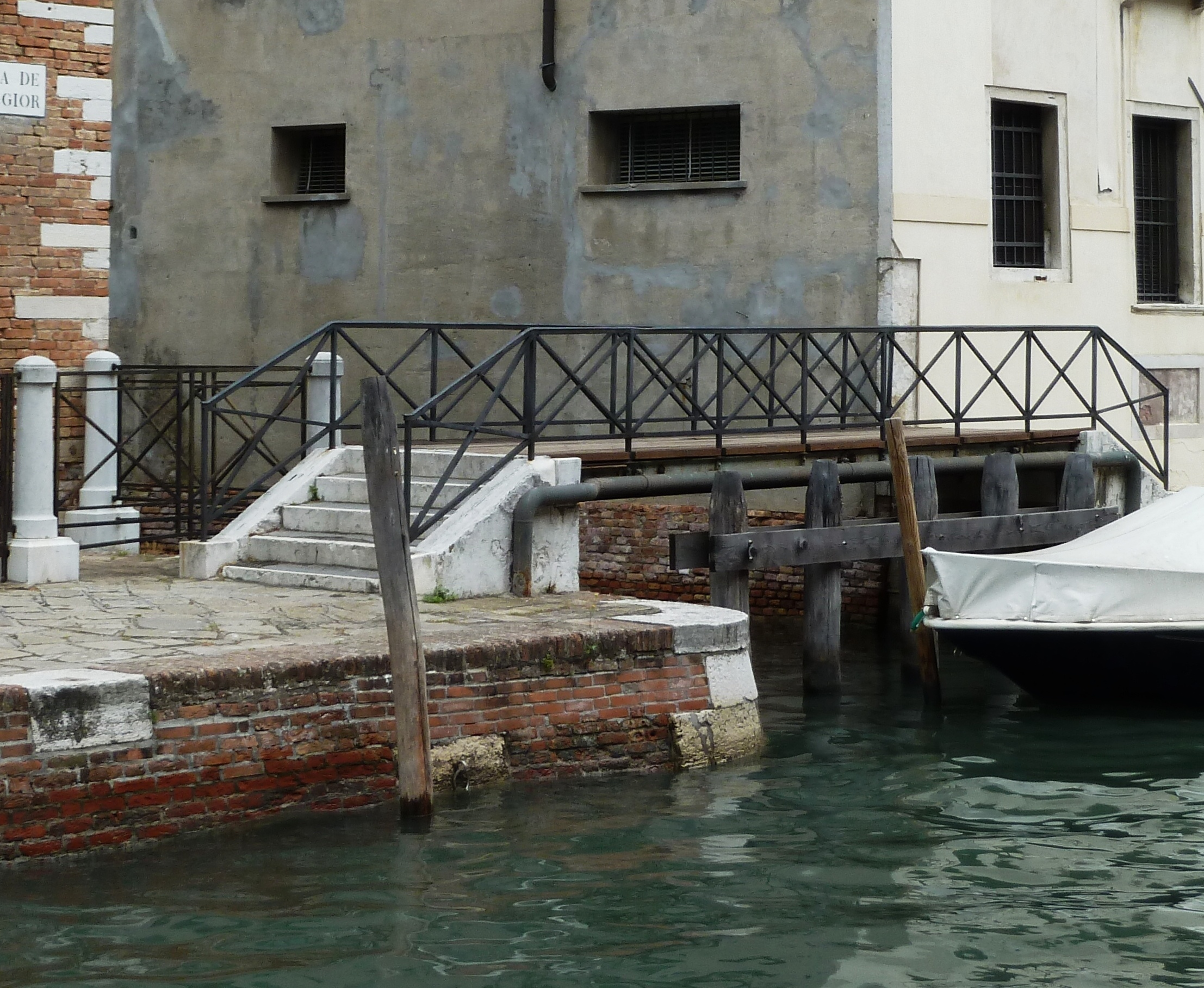
Ponte de Ca' Rizzi Rio Ca’Rizzi – S.M. Maggiore
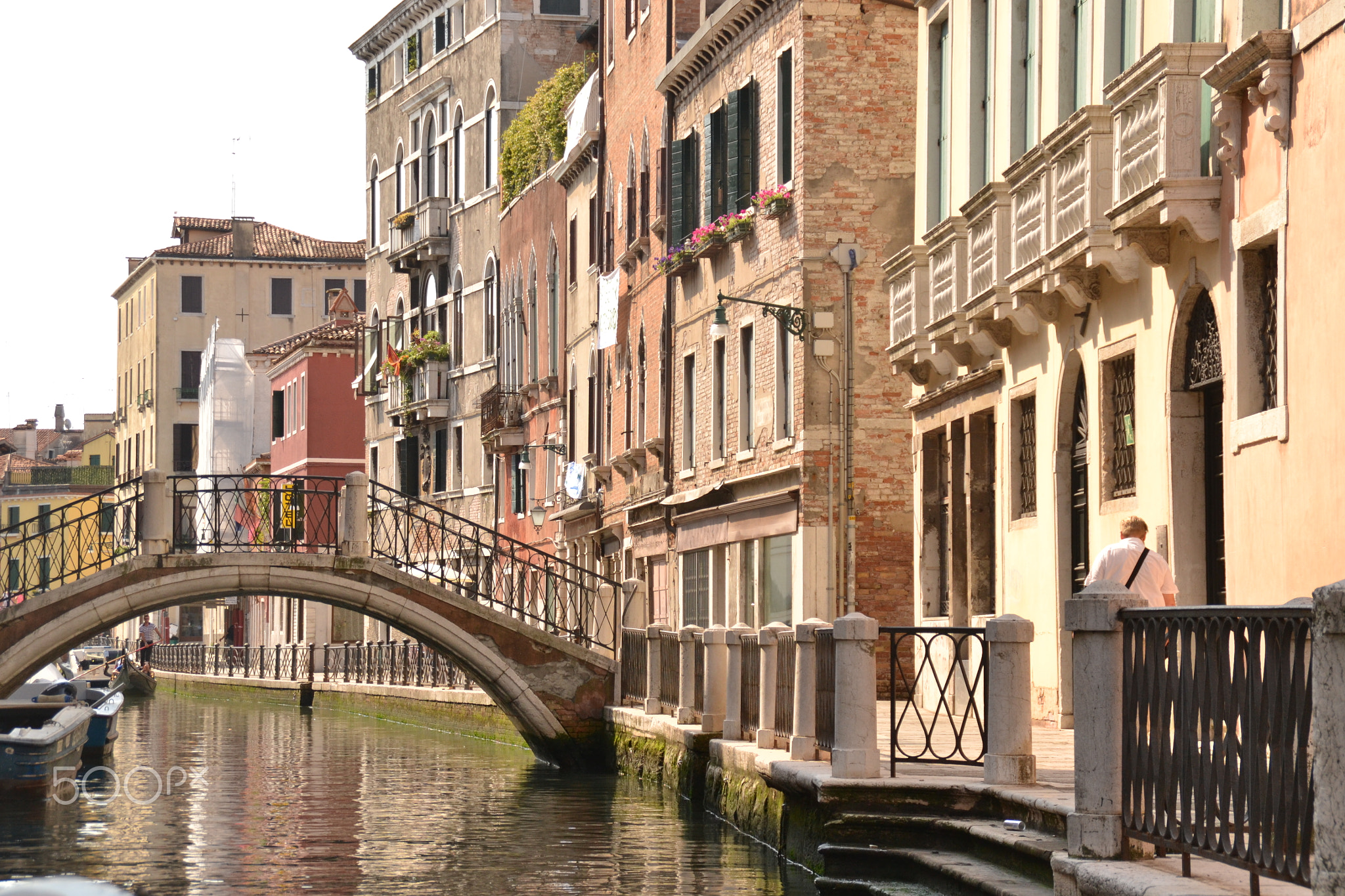
Ponte Cappello/ dei Garzoti Rio Marin
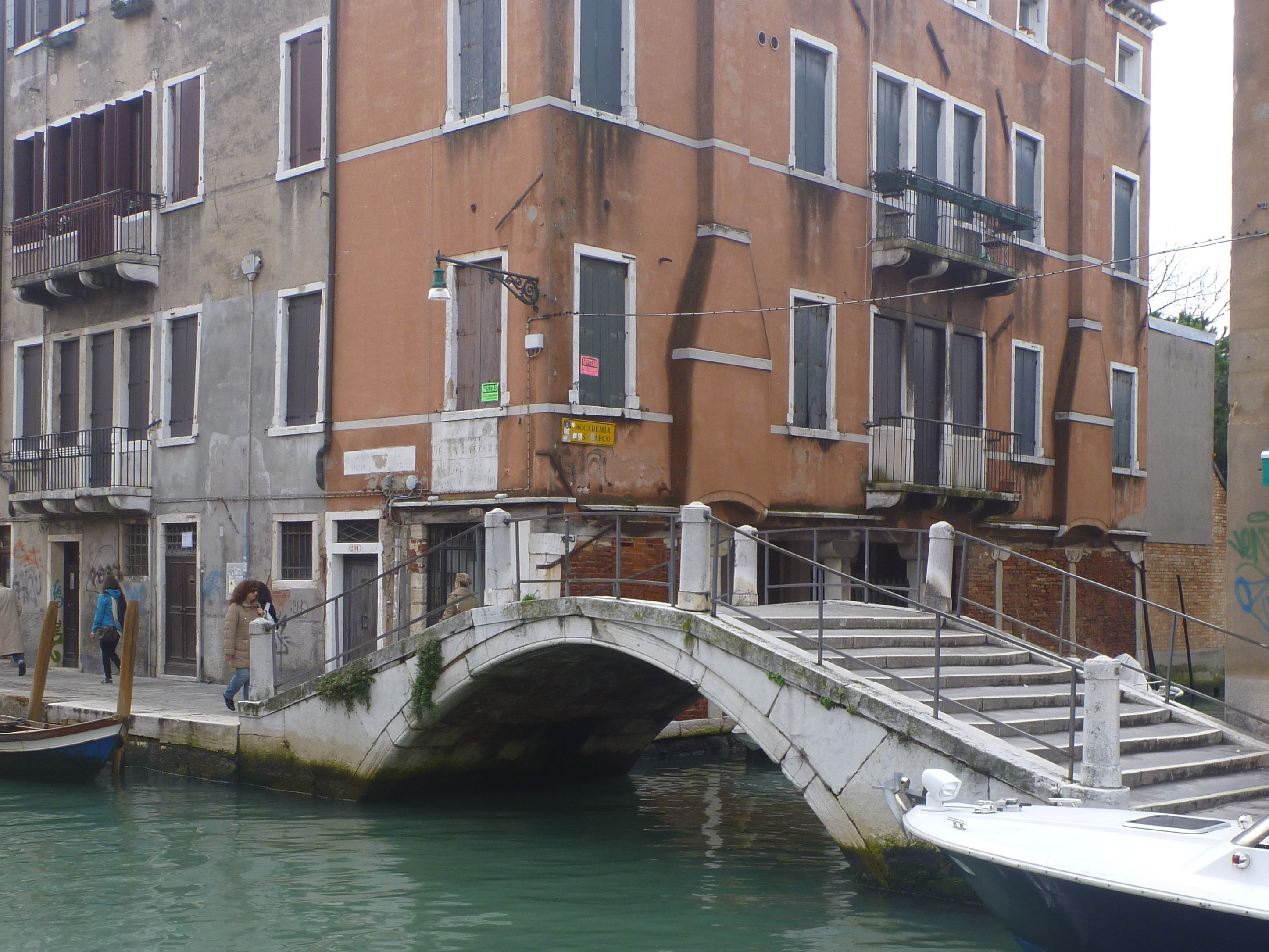
Ponte de la Cazziola Rio de la Cazziola
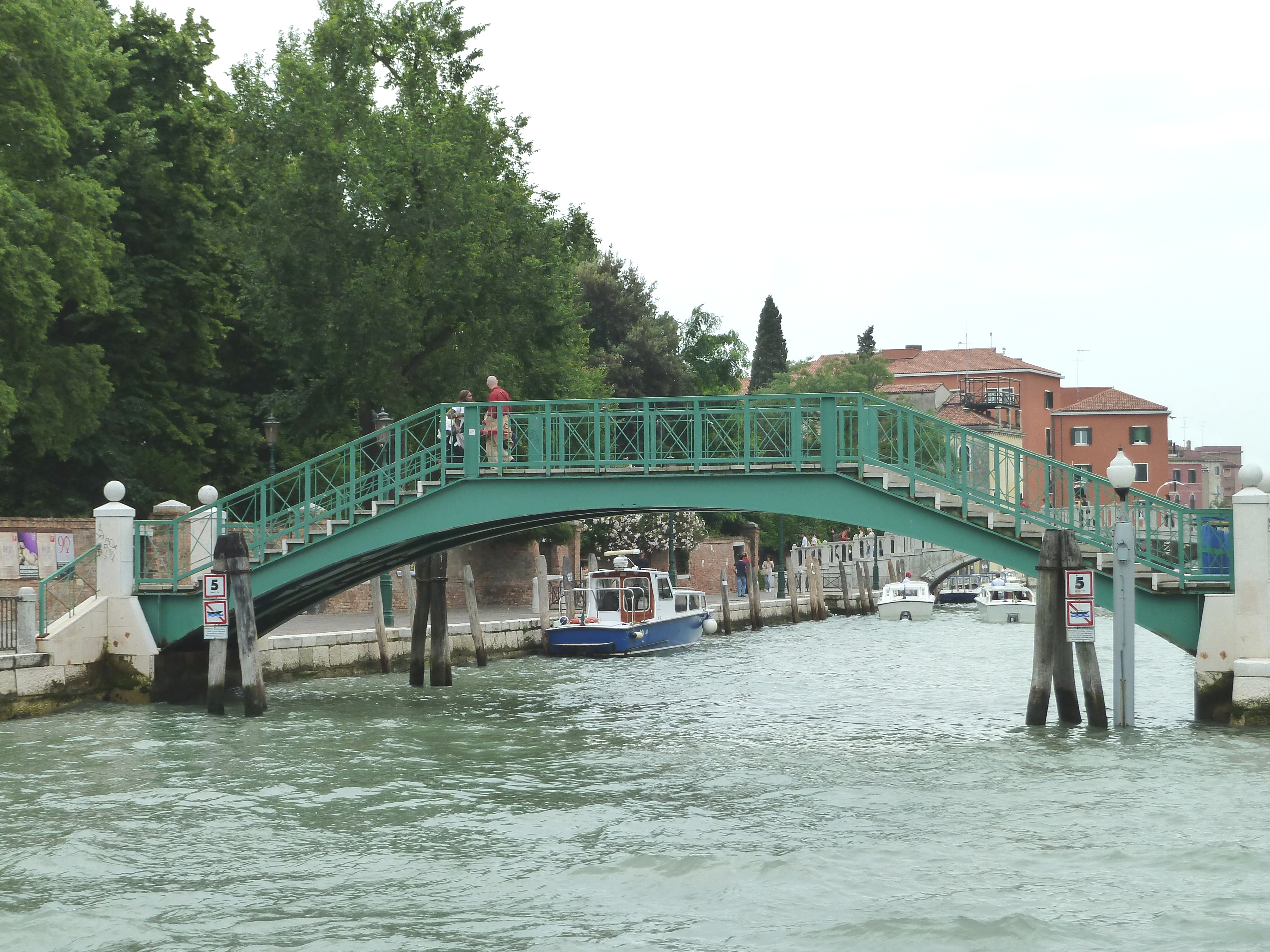
Ponte de Santa Chiara/del Monastero Rio Novo
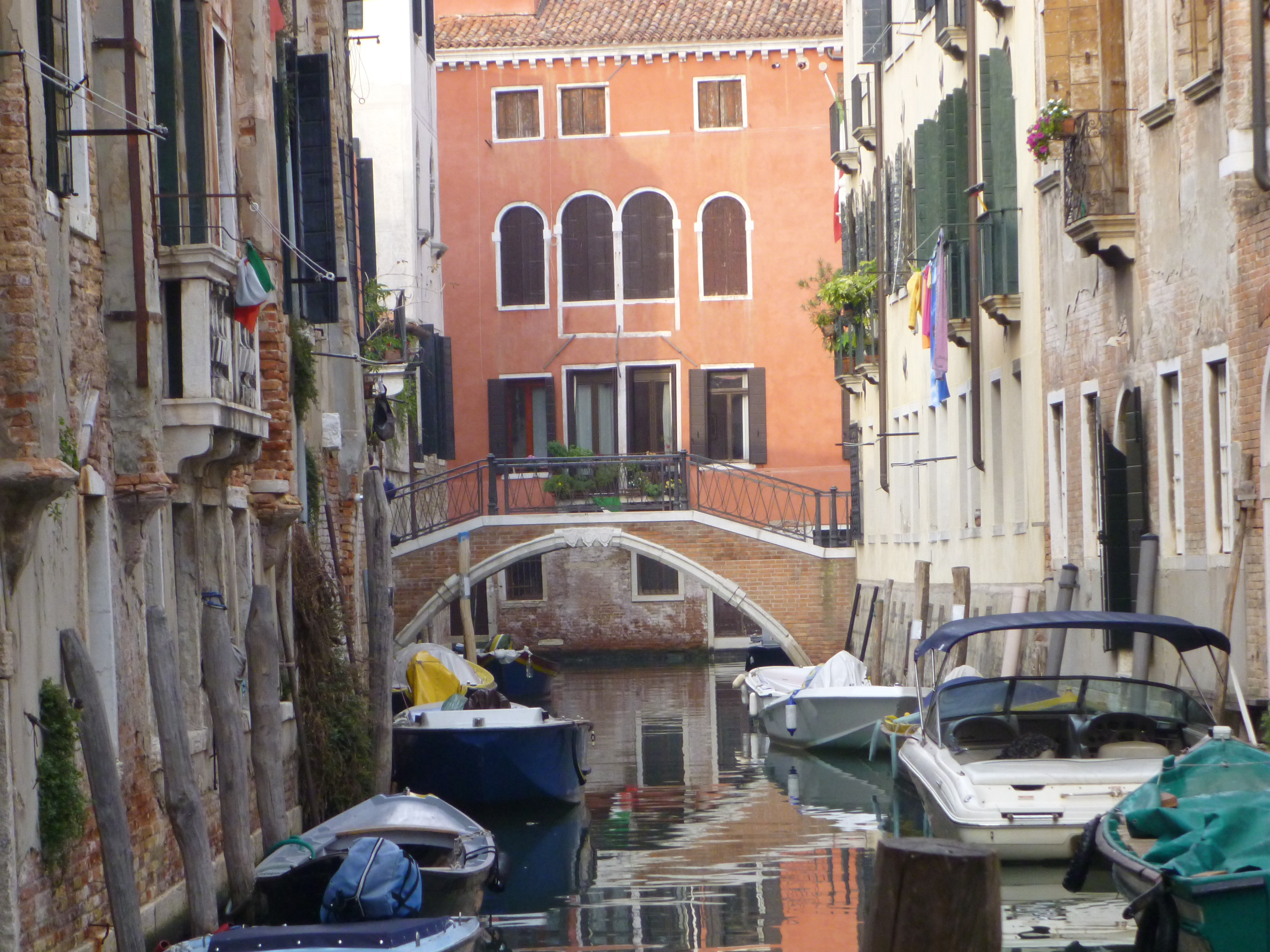
Ponte Colombo ou Carminati Rio de San Boldo
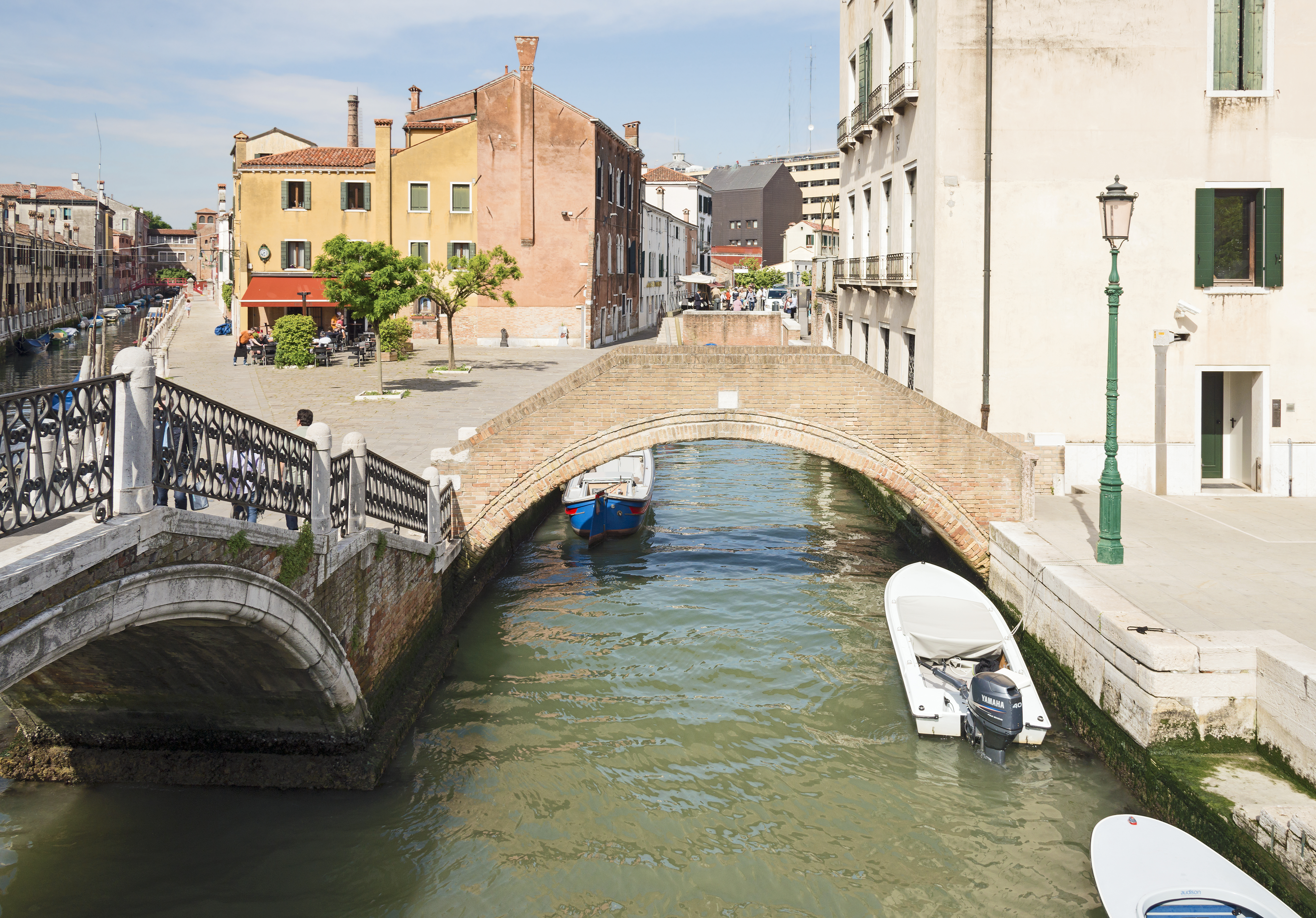
Ponte Cossetti Rio de Sant'Andrea
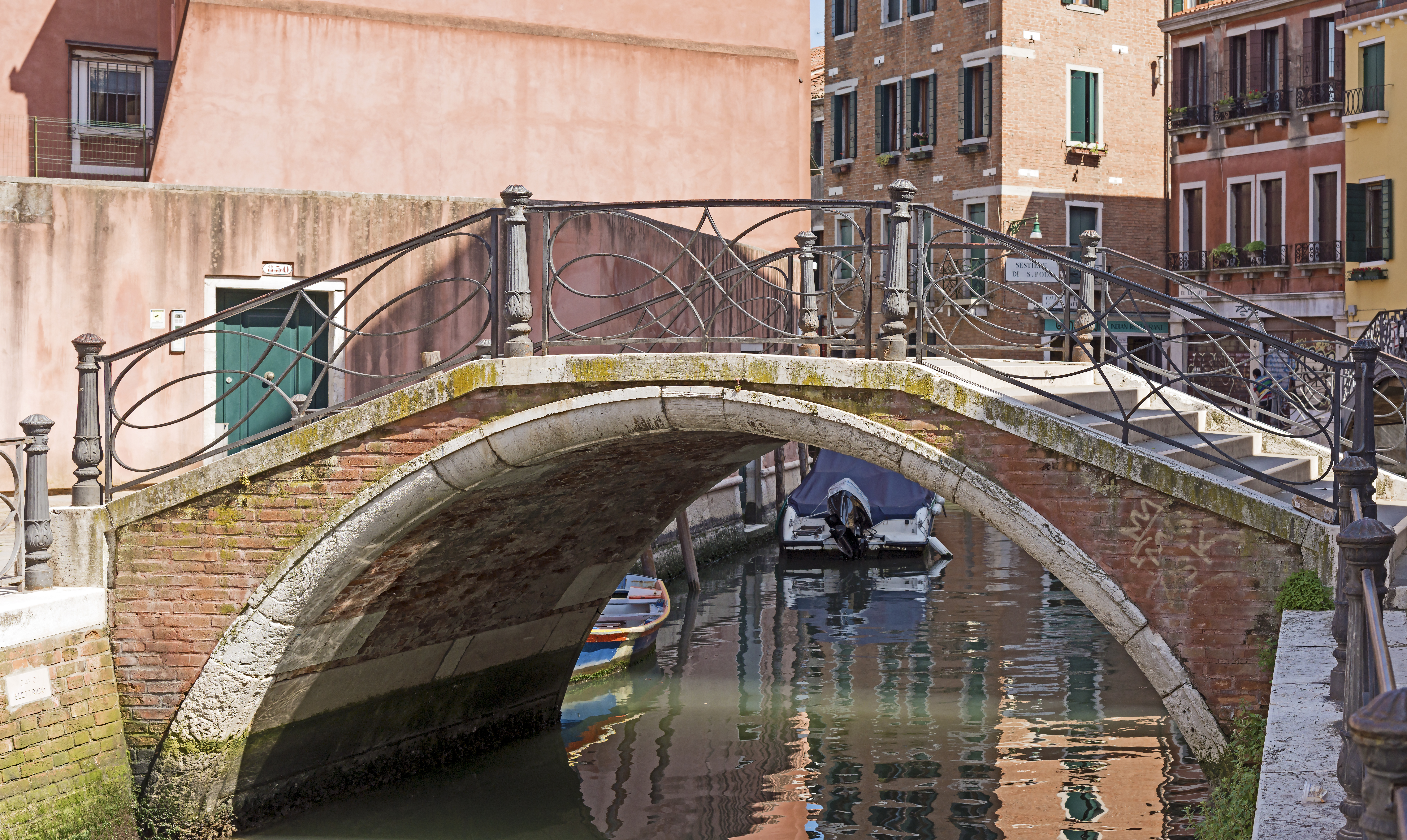
Ponte del Cristo Rio Marin
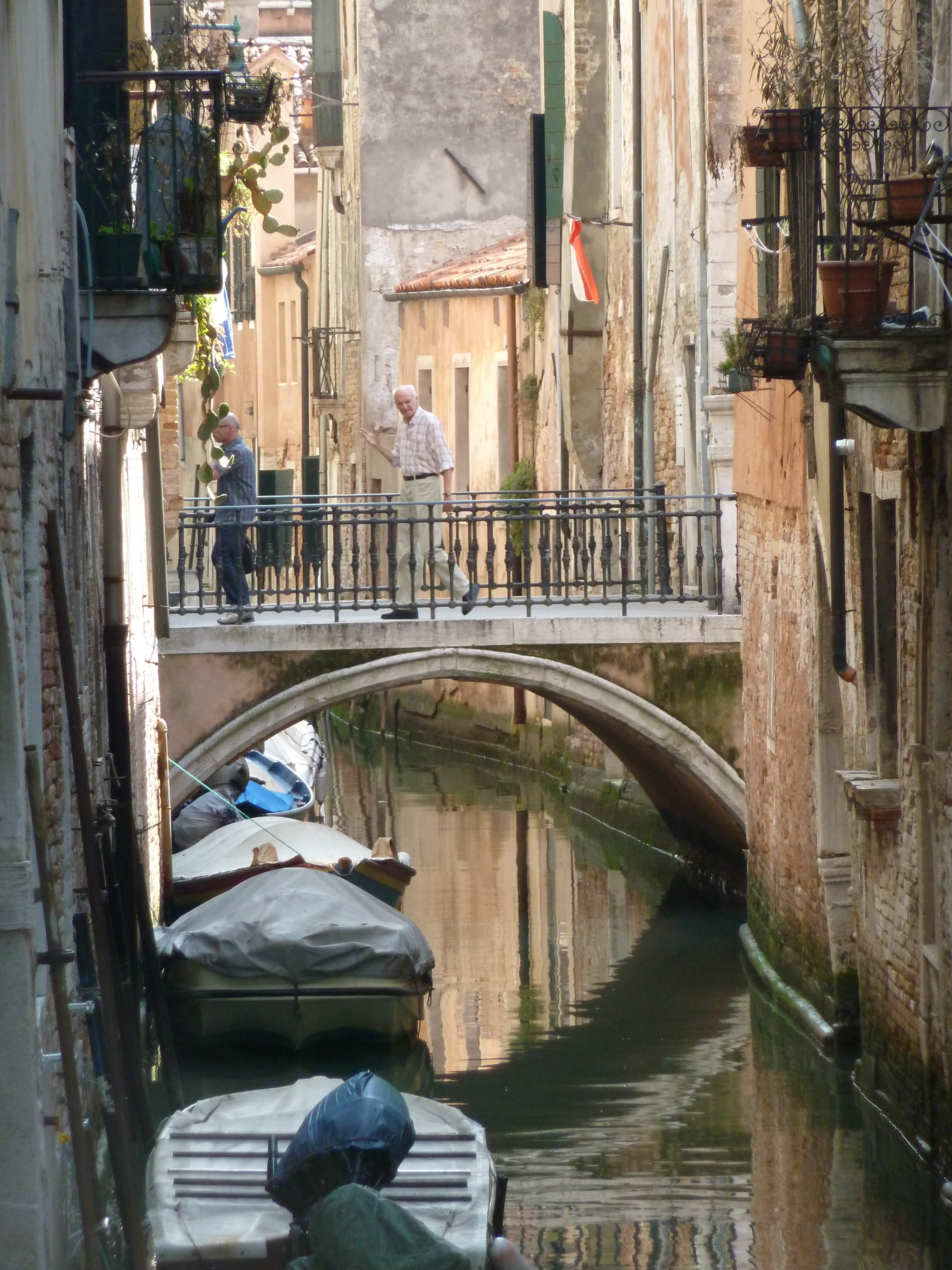
Ponte del Cristo/del Tintor Rio de la Pergola - Ca' Pesaro
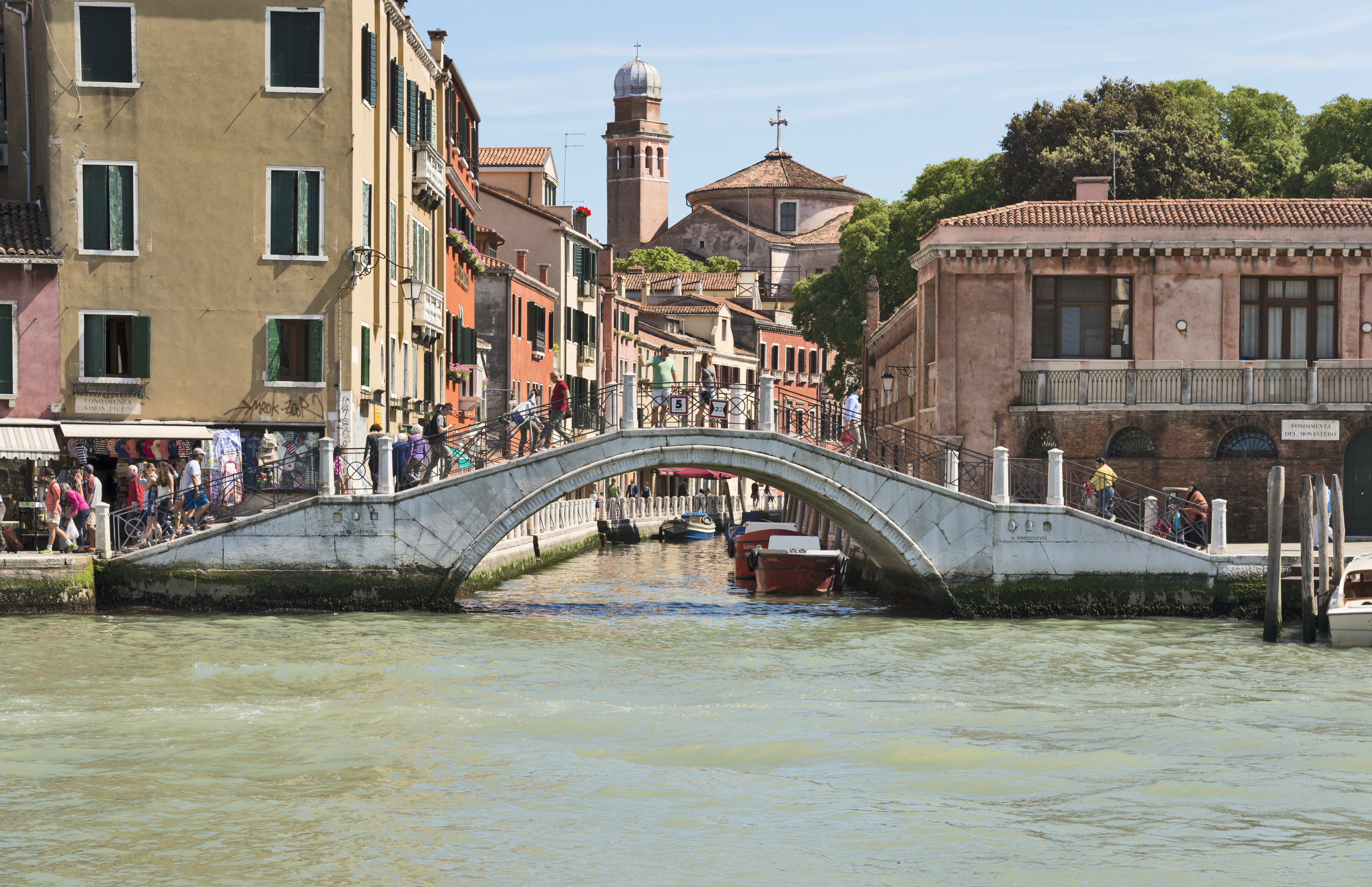
Ponte de la Croze Rio dei Tolentini
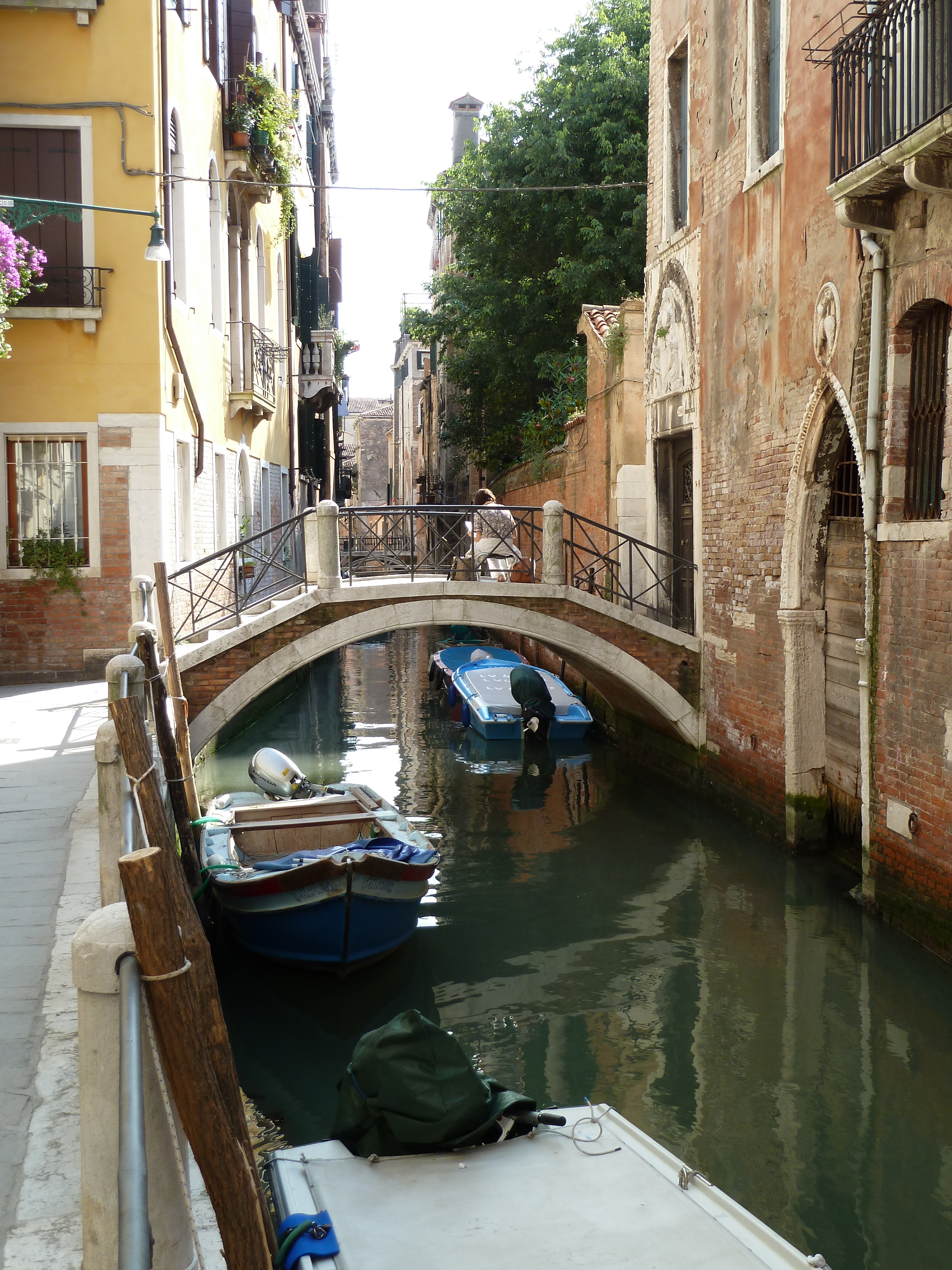
Ponte del Forner Rio de la Pergola
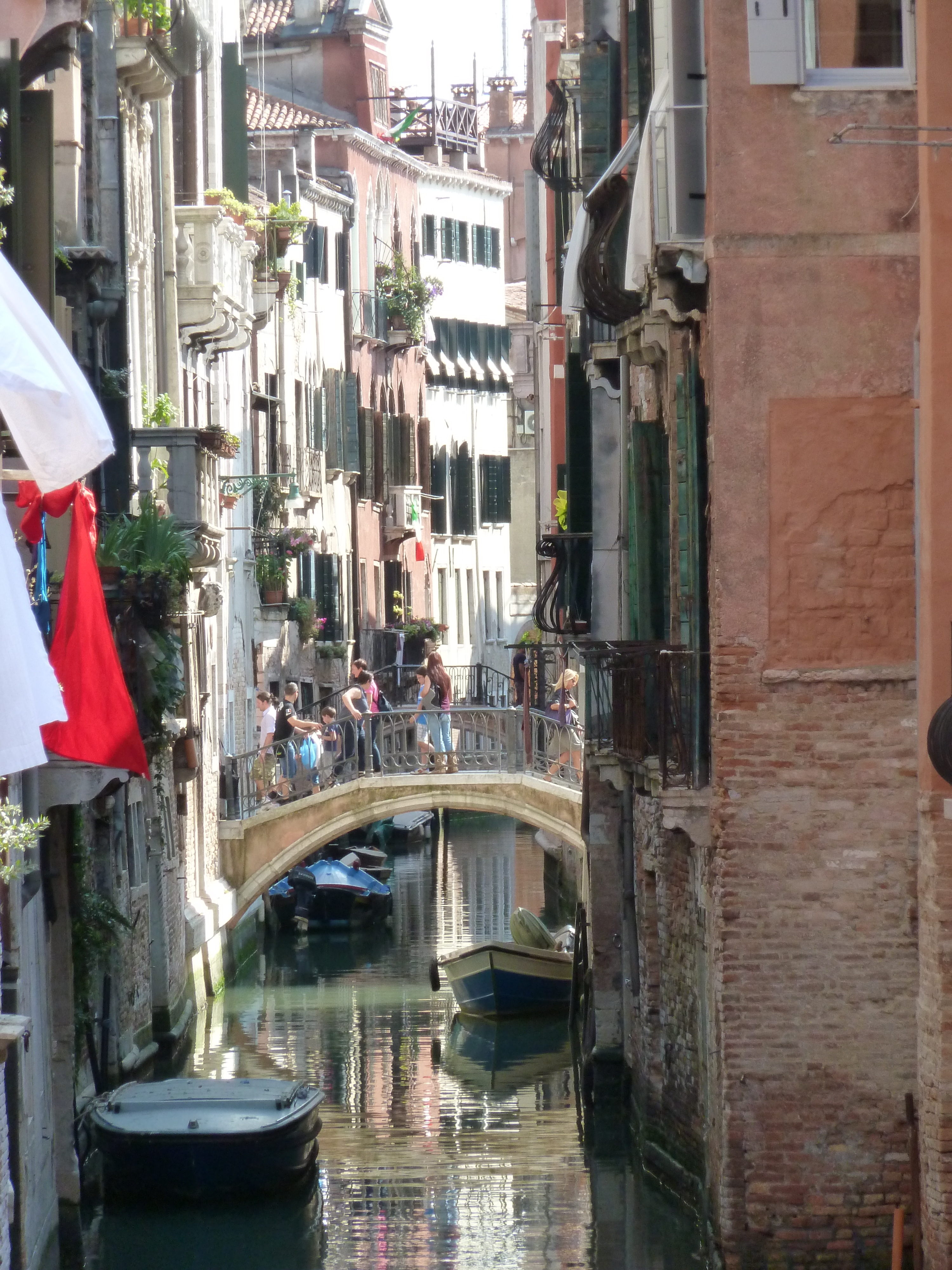
Ponte Santa Maria Mater Domini Rio de S.M.Mater Domini
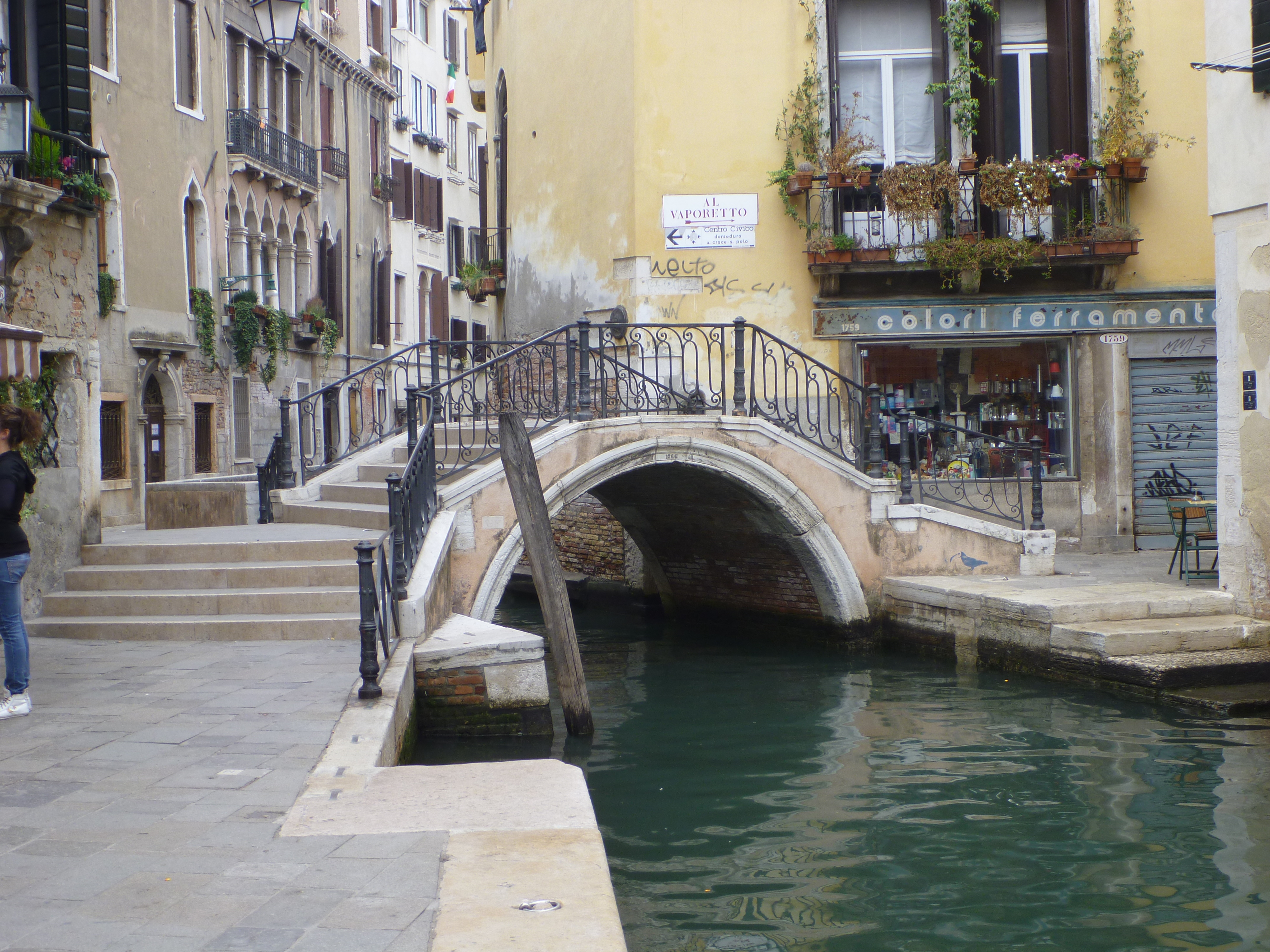
Ponte del Megio Rio del Megio
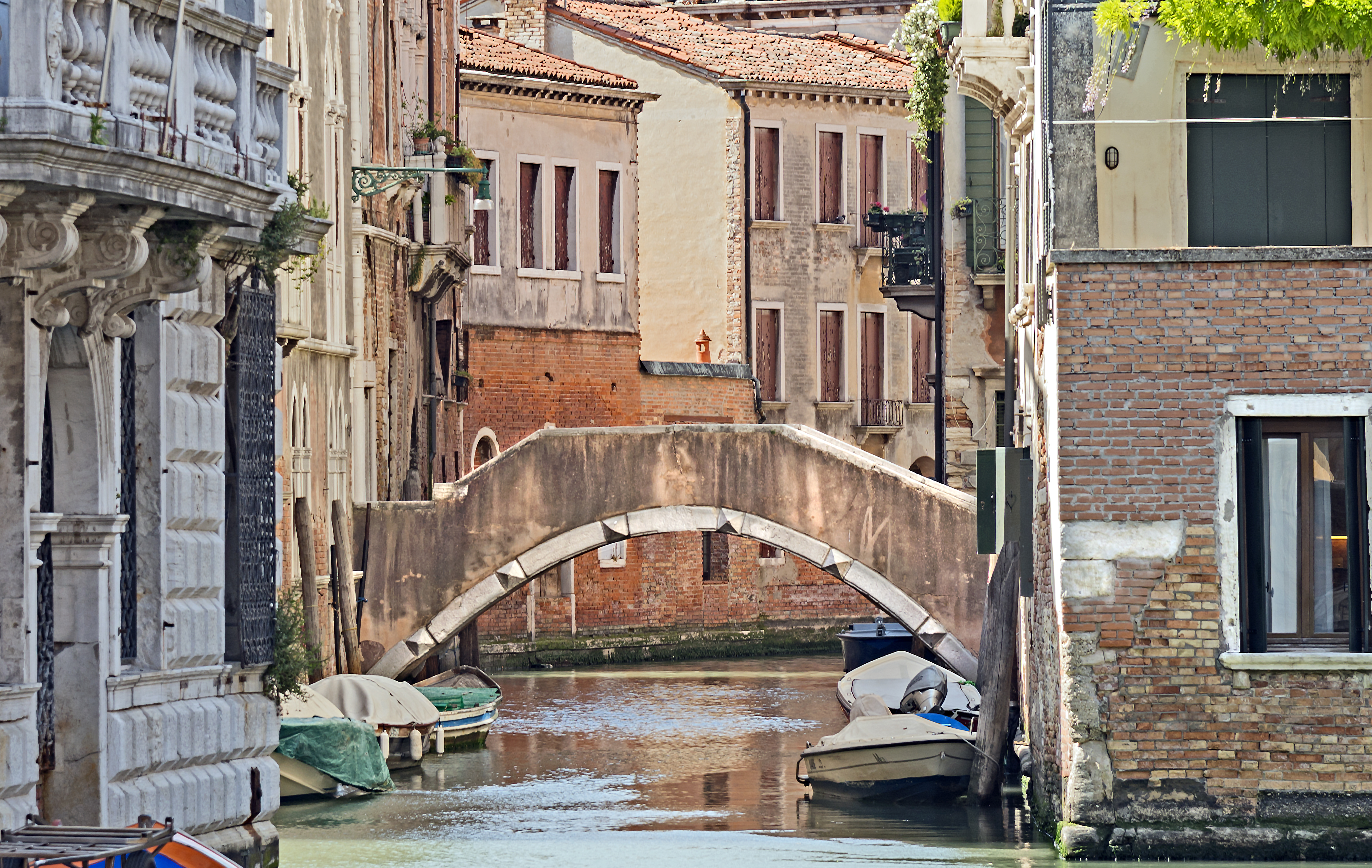
Ponte de le Oche Rio de San Zan Degolà
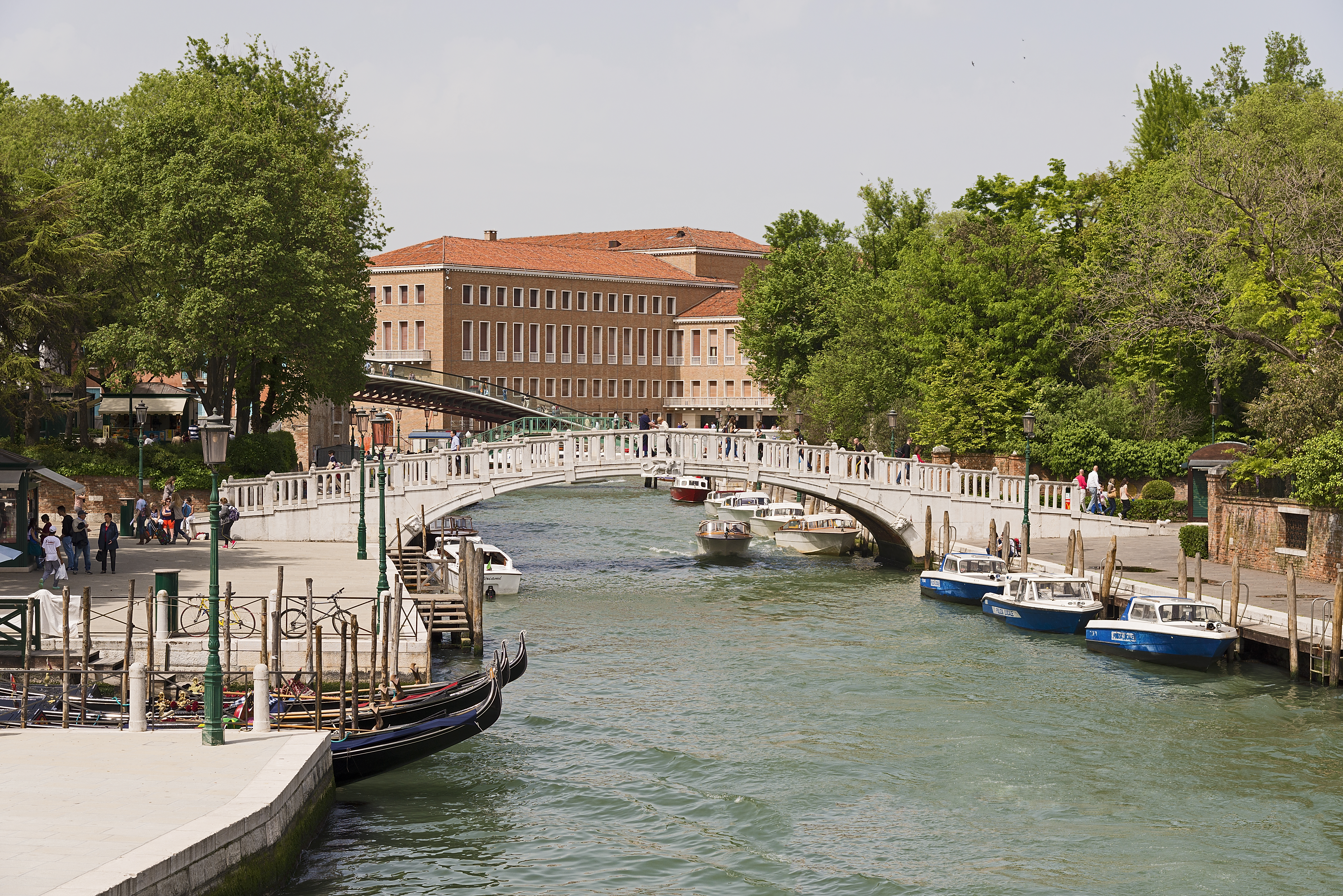
Ponte del Prefetto/Papadopoli Rio Novo
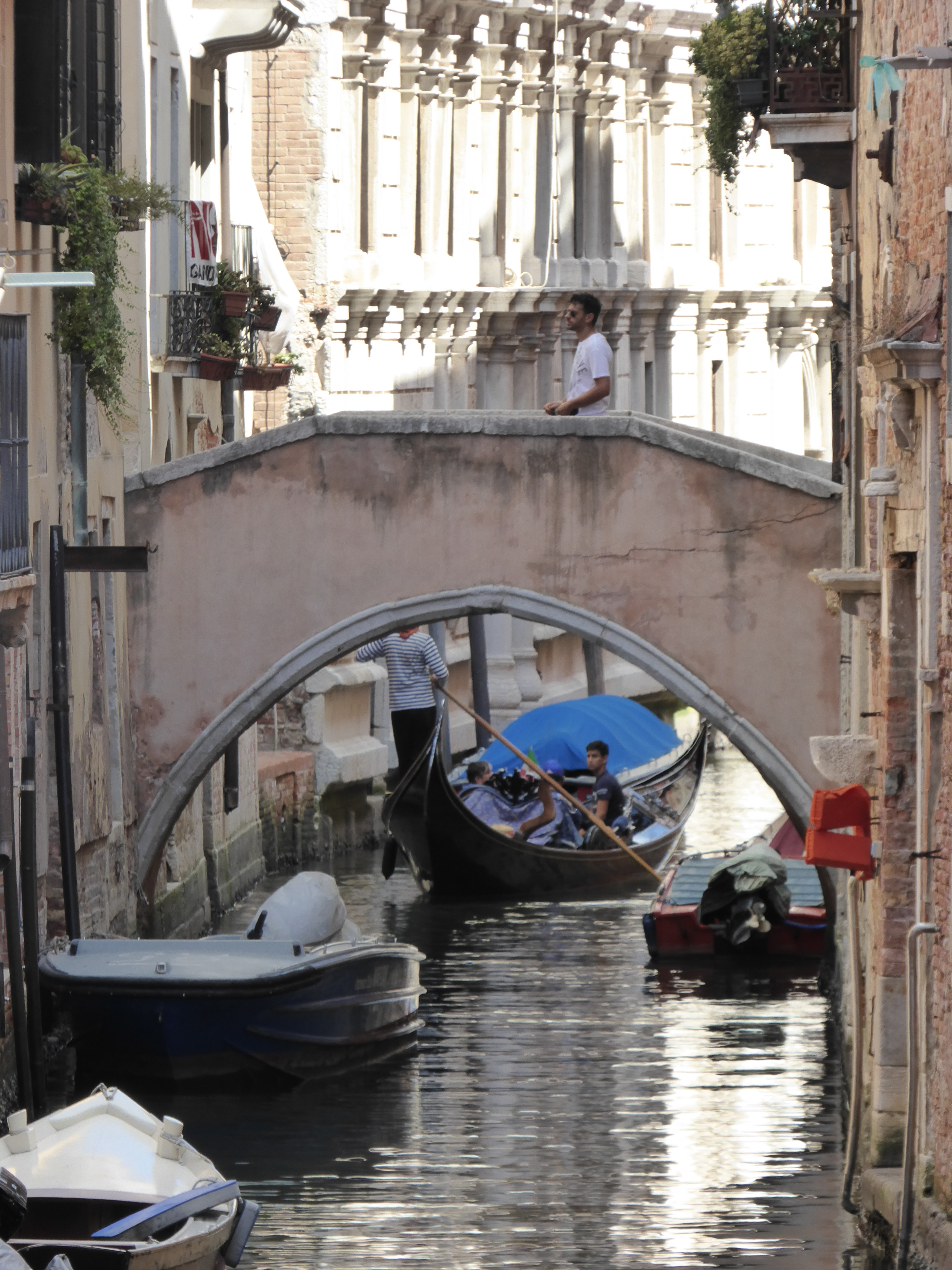
Ponte del Ravano Rio de le do Torre
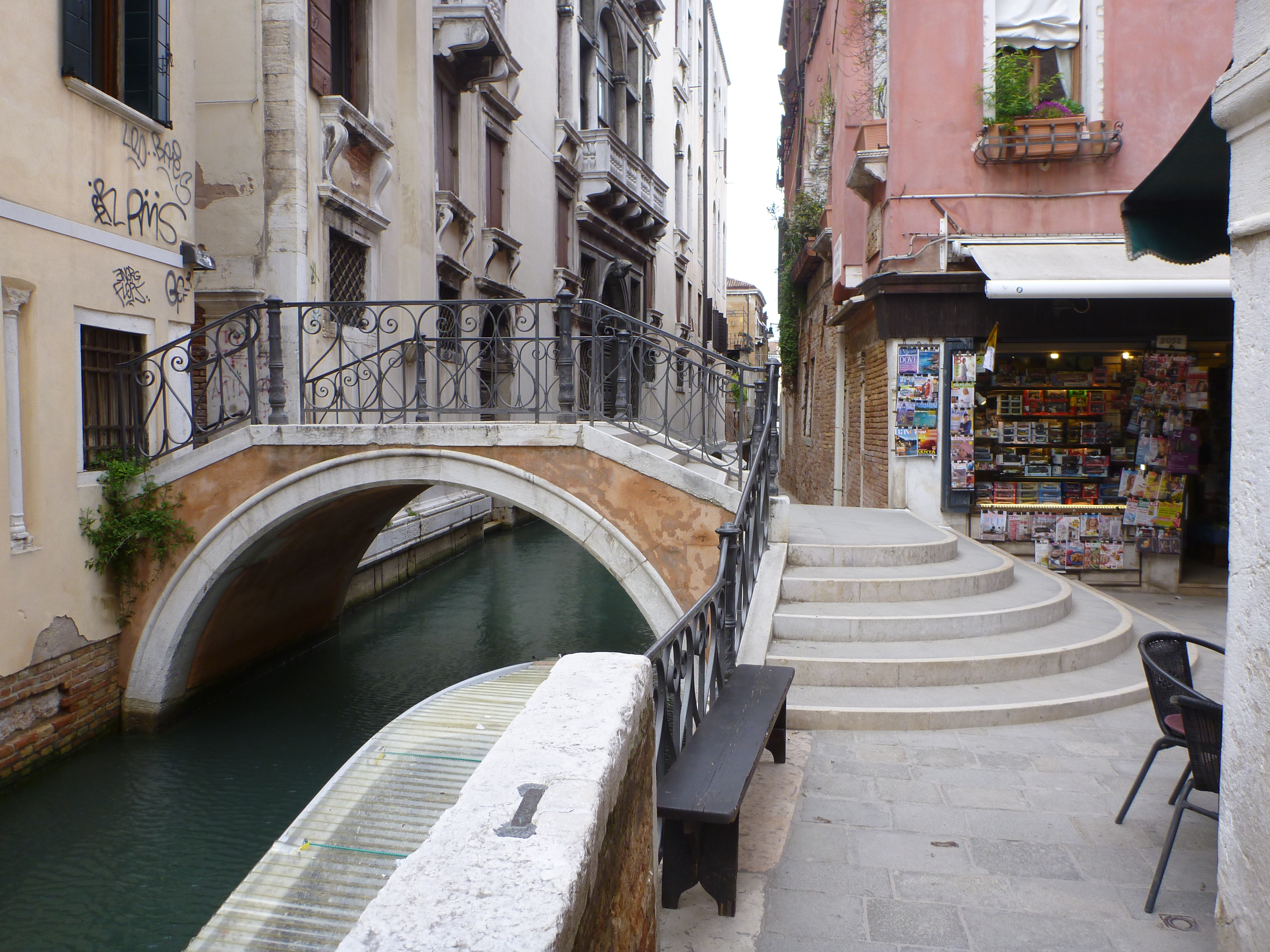
Ponte de la Rioda Rio de San Stae
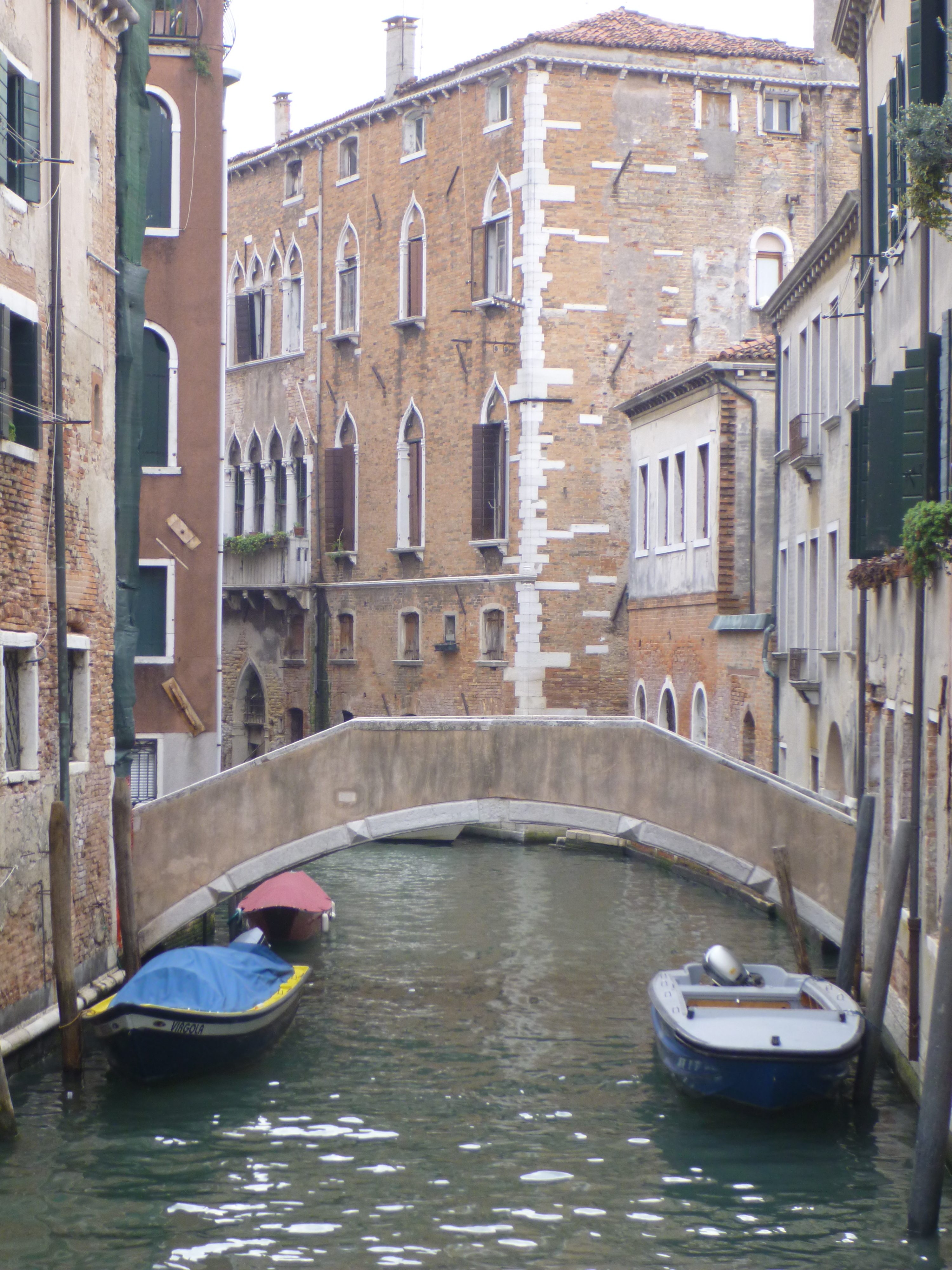
Ponte de Ruga Bella ou del Forner Rio de San Zan Degolà
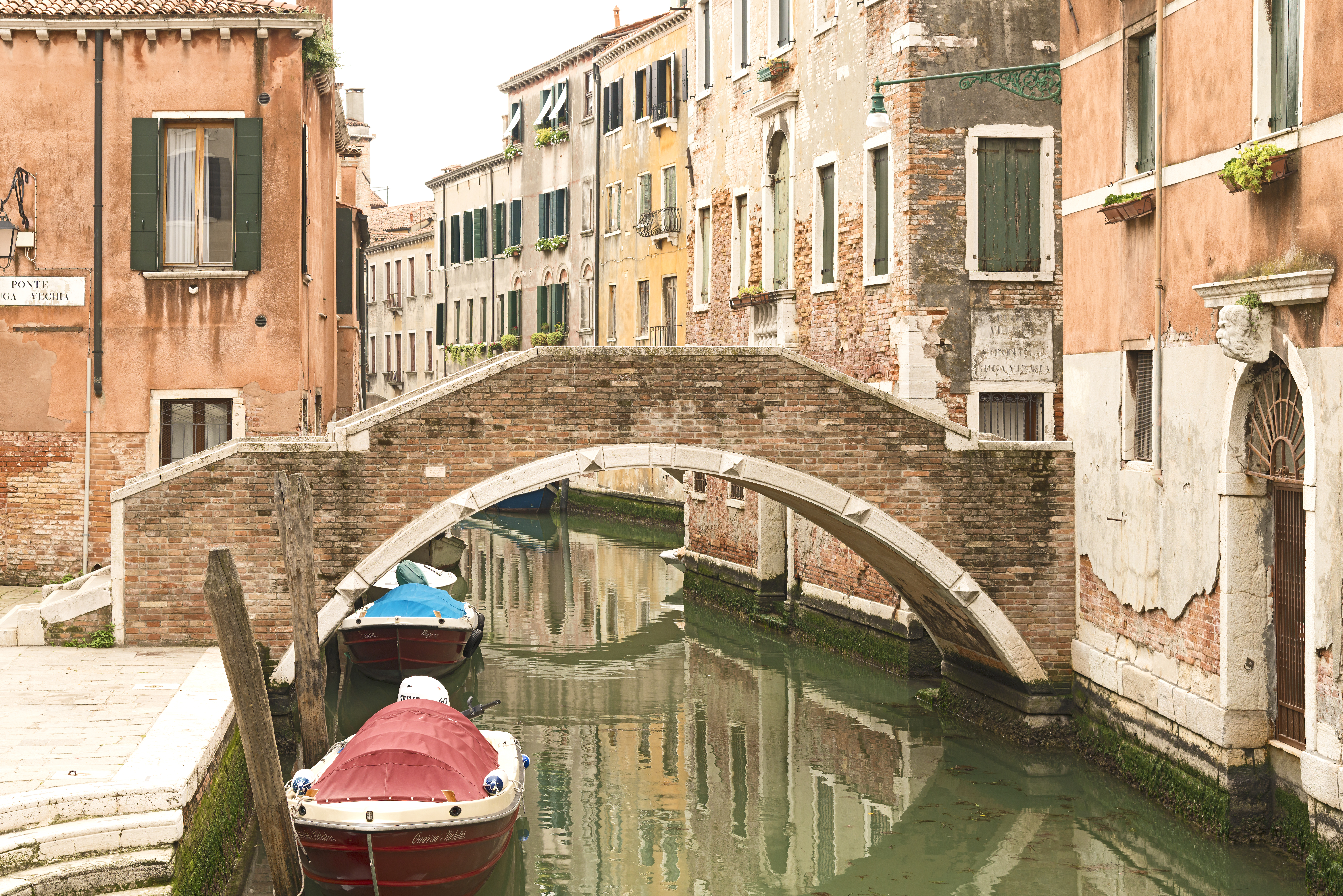
Ponte de Ruga Vecchia Rio de San Zan Degolà
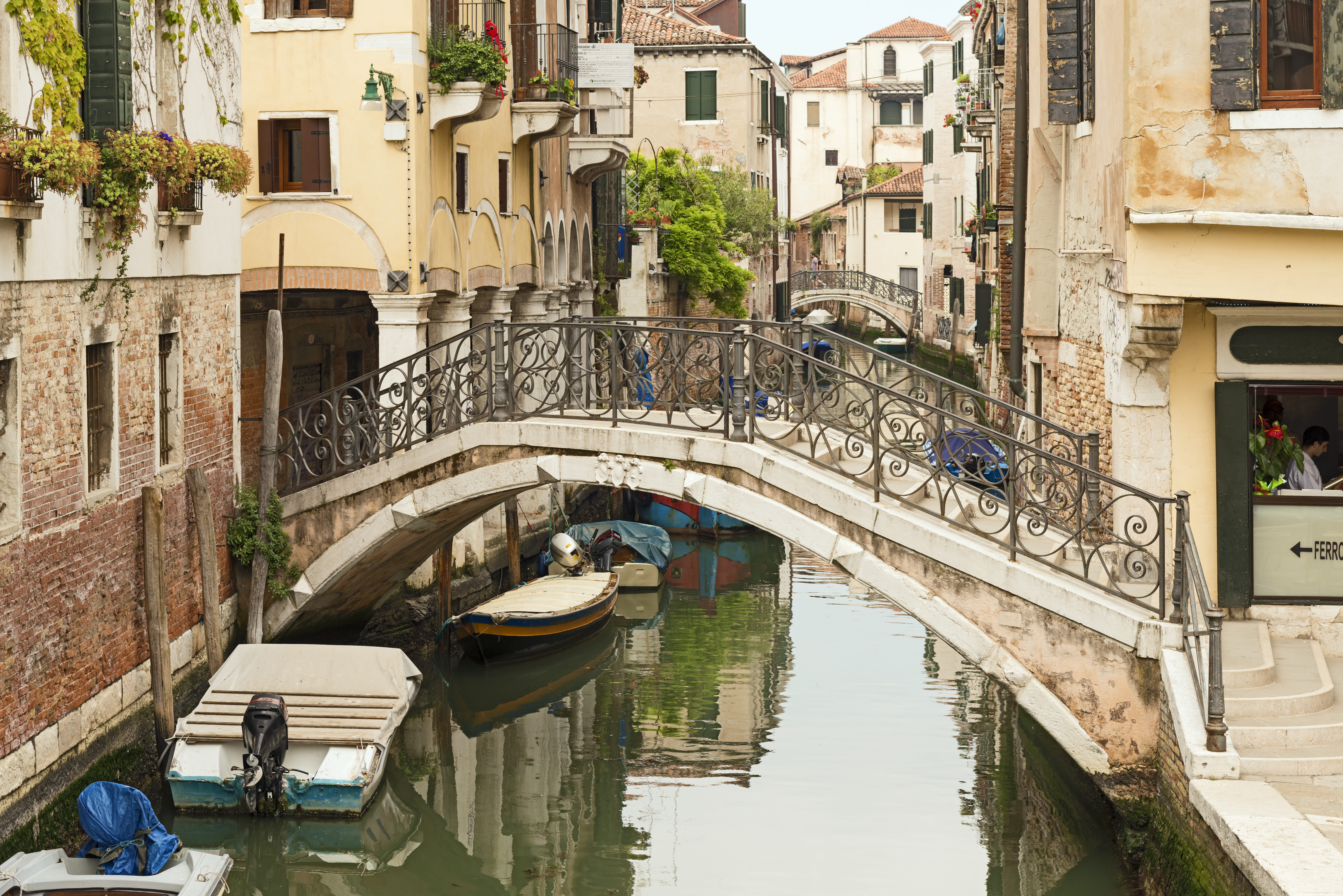
Ponte del Savio ou Storto Rio de San Zan Degolà
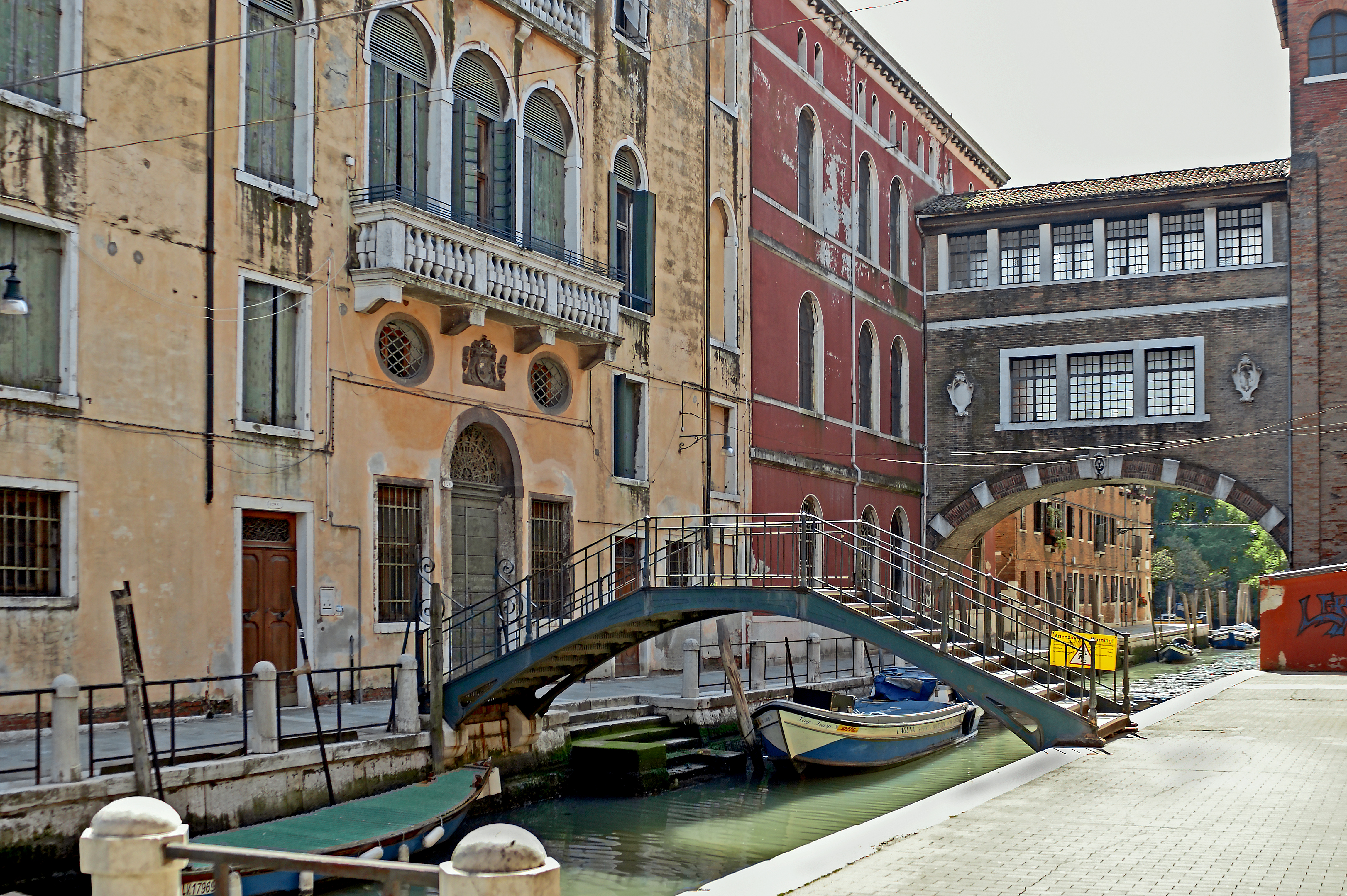
Ponte dei Tabacchi ou delle Burchielle Rio de le Burchiele
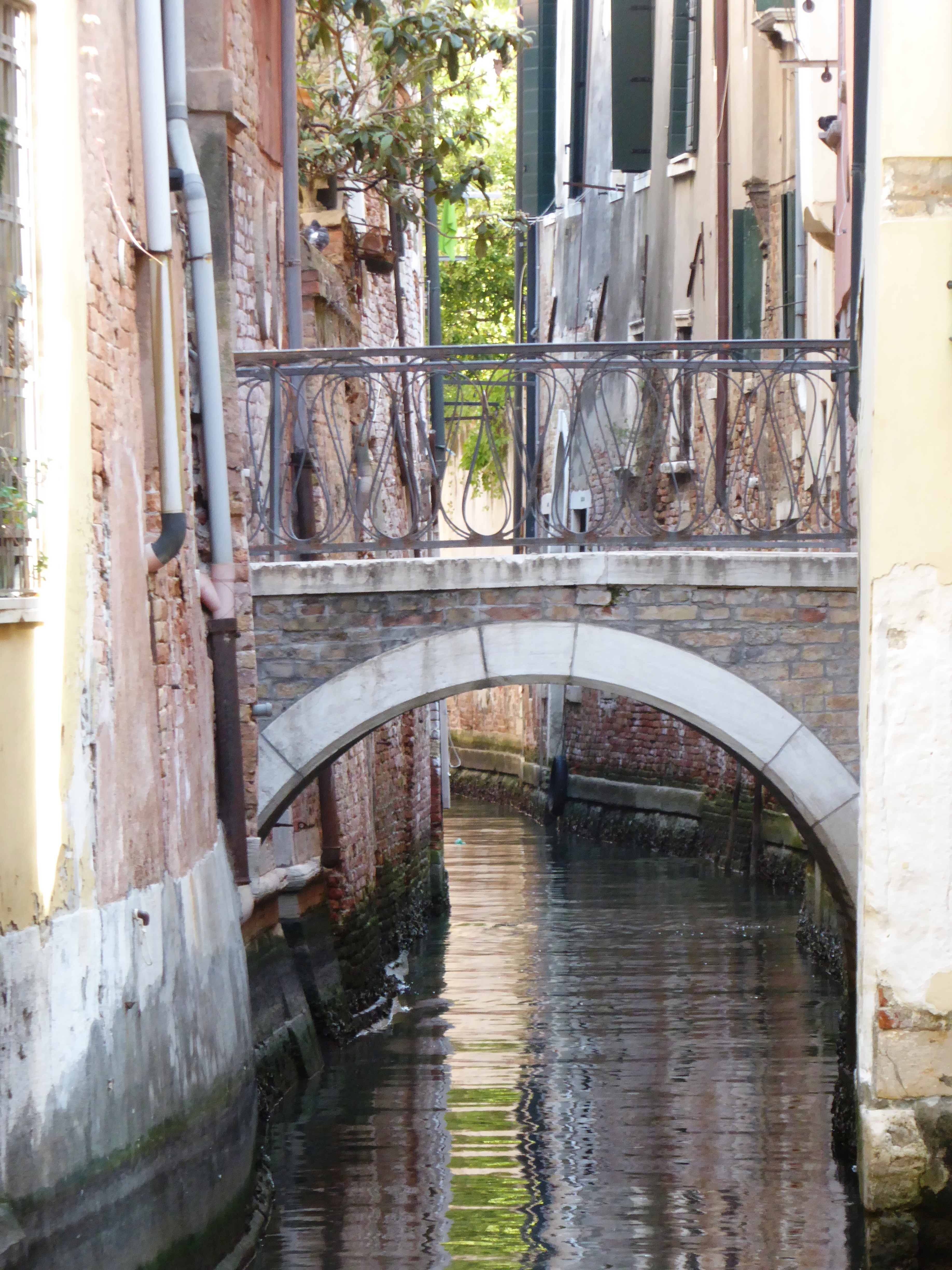
Ponte del Tentor Rio de Ca' Tron
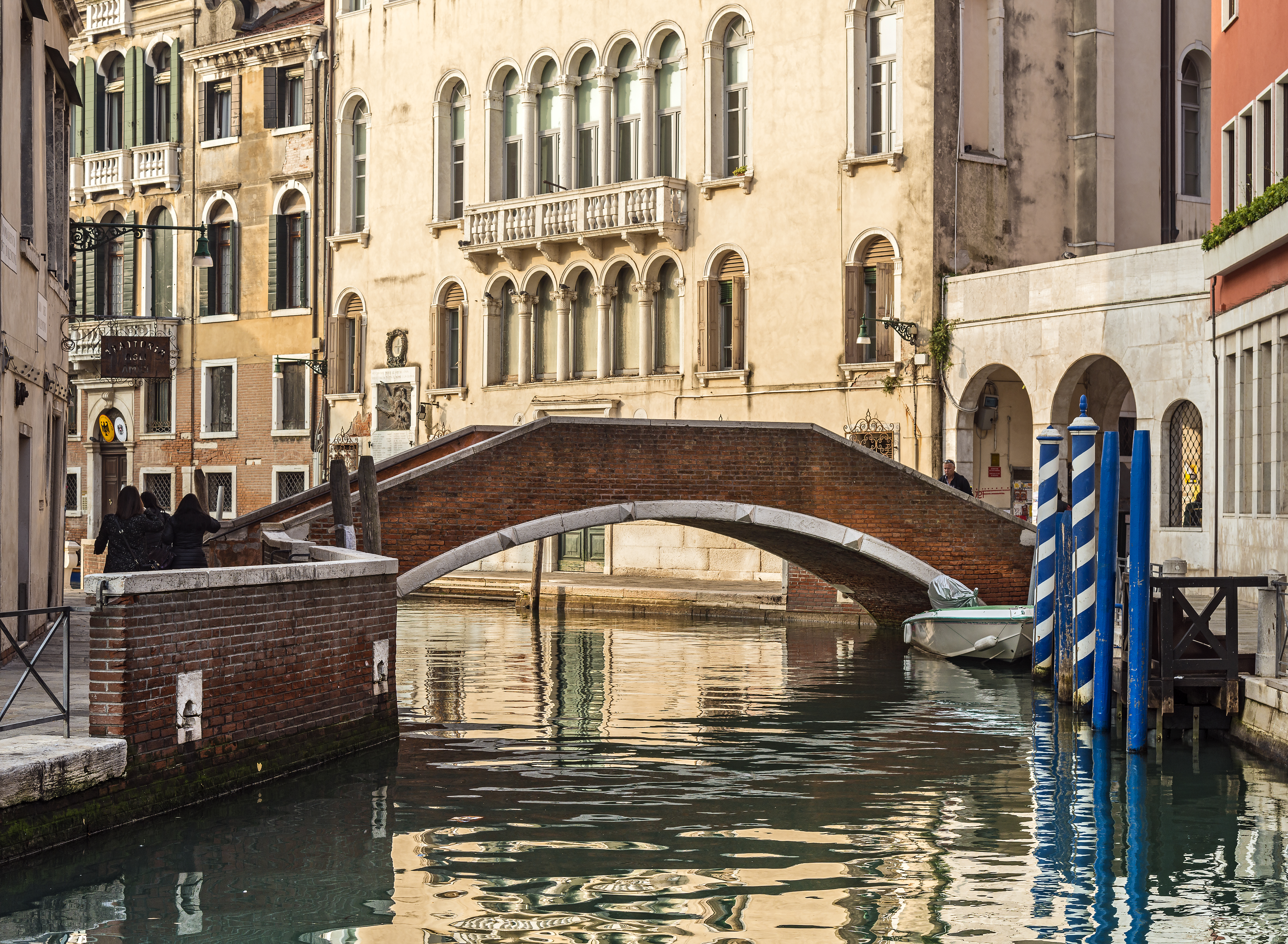
Ponte dei Tolentini Rio dei Tolentini

### Ponts privés

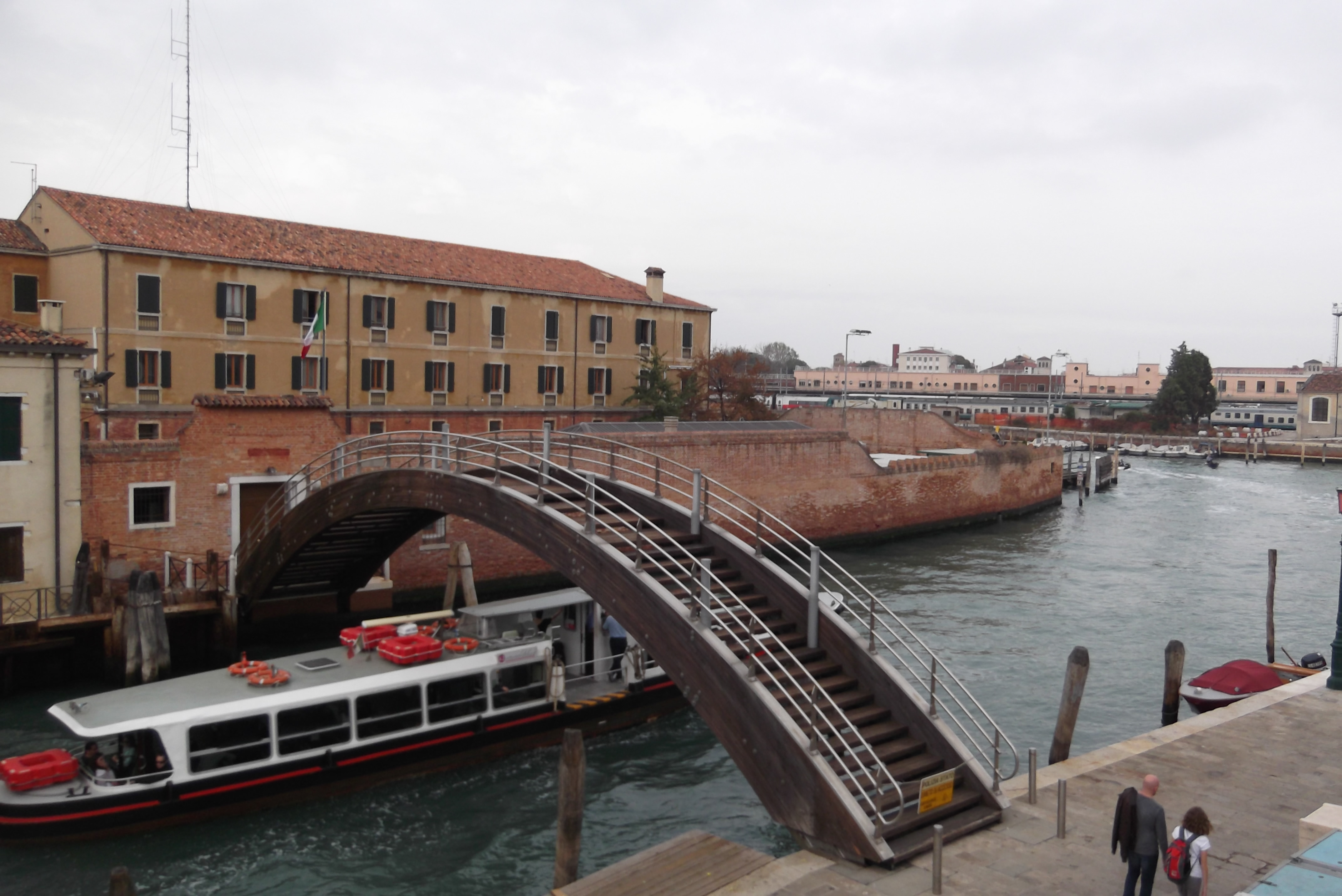
pont privé de la Questura Canal de Santa Chiara
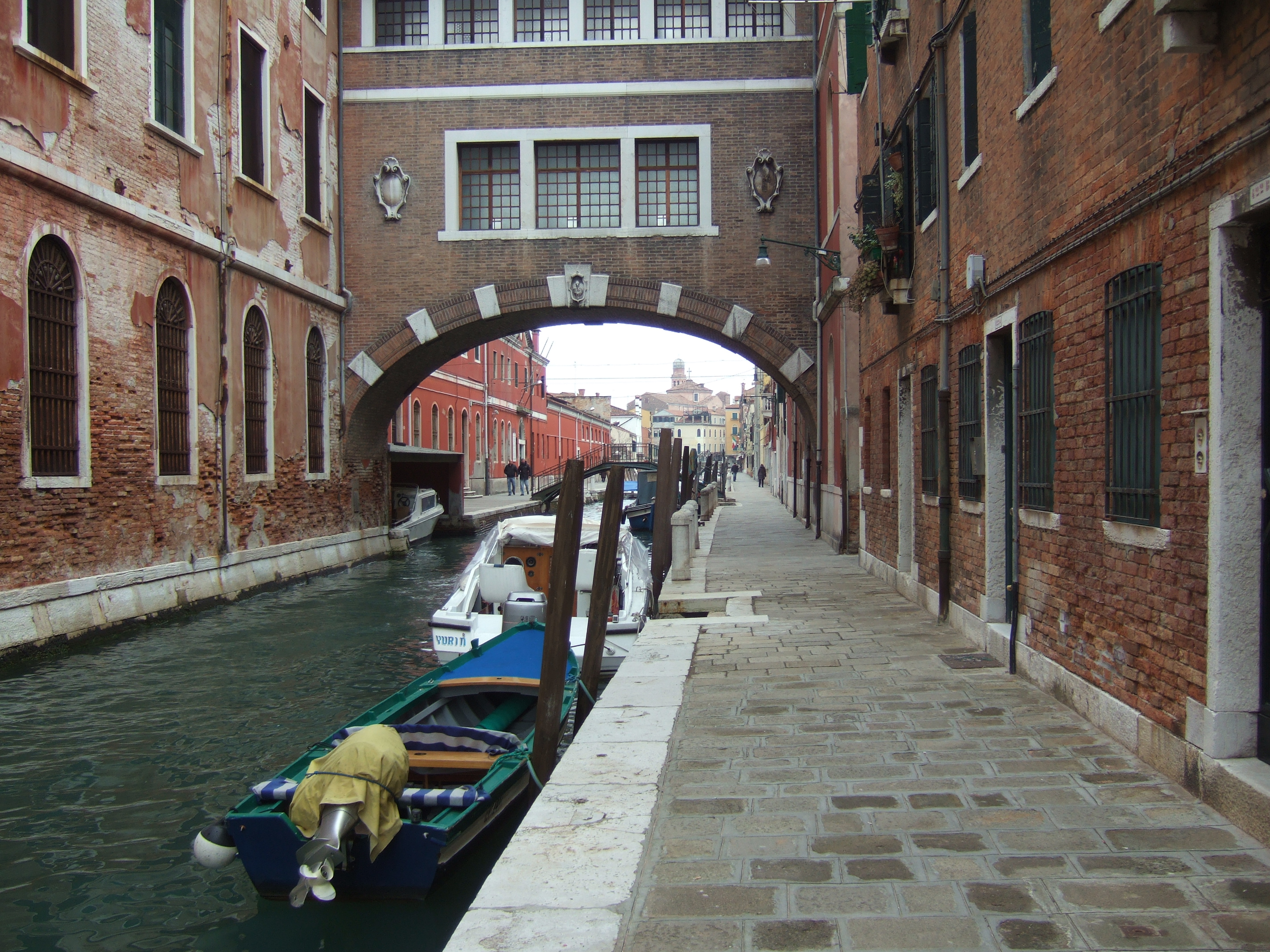
Pont privé de la fabrique de tabac Rio de le Burchiele
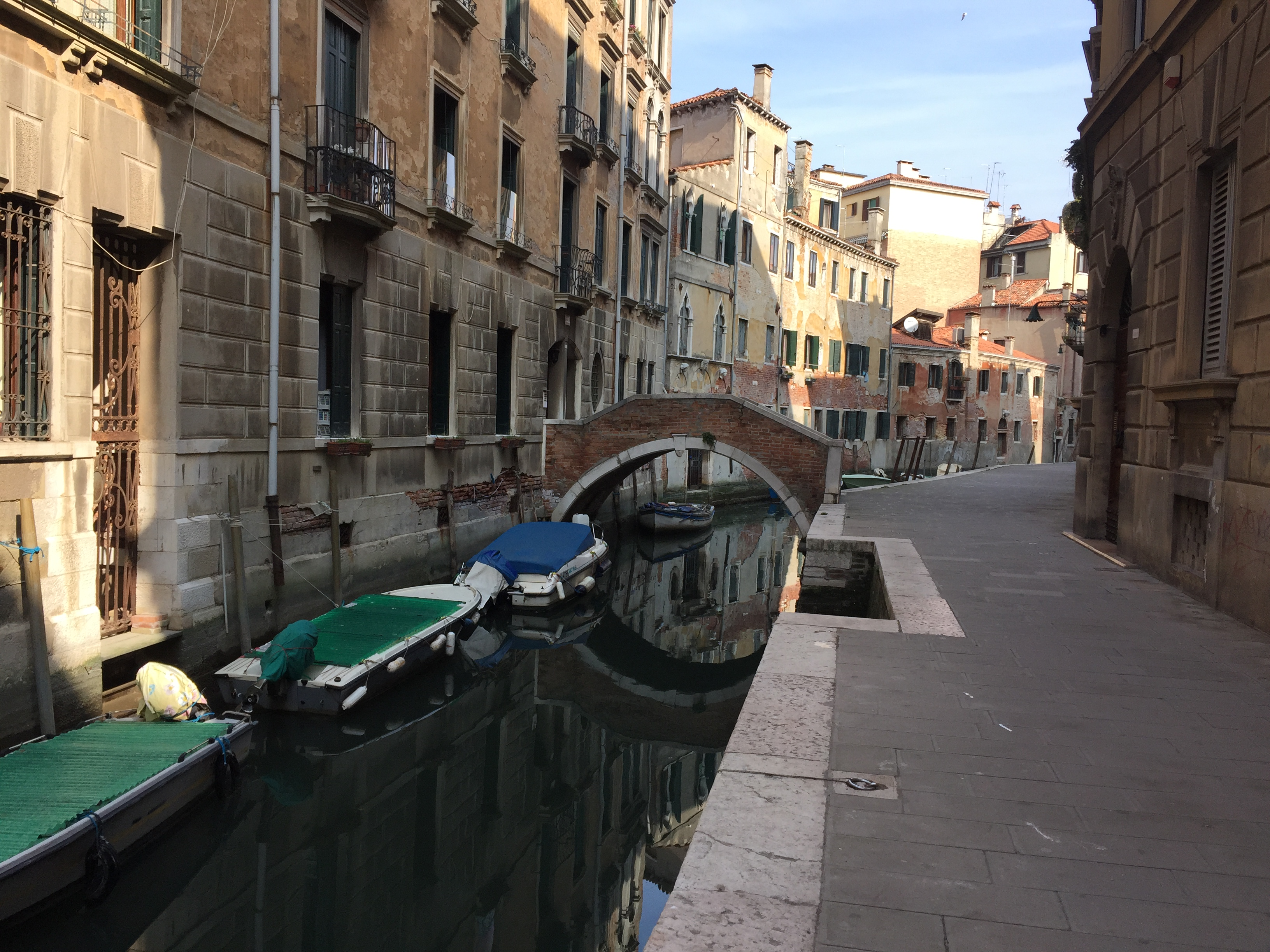
Pont privé (au no 197/A), Rio de le Muneghete
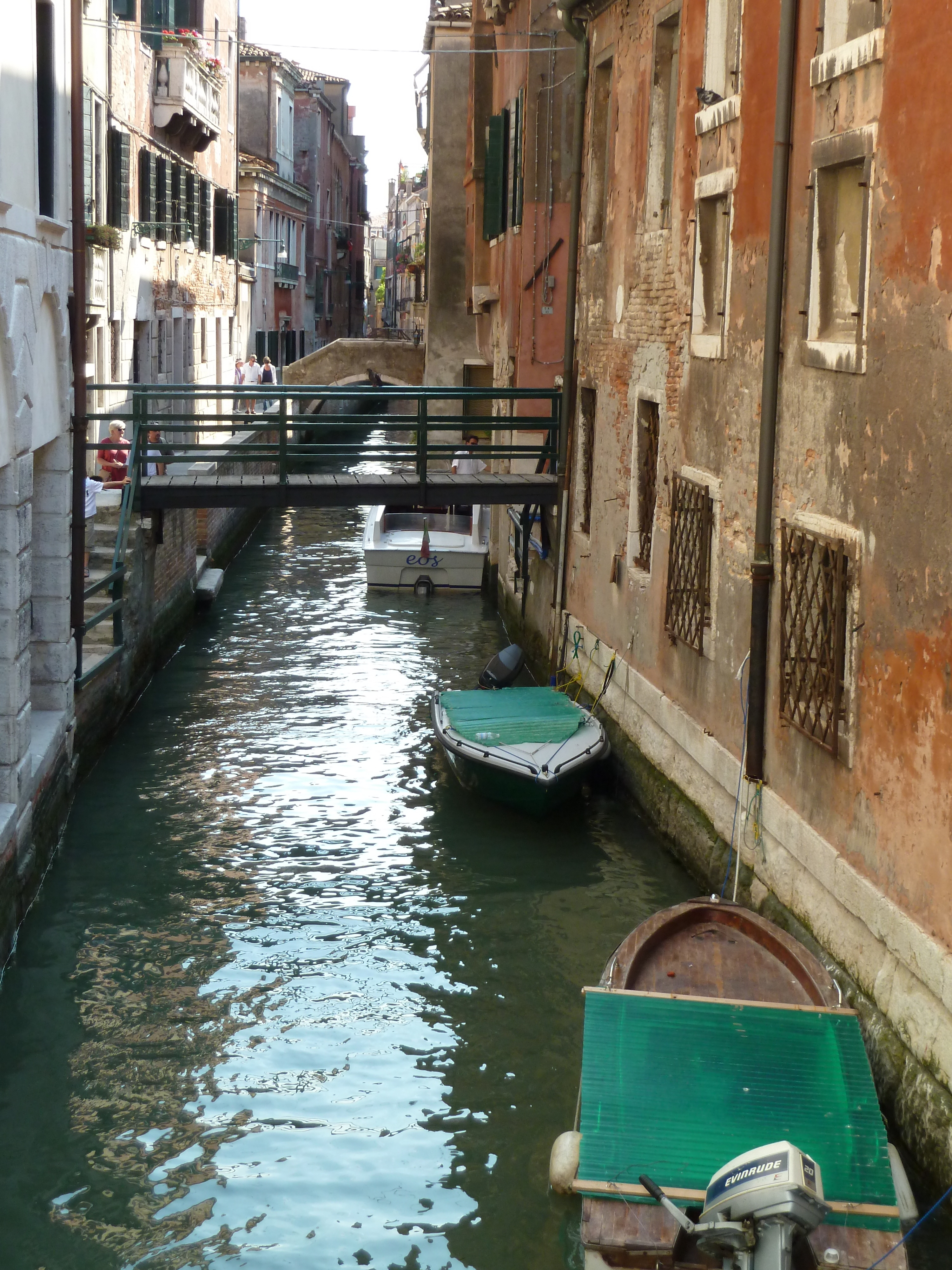
Pont privé (au no 2069) Rio de San Stae
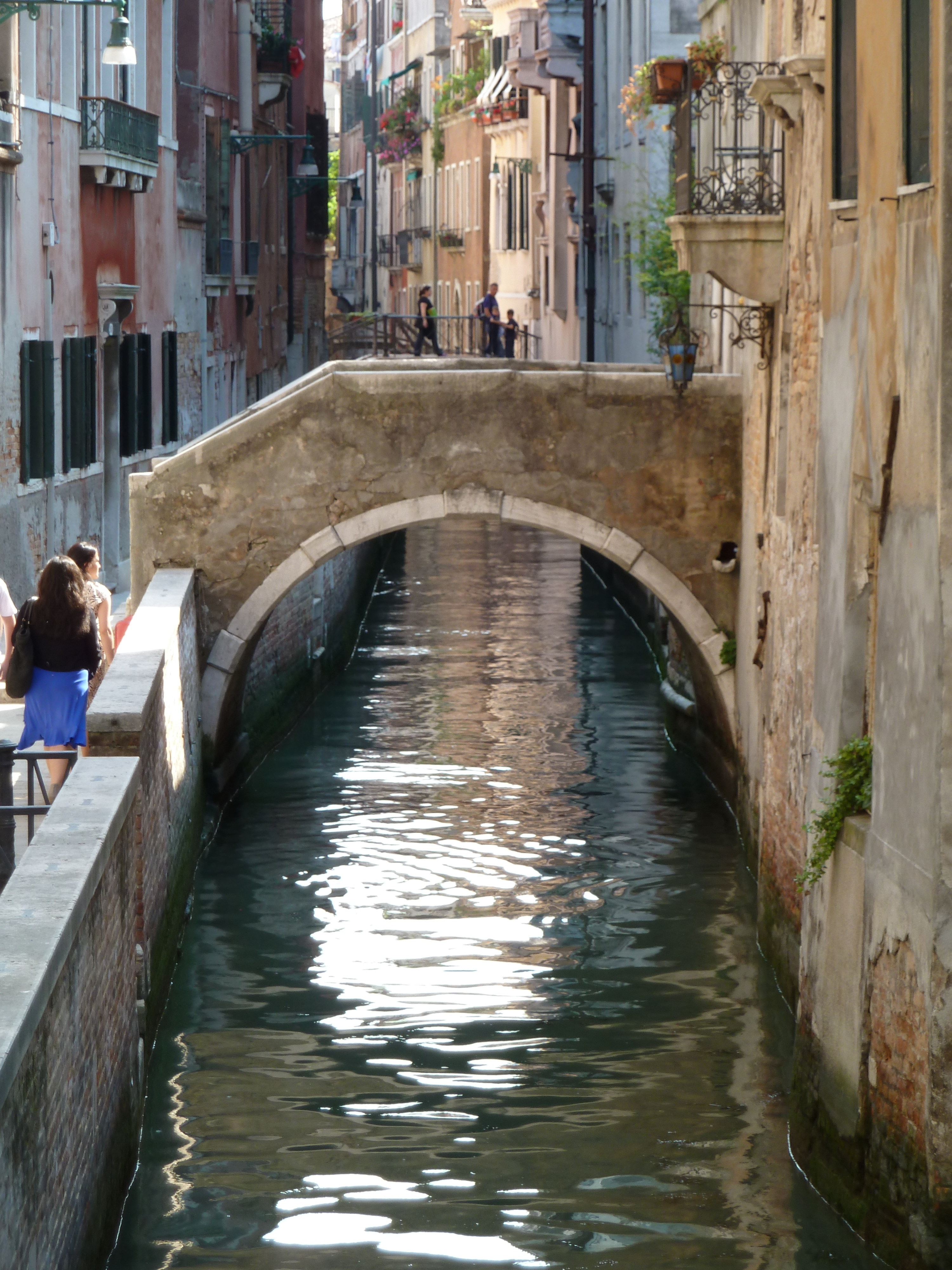
Pont privé Ponte de Ca' Mocenigo Rio de San Stae
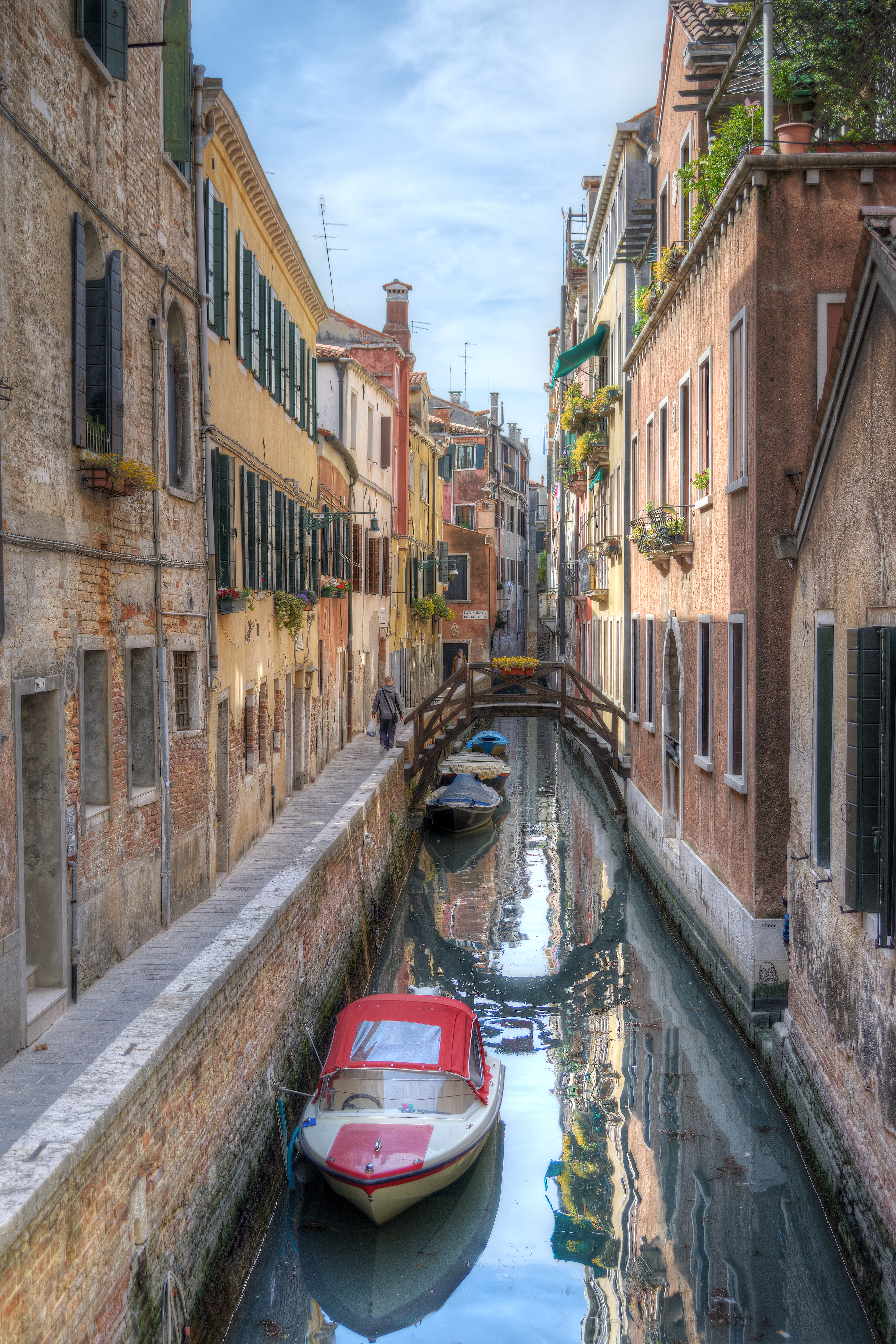
Pont privé Fdta de le Grue Rio de San Stae
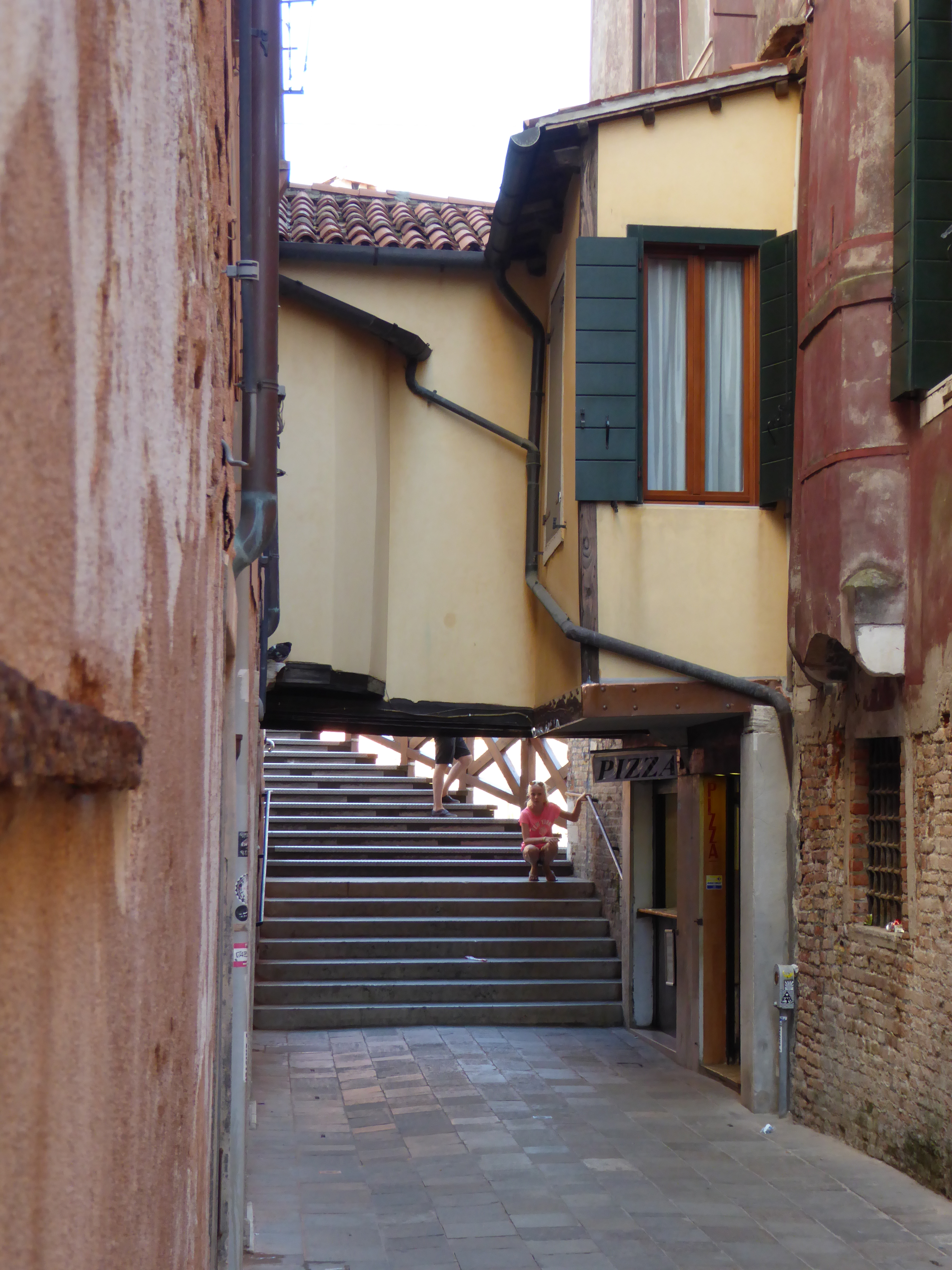
passage aérien privé dans la calle Vinanti

### Limitrophe Santa Croce-Dorsoduro

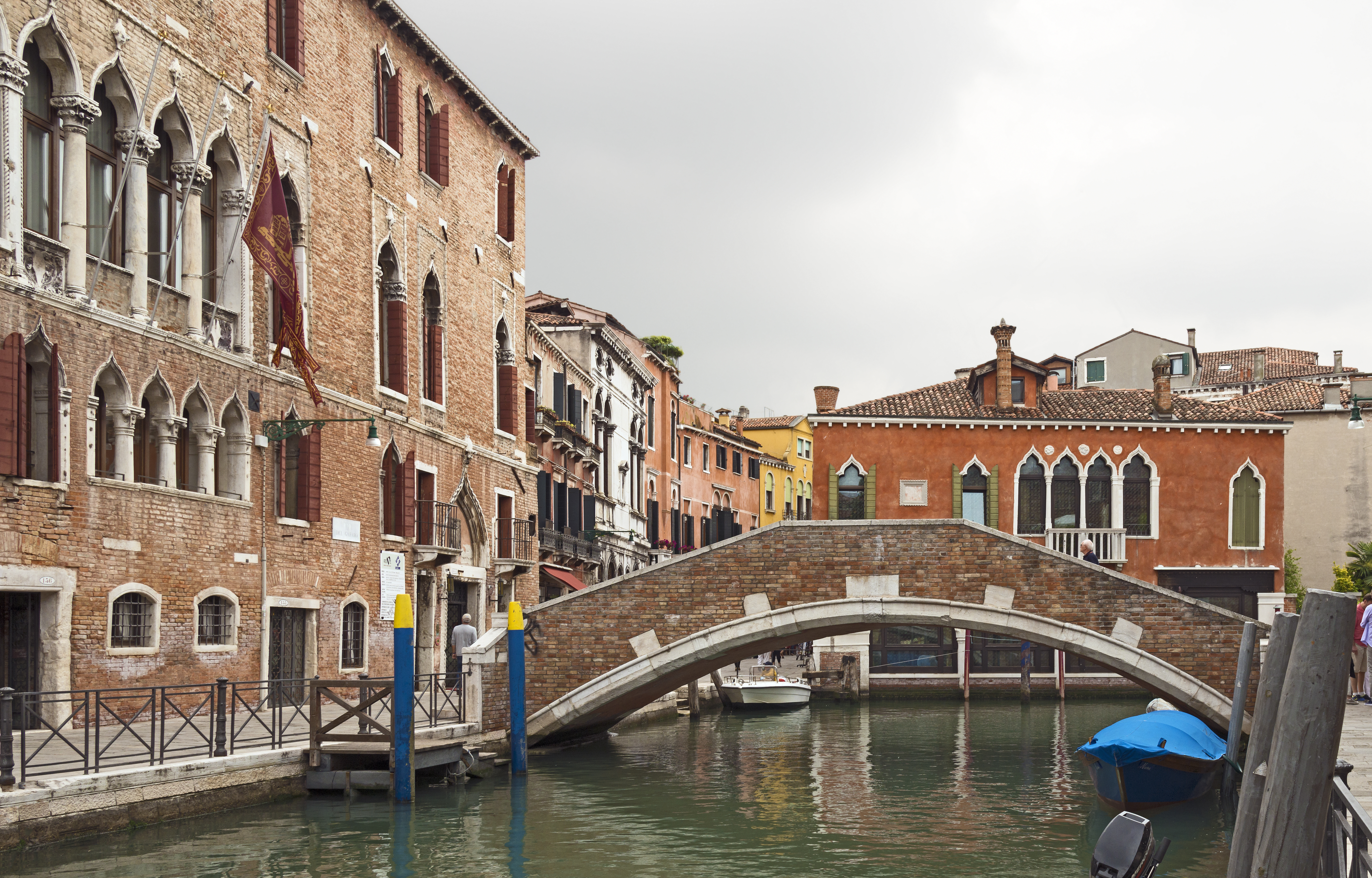
Ponte de Ca' Marcello Rio del Gaffaro
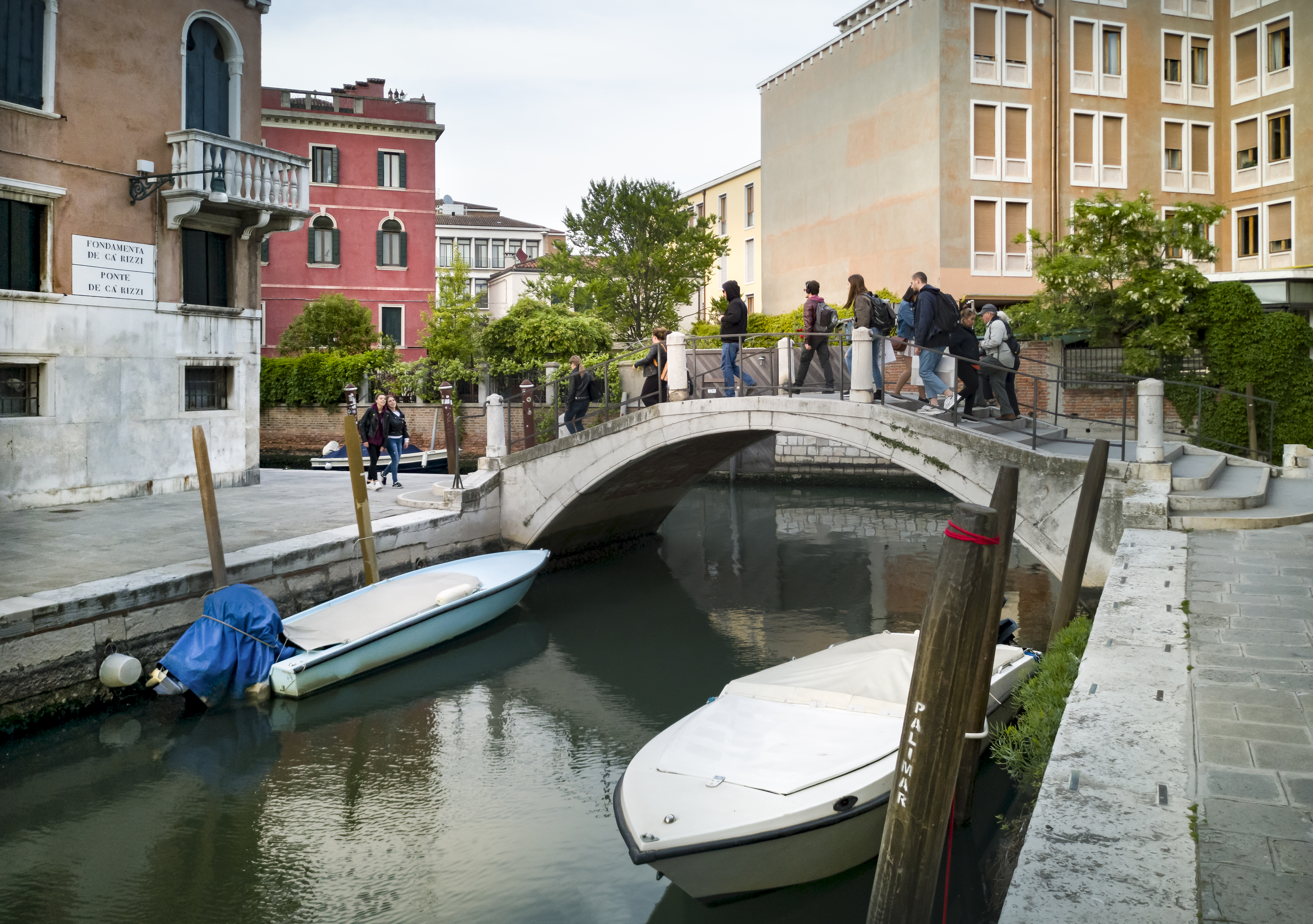
Ponte da Ca' Rizzi Rio di Santa Maria Maggiore
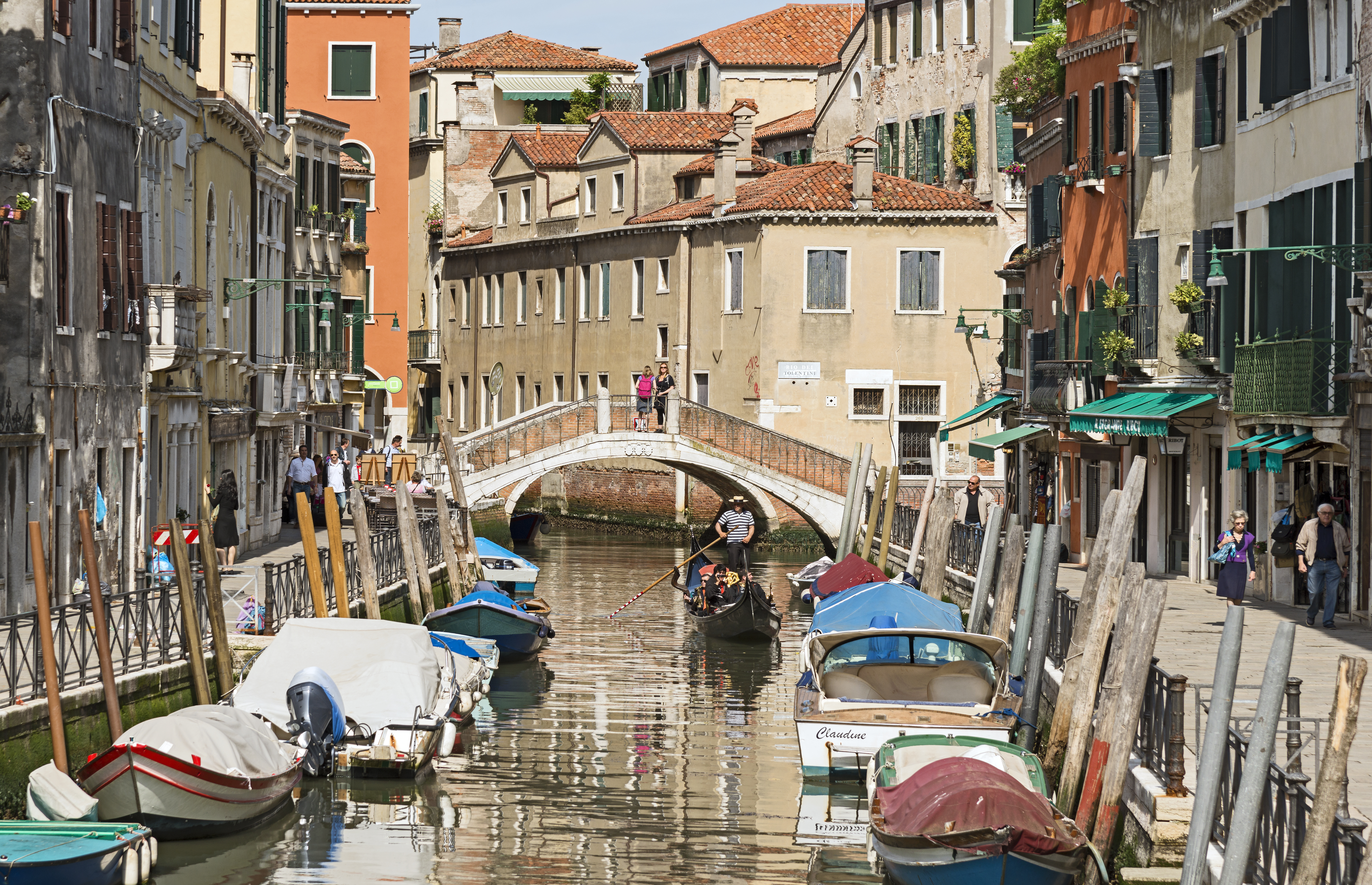
Ponte del Gaffaro Rio del Gaffaro
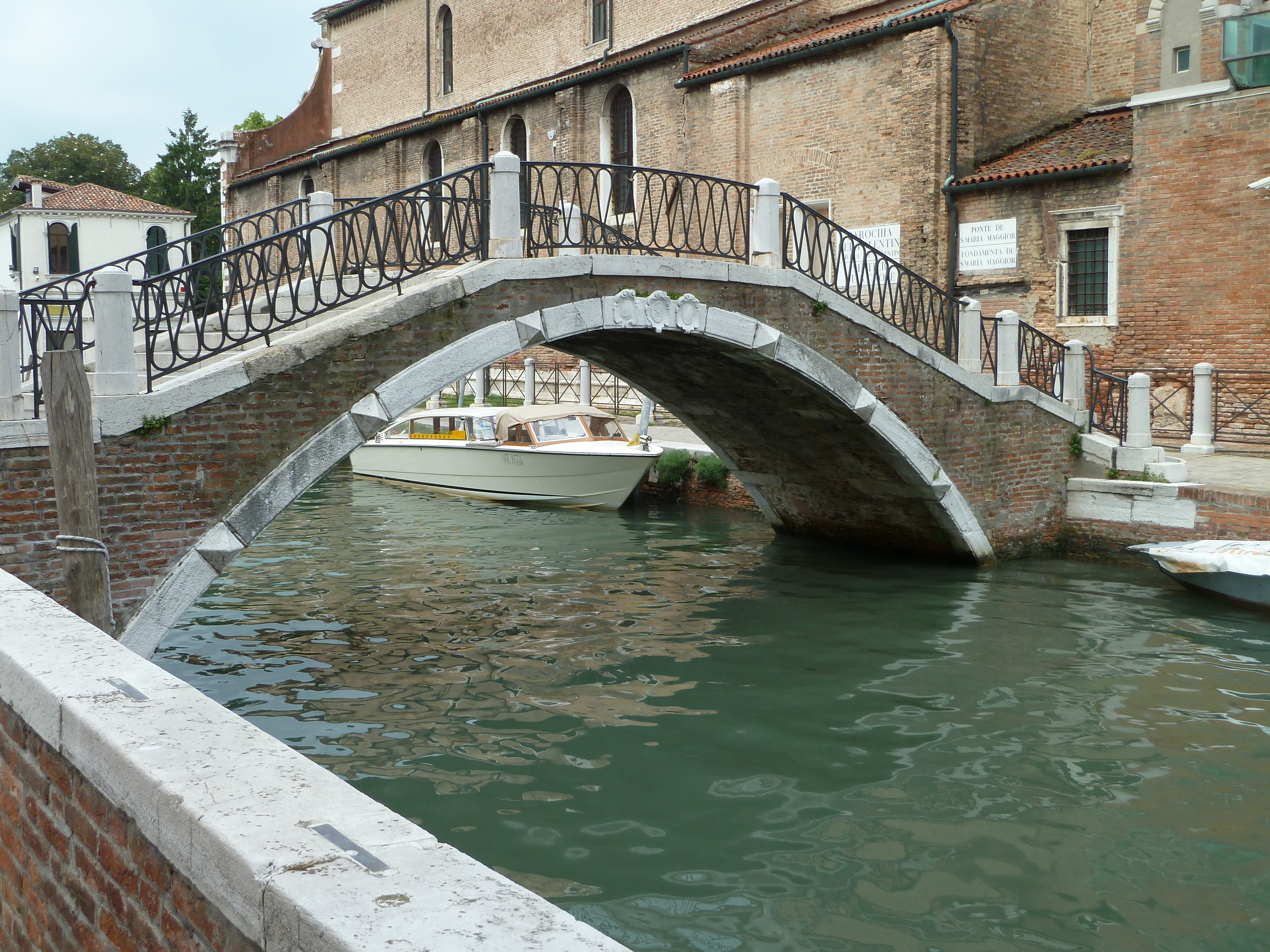
Ponte Santa Maria Maggior Rio de Santa Maria Maggior
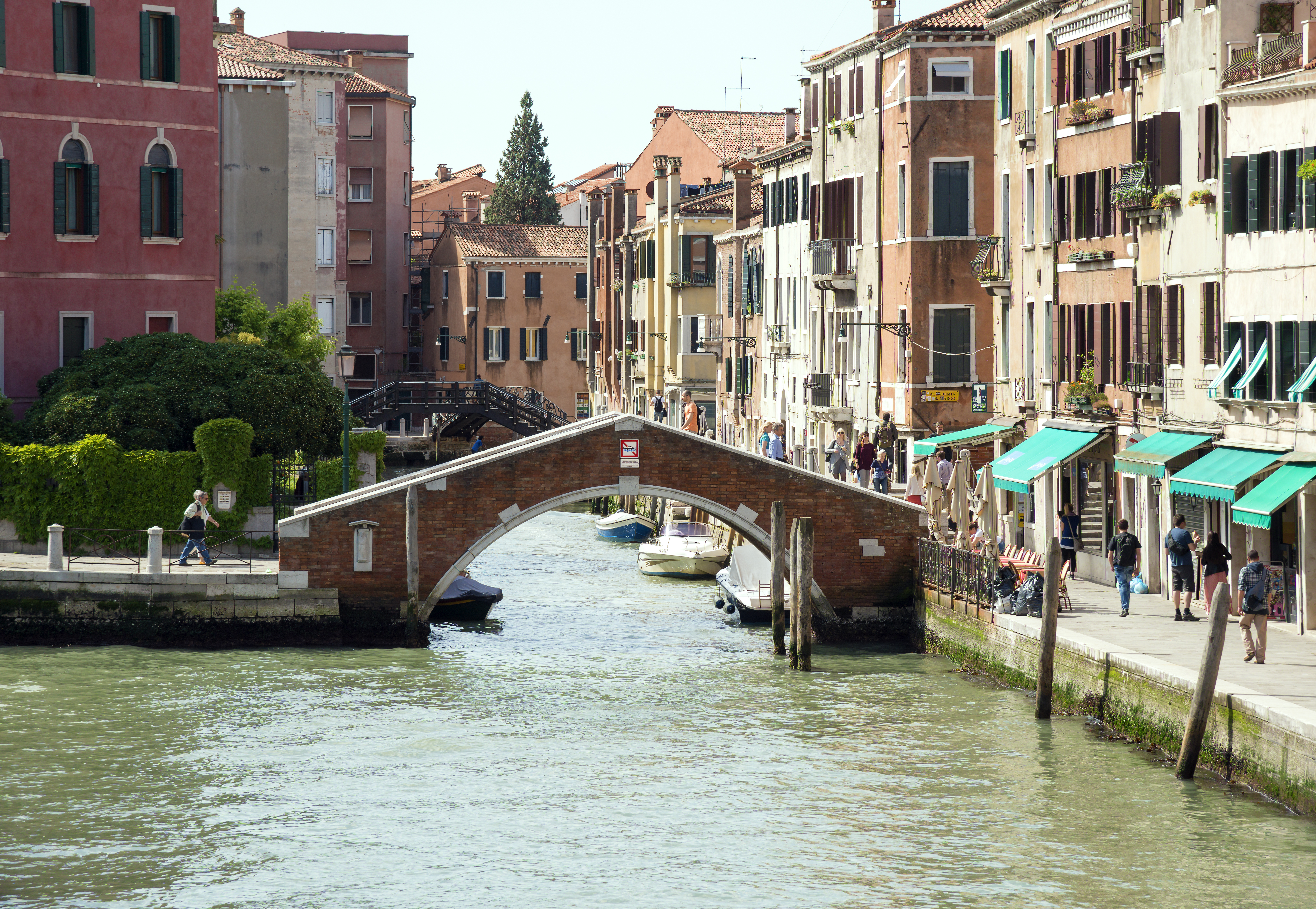
Ponte del Pagan Rio dei Tre Ponti
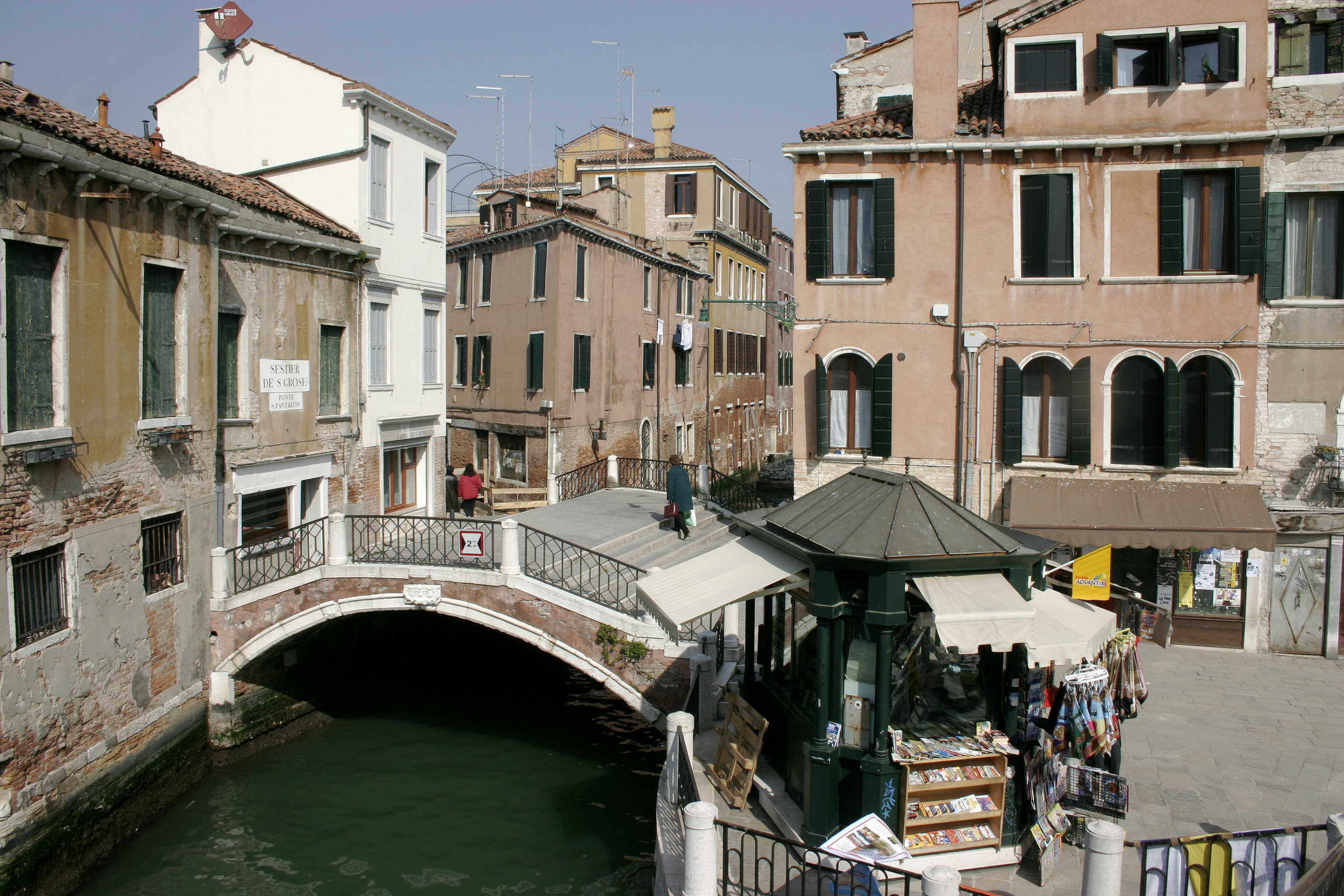
Ponte San Pantalon Rio San Pantalon/Mosche // au rio de Ca' Foscari
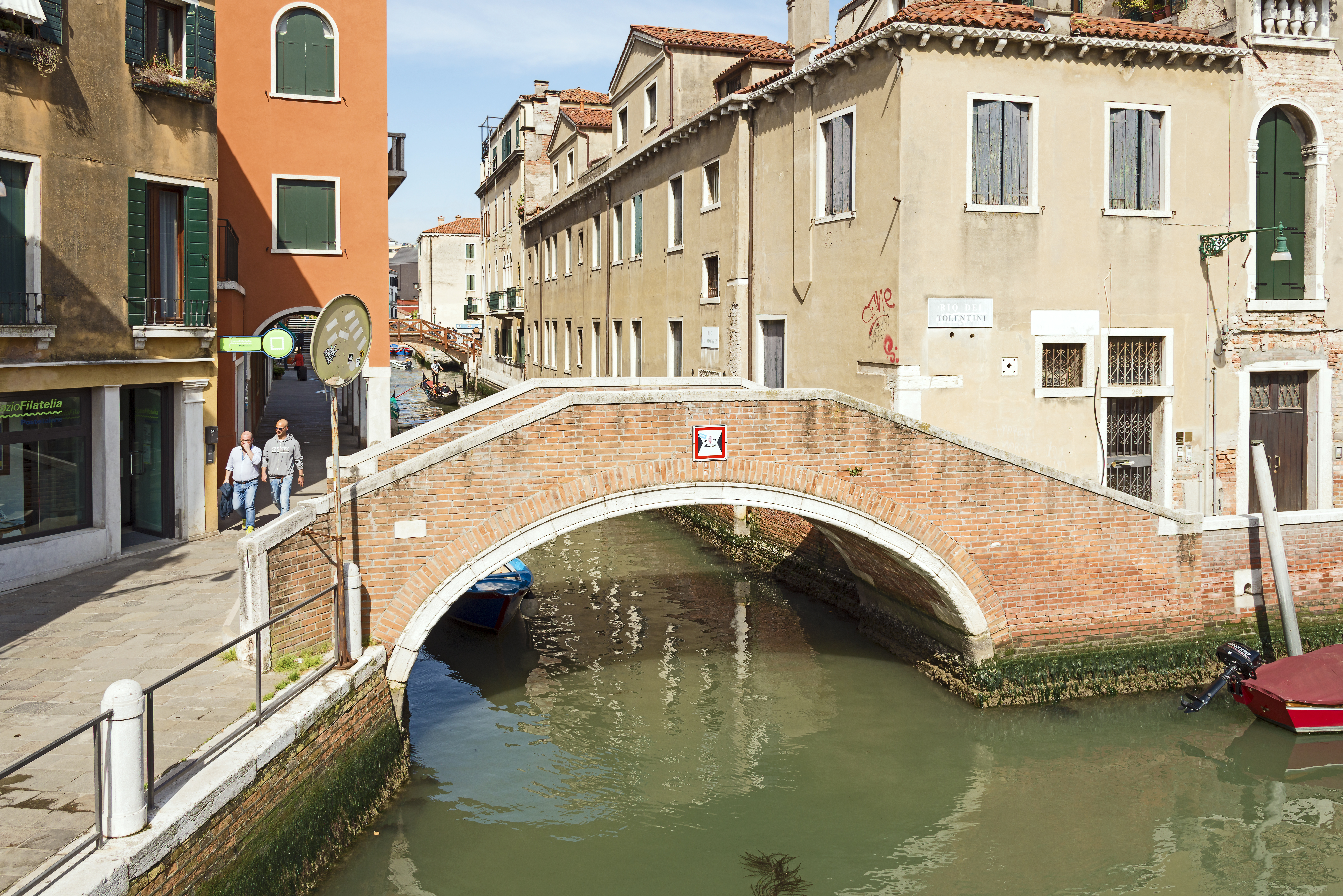
Ponte dei Squartai Rio del Gaffaro
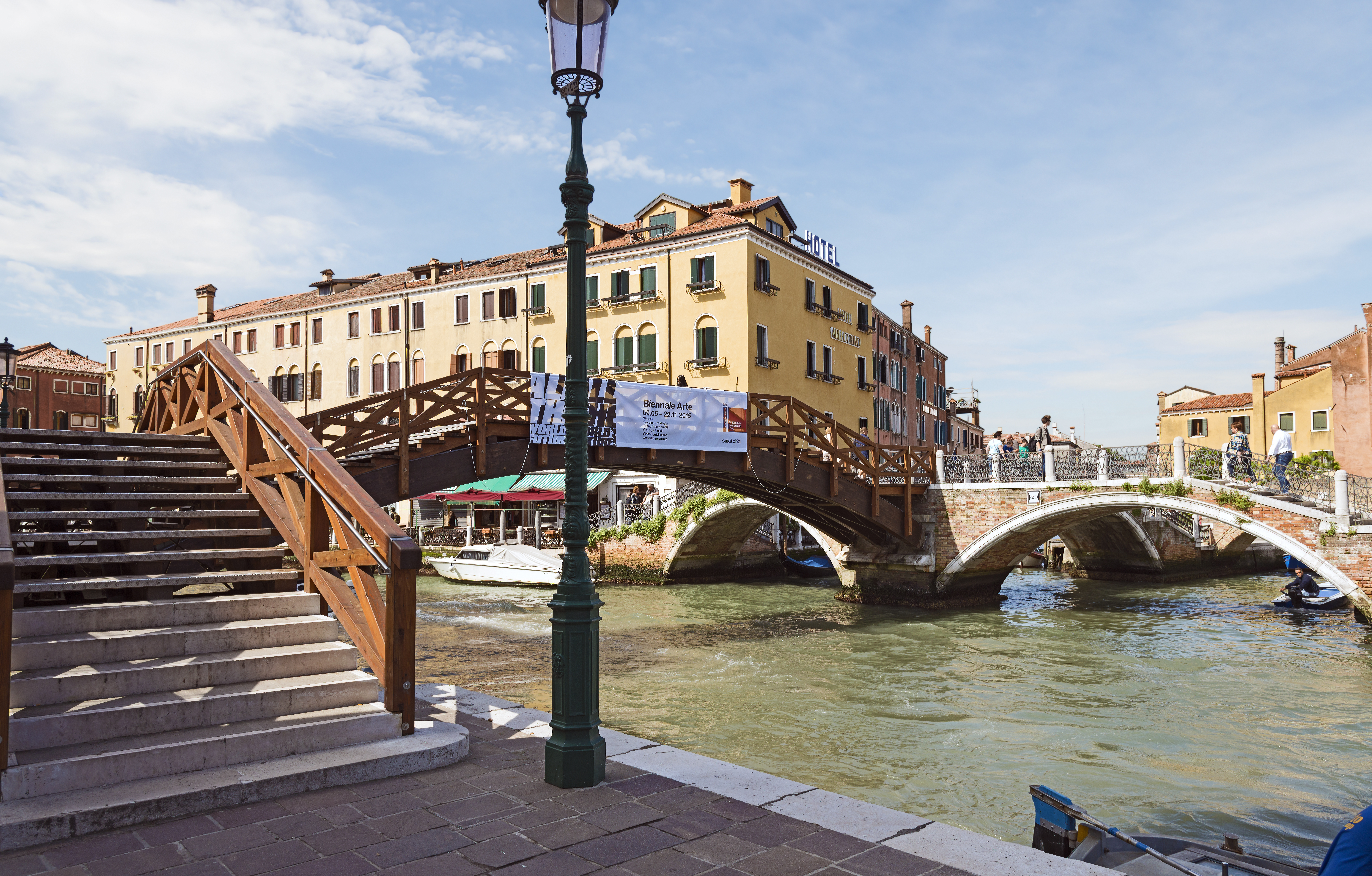
Ponte dei tre ponti Rio de le Burchiele
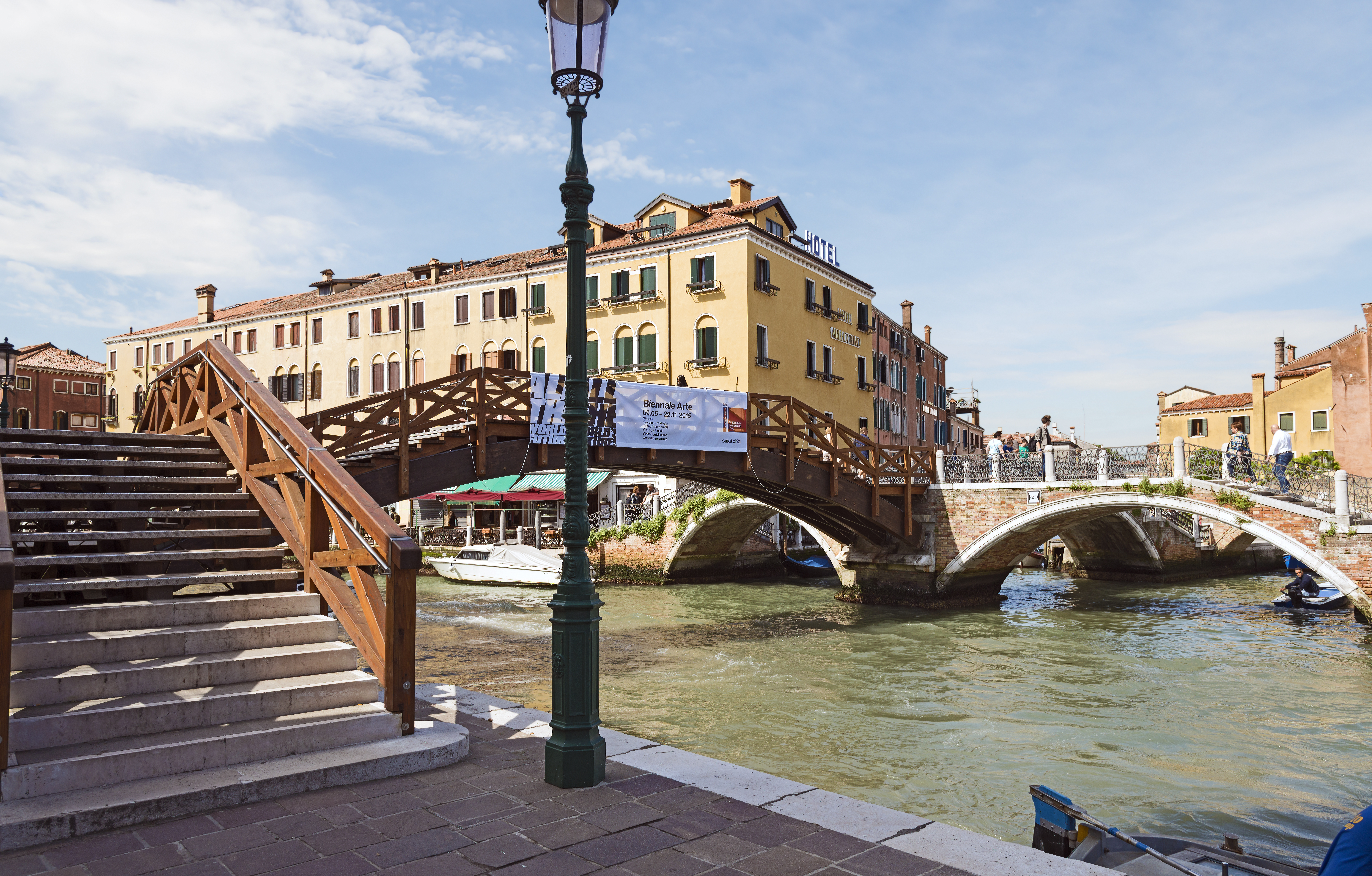
Ponte dei tre ponti Rio Novo
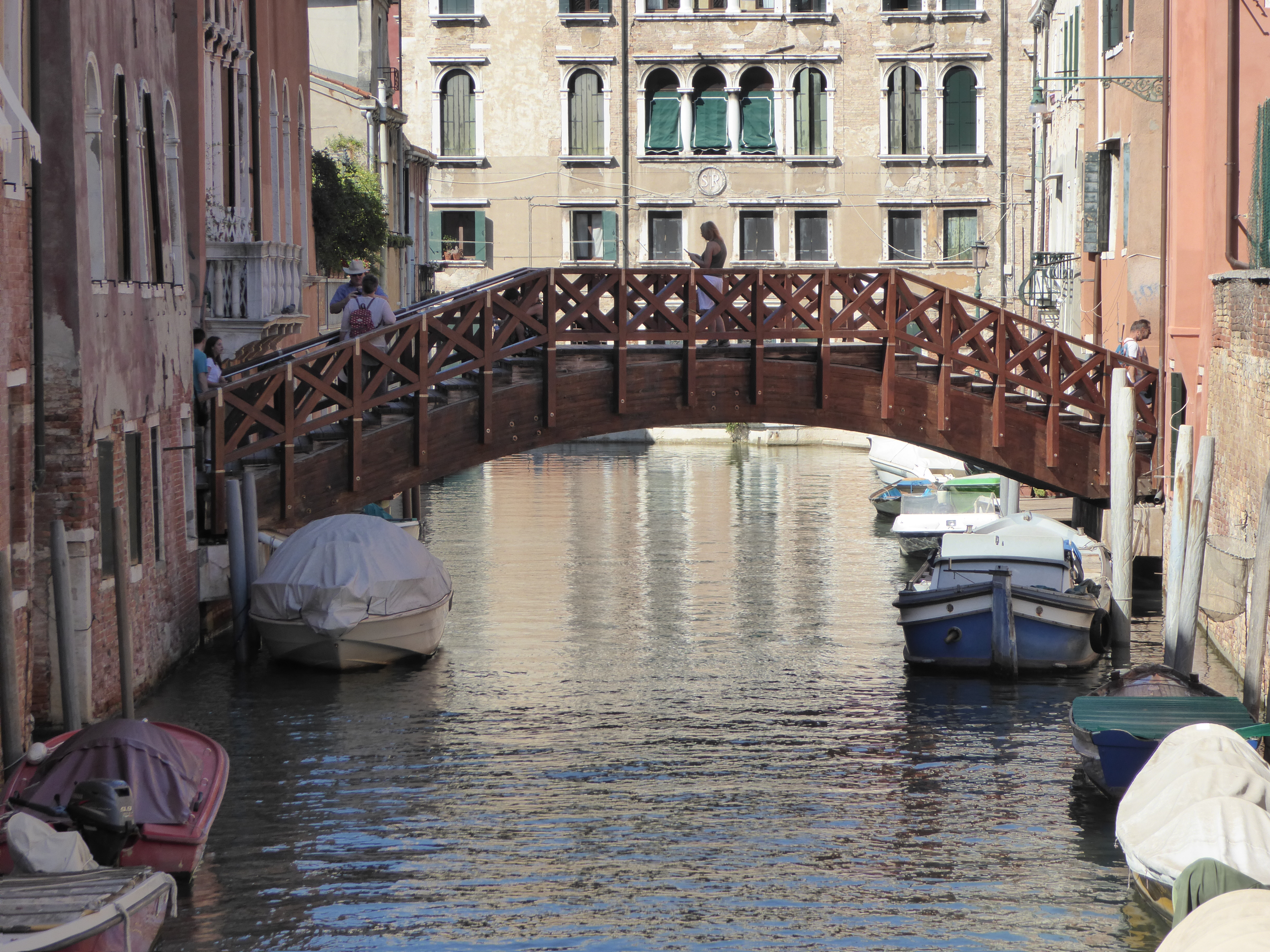
Ponte Vinanti Rio de le Mosche
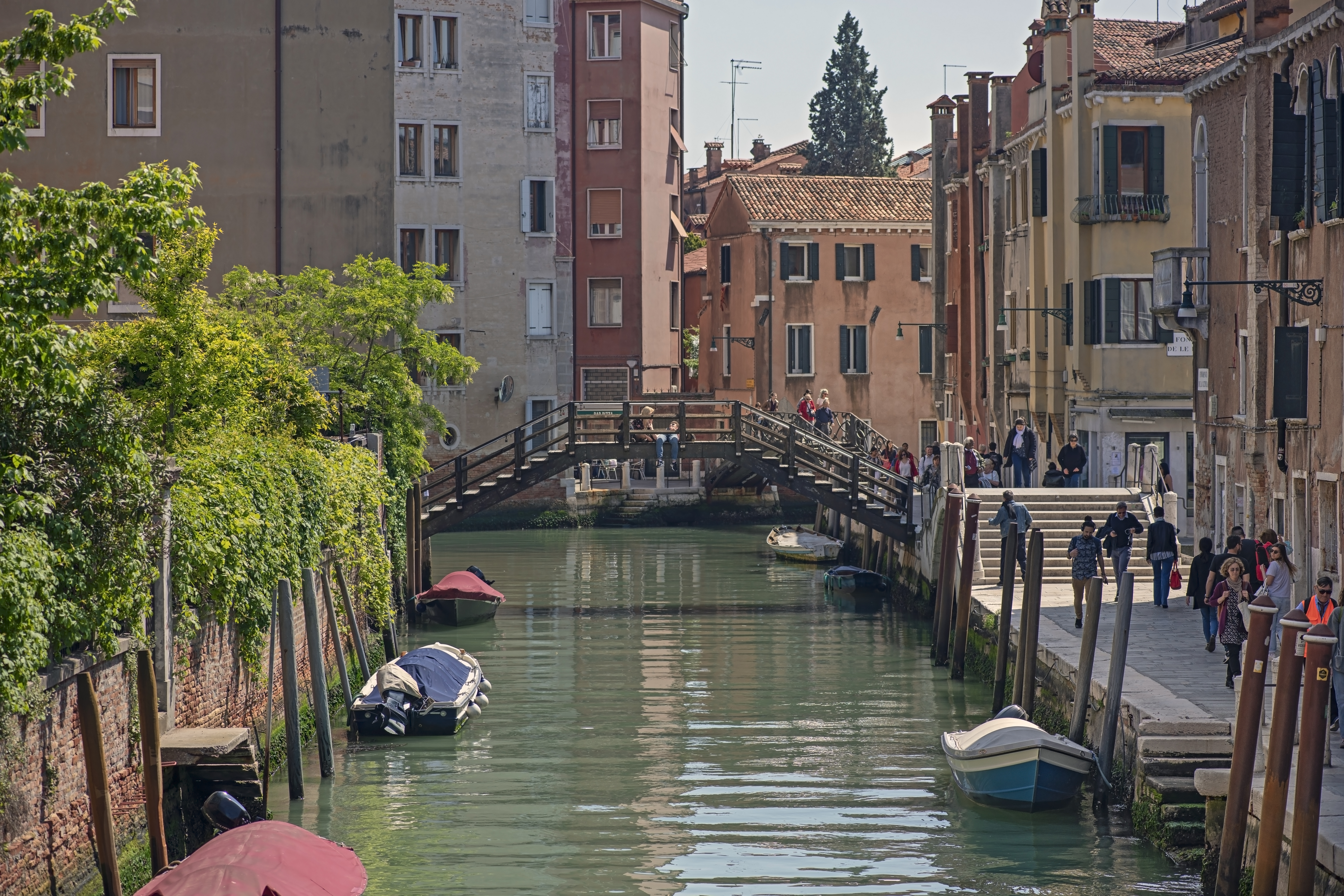
Pont privé sur le rio dei Tre Ponti

### Limitrophe Santa Croce-San Polo

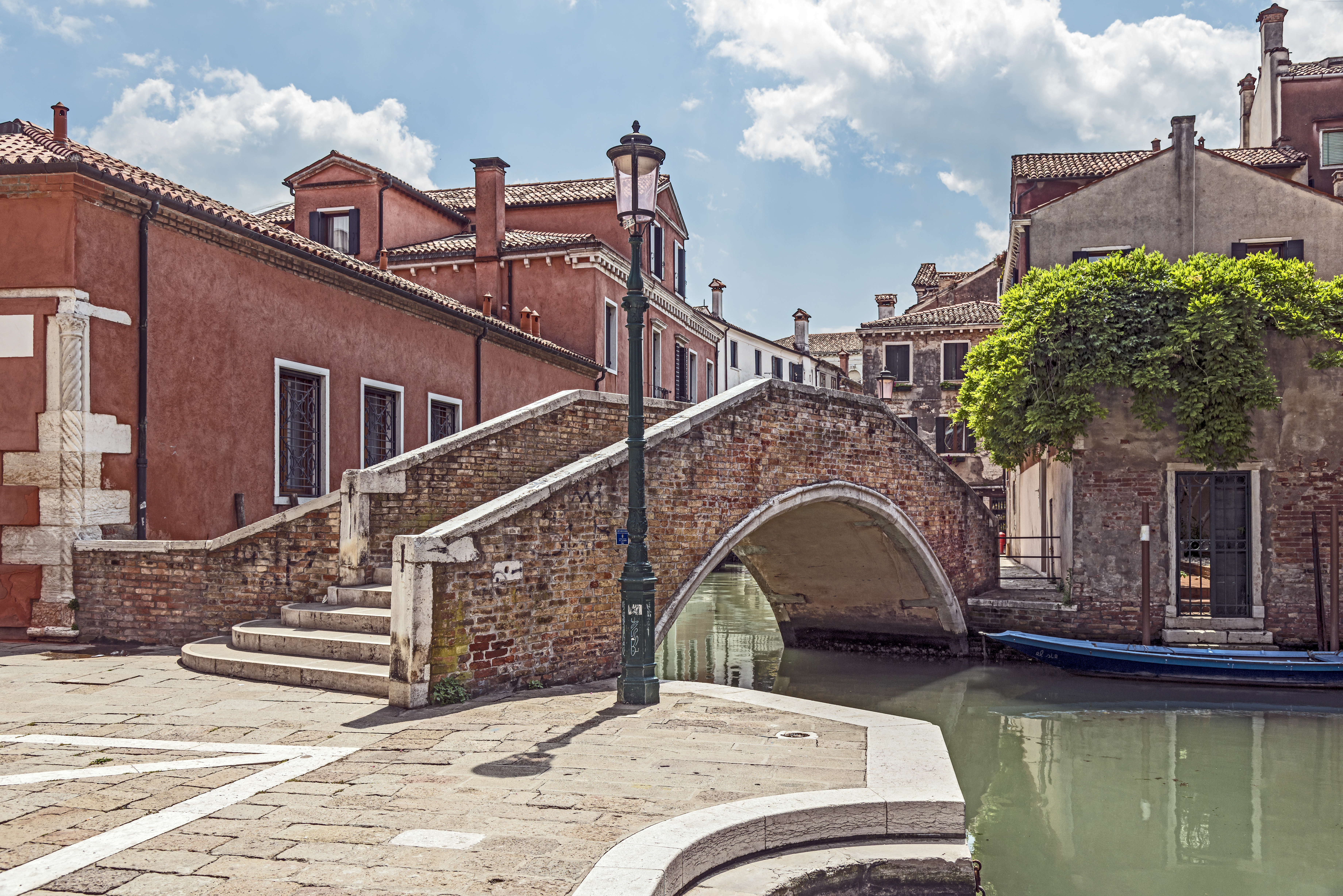
Ponte San Boldo Rio de San Giacomo de l'Orio
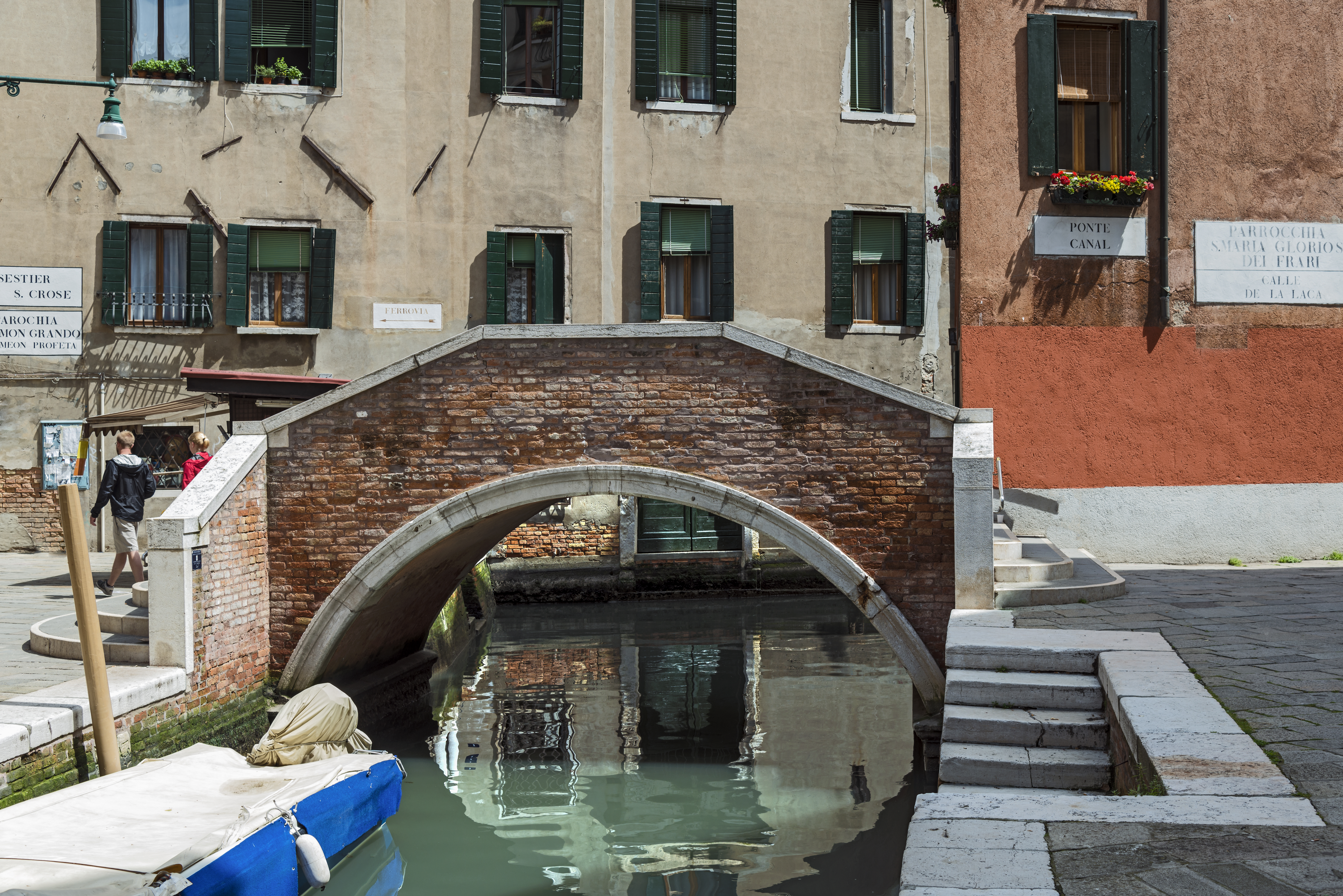
Ponte Canal Rio de le Muneghe
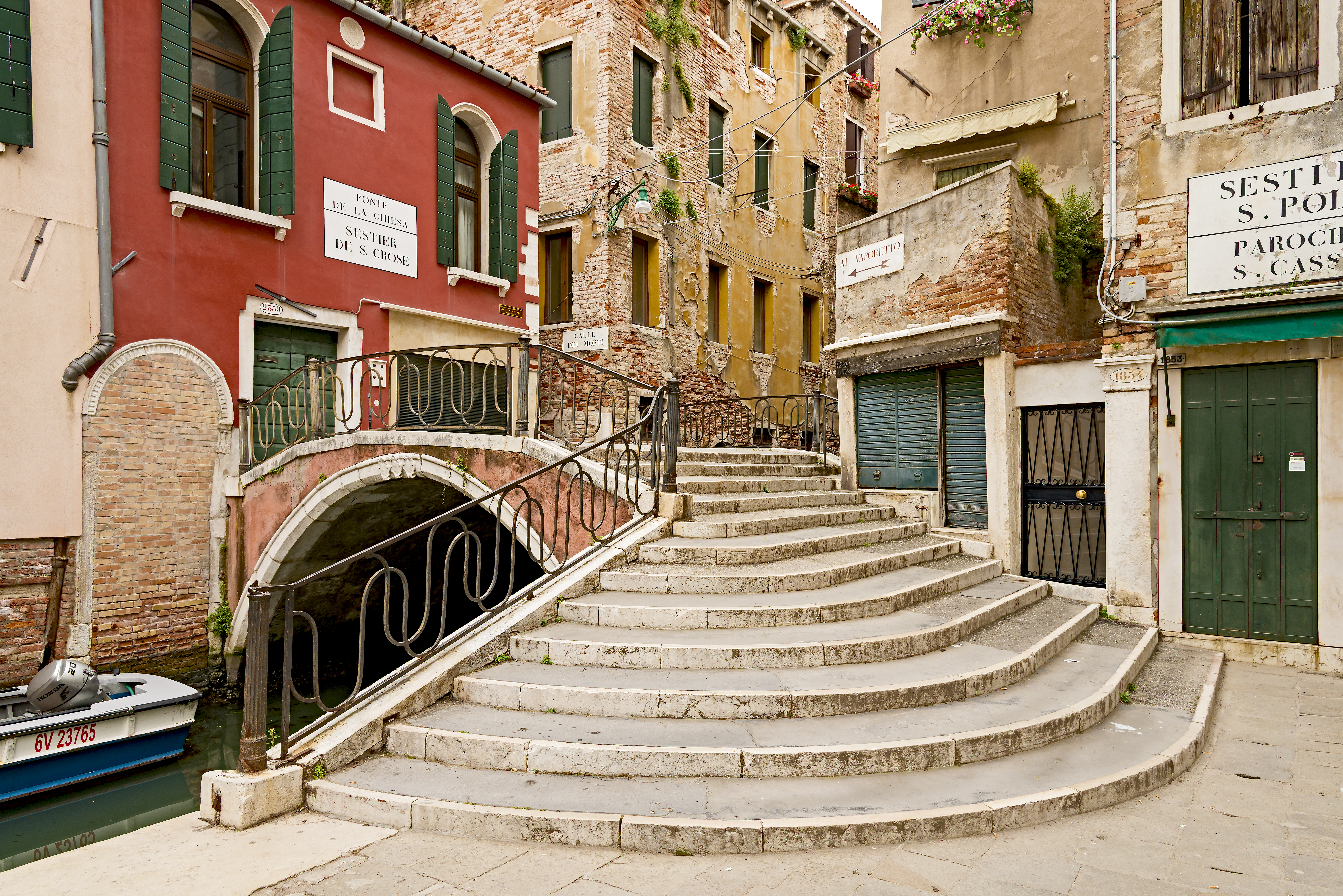
Ponte dei Morti o della Chiesa Rio de San Cassan
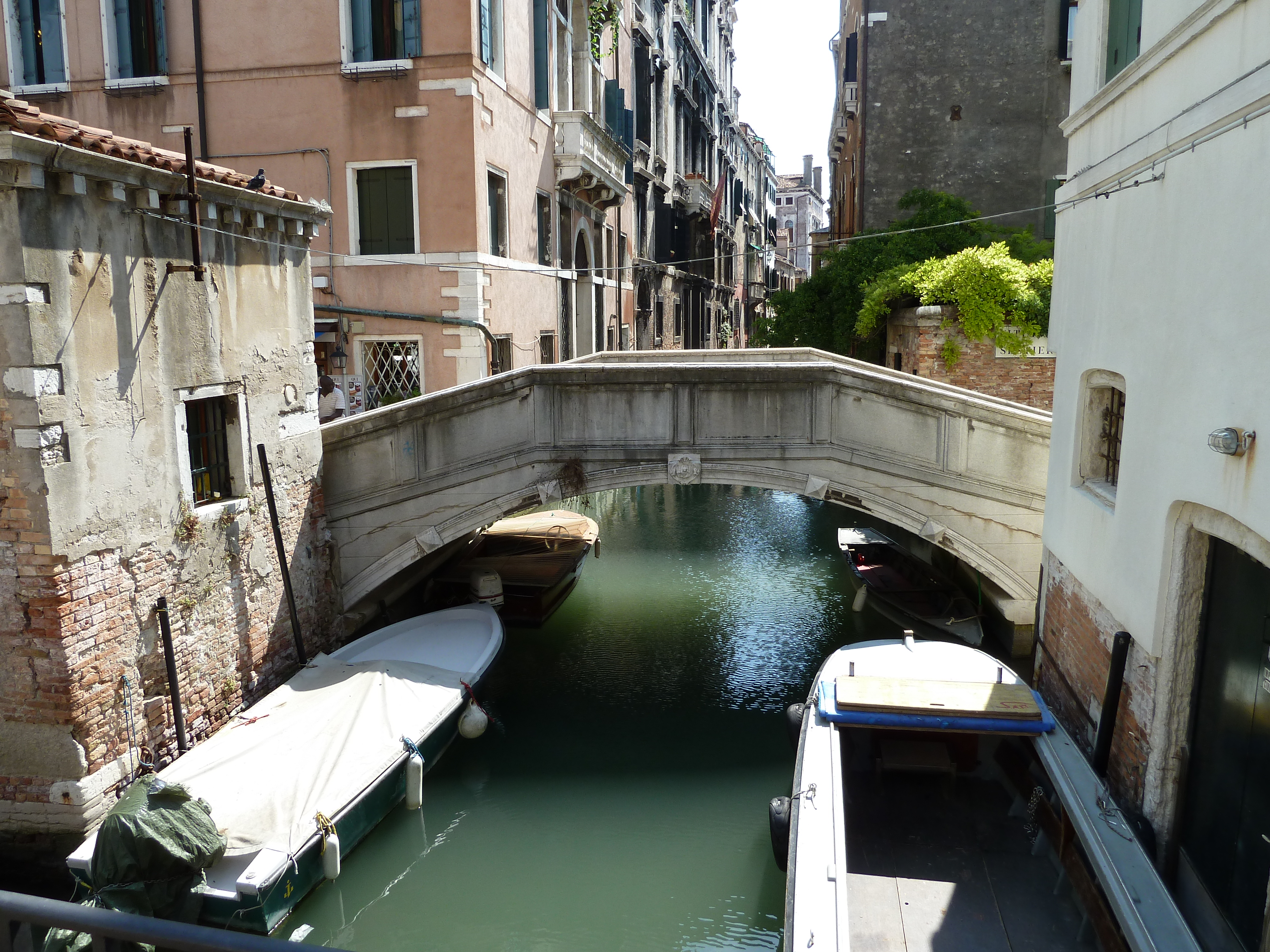
Ponte G.A. della Croce Rio de San Cassan
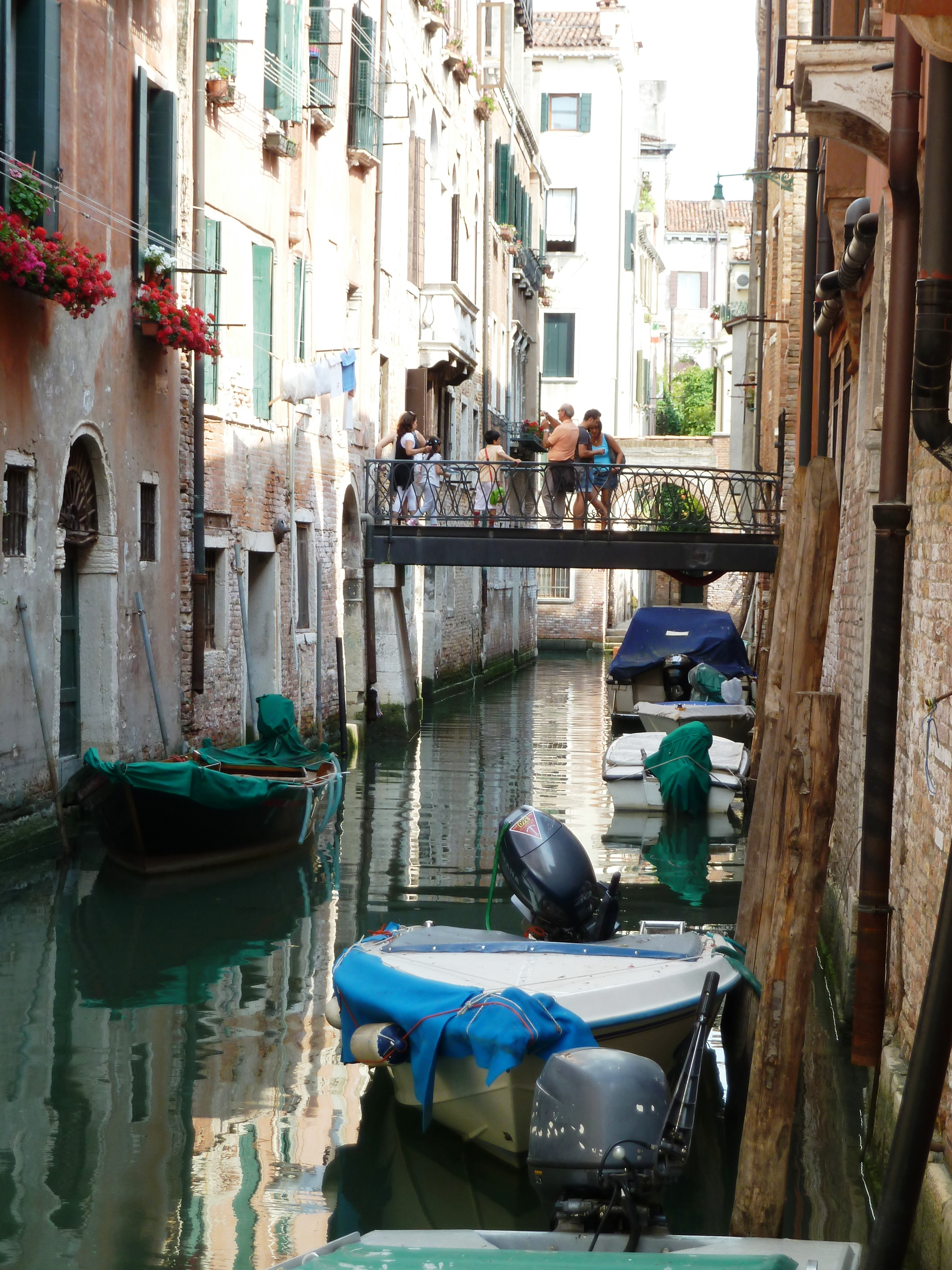
Ponte del Forner/S.Antonio Rio de San Boldo
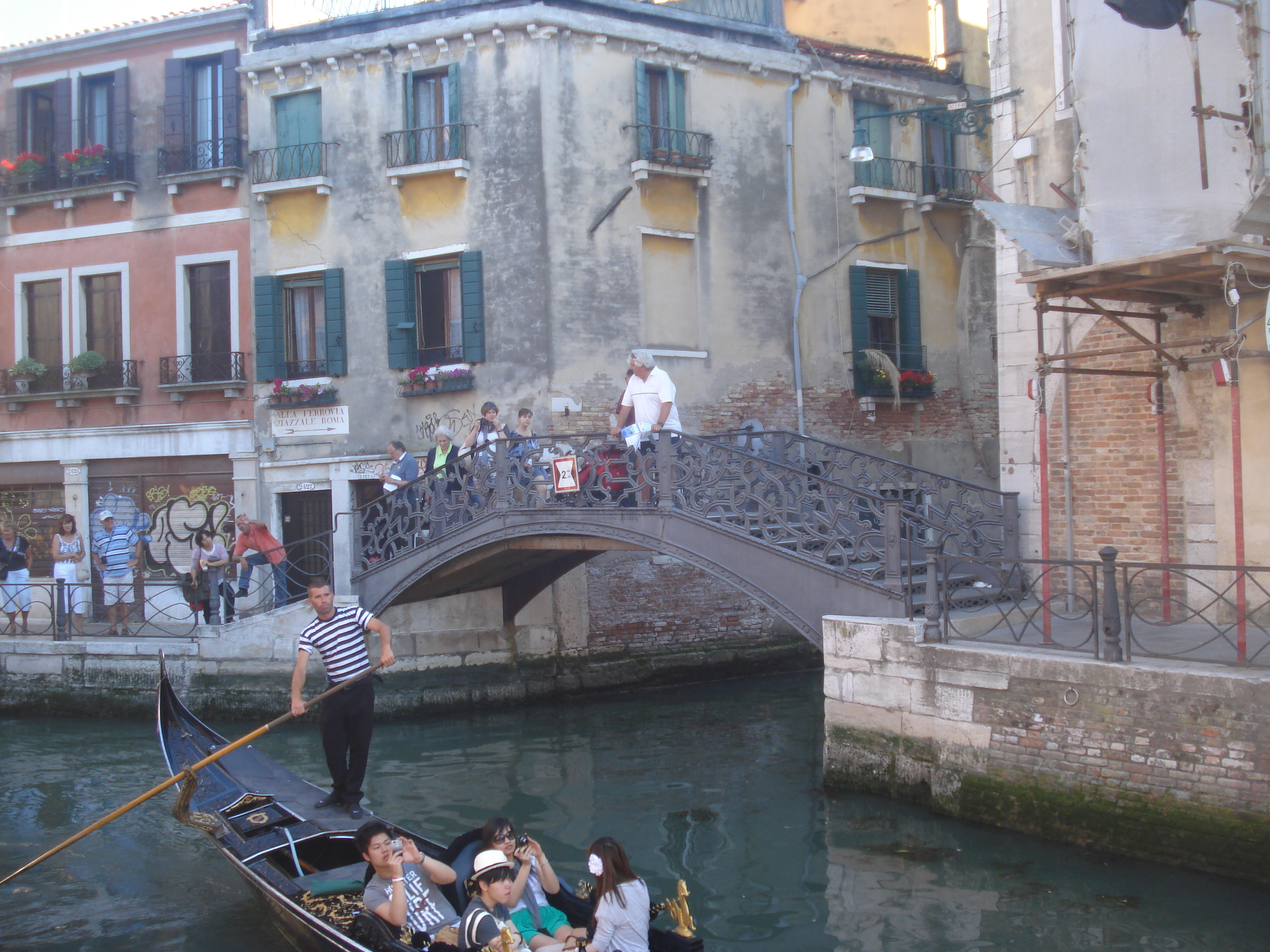
Ponte della Latte Rio de San Zuane // au S.Giacomo dell'Orio
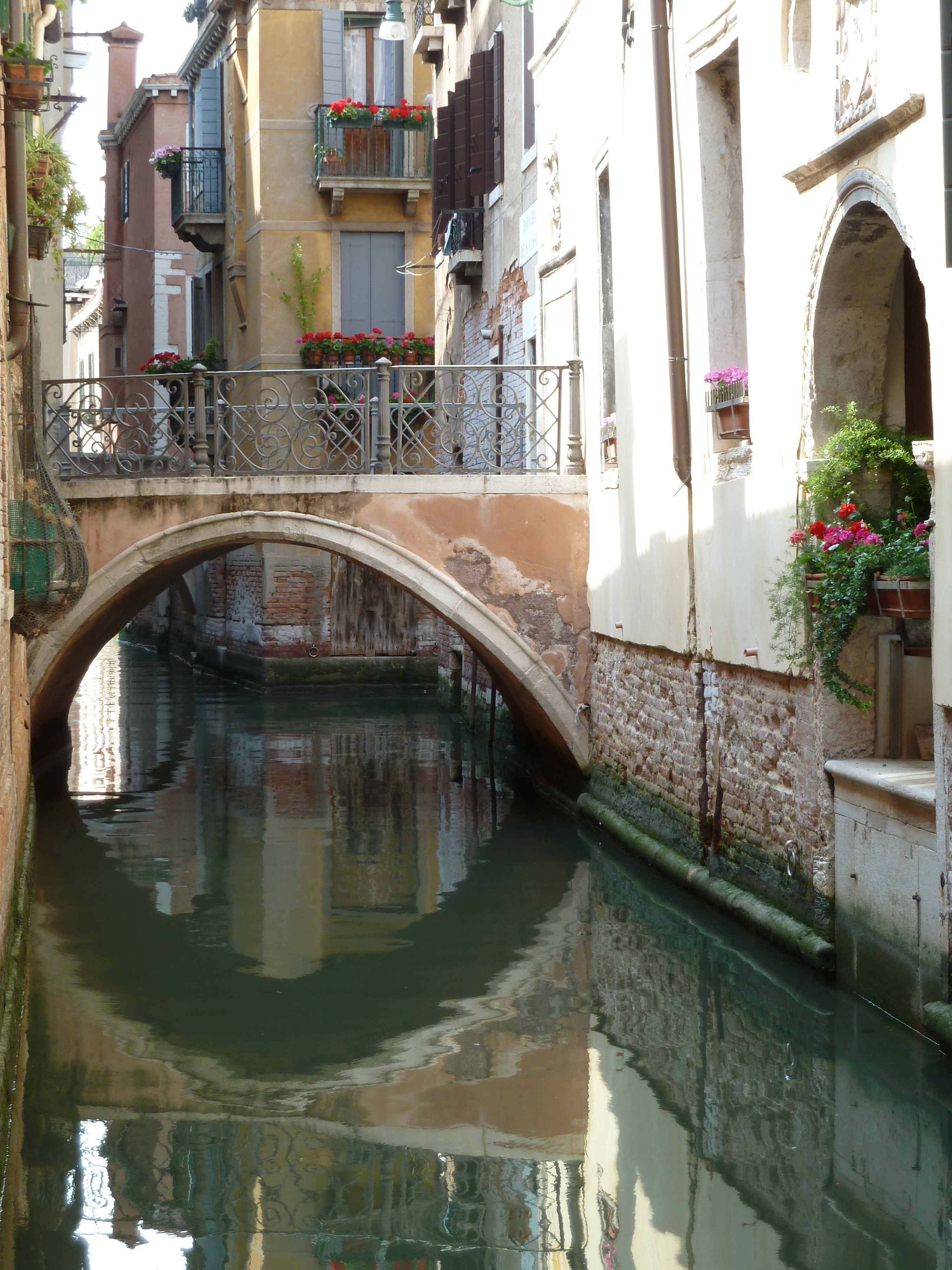
Ponte del Modena Rio de San Boldo
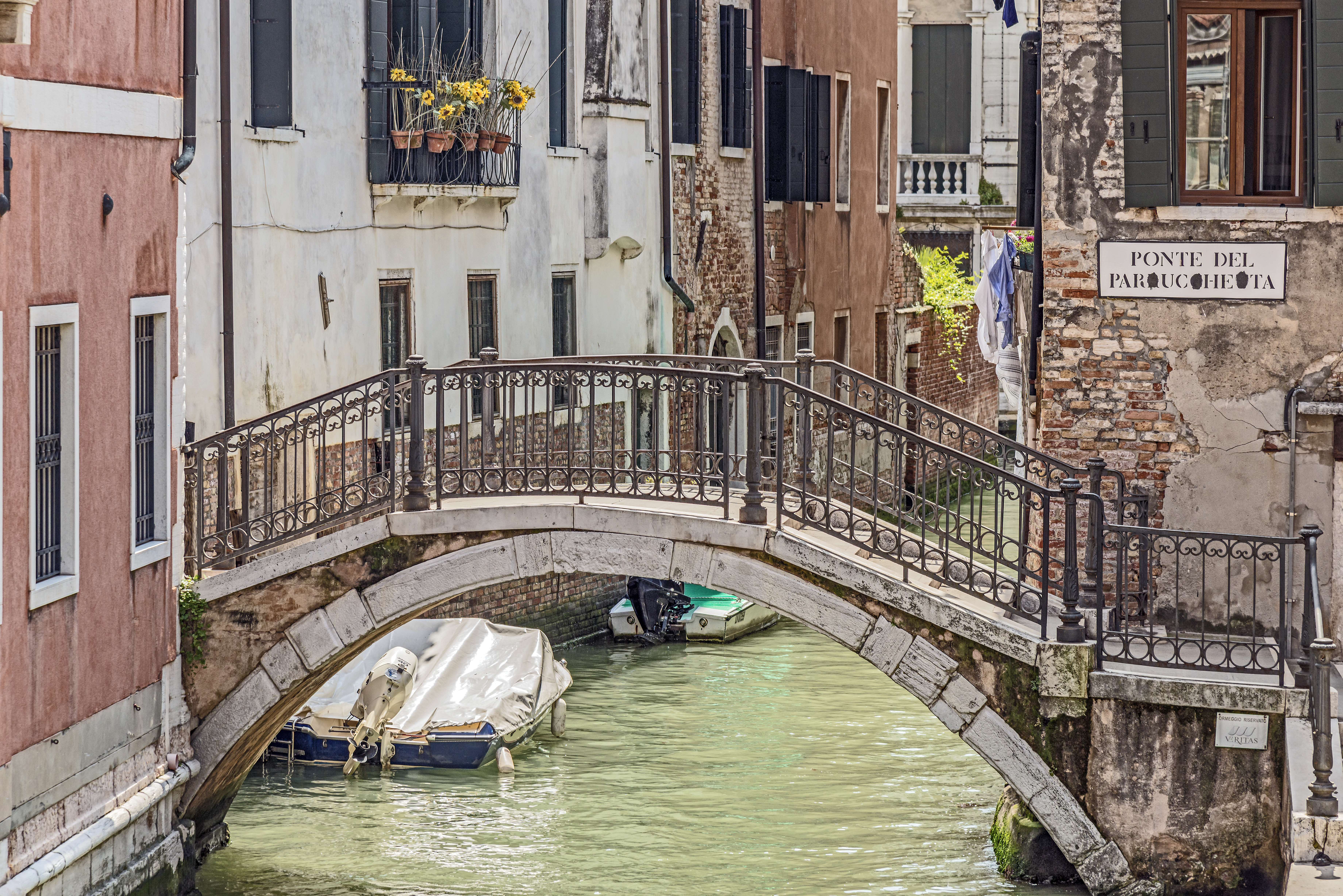
Ponte del Parucheta Rio de San Giacomo dall'Orio
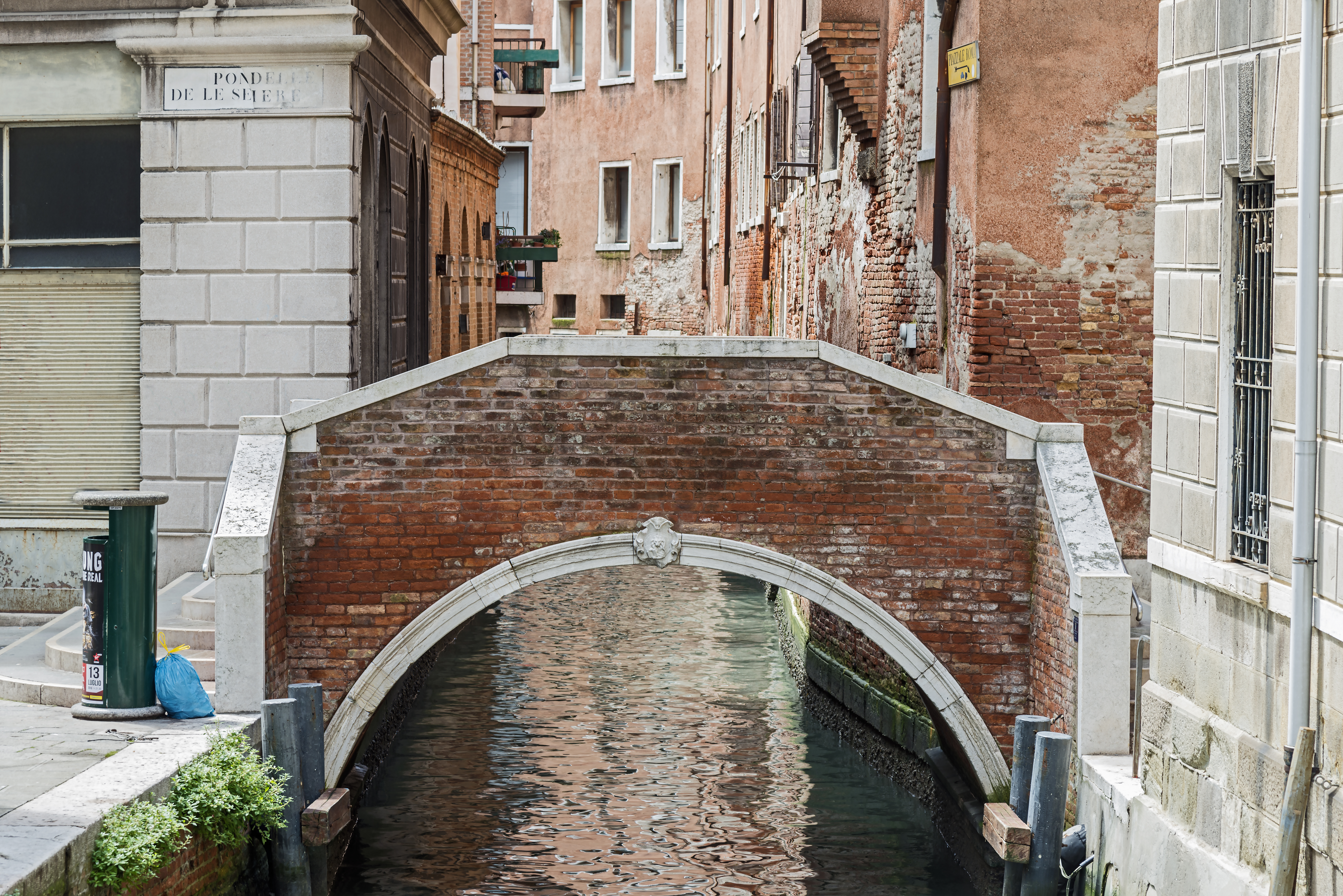
Ponte de le Sechere Rio de le Muneghete
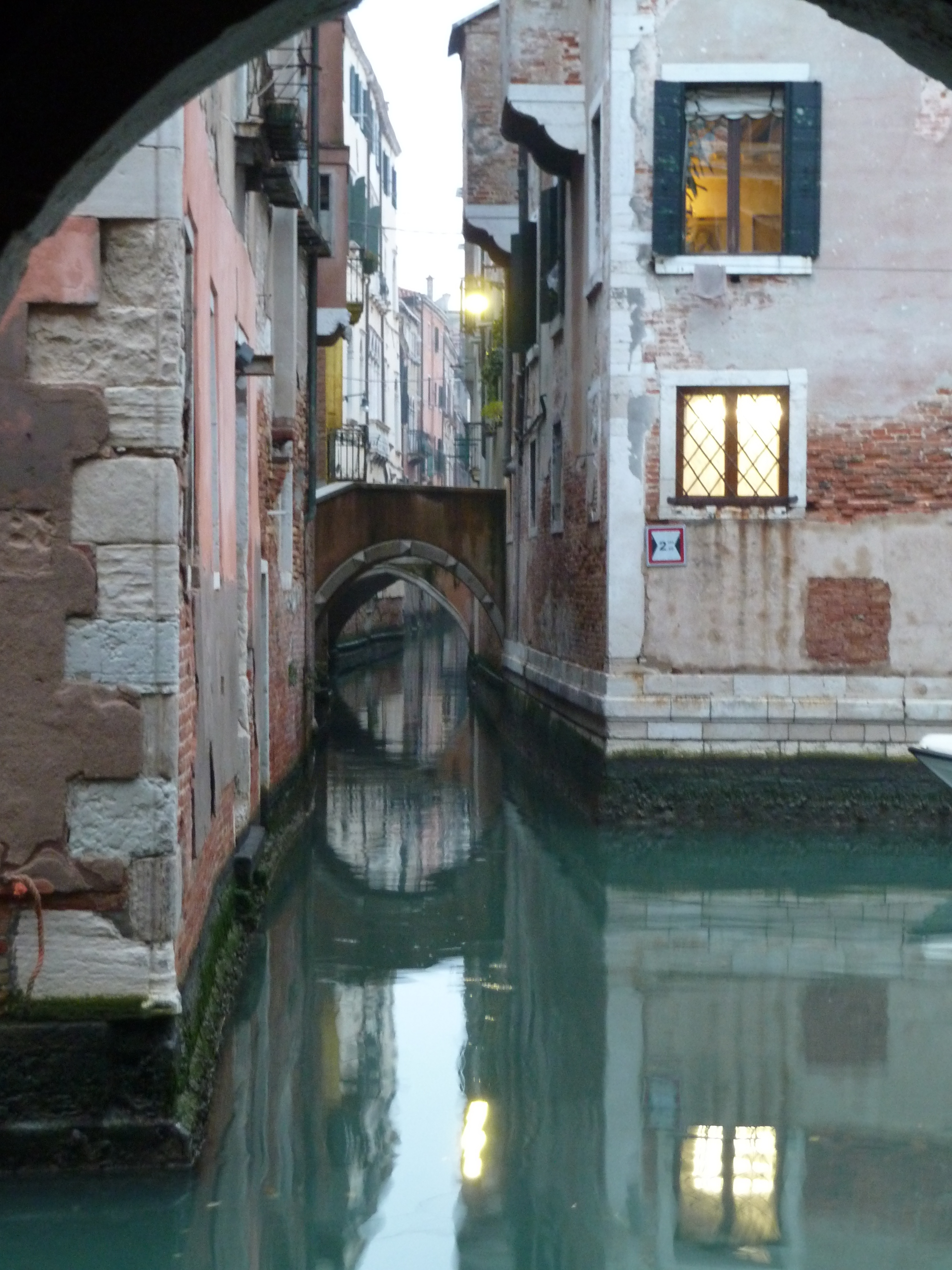
Ponte Storto Rio de '''San Boldo'''
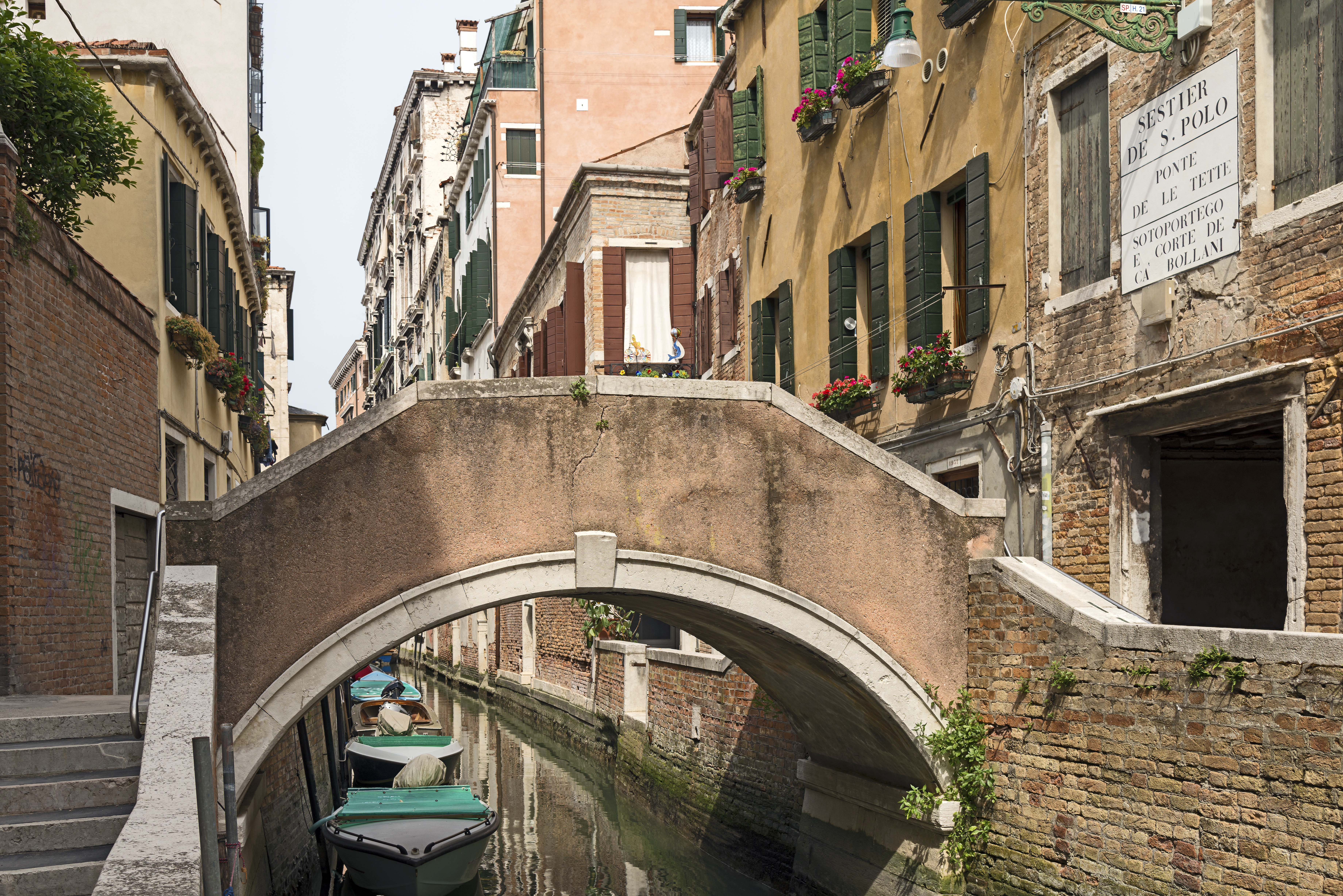
Ponte delle Tette' Rio de San Cassan
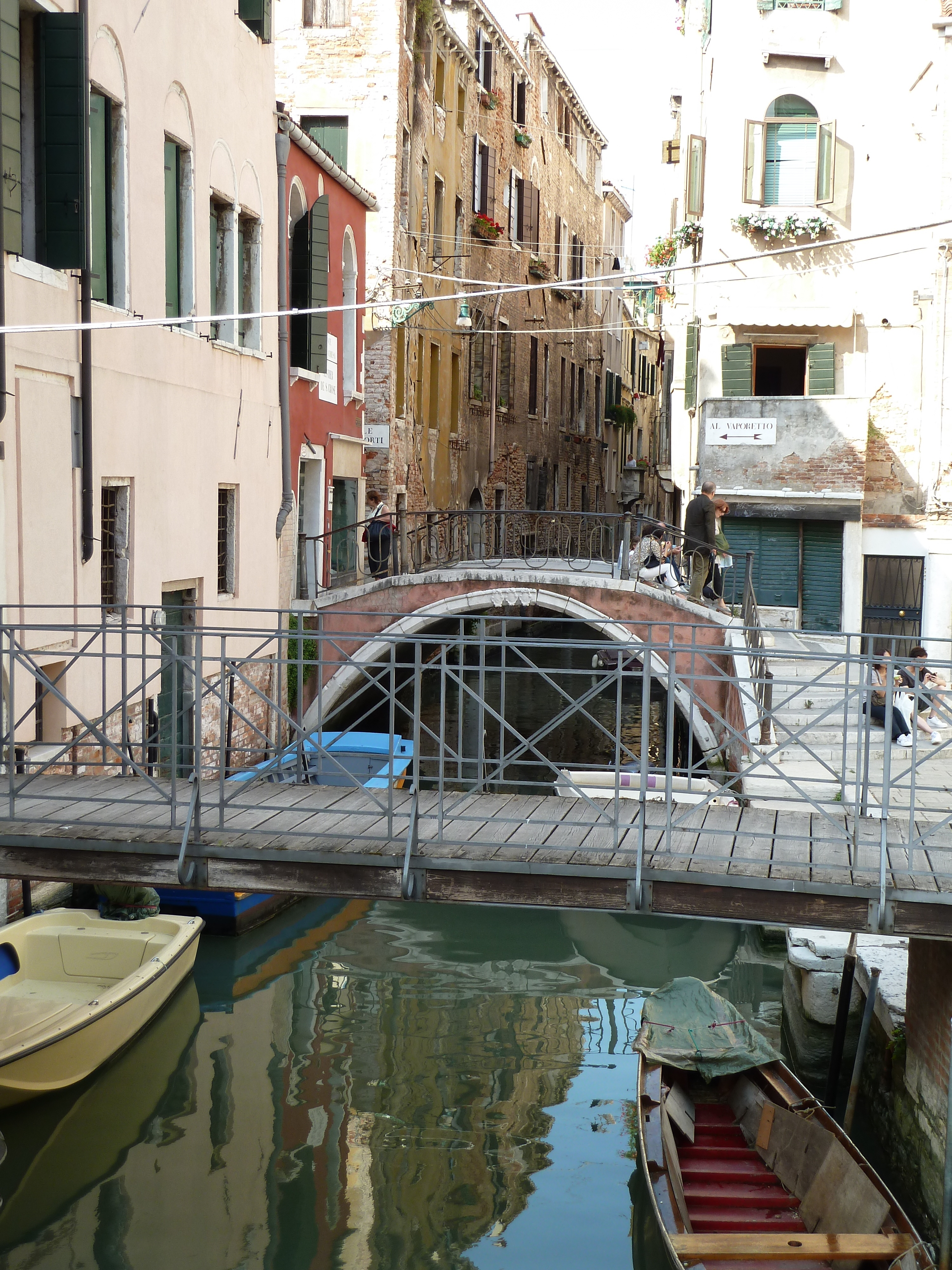
Pont privé sur le rio de San Cassan

## Sestiere deSan Polo

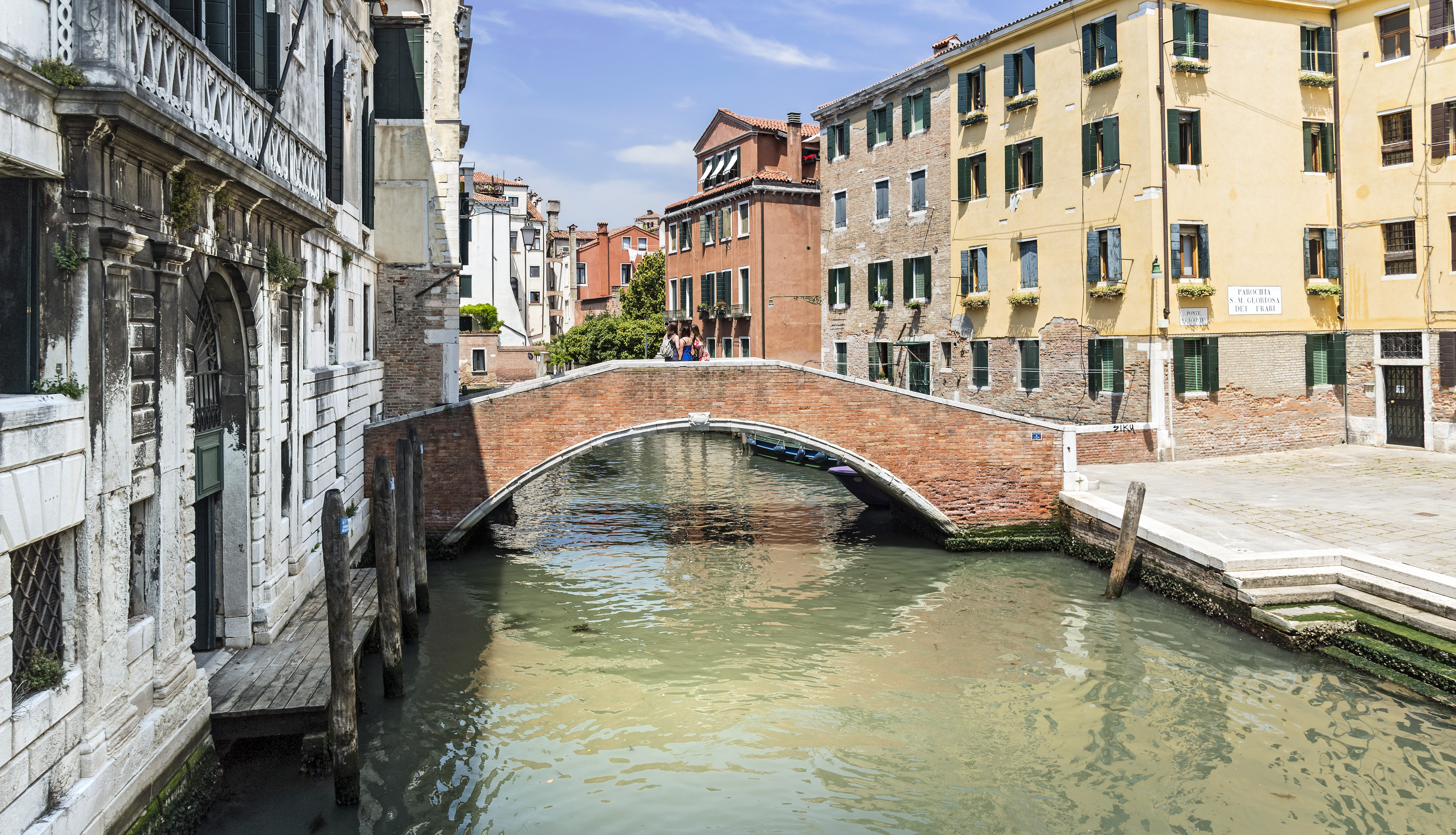
Ponte Sant'Agostin Rio de Sant'Agostin
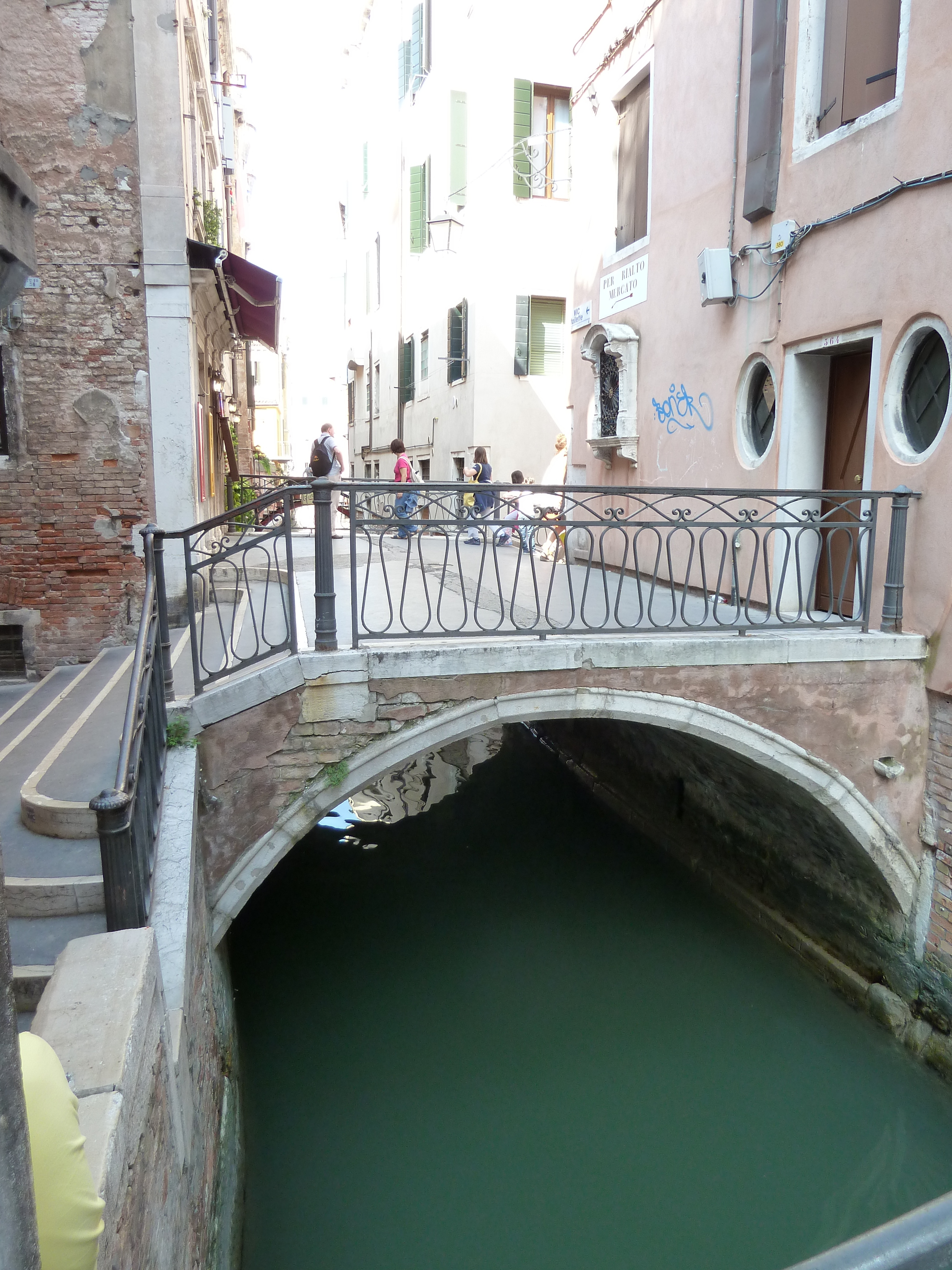
Ponte de le Becarie Rio de le Becarie
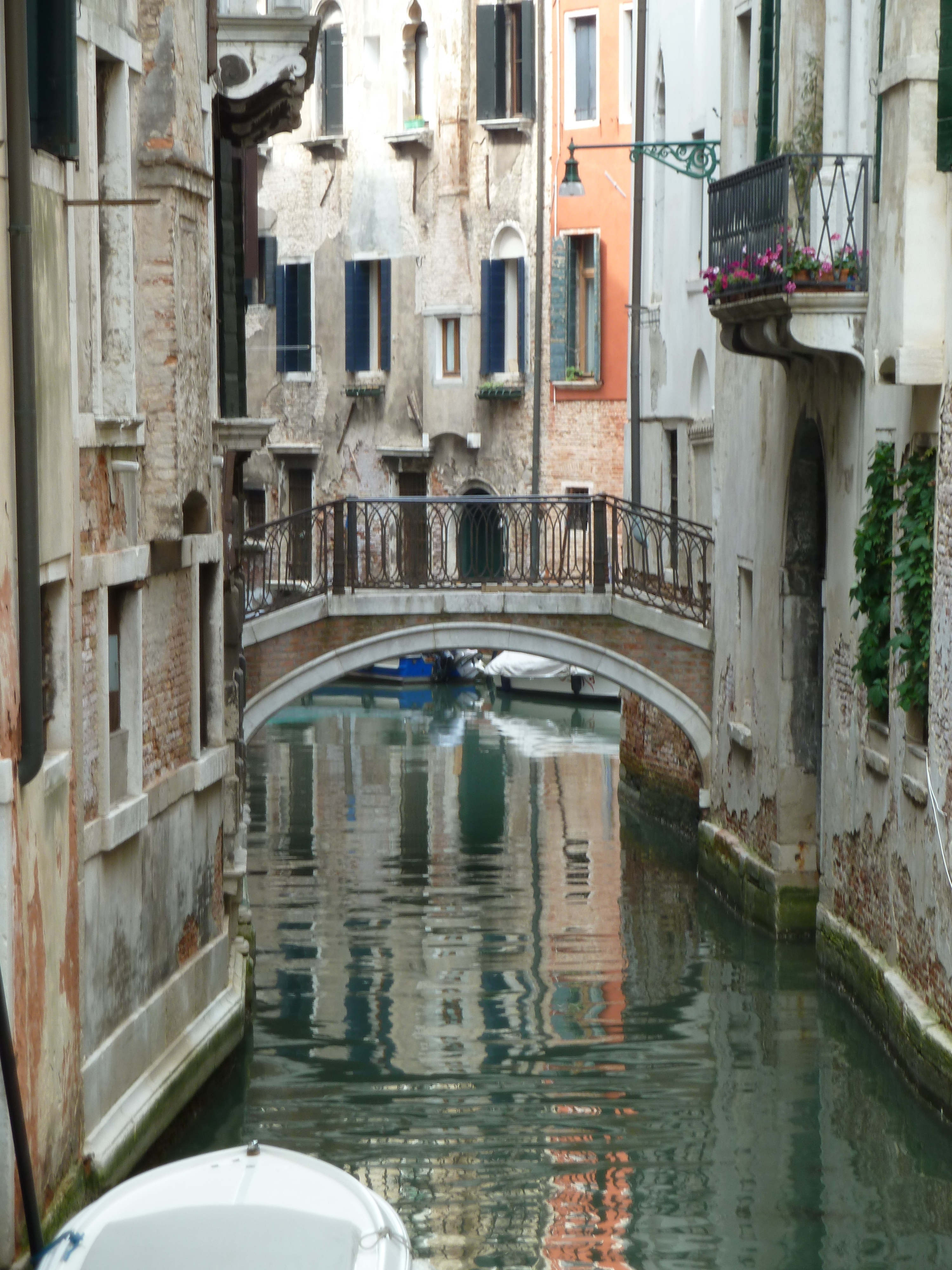
Ponte Cavalli Rio de la Madoneta
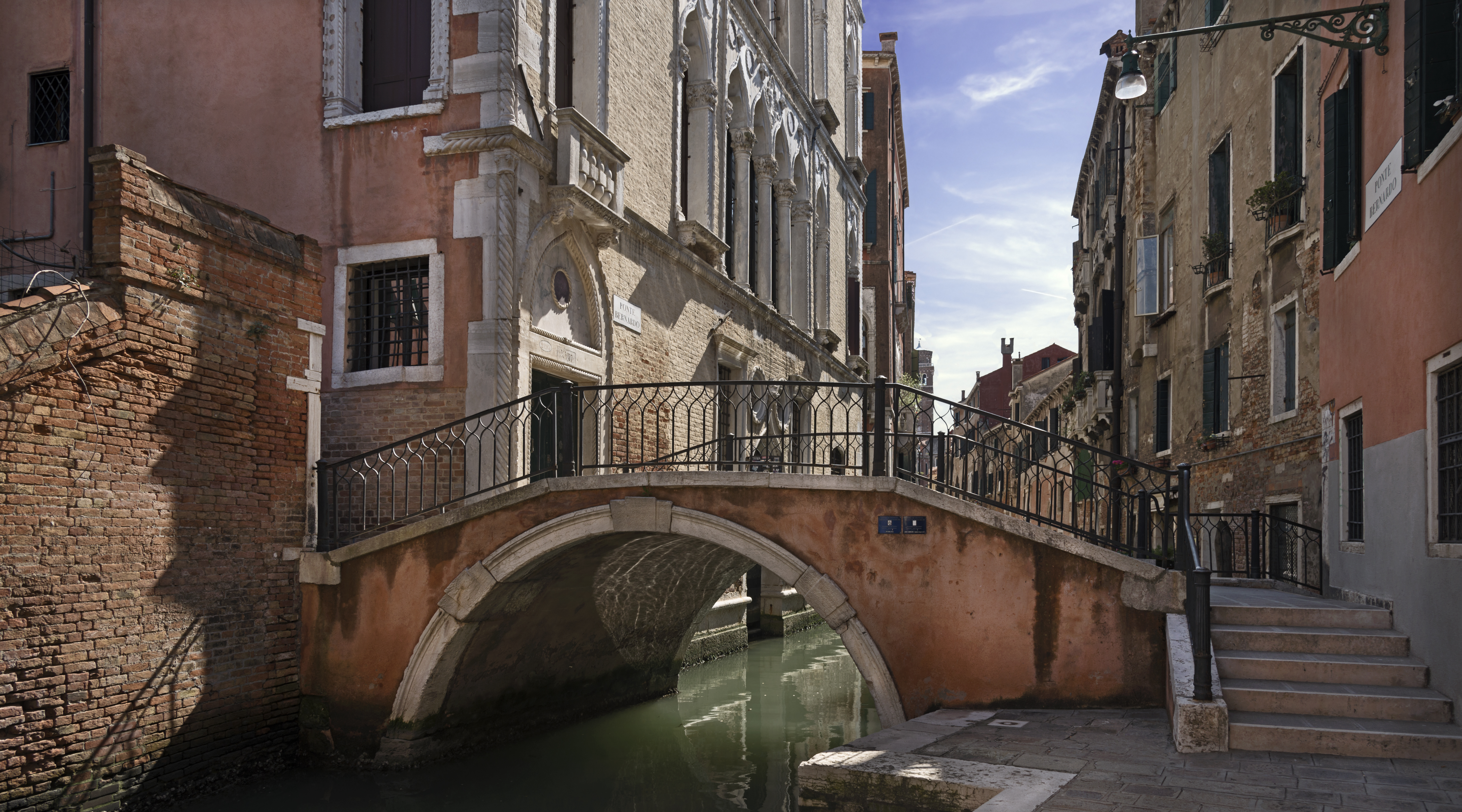
Ponte de Ca' Bernardo Rio de San Polo
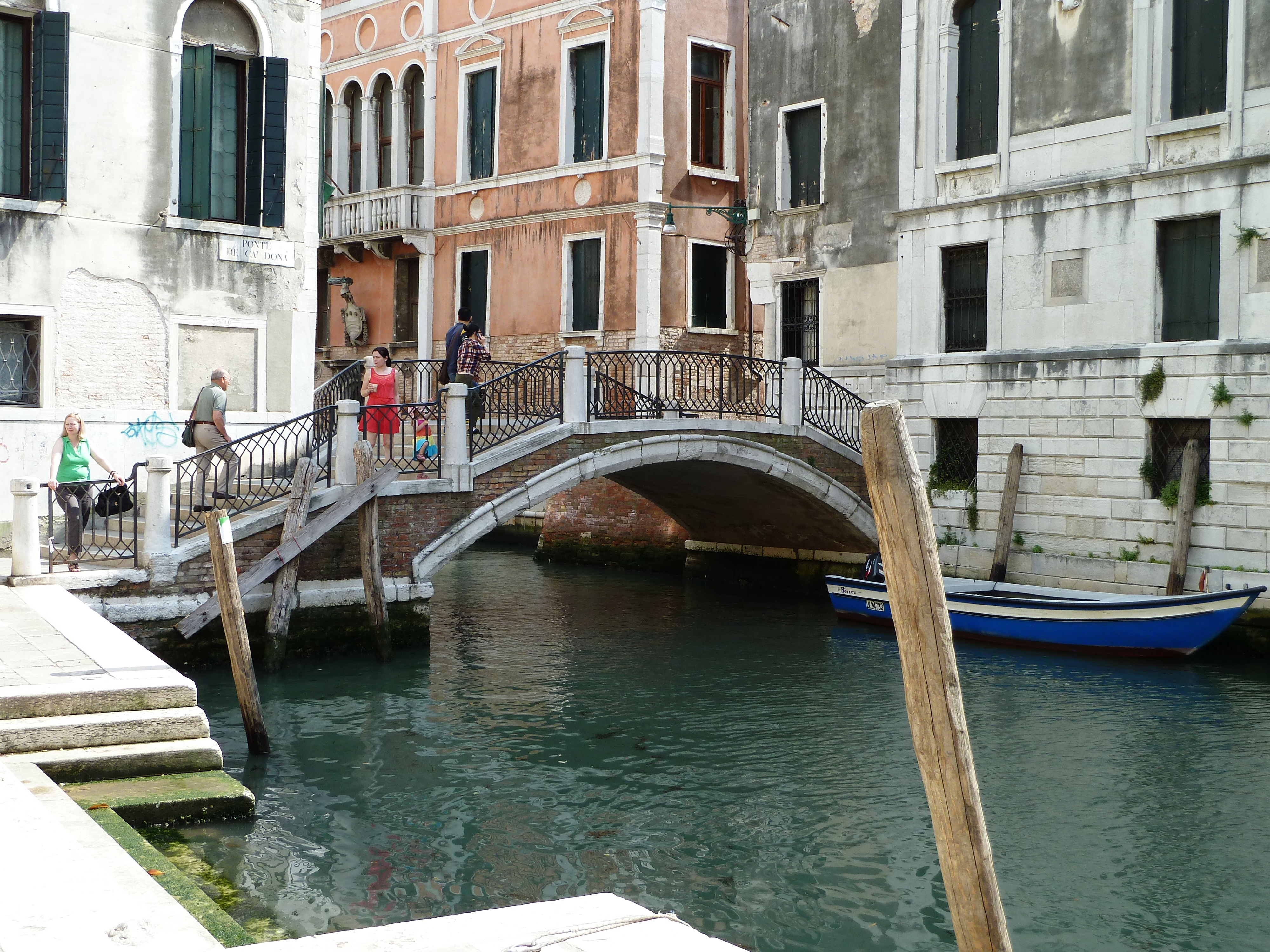
Ponte de Ca' Donà Rio de Sant'Agostin
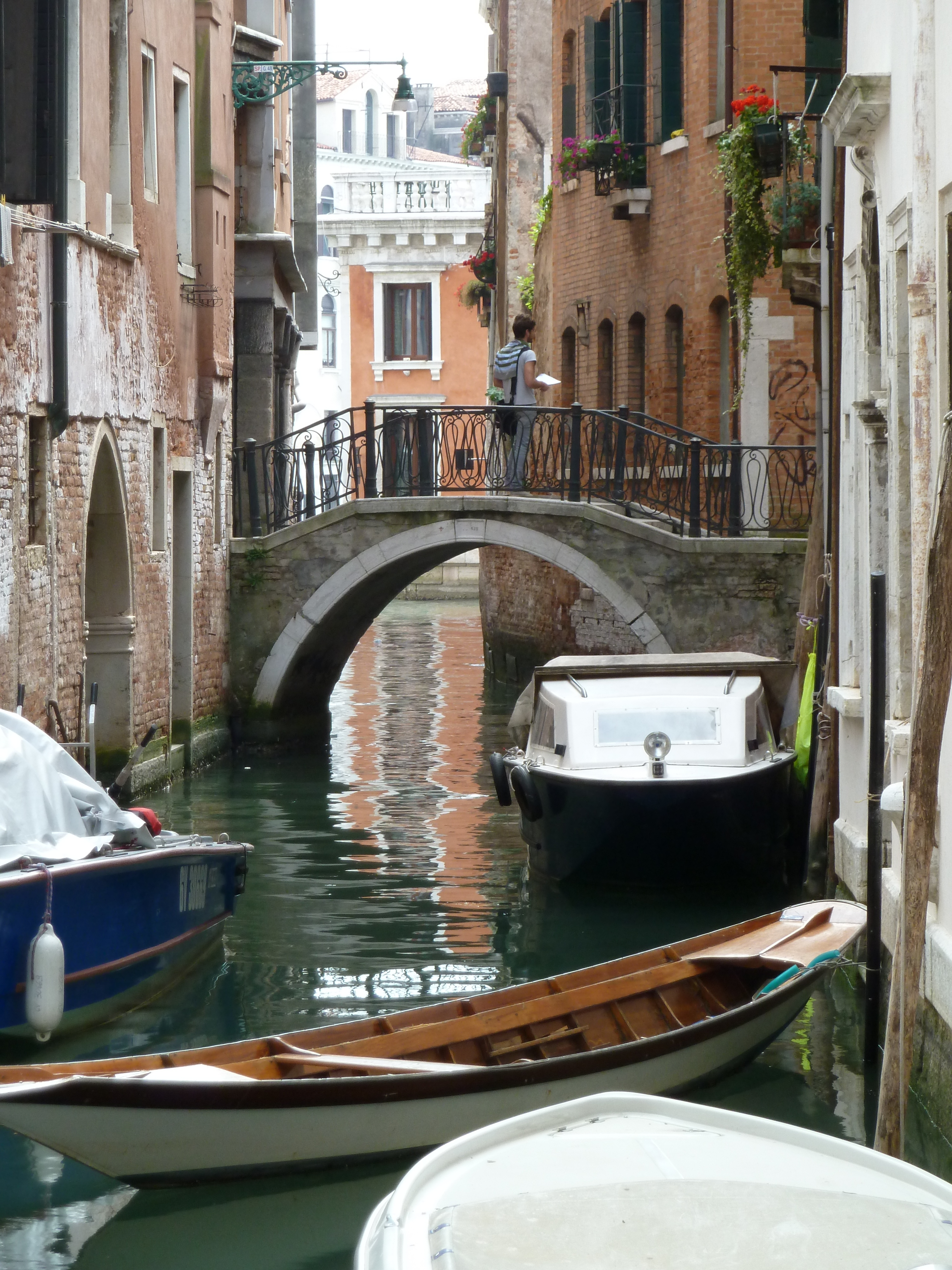
Ponte de Ca' Grimani Rielo de le Erbe
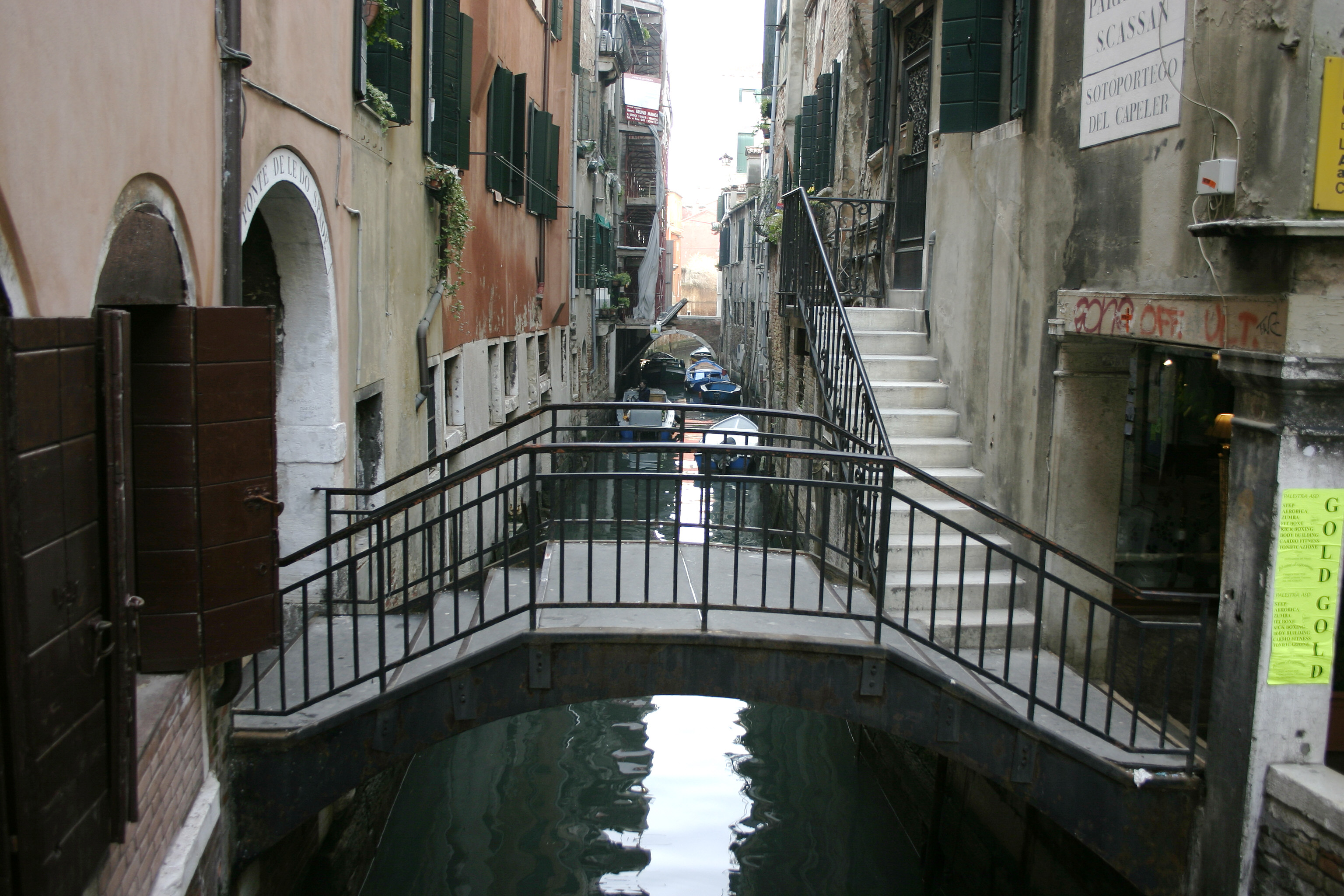
Ponte de le Do Spade Rio de le Becarie
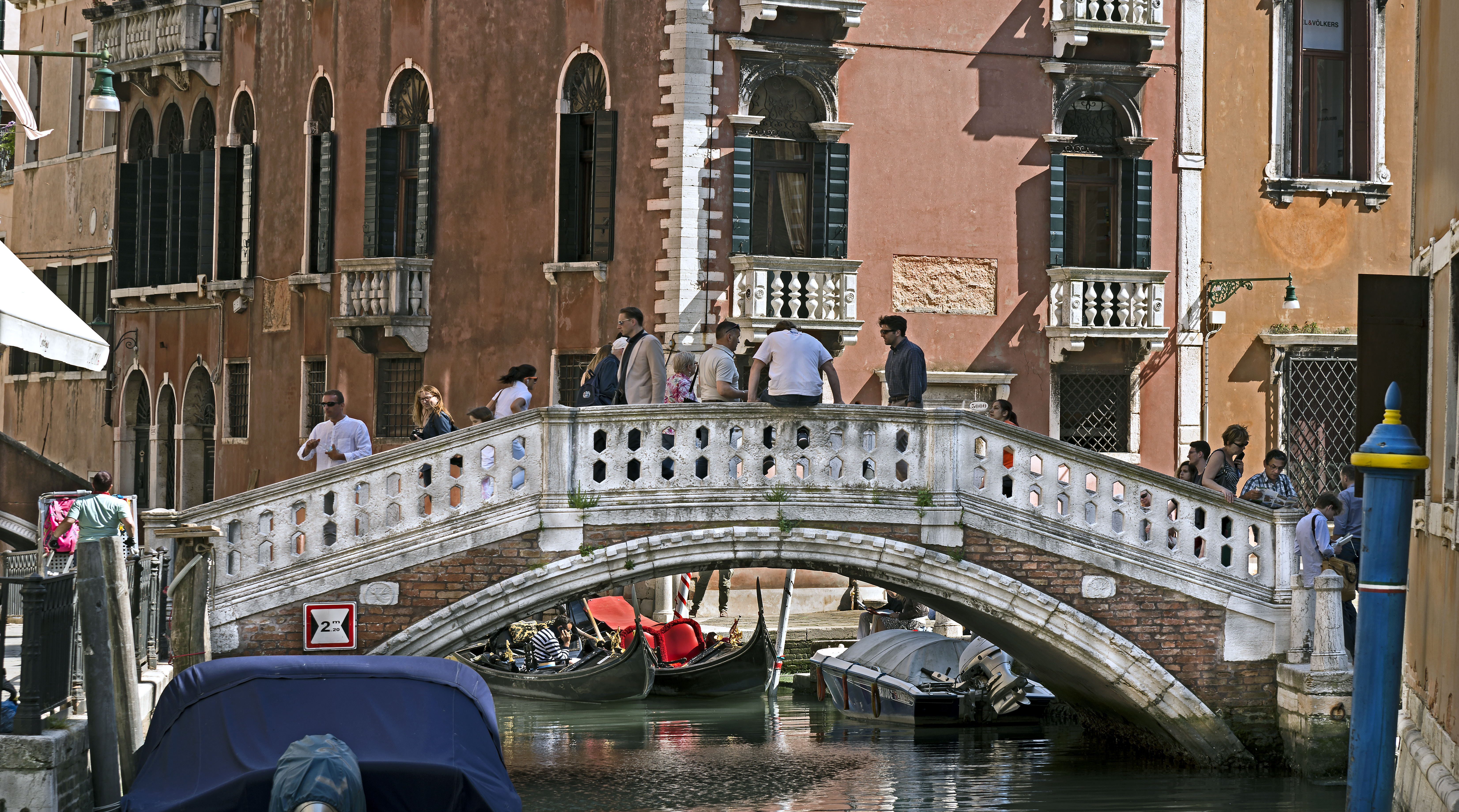
Ponte dei Frari Rio dei Frari
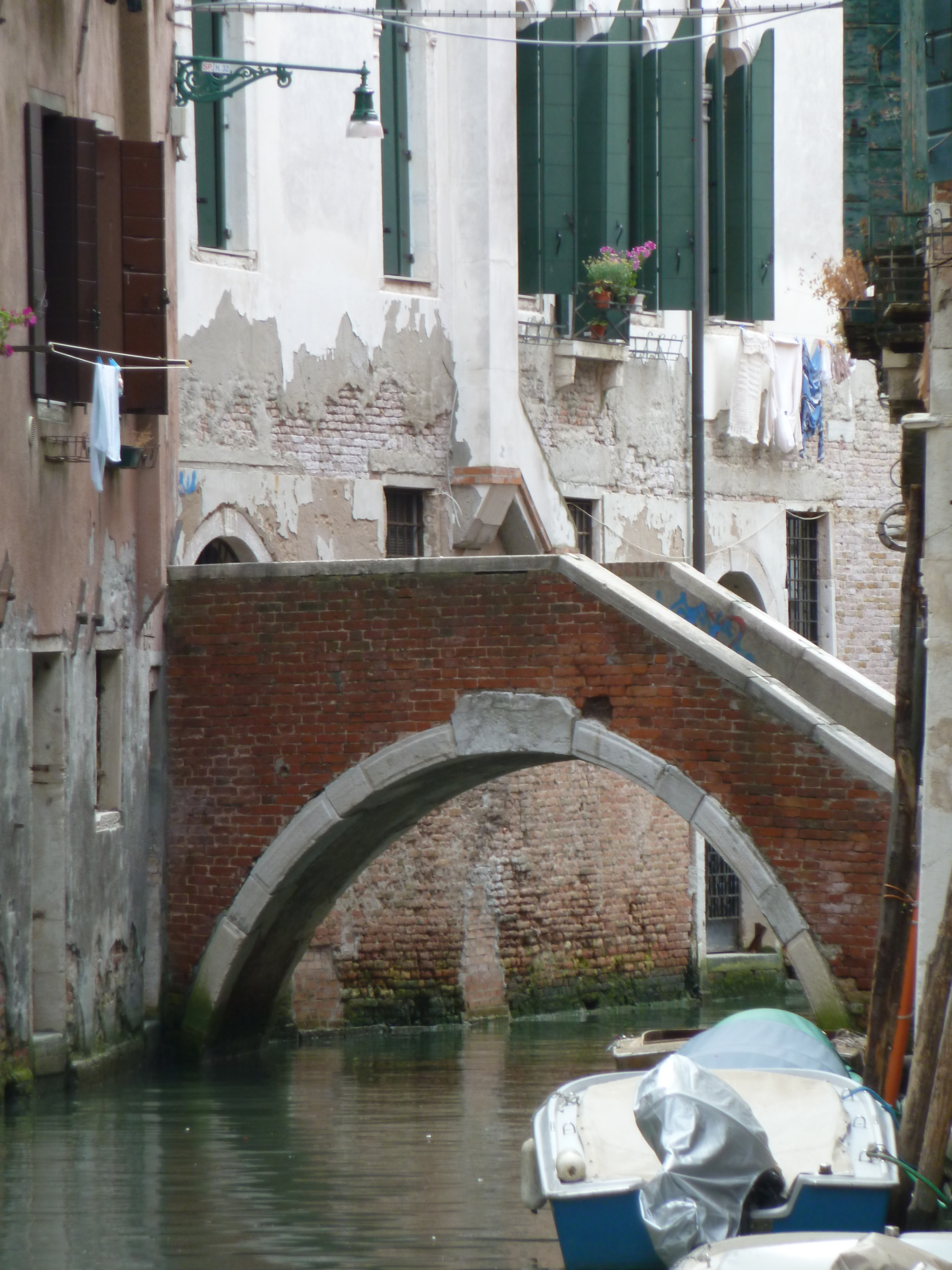
Ponte de la Furatola Rio de le Becarie
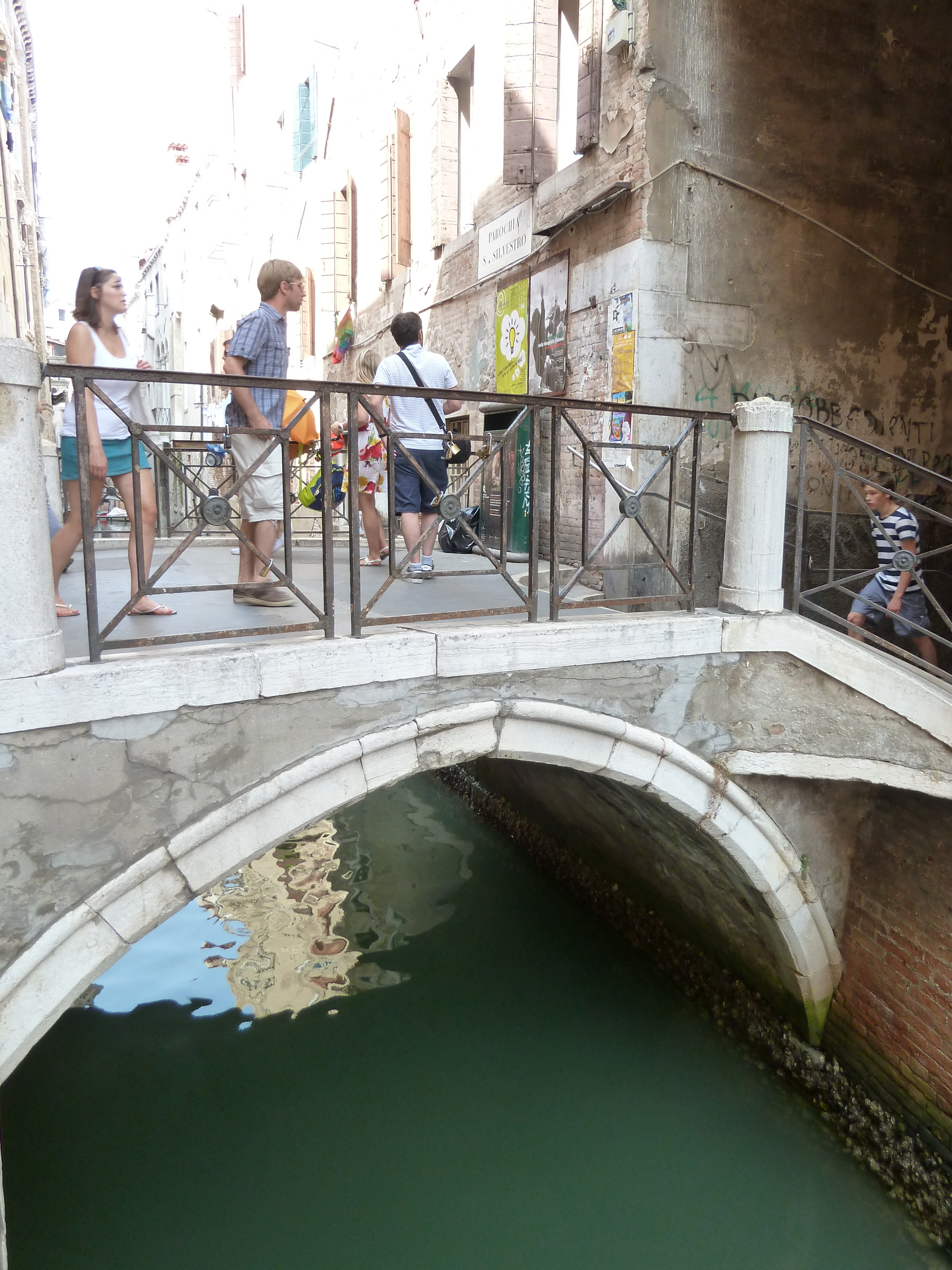
Ponte de la Madoneta, Rio de la Madoneta
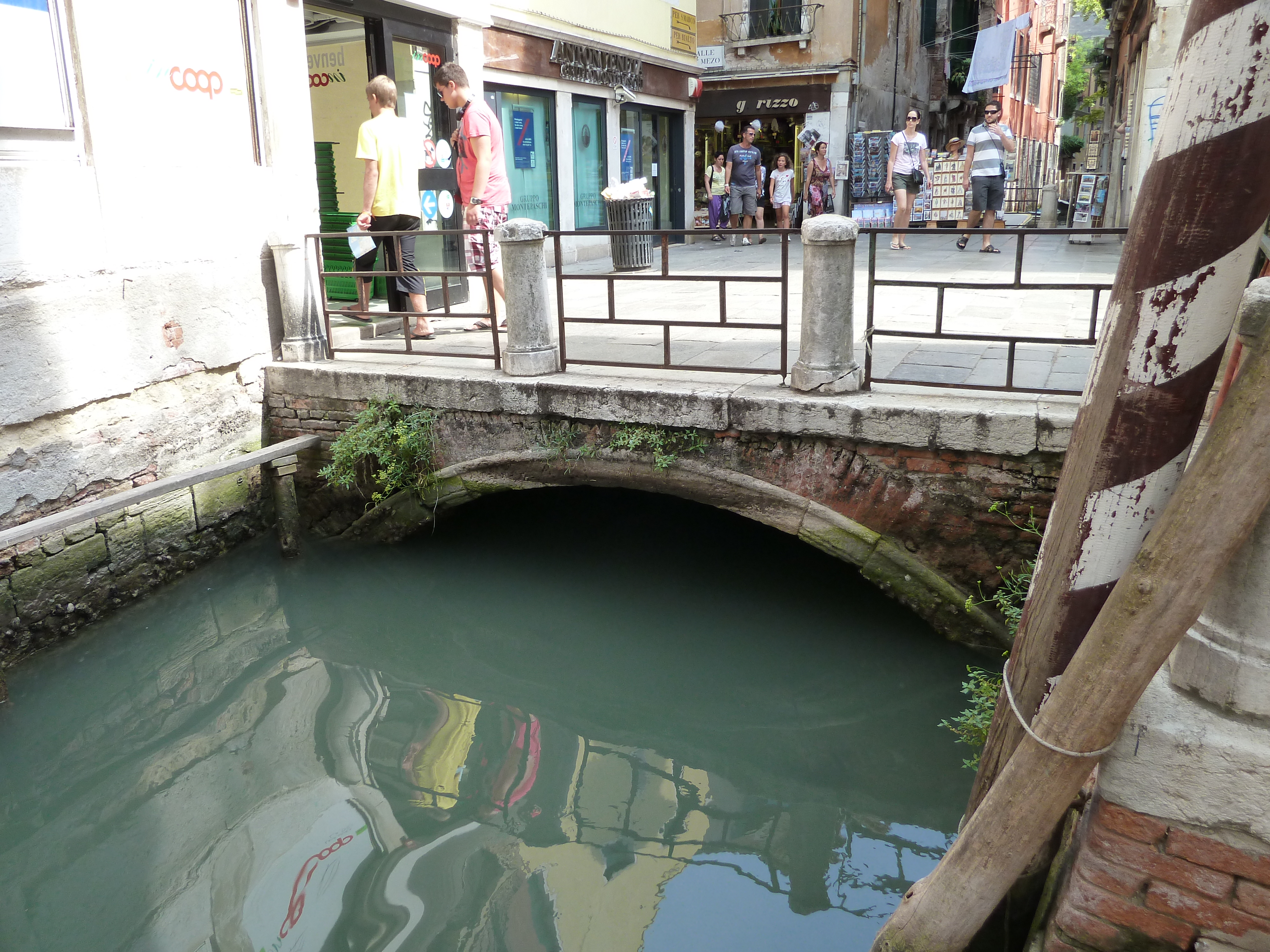
Ponte Piano dei Meloni Rio dei Meloni
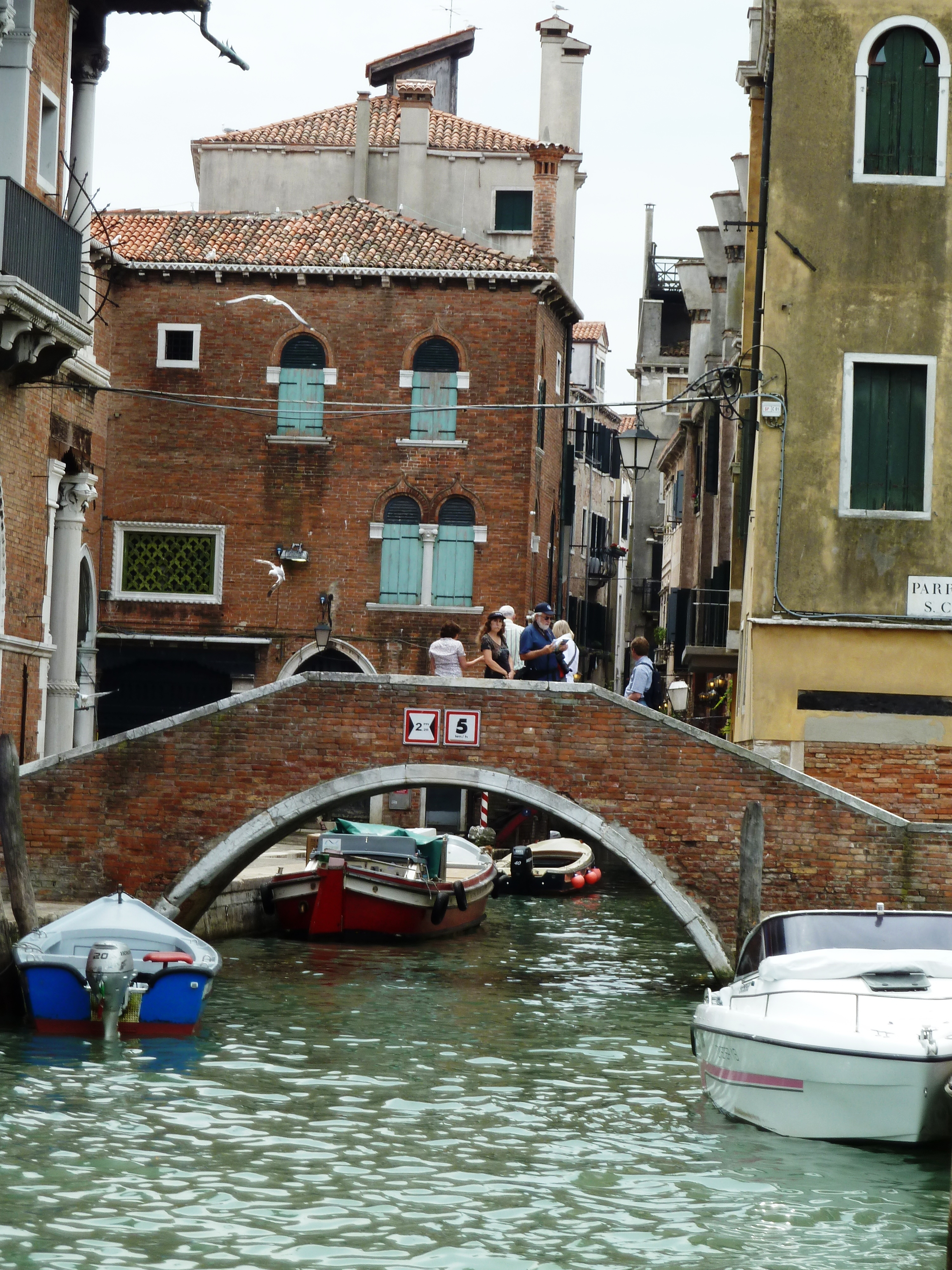
Ponte de la Pescaria Rio de le Becarie
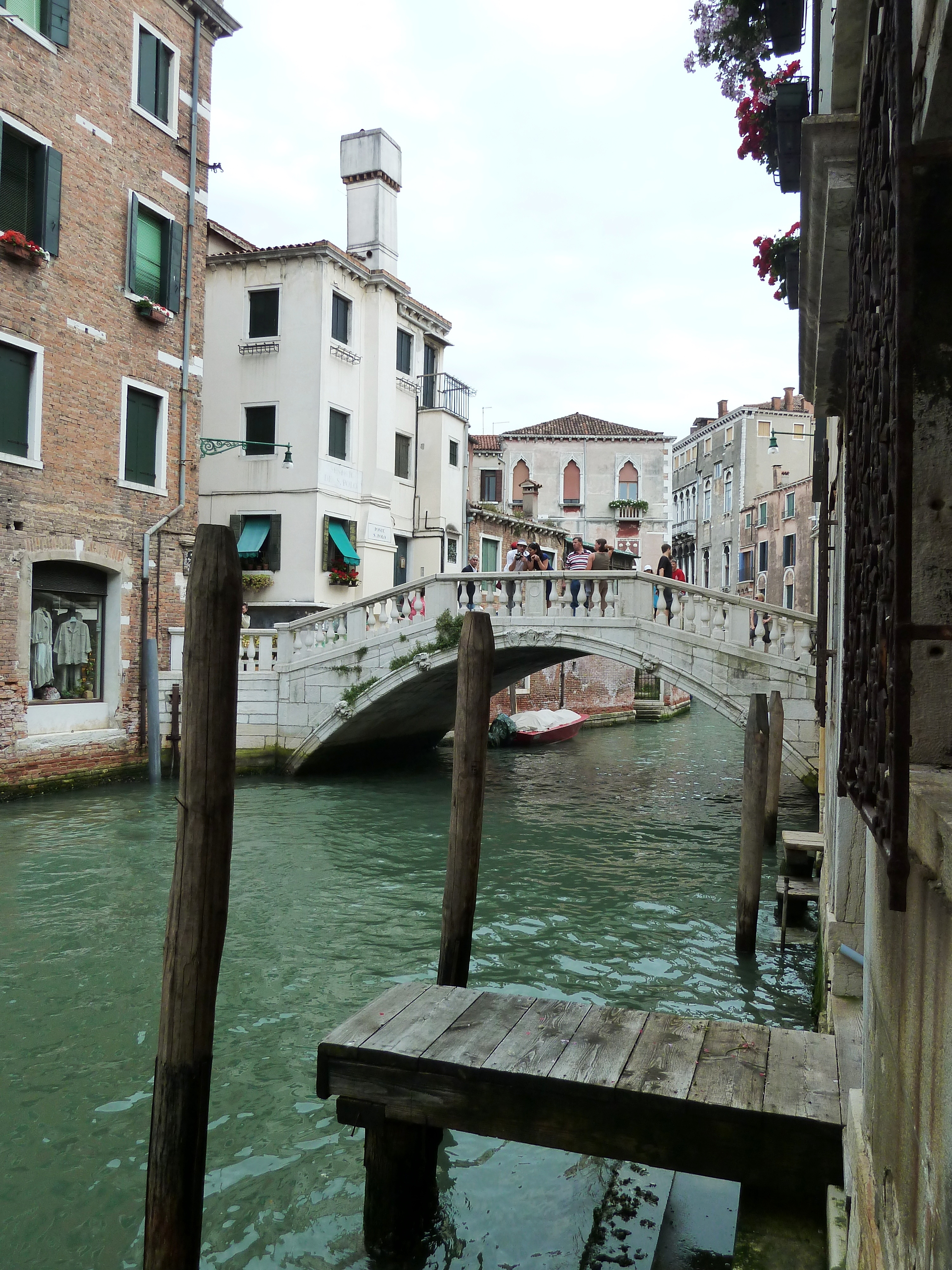
Ponte San Polo Rio de San Polo
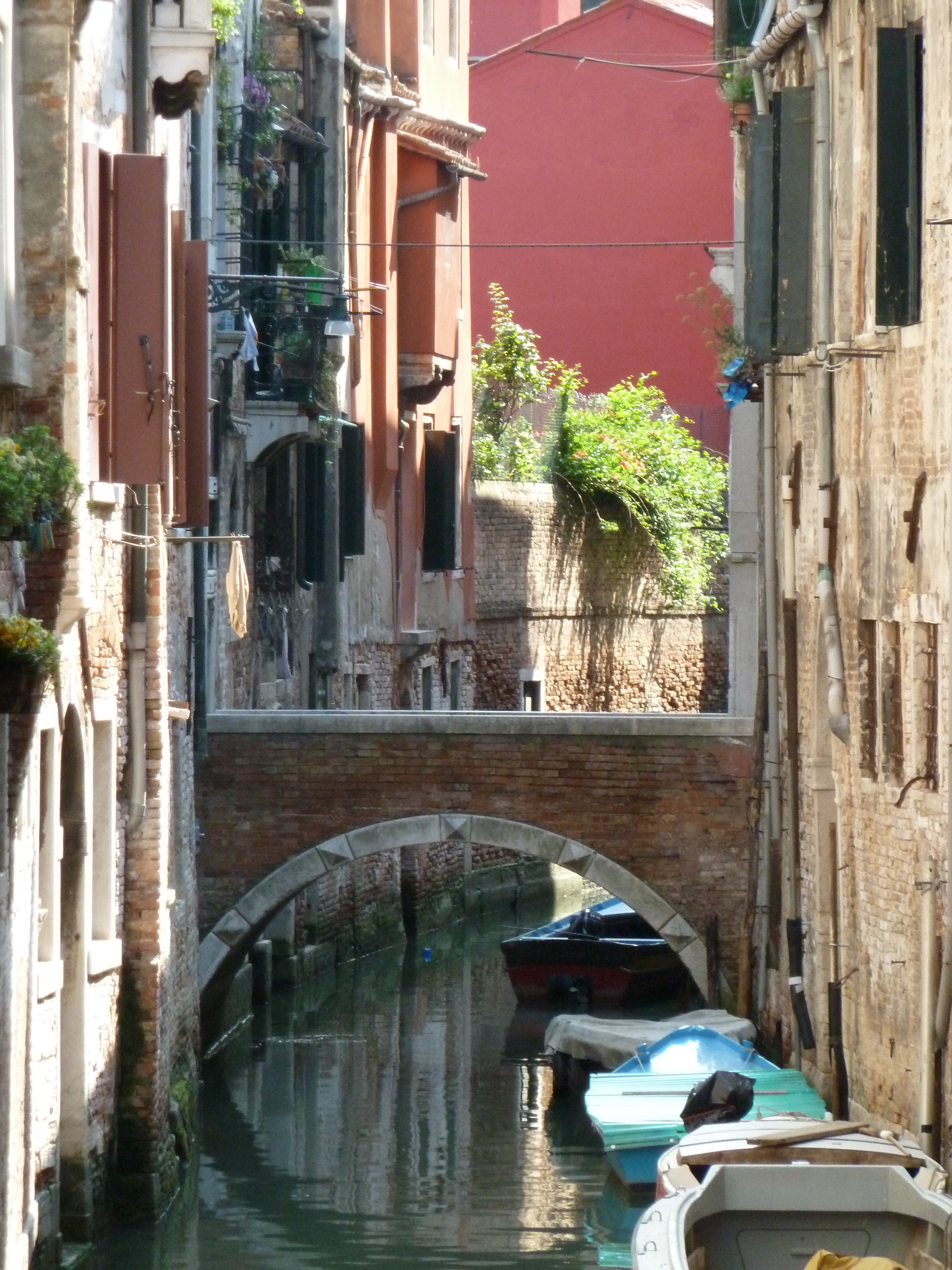
Ponte Raspi ou Sansoni Rio de le Becarie
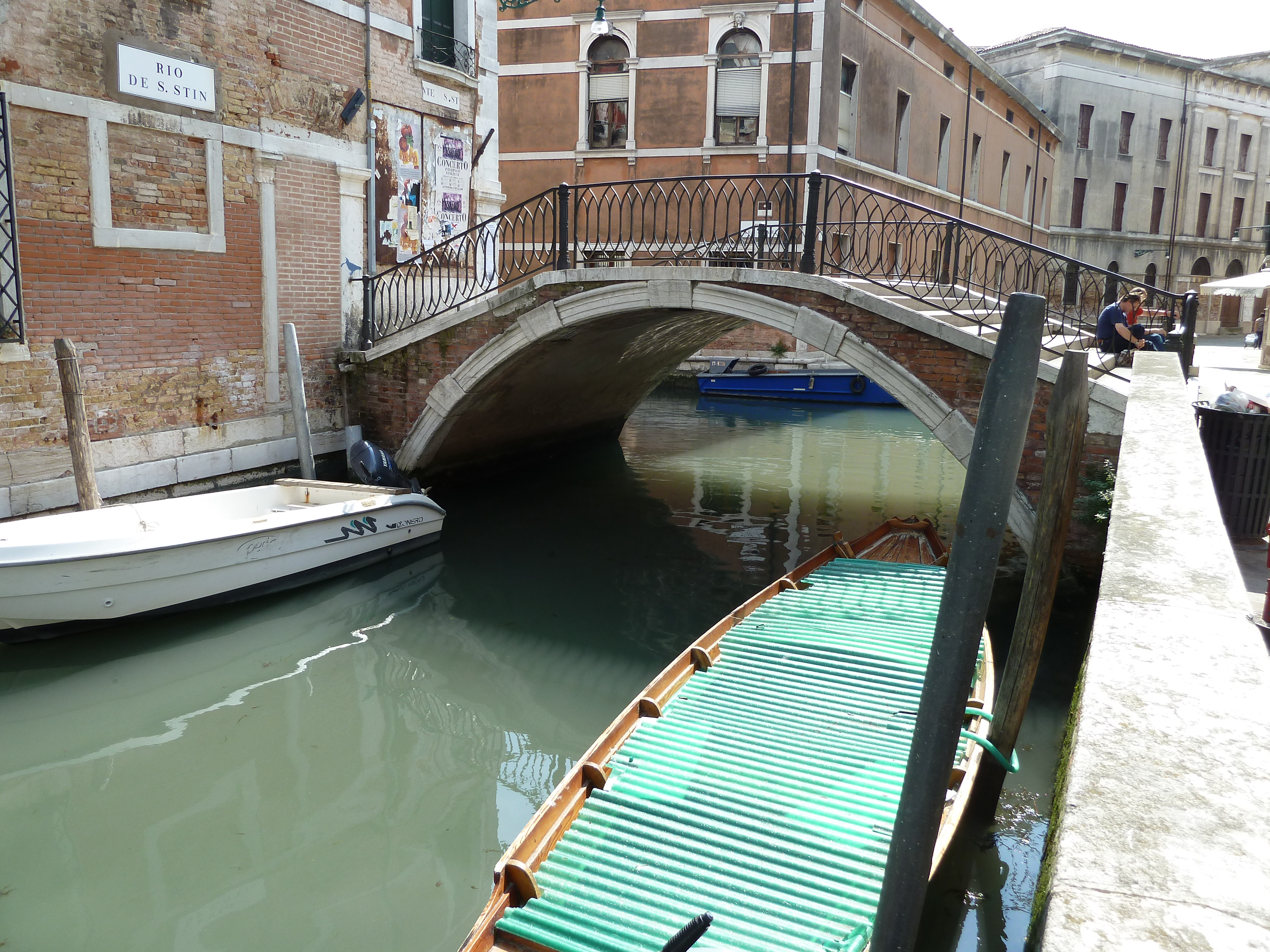
Ponte San Stin Rio de San Stin
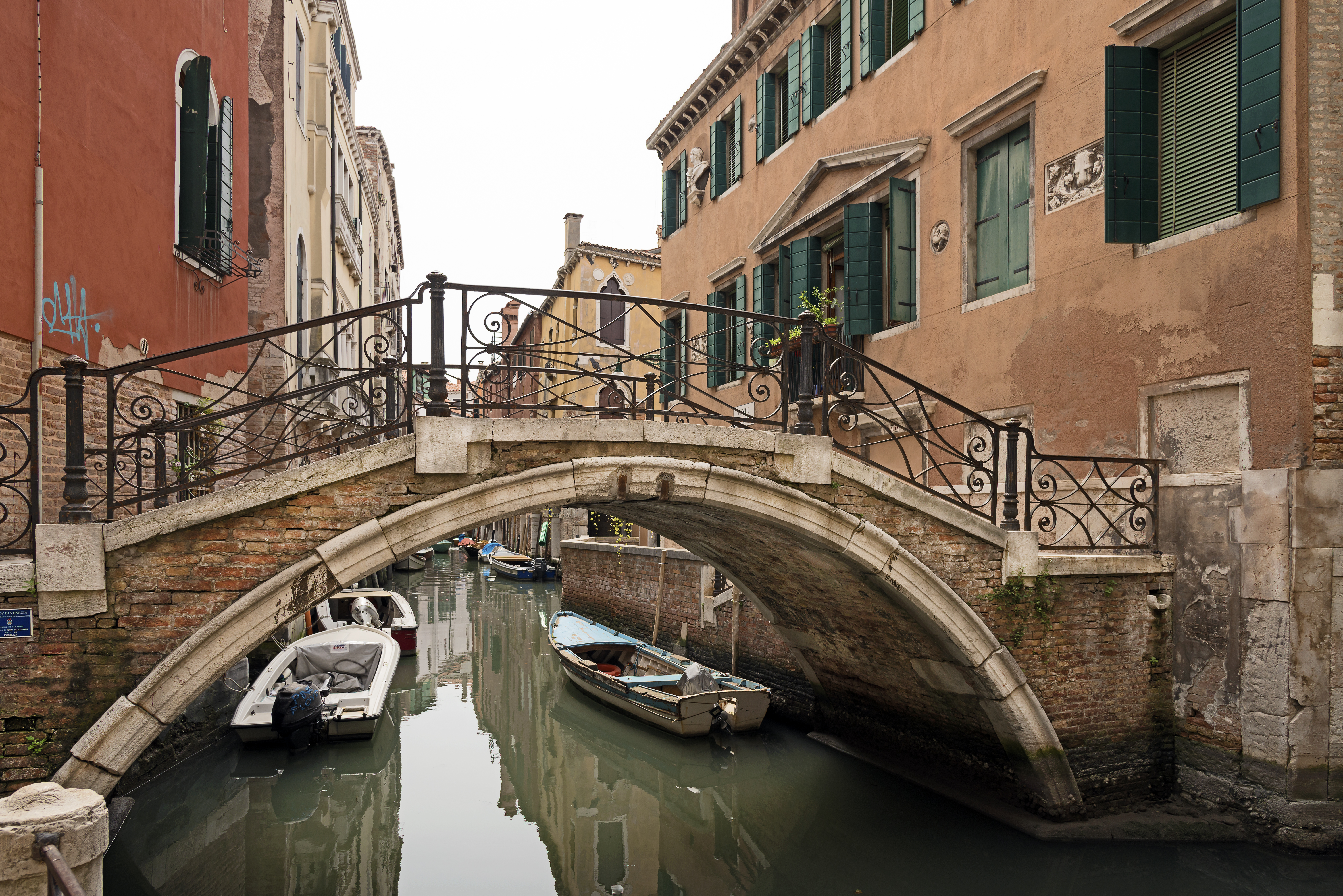
Ponte Storto Rio de San Aponal
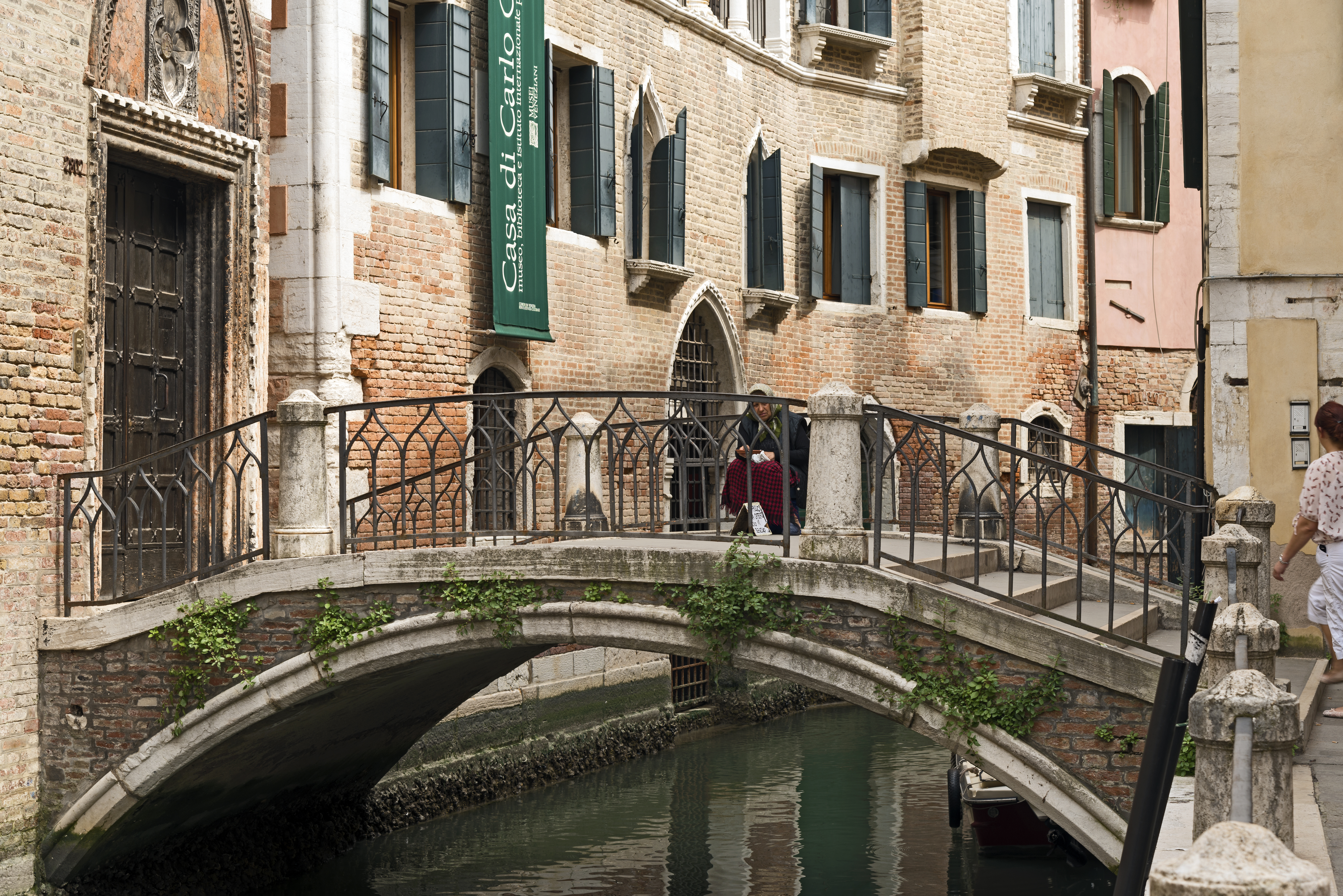
Ponte San Tomà Rio di San Tomà
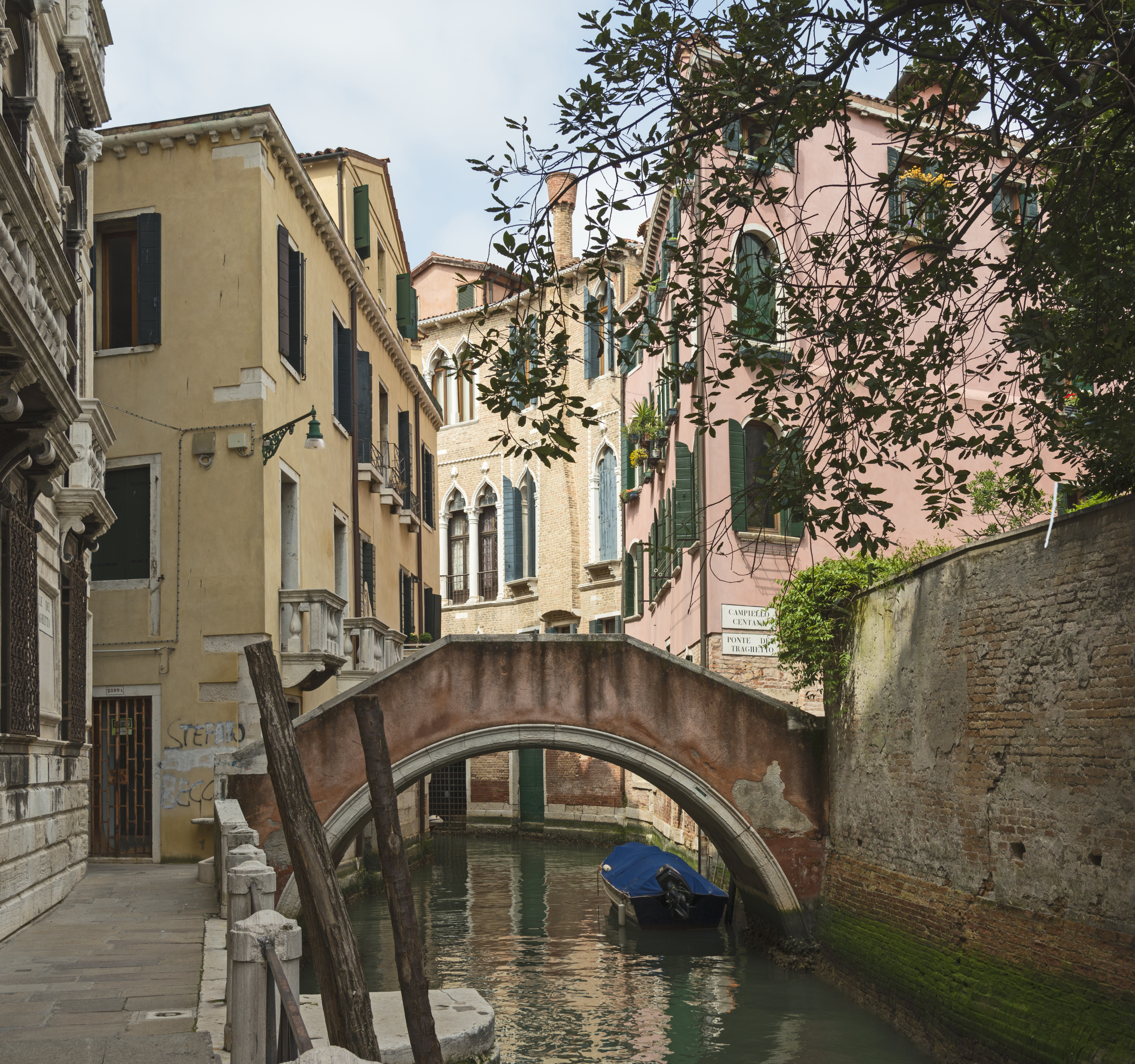
Ponte del Traghetto/Centani Rio de San Tomà

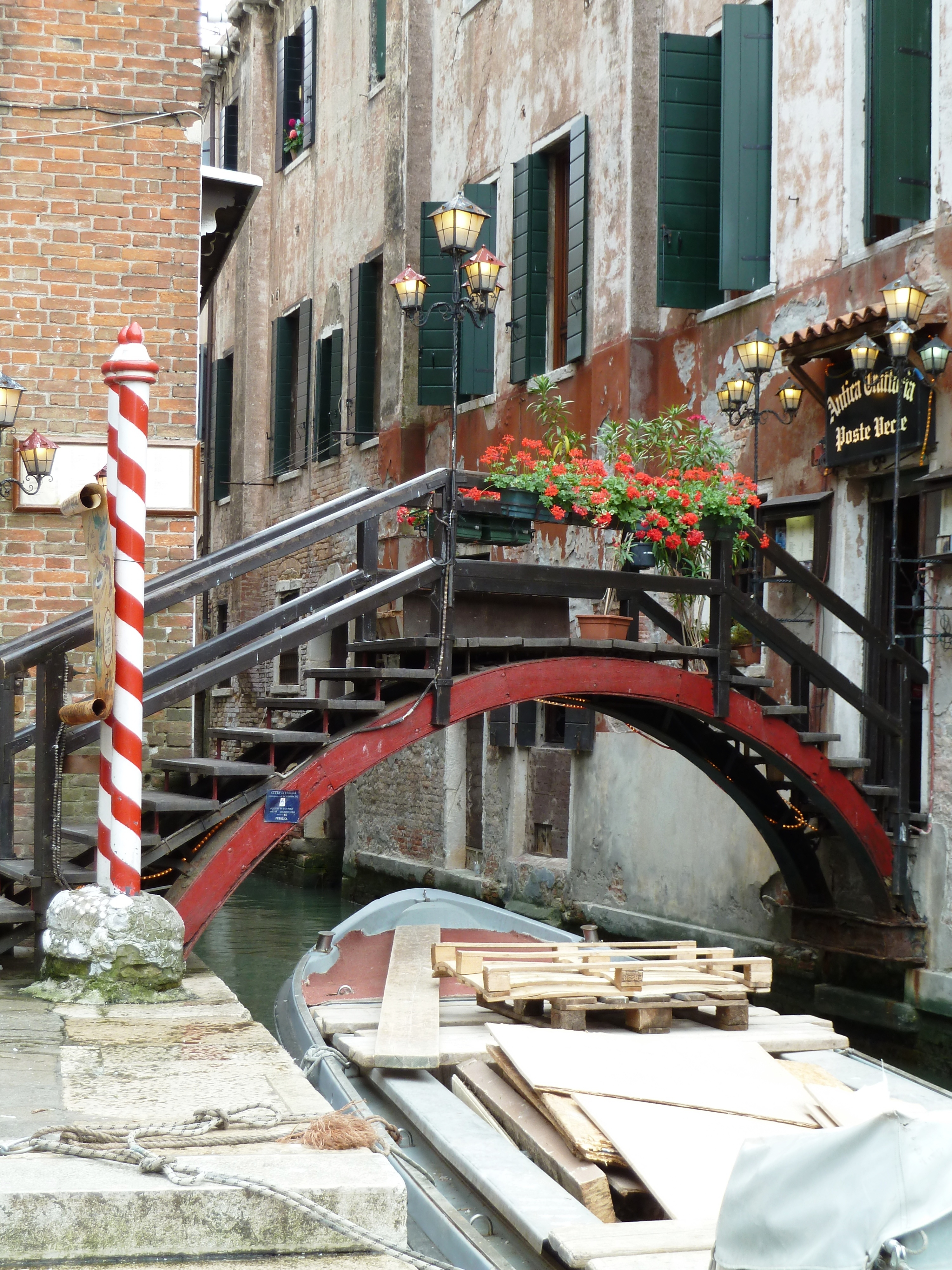
pont privé Poste Vecie, Rio de le Becarie
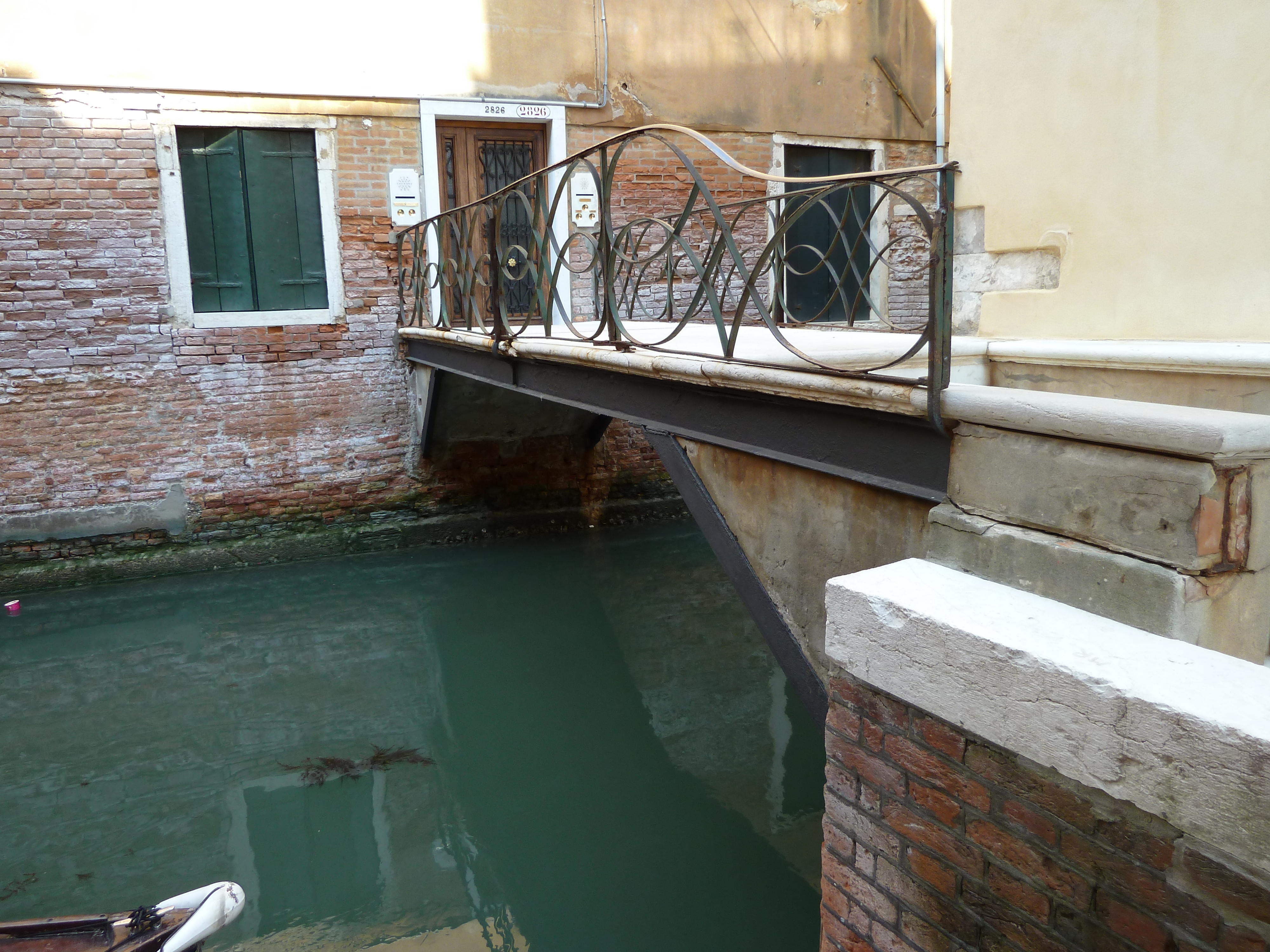
pont privé au no  2826 Rio di San Tomà
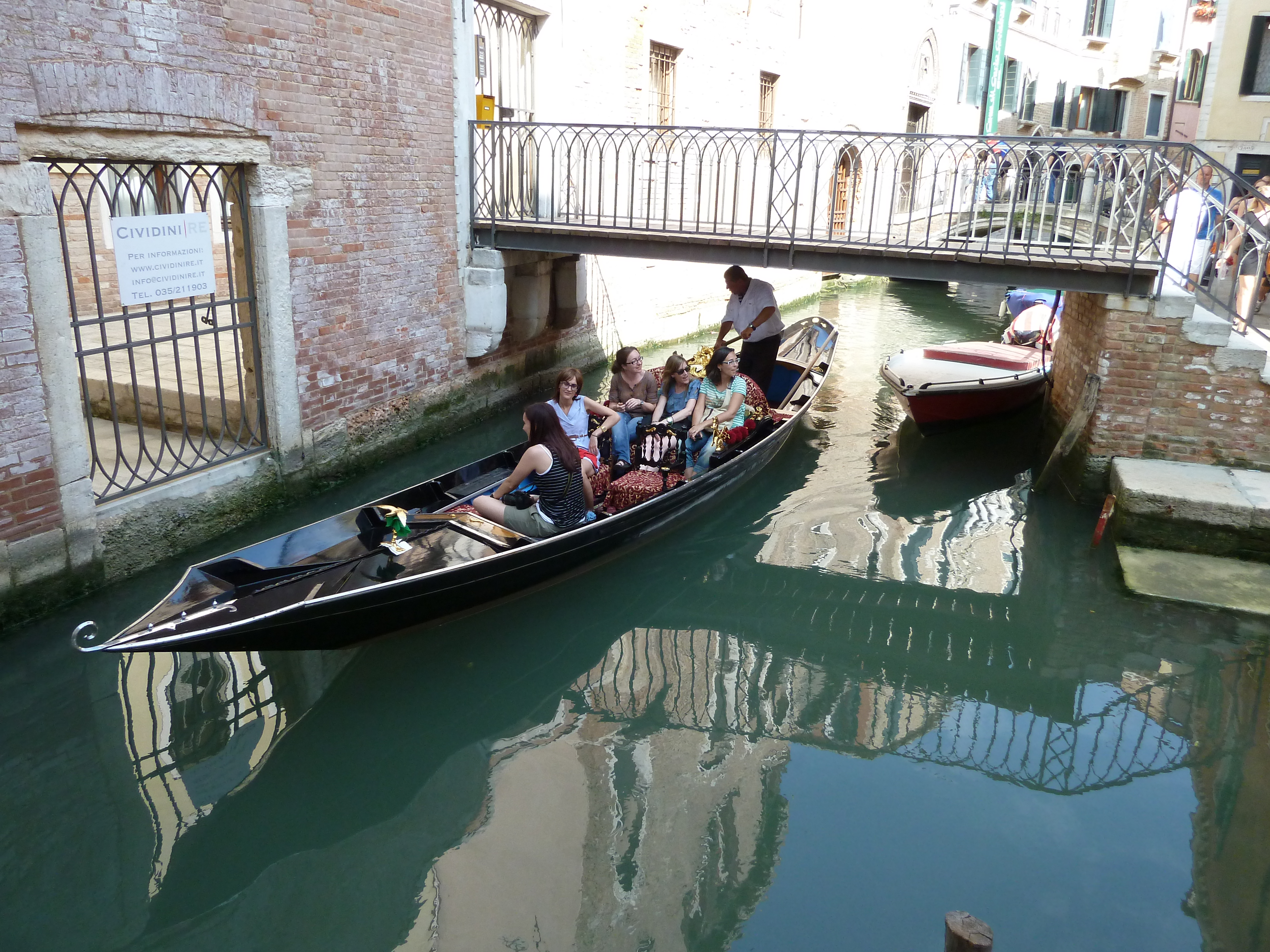
pont privé sur le Rio di San Tomà
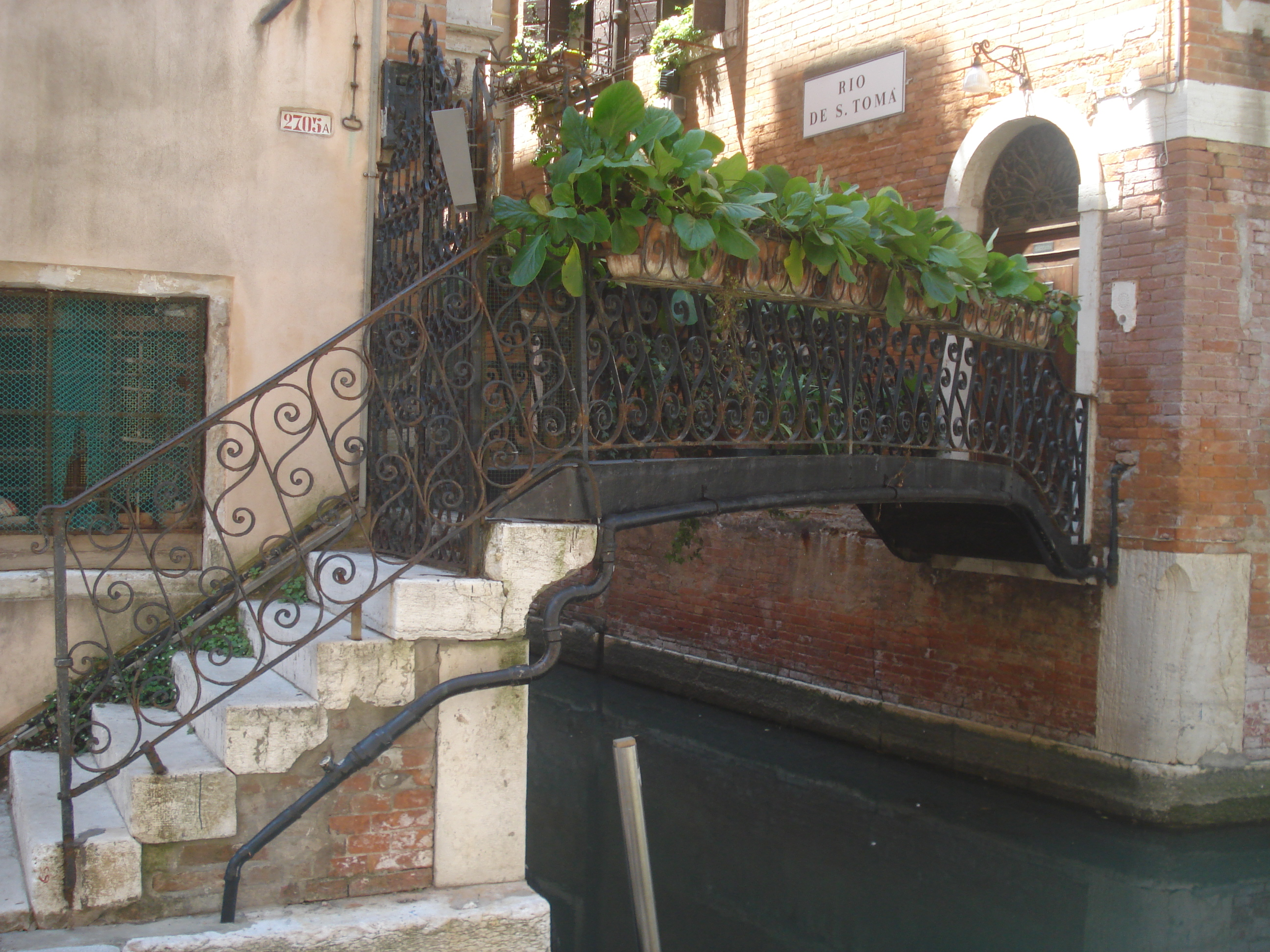
pont privé au no  2705/A Rio di San Tomà
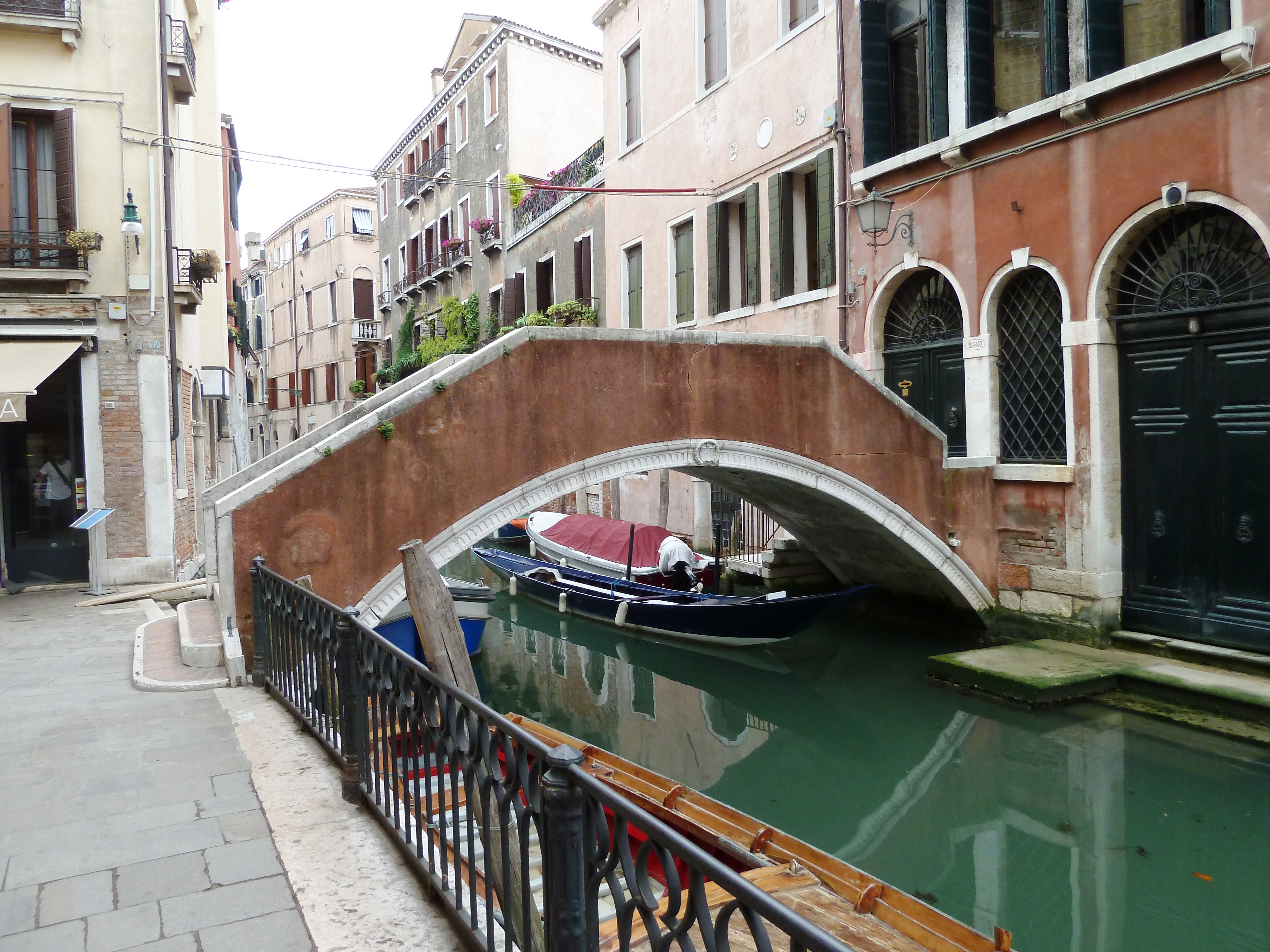
pont privé au no  2597 Rio dei Frari

### Limitrophe San Polo-Dorsoduro

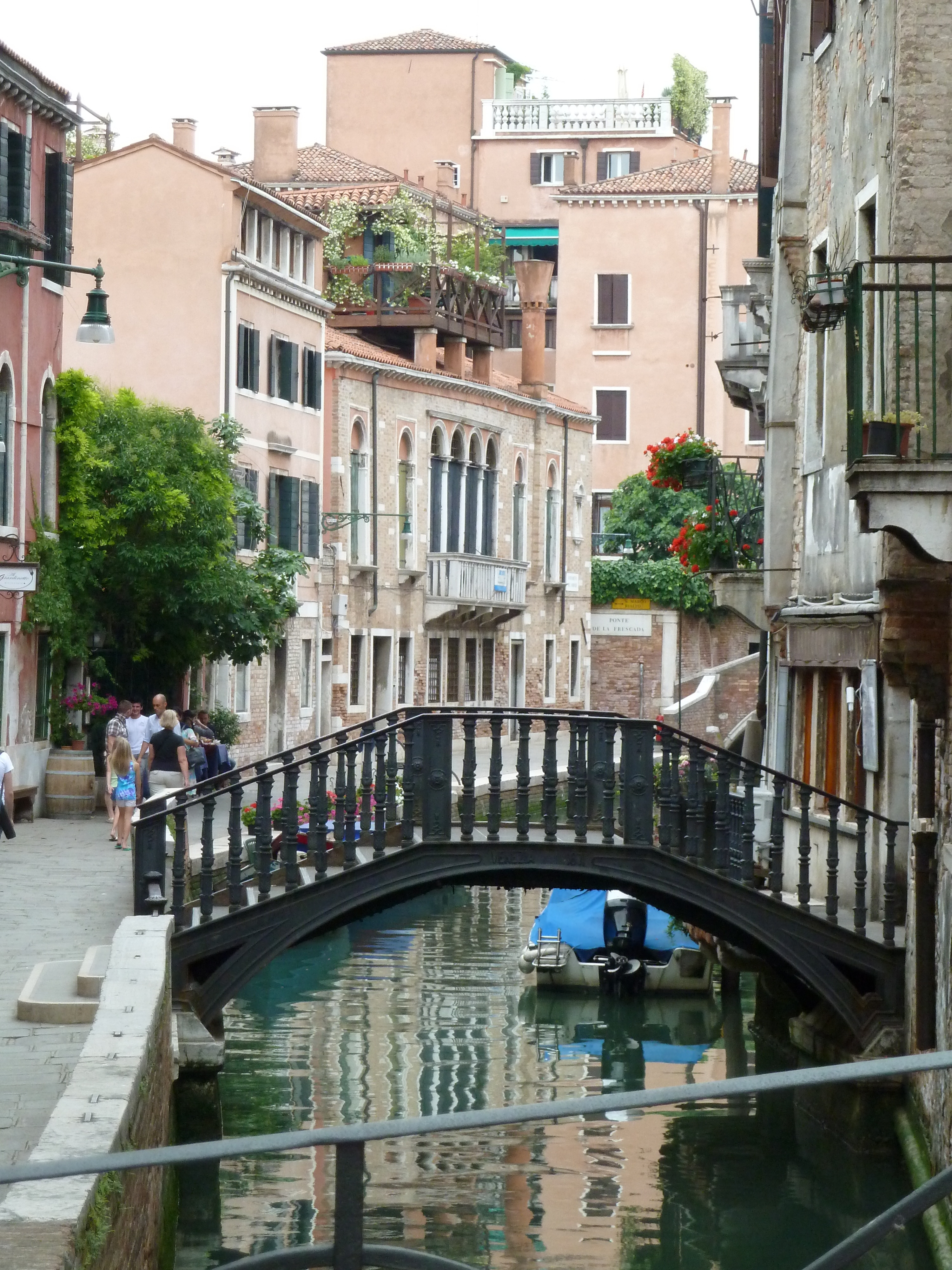
Ponte de la Donna Onesta Rio de la Frescada
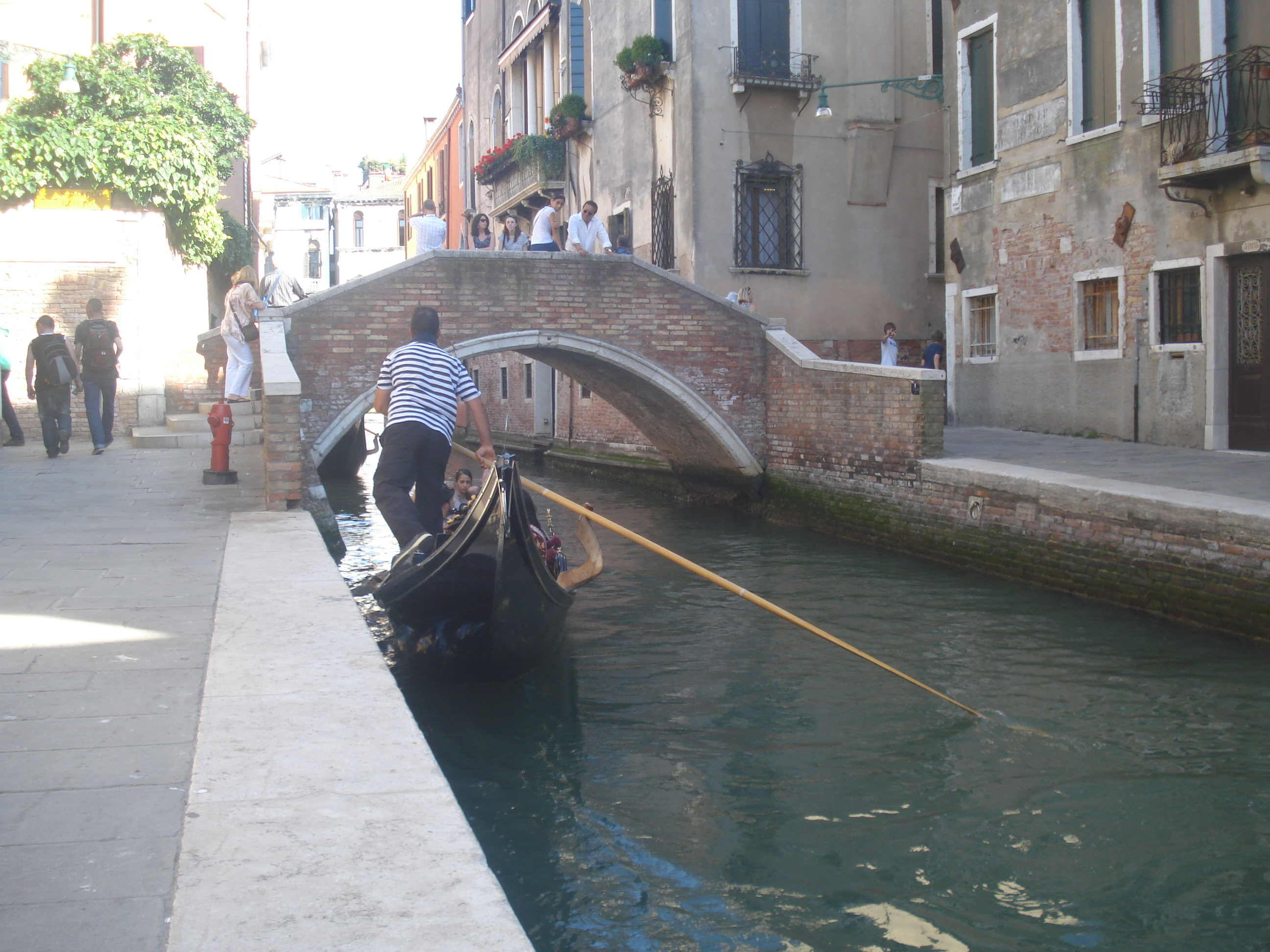
Ponte de la Frescada Rio de la Frescada
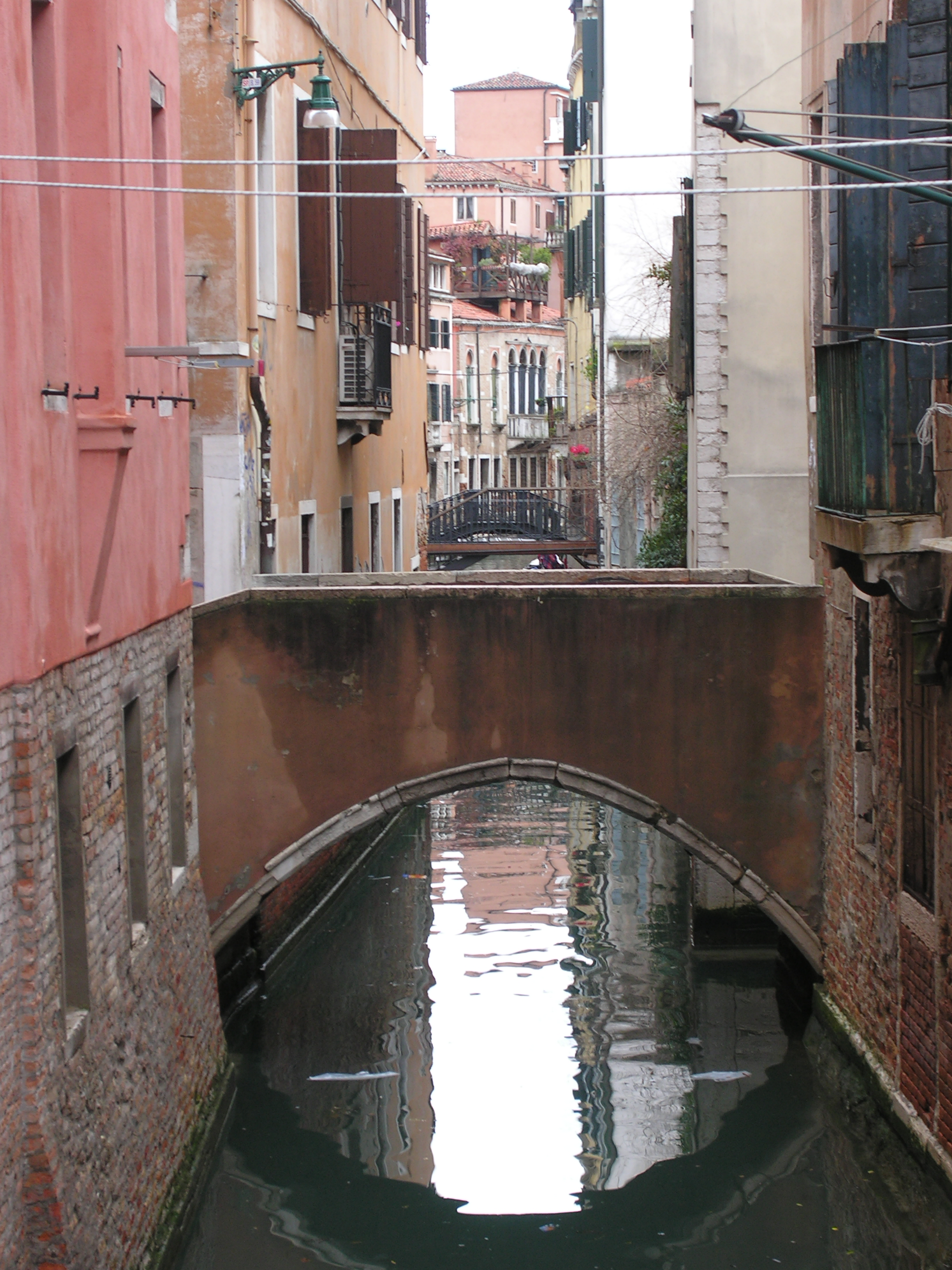
Ponte San Rocco Rio de la Frescada
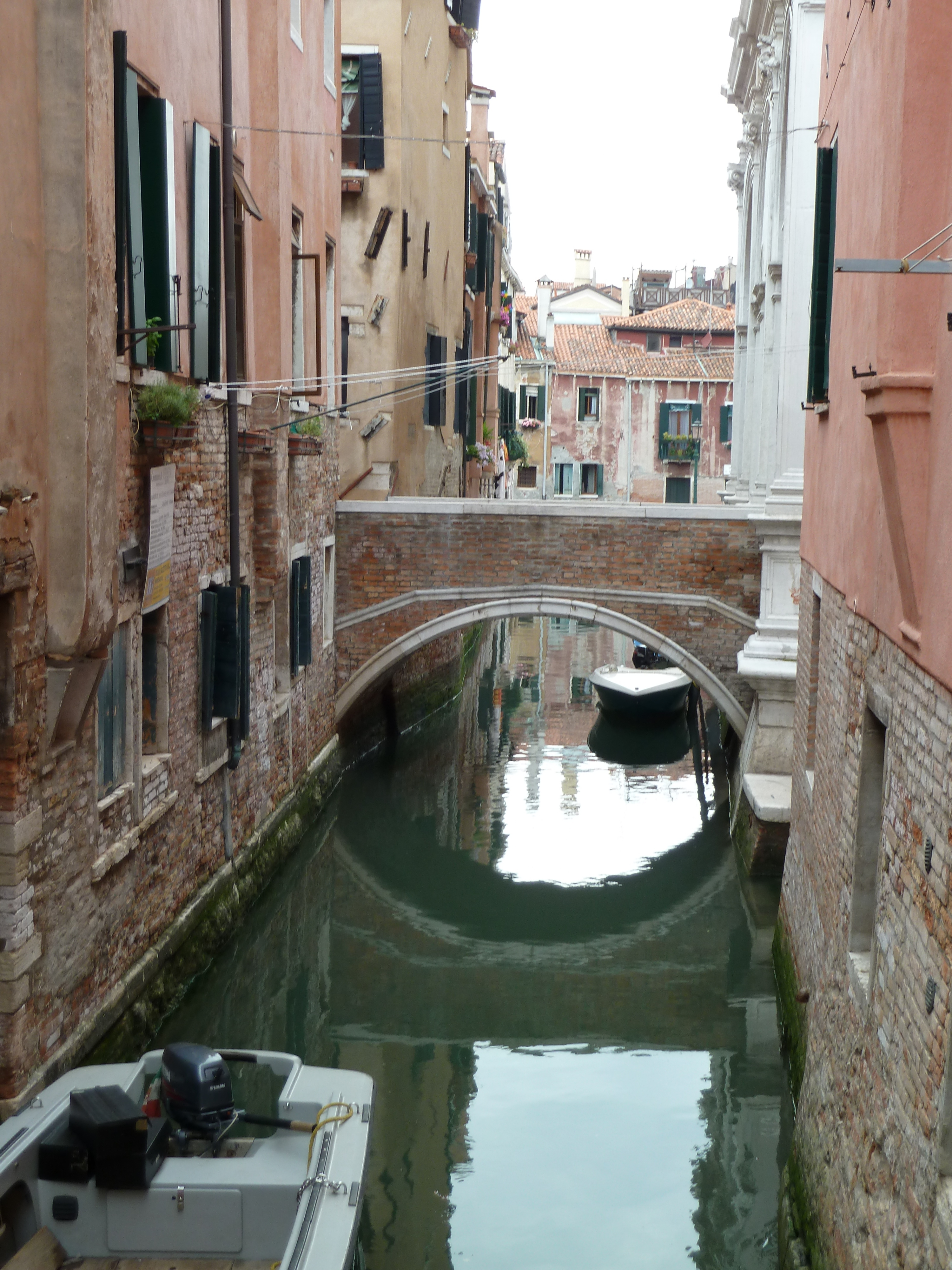
Ponte de la Scuola Rio de la Frescada
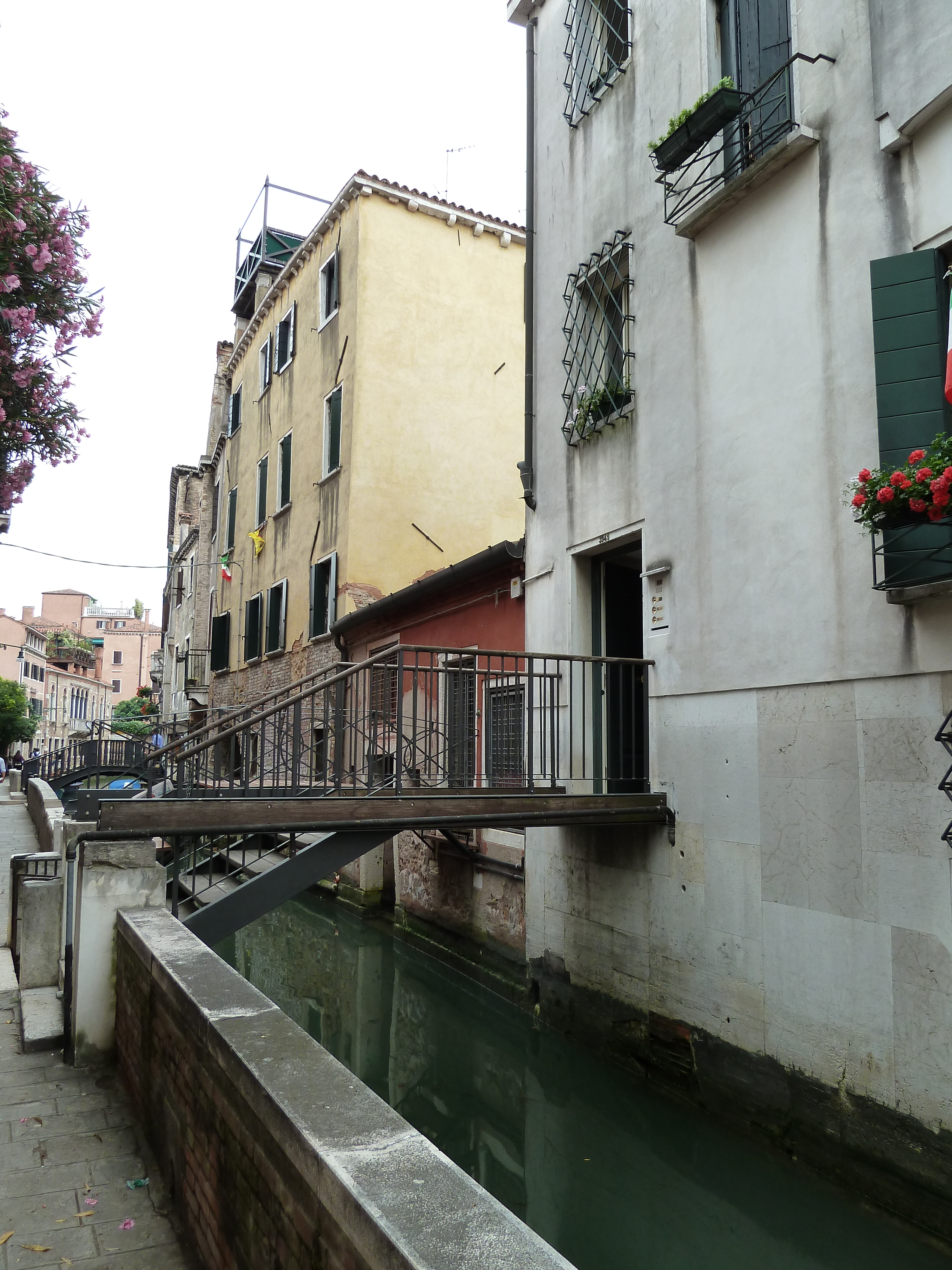
pont privé sur le Rio de la Frescada
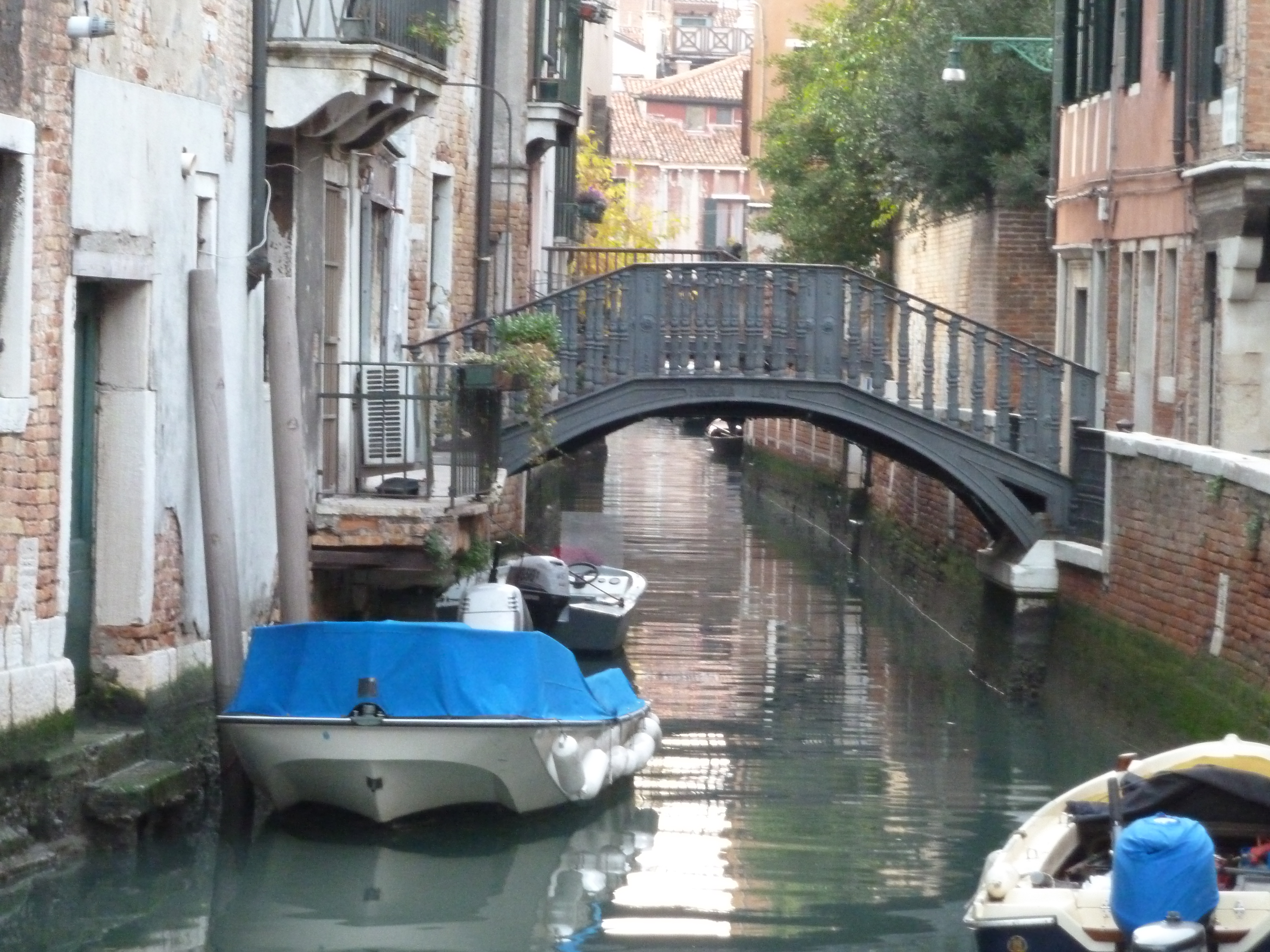
pont privé sur le Rio de la Frescada

## Ponts duDorsoduro

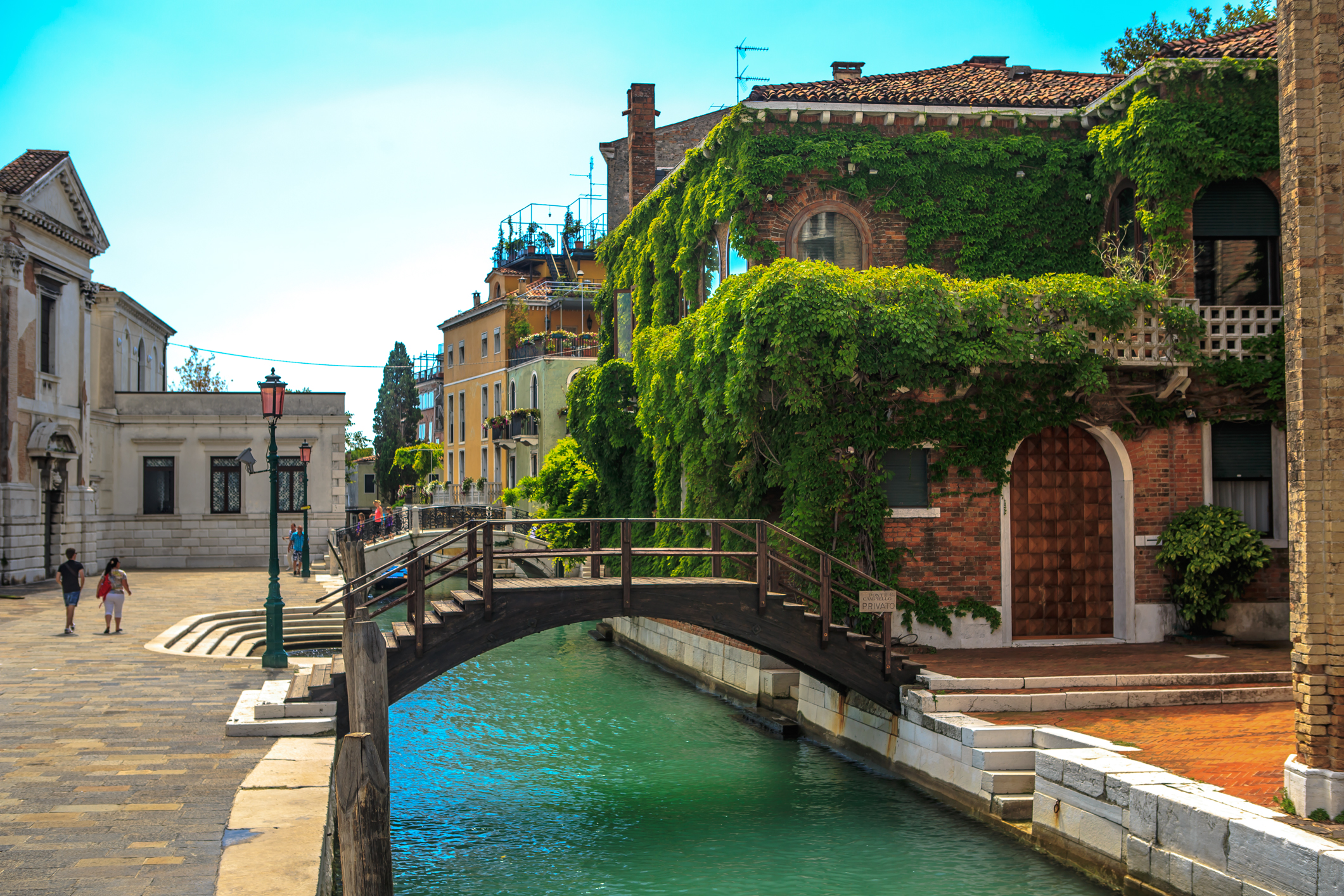
Ponte de l'Abazia Rio della Salute
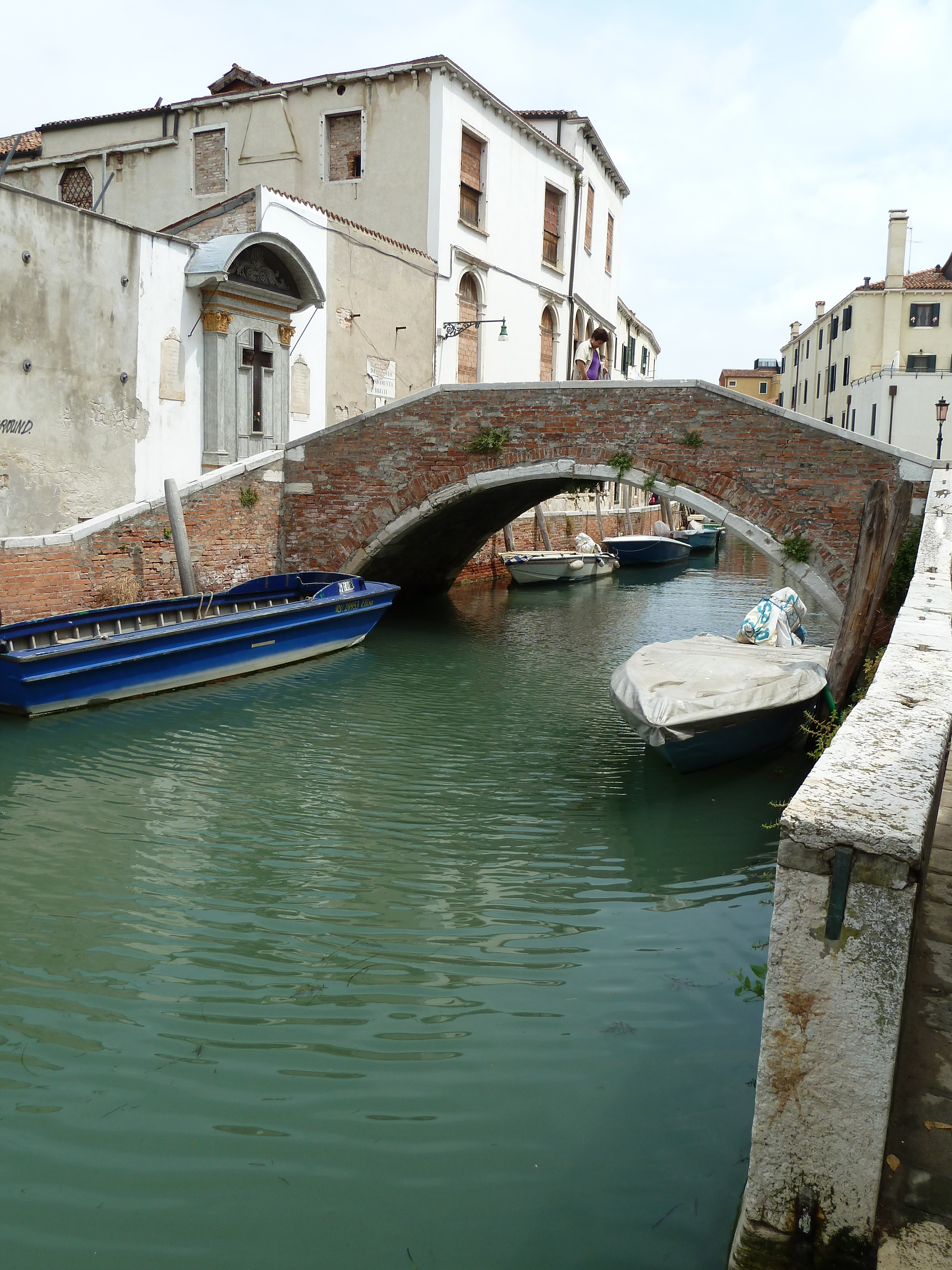
Ponte de l'Anzolo Rio de l'Anzolo Rafael
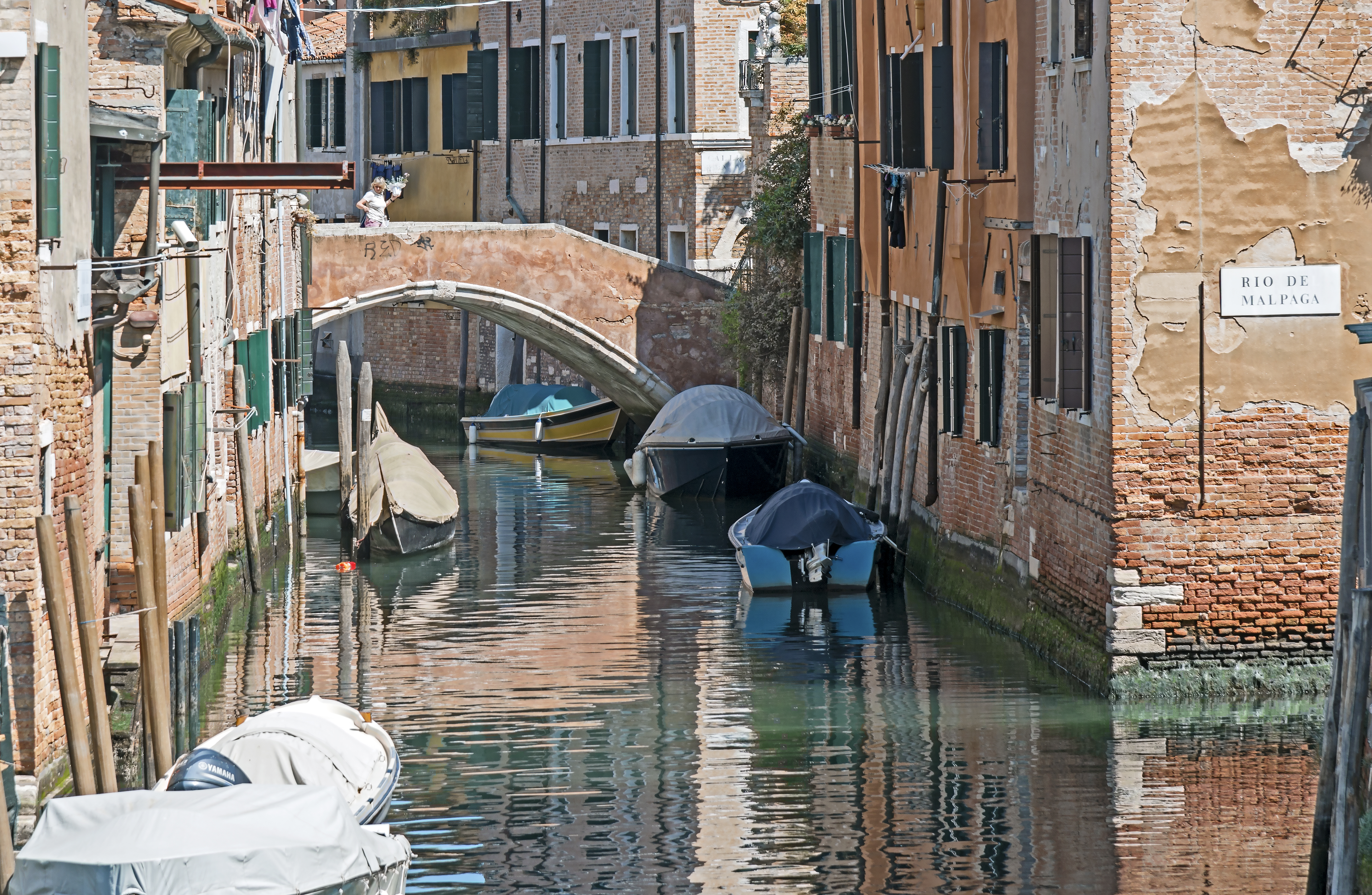
Ponte de l'Avogaria Rio de l'Avogaria
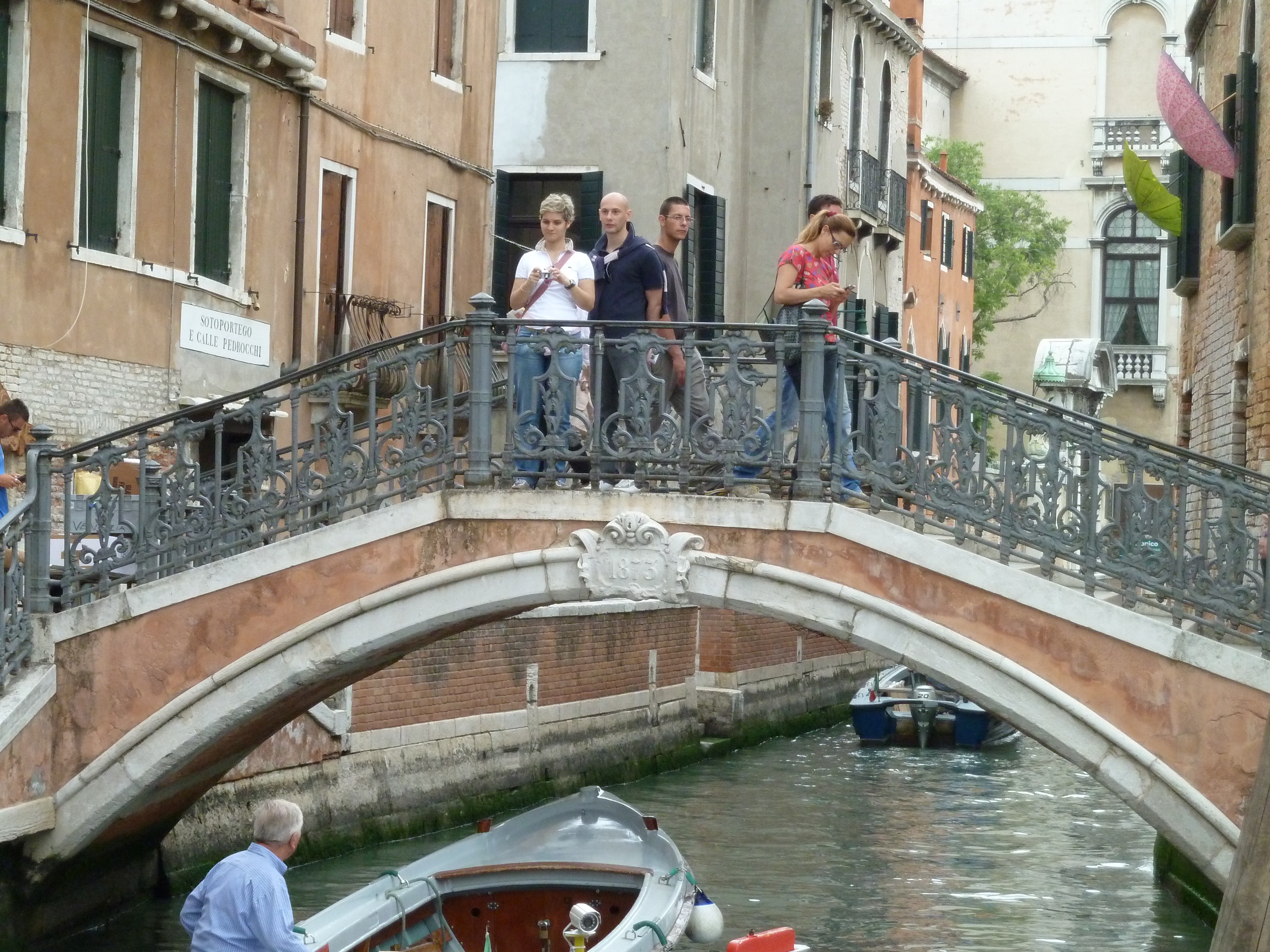
Ponte de San Barnaba Rio de San Barnaba
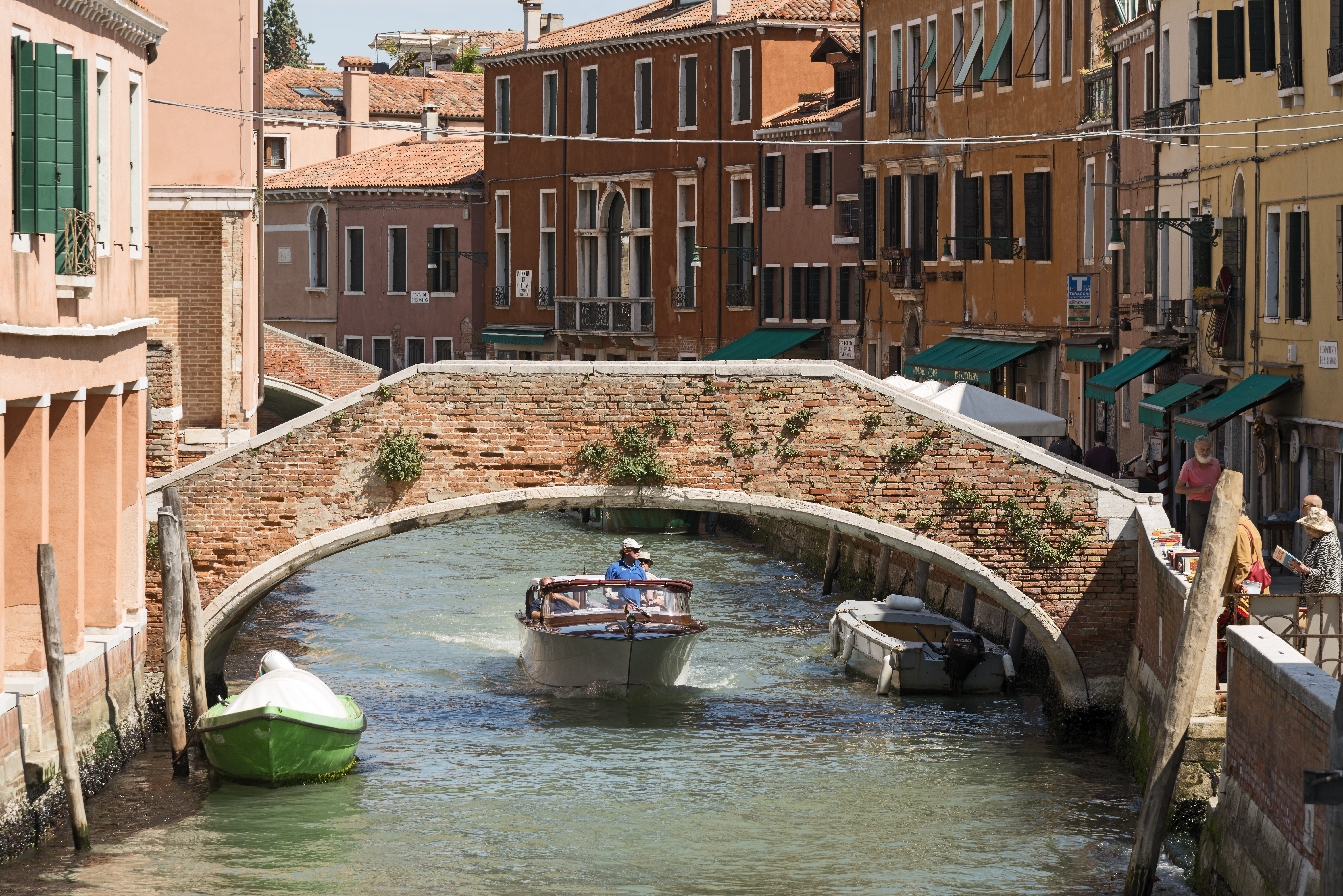
Ponte San Basegio Rio de San Basegio
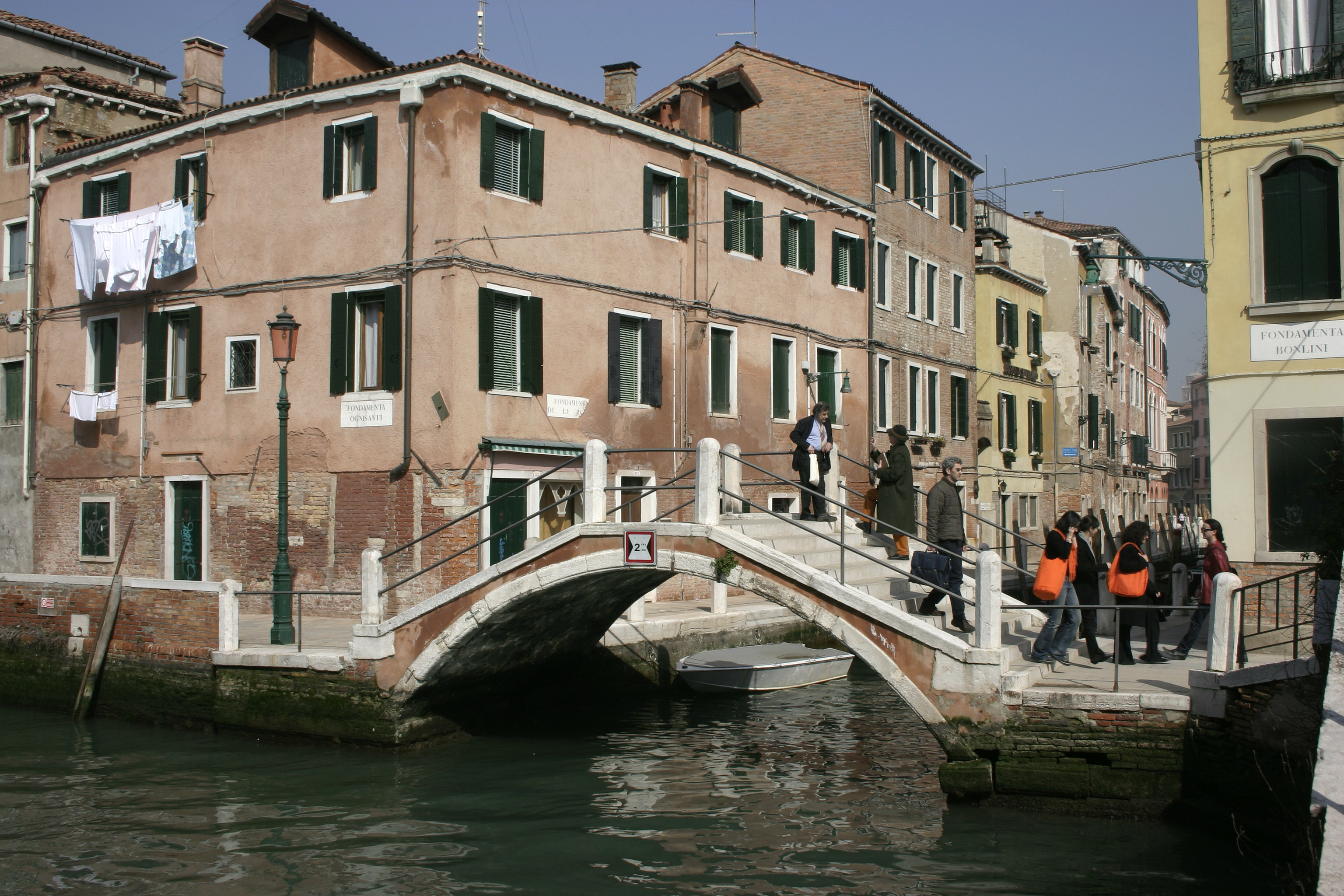
Ponte de Borgo Rio de le Romite
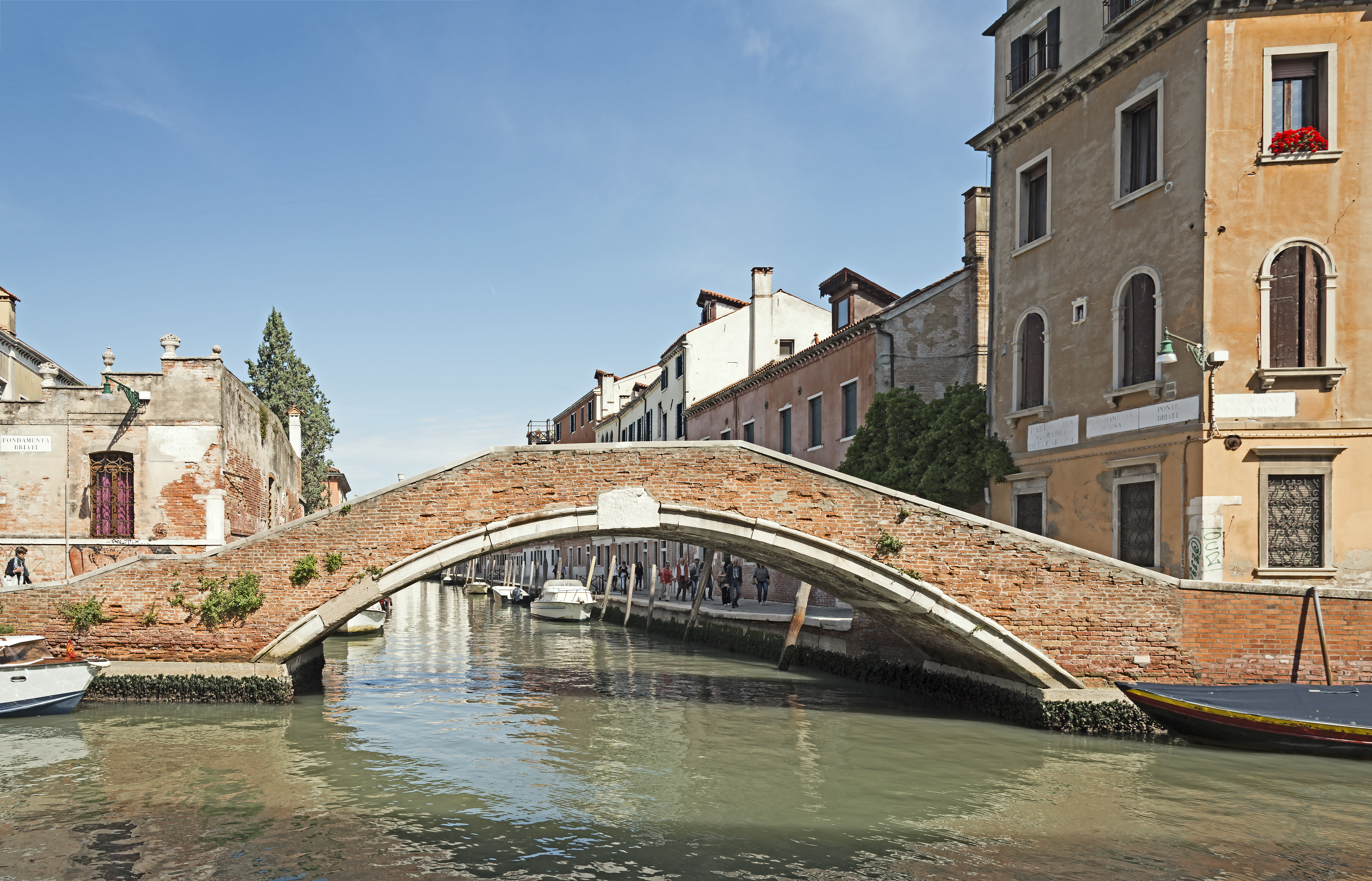
Ponte Briati (anc. dei Martini) Rio Briati
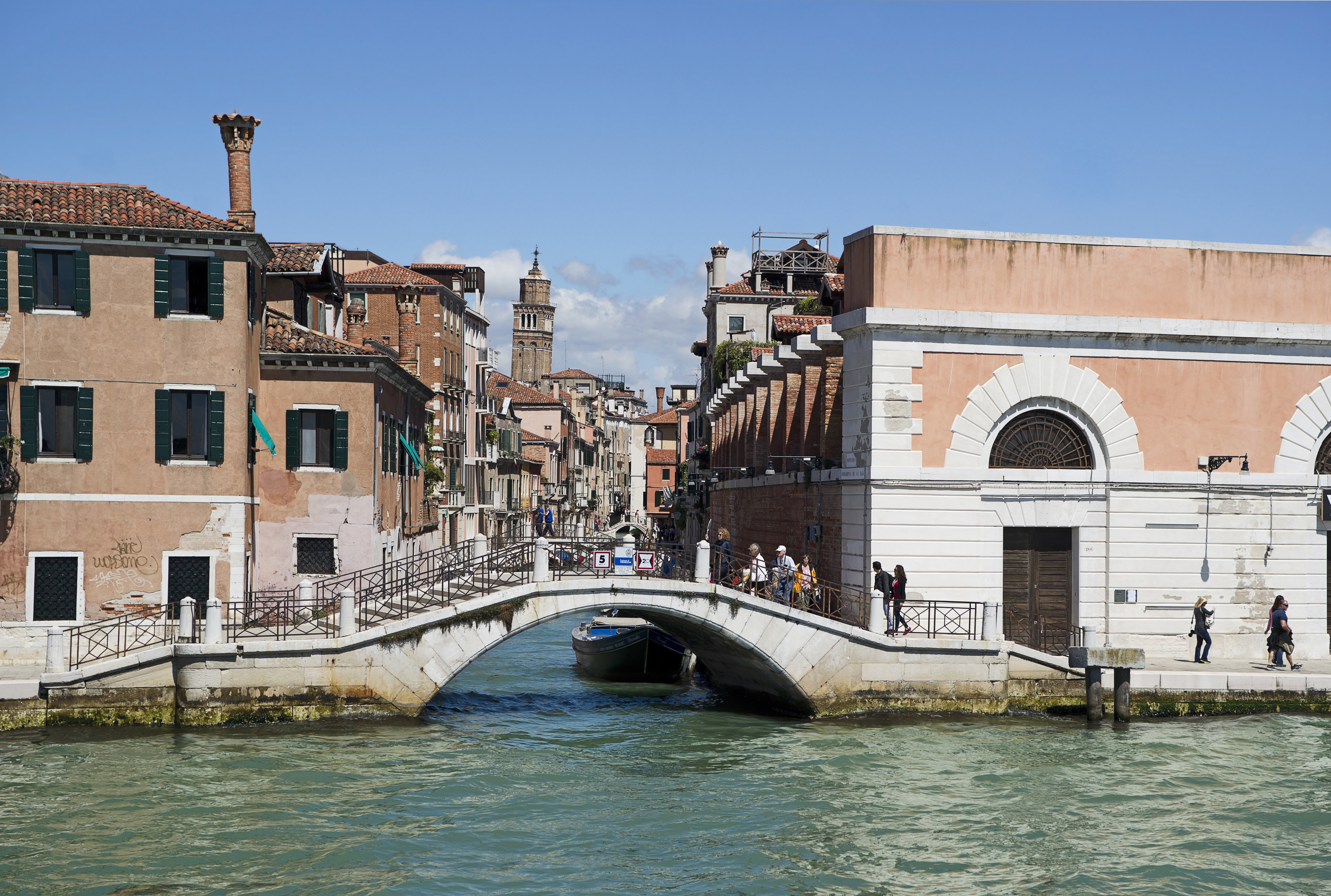
Ponte Ca' Balà Rio de la Fornaze
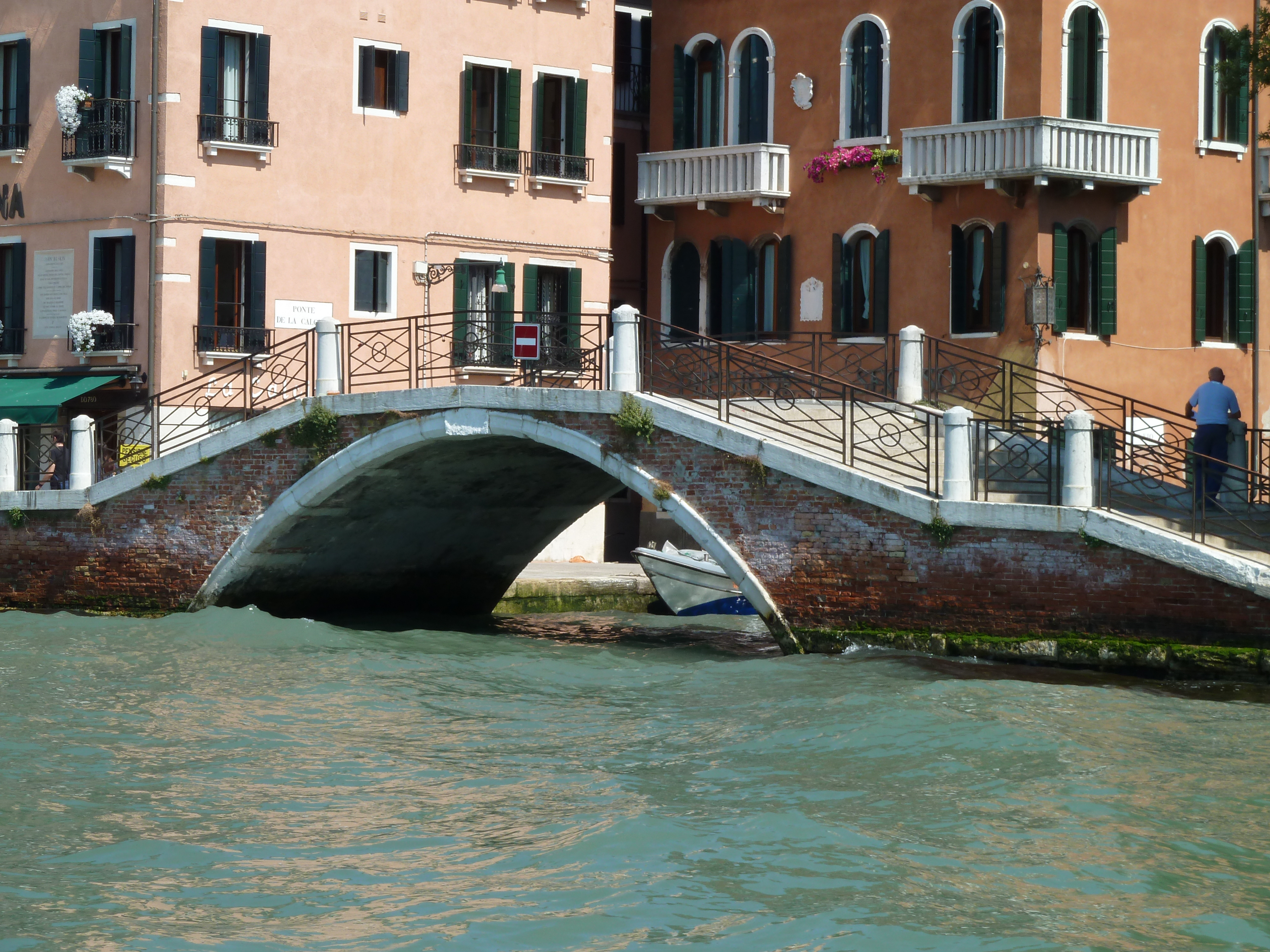
Ponte de la Calcina Rio de San Vio
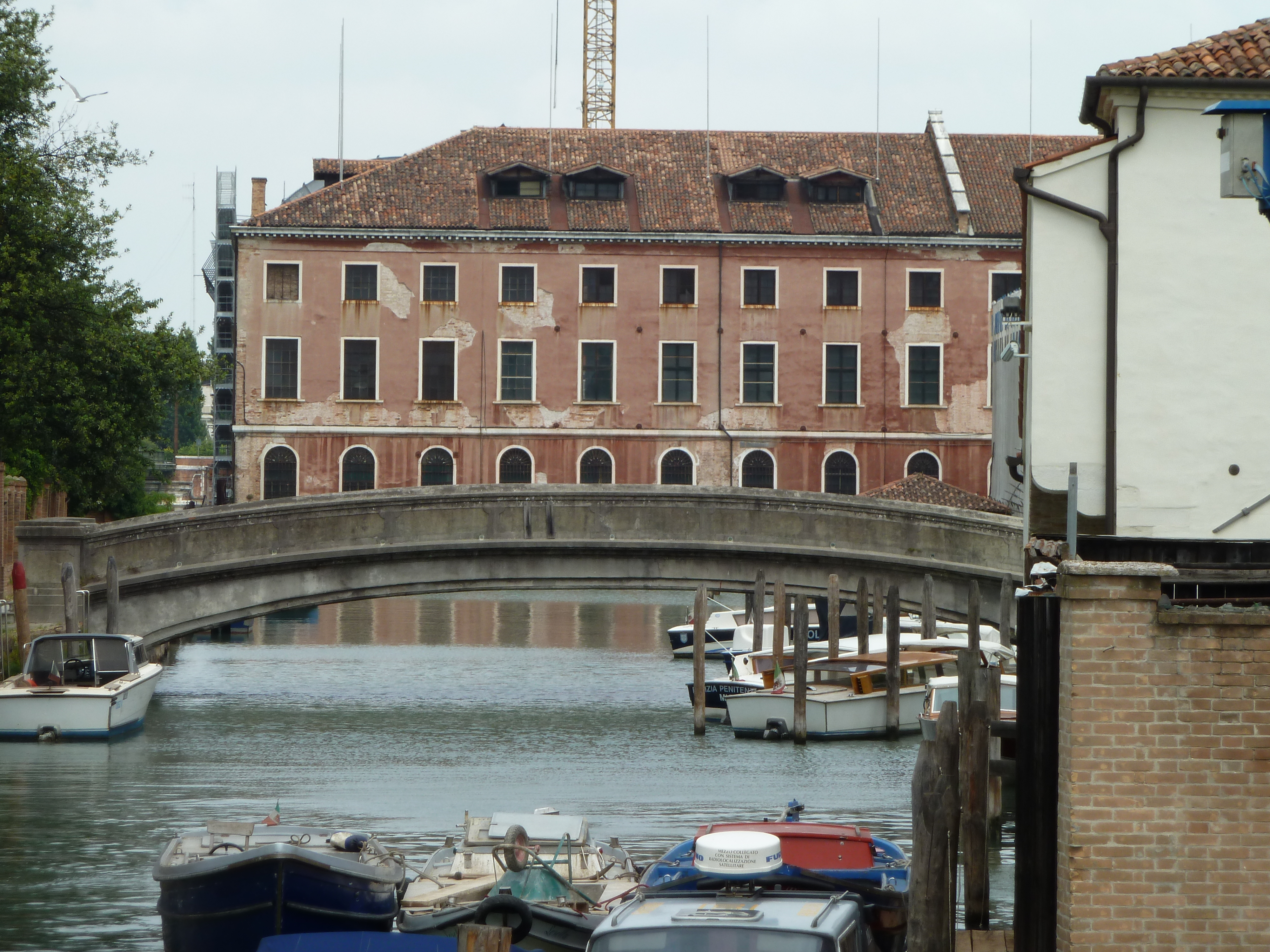
Ponte del Campo di Marte Rio de Santa Marta
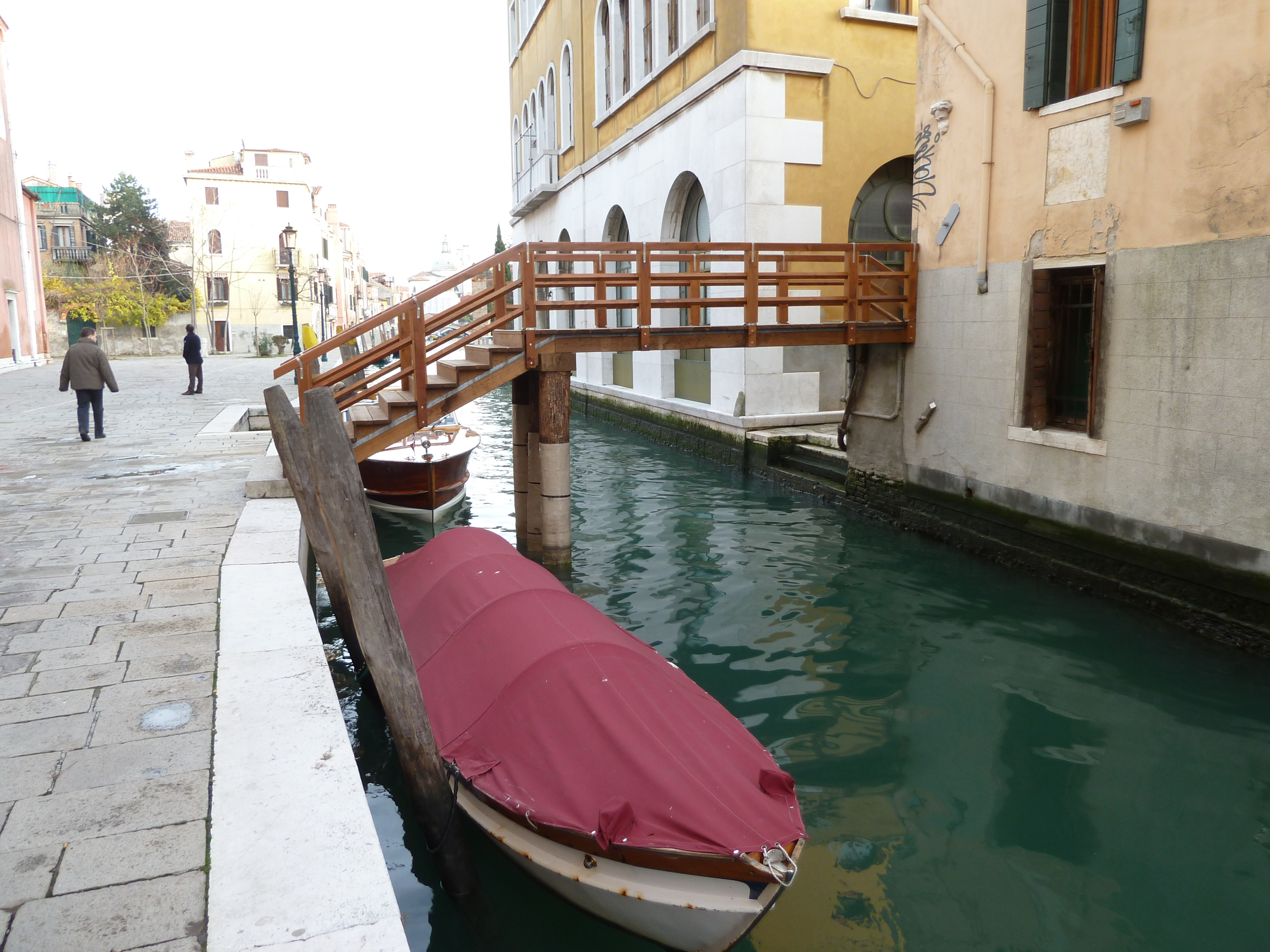
Ponte Canal Rio dei Ognissanti
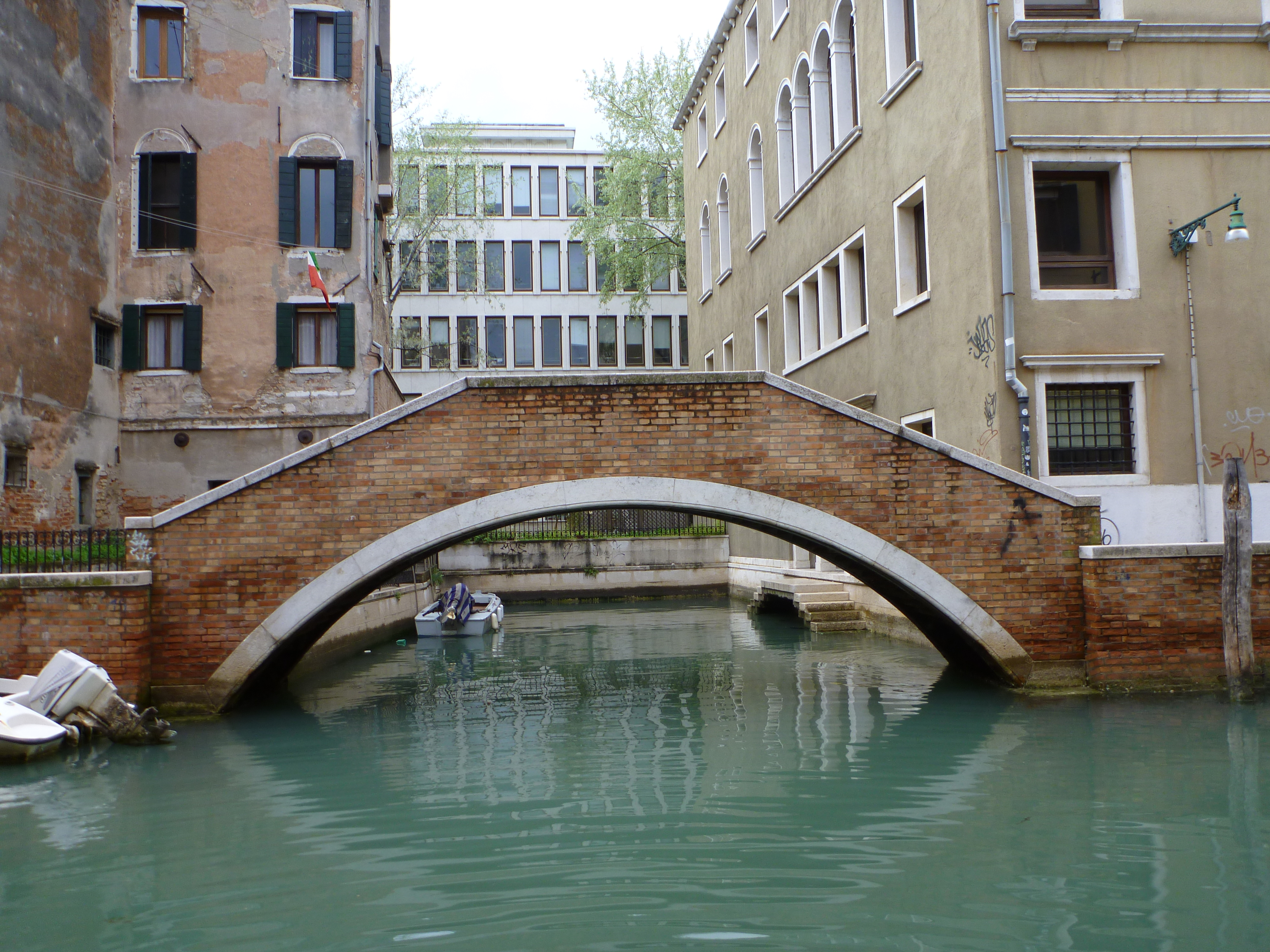
Ponte de la Cavana de l'Enel Rio dei Carmini - Rio de San Margarita
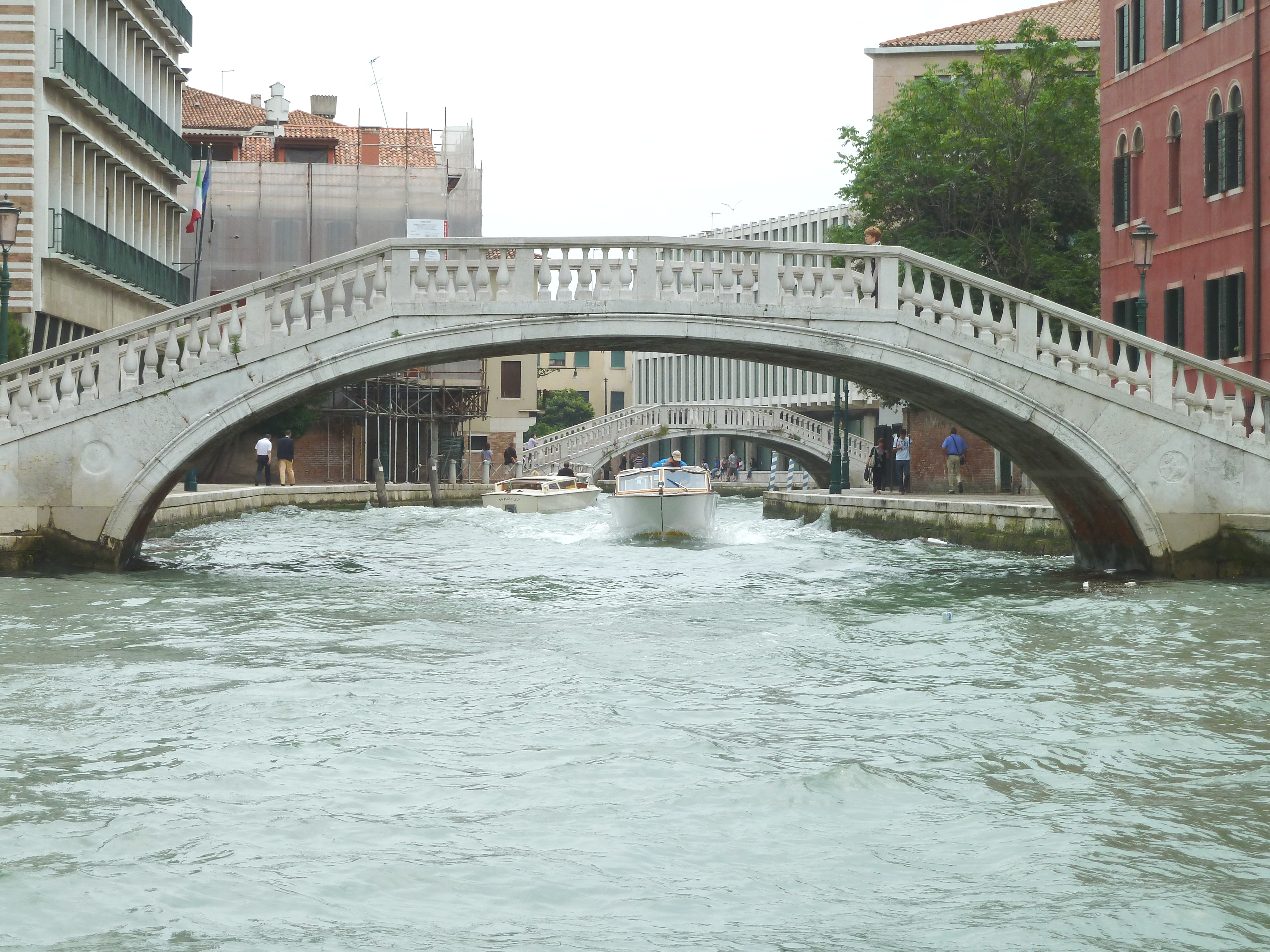
Ponte de la Ceraria Rio Novo (Venise)
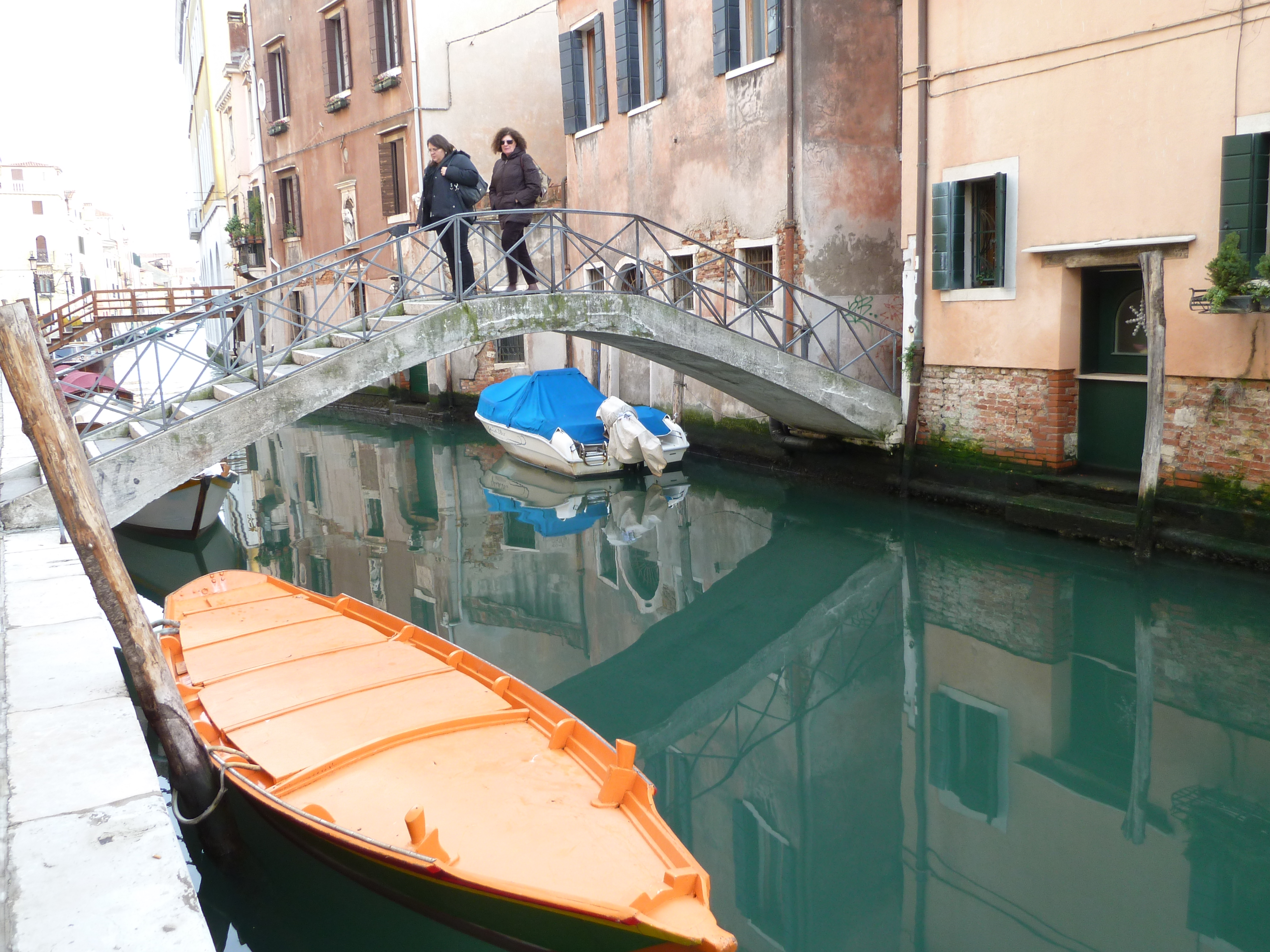
Ponte Corteloto Rio dei Ognissanti
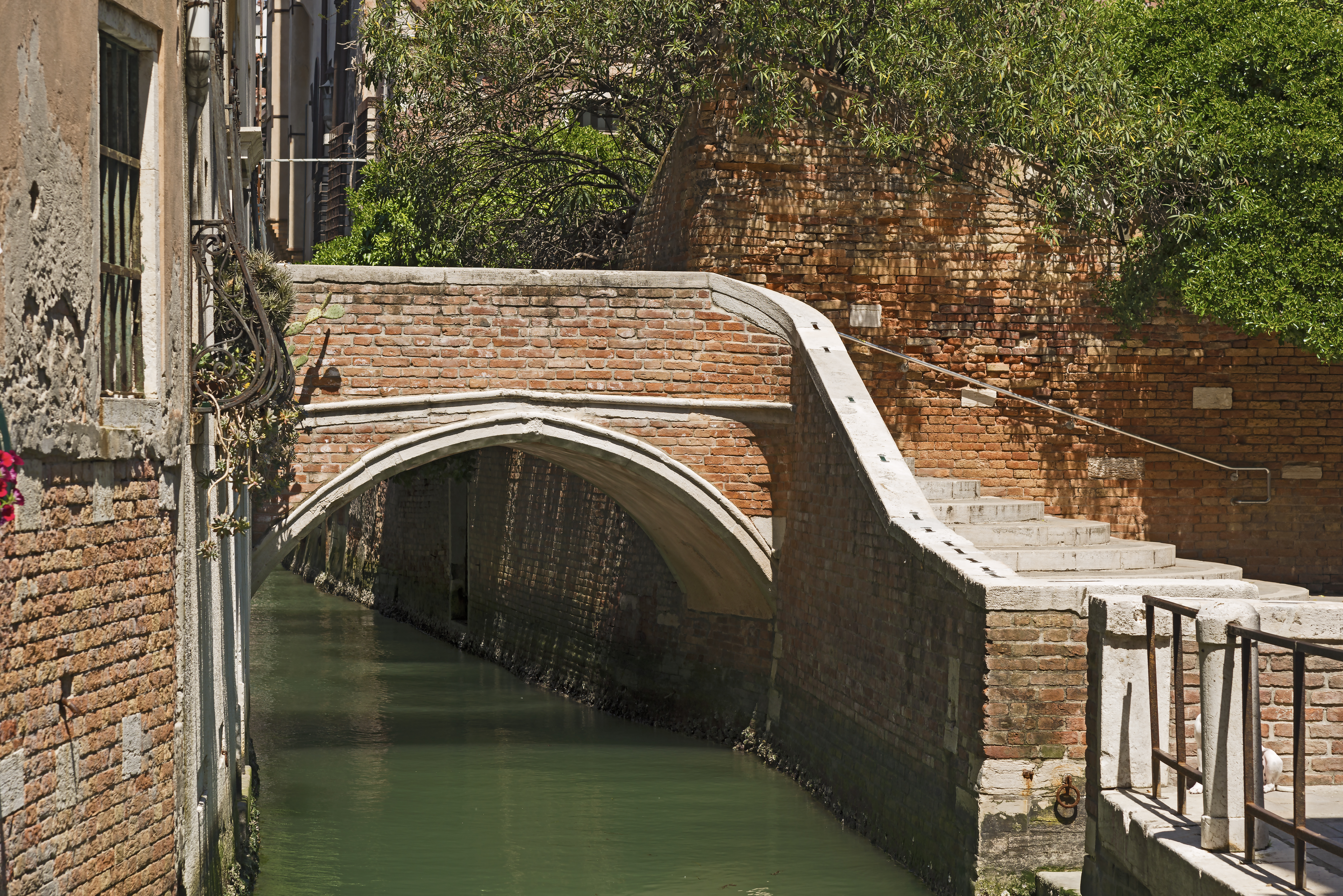
Ponte San Cristoforo Rio de le Toreselle
Ponte del Formager Rio de le Toreselle
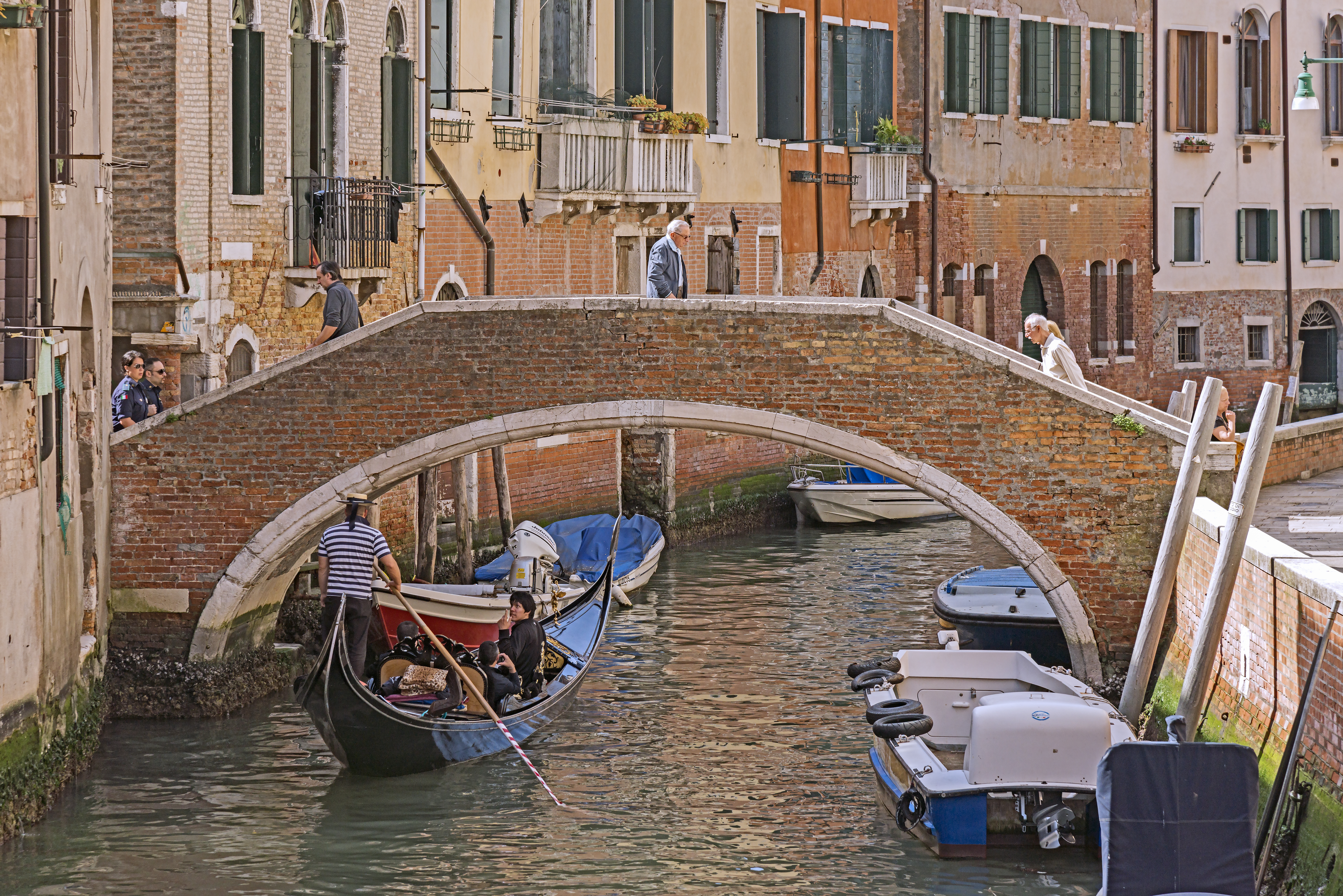
Ponte del Forno Rio de Santa Margherita
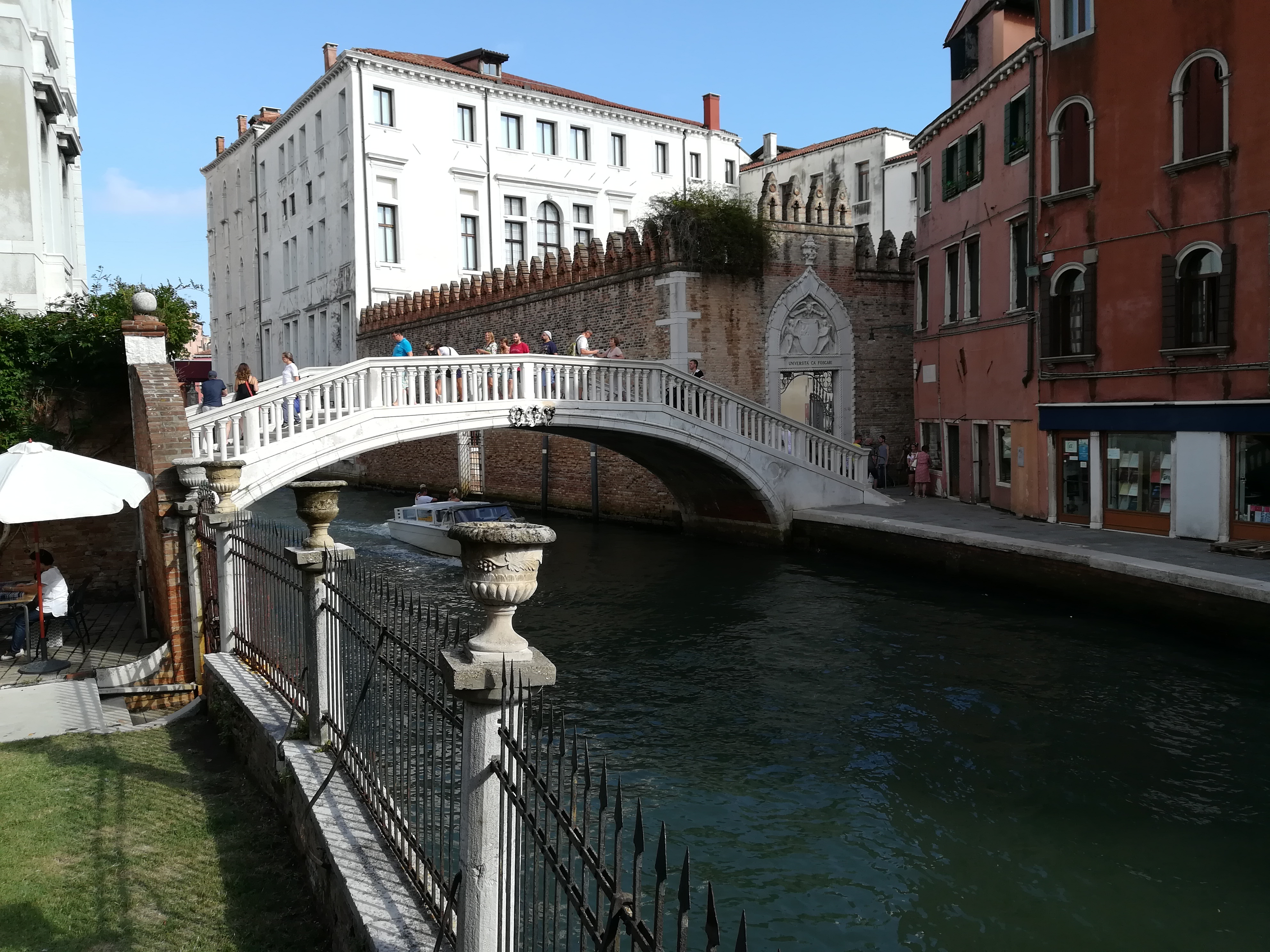
Ponte Foscari Rio de Ca' Foscari
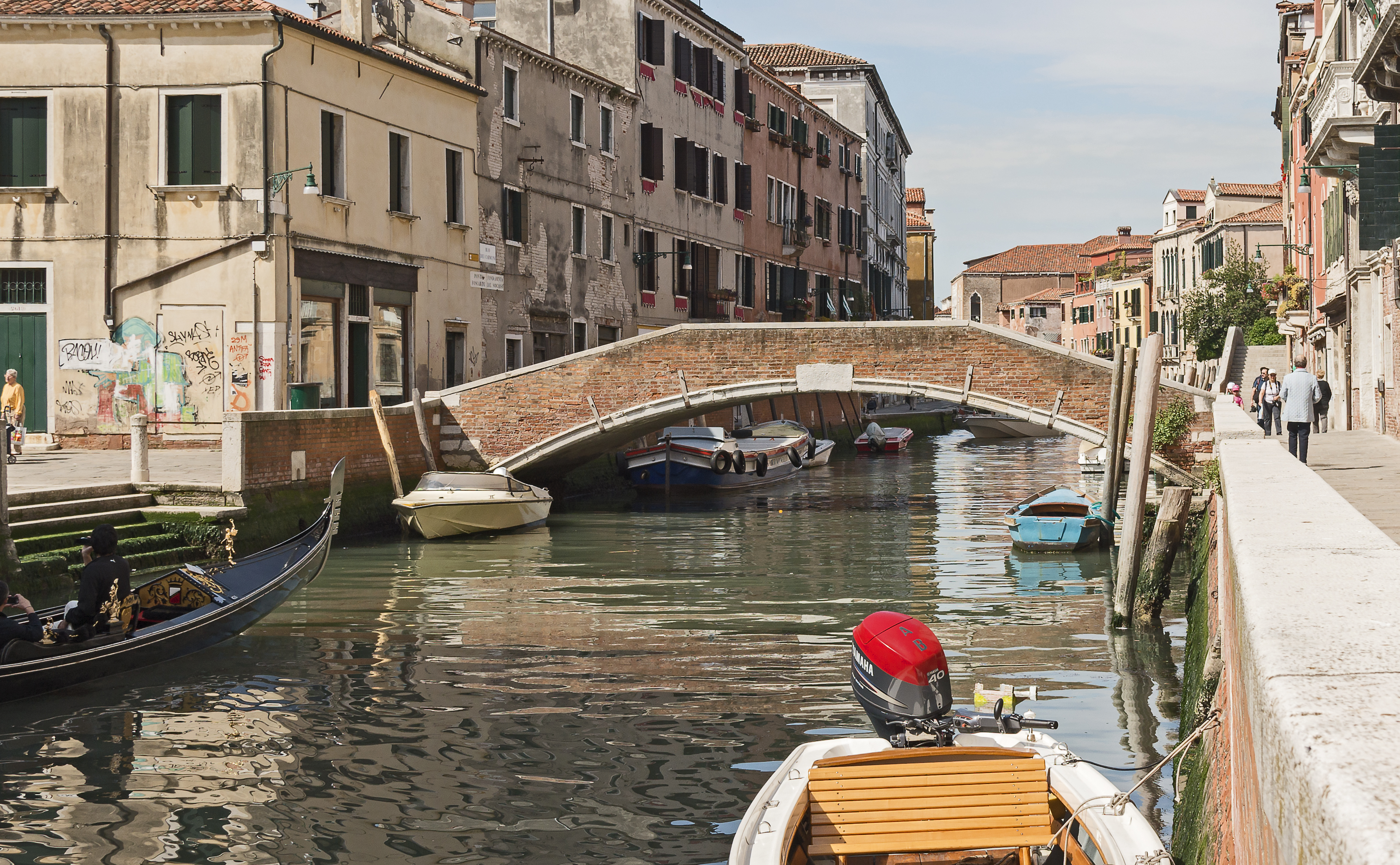
Ponte Foscarini Rio de Santa Margherita e Rio dei Carmini
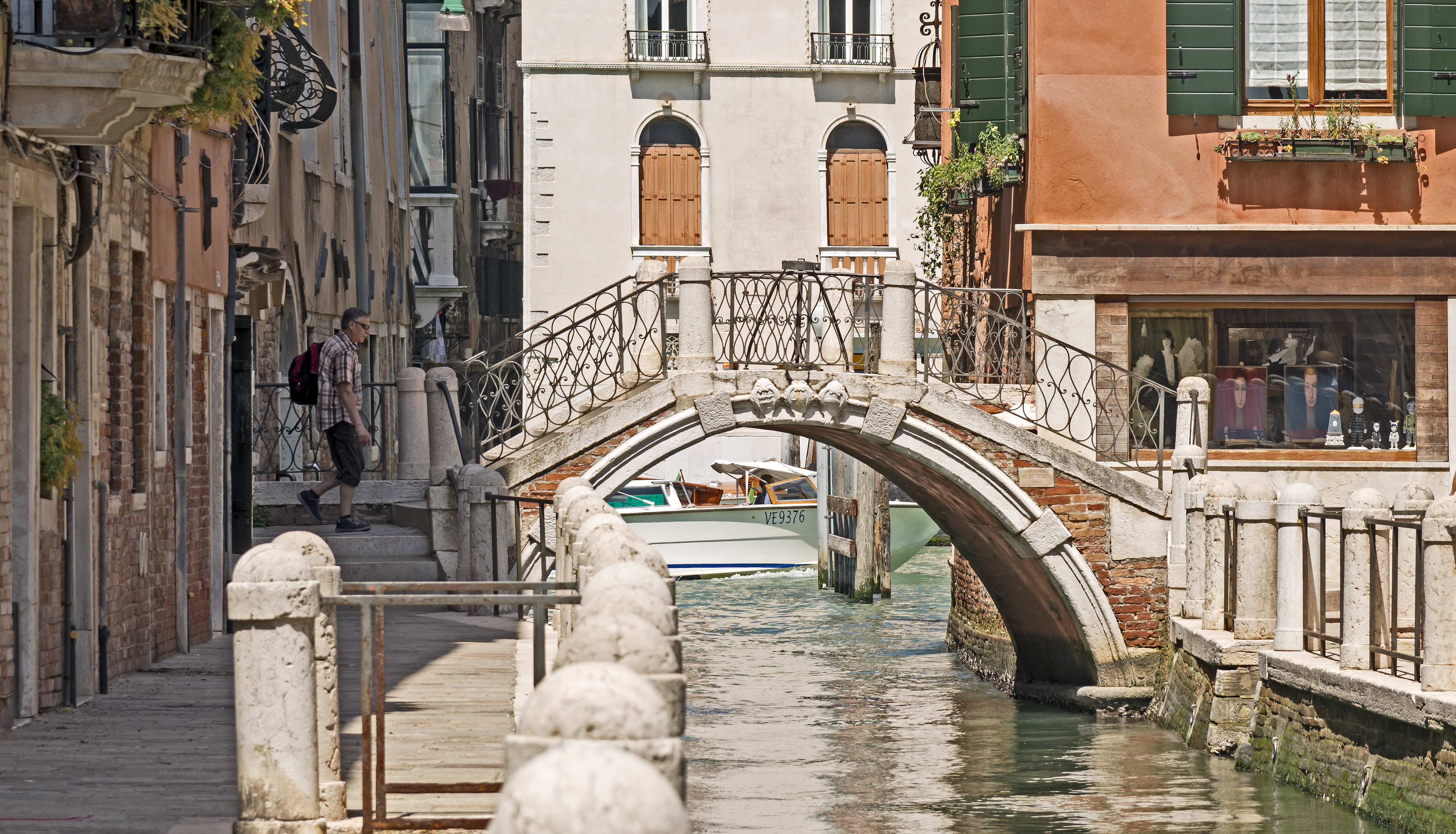
Ponte San Gregorio Rio de la Fornaze
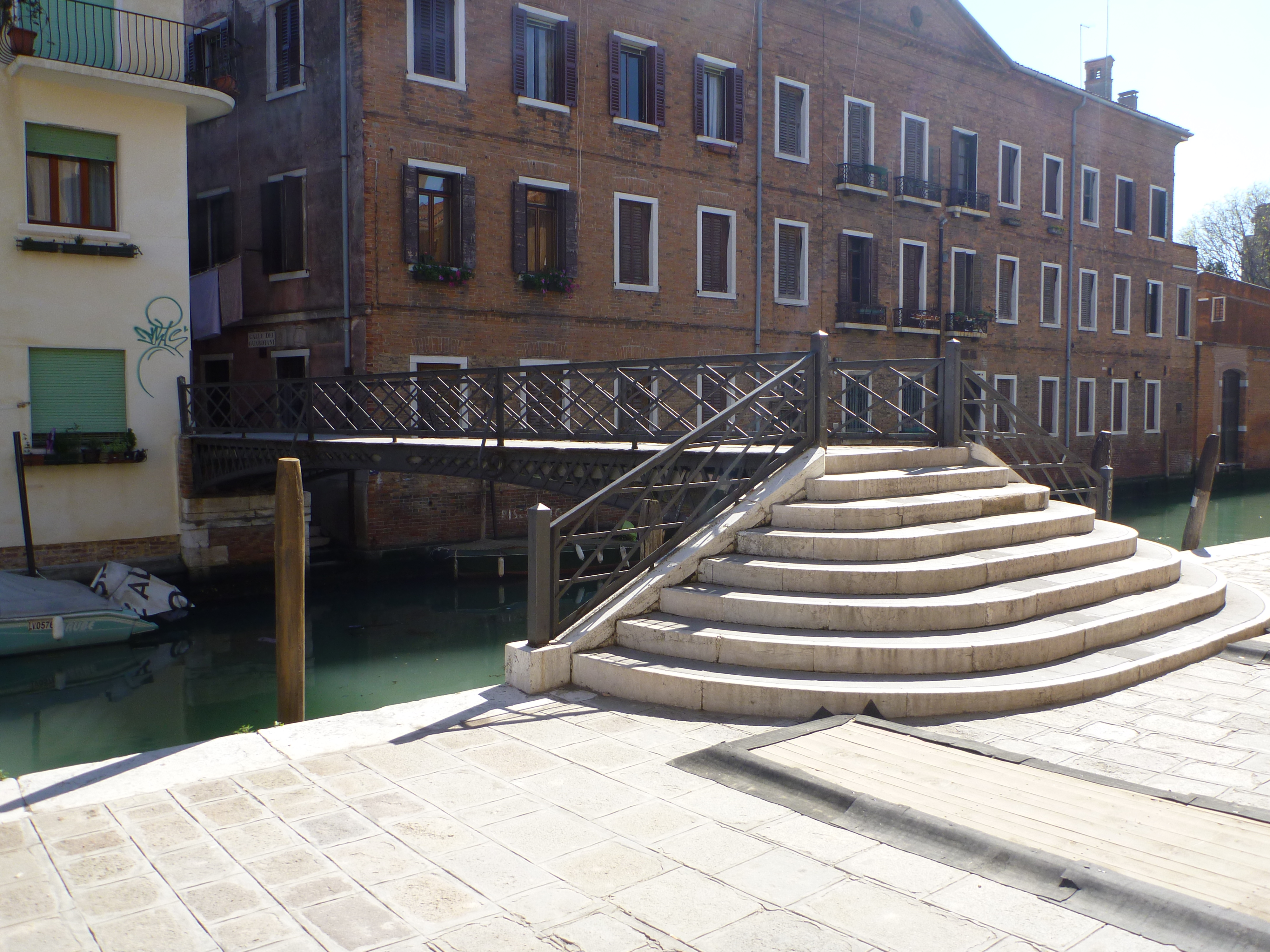
Ponte dei Guardiani Rio del Tentor
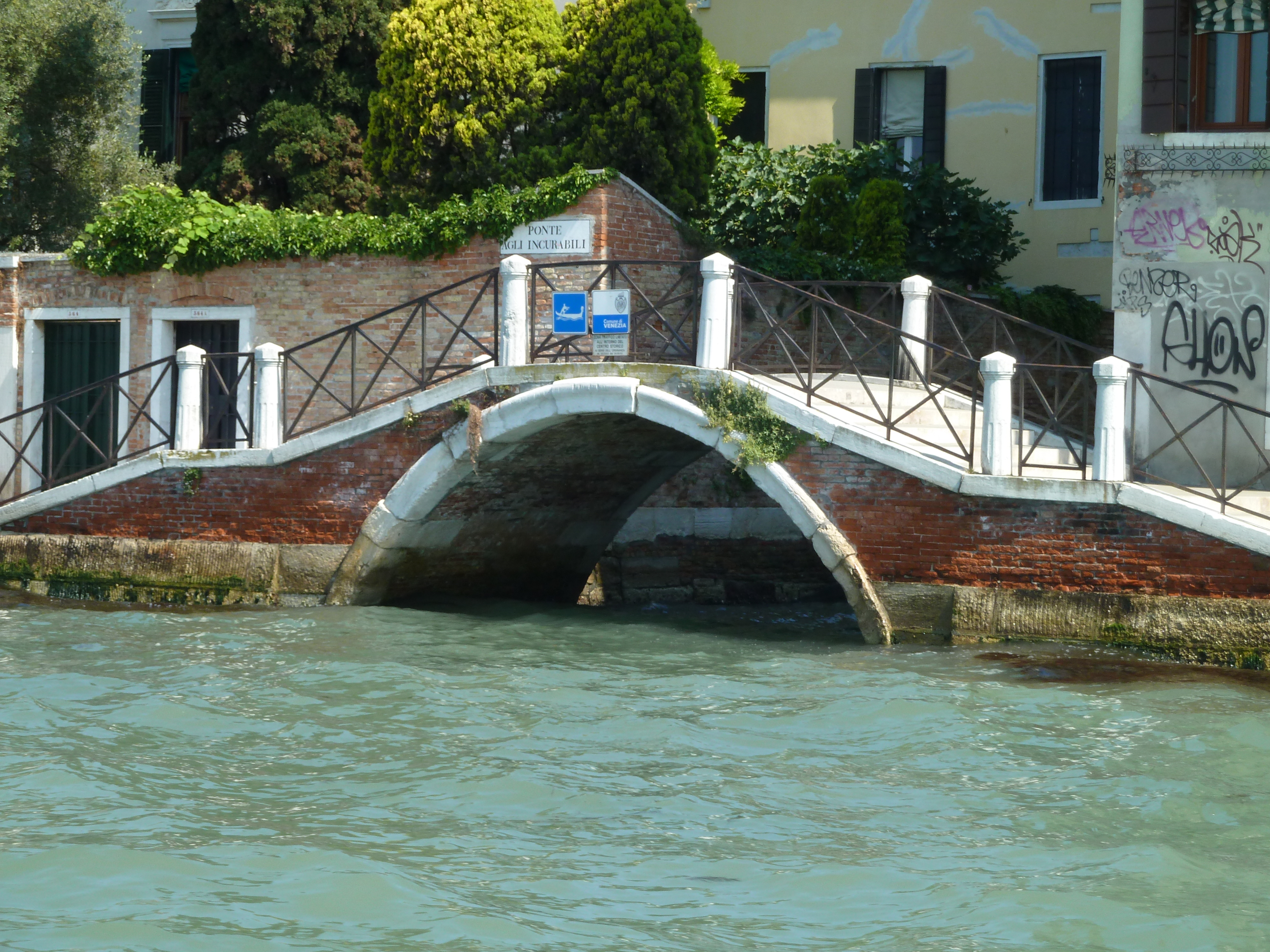
Ponte agli Incurabili Rio de le Toreselle
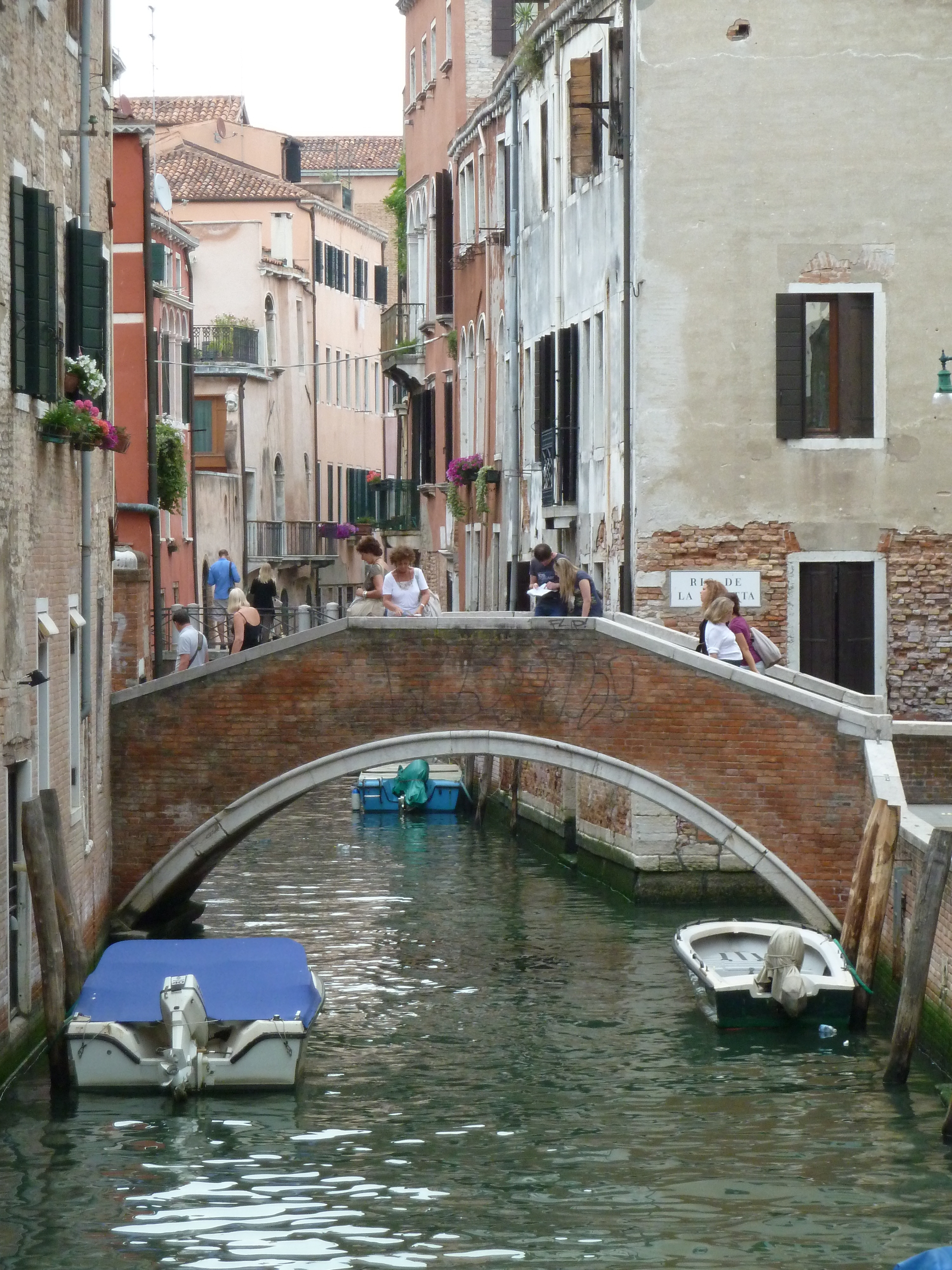
Ponte Lombardo Rio del Malpaga
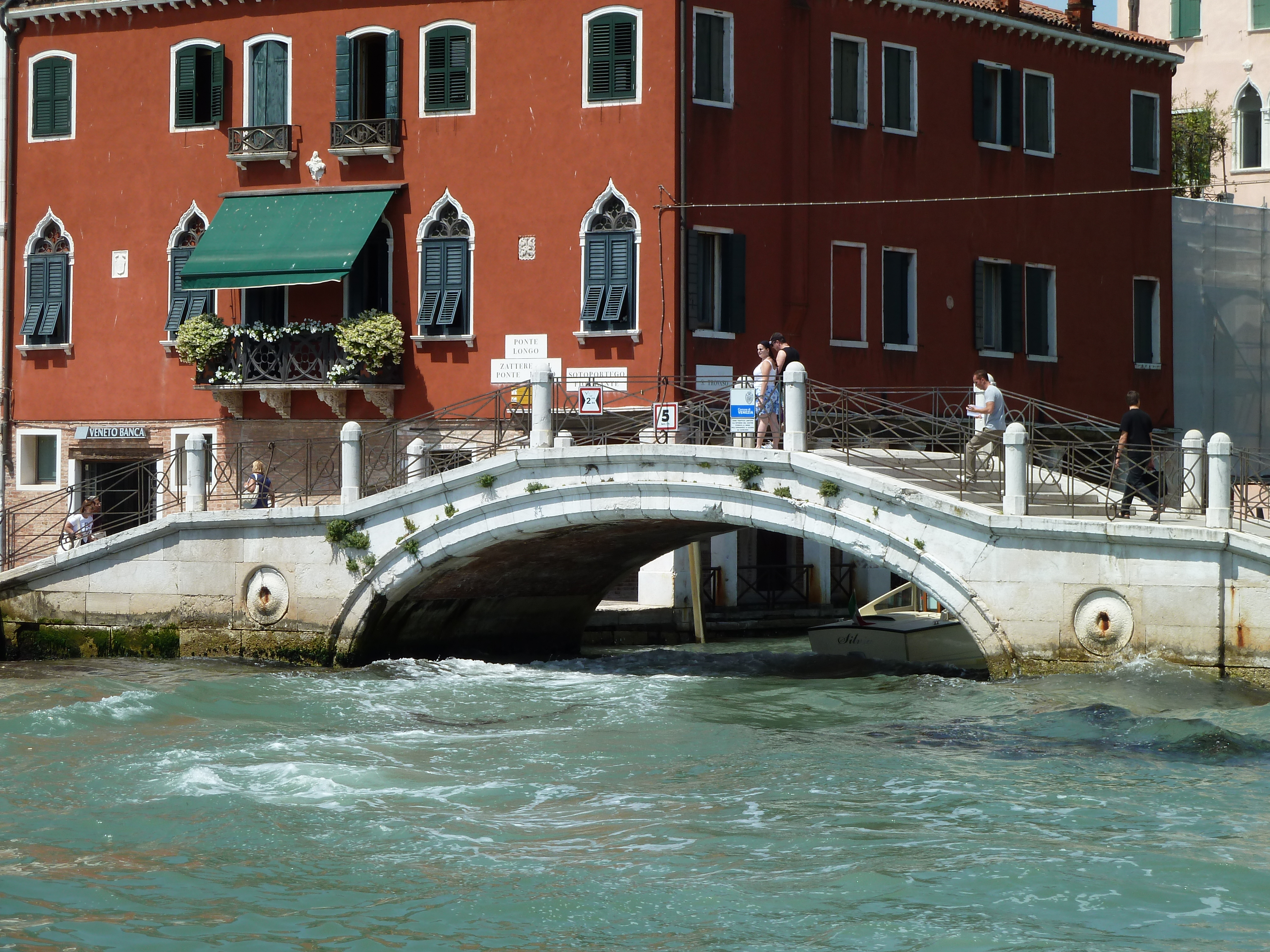
Ponte Longo Rio de San Trovaso
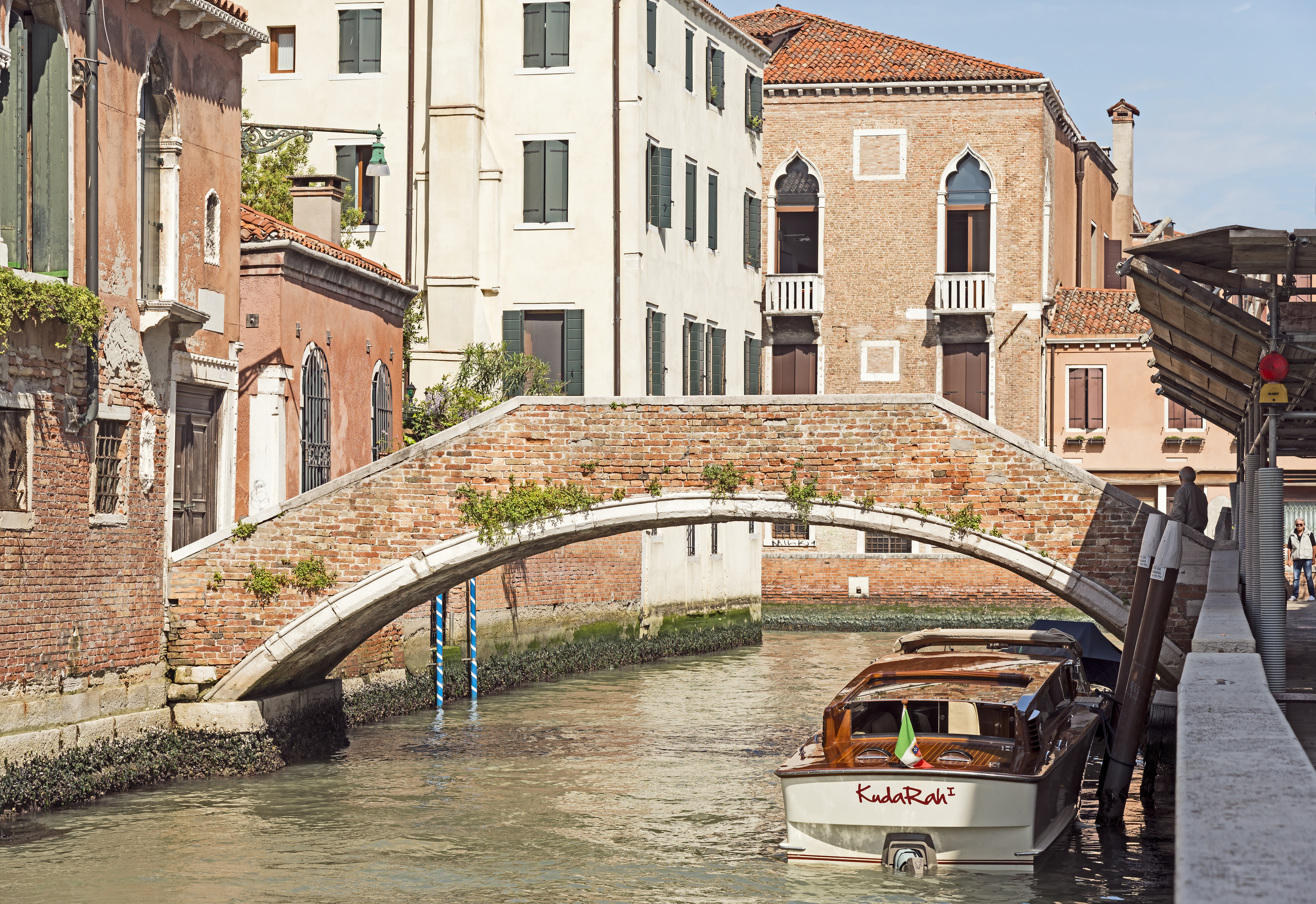
Ponte de la Maddalena Rio de San Sebastian
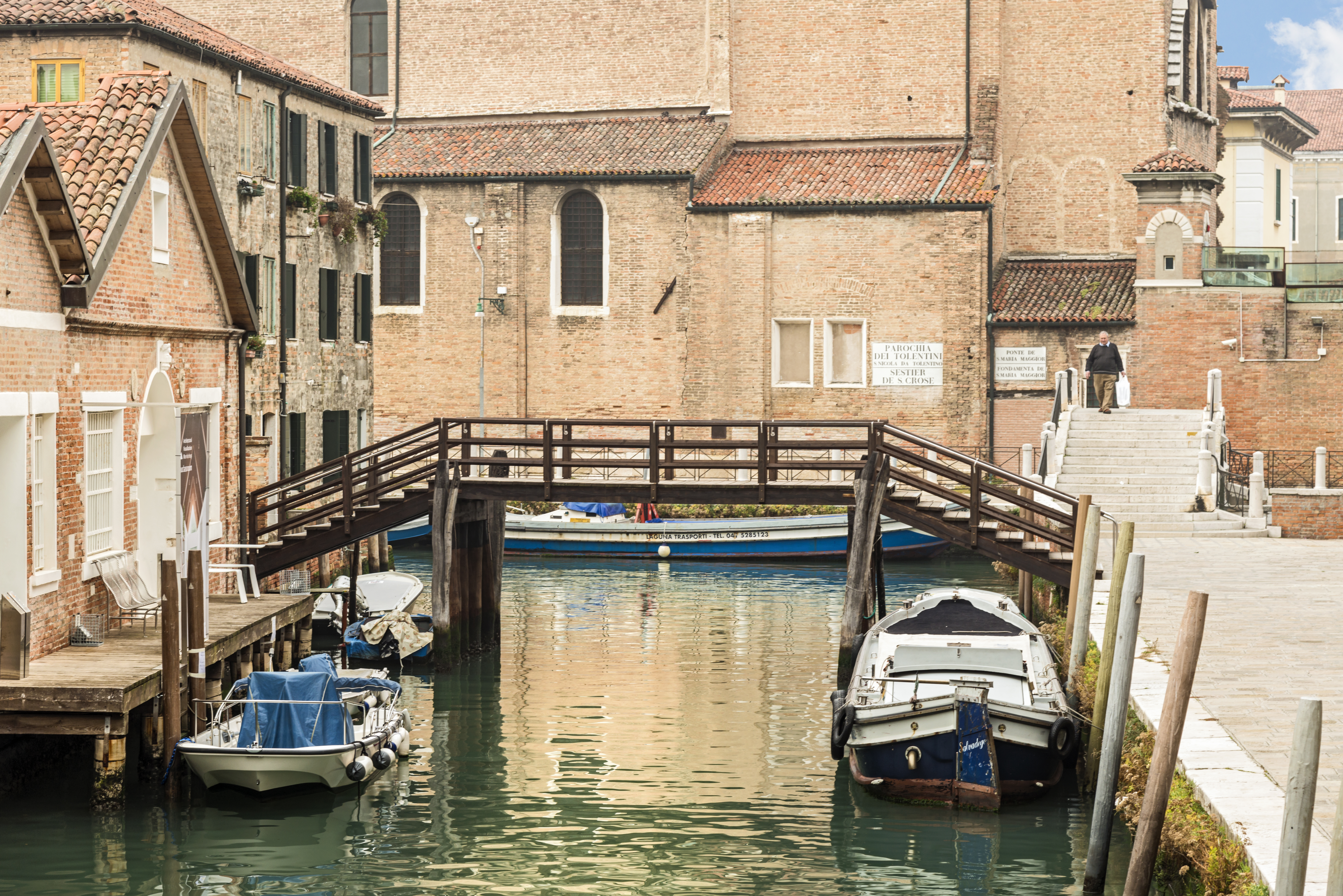
Ponte de la Madona Rio del Tentor
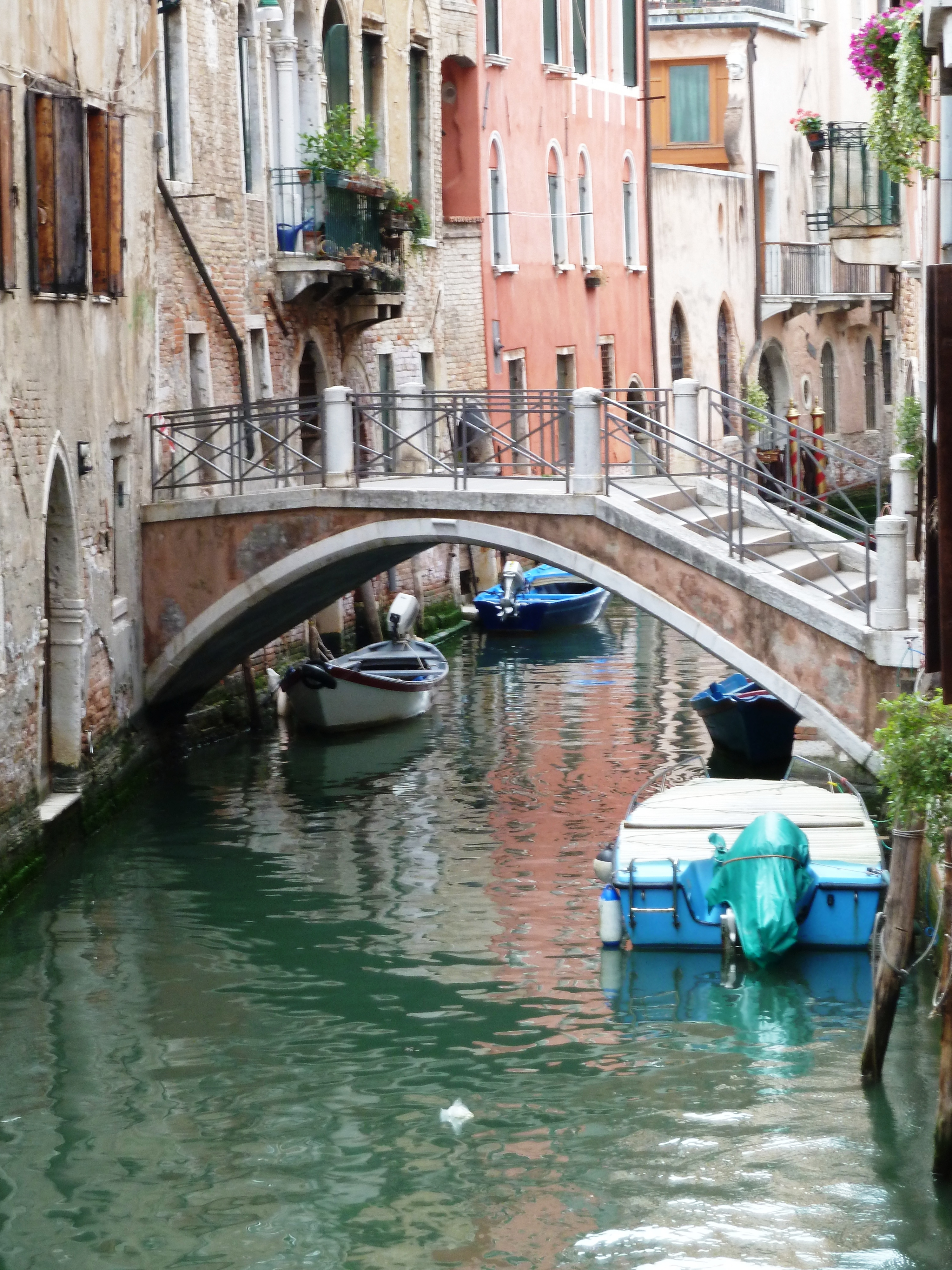
Ponte Malpaga Rio del Malpaga
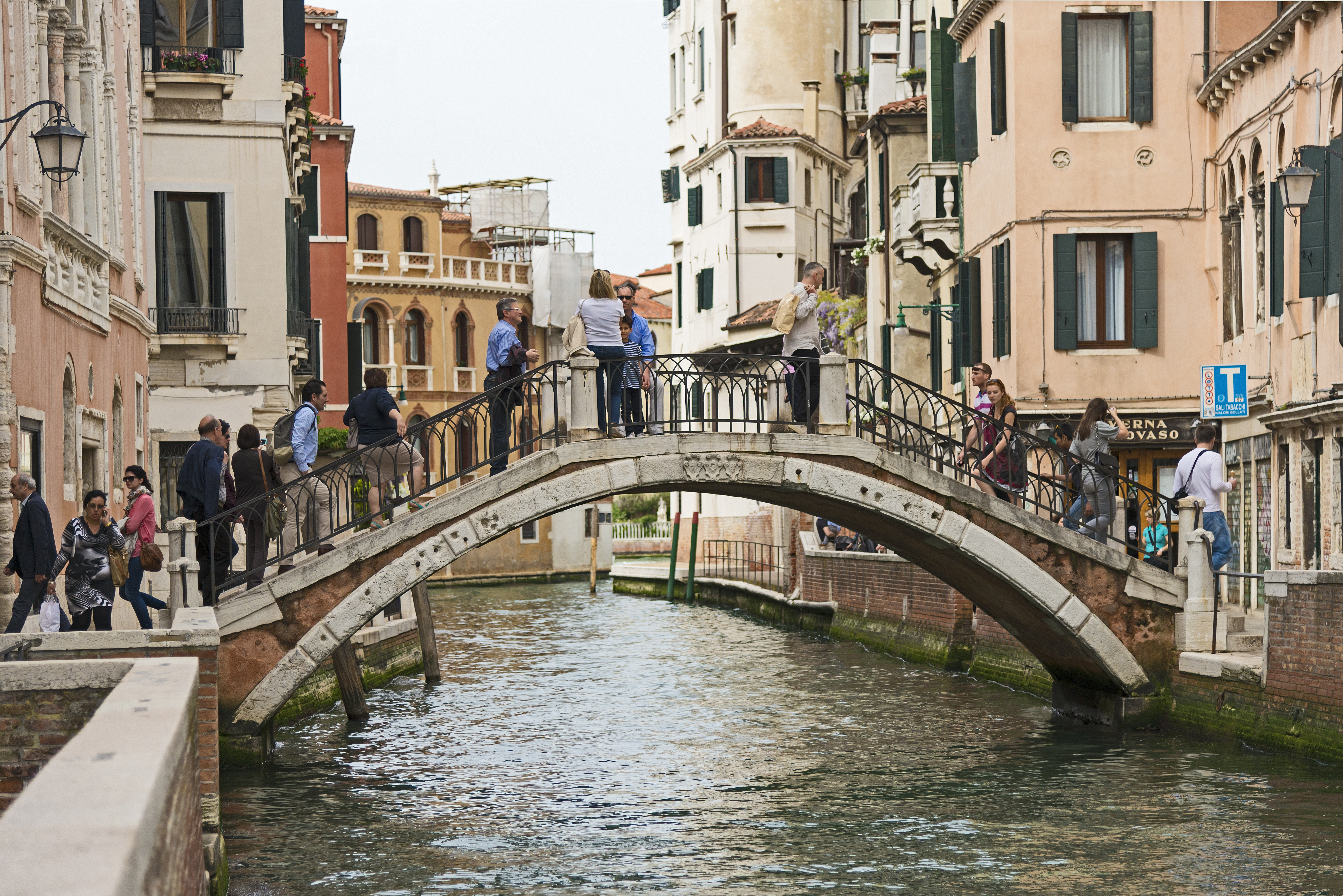
Ponte Maravegia Rio de San Trovaso
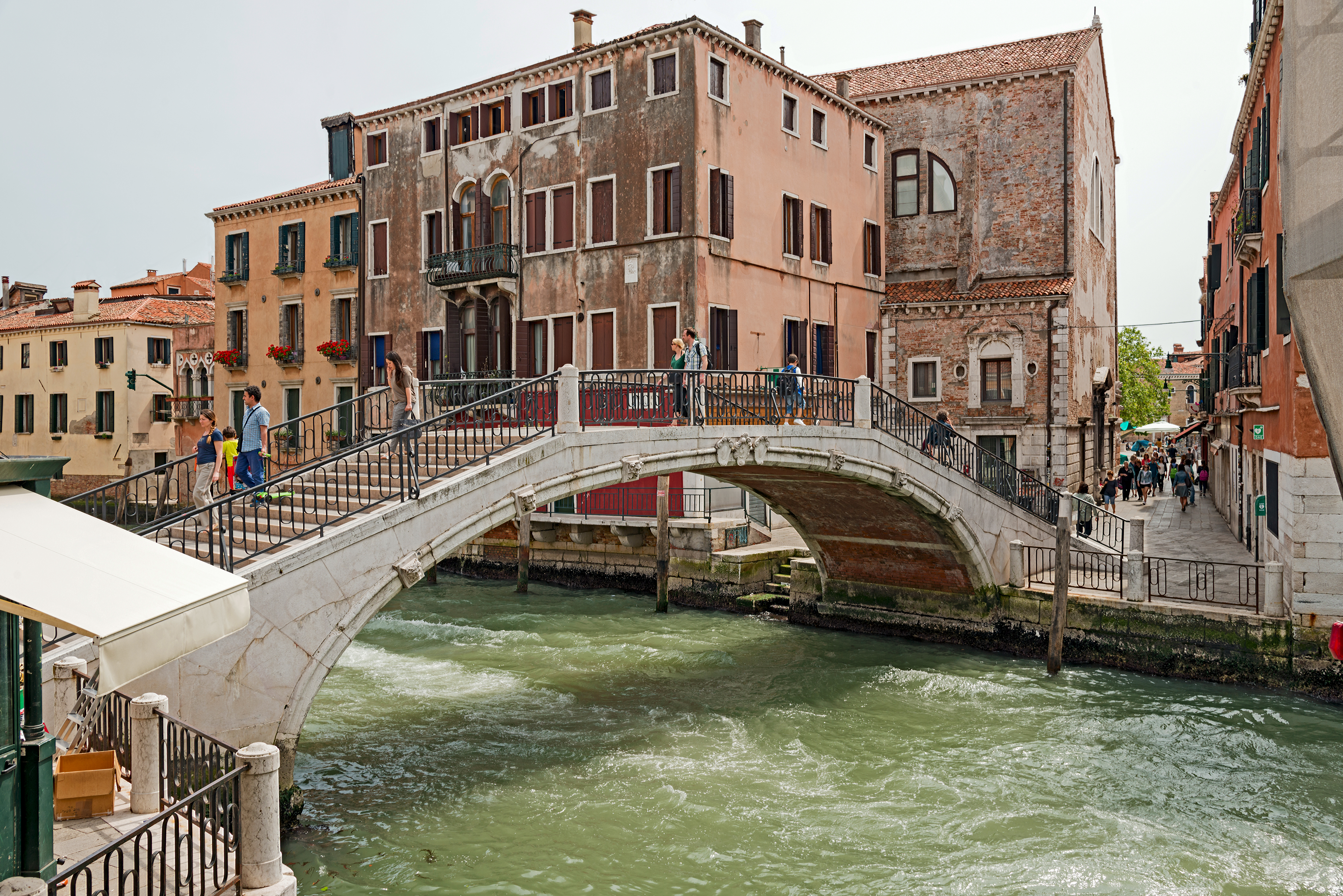
Ponte Santa Margherita Rio de Ca' Foscari
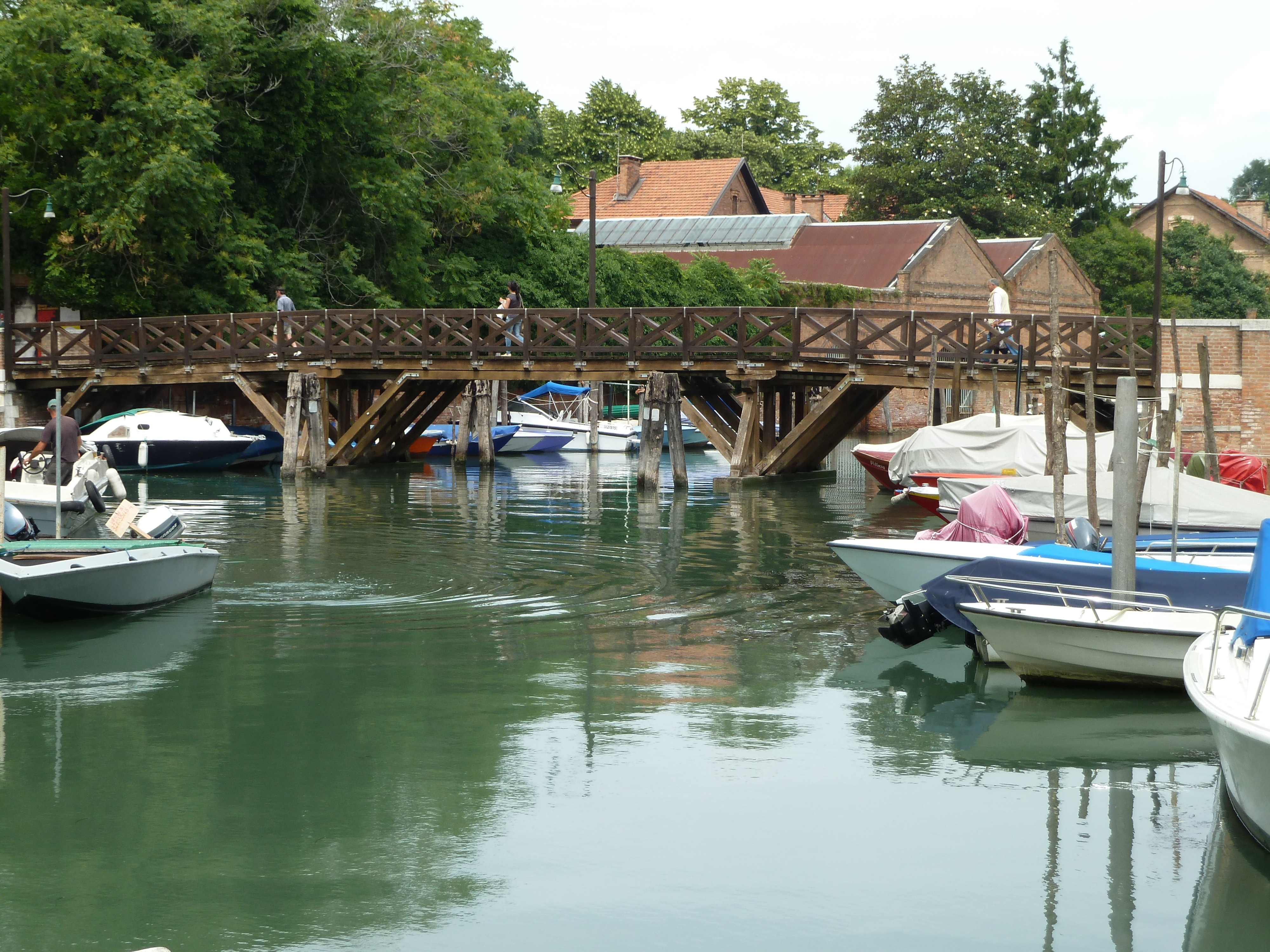
Ponte (Novo) Santa Marta Rio de l'Arzere
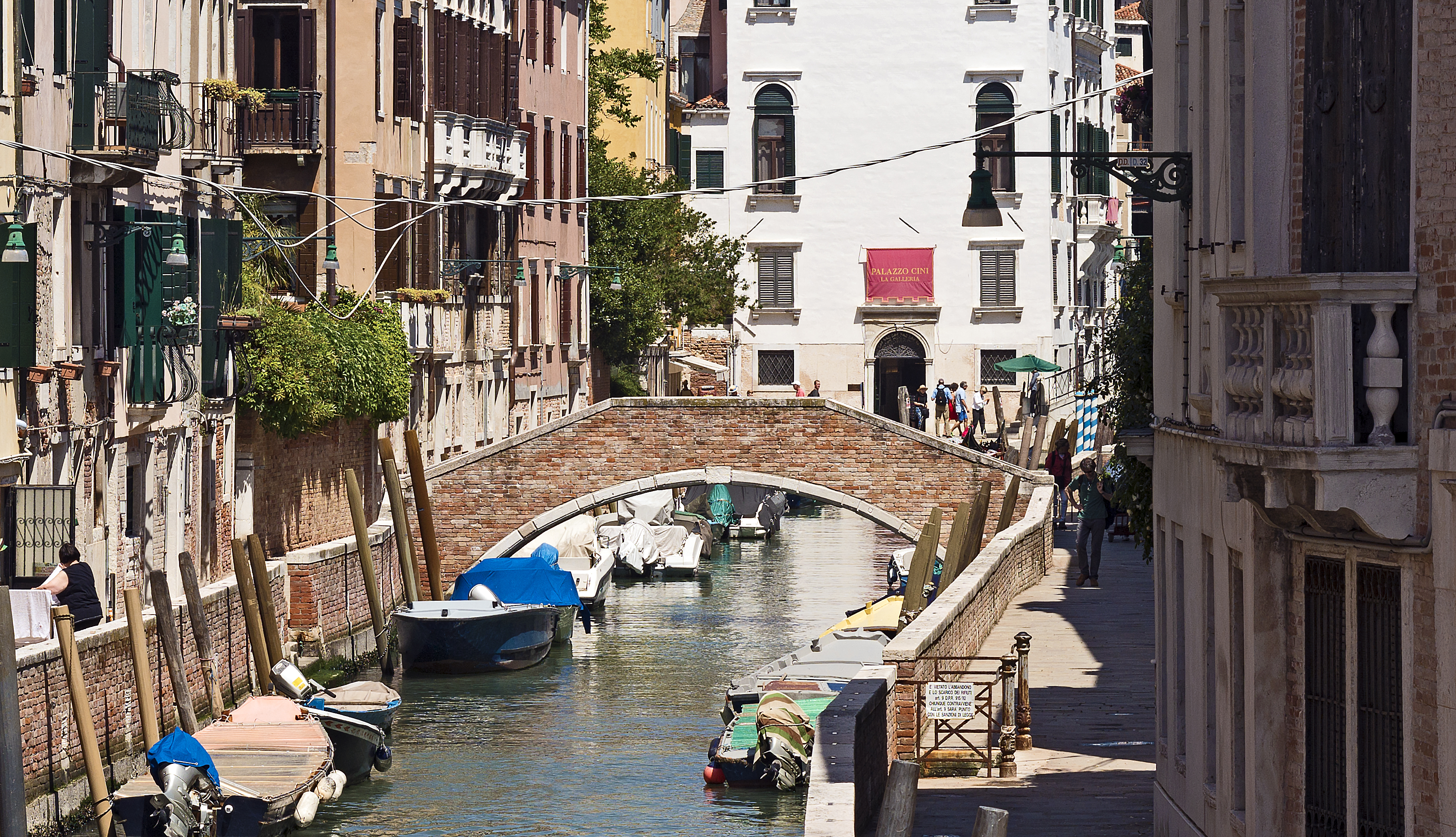
Ponte de Mezo Rio de San Vio
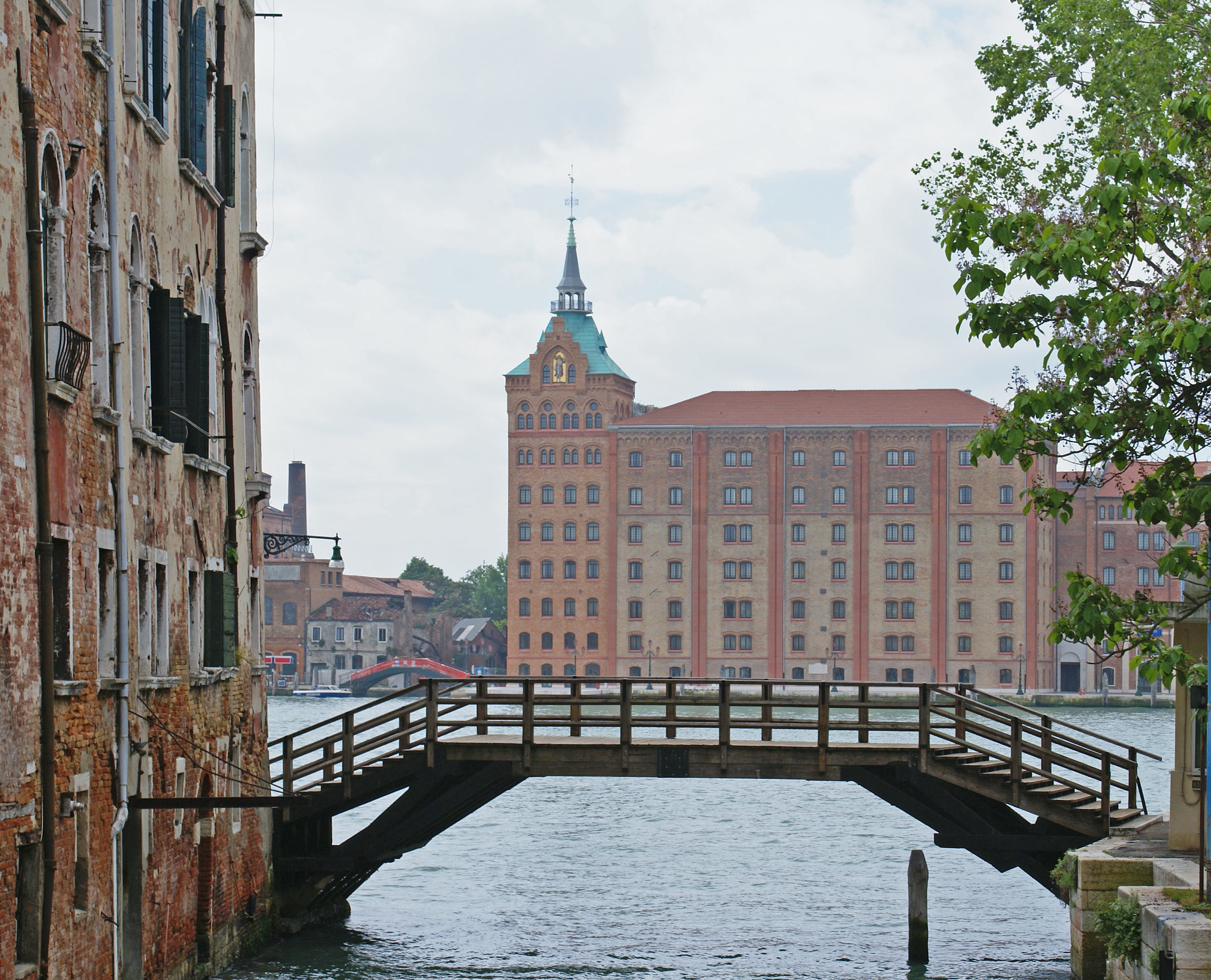
Ponte Molin Rio de San Basegio
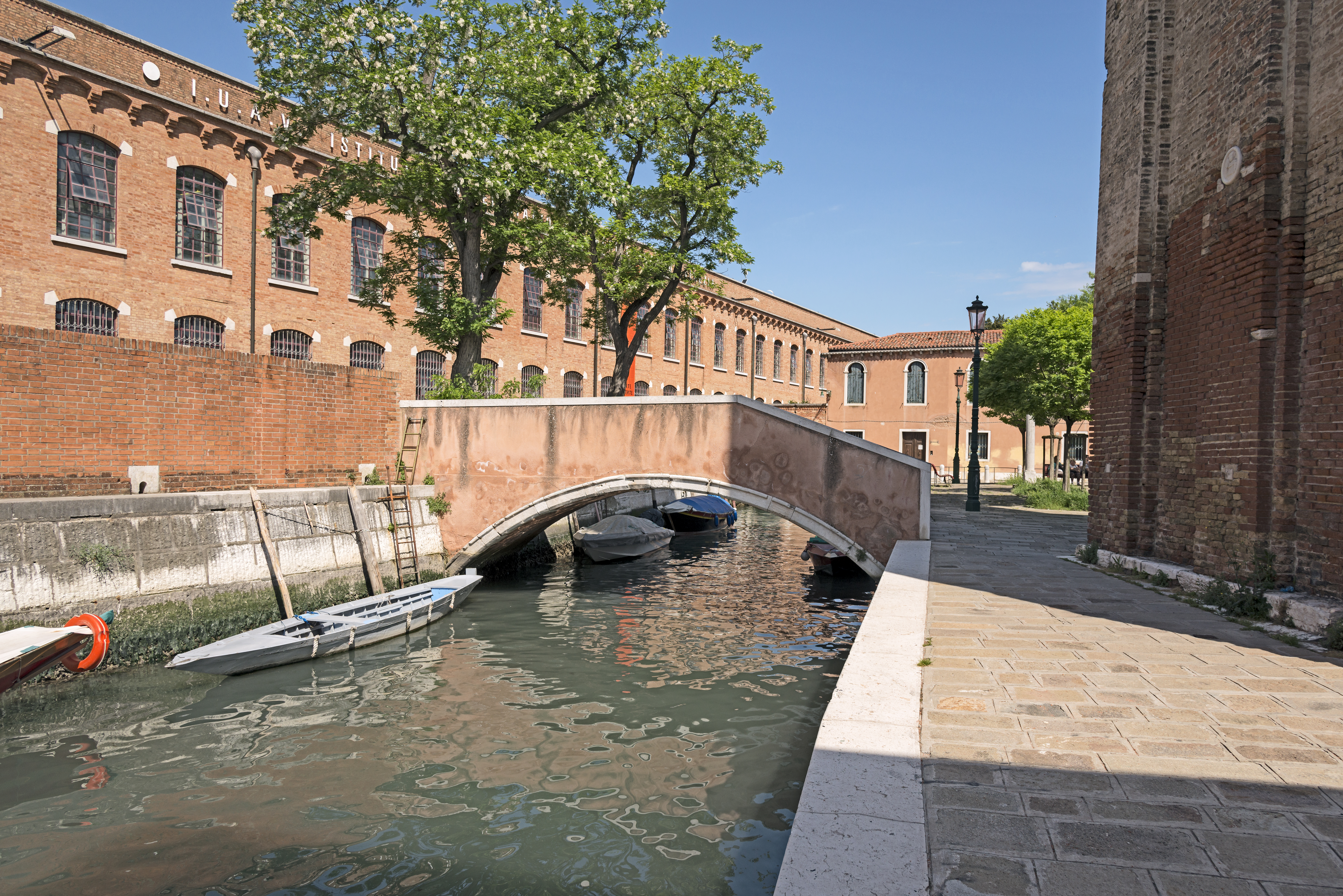
Ponte dei Morti Rio delle Terese
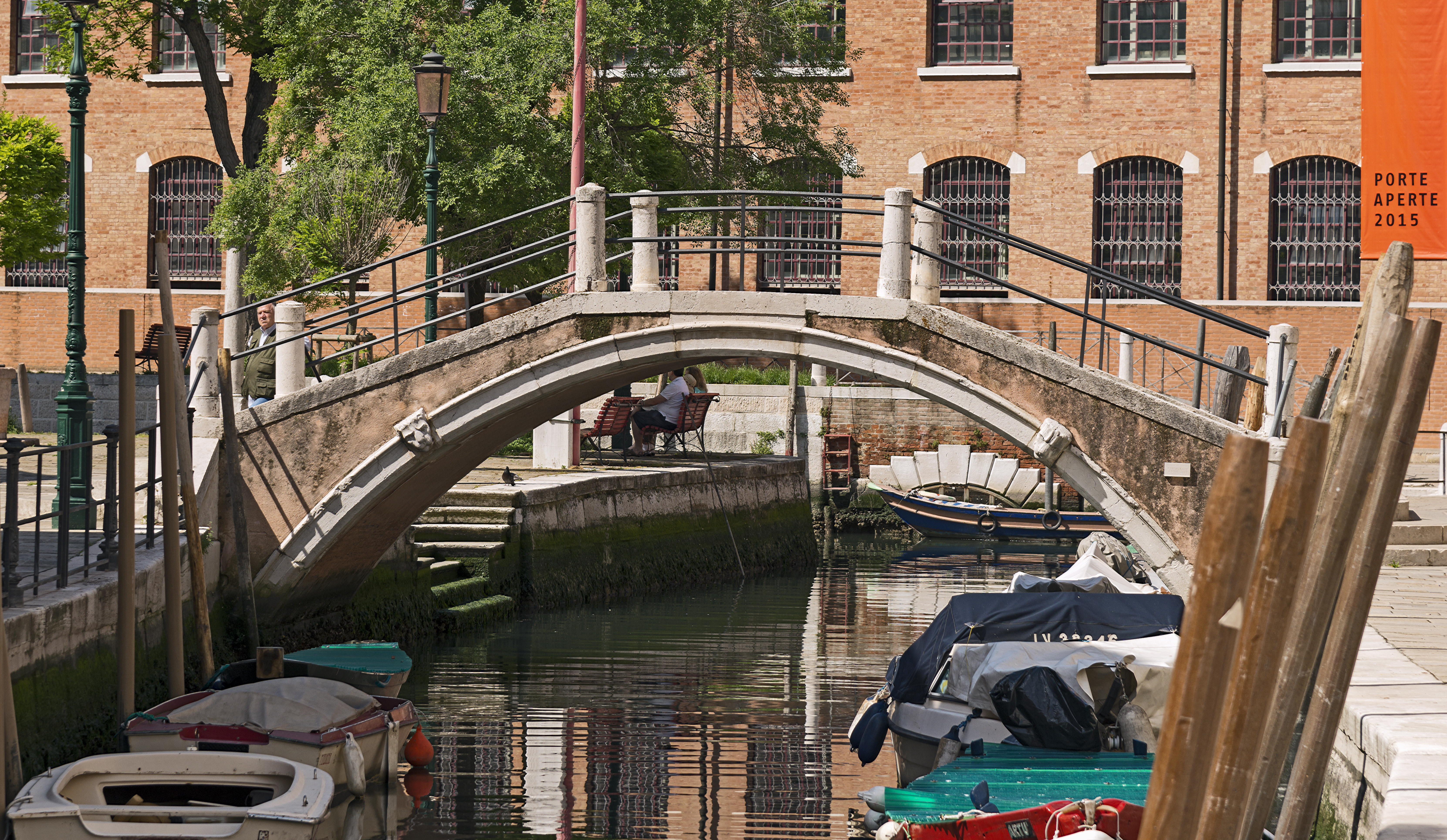
Ponte San Nicolò Rio delle Terese
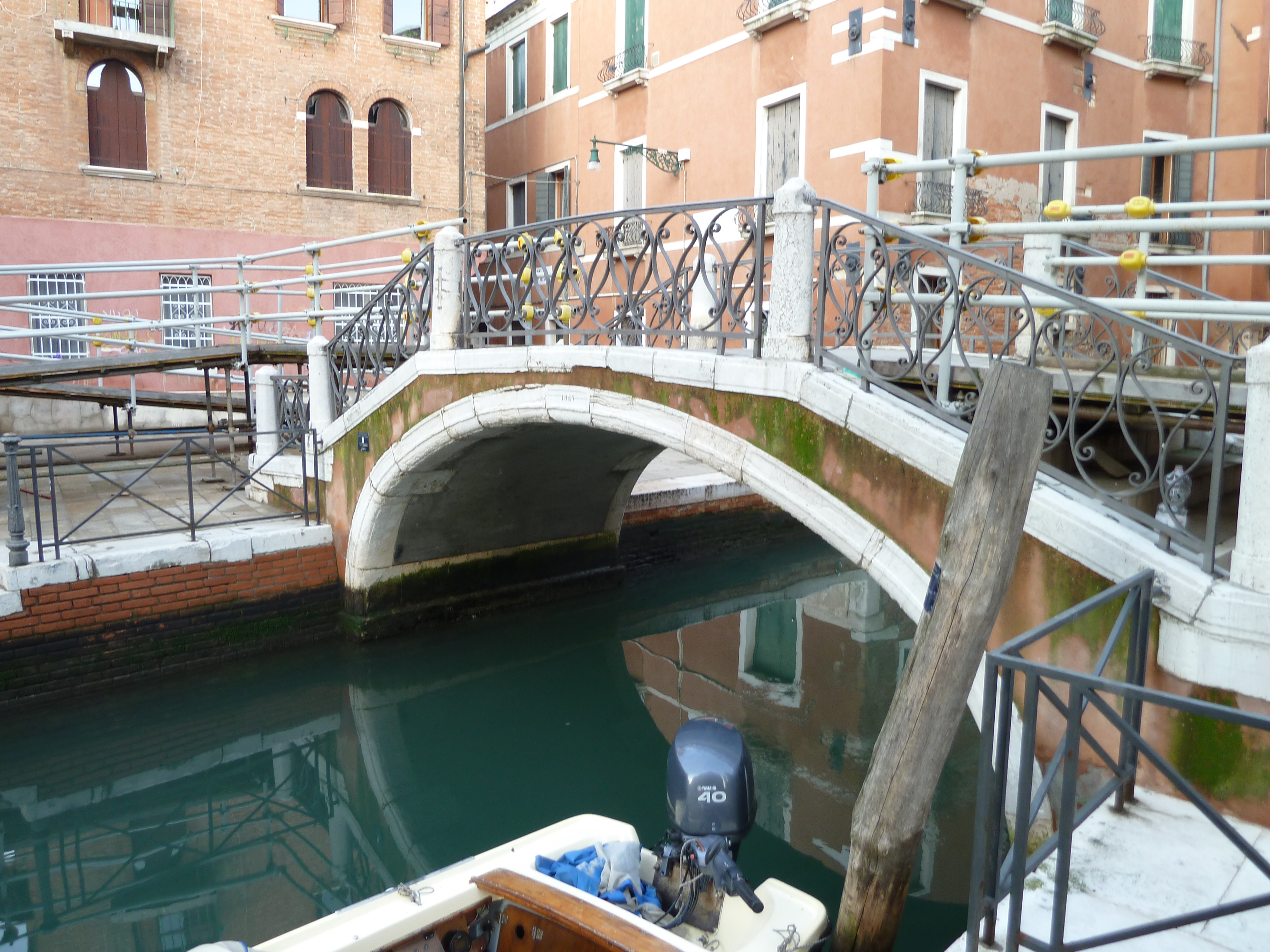
Ponte Ognissanti Rio del Malpaga
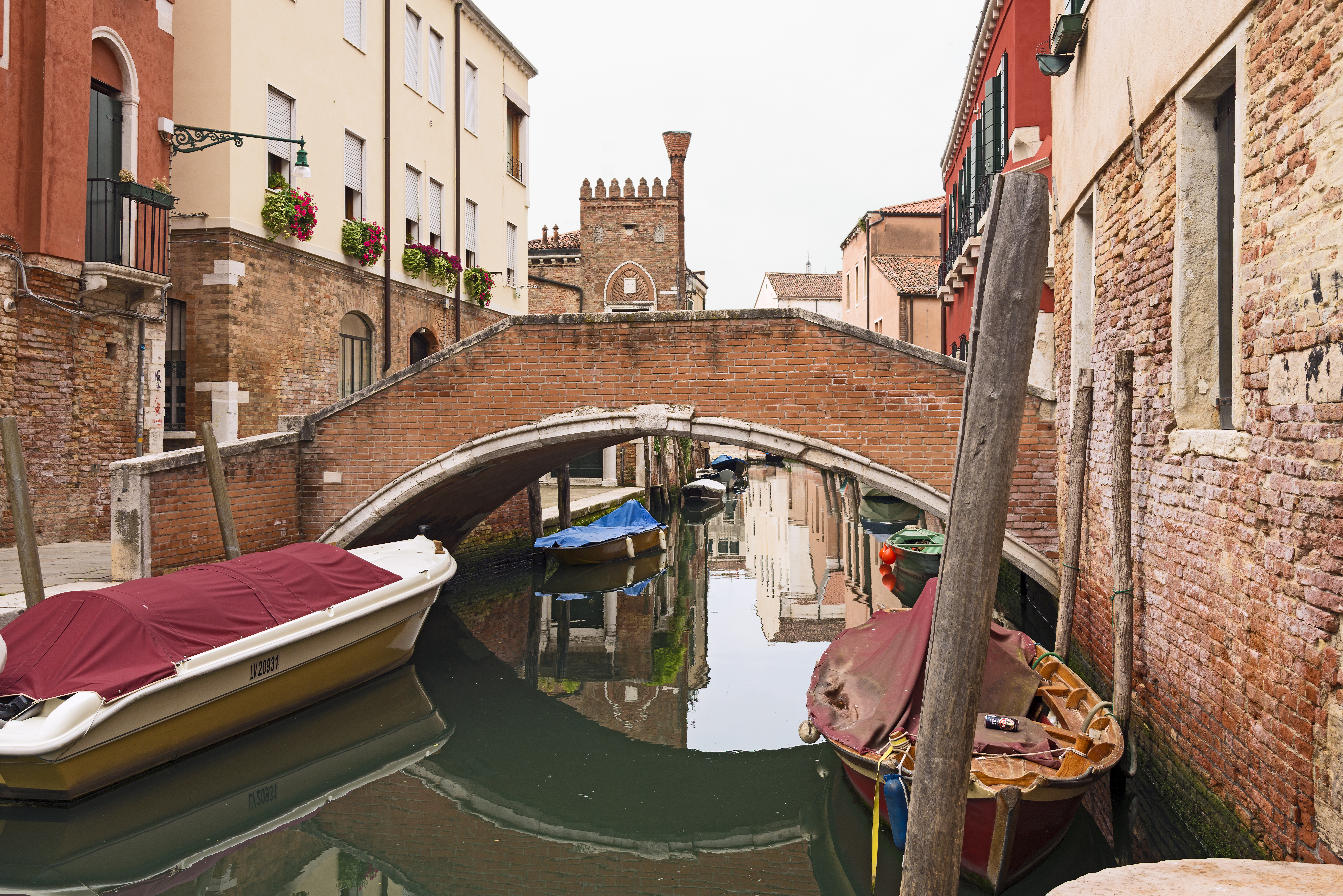
Ponte de le Pazienze Rio de San Barnaba
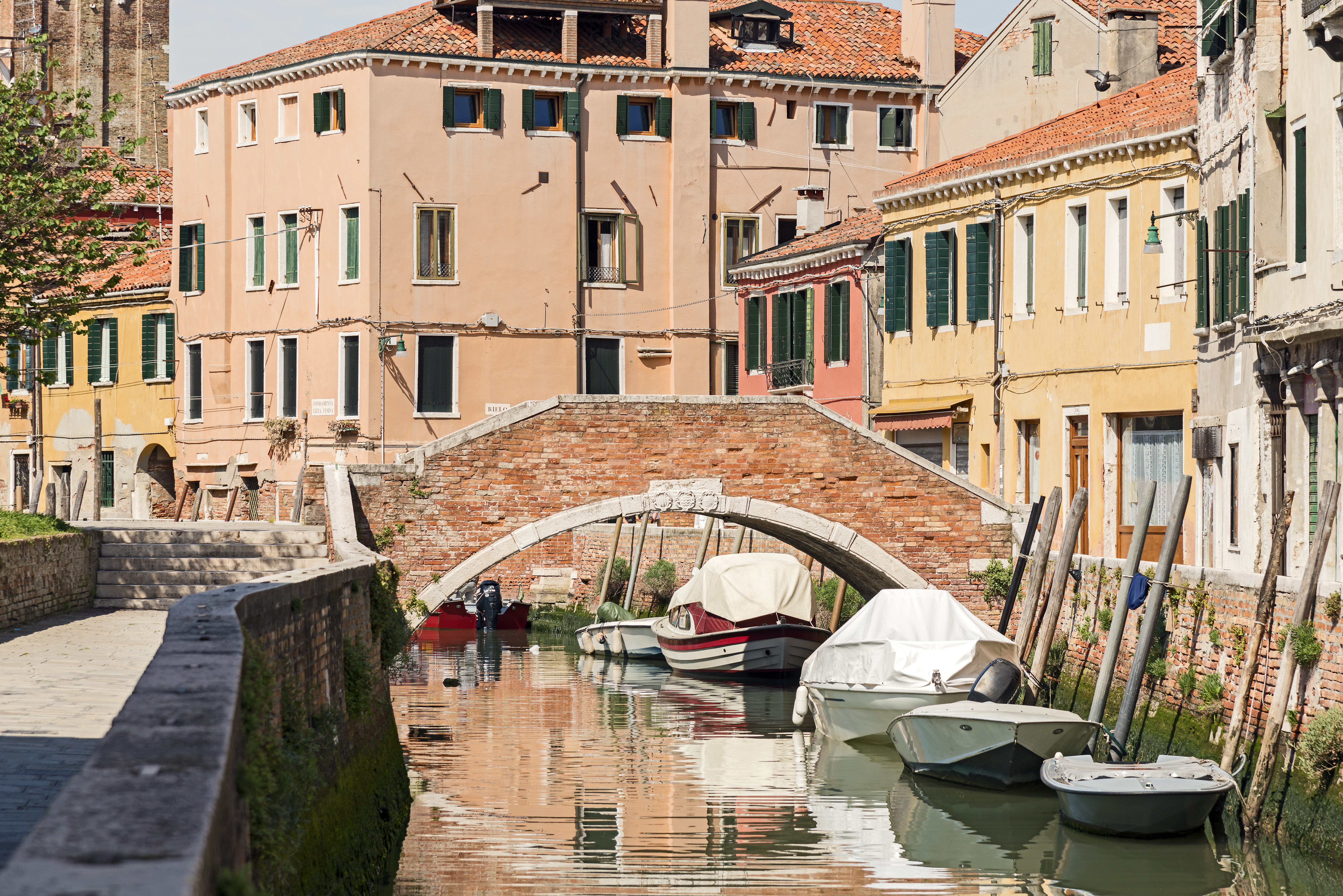
Ponte de la Piova all'Angelo Raffaele Rio di San Nicolo' dei Mendicoli
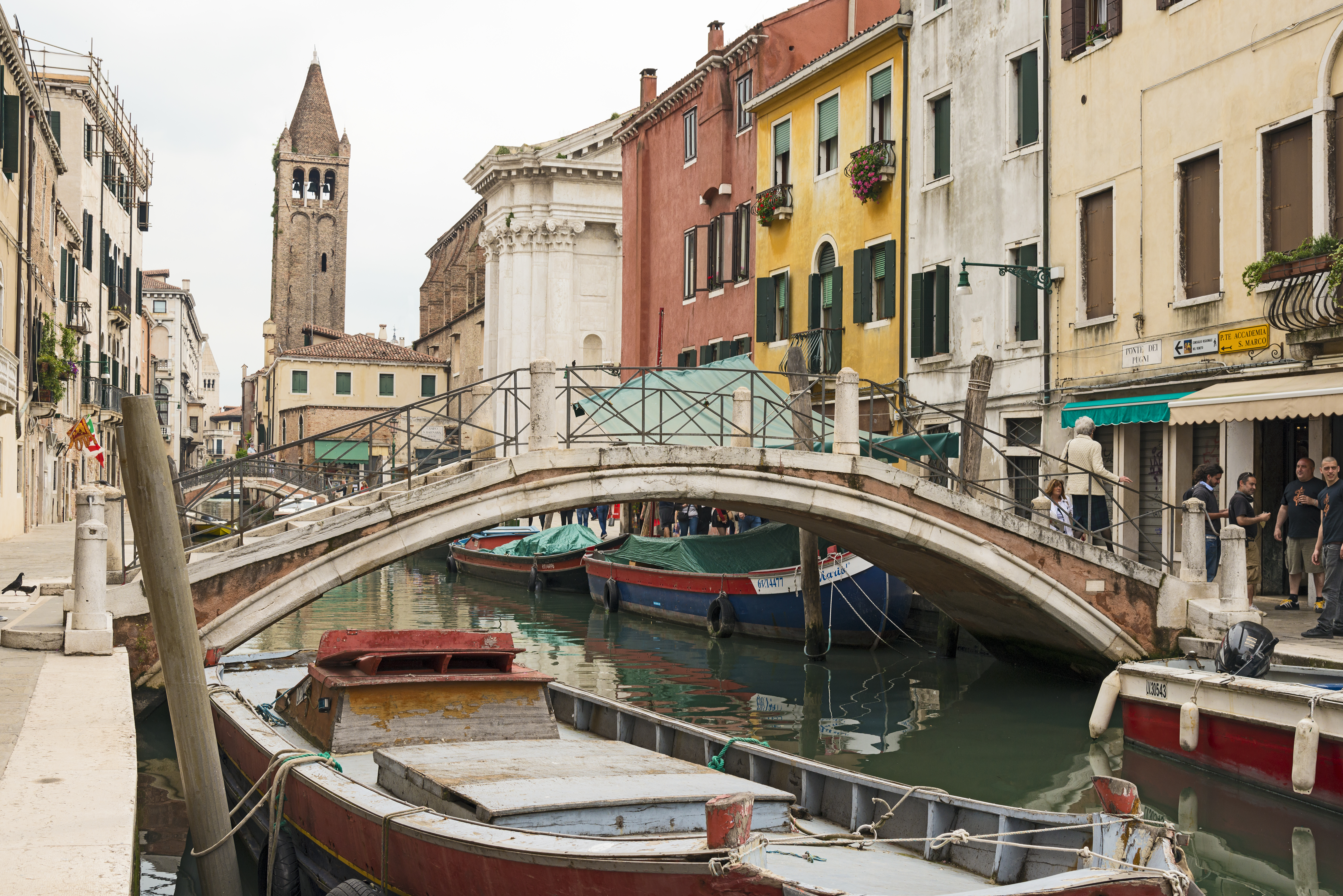
Ponte dei Pugni Rio de San Barnaba
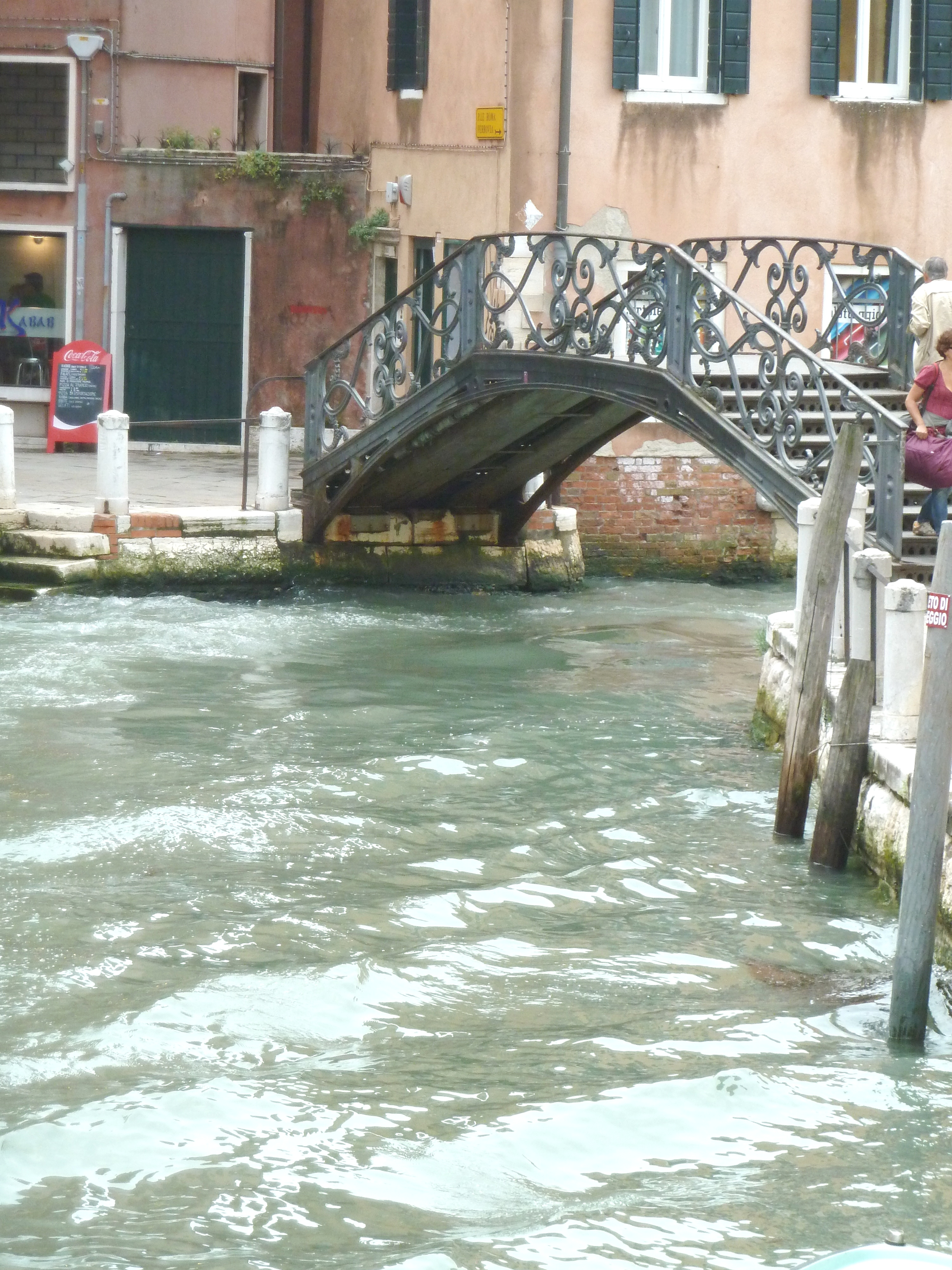
Ponte dei Ragusei Rio del Tentor
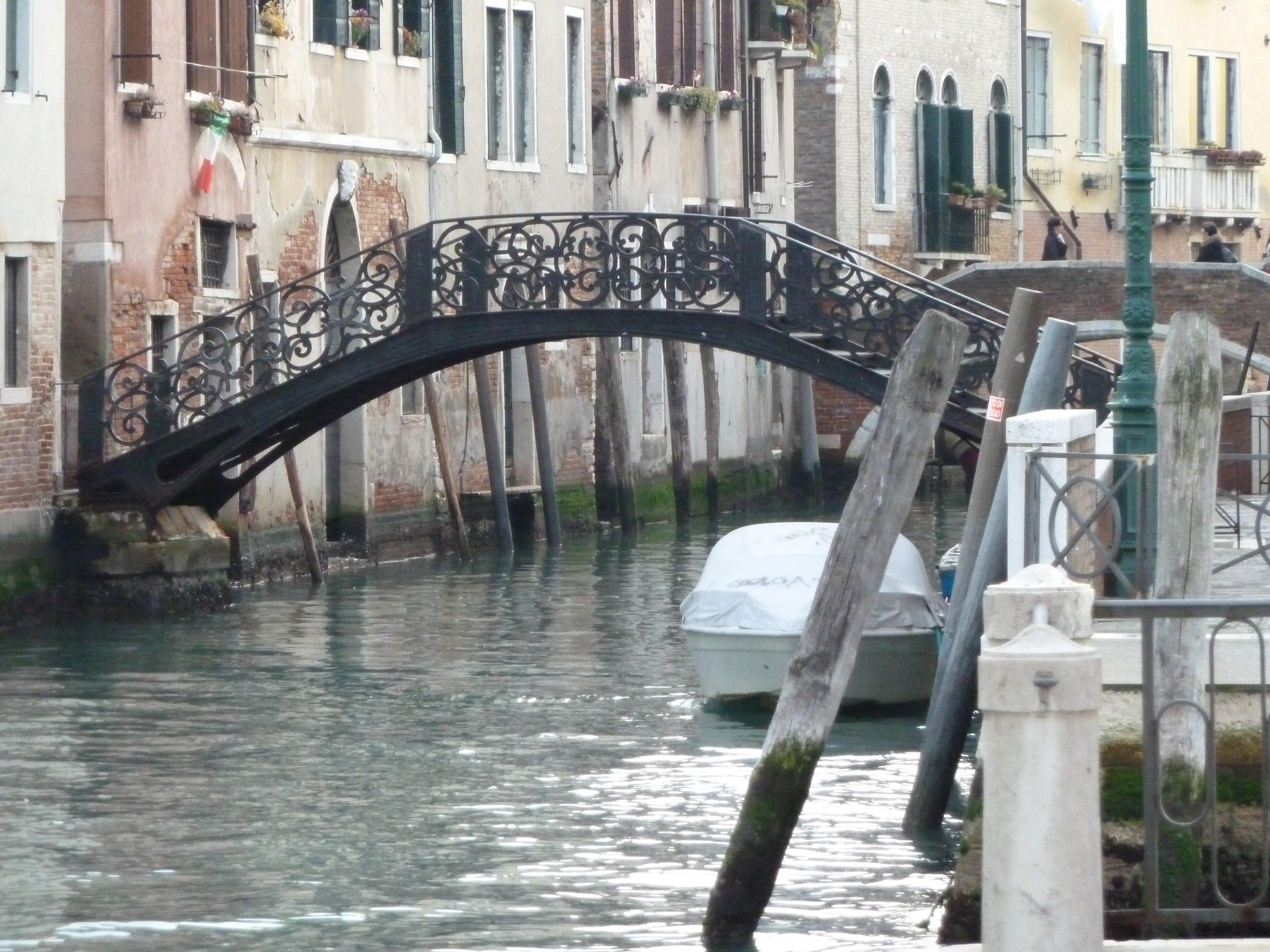
Ponte Renier Rio de San Margarita
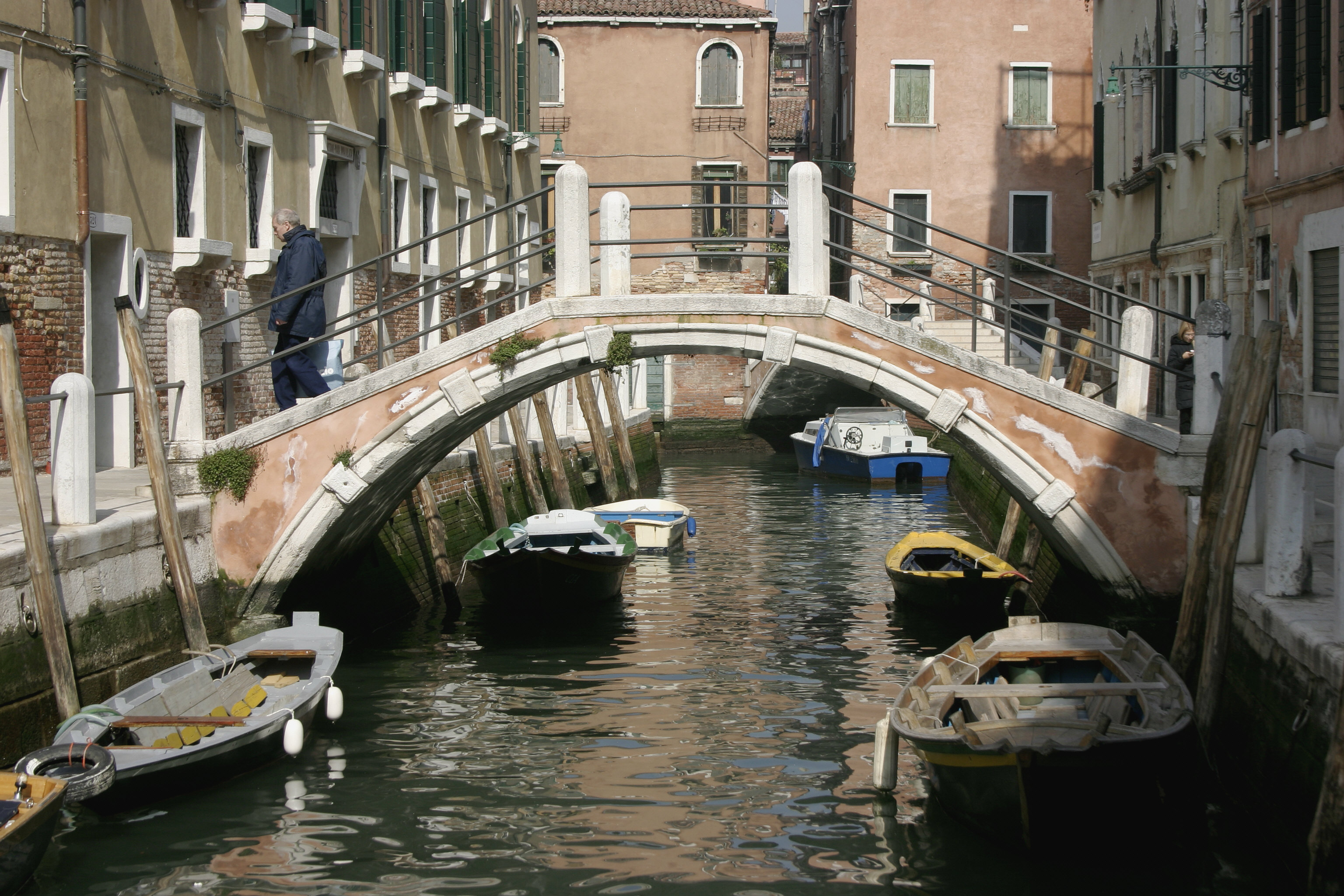
Ponte de le Romite (Eremite) Rio de le Romite
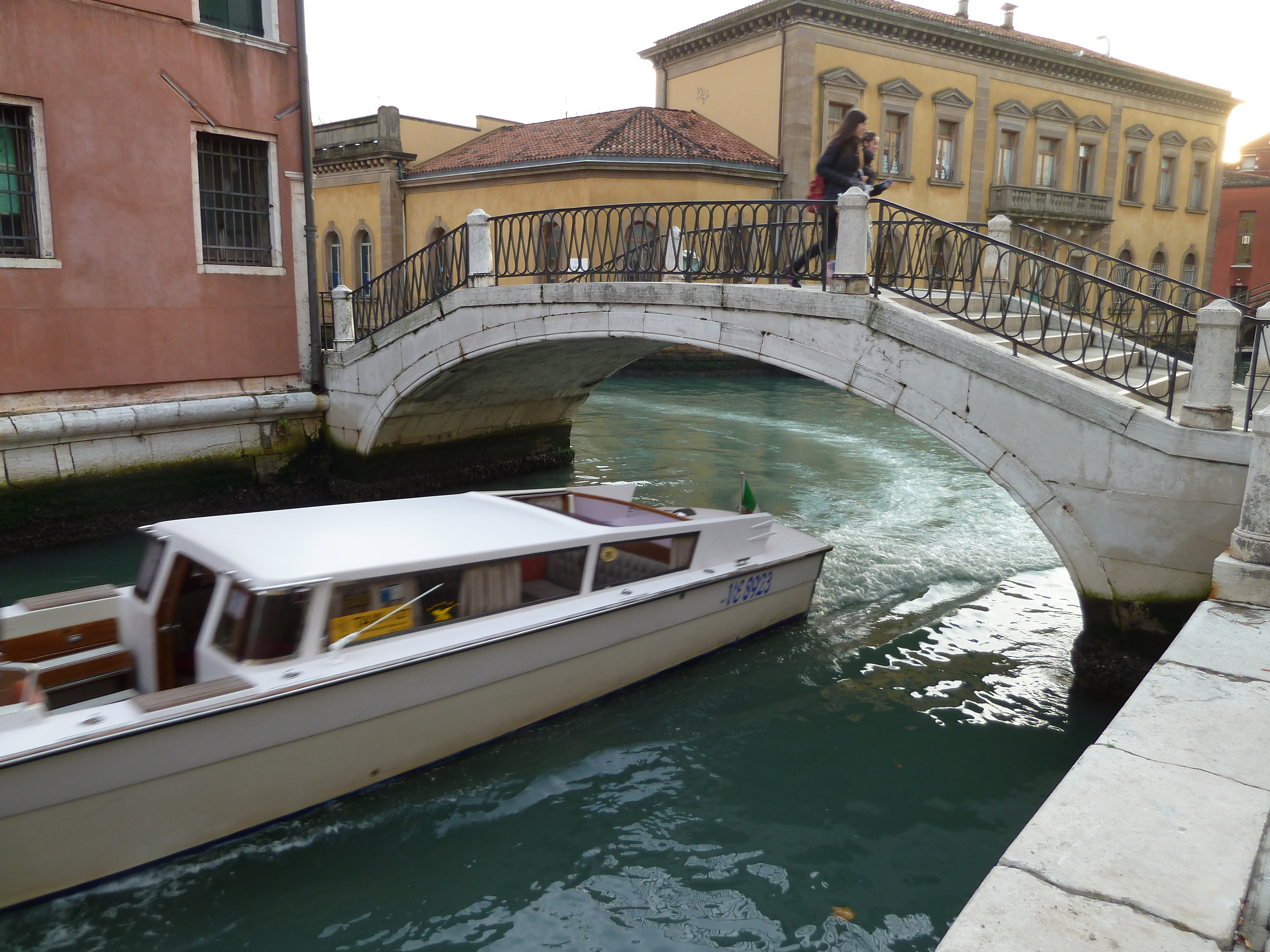
Ponte Rosso Rio del Tentor
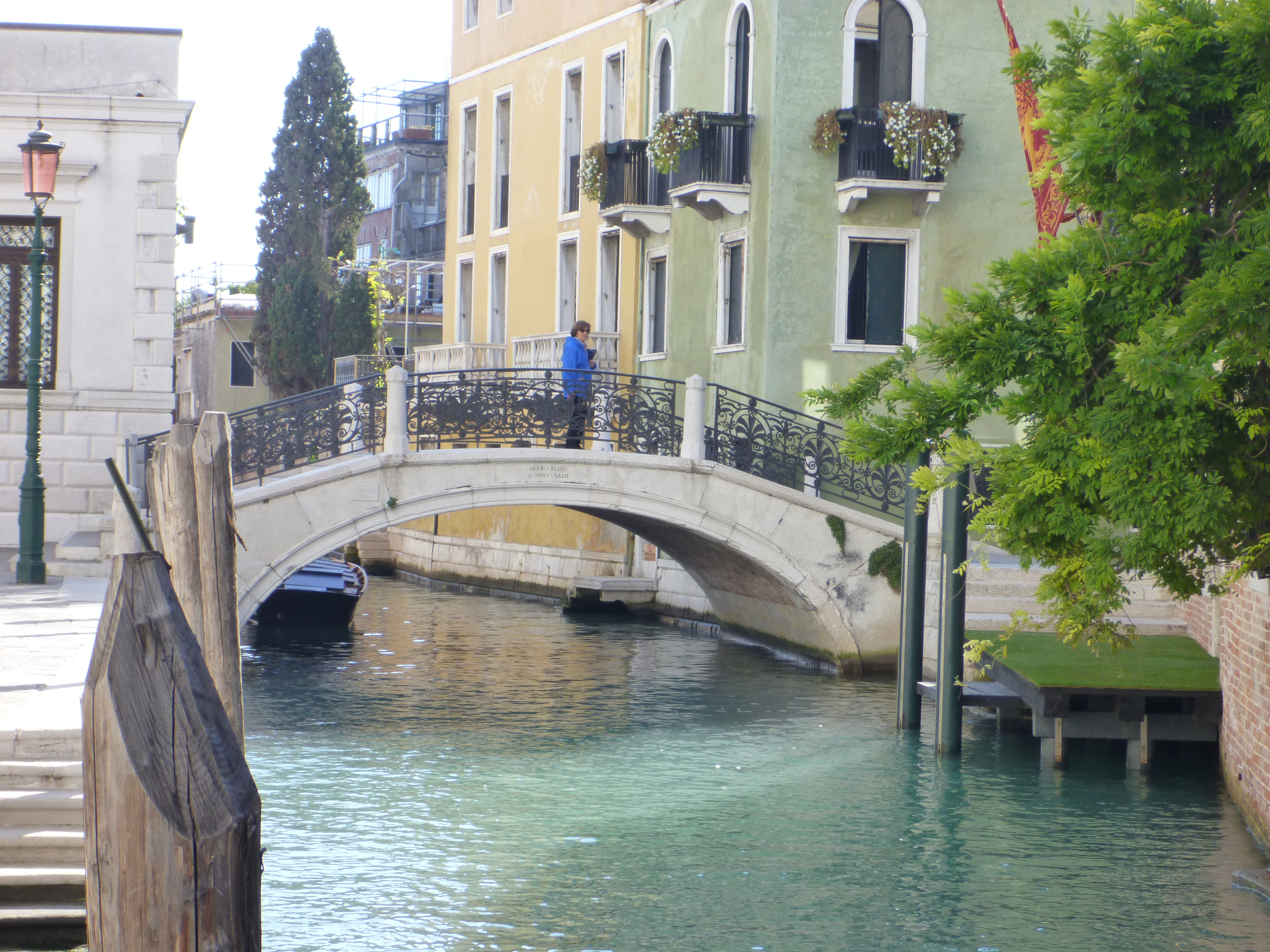
Ponte de la Salute Rio della Salute
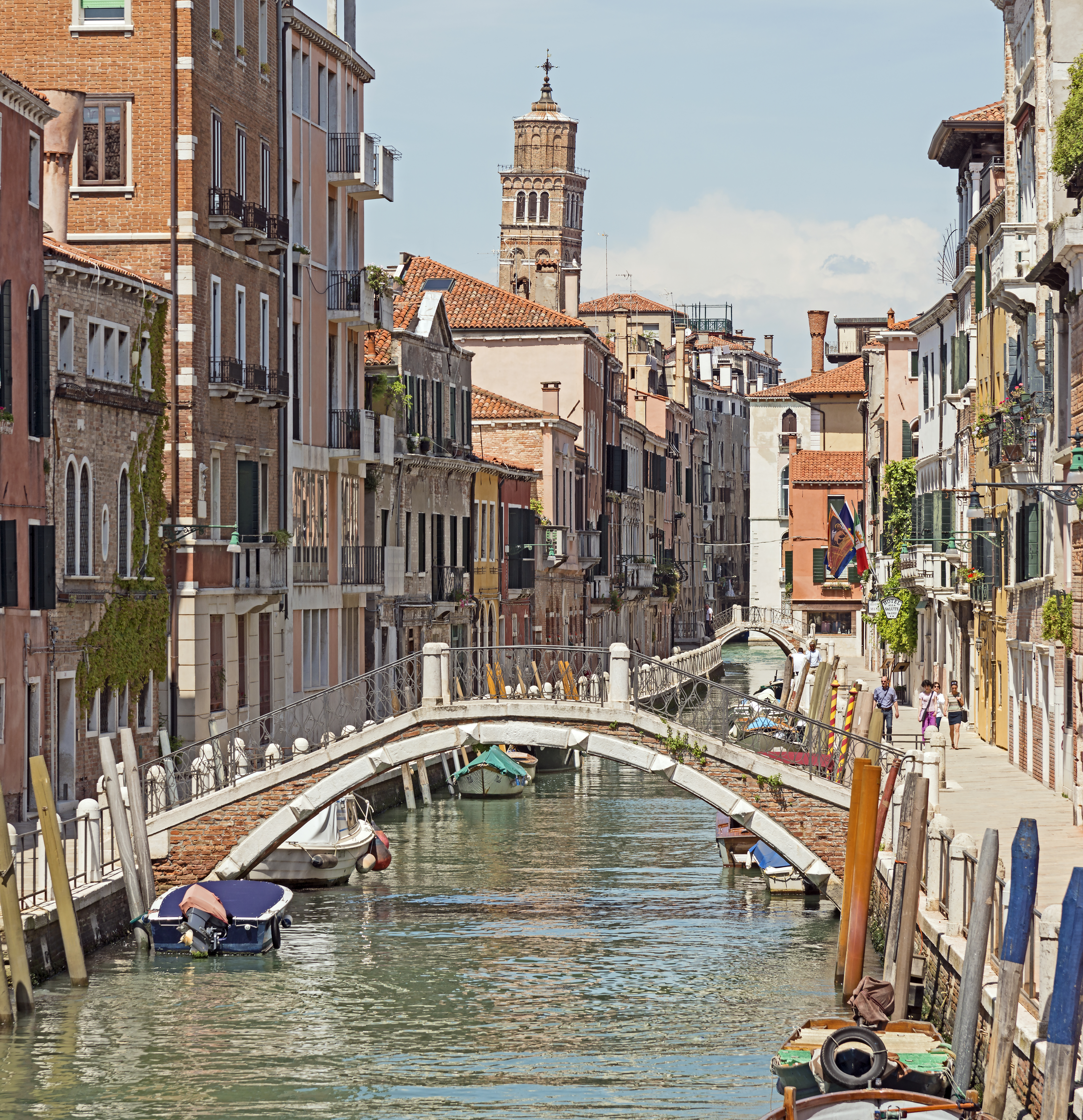
Ponte Santi/De Mezzo Rio de la Fornace
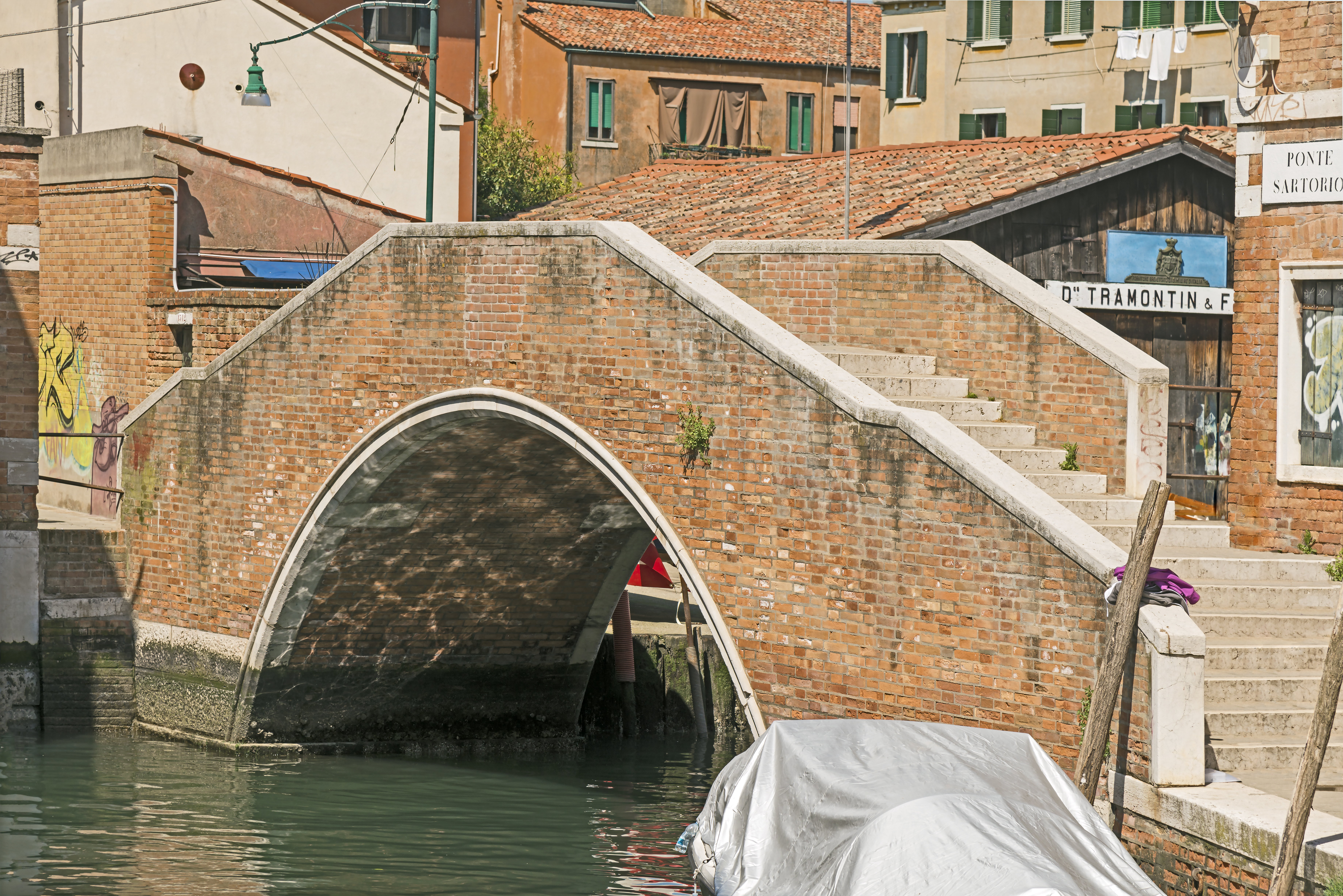
Ponte Sartorio Rio dei Ognissanti - Rio de l'Avogaria
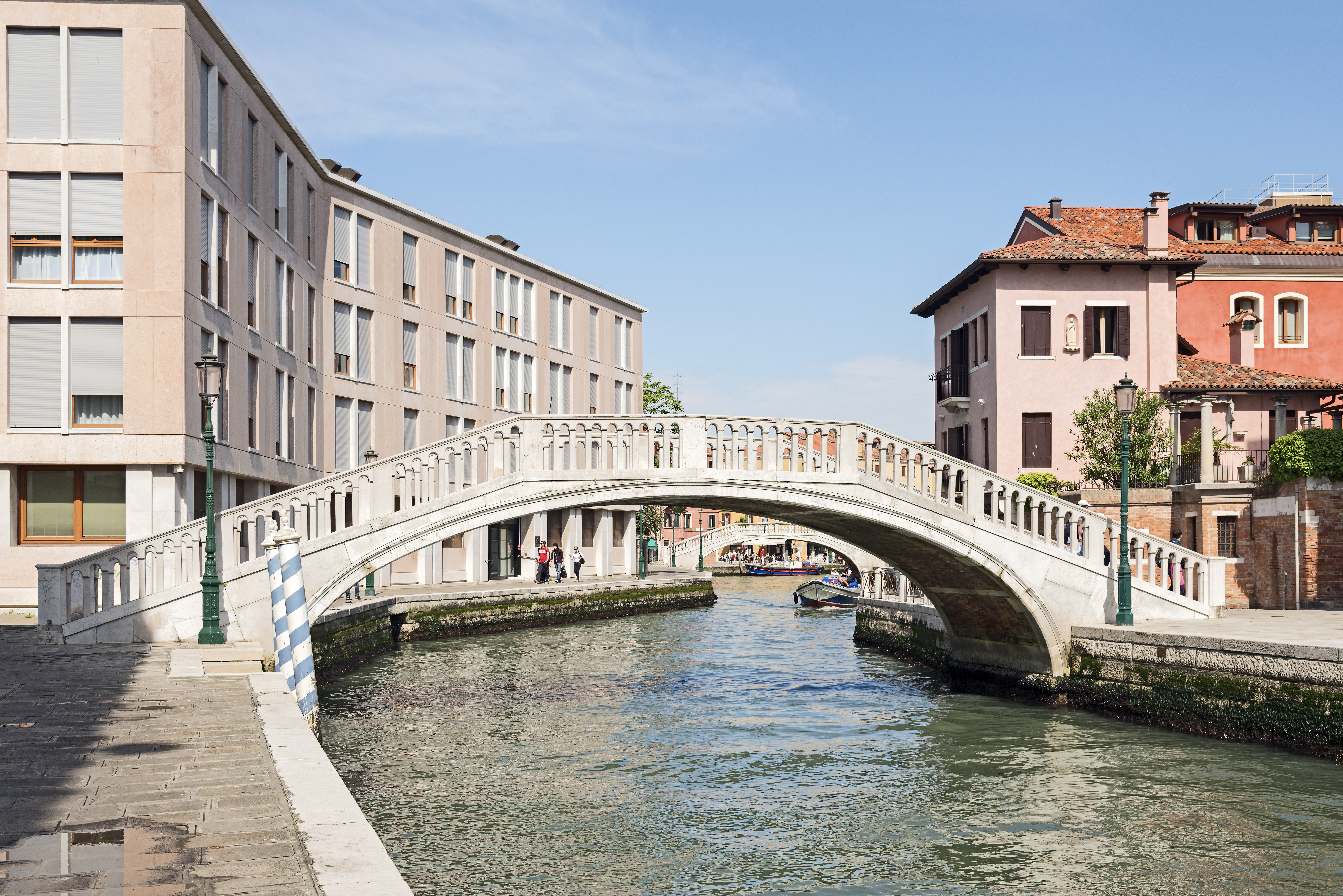
Ponte de la Sbiaca Rio Novo (Venise)
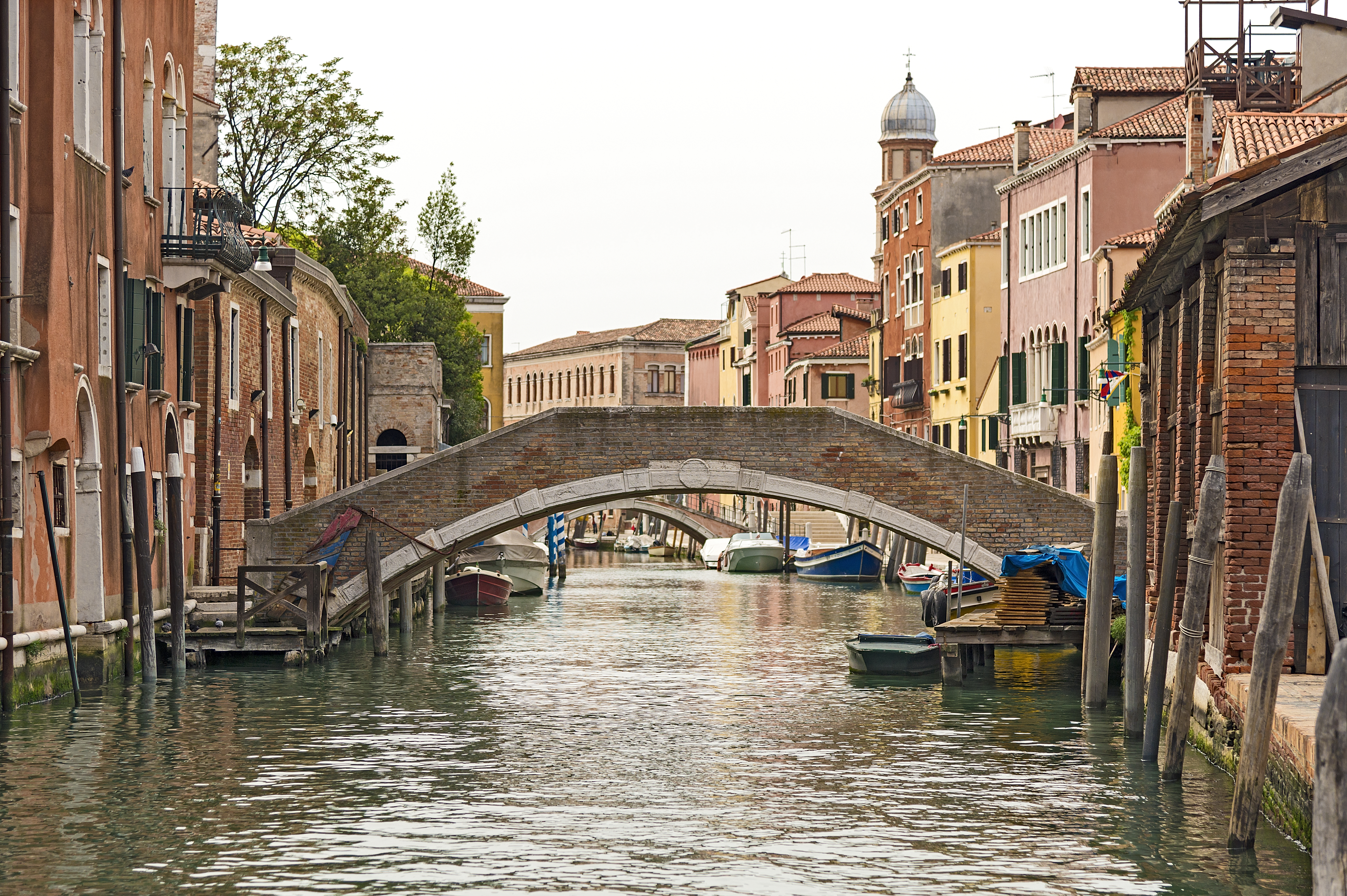
Ponte de la Scoazera Rio dei Ognissanti
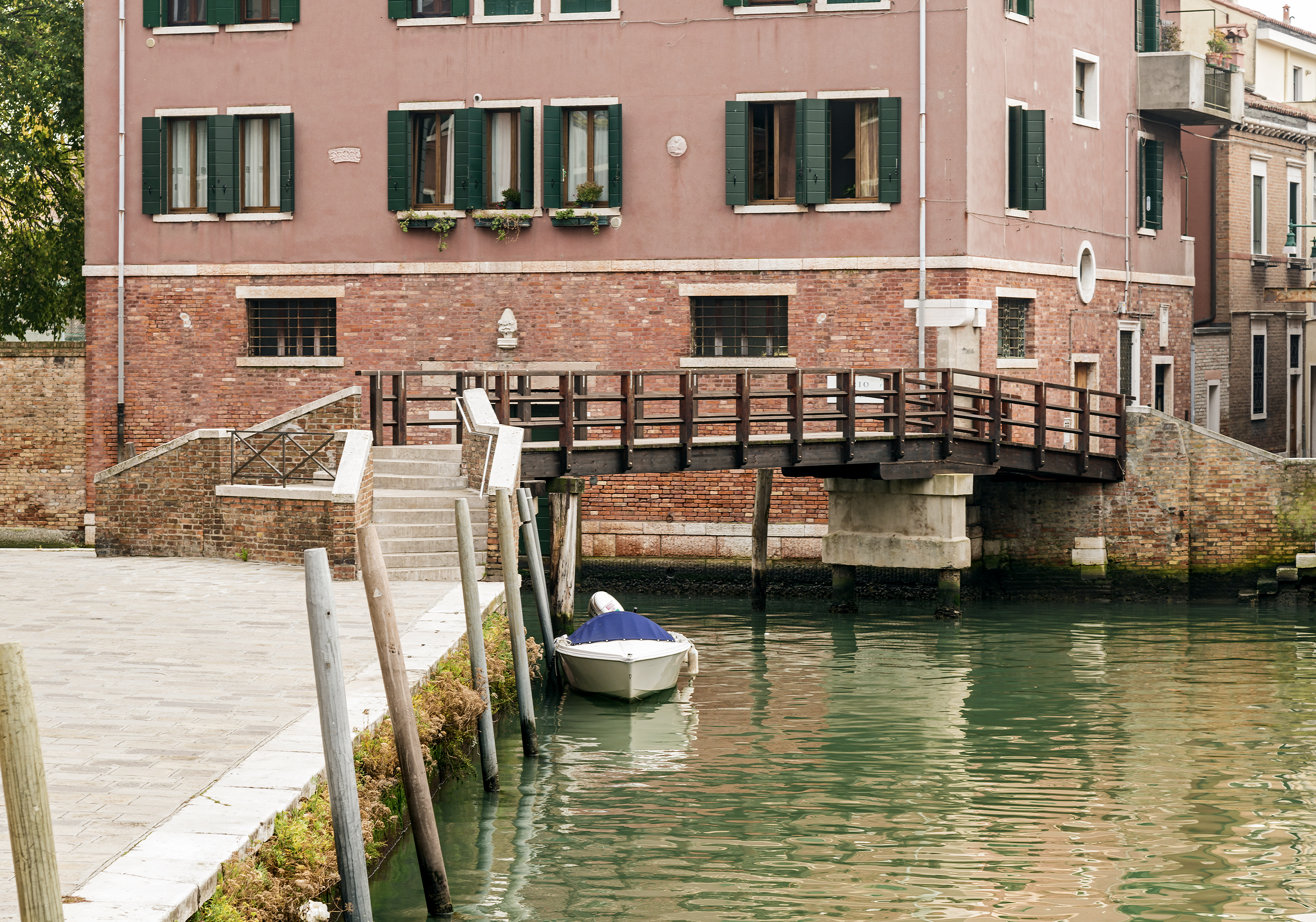
Ponte Storto Rio del Tentor
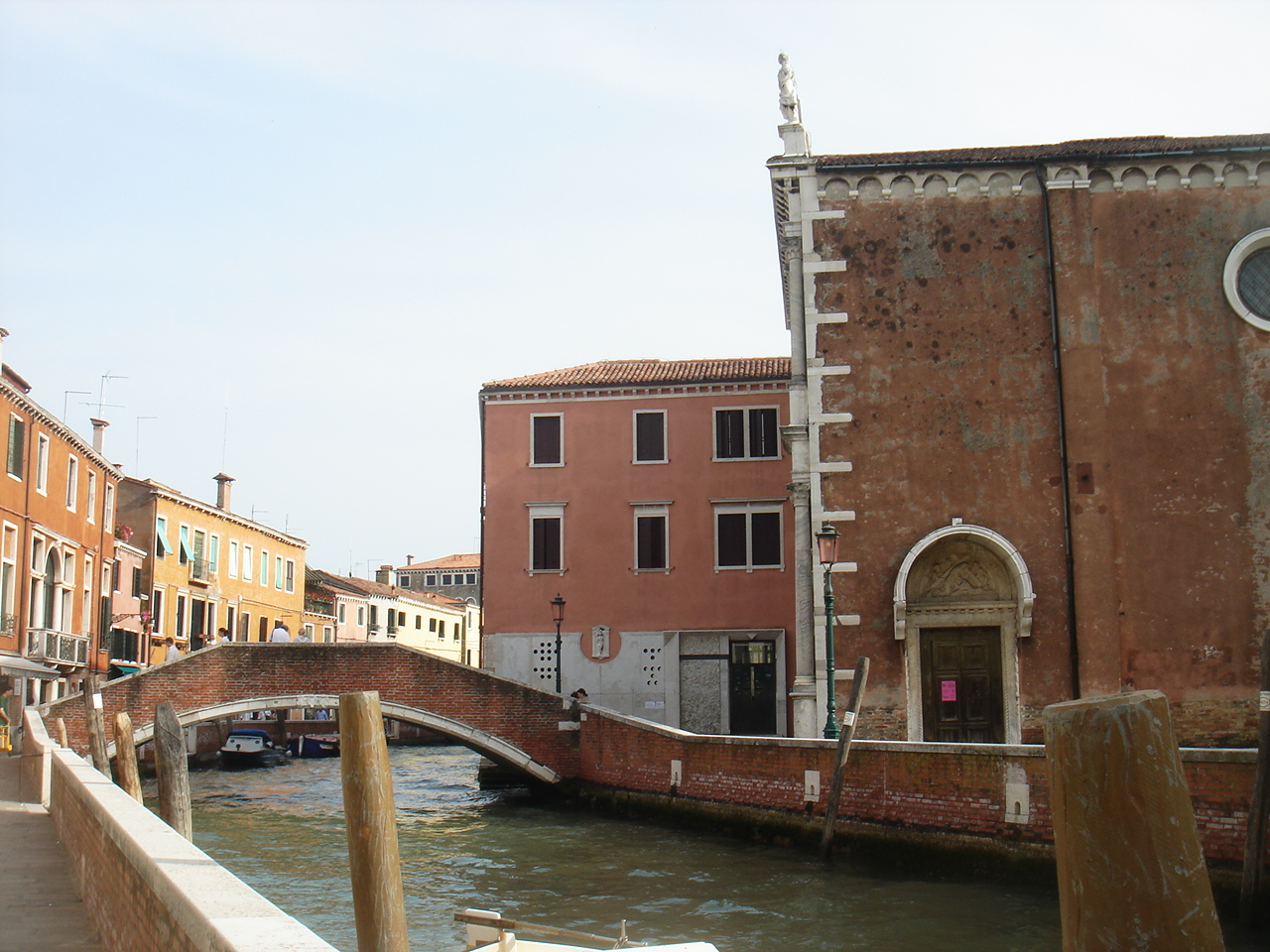
Ponte San Sebastian(o) Rio de San Basegio
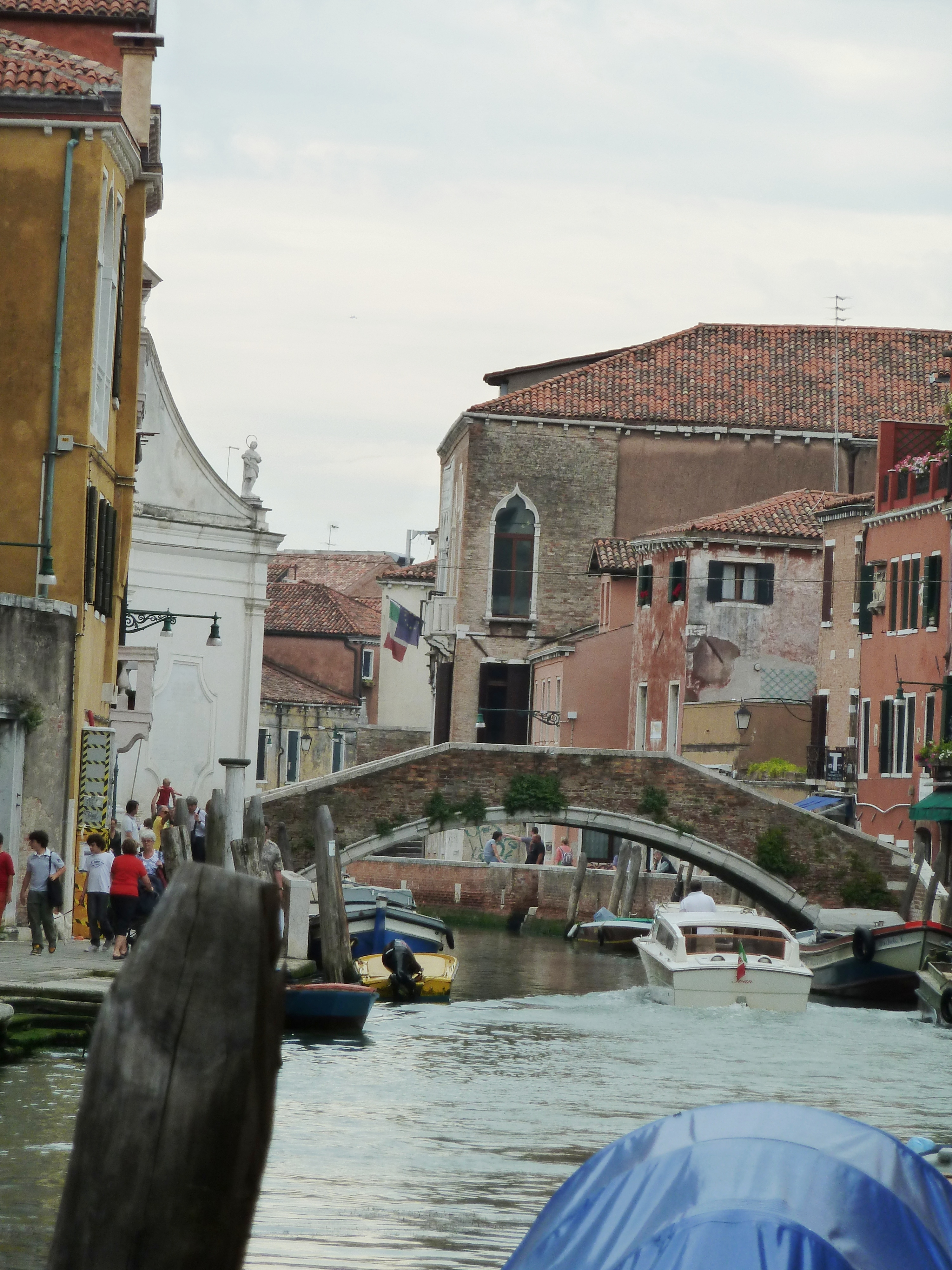
Ponte del Soccorso Rio dei Carmini
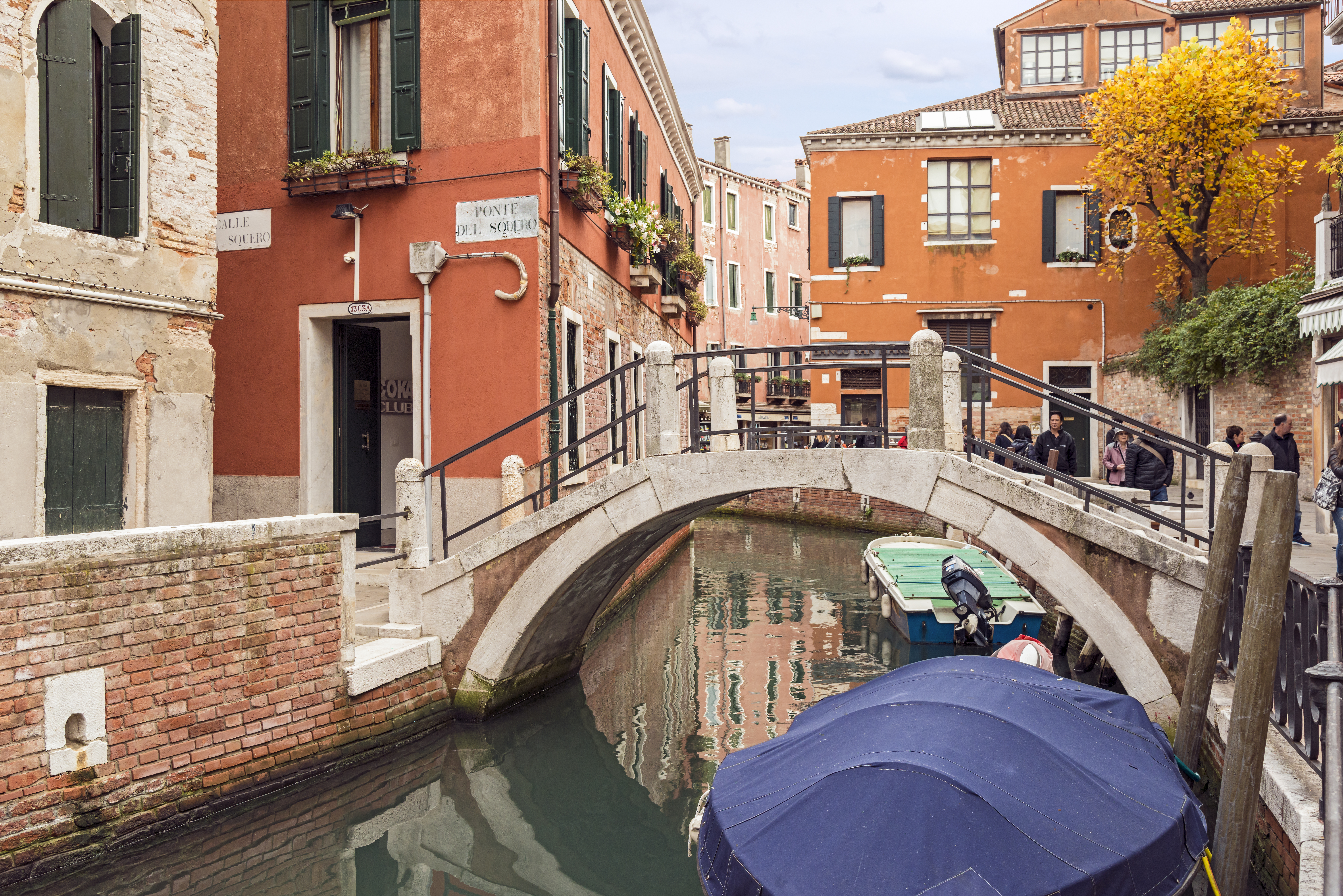
Ponte del Squero Rio de la Toletta
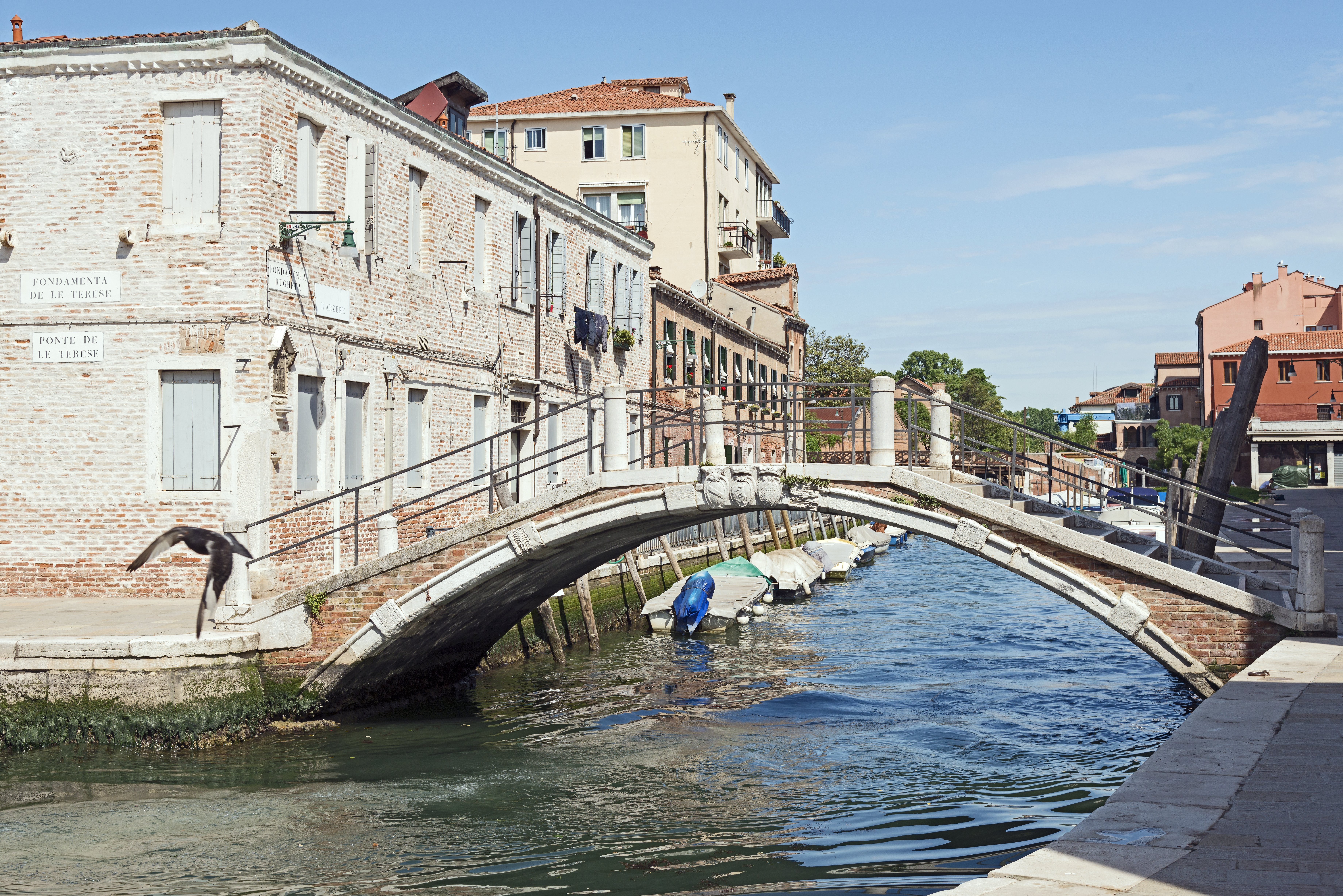
Ponte de le Terese Rio del'Arzere  Rio de le Terese
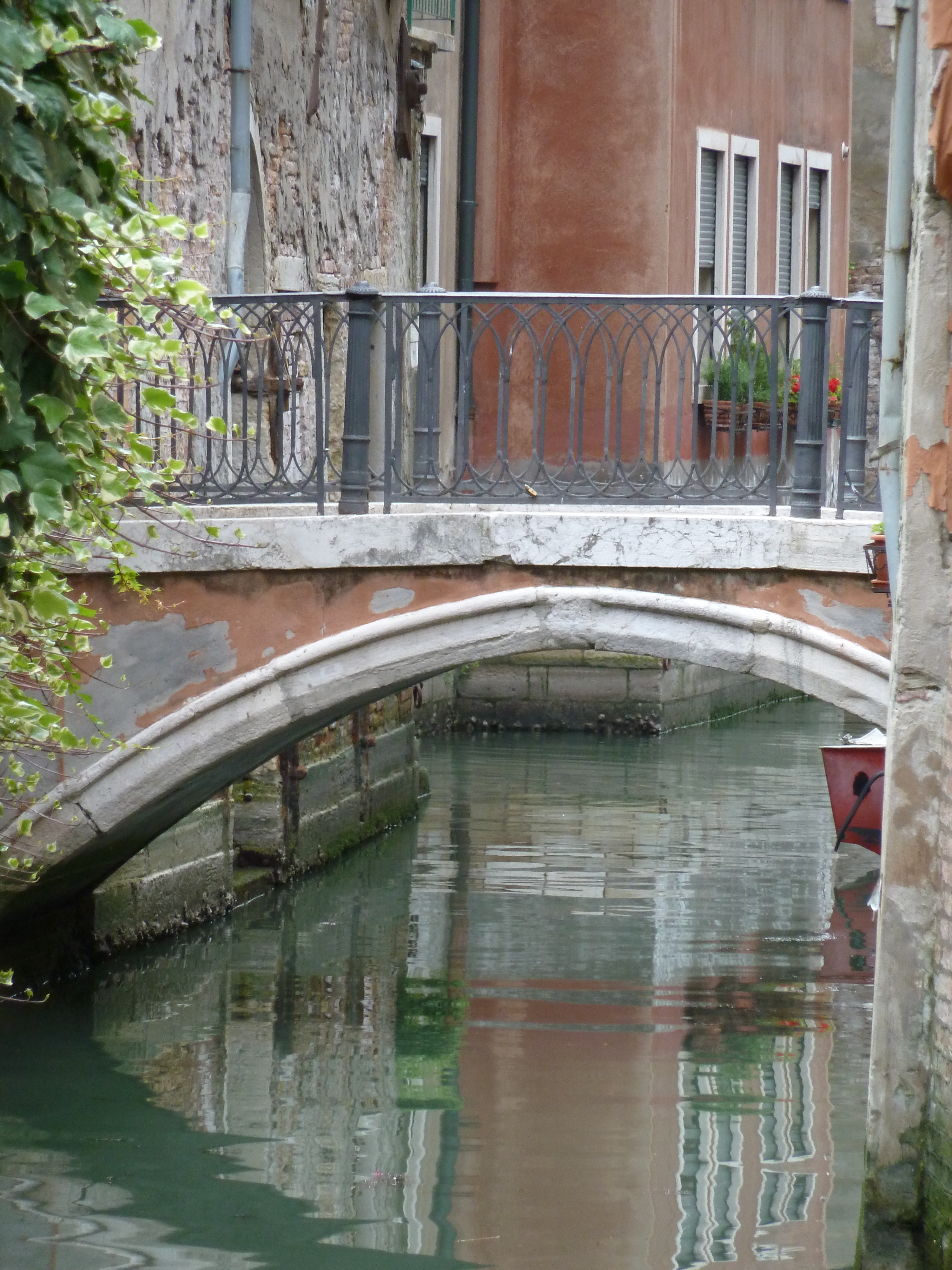
Ponte de la Toleta Rio de la Toletta
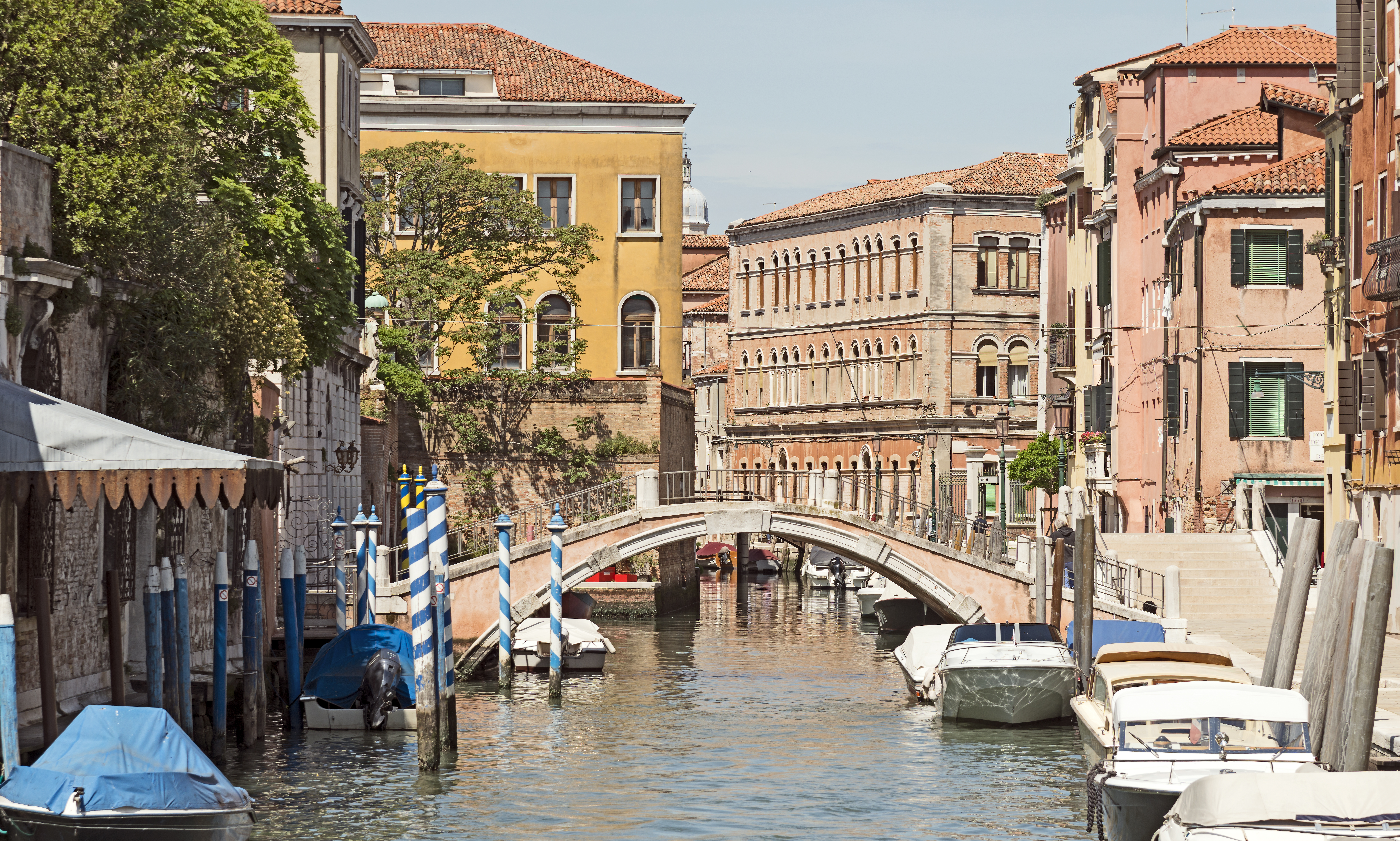
Ponte Trevisan Rio dei Ognissanti
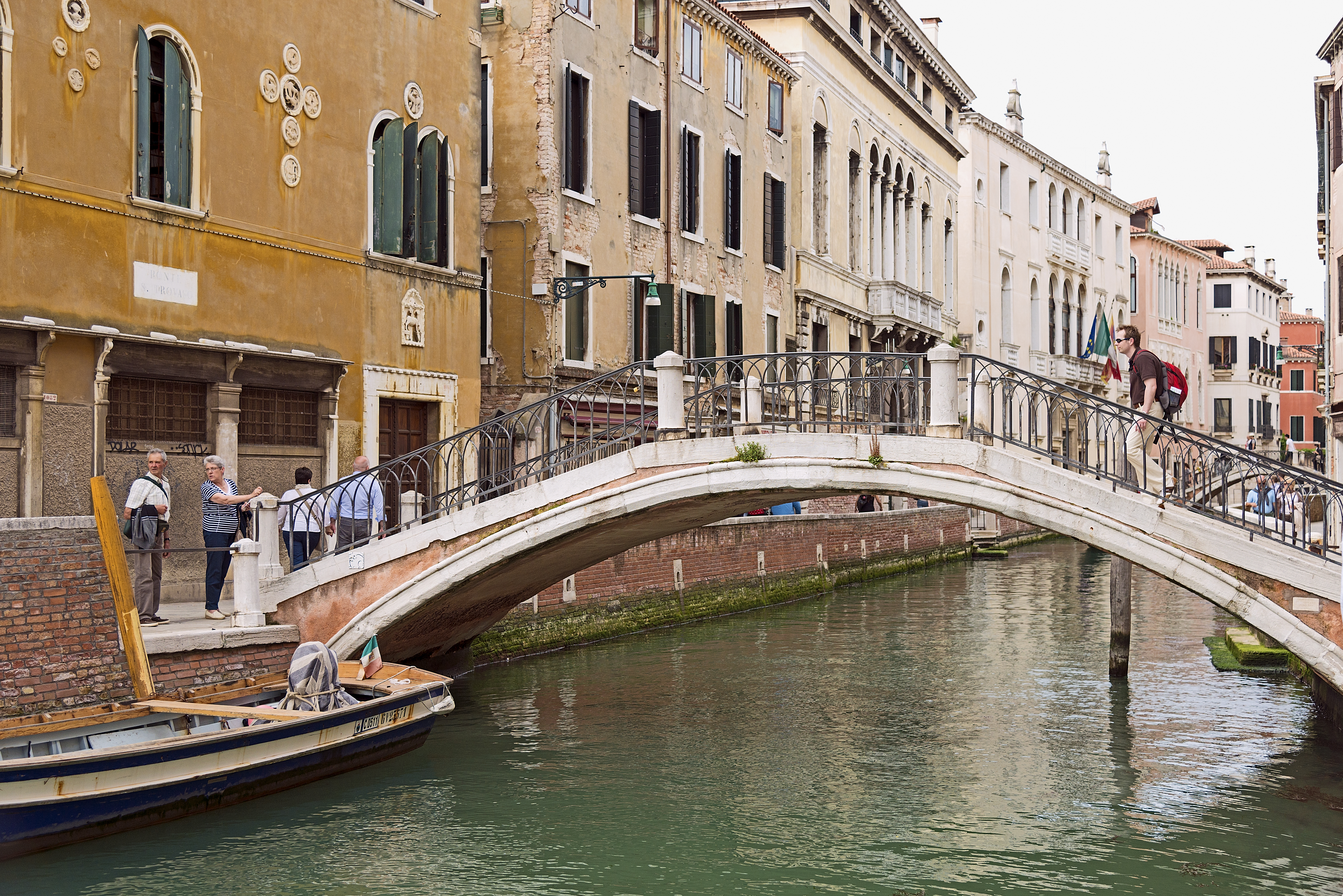
Ponte San Trovaso Rio de San Trovaso
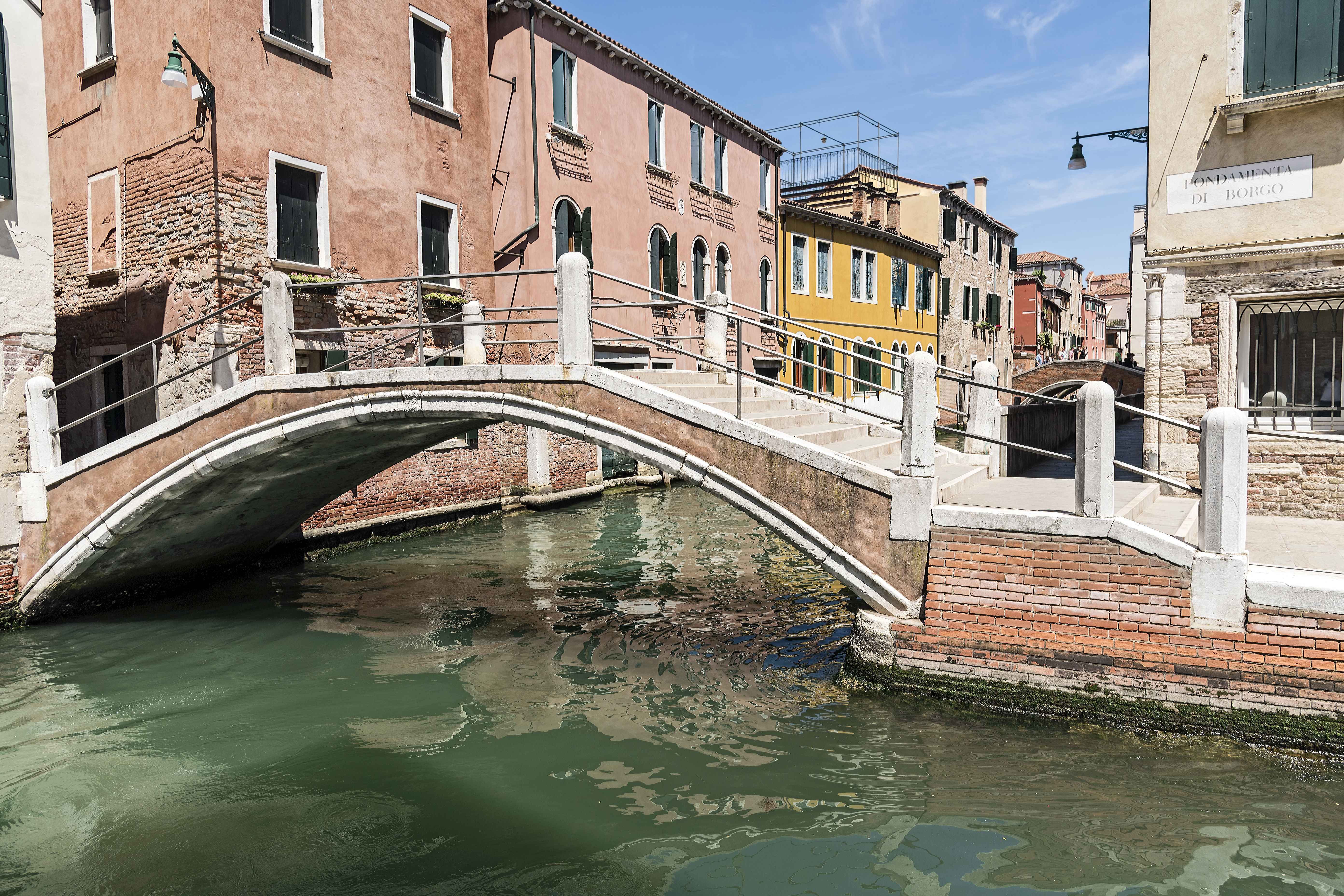
Ponte de le Turchette Rio del Malpaga
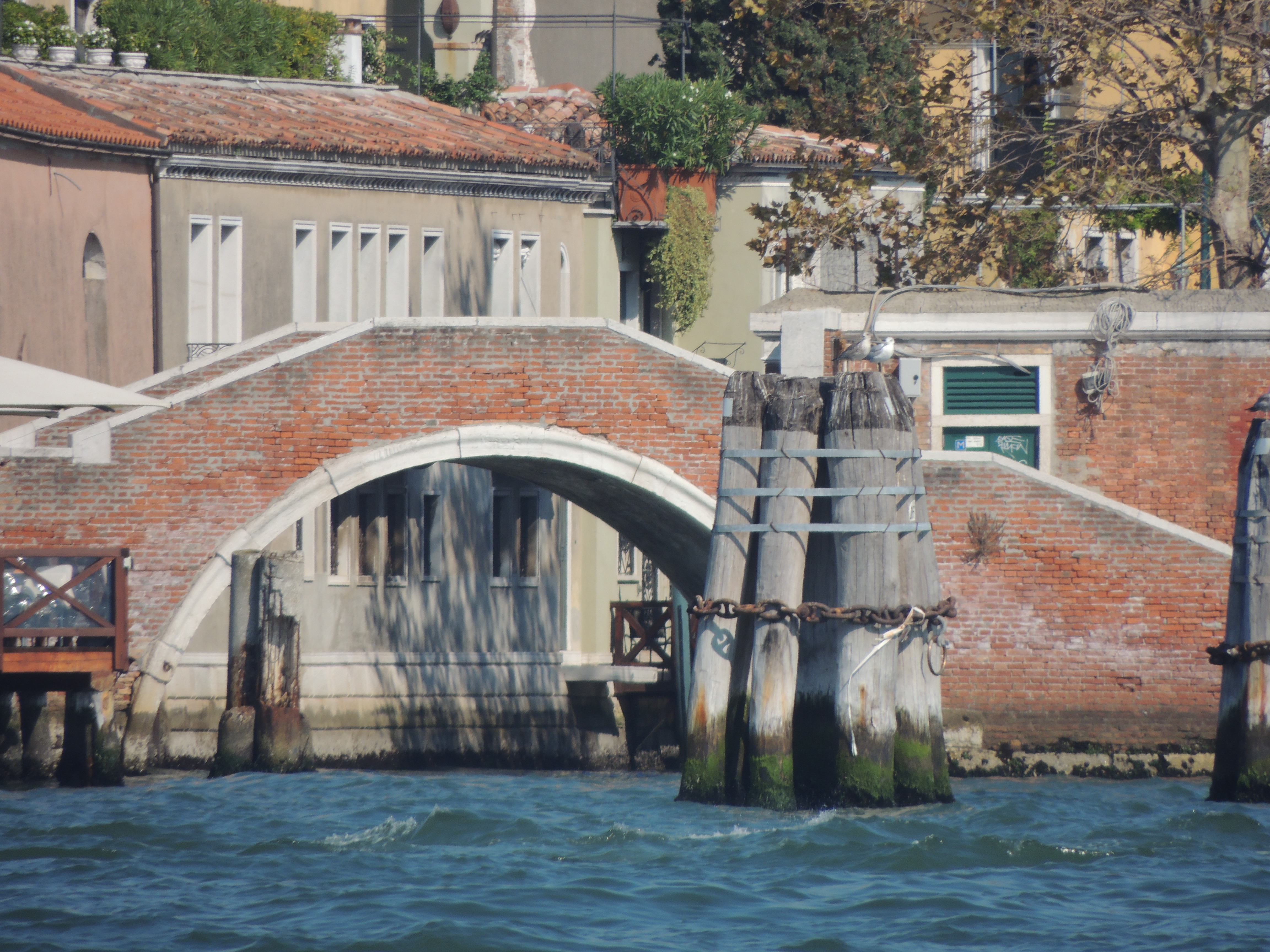
Ponte de l'Umiltà Rio della Salute
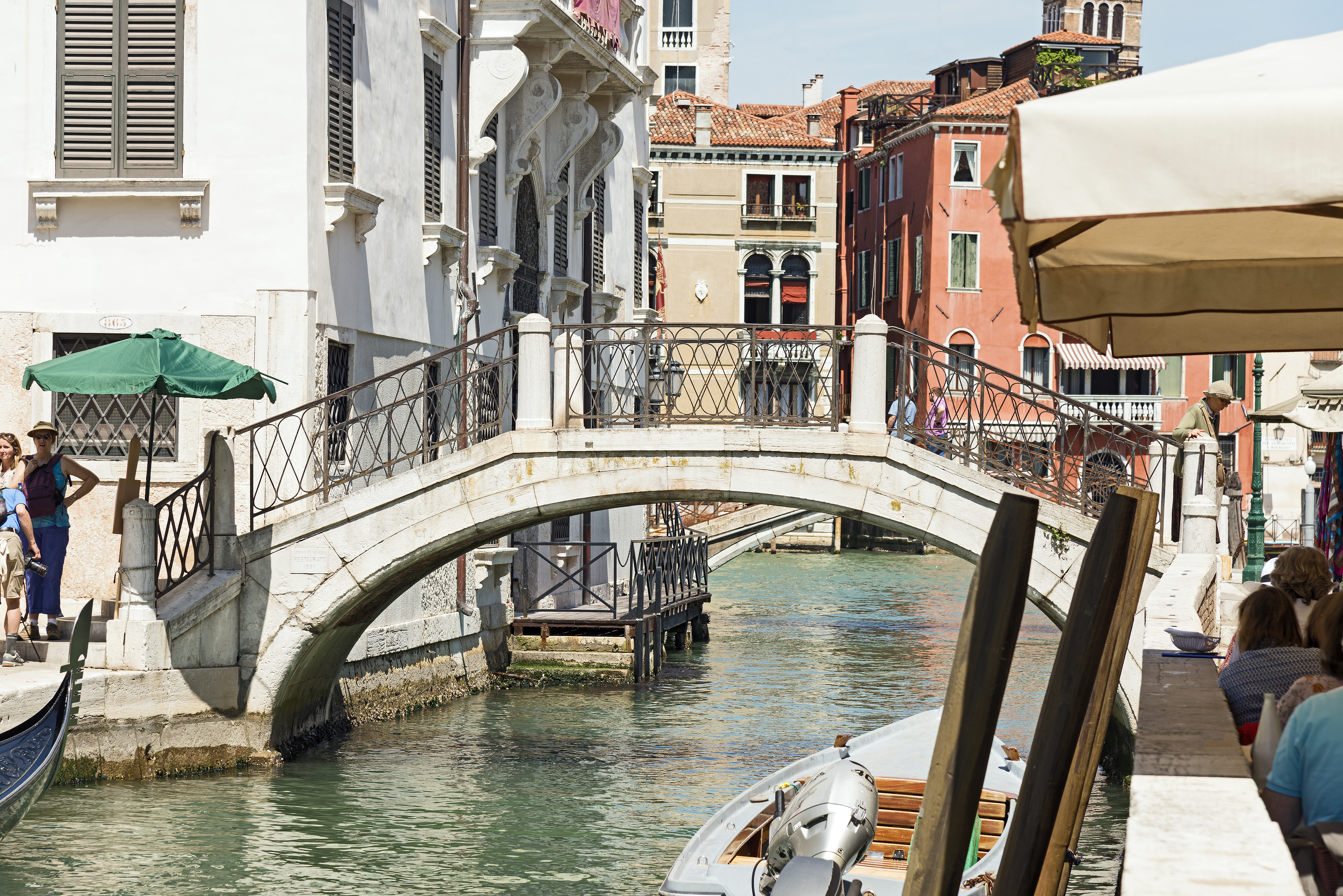
Ponte San Vio Rio de San Vio

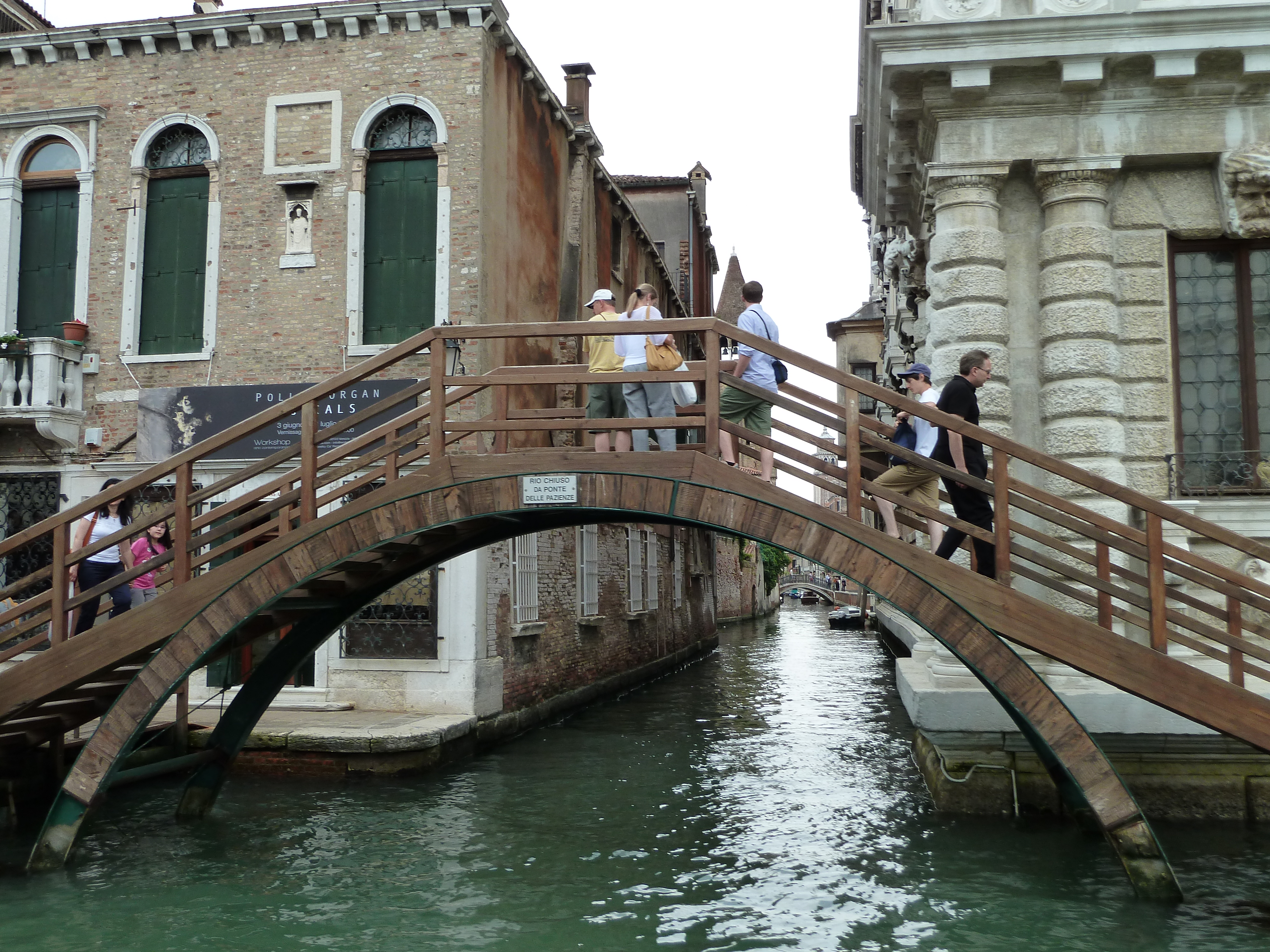
pont privé du Ca' Rezzonico Rio de San Barnaba
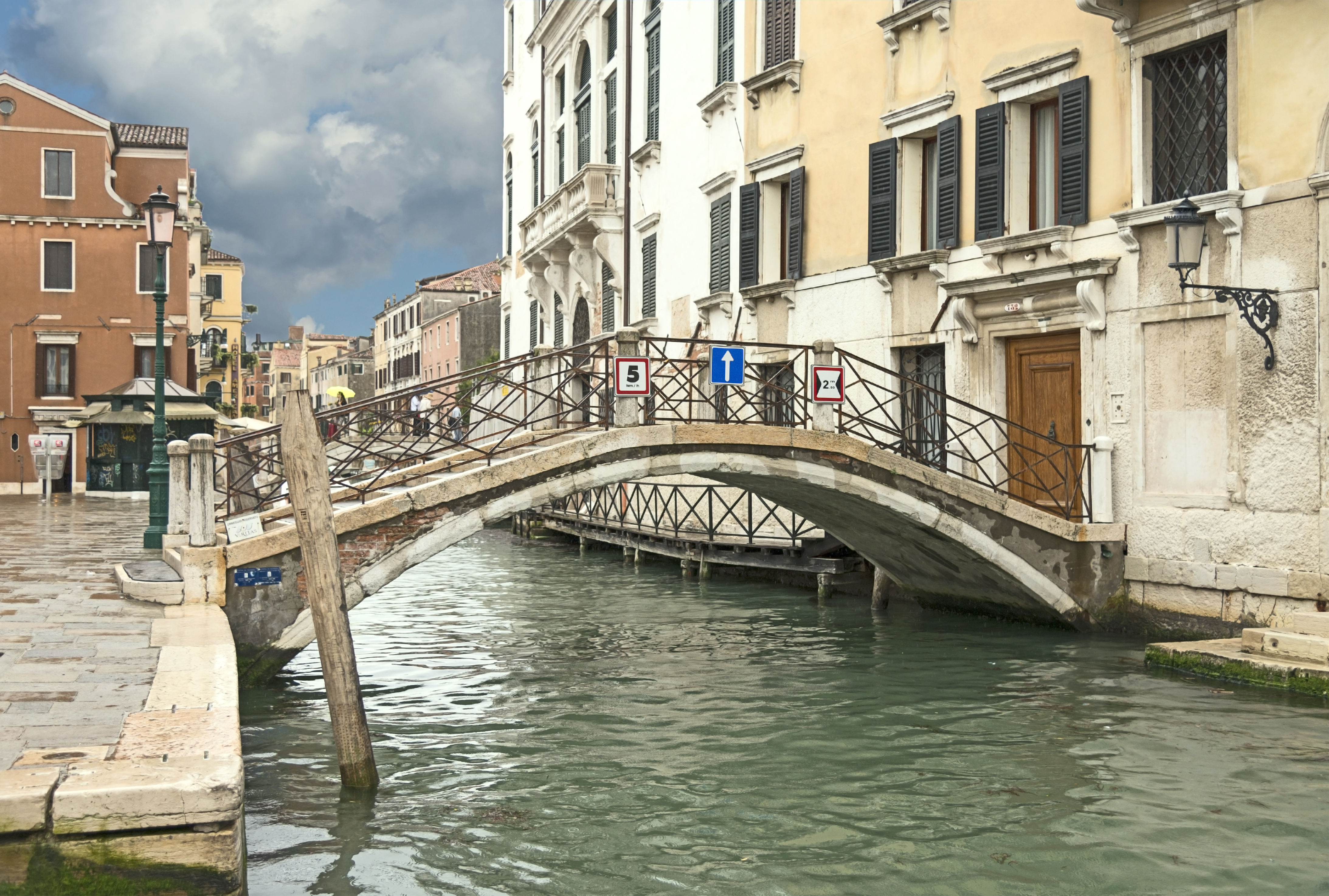
Pont privé Palais Loredan Cini Rio de San Vio
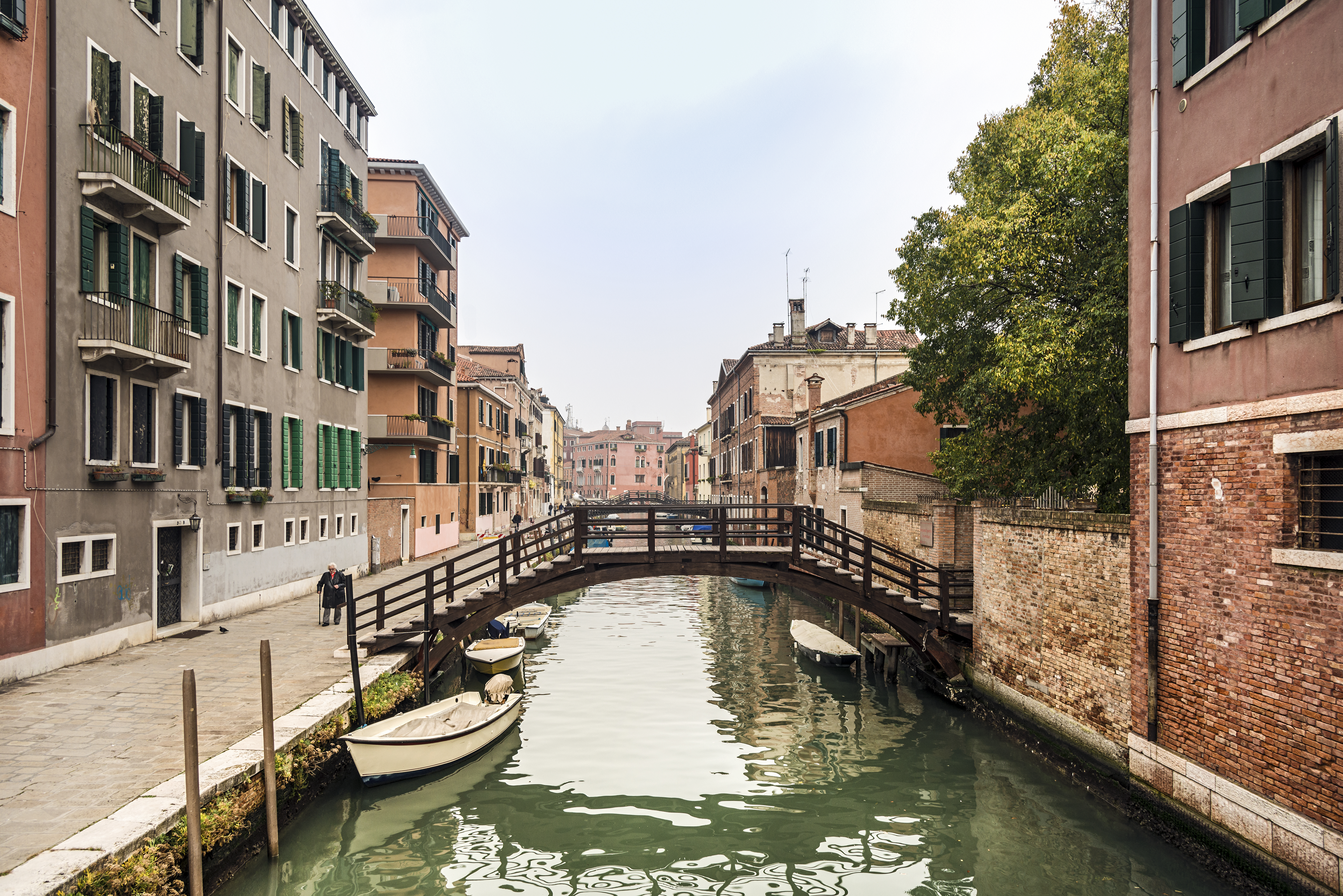
Ponte del Convitto Biancotto, Rio del Tentor
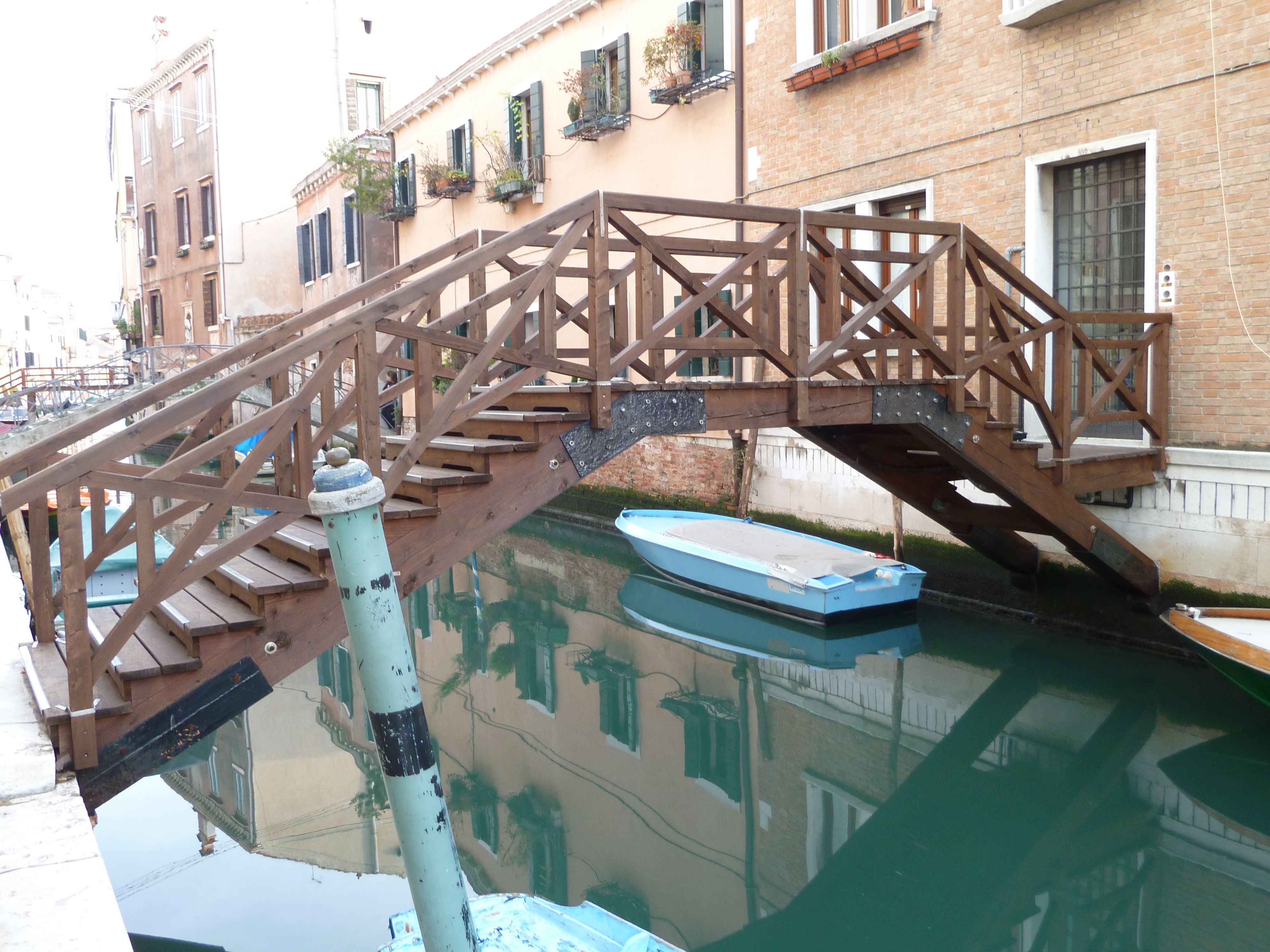
Ponte privé (au no 1462/A), Rio dei Ognissanti

### Giudecca

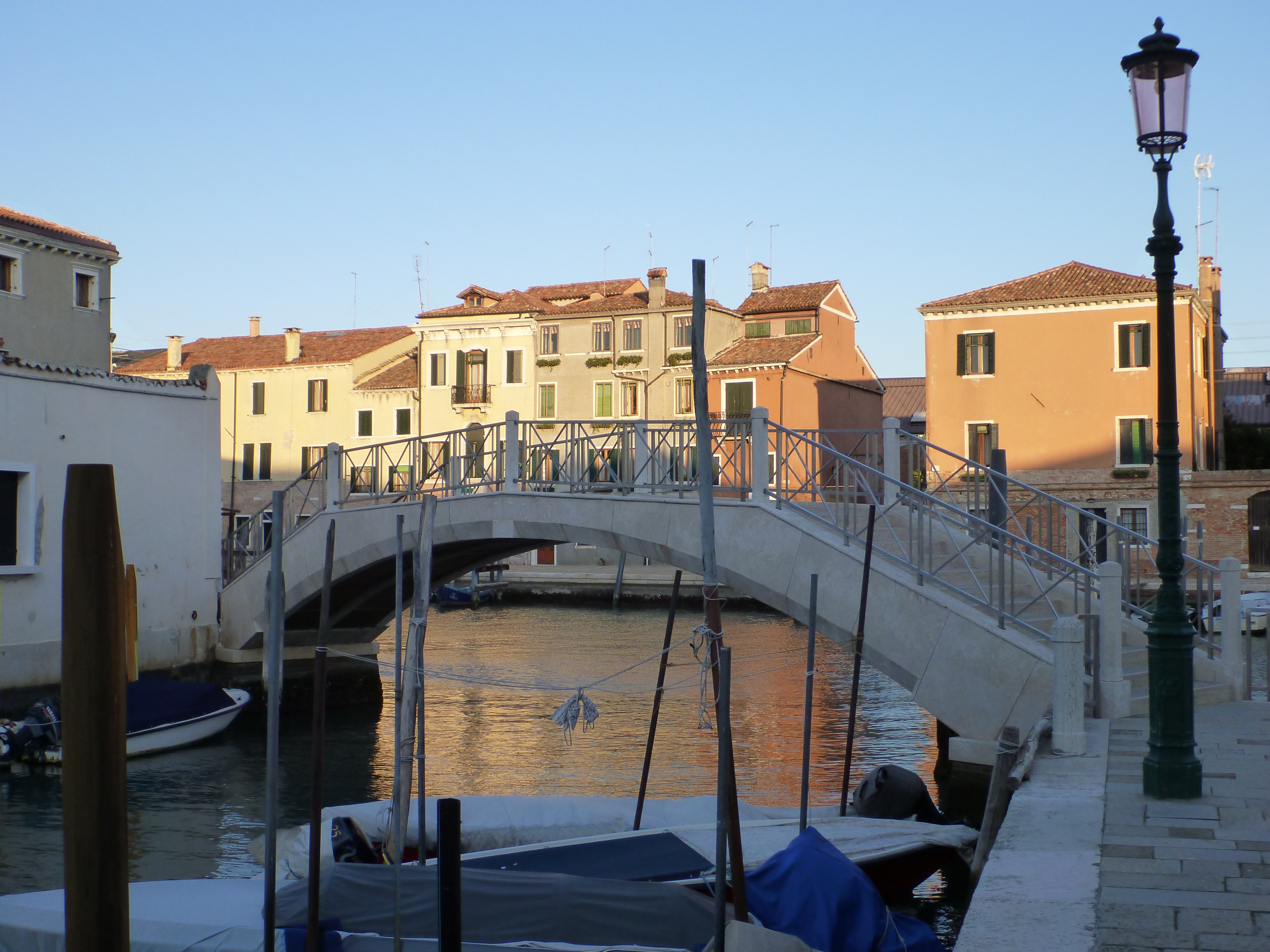
Ponte Sant'Angelo Rio de la Palada
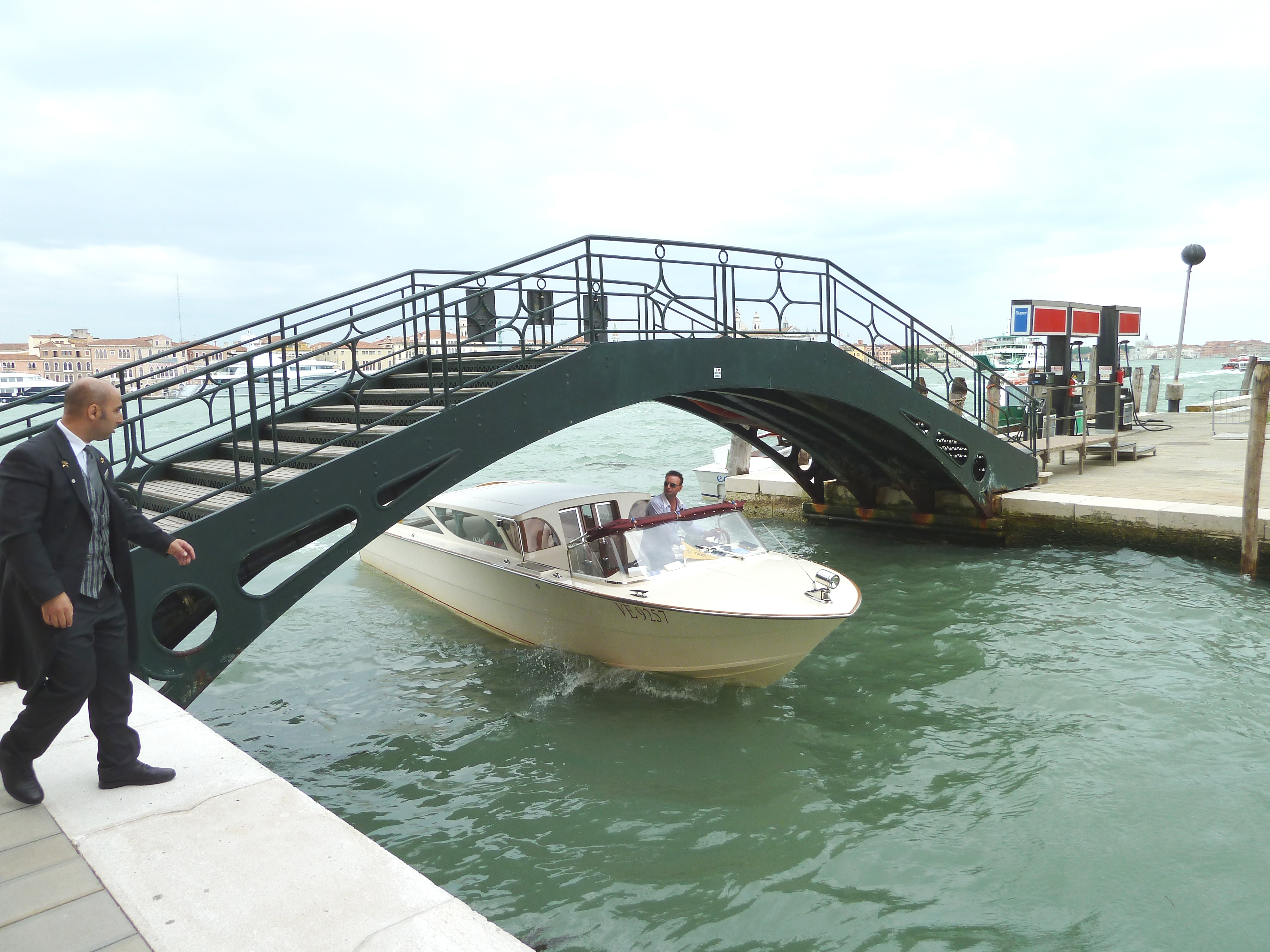
Ponte San Biagio Rio de San Biagio
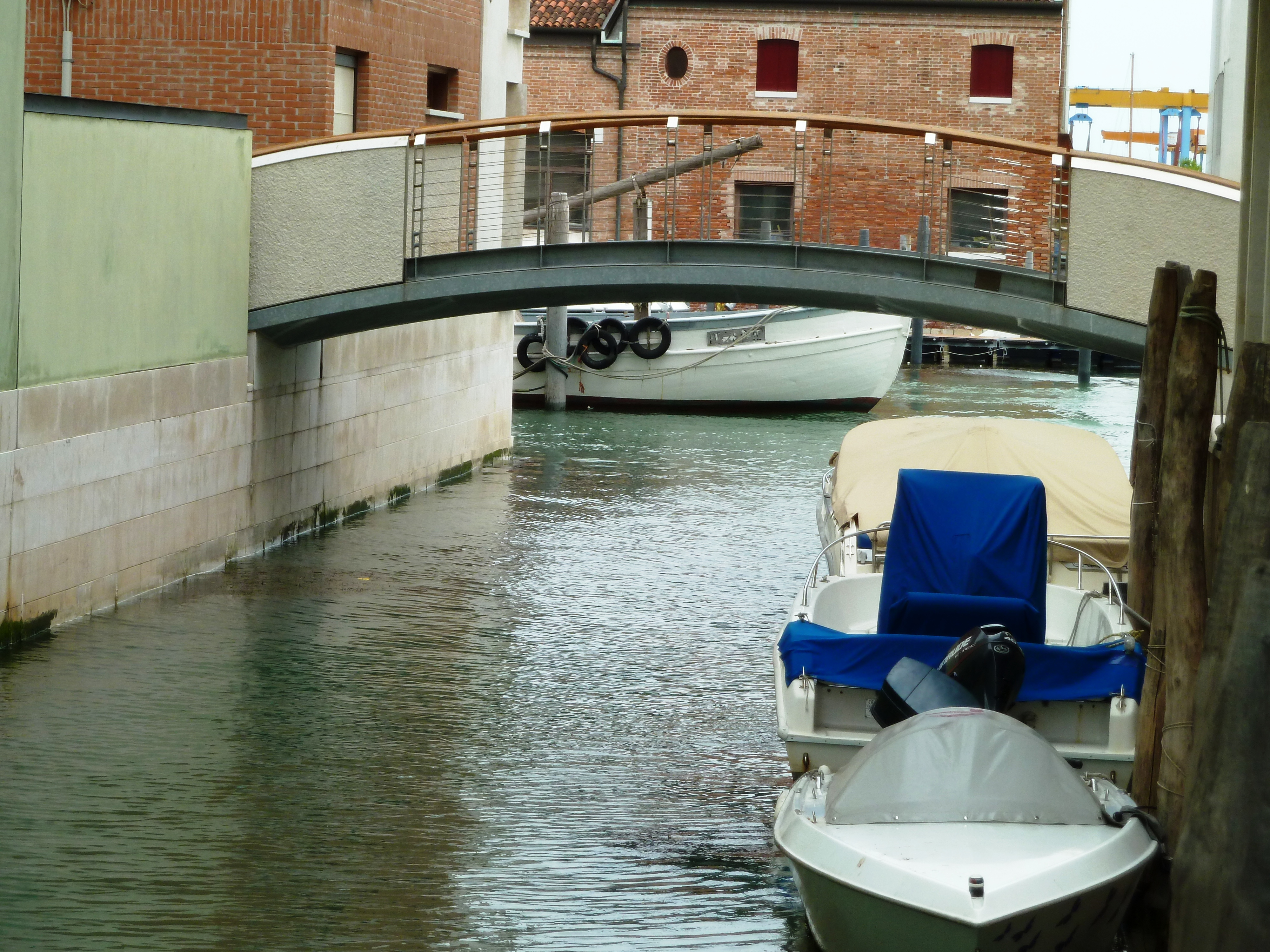
Ponte dei Bolzeri Rio dei Scorzeri
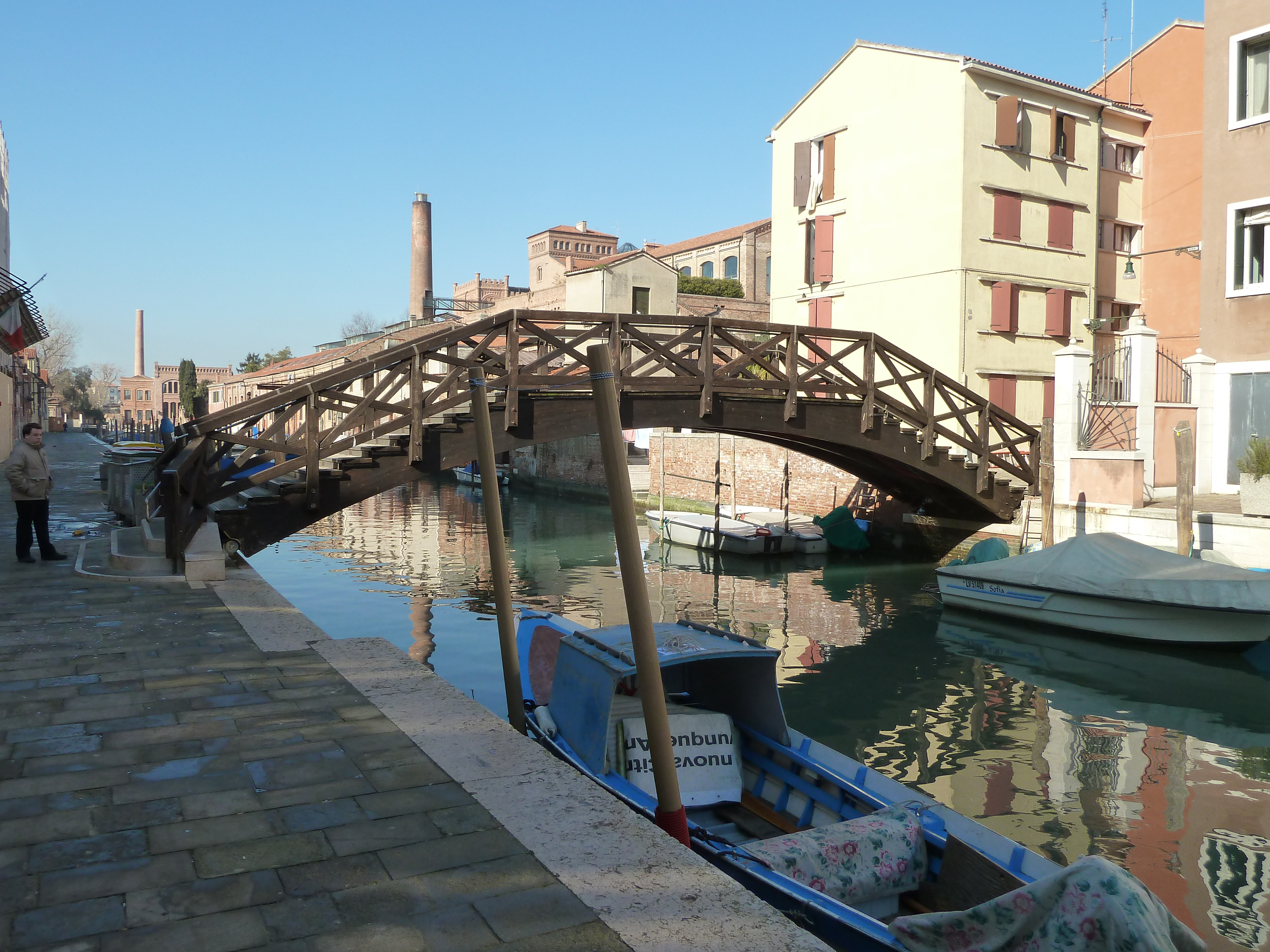
Ponte de le Convertite Rio de le Convertite
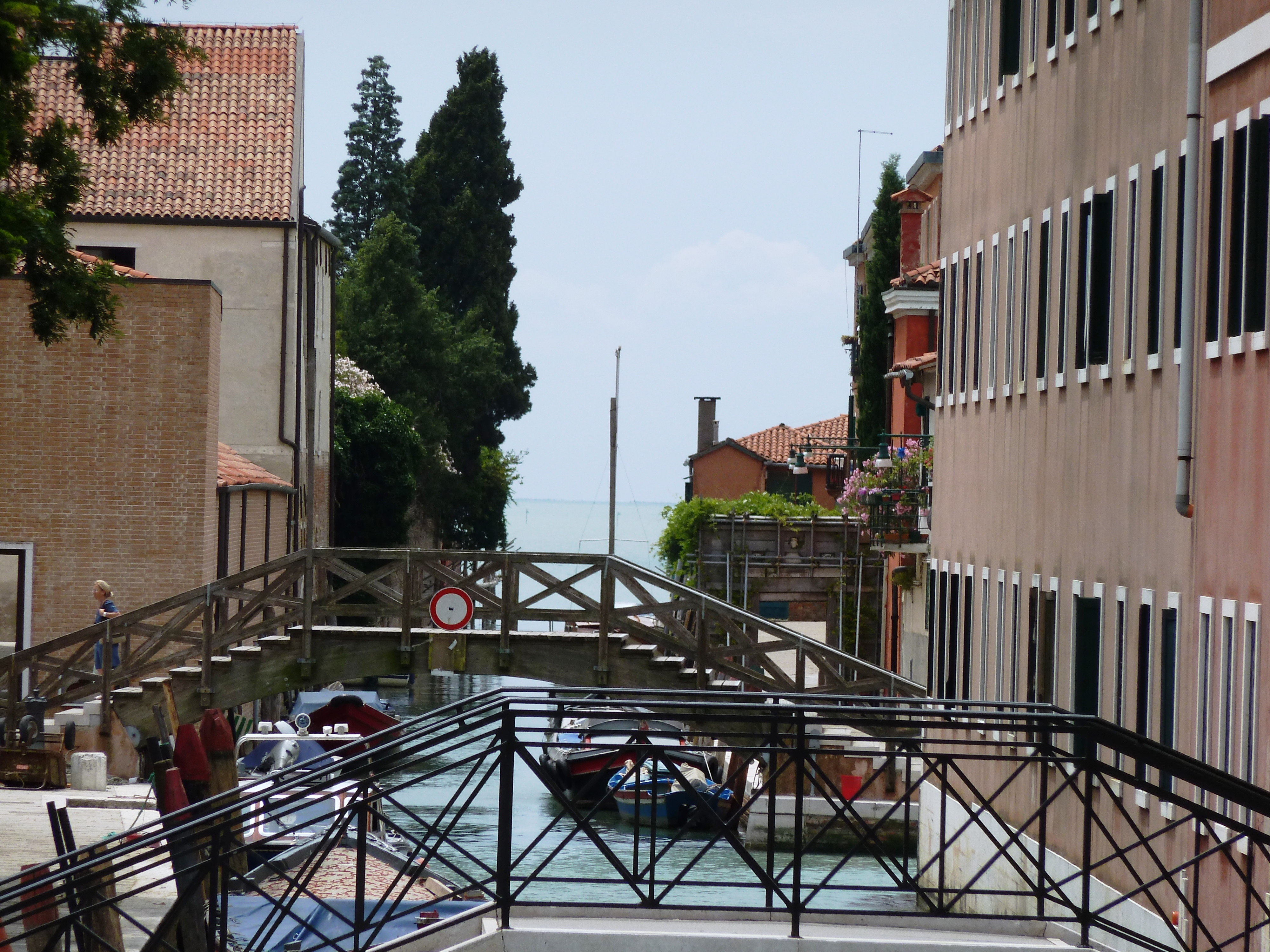
Ponte San Cosmo/Lagoscuro Rio de Sant'Eufemia
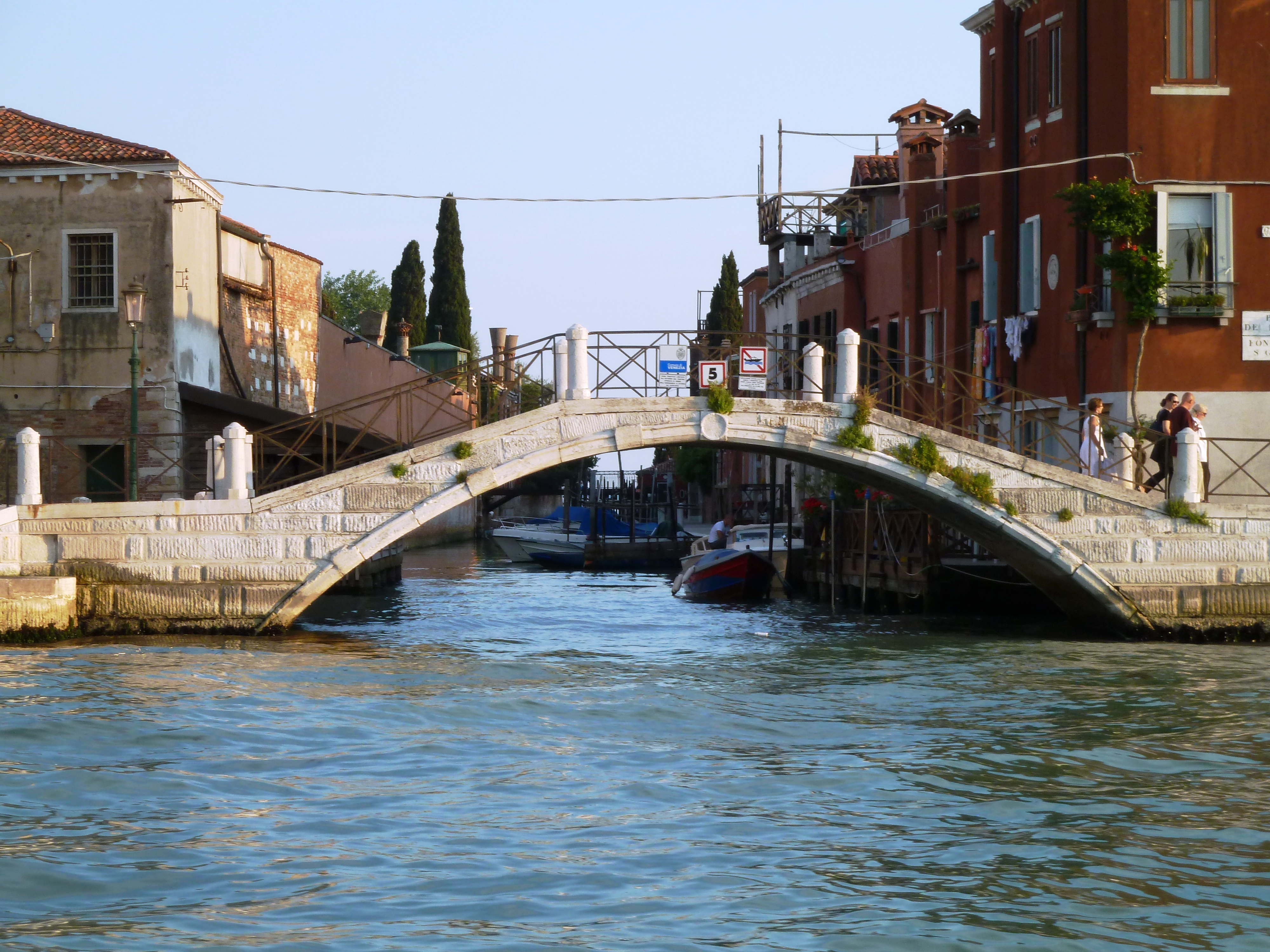
Ponte de la Croze Rio de la Croze
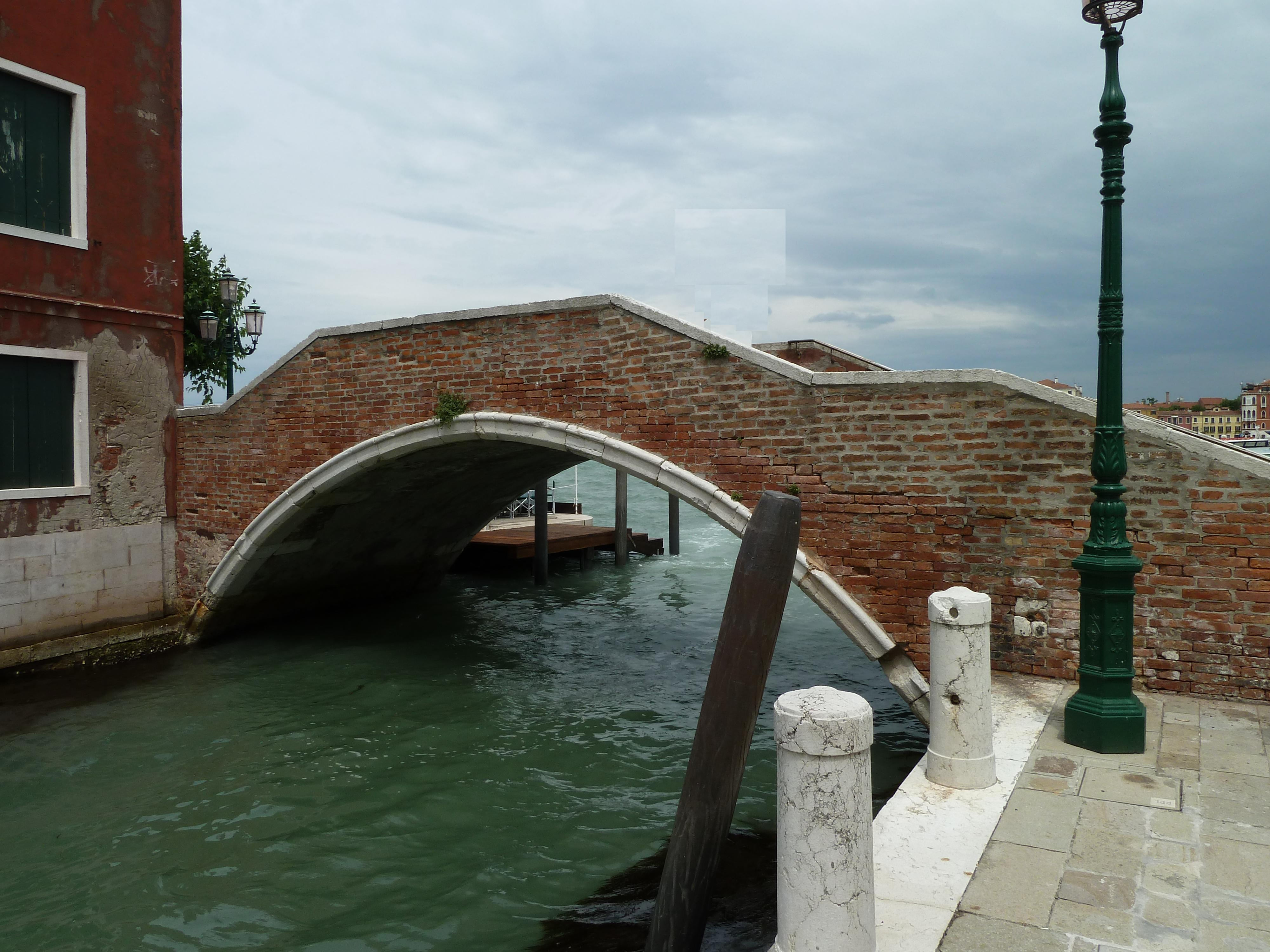
Ponte Sant'Eufemia Rio de Sant'Eufemia
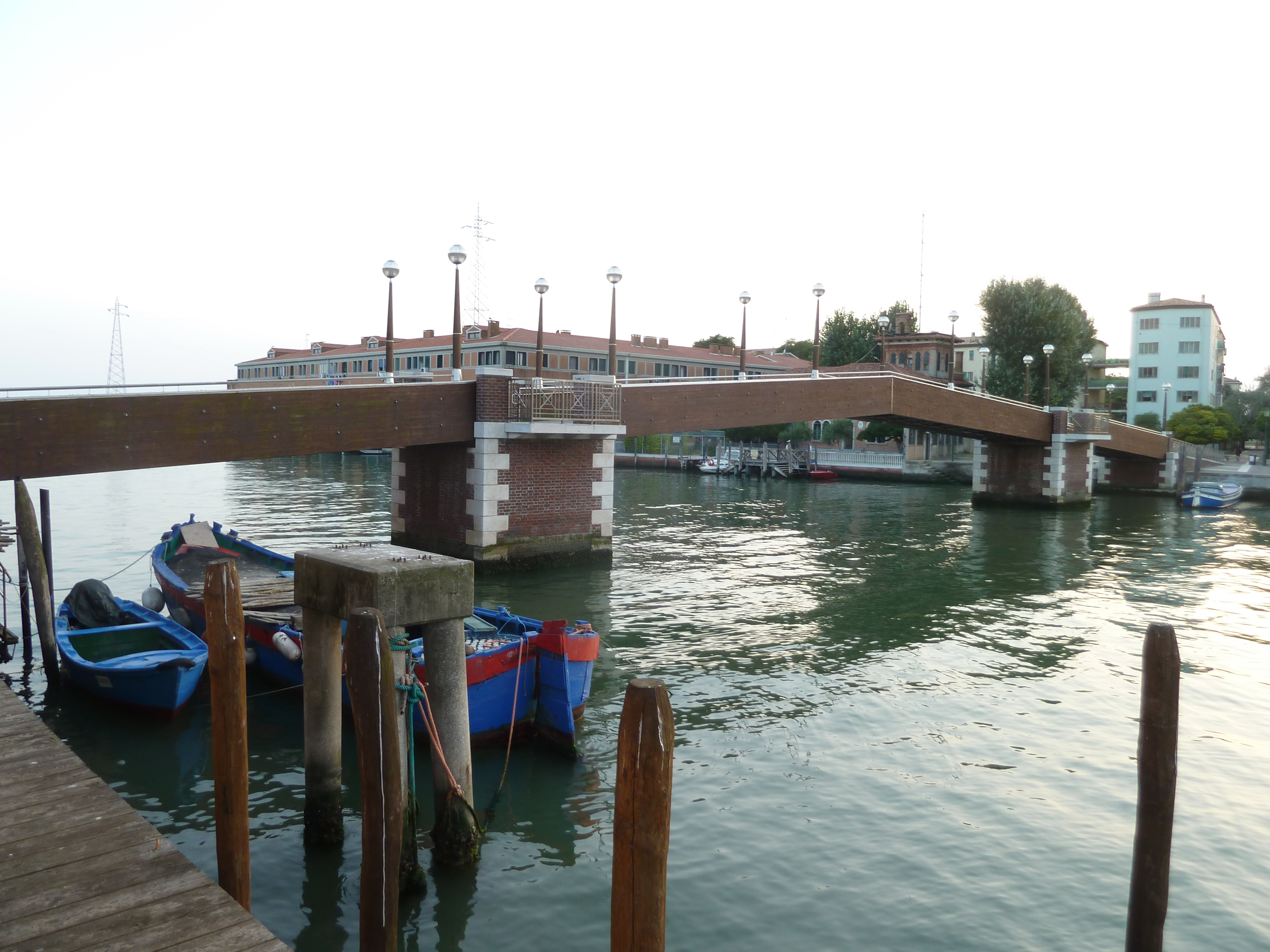
Ponte dei Lavraneri Canale dei Lavraneri
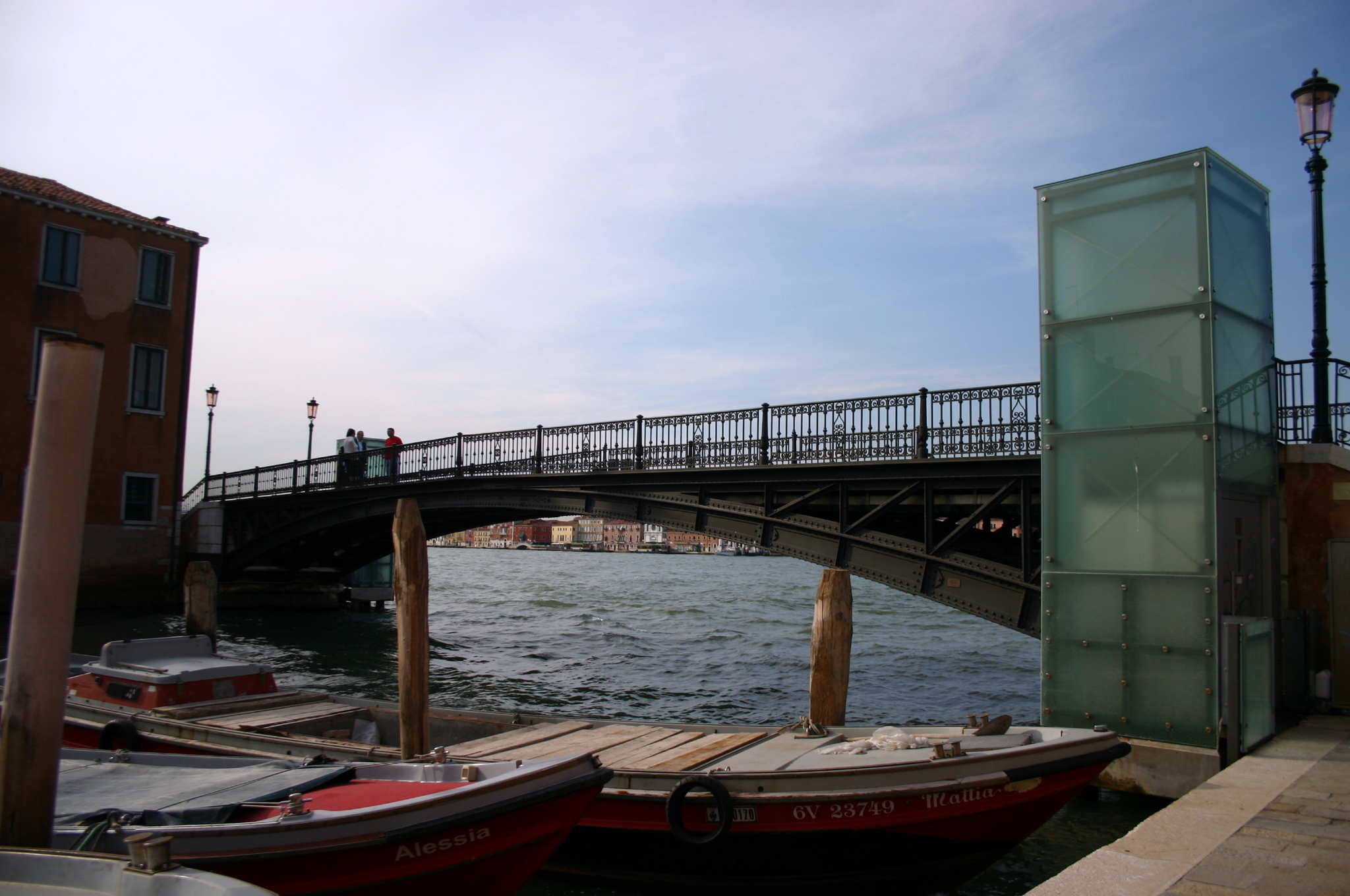
Ponte Longo Rio Ponte Longo
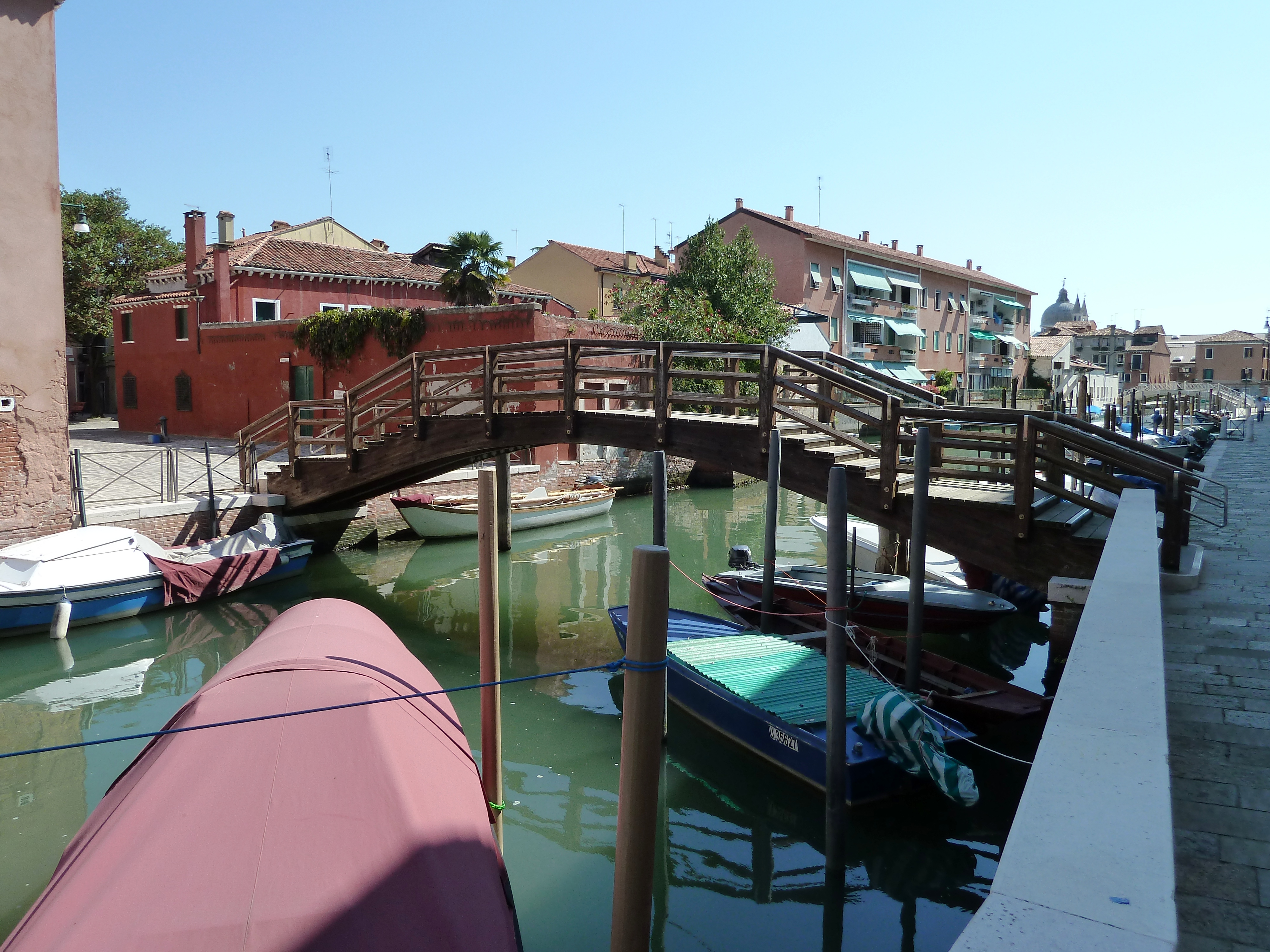
Ponte de la Palada Rio de la Palada
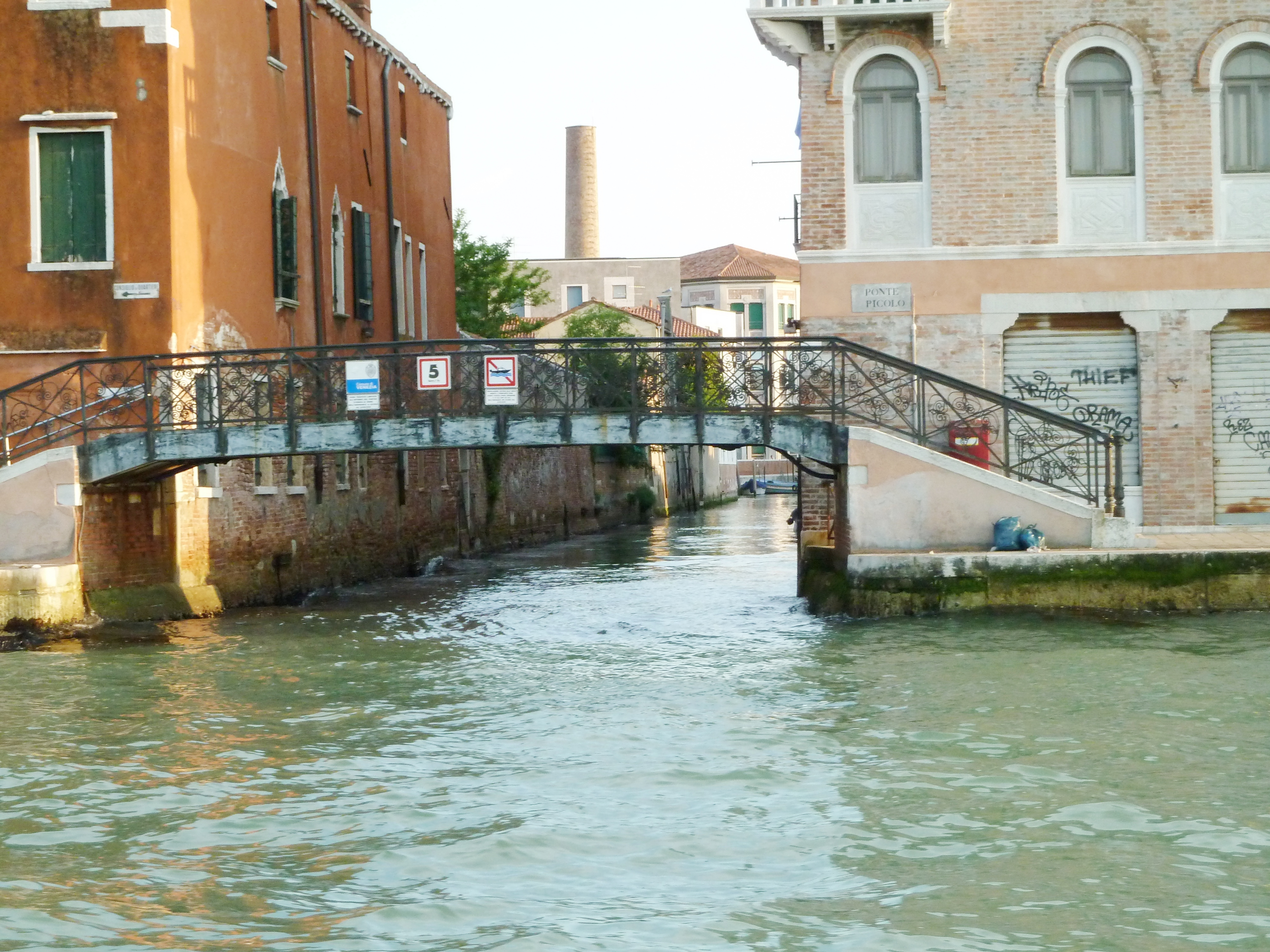
Ponte Piccolo Rio del Ponte Piccolo
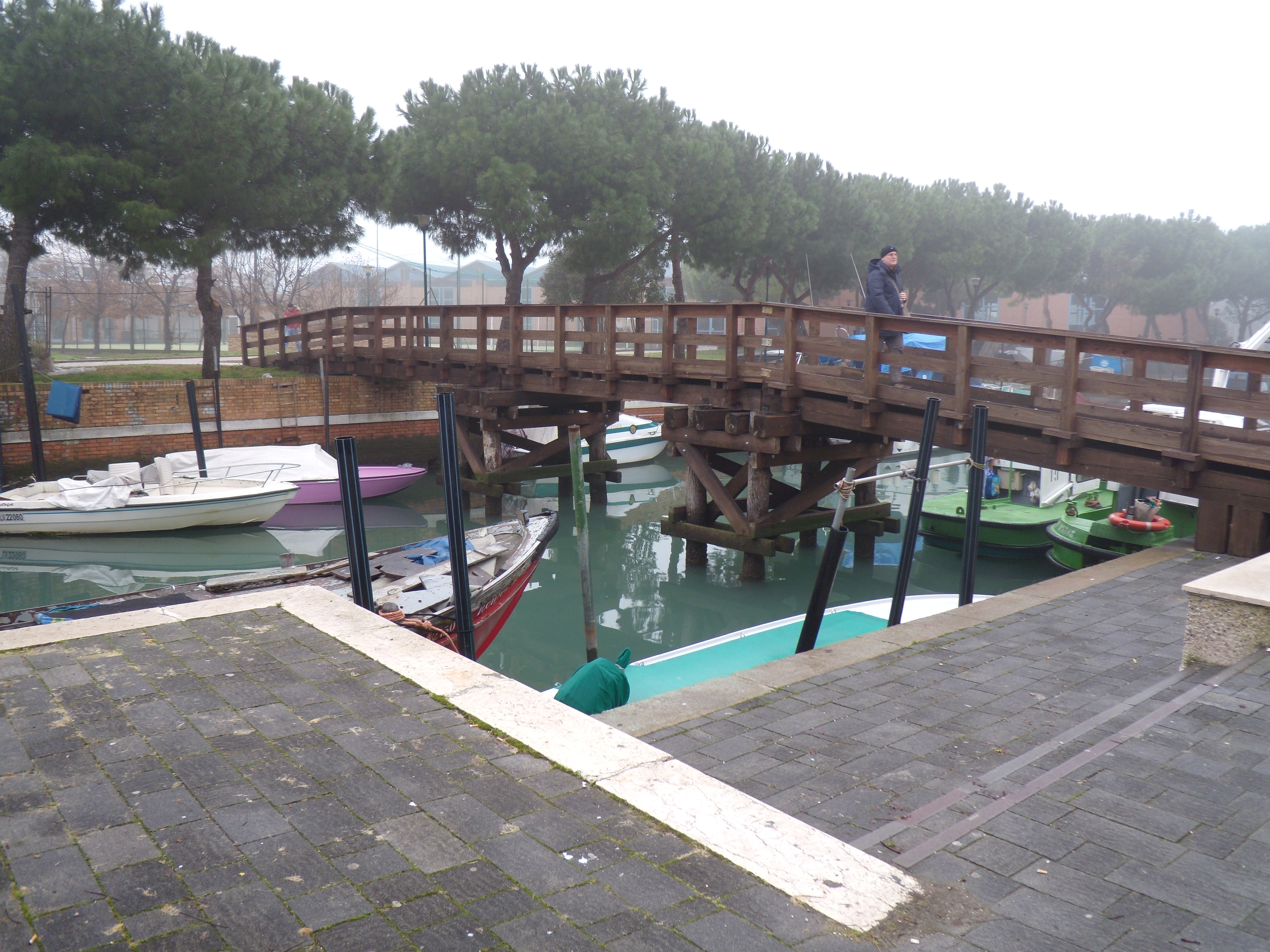
Ponte de la Piscina Sacca Fisola
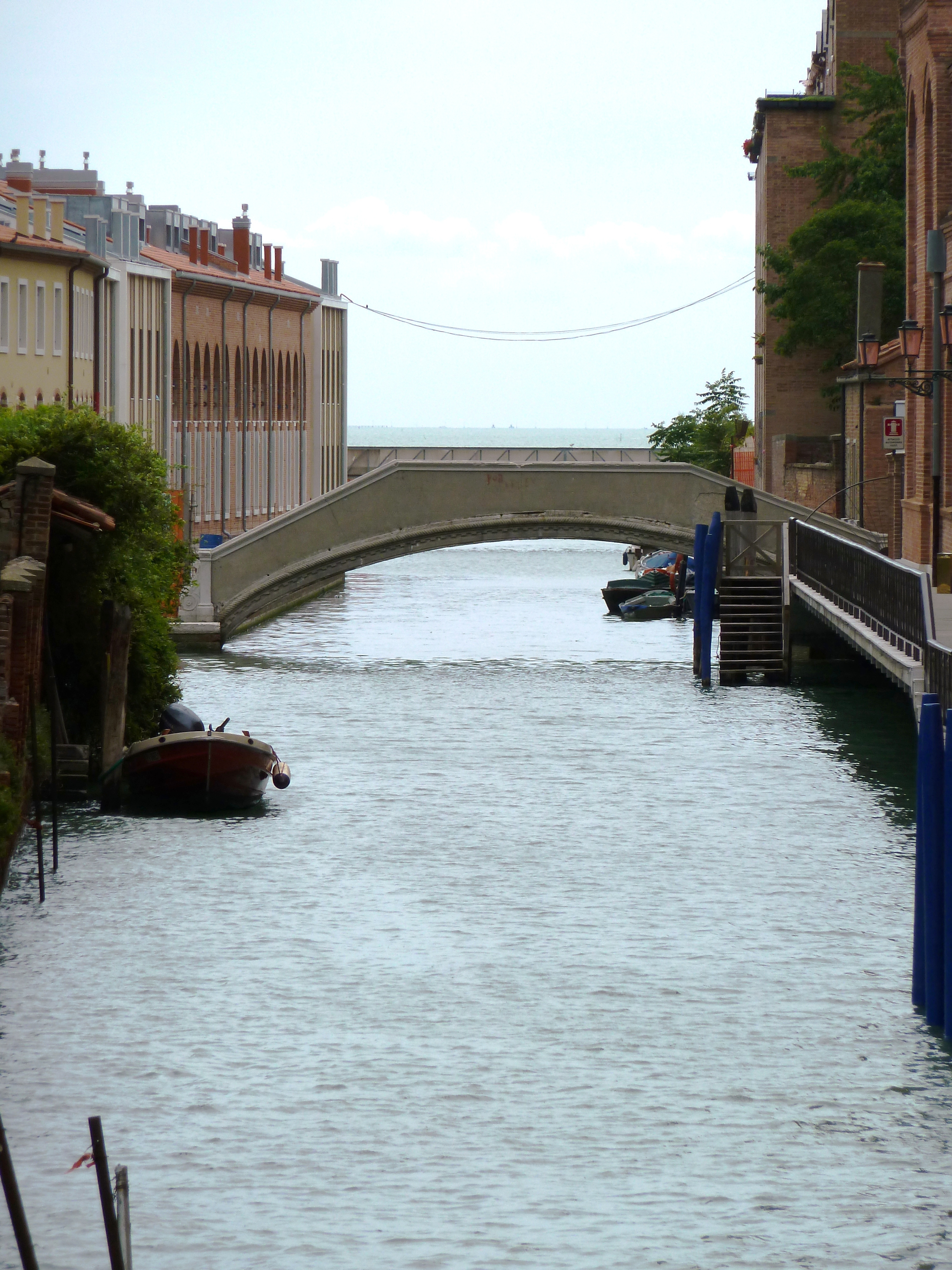
Ponte Priuli Rio de San Biagio
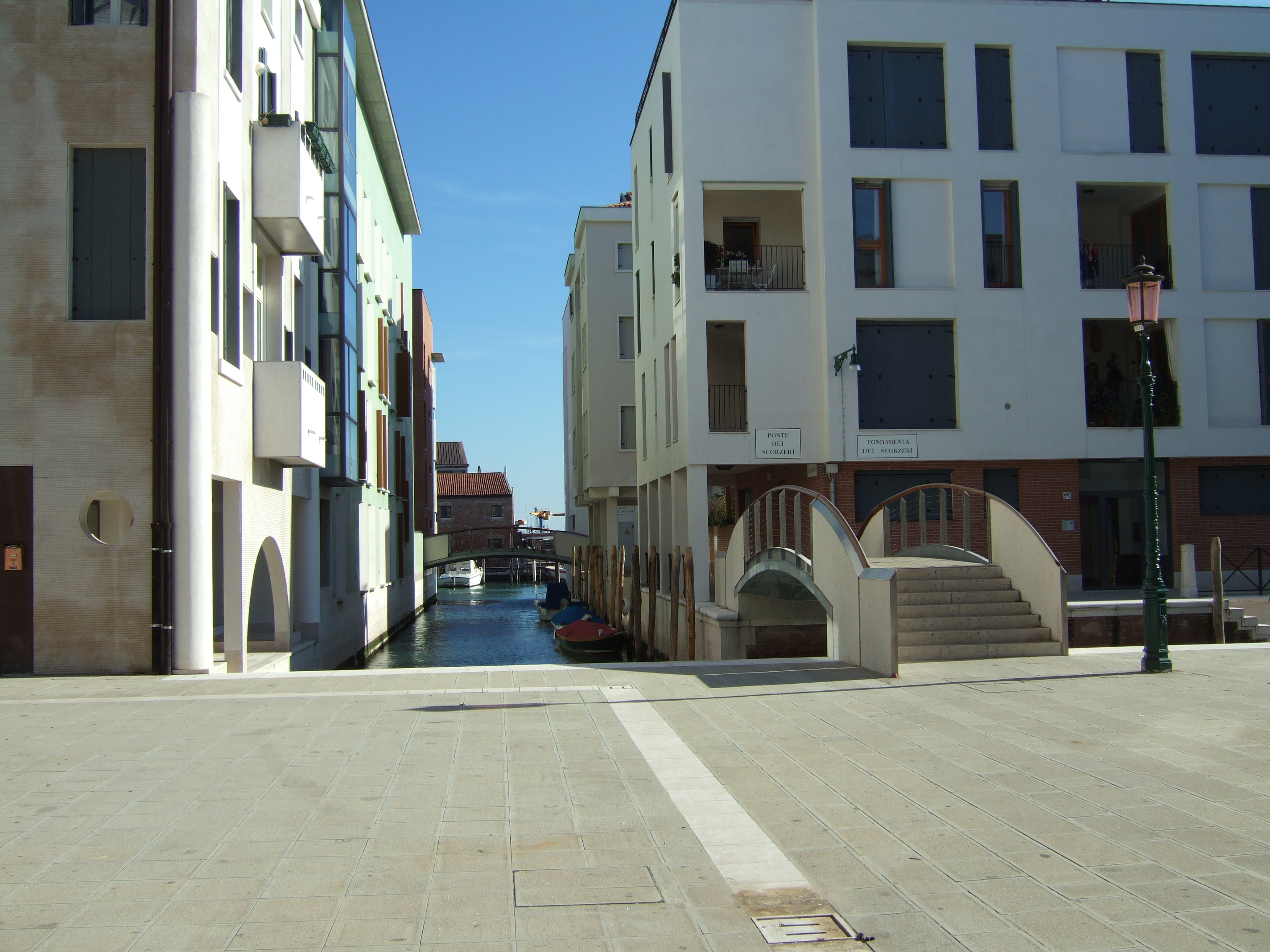
Ponte dei Scorzeri Rio dei Scorzeri
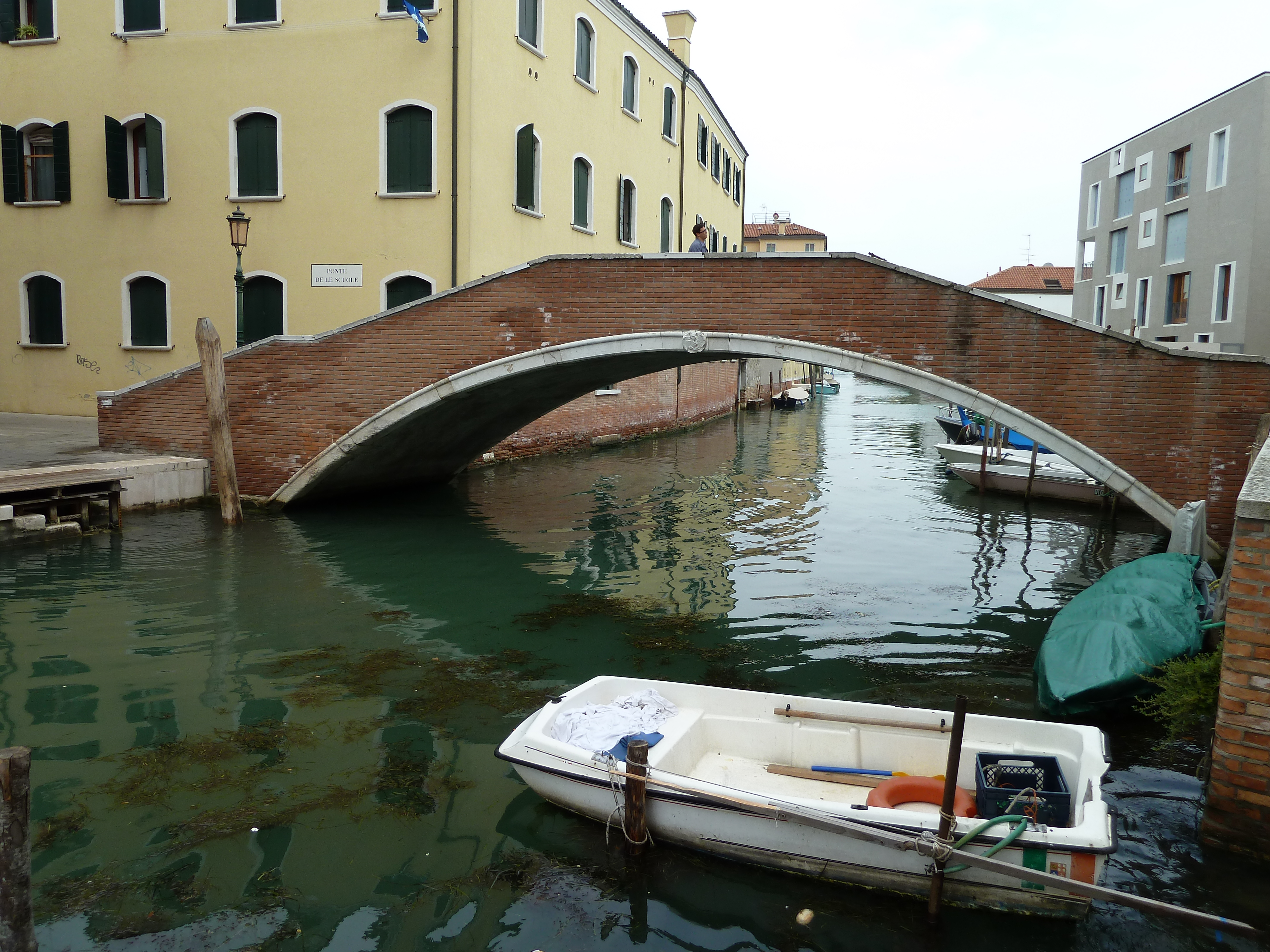
Ponte de le Scuole Rio del ponte Piccolo
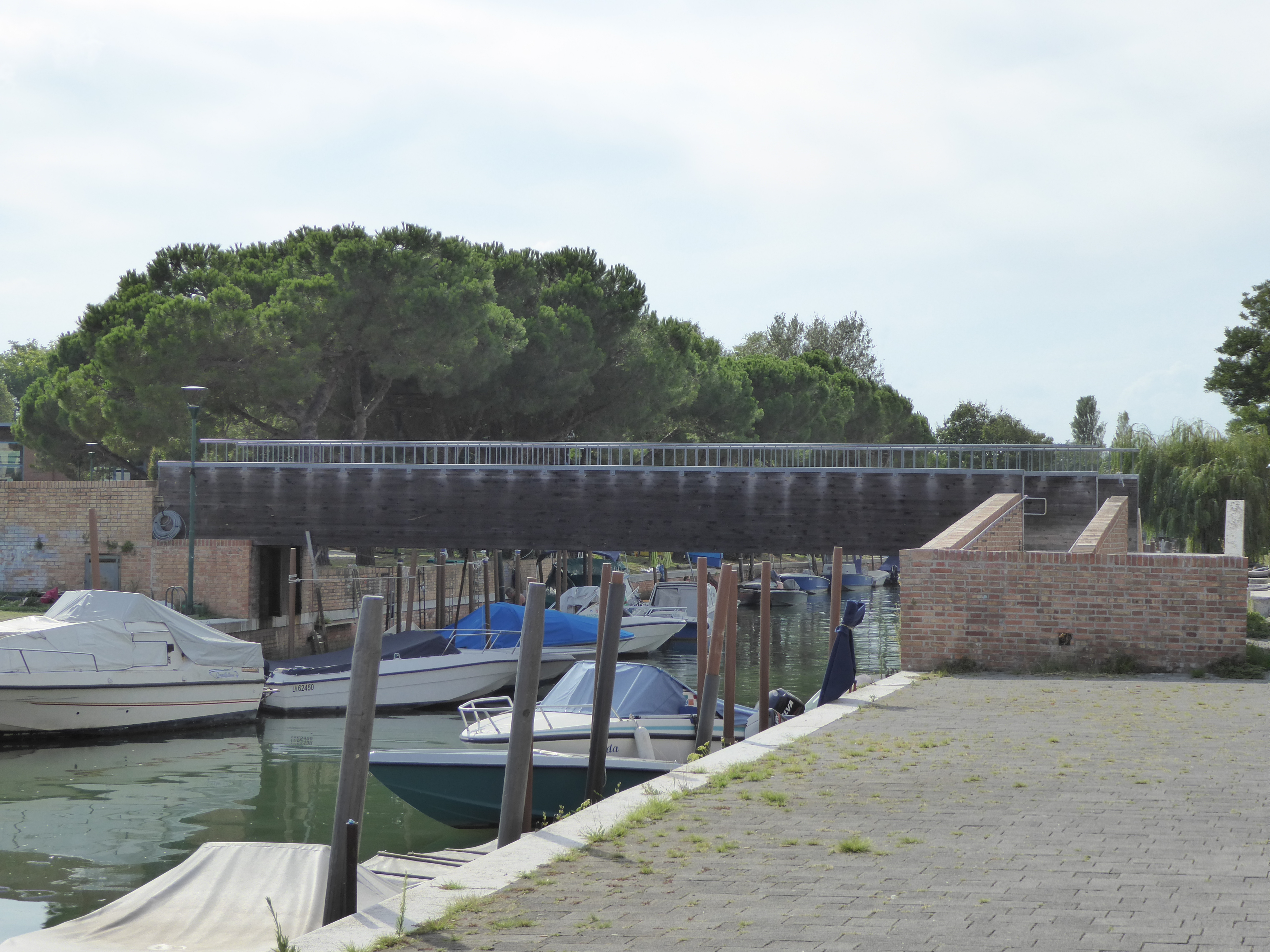
Ponte San Gerardo Rio de Sacca Fisola
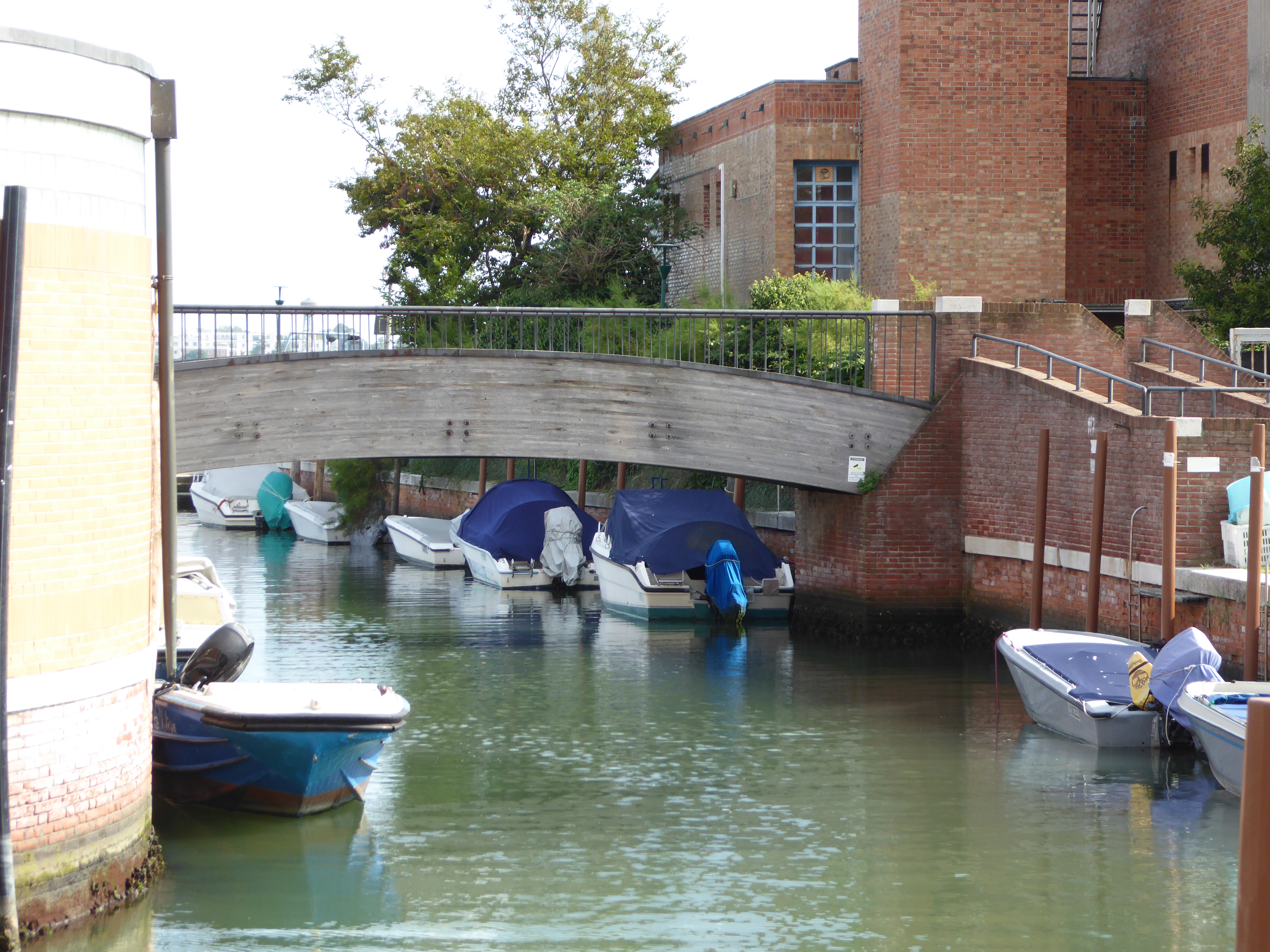
Ponte de le Remiere Ramo 2° de rio de Sacca Fisola

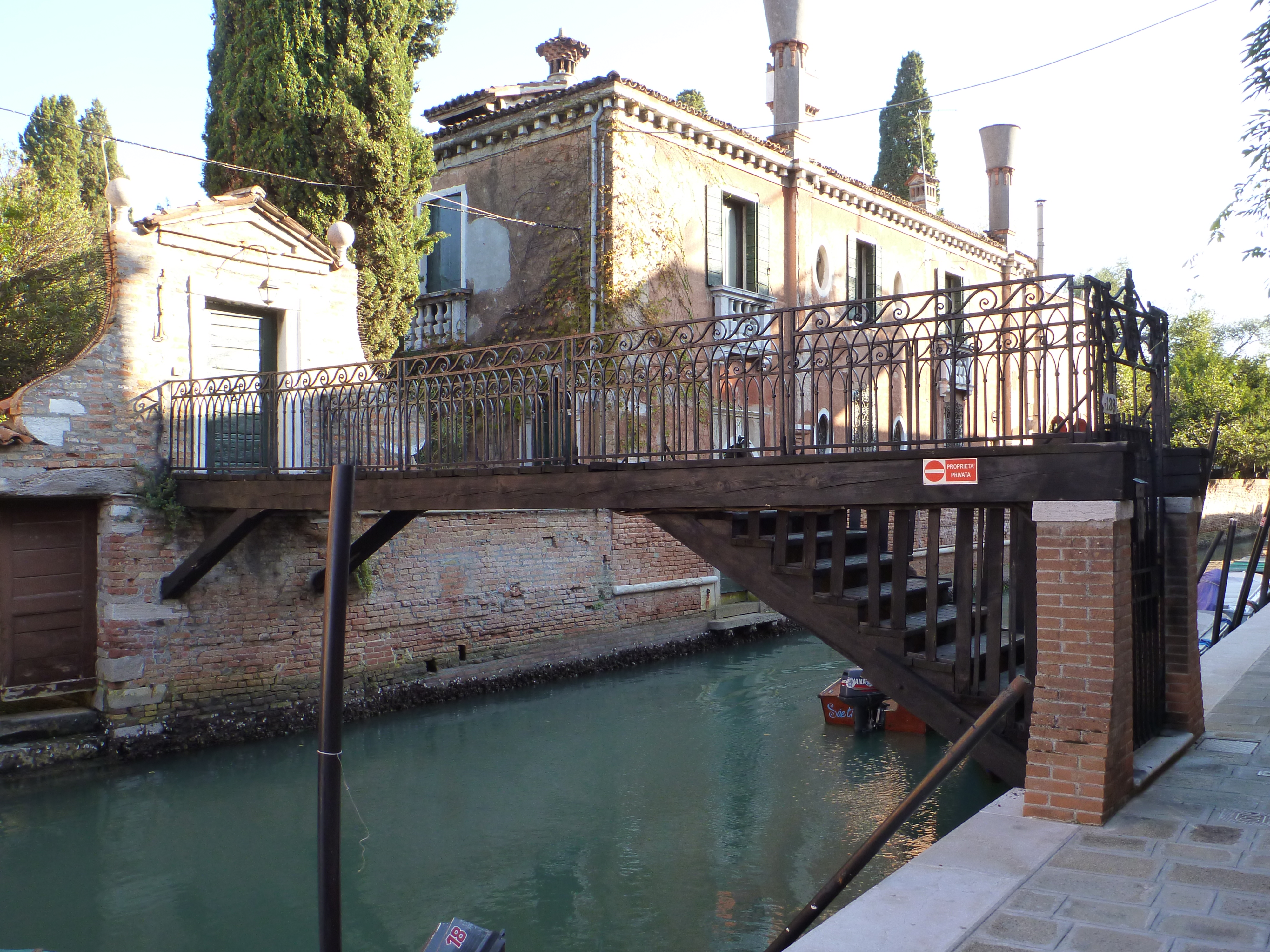
pont privé des Jardins d'Eden rio de la Croce
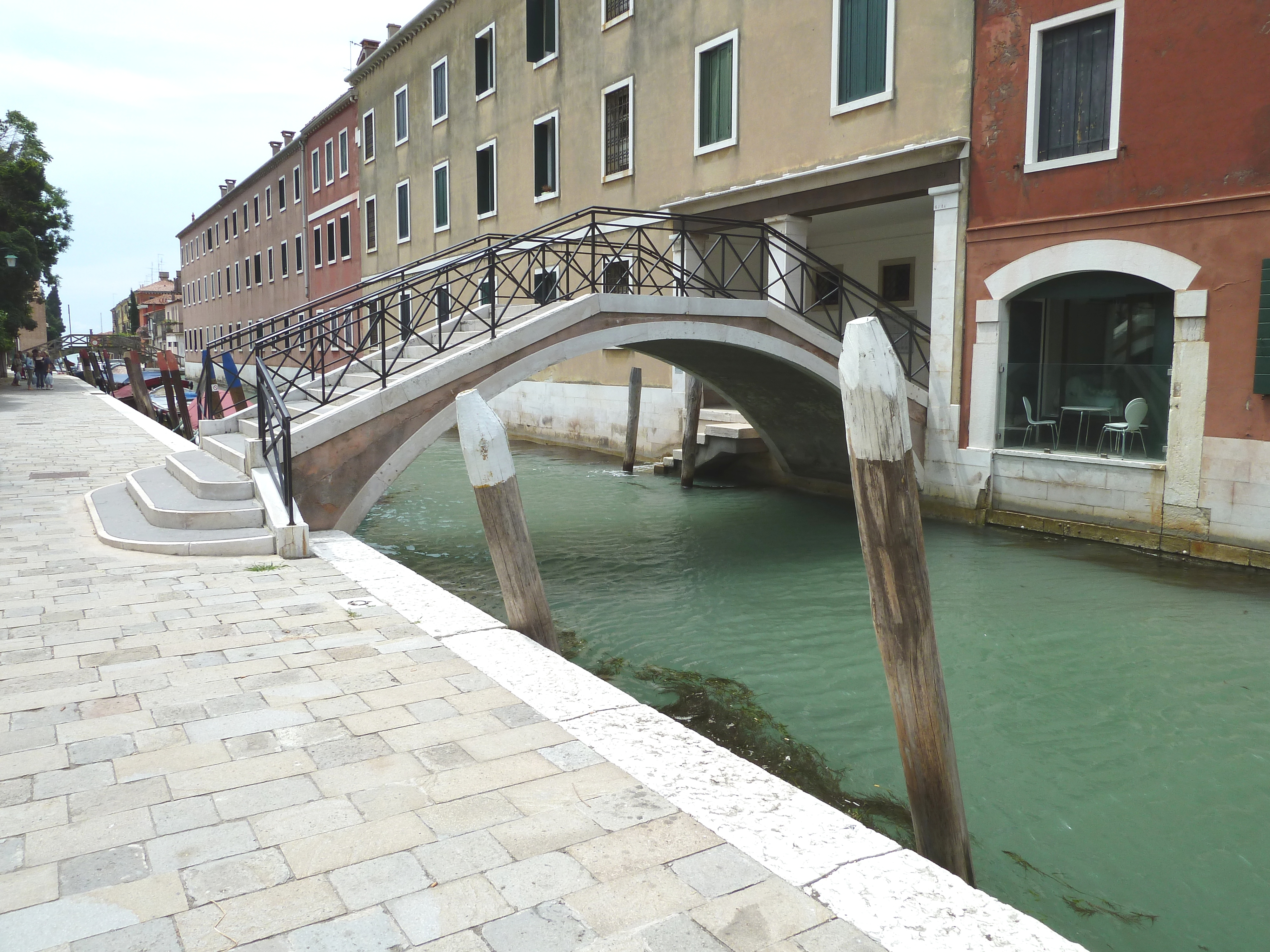
Pont privé Rio de Sant'Eufemia
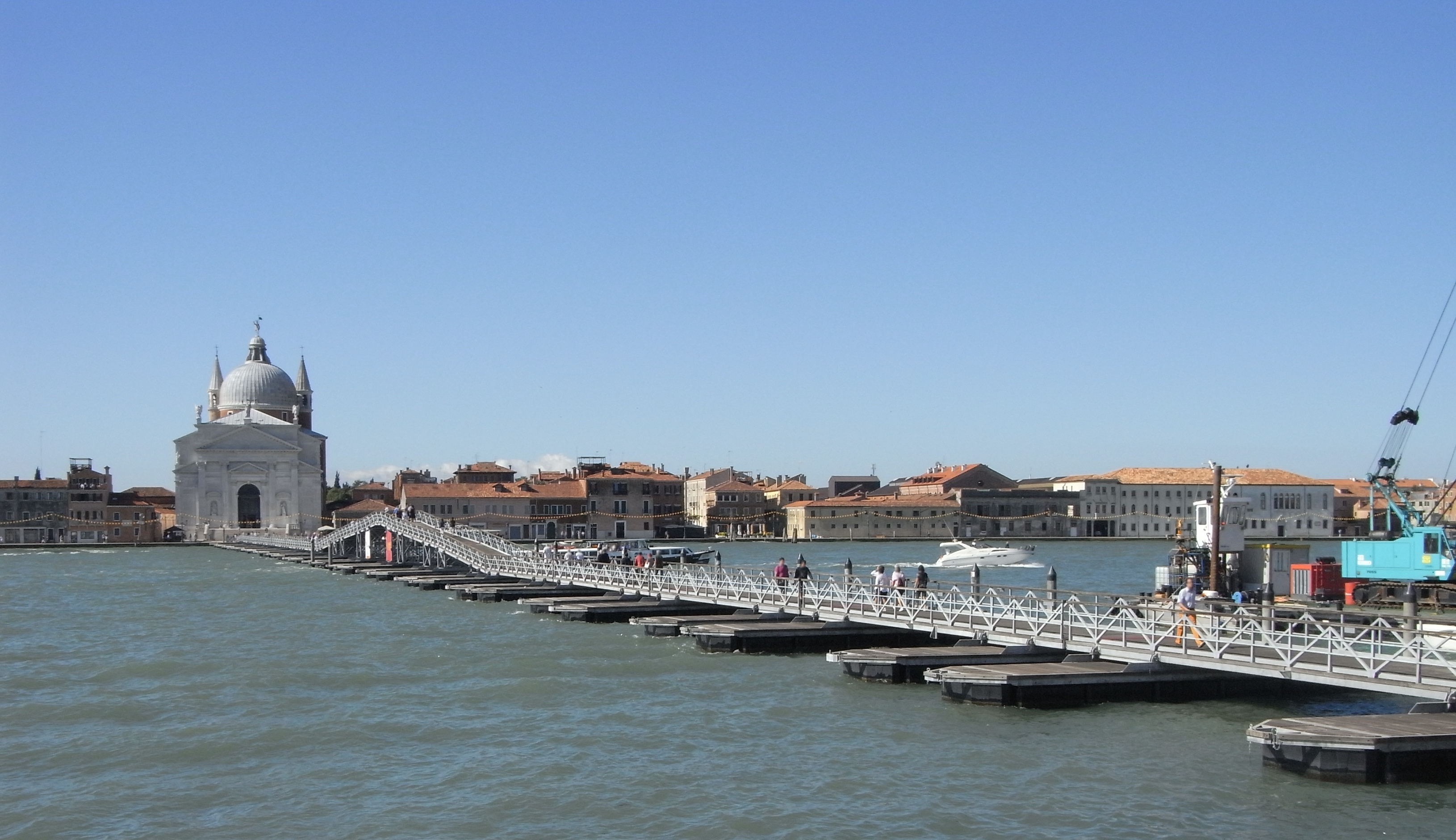
Pont éphémère annuel pour la festa del Redentore Canal de la Giudecca
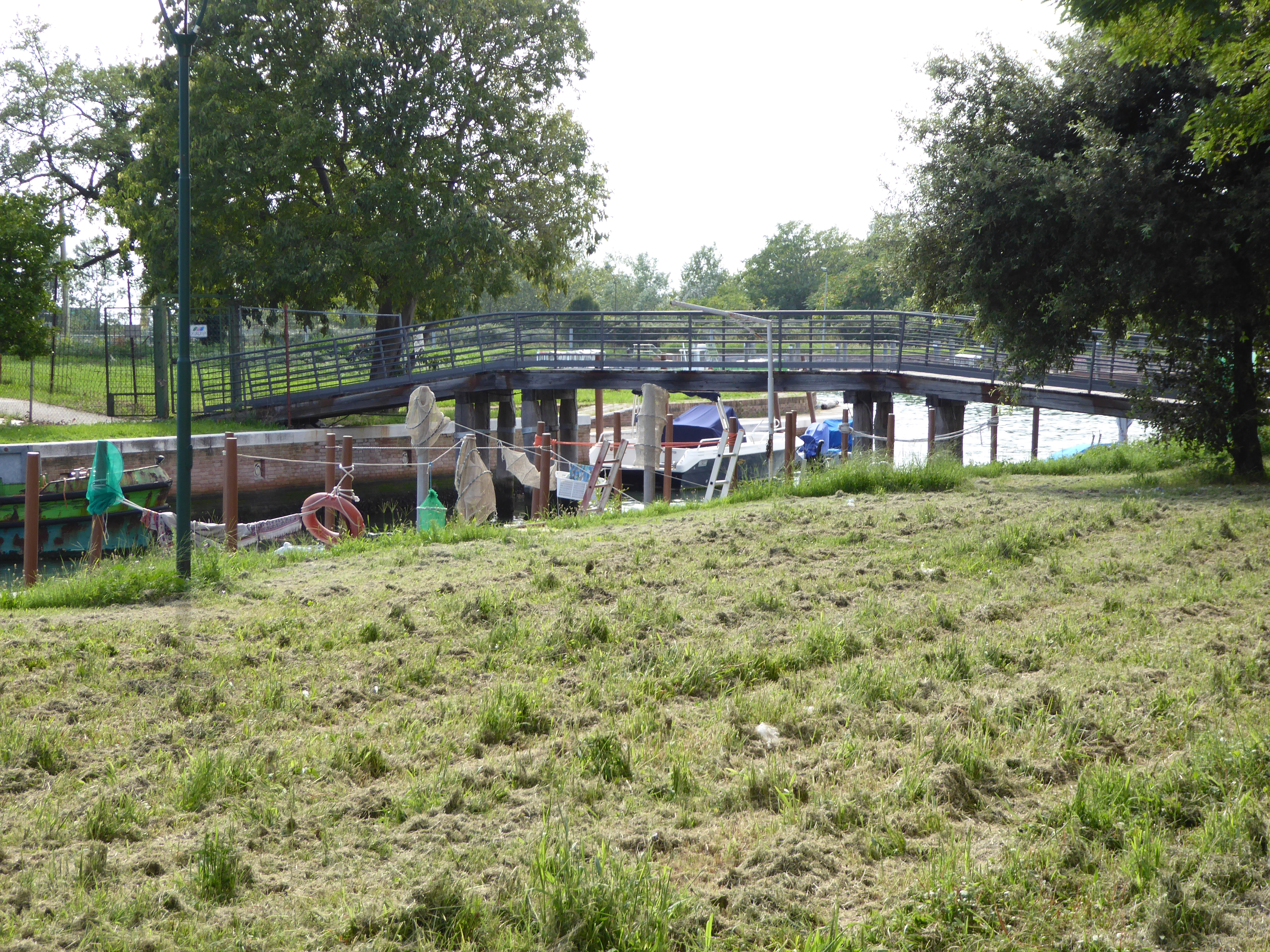
Pont privé de la société de gestion des déchets Veritas Rio de Sacca Fisola
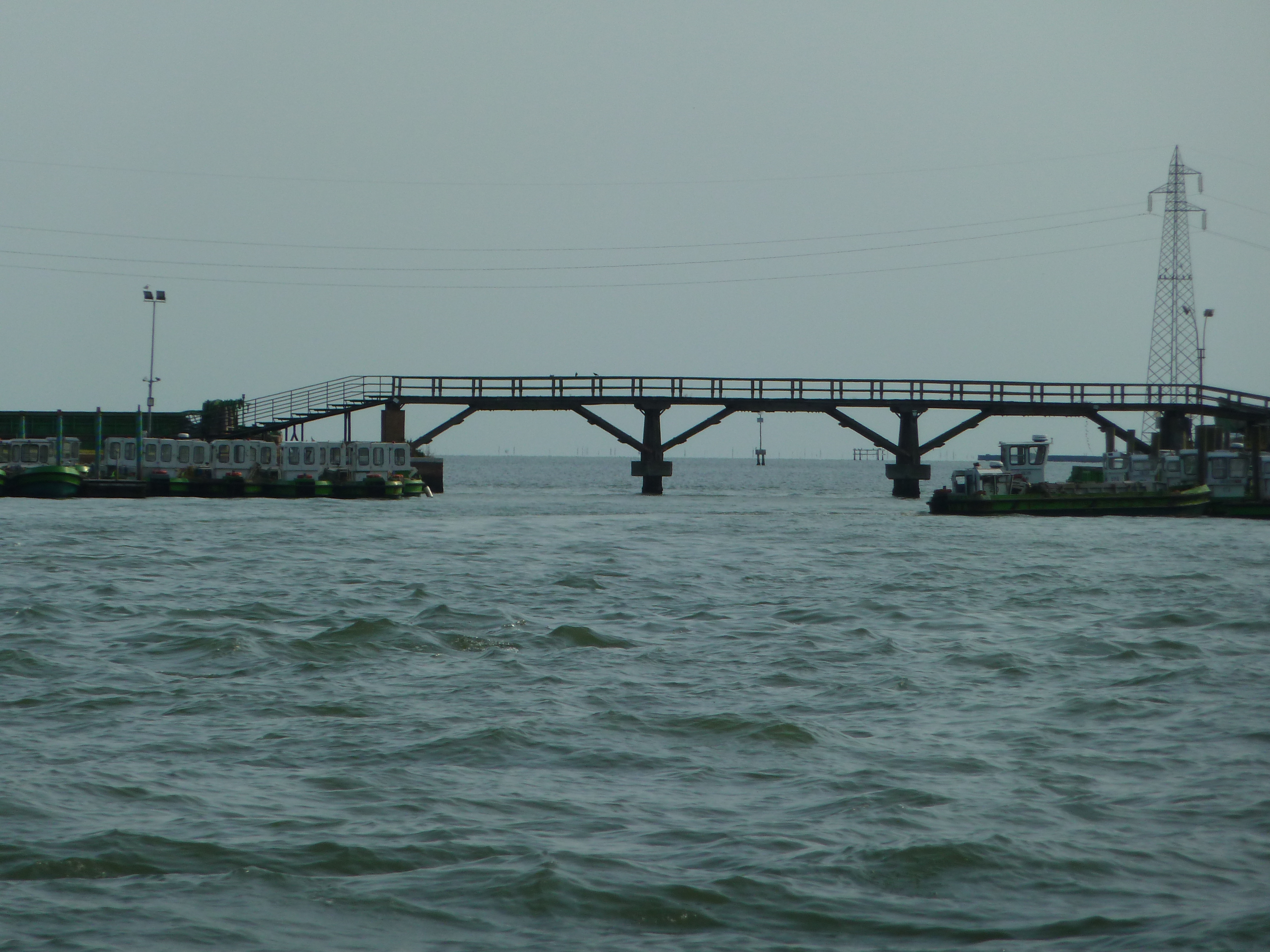
Pont de l'incinérateur (Sacca San Biagio)

## Ponts deMurano

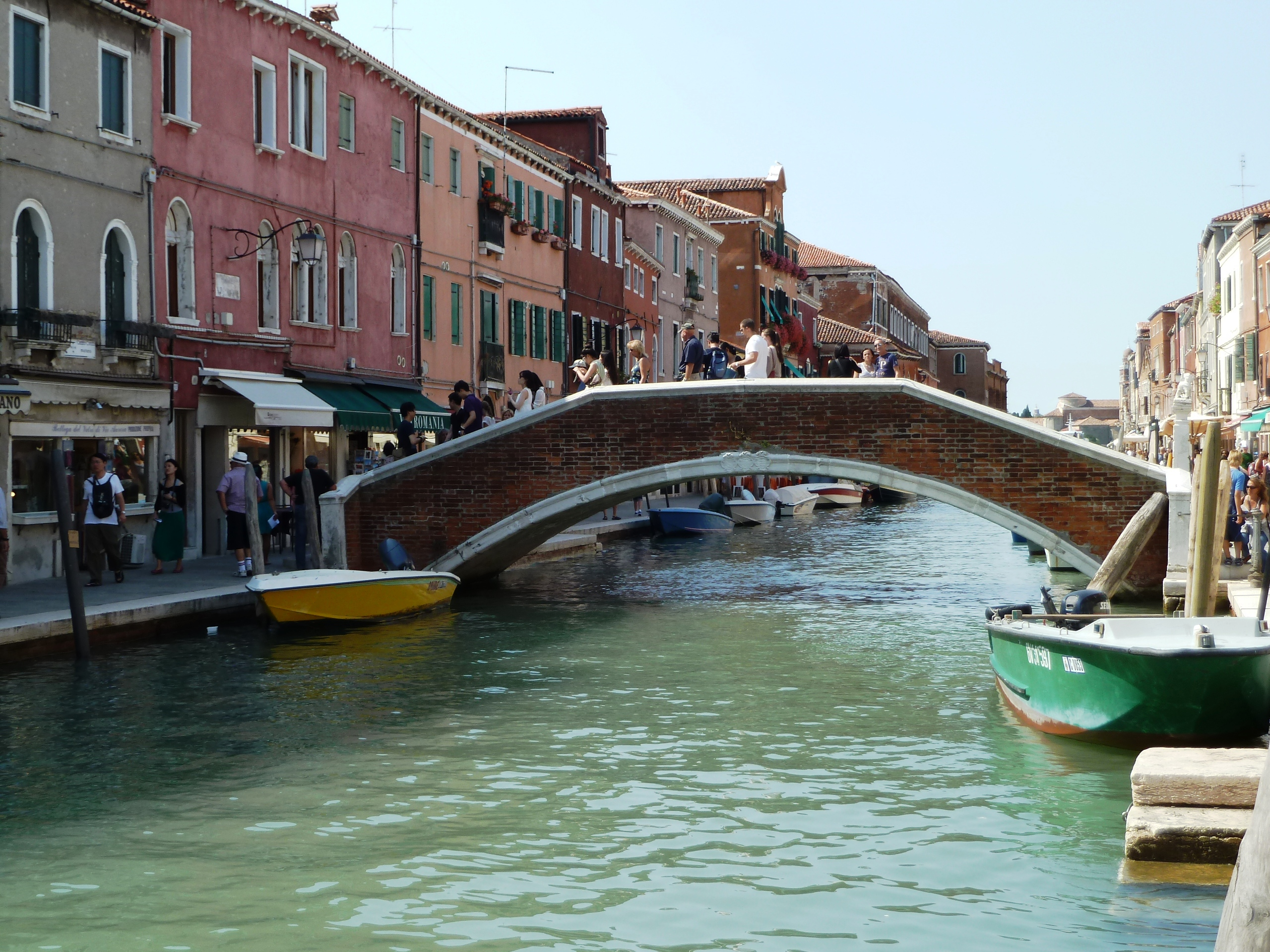
Ponte Ballarin o de Mezo, rio dei Vetrai.
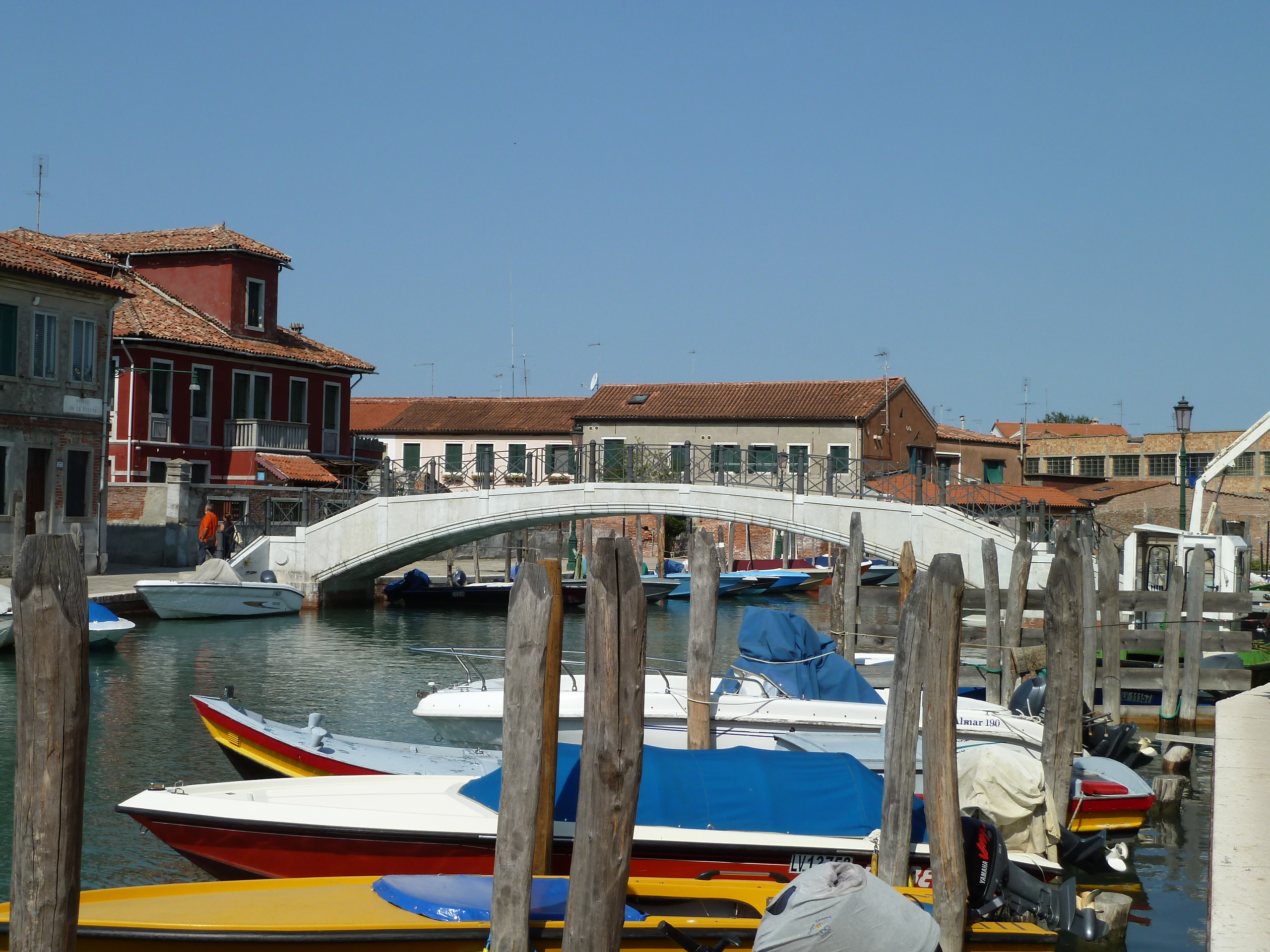
Ponte de le Terese o Abate Zanetti, Canale San Donato.
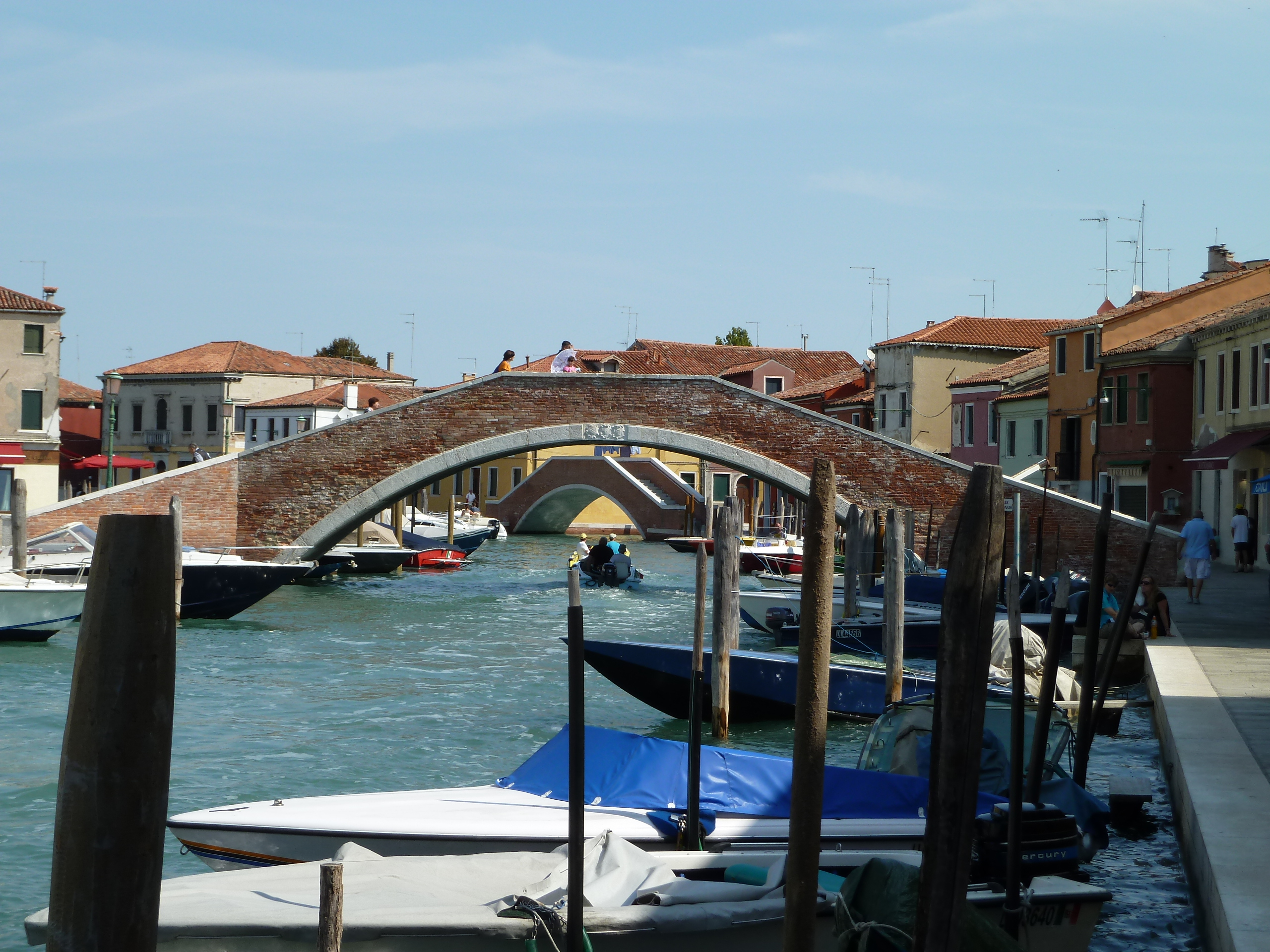
Ponte San Donato, Canale San Donato.
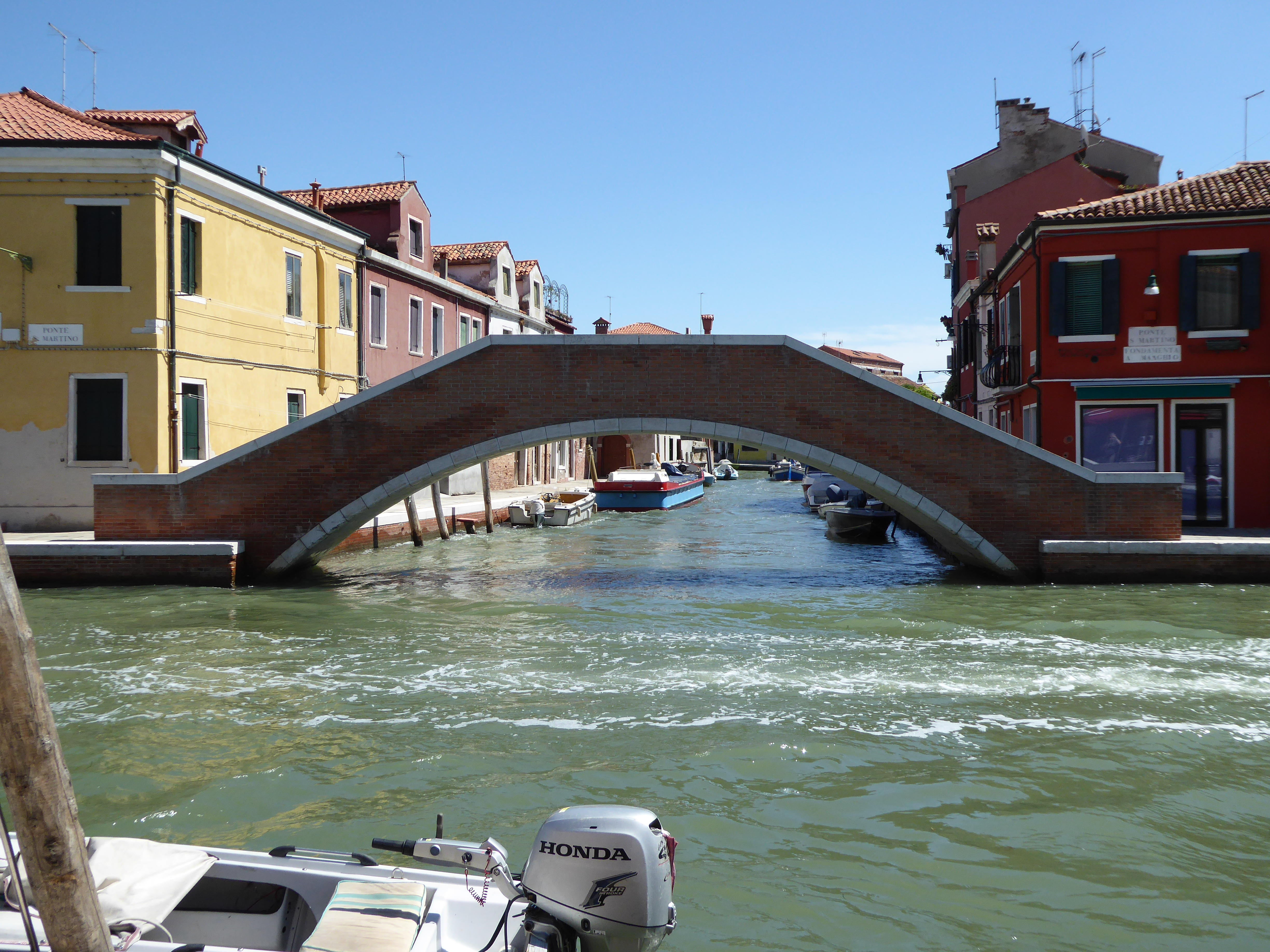
Ponte San Martino, Rio San Matteo.
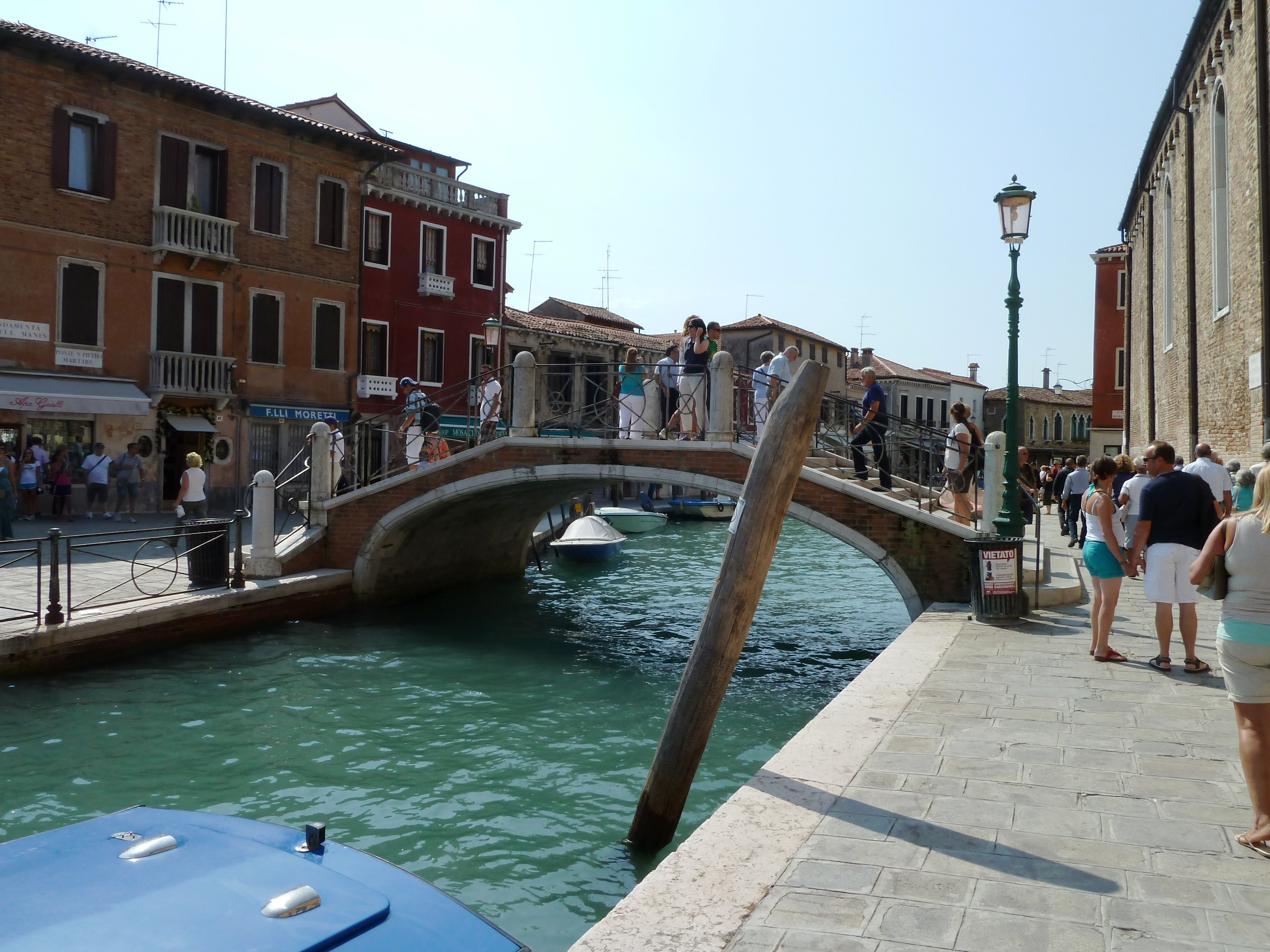
Ponte di San Pietro Martire, rio dei Vetrai.
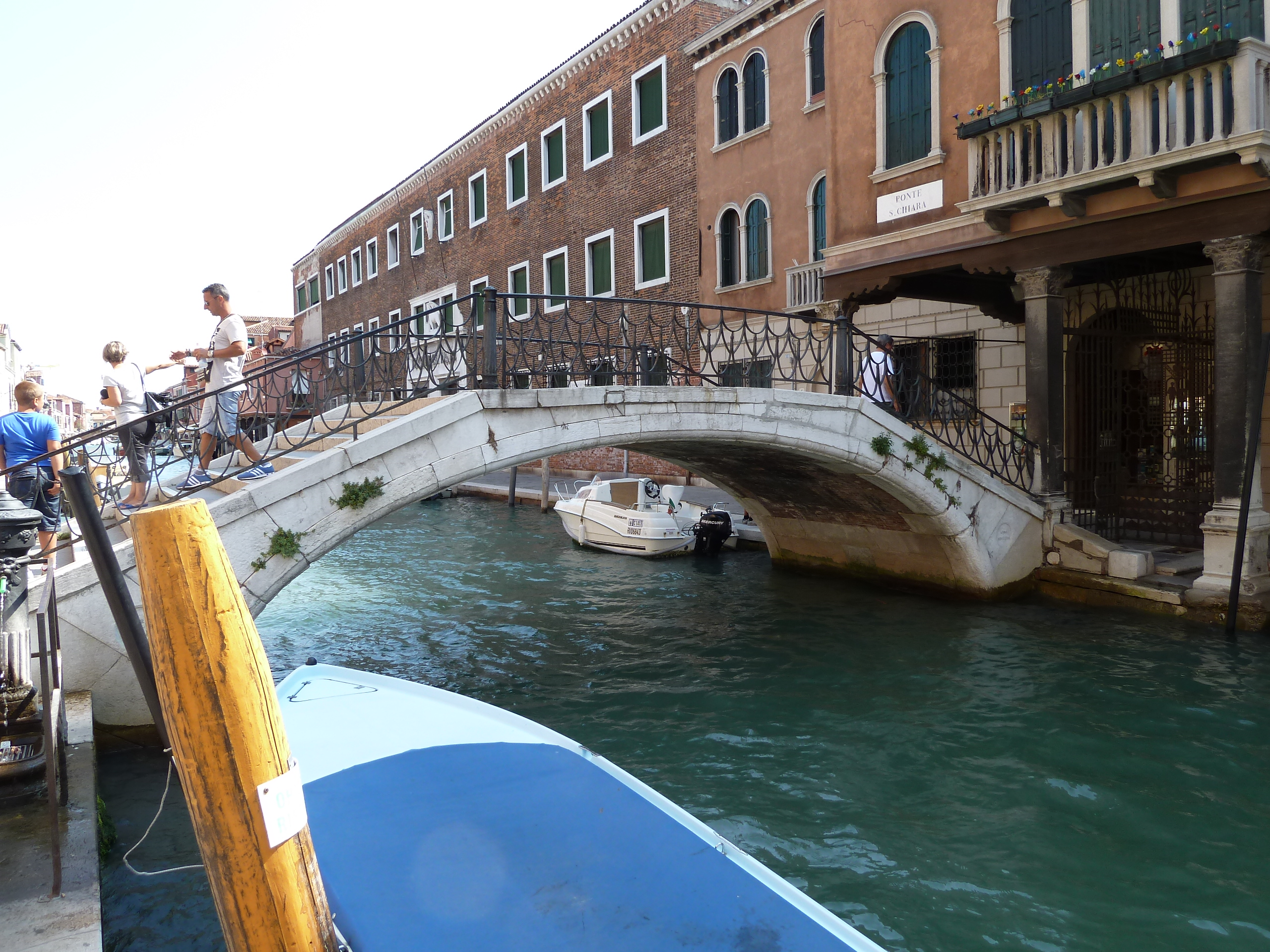
Ponte Santa Chiara, rio dei Vetrai.
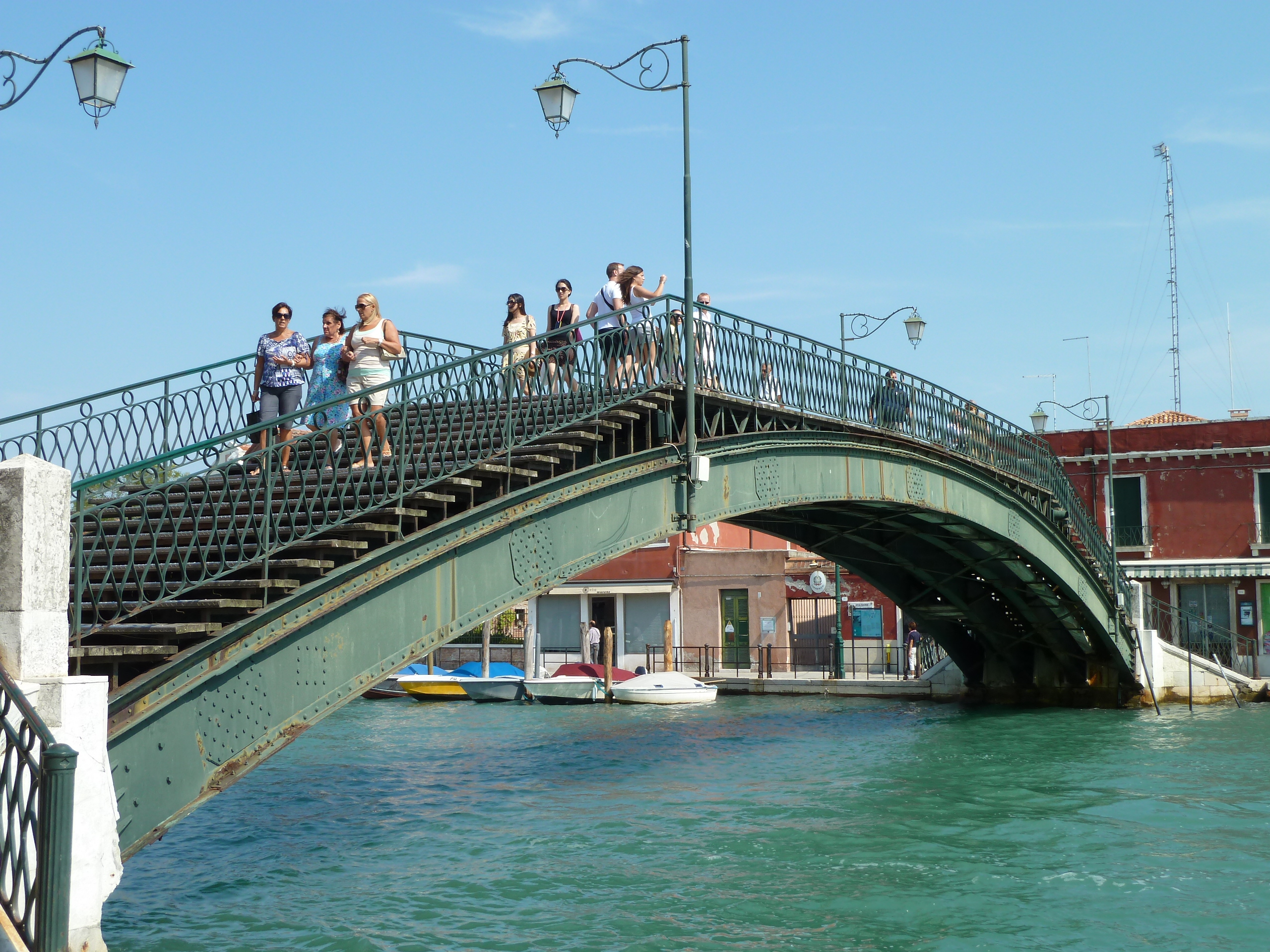
Ponte Longo o Vivarini, Canale Ponte Longo.
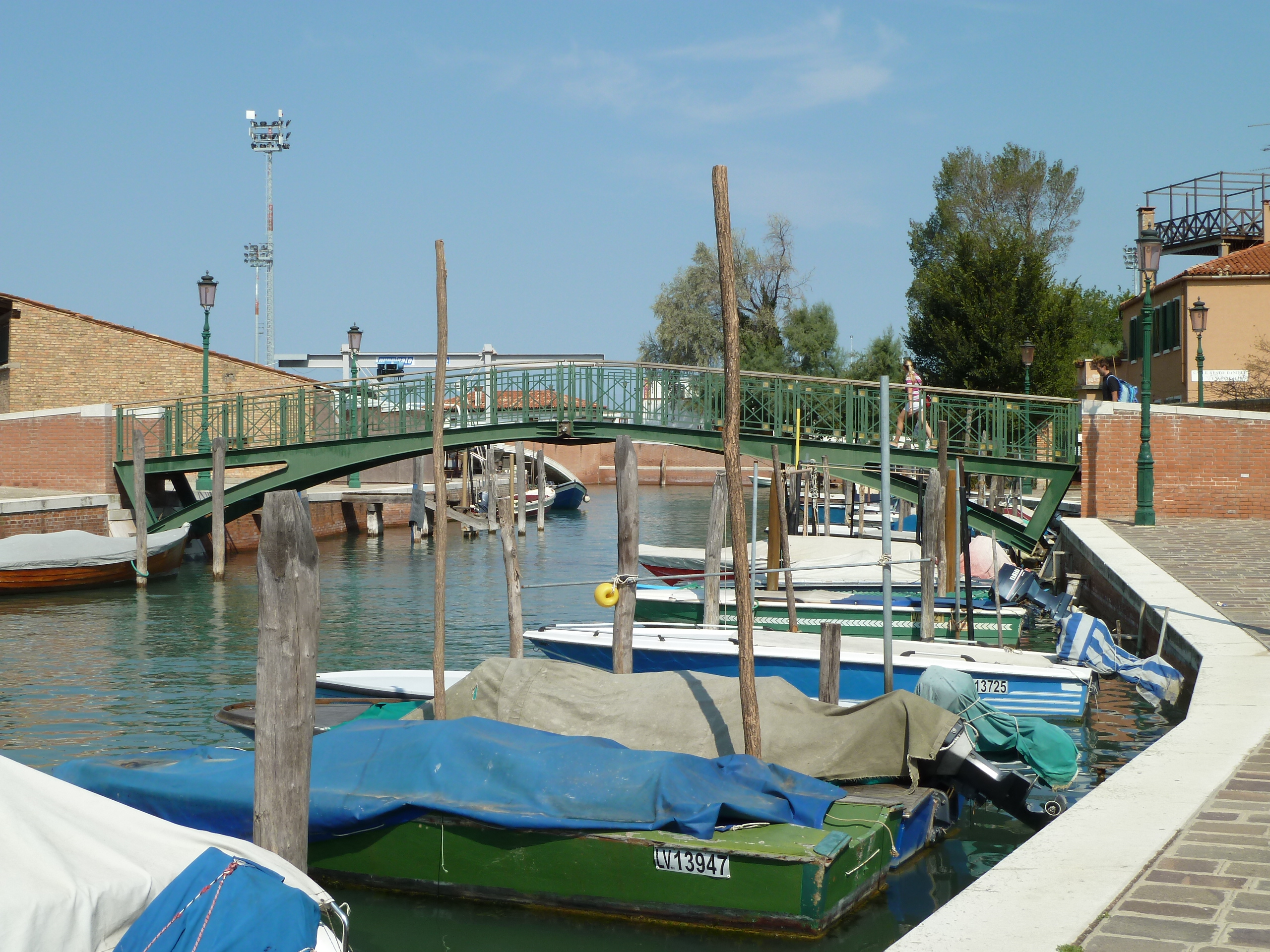
Ponte Angelo Zaniol, Canale San Donato.
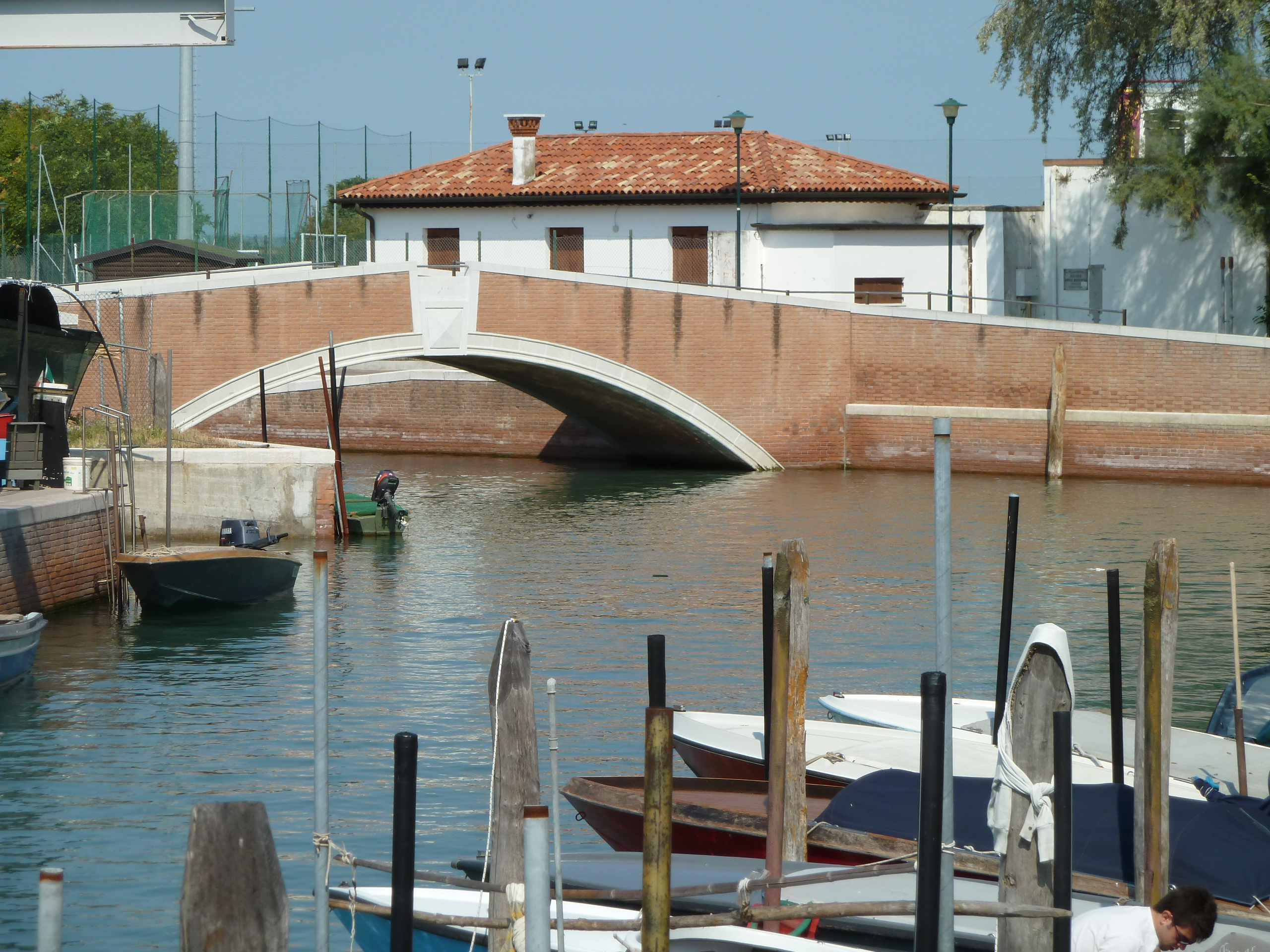
Ponte del Campo Sportivo, canale di San Mattia.
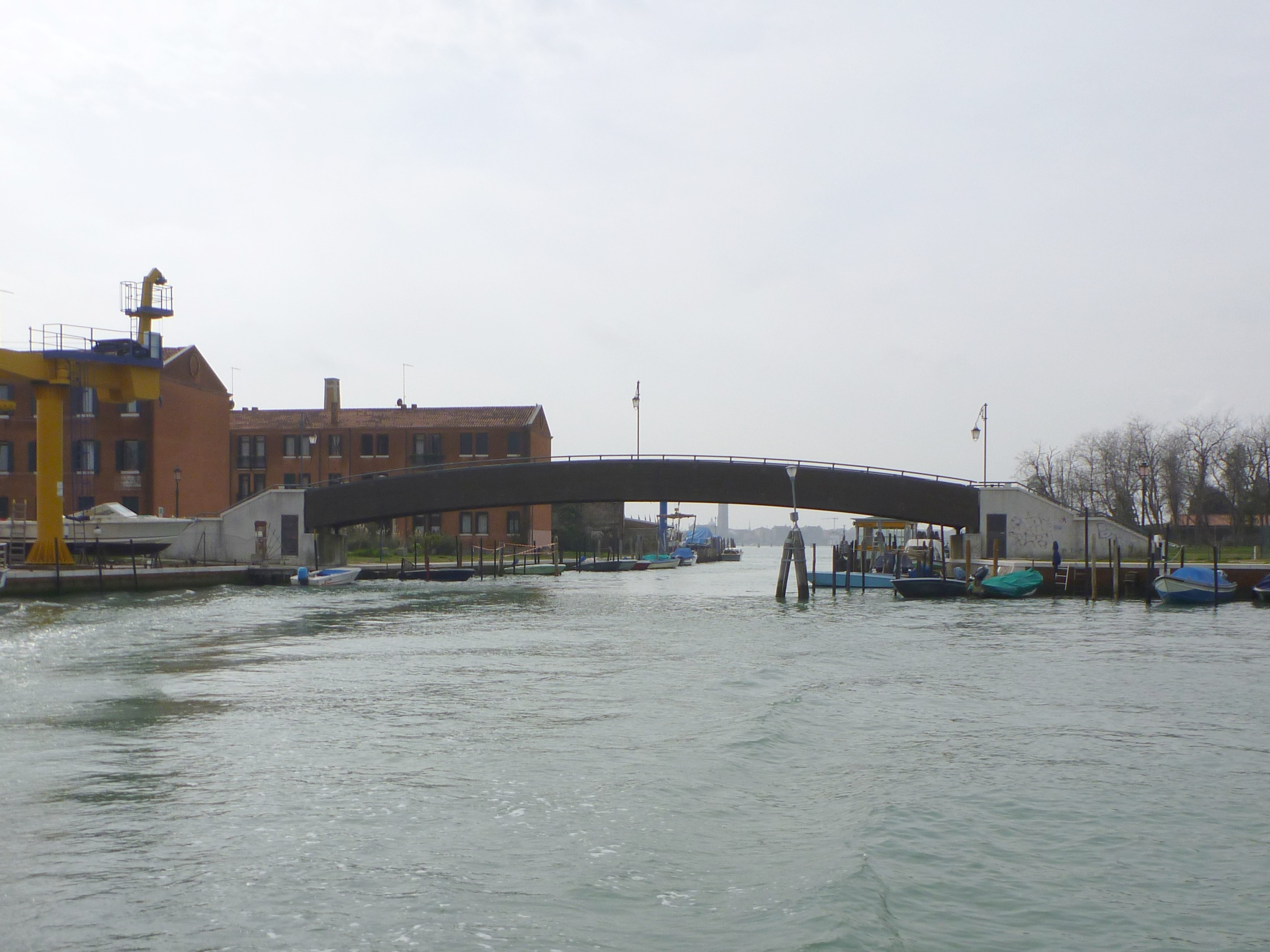
Ponte Serenella, canale Serenella

## Ponts deBurano

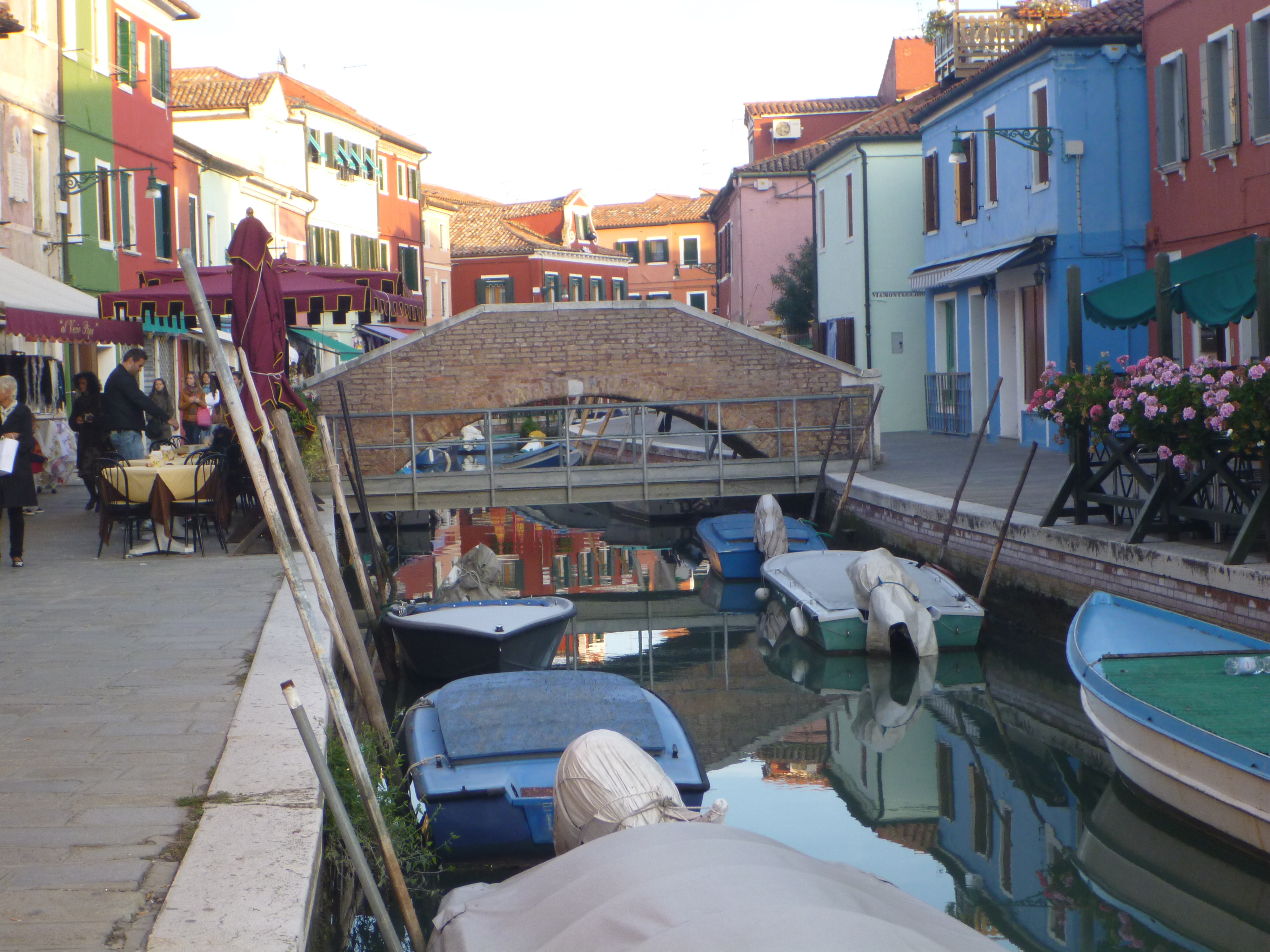
Ponte Assassini rio Assassini
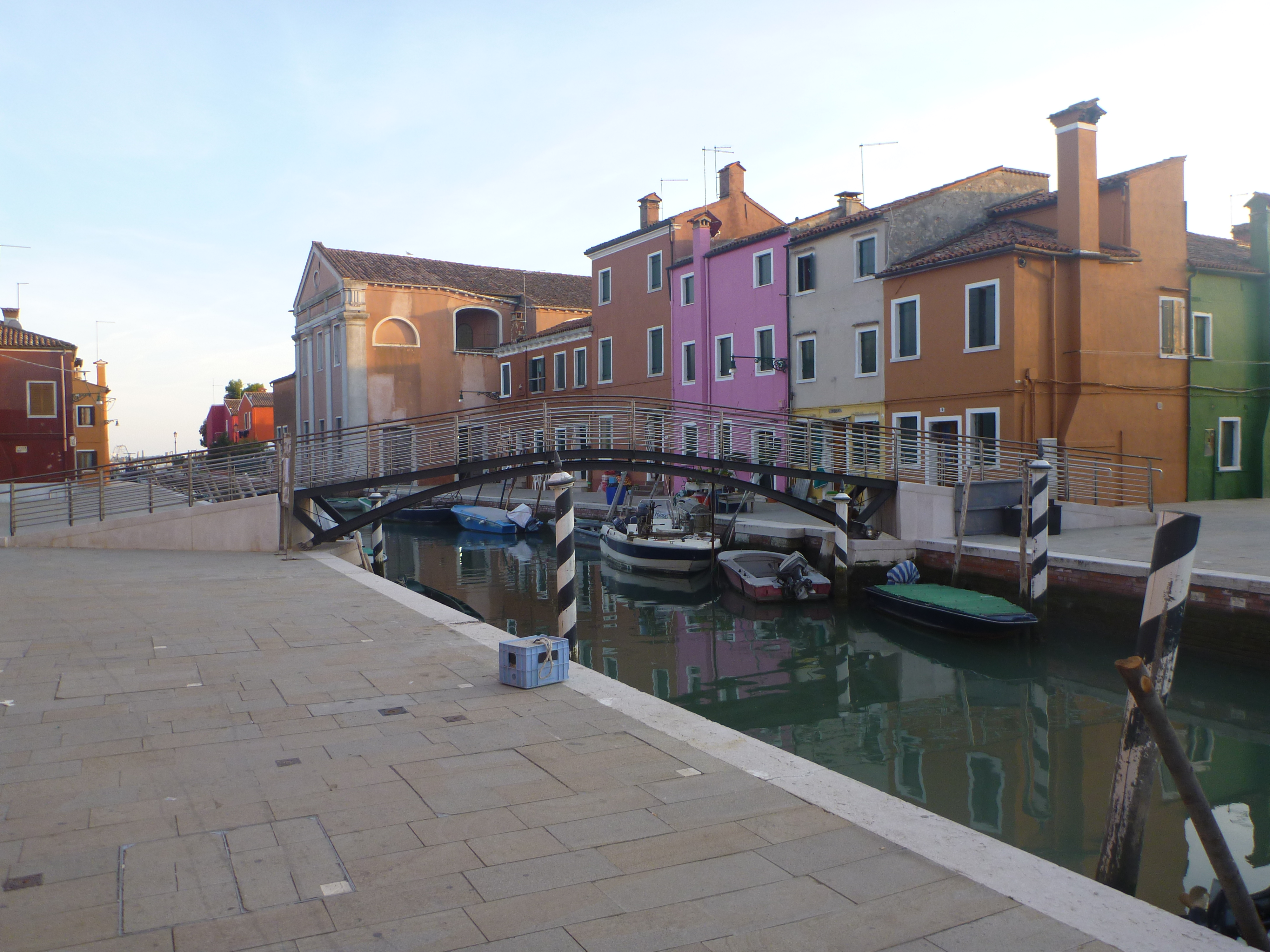
Ponte Capuccine rio Giudecca (Zueca)
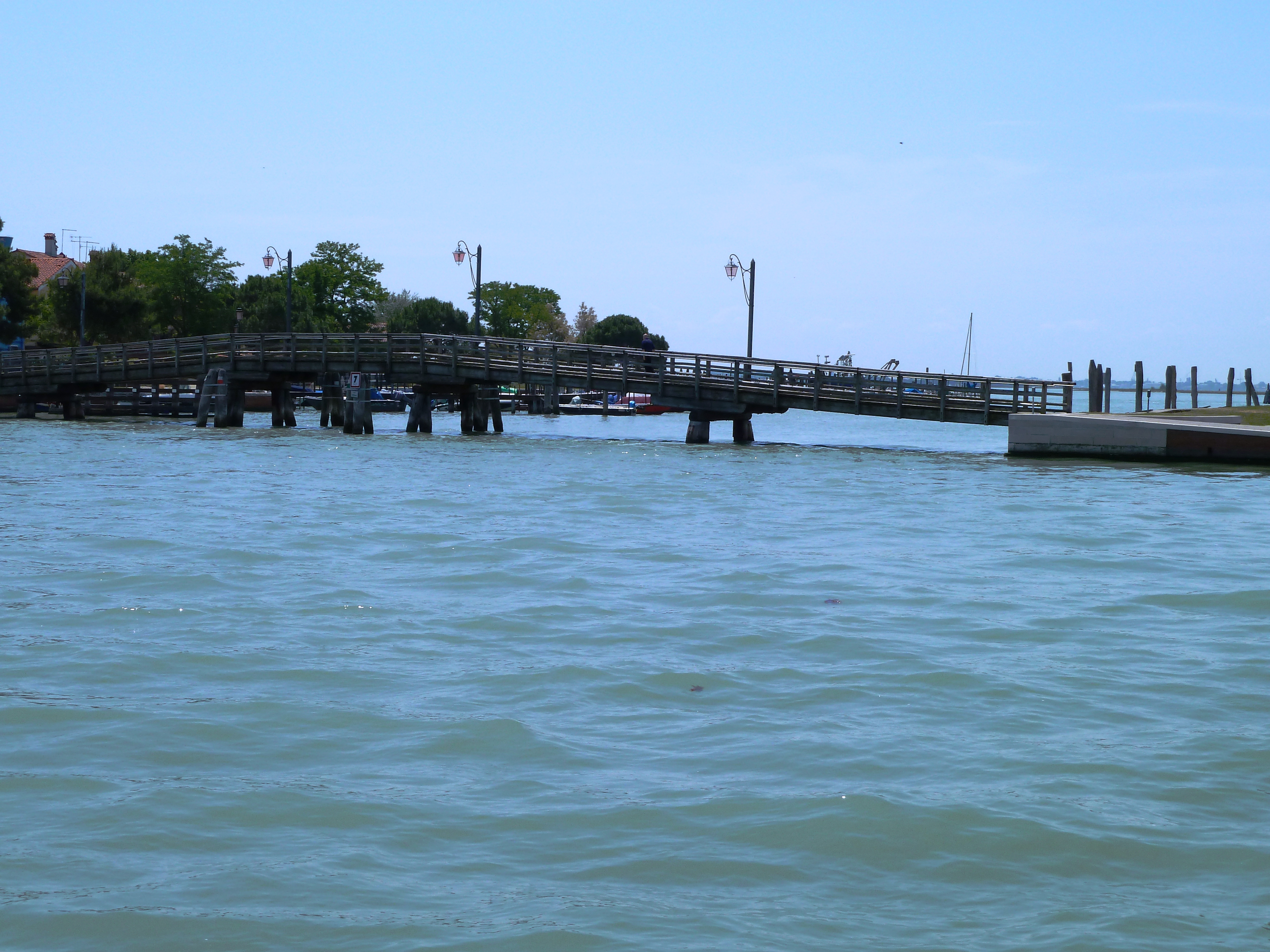
Ponte Longo (vers Mazzorbo) rio San Giuseppe
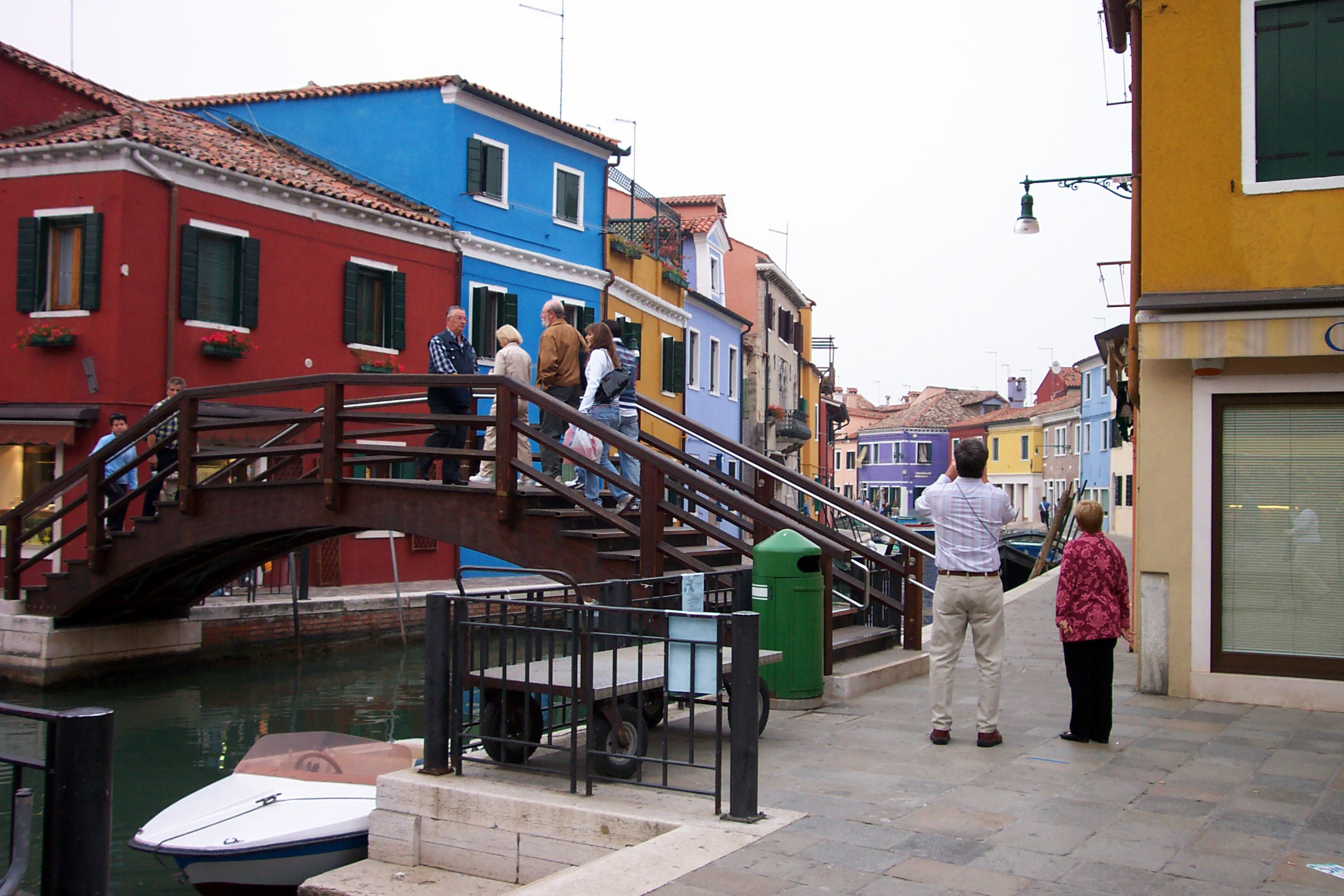
Ponte San Mauro rio Assassini et Rio Pontinello

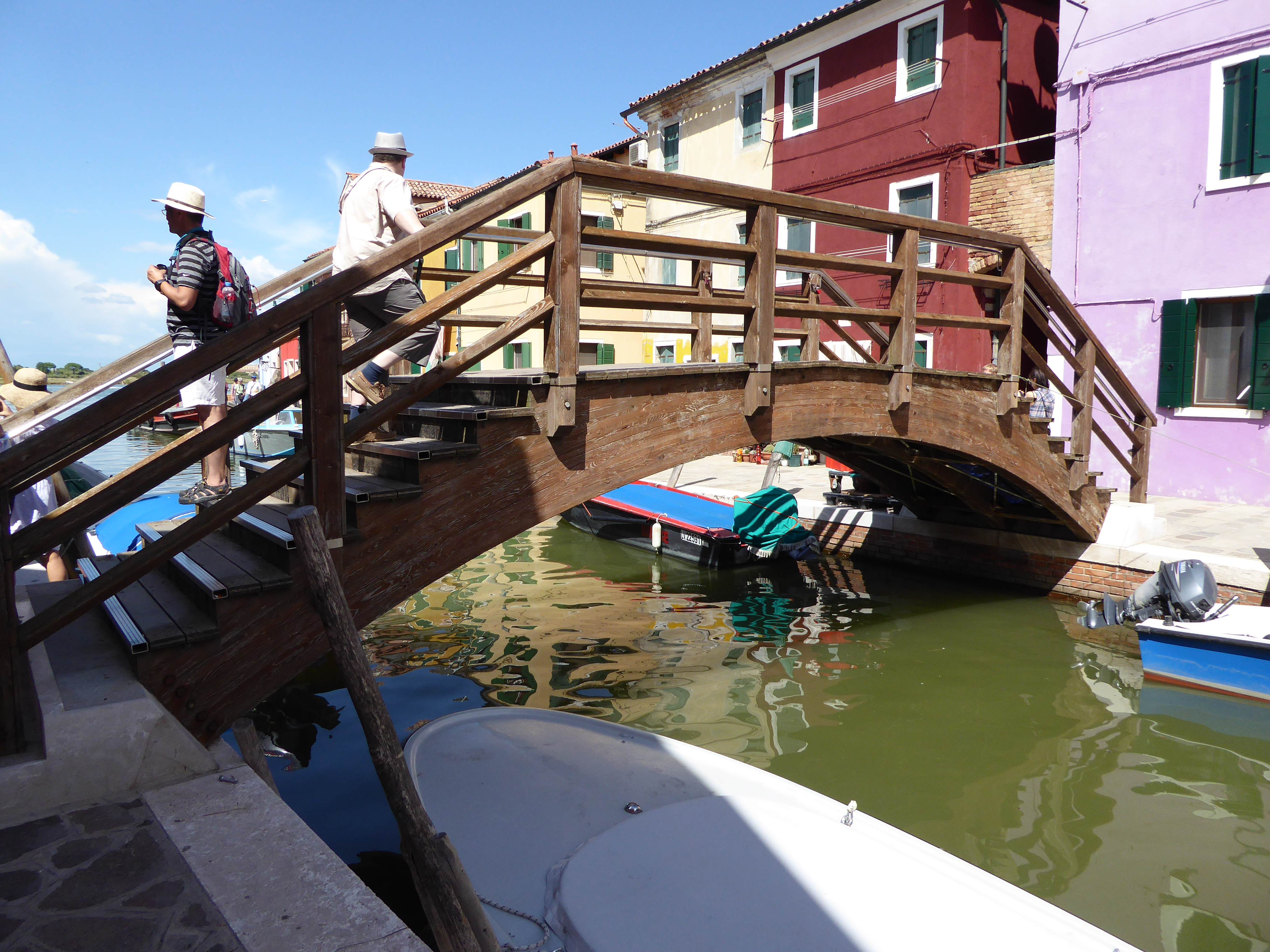
Ponte Pontinello rio Pontinello
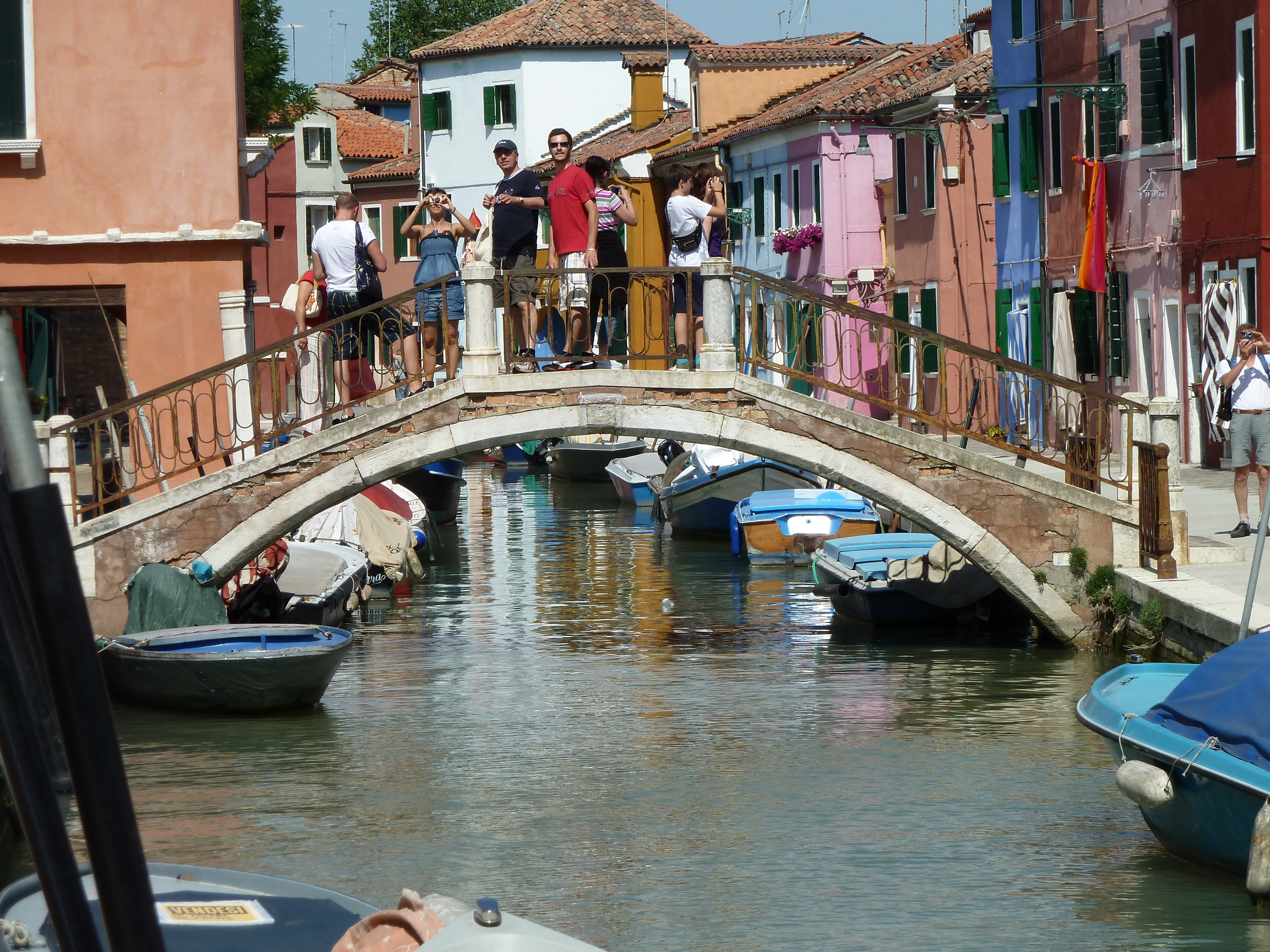
Ponte Santi rio Terranova et rio Mandracchio
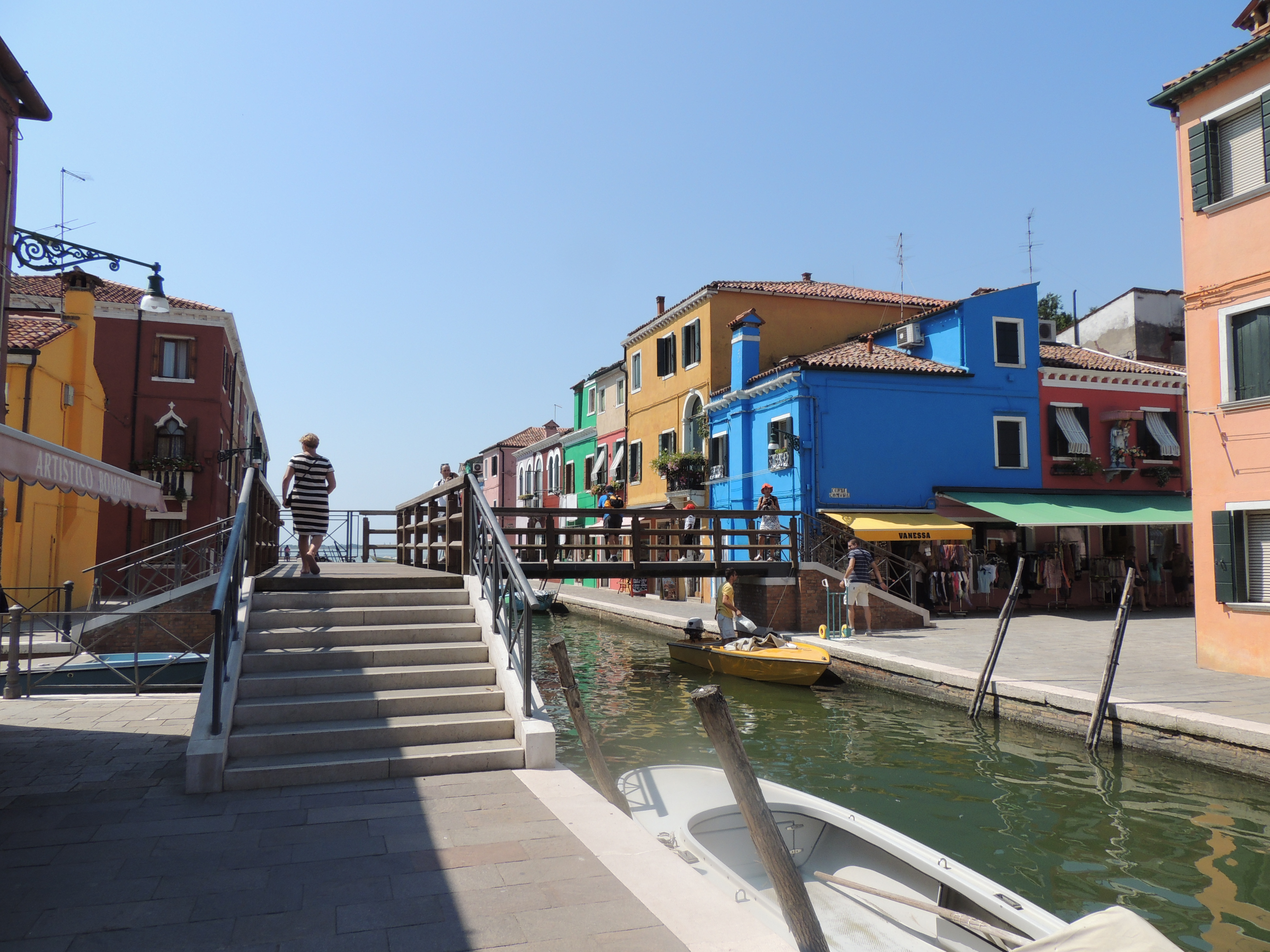
Ponte Tre Ponti rio San Mauro
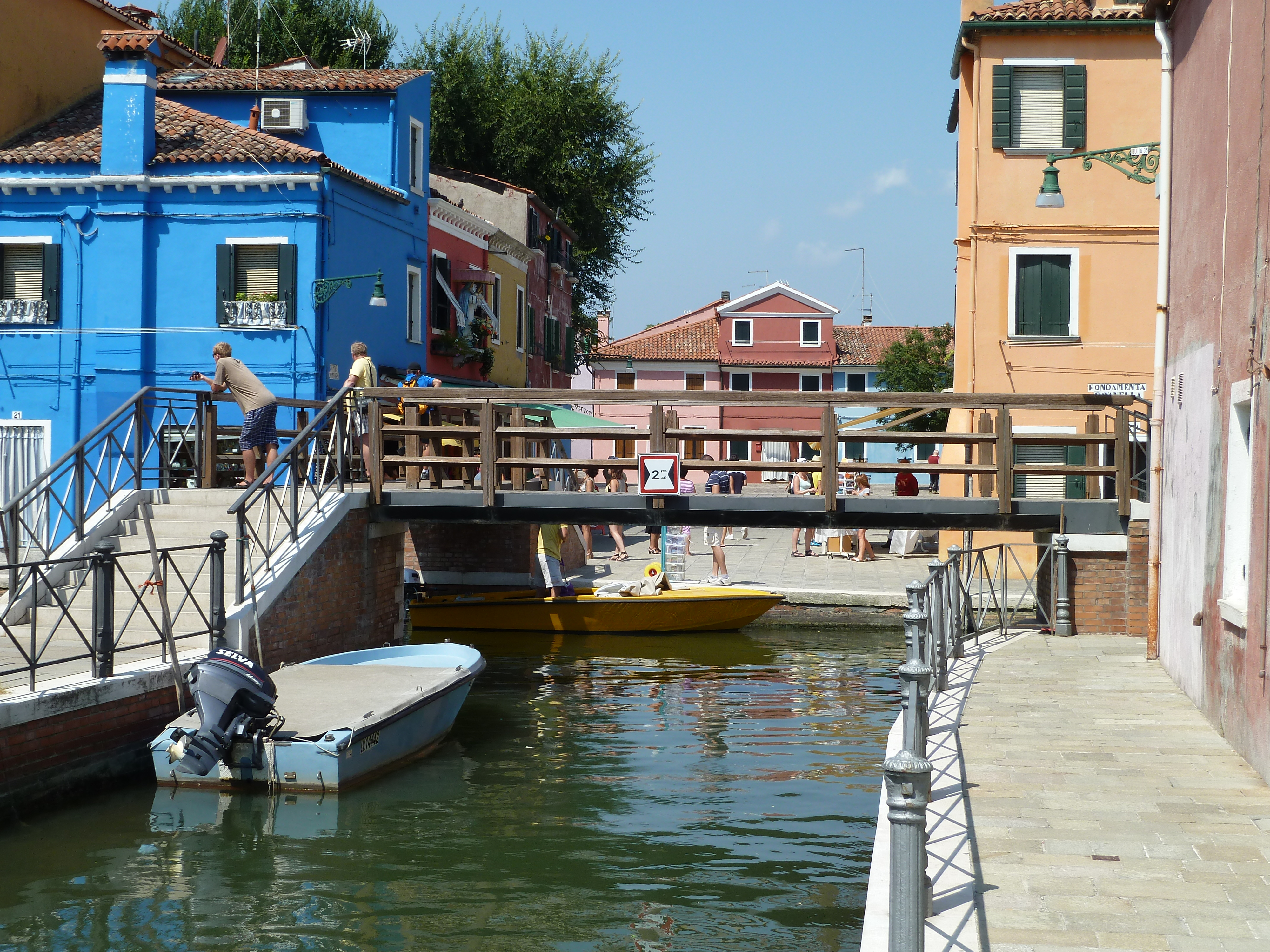
Ponte Tre Ponti rio Giudecca (Zuecca)
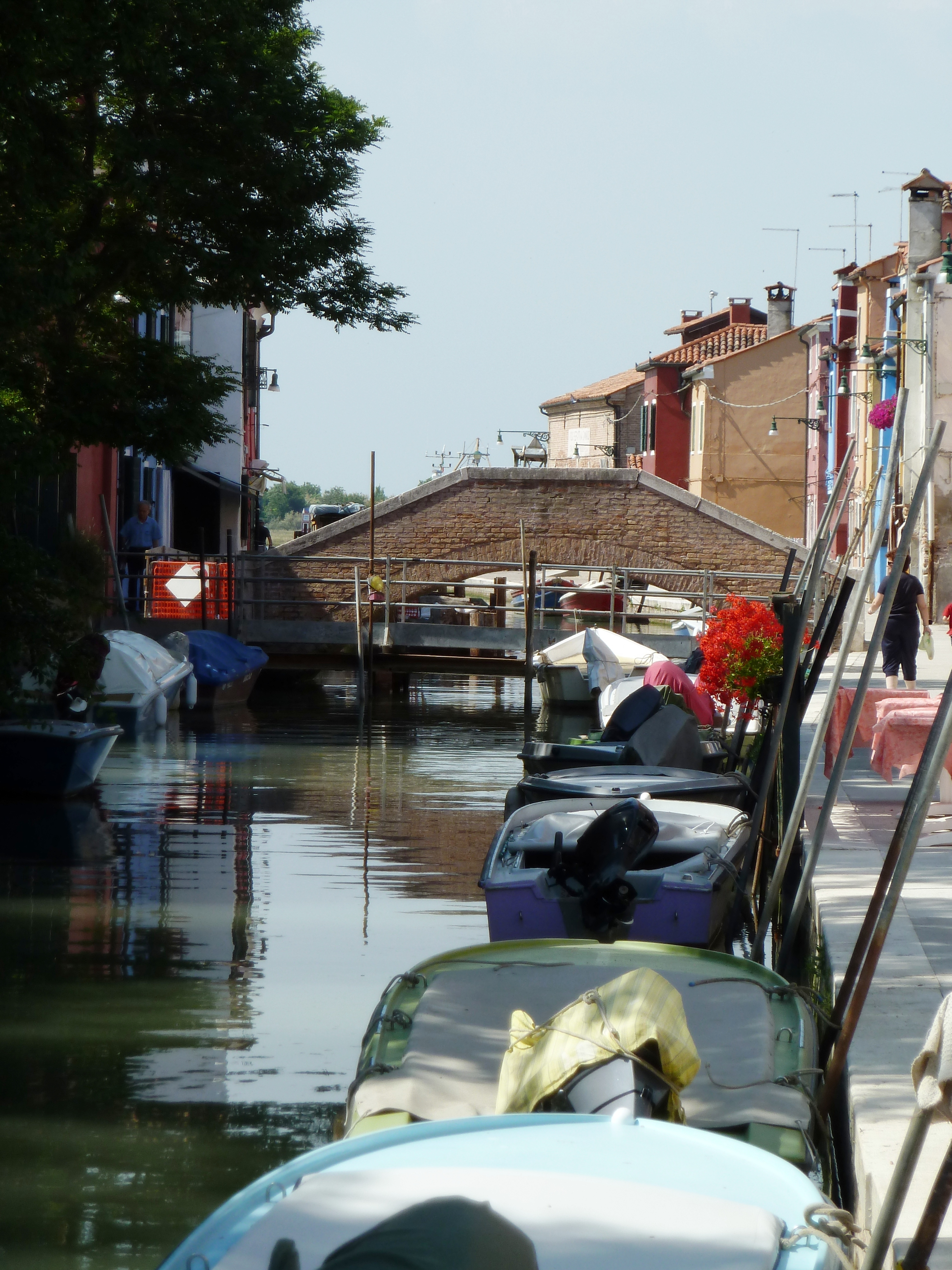
Ponte della Vigna rio Terranova

## Ponts deTorcello

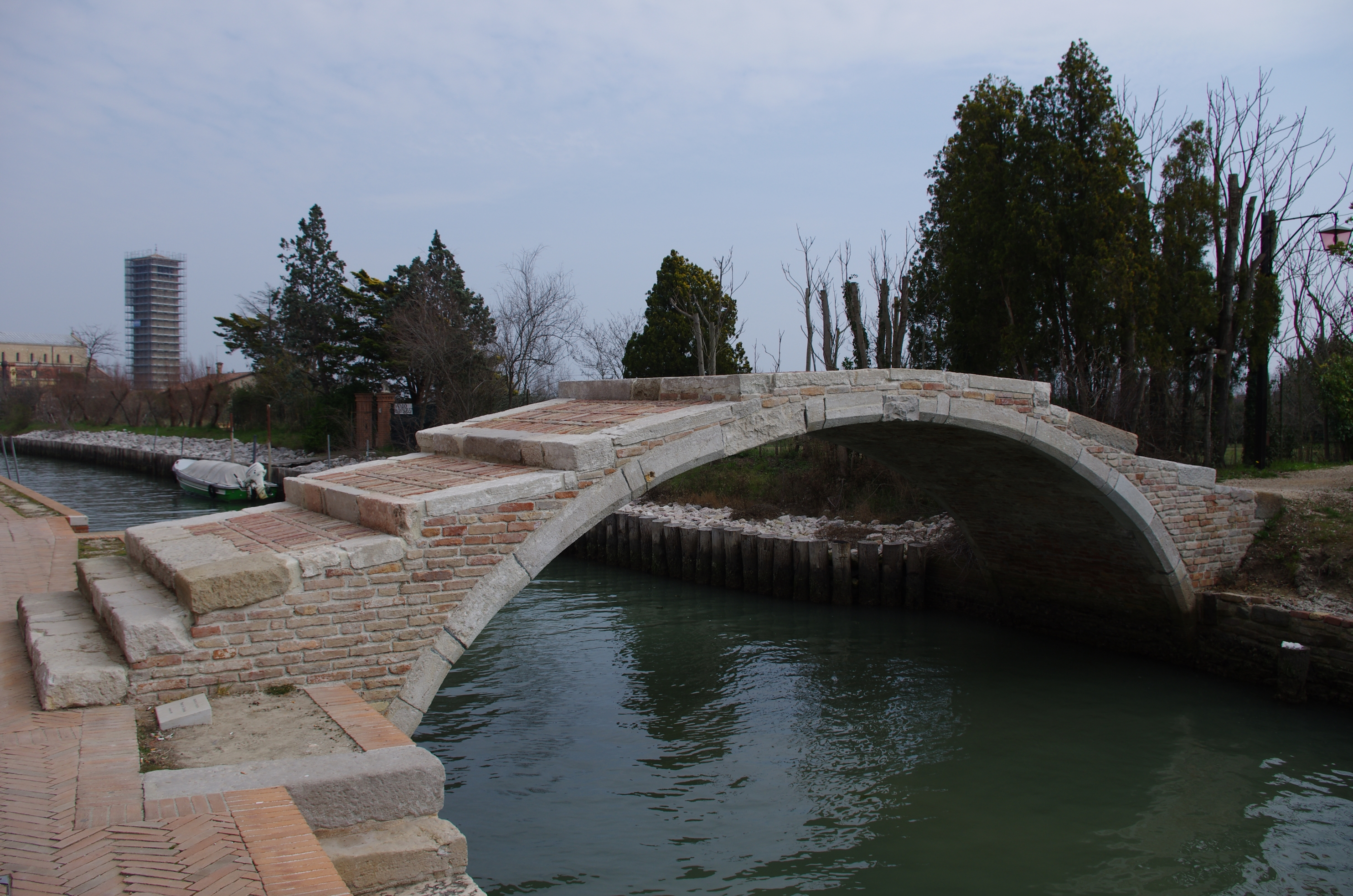
Pont du Diable (sans parapets)
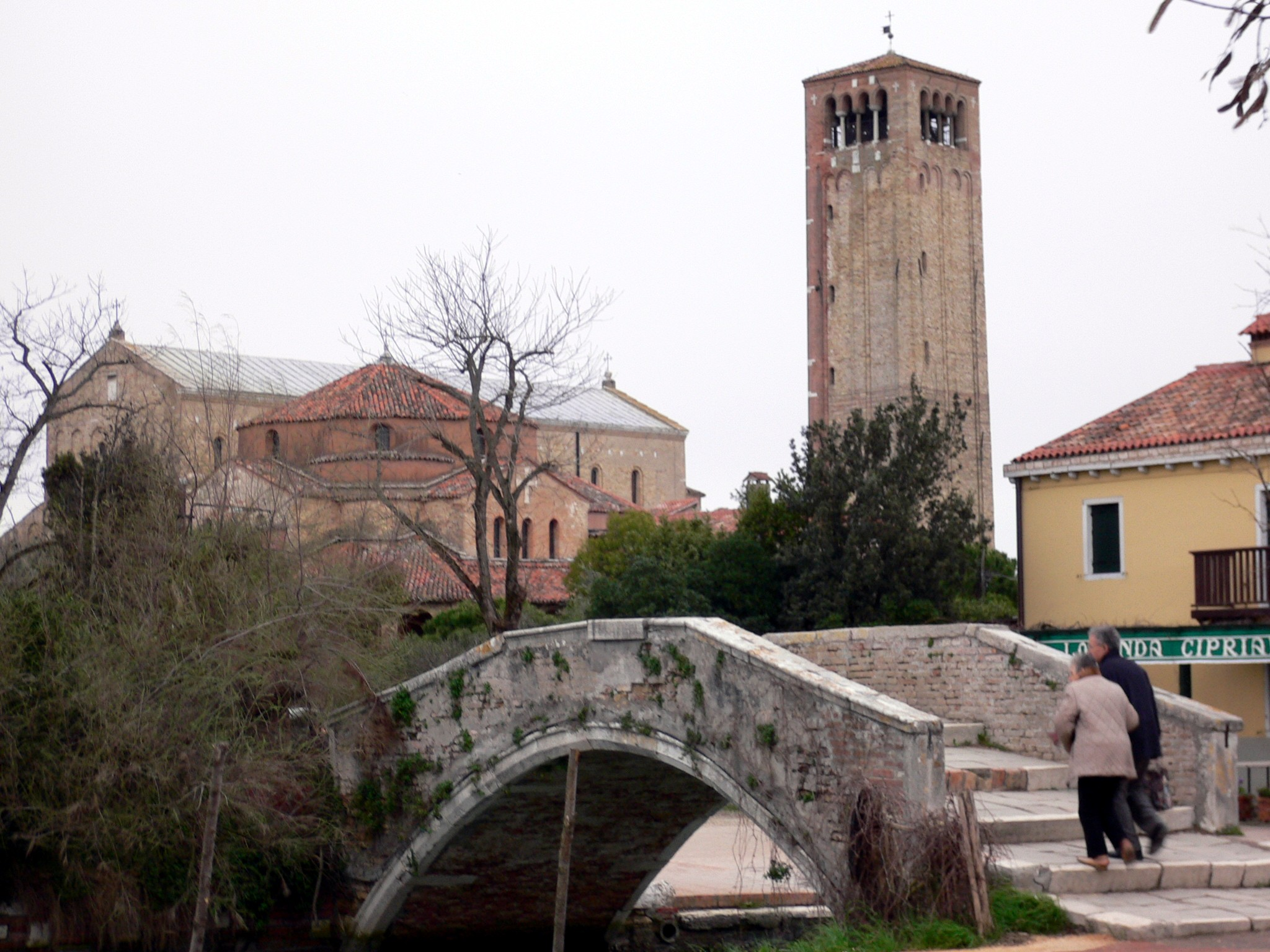
Pont Santa-Maria

## Ponts duLido de Venise

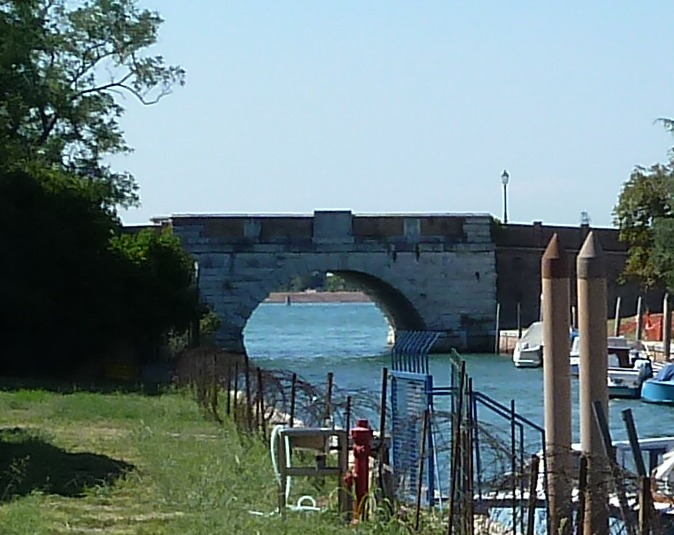
Pont de San Nicolò au rio de l'aérodrome Nicelli
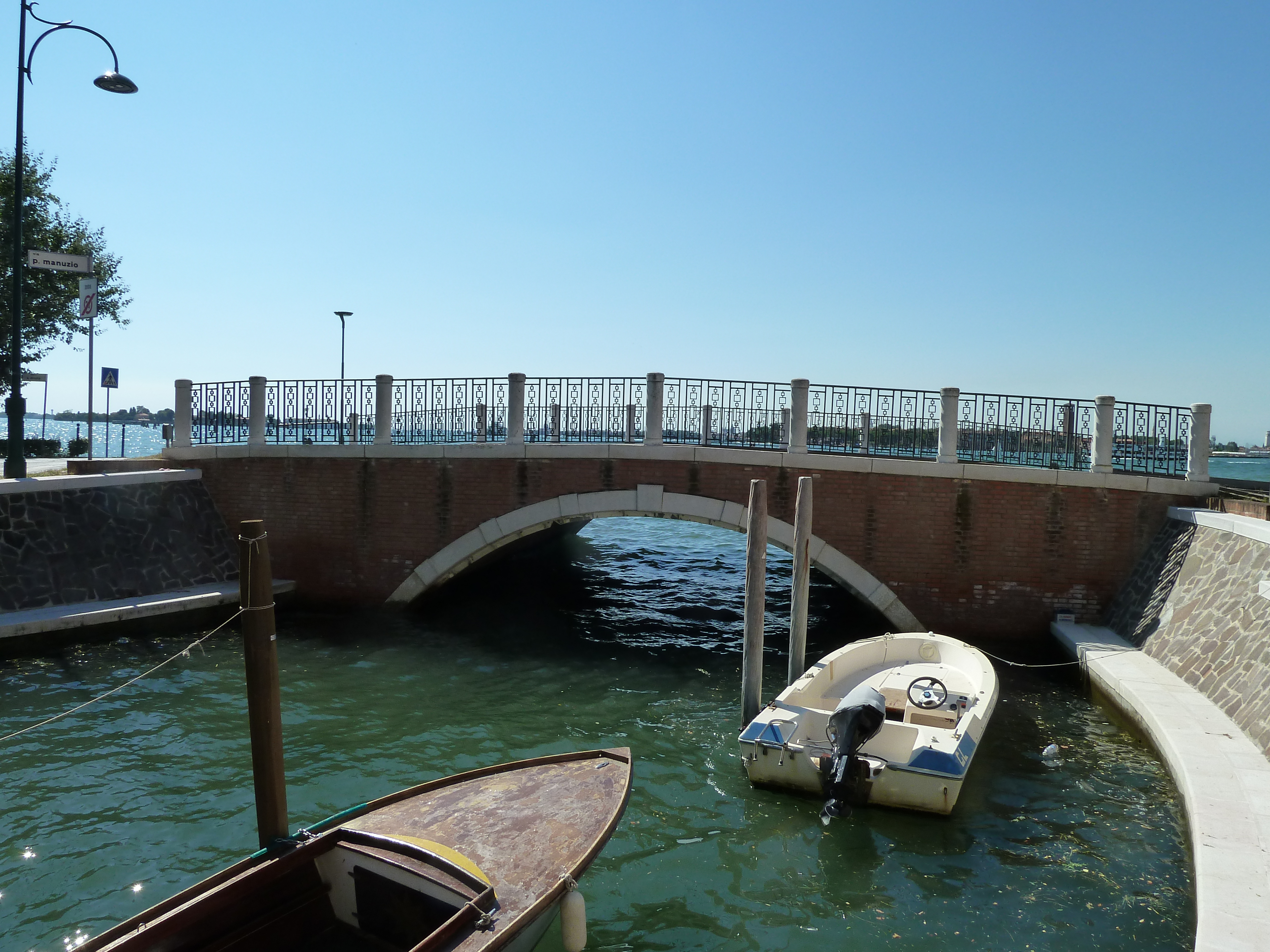
Pont au rio longeant les viale Manuzio
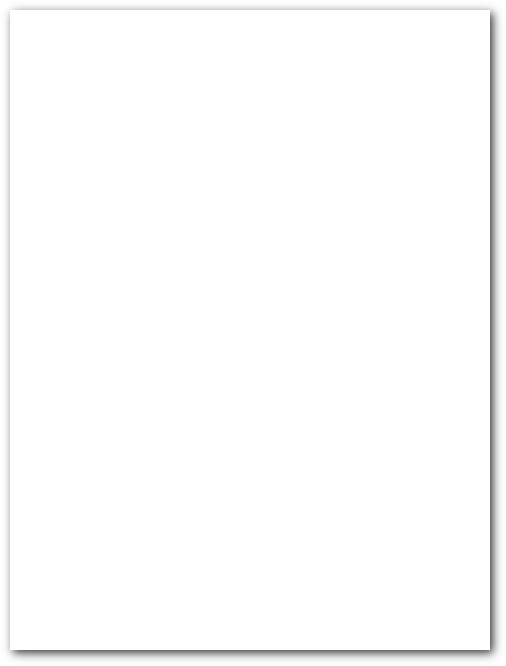
Pont via Francesco Duodo
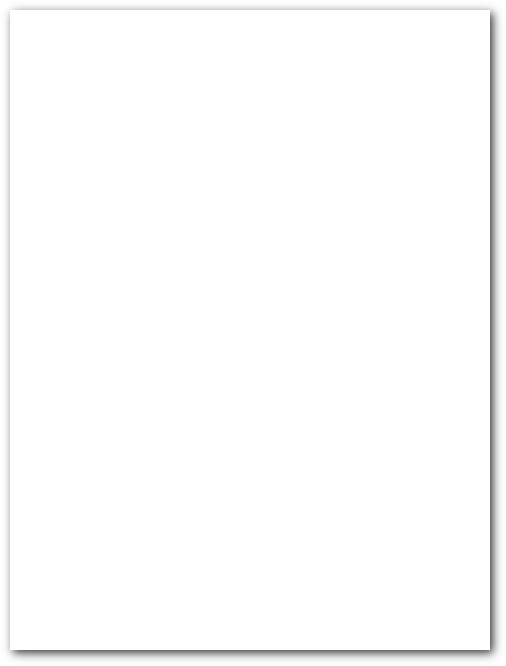
Pont entre viale Foscarini et Fra Mauro
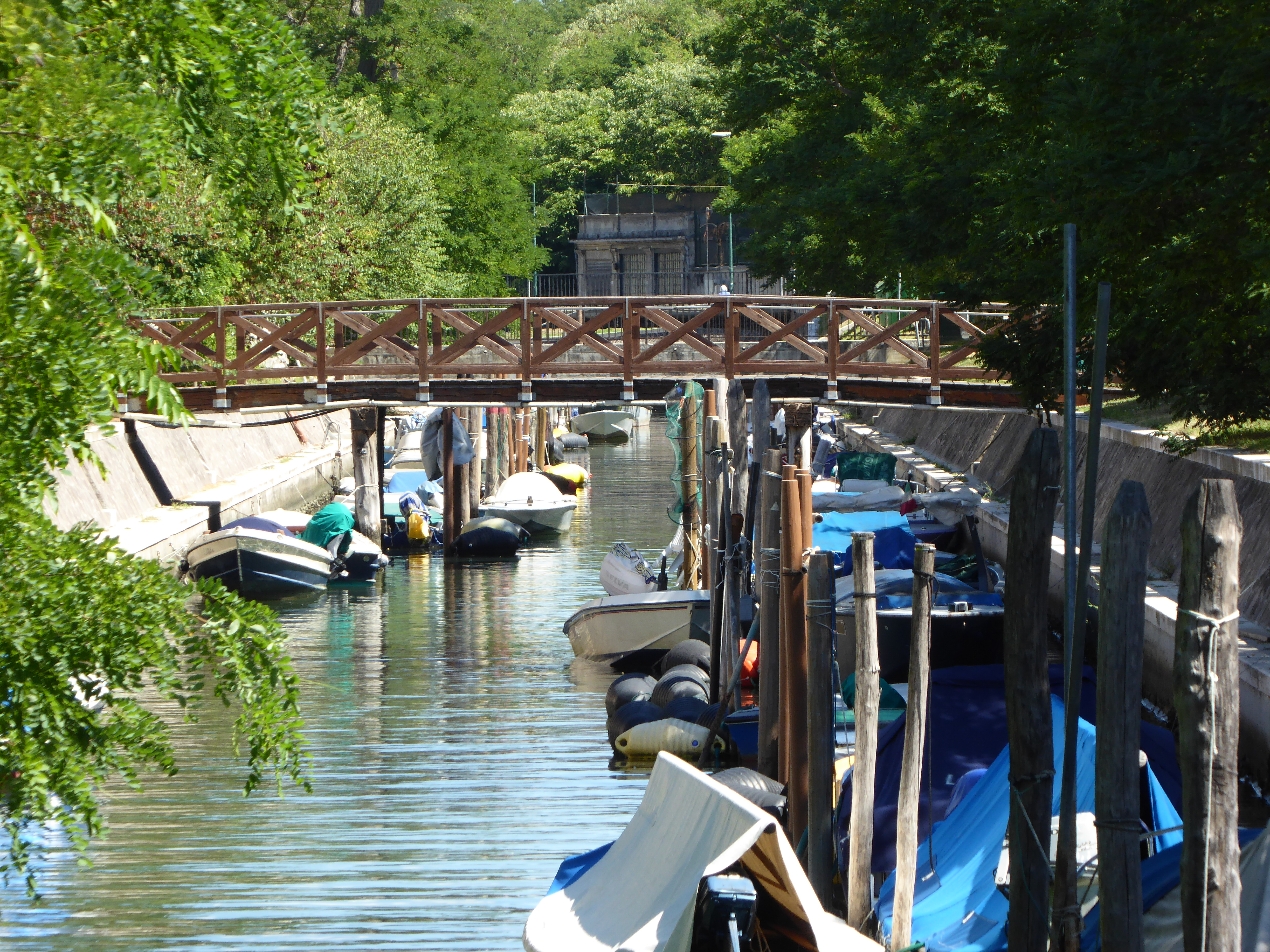
Pont piéton entre viale Caboto et Orseolo
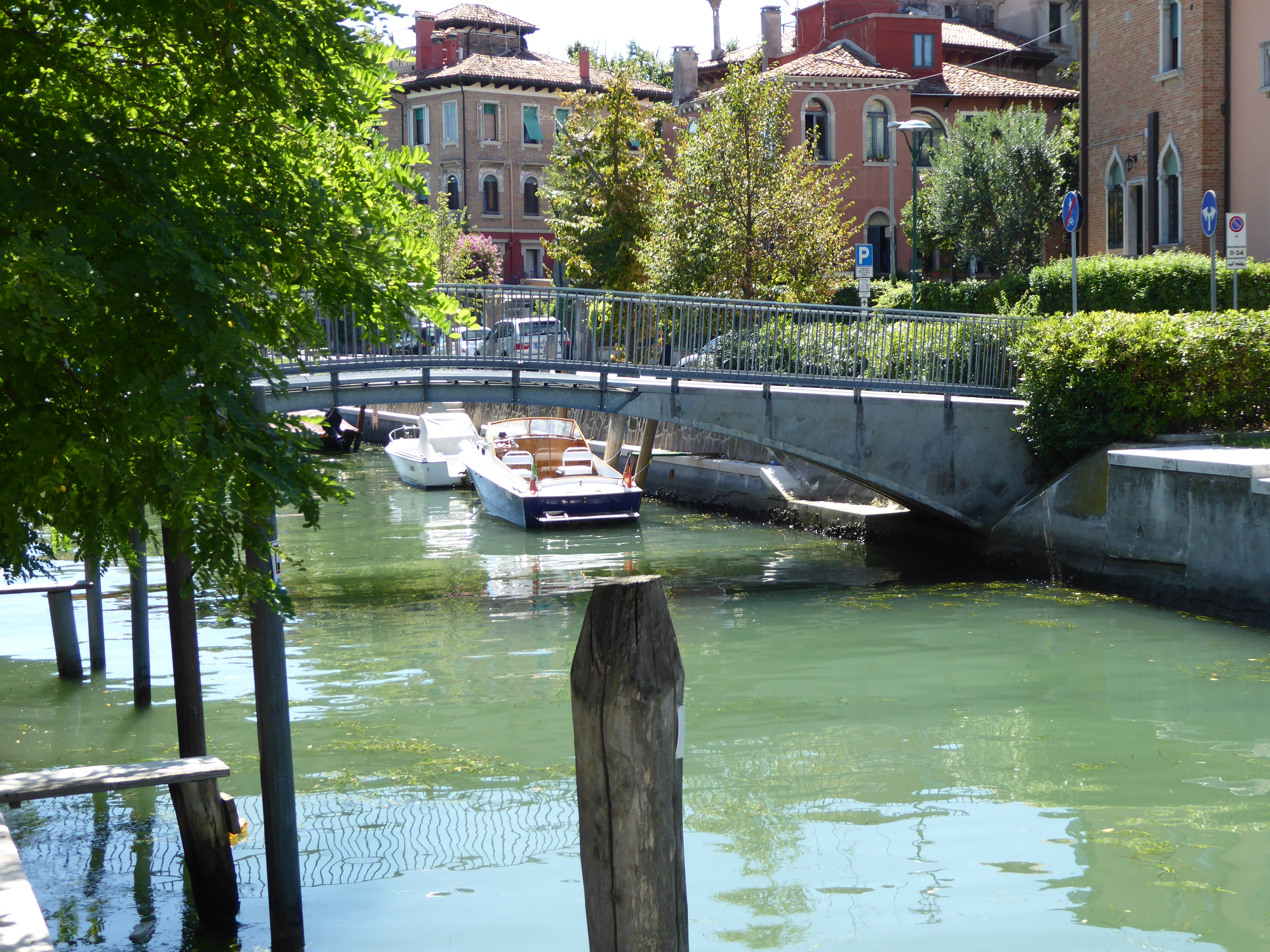
Pont piéton entre viale Smirne et Negroponte
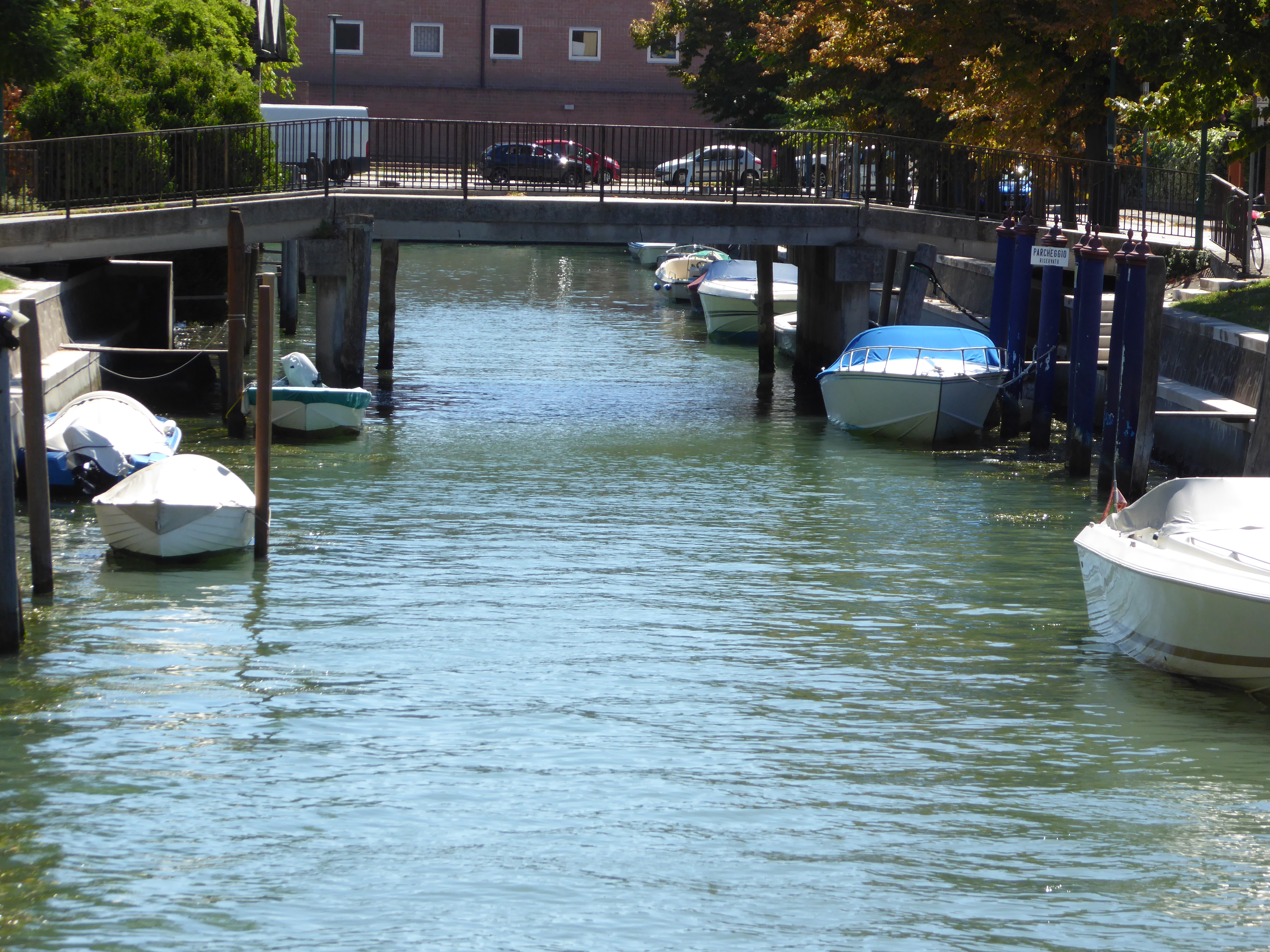
Pont entre viale Zara et Aquilée
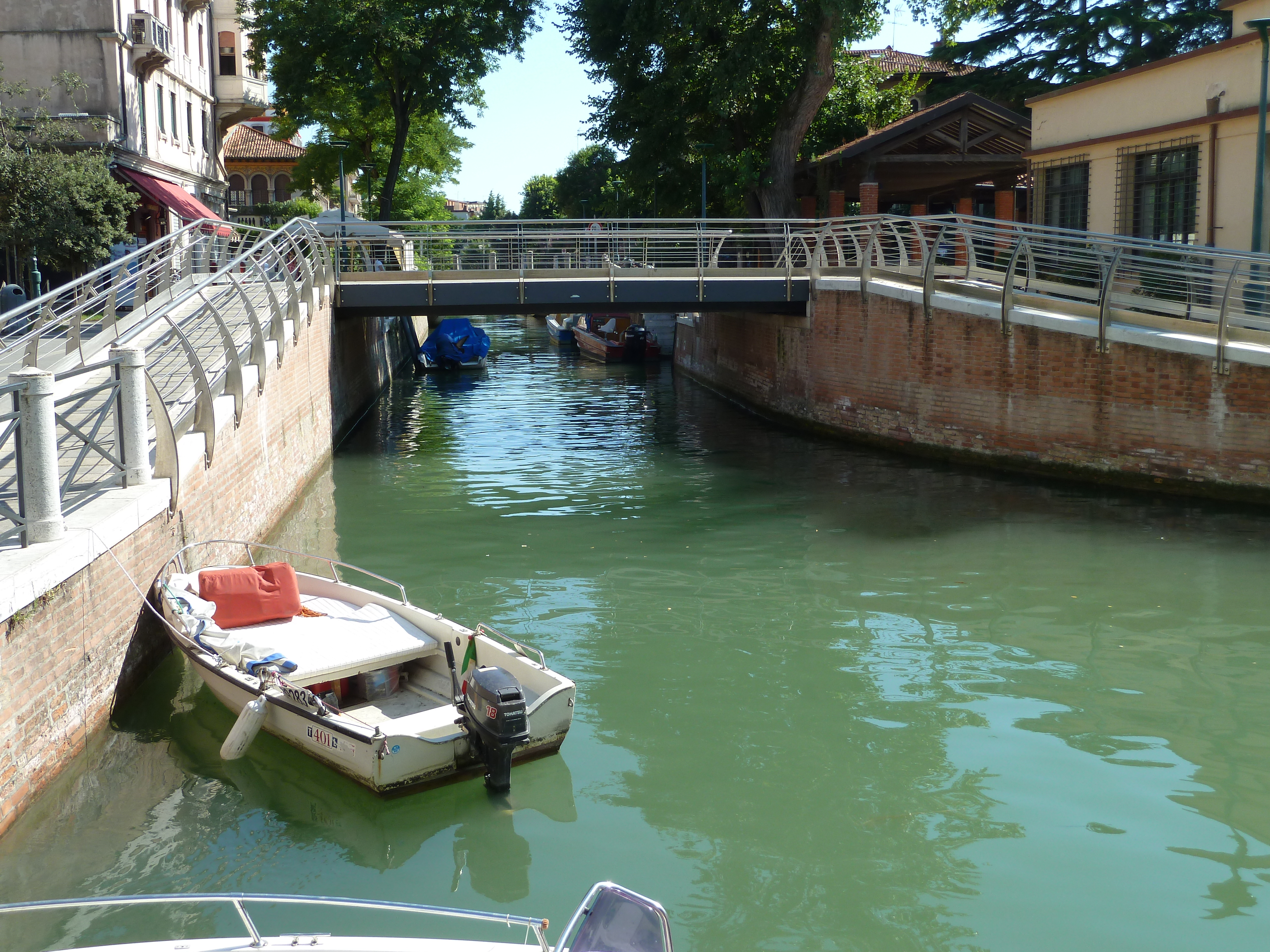
Pont piéton entre viale Lepanto et Pisani
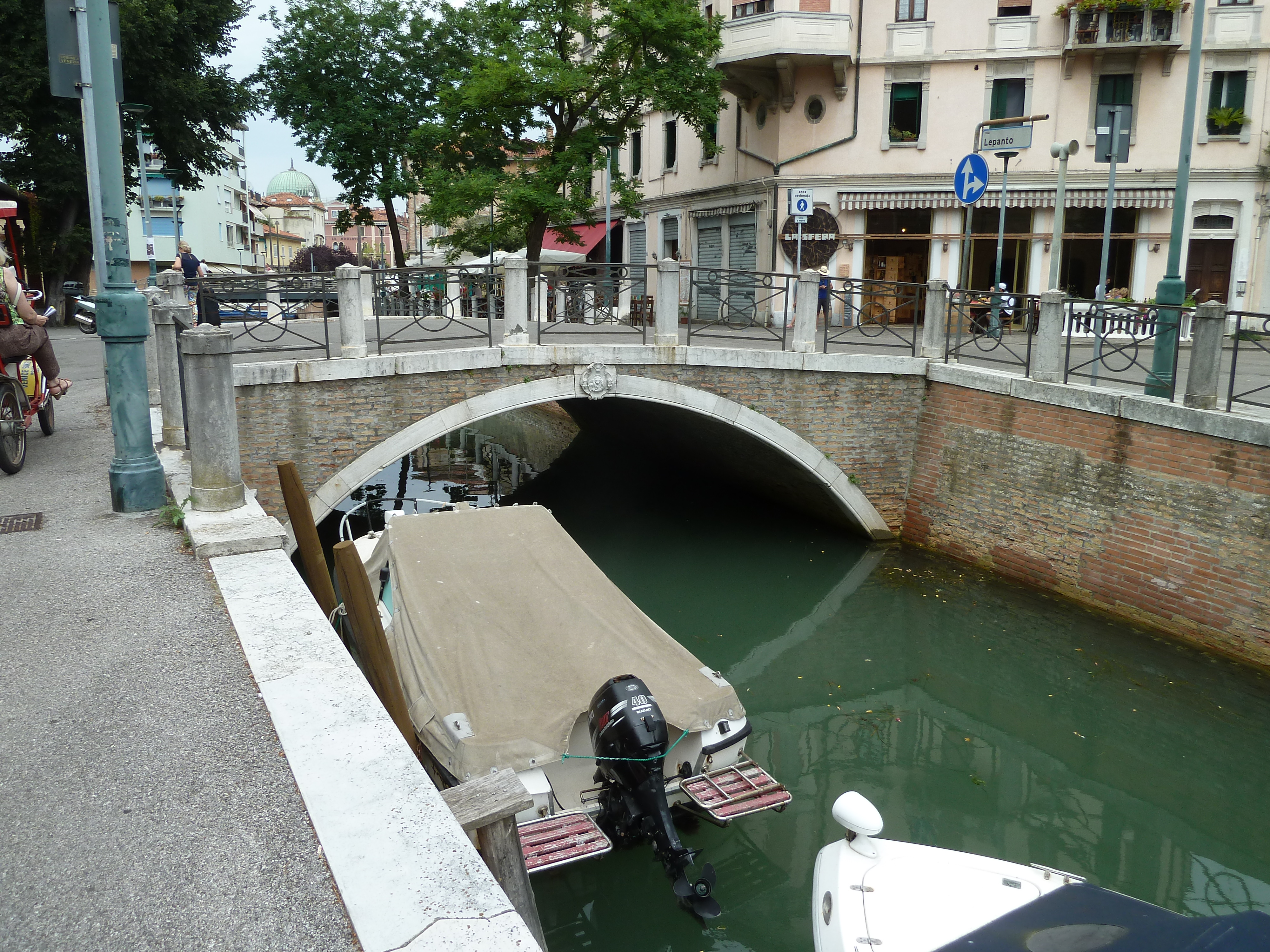
Pont via Dandolo
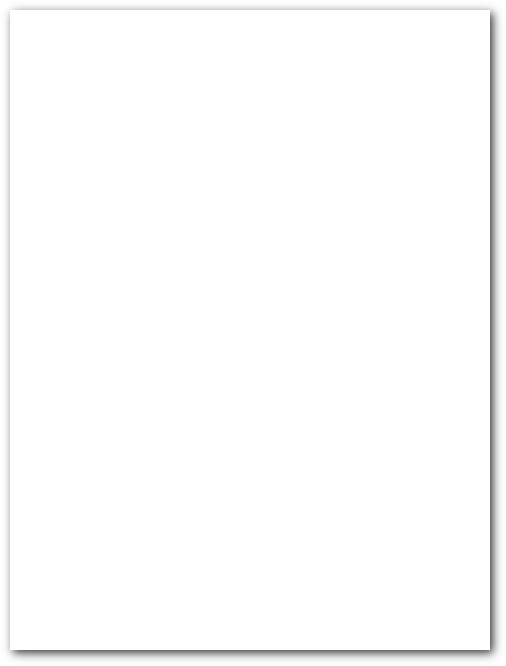
Pont piéton via Biagio Zulian
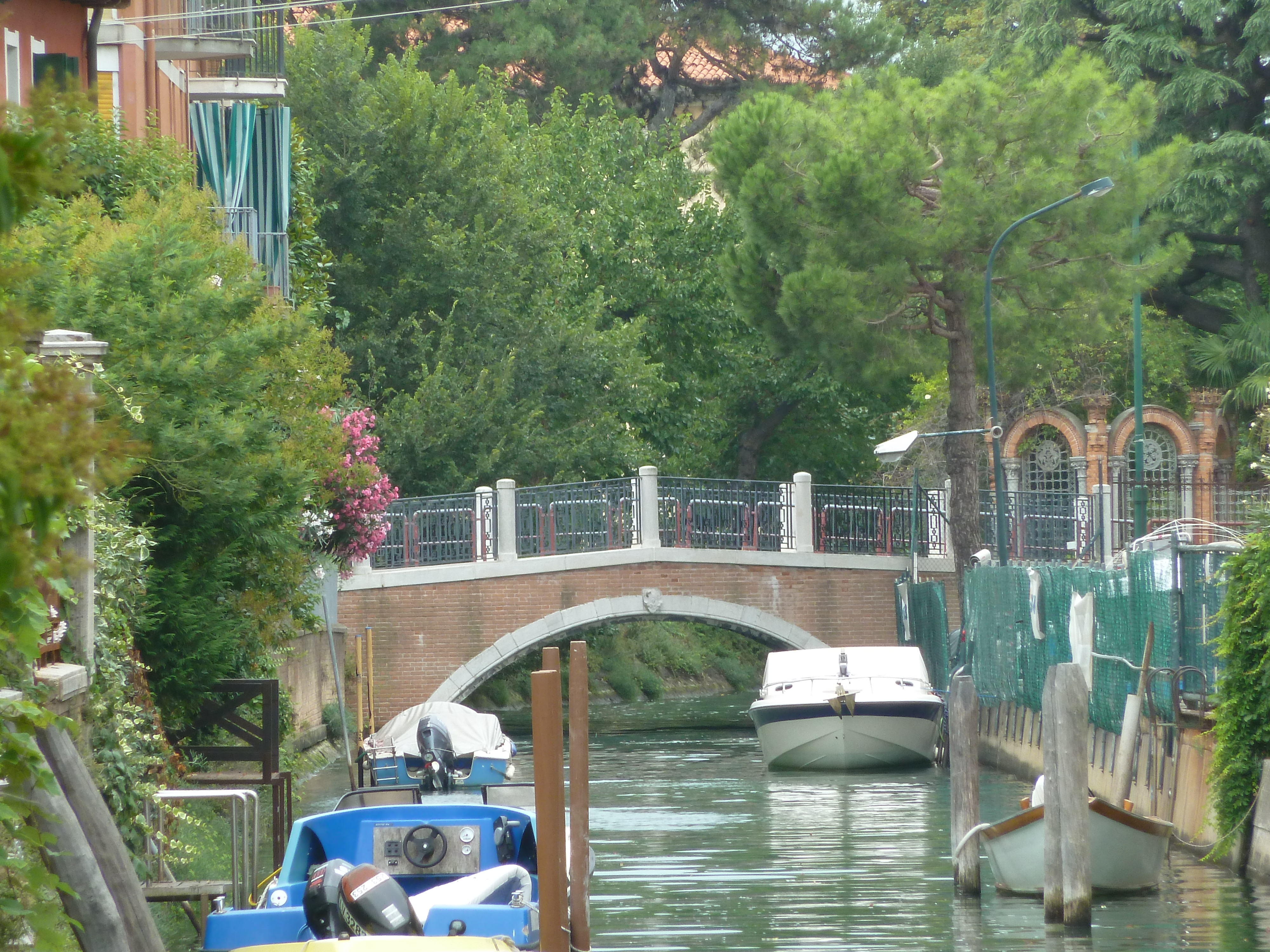
Pont sur le rio delle Scuole
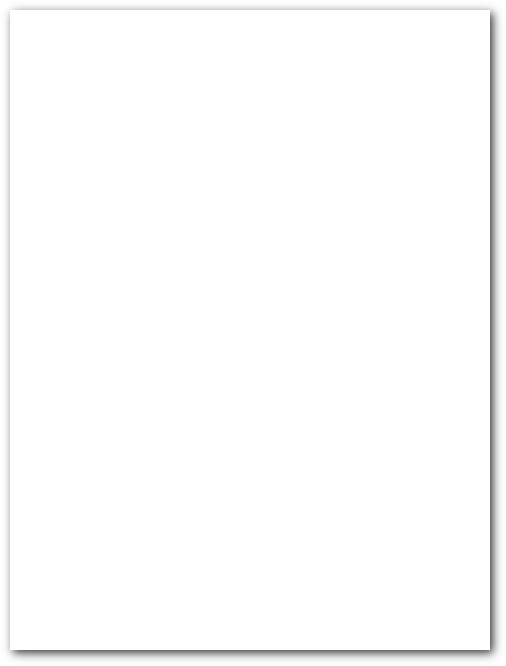
Pont via Marcantonio Bragadin
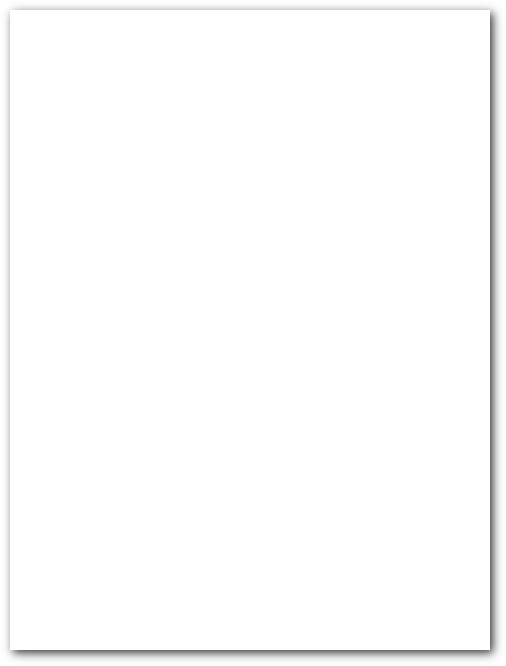
Pont via Antonio da Canal
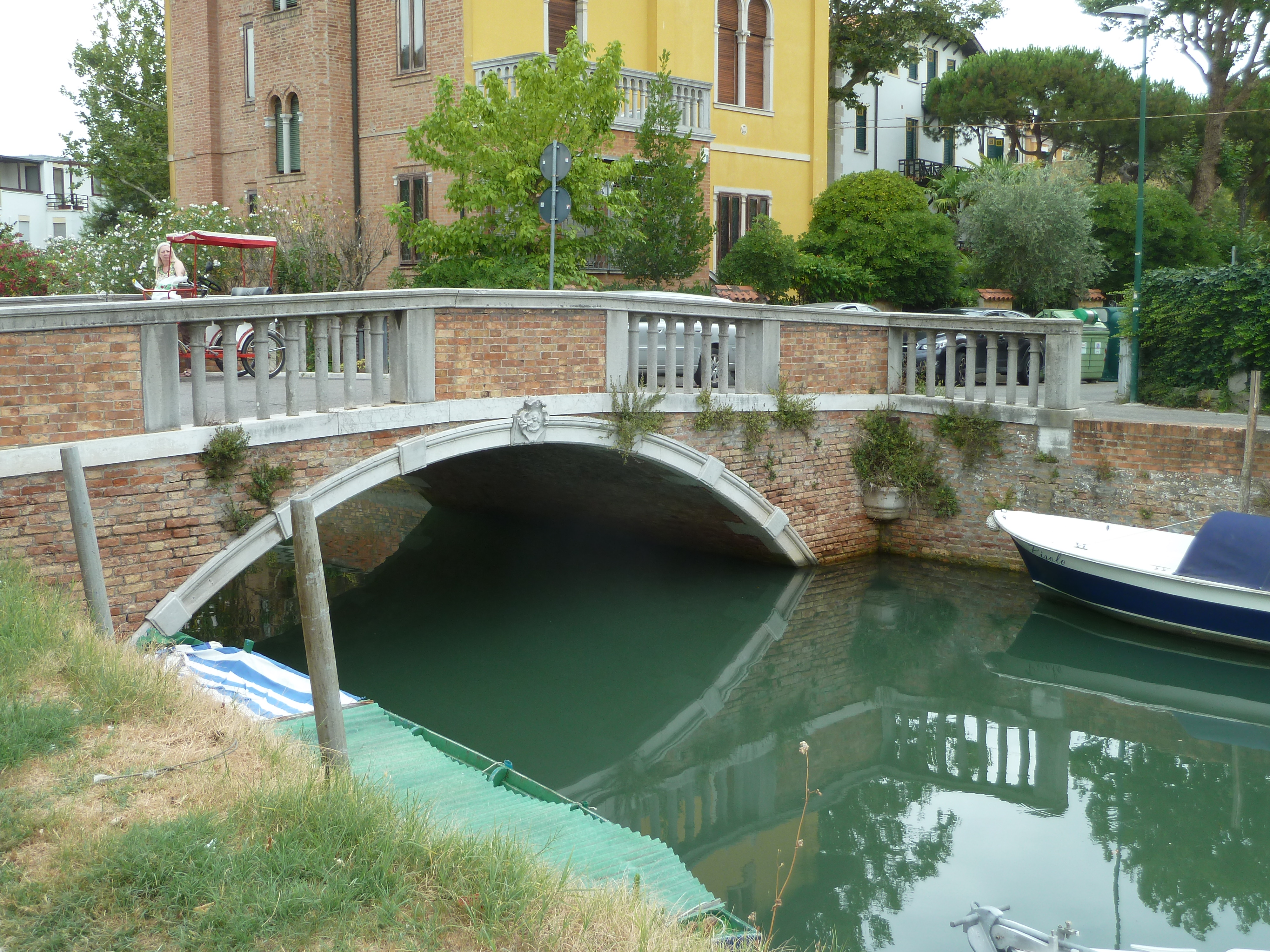
Pont via Lorenzo Marcello
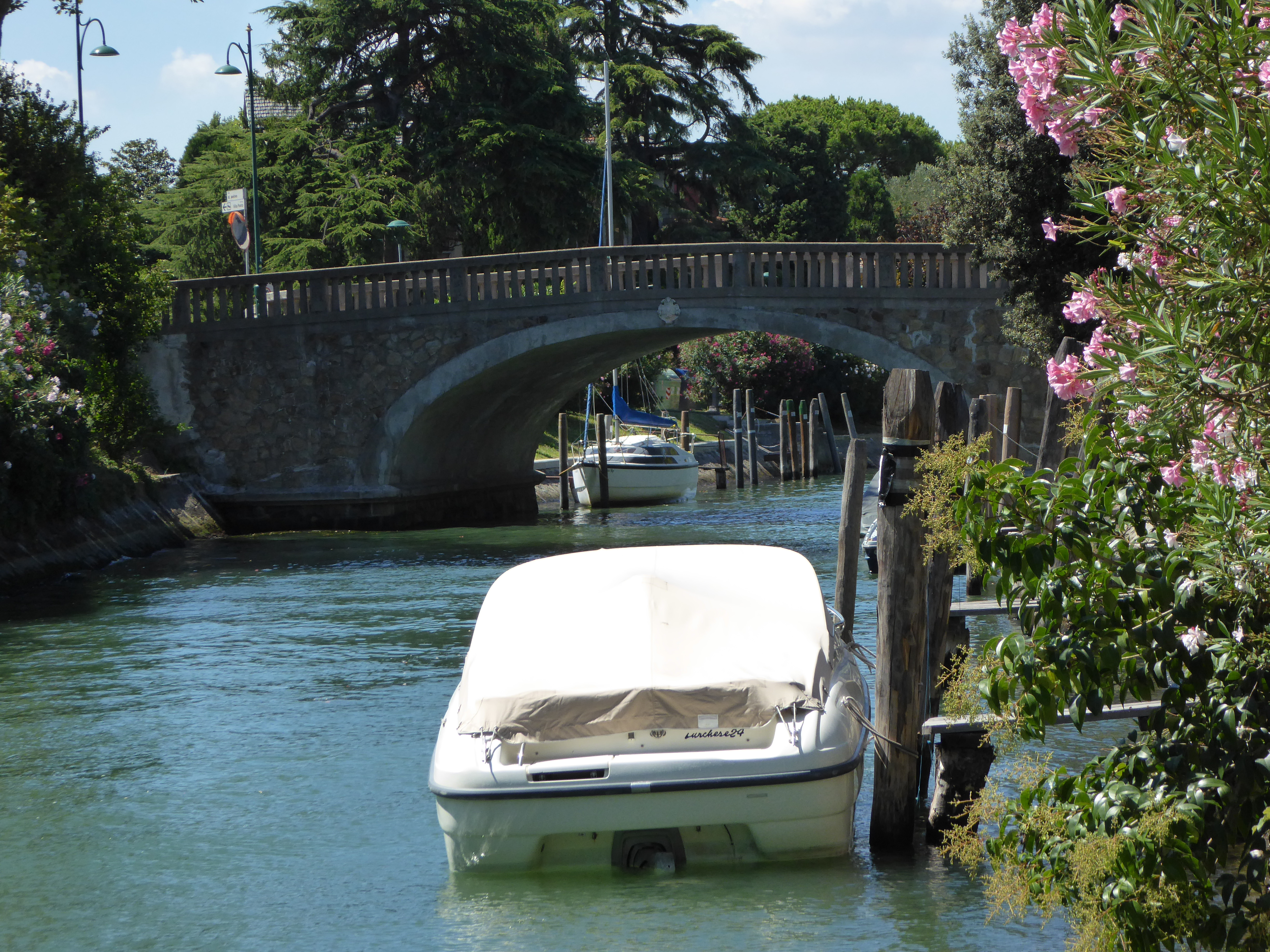
Pont sur le rio menant au Casino
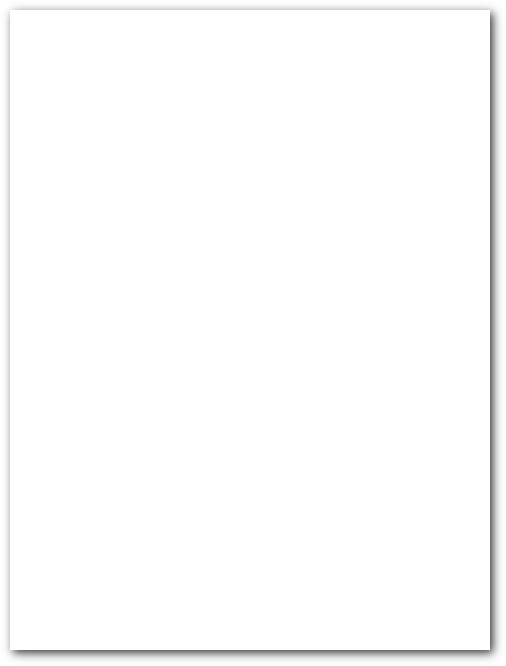
Pont via delle Quattro Fontane
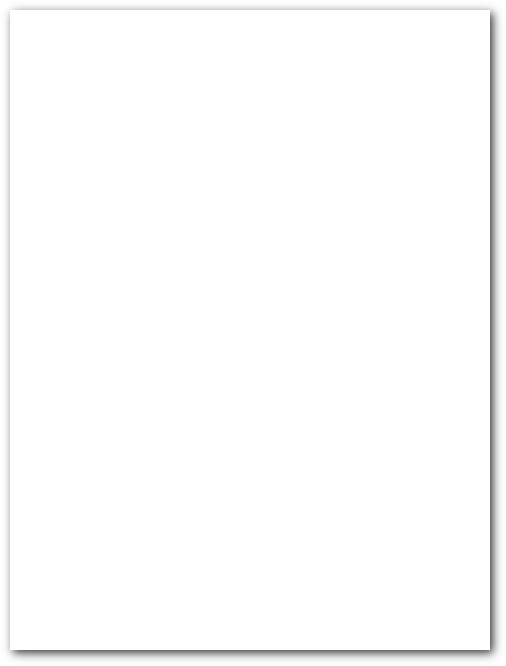
Pont via Candia
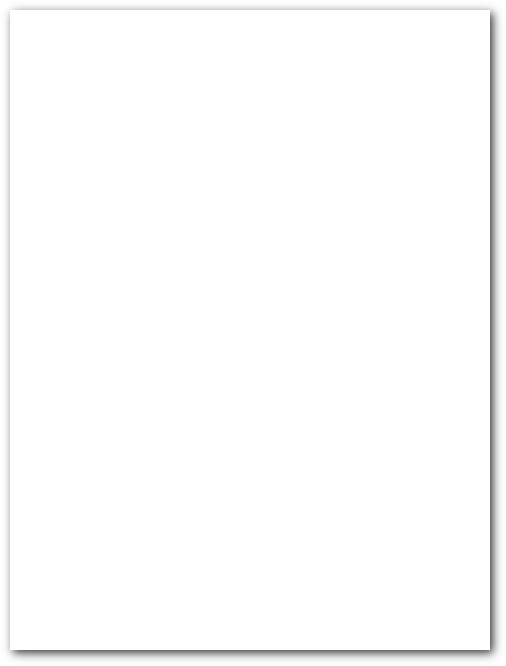
Pont via Francesco Morosini

## Sources
- Venise, Guide Vert, Michelin,  (ISBN 2-06-000035-1)
- Venezia, CartoGuides, éd. Lannoo
- Expert Venetie, Tim Jepson,  (ISBN 90-410-1786-0) (OCLC 66195199)
- Bridges of Venice, Walking Tours, James Broos, Lulu.com, 2008 - 150 p.,  (ISBN 978-0-6152-1958-5)
- Venezia *Ponte per *Ponte "--vita, morte e miracoli-- " dei 443 manufatti che attraversano i canali della città, Gianpietro Zucchetta, 1992, Stamperia di Venezia, Venise.
- site reprenant les ponts de Venise
- liste de ponts avec caractéristiques